# 軍服 (中華民国)

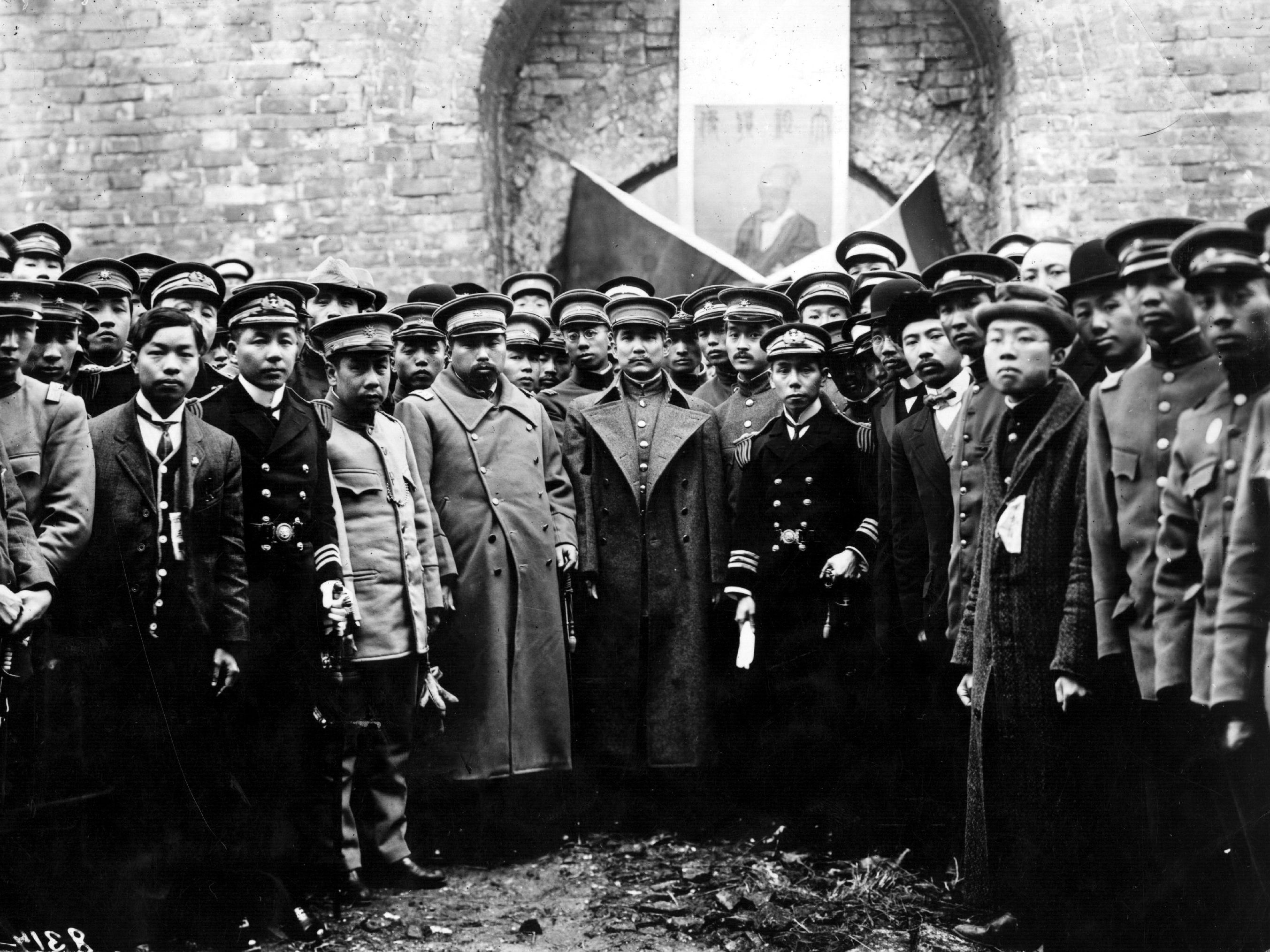
最初期の陸海軍軍官（1912年2月15日）

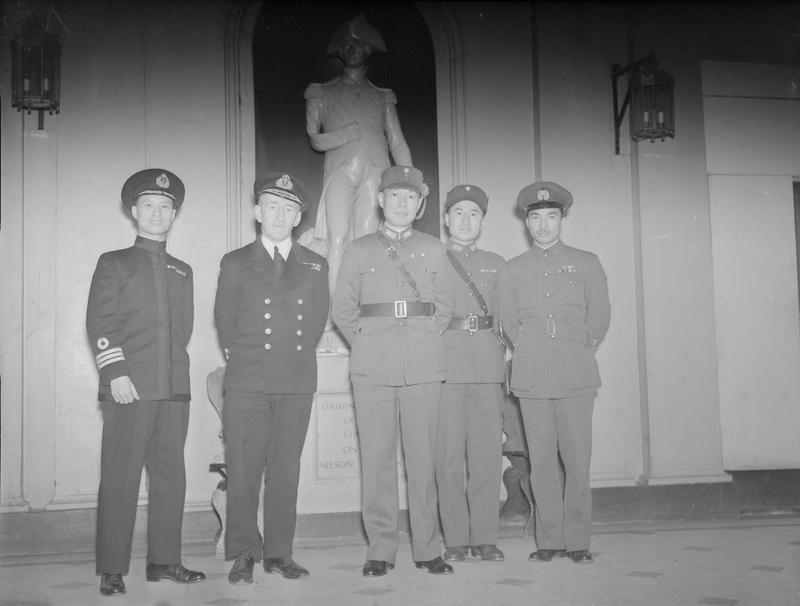
第二次世界大戦期の陸海空軍軍官（左から二人目のみイギリス海軍将官、1943年2月23日）

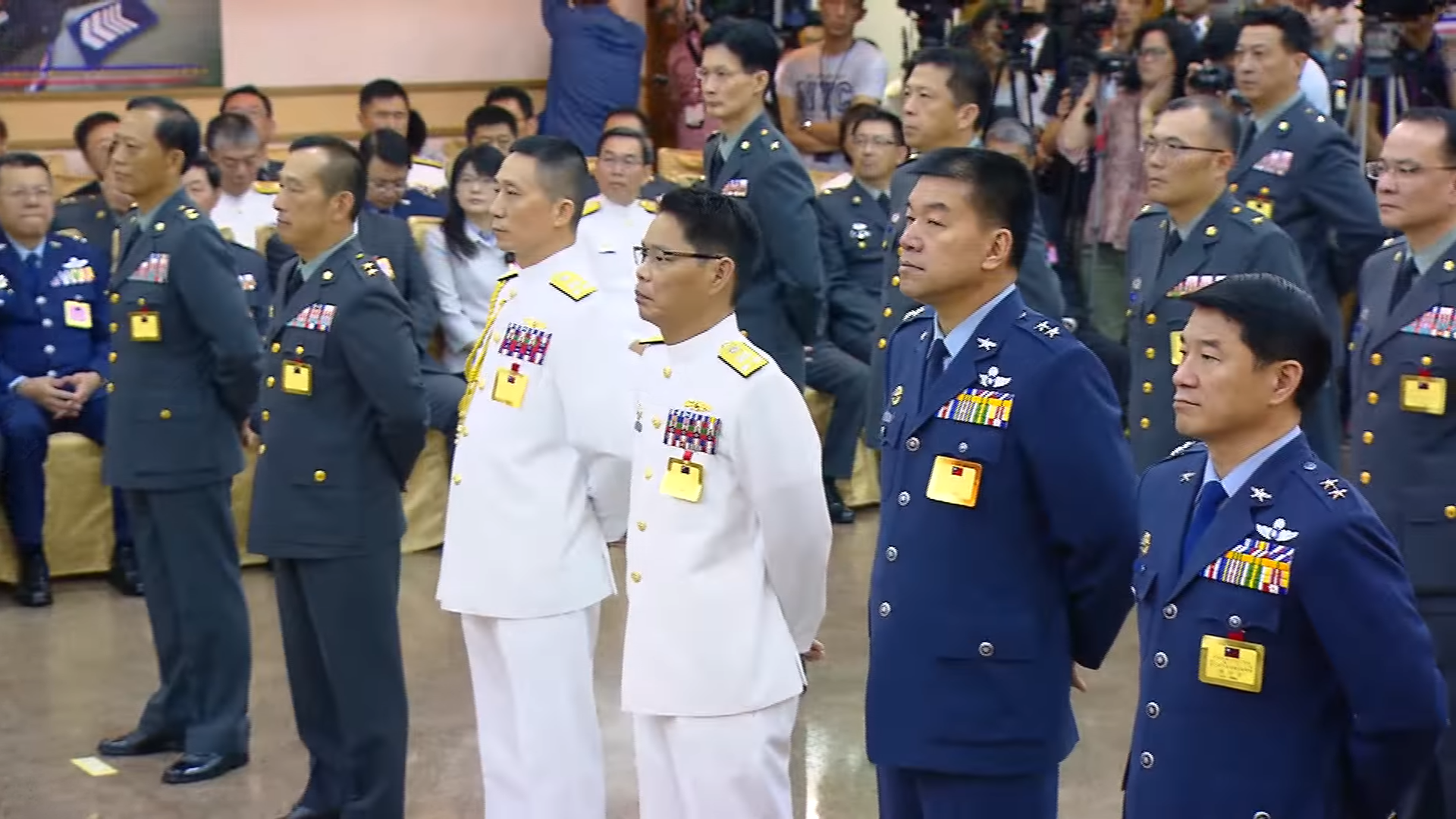
現在の陸軍海空軍軍官（2016年6月23日）

中華民国の軍服（ぐんぷく）とは、中華民国建国以降、中華民国軍で使用されている軍服である。

## 概観
中国の軍服は、列強諸国の進出により国土が租借地となったという複雑な背景を反映してか、様々な国の影響を受け独特の雰囲気を醸し出している。その中でも、特にイギリスやドイツ、そして良くも悪くも最も身近な列強国であった日本の影響が強く見られる。また、全体的に、国花である梅を意匠に盛り込んでいることも大きな特徴である。
礼装は如何にも中国らしく装飾をふんだんにあしらった絢爛豪華なものである一方、常服は比較的シンプルであり、場合によっては階級章や兵科章一切を取り外すこともあった。
第二次大戦後は、周辺諸国同様、三軍共にアメリカの影響を受けたものとなった。
これらの軍装は多種多様な軍閥や気候に応じて多種に分かれ、中には規定上存在しないもの、また逆に規定上にはあるが戦乱で実物が確認できないものも少なくない。なお、これまで軍装の改正を行う際は陸海空各軍個別に制定を出していたが、2007年11月9日の「陸海空軍服制條例」より三軍纏めて通達を出す事となった。

北洋陸軍軍旗である九角十九星旗。1912年までの臨時政府軍の帽章にもなった。
北洋政府軍の帽章
現在の帽章
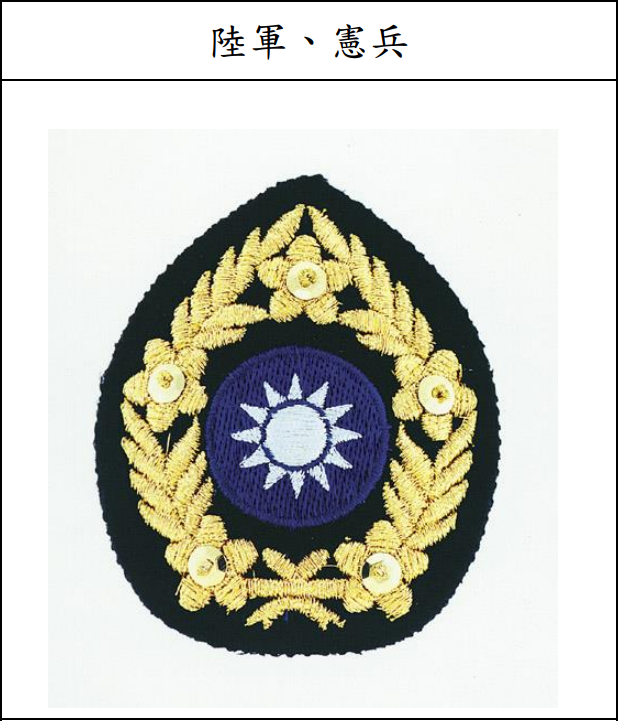
現在陸軍、憲兵の帽徽
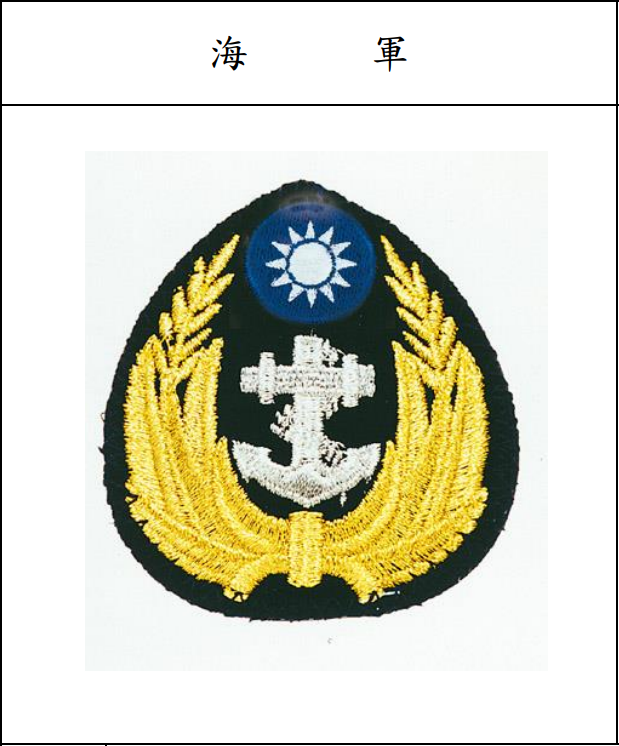
現在海軍の帽徽
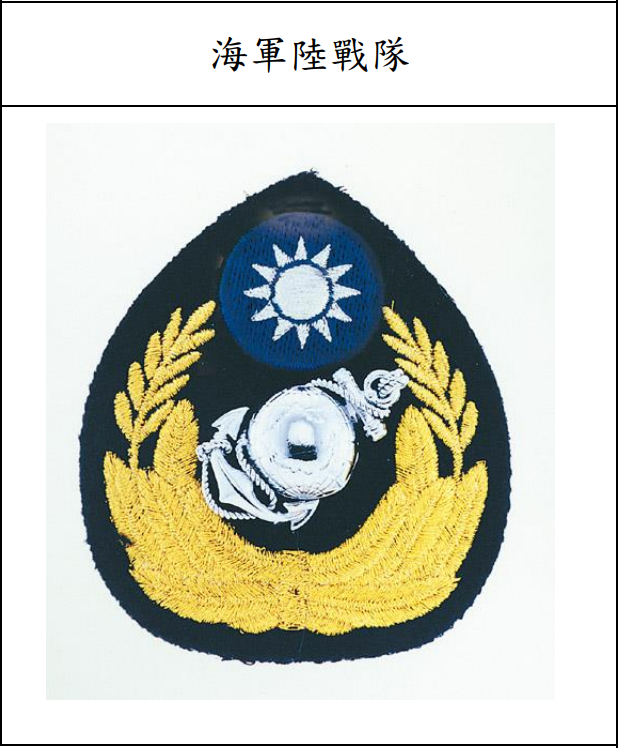
現在海軍陸戰隊(海兵隊)の帽徽
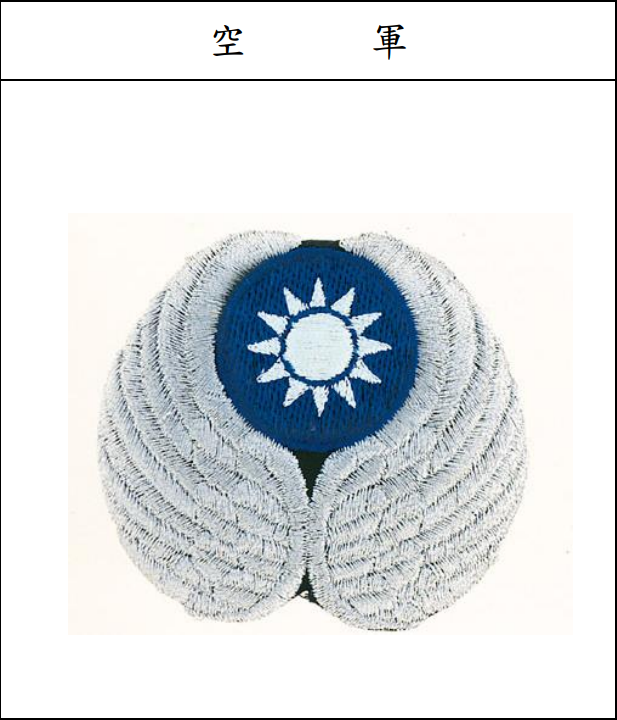
現在空軍の帽徽

## 前史

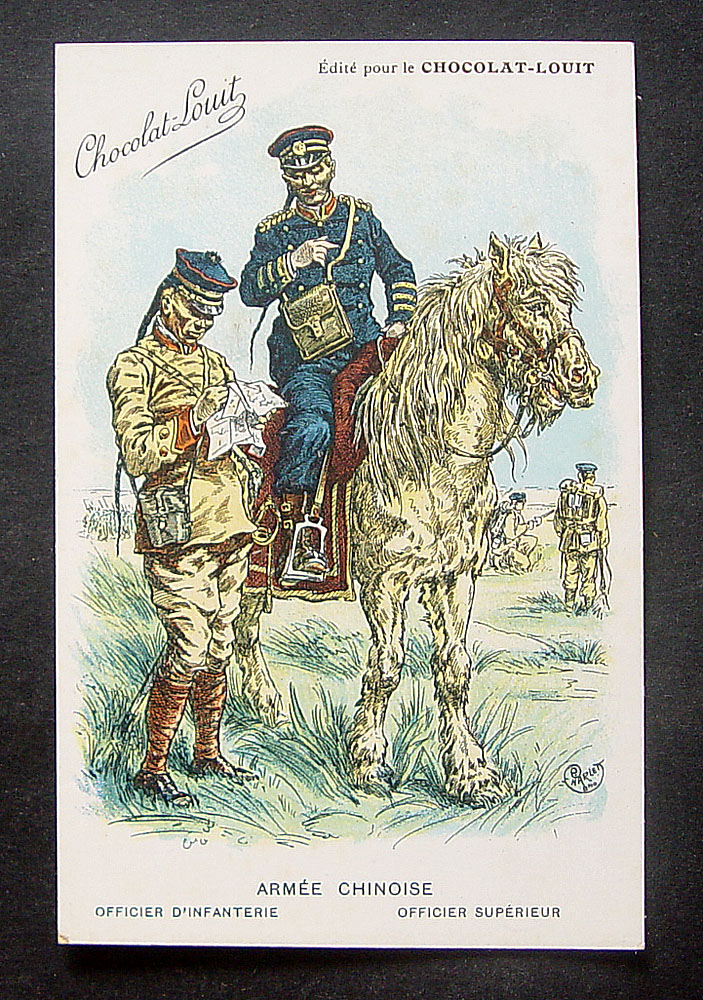
当時の西洋の雑誌に描かれた礼装、常装の将校。ただし、徽章細部に誤りがある

清朝の洋務運動の折、袁世凱は西洋式軍隊である新建陸軍を設立した。新軍の軍服は当初、昔ながらの民族衣装である馬褂を西洋風にアレンジした半洋装の軍服であった。東洋の服飾の特徴である袖の裾は機能性重視のため絞り、洋服のシャツやズボンと同様の長さになった。
本格的な西洋式軍服が導入されたのは1905年であり、崩壊直前の1911年に再度改正がなされた。この時導入された制服の色は青灰色であり、以降1936年までの長らくの間中国の軍服の色にブルーグレーが使われるきっかけとなった。

### 洋装導入以前
中国の洋式軍装は、1860年から64年までアメリカ人により編成された傭兵部隊の常勝軍に端を発する。彼ら中国人傭兵はアメリカ式の詰襟軍服に帕首（頭巾）を巻いていた。淮軍は常勝軍吸収の際これを参考にし、帕首と短衣（半洋装）からなる被服を導入、上衣前面の補子に所属等を書いた。軍官は馬褂の前面に黒の唐草文様が入り、私物と思われるベルトやブーツ、サーベルなども取り入れられた。階級章は日本風、ドイツ風、フランス風など多種多様で、階級の特定は困難を極める。1905年1月の西洋式階級導入後は、37年戦時服の様な袖章と星章が確認される。
こうした半洋装の軍服は、青島租界警察や第3海兵大隊隷下の中国人中隊（Chinesenkompagnie）でも類似したものが使用された。

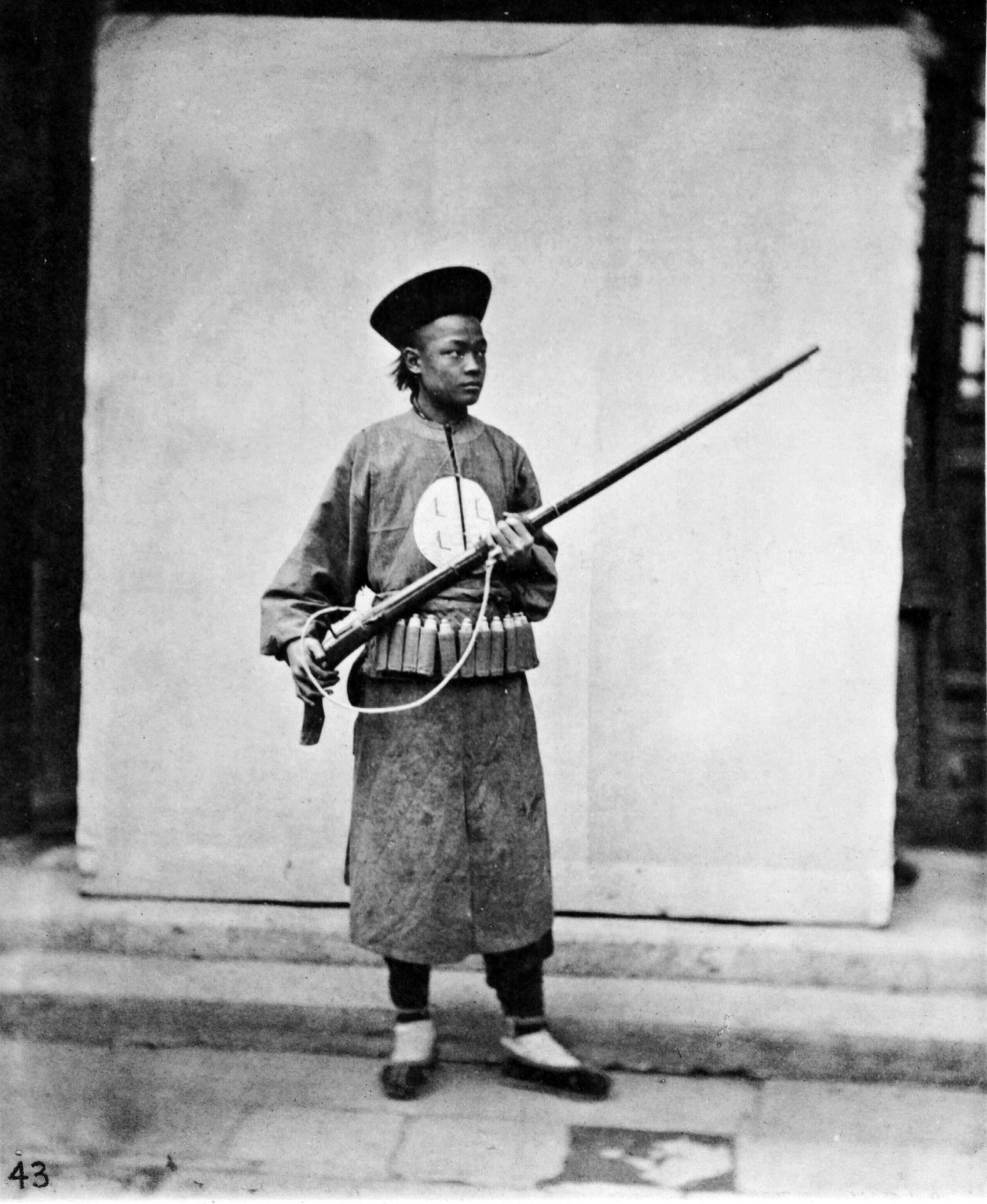
旧来の伝統的な八旗兵（1870年代）
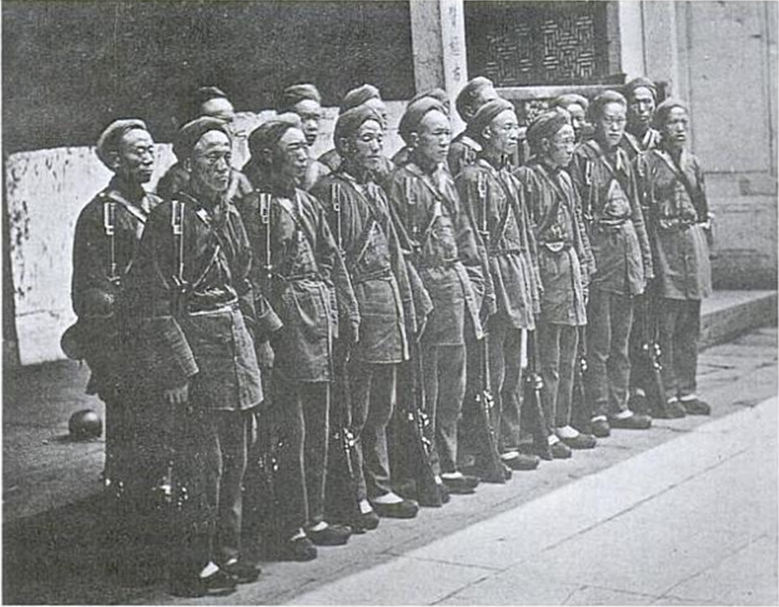
洋式装備軍の兵士（1867-68年頃）
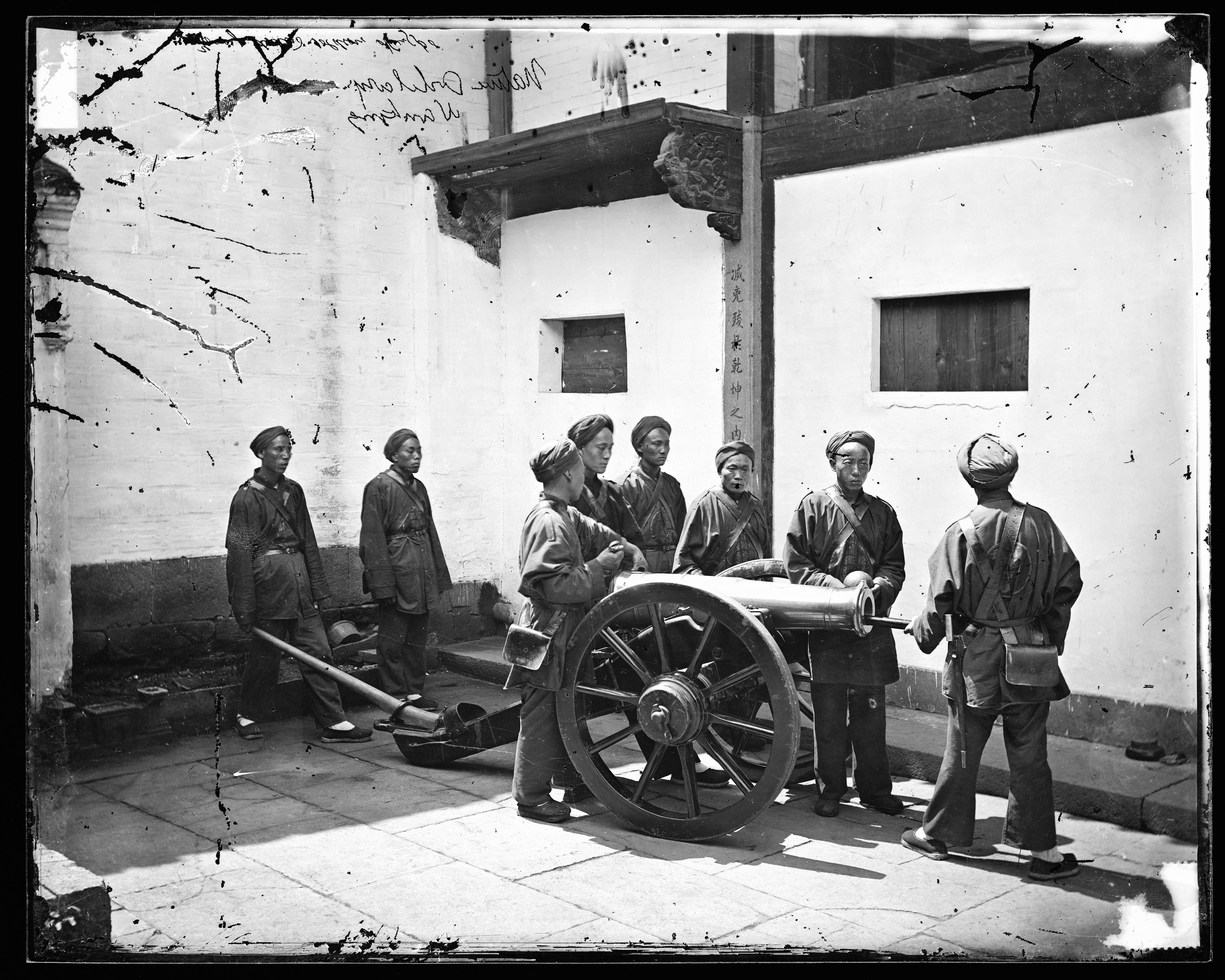
帕首・短衣の砲兵隊（1871年）
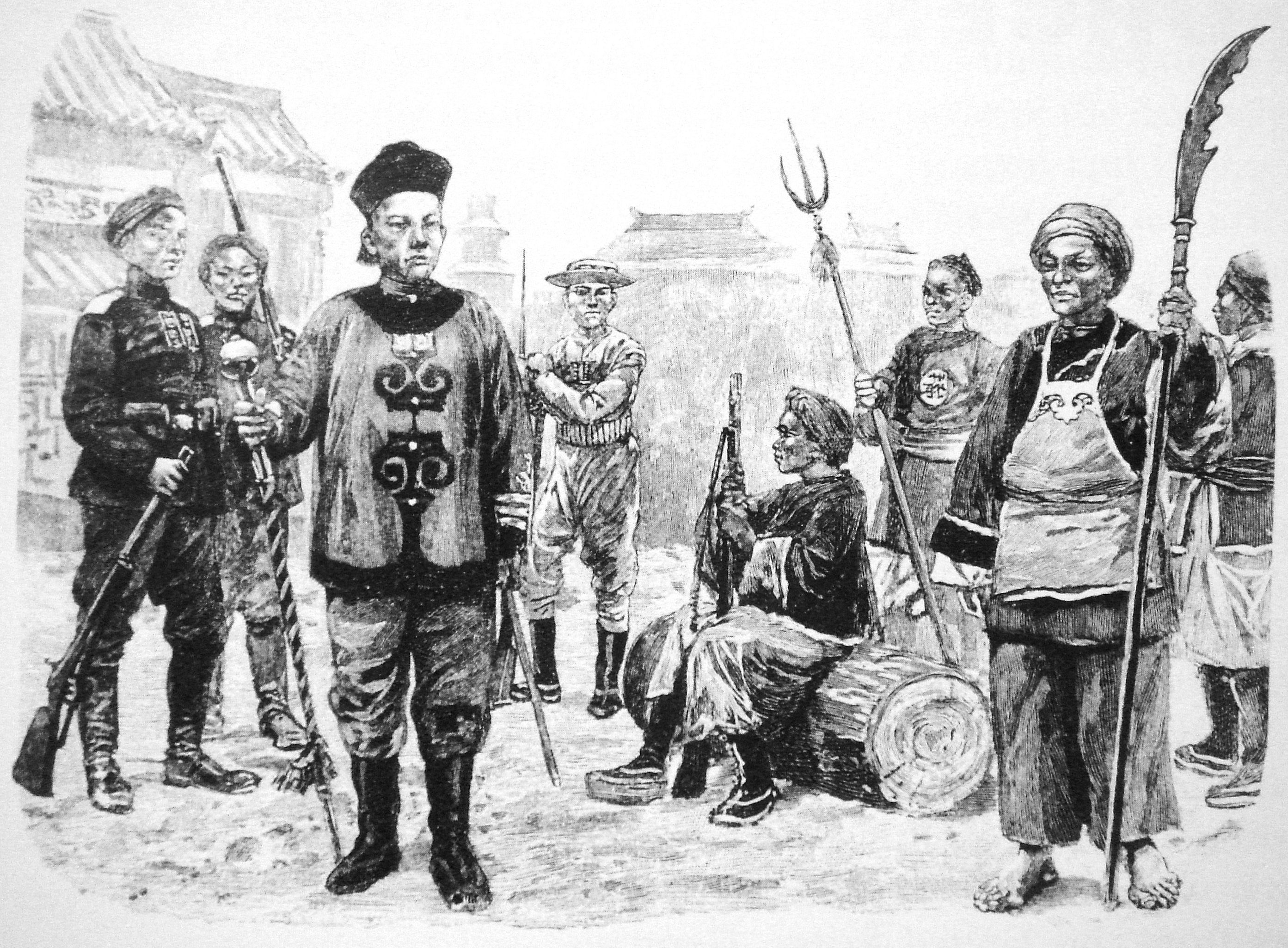
新軍諸兵の軍装。左奥の2名は歩兵、前面が軍楽隊、腰掛けているのが砲兵。右奥は義和団（1899-1901年ごろ）
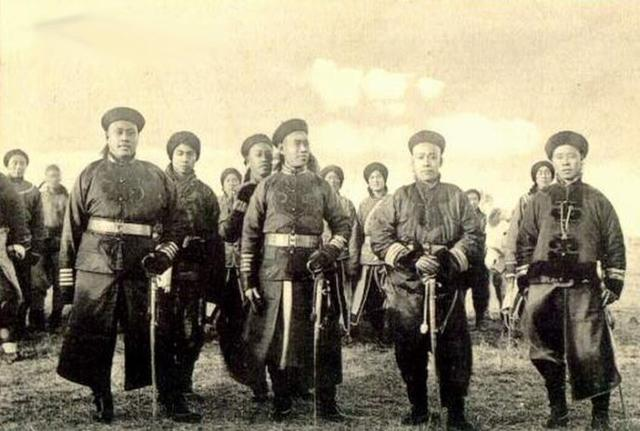
義和団の乱での武衛軍軍官（1900年前後）
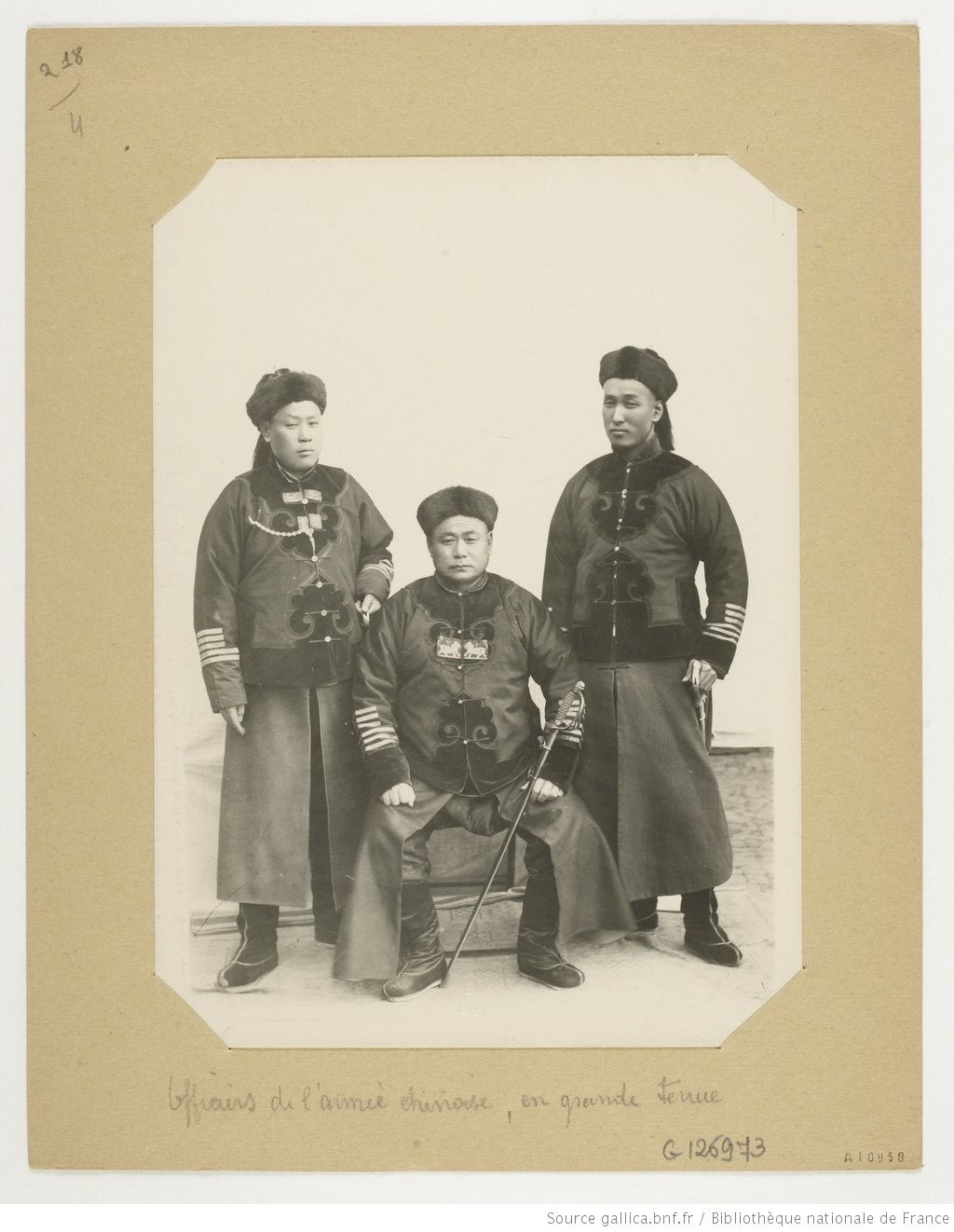
新軍軍官。階級章はフランス風（1900～05年ごろ）
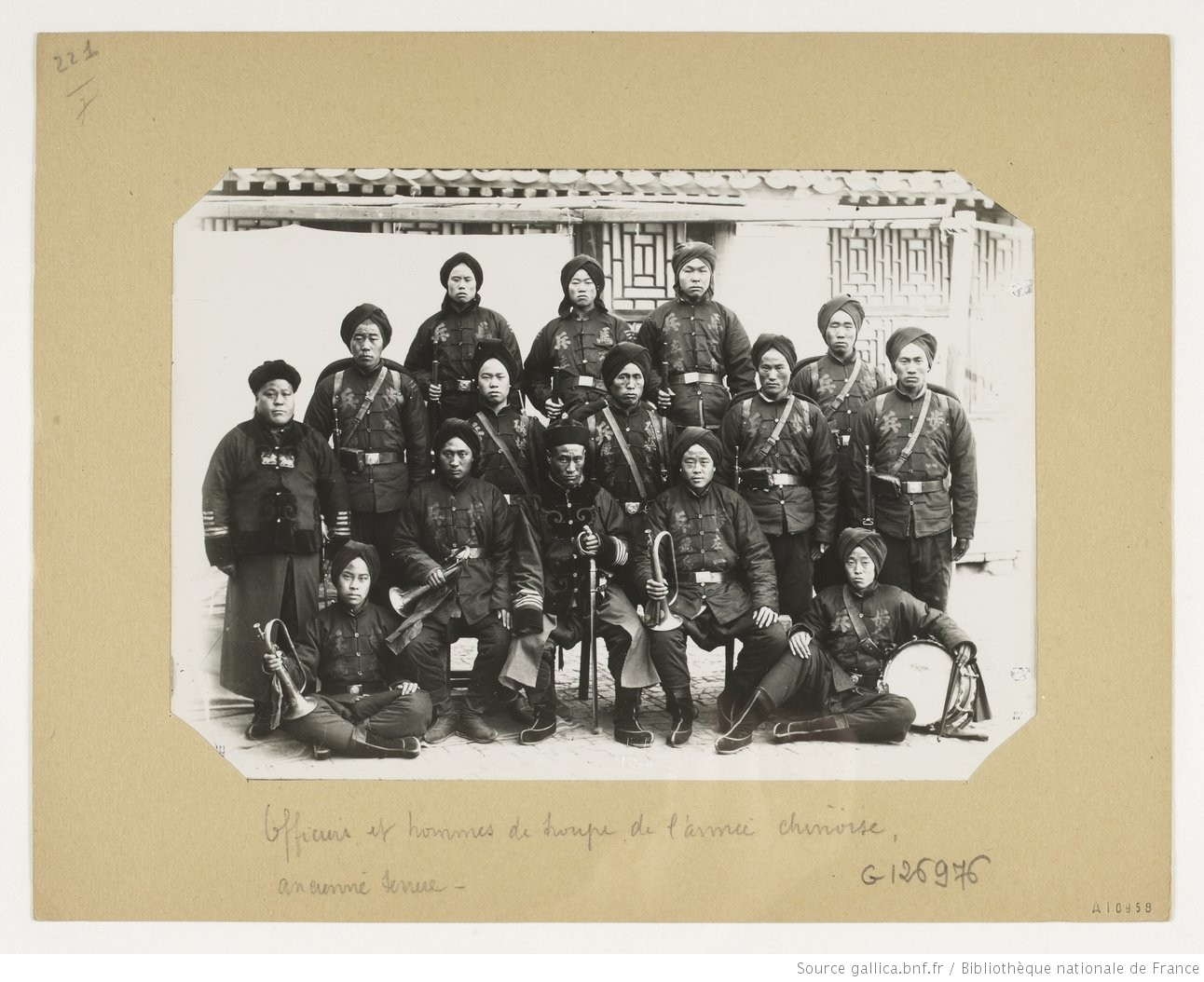
歩兵及び騎兵各種軍装。階級章は袖上腕部に付けられ、フランス風となっている。
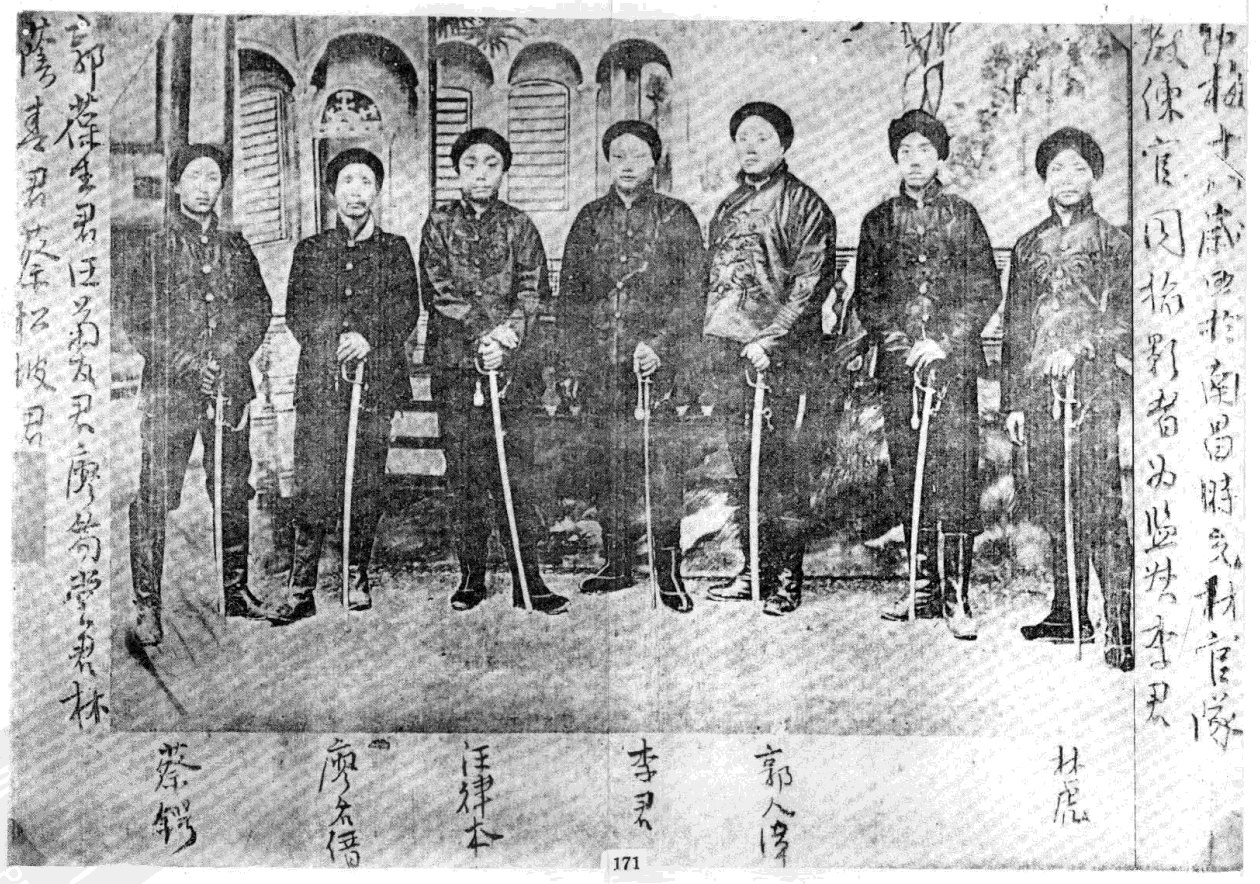
江西材官隊教練官たる下級軍官。帕首を被っている（1904年）
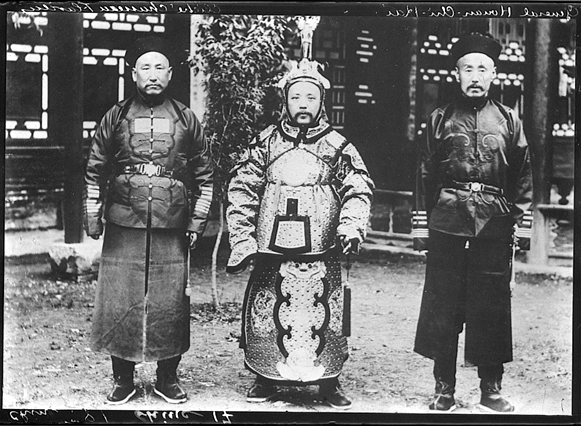
高級軍官
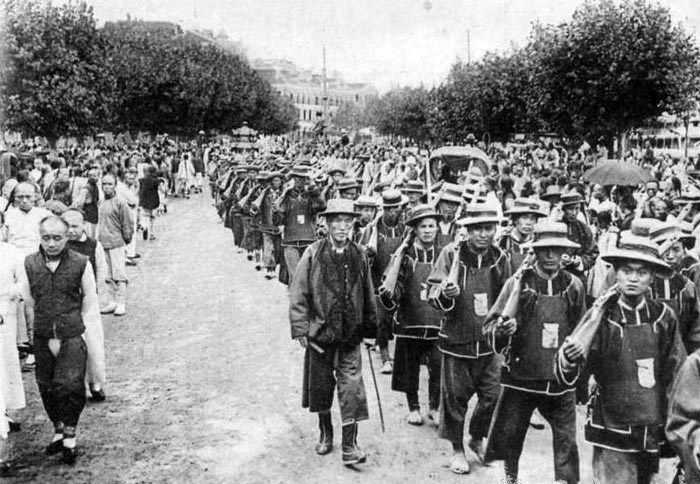
武衛軍兵士（1900年ごろ）
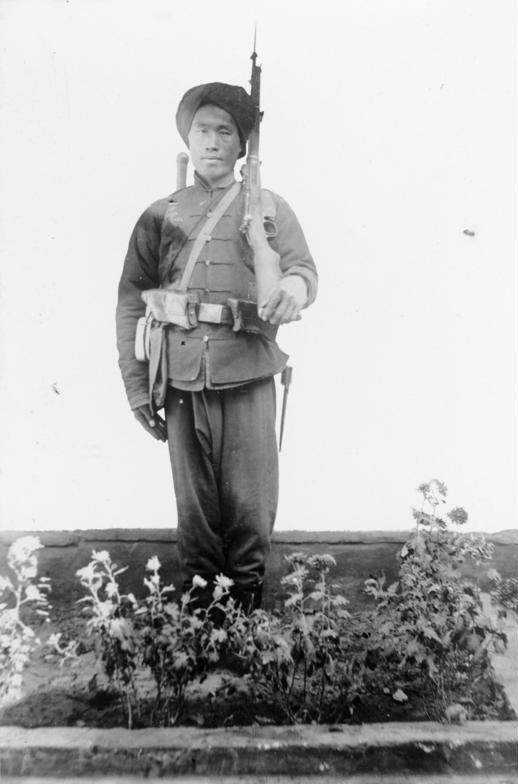
マンリッヒャーM1888（英語版）を携行する青島の中国人警官
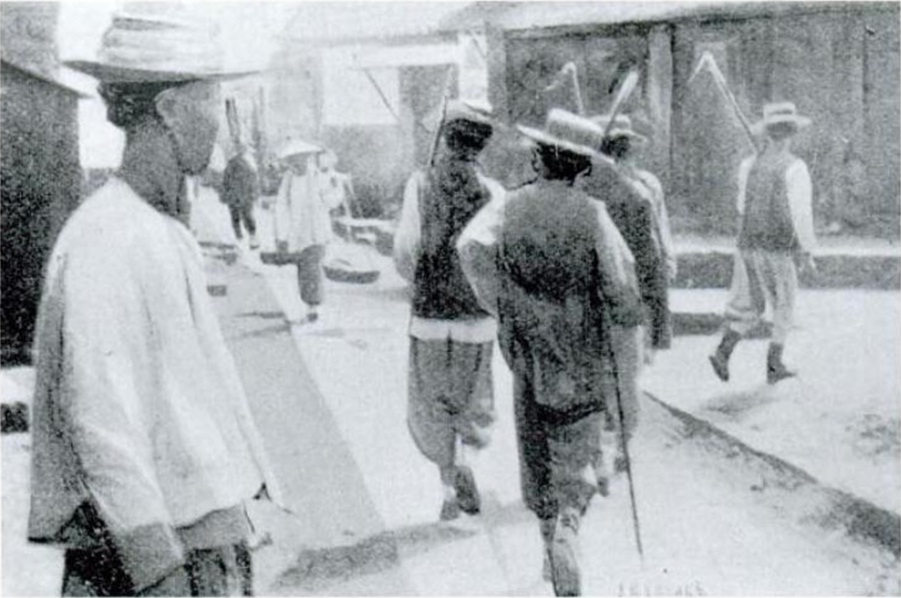
義和団事件における兵士（1900年）
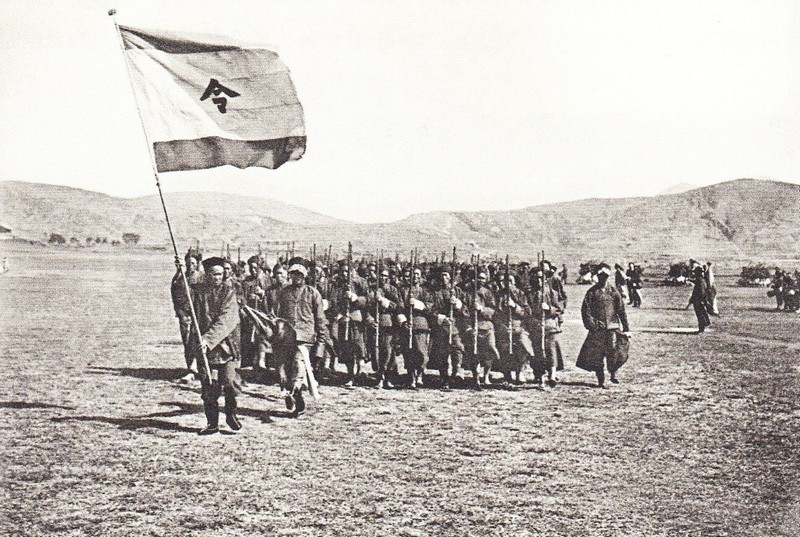
行進中の新軍兵士（昆明、1903年）
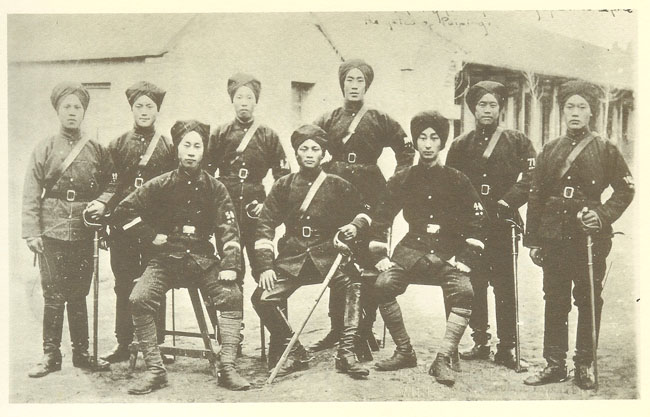
青島の中国人警官隊。帕首を巻いている。

### 光緖31年（1905年）制式
1903年3月から完全な洋装の導入を模索し、1904年9月に制定された《練兵處奏定陸軍營制餉章》中にて「軍服制略」の一項を設置、「身体の形に合い、動きやすいものとしなければならない」と定義された。同年12月、「另定新軍官制事宜」にて、八旗官員の制度を改め、階級を西洋式の三等九級制とした。
1905年3月の完全西洋式の階級と編成に合わせて同月から試製洋装を導入し、調整を経て翌月1905年4月ごろから正式導入された。
常装は、試製品では日本海軍の第一種のように前合わせがホック式の上衣で左右に各3つポケットがあるものであったが、正式導入では代わって日本陸軍の明治37年戦時服や、天津駐留の帝政ドイツ東アジア遠征軍団で使用された夏季野戦服の影響を受けたと思われる簡素なものへと変更された。布地は冬は藍色上衣の前あわせのボタンは露出、夏はカーキ色で上衣の前あわせが隠しボタンとなっている。階級は日本軍をベースとしており、袖に配された黒のパイピングとボタンで表された。
礼服は紺色で、上着はシングルブレストだが、日本やドイツ、ロシアのフロックコートダブルブレストの2種類が存在した。いずれもポケットはなく、直径2cmのボタンが7個。17cmのサイドスリットが入る。肩章は長さ10.5cm、幅4.5cm、厚さ0.4cm。襟には宝珠を持つ竜が配された。宝珠の色は上等官は赤、中等官は青、次等官は白。ズボンは黒で上等官は幅3cmの太線2本の間に0.2cm細線が入り、間隔は各0.3cm、中等官は3cmの太線が0.3cm間隔で2本、次等官は4.5cmの太線1本。
操帽（制帽）は調整期はケピ帽であったが、正式導入ではドイツ式の官帽に変更された。制帽は常装と同色の夏季・冬季の2種類があるが、礼装のものを平時に被る写真も多い。従来の清式のもの（寒帽）を被ることもある。
将校の帽章は、二匹の龍が中央の宝玉を囲む意匠となっている。憲兵のみ帽章が異なる。
下士官兵の階級は礼装では袖口のパイピング、常服では上腕部にV字型の徽章。肩章には所属部隊を表記する。帽章は一匹の竜が前面を向いたデザイン。

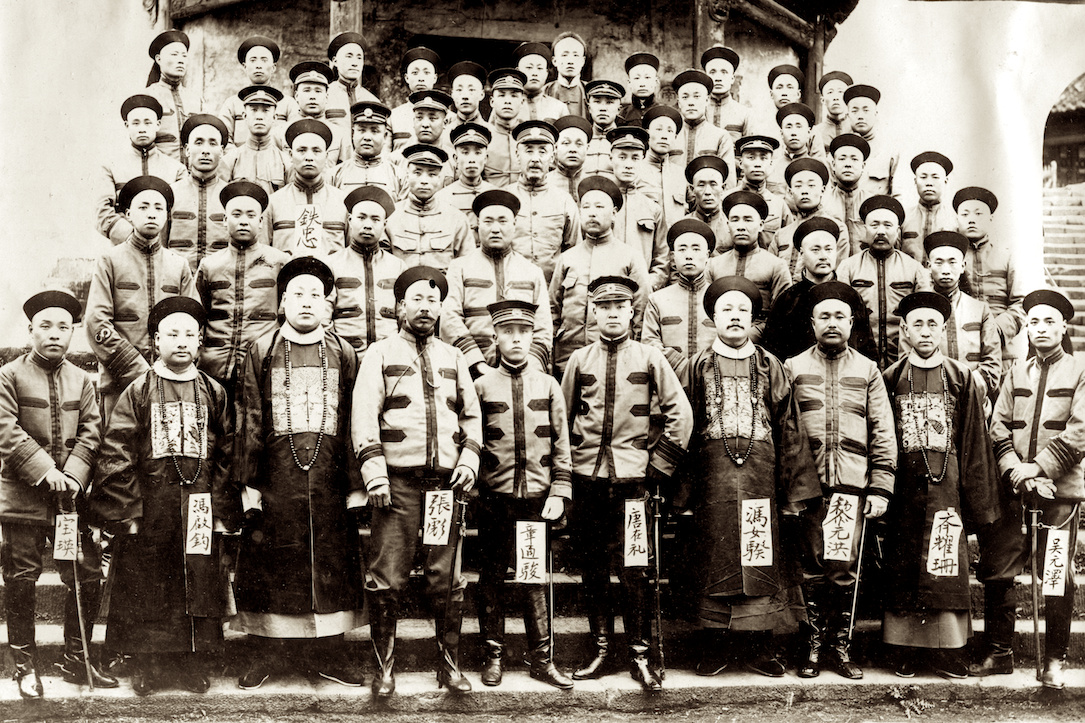
試製常装（1906年）
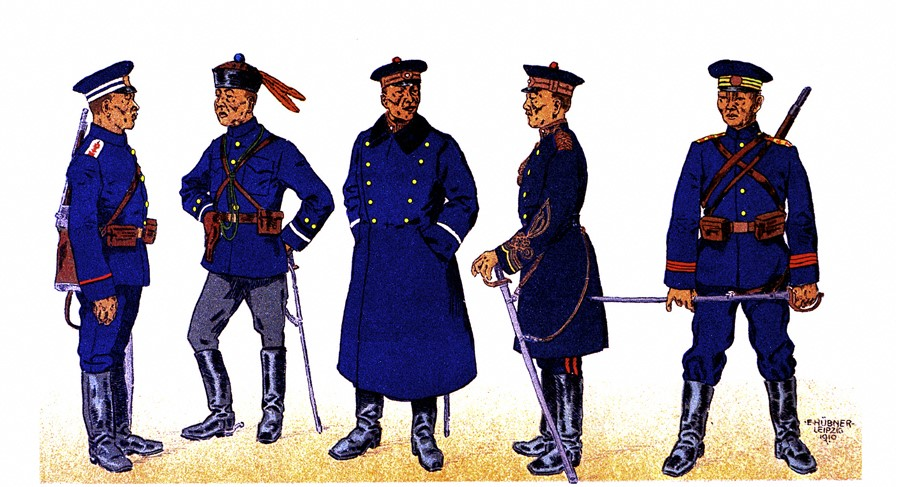
冬季常装各種
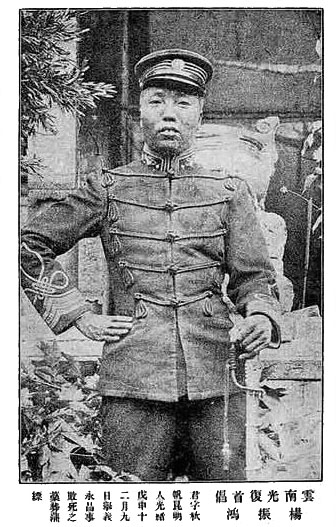
騎兵正軍校（大尉に相当、楊振鴻（中国語版）、1907年ごろ）
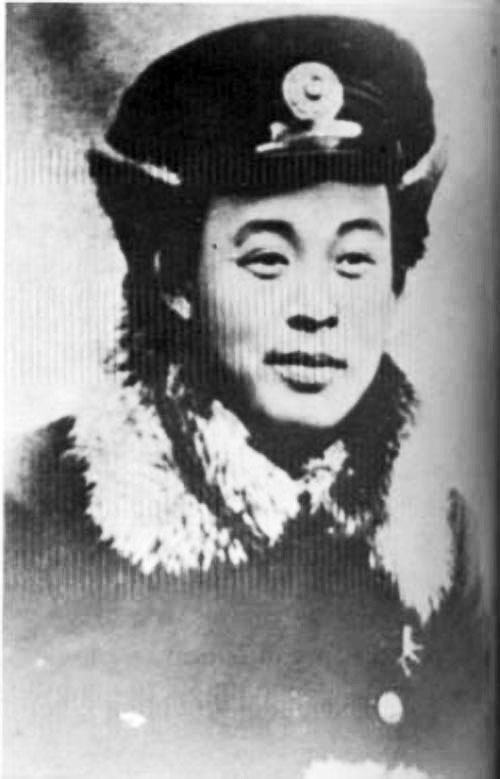
防寒用の耳当てを使用。王金銘（中国語版）
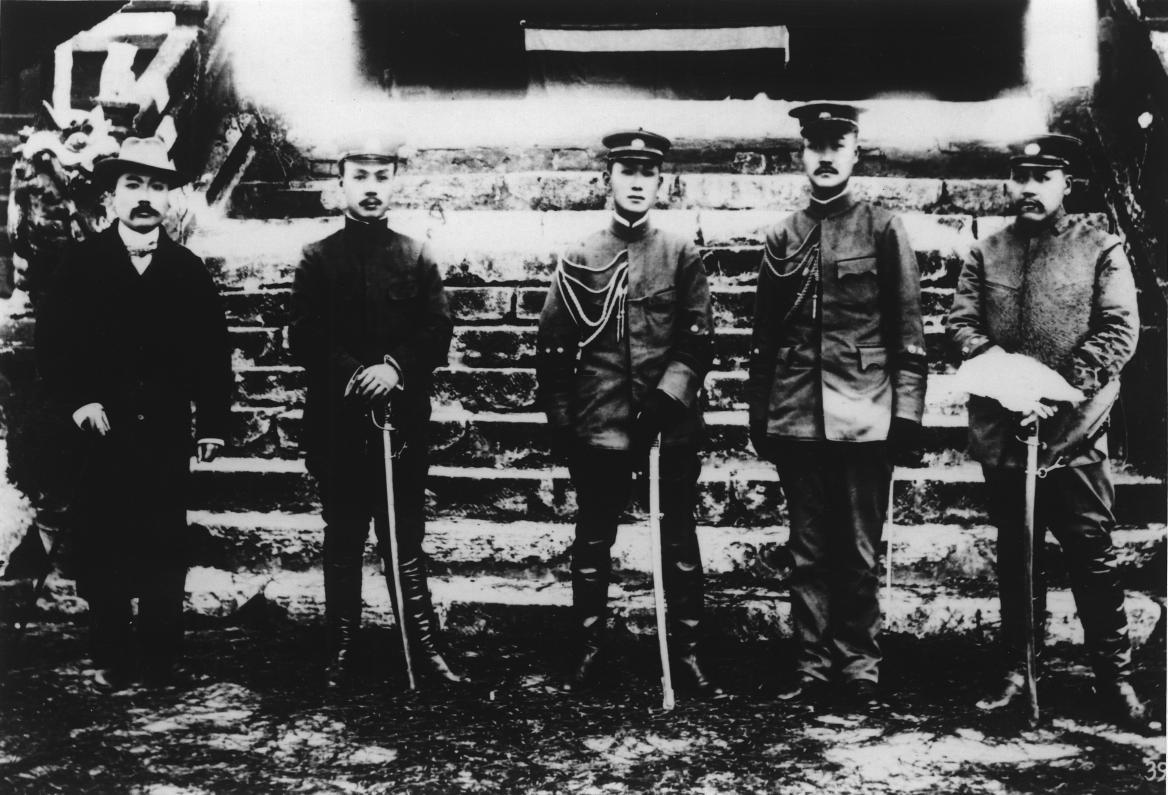
夏季常装の軍官ら。李曰垓、羅佩金、蔡鍔、殷承瓛、李烈鈞（1911年）
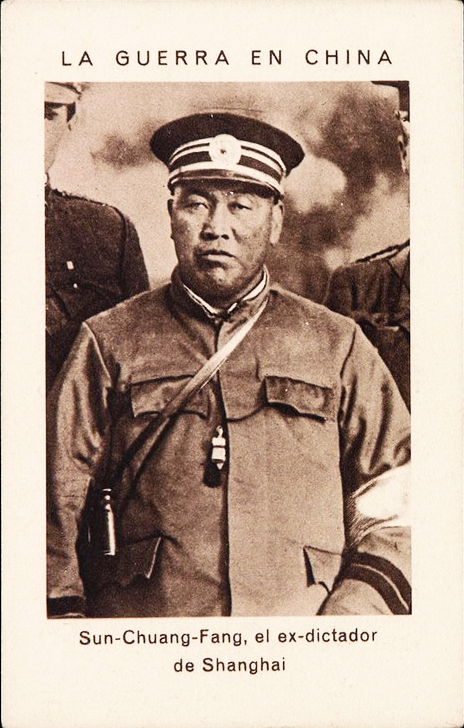
夏季常装の副参領（中佐に相当）。孫伝芳
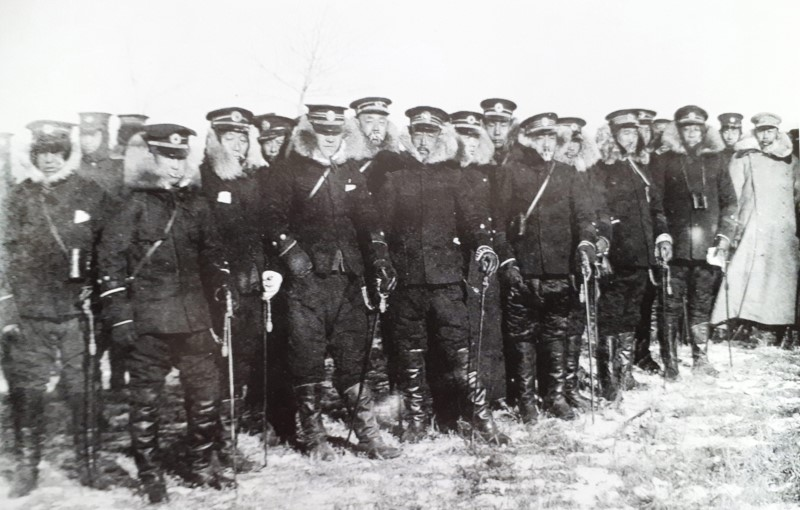
冬季常装着用の第3鎮軍官。1908年ごろ
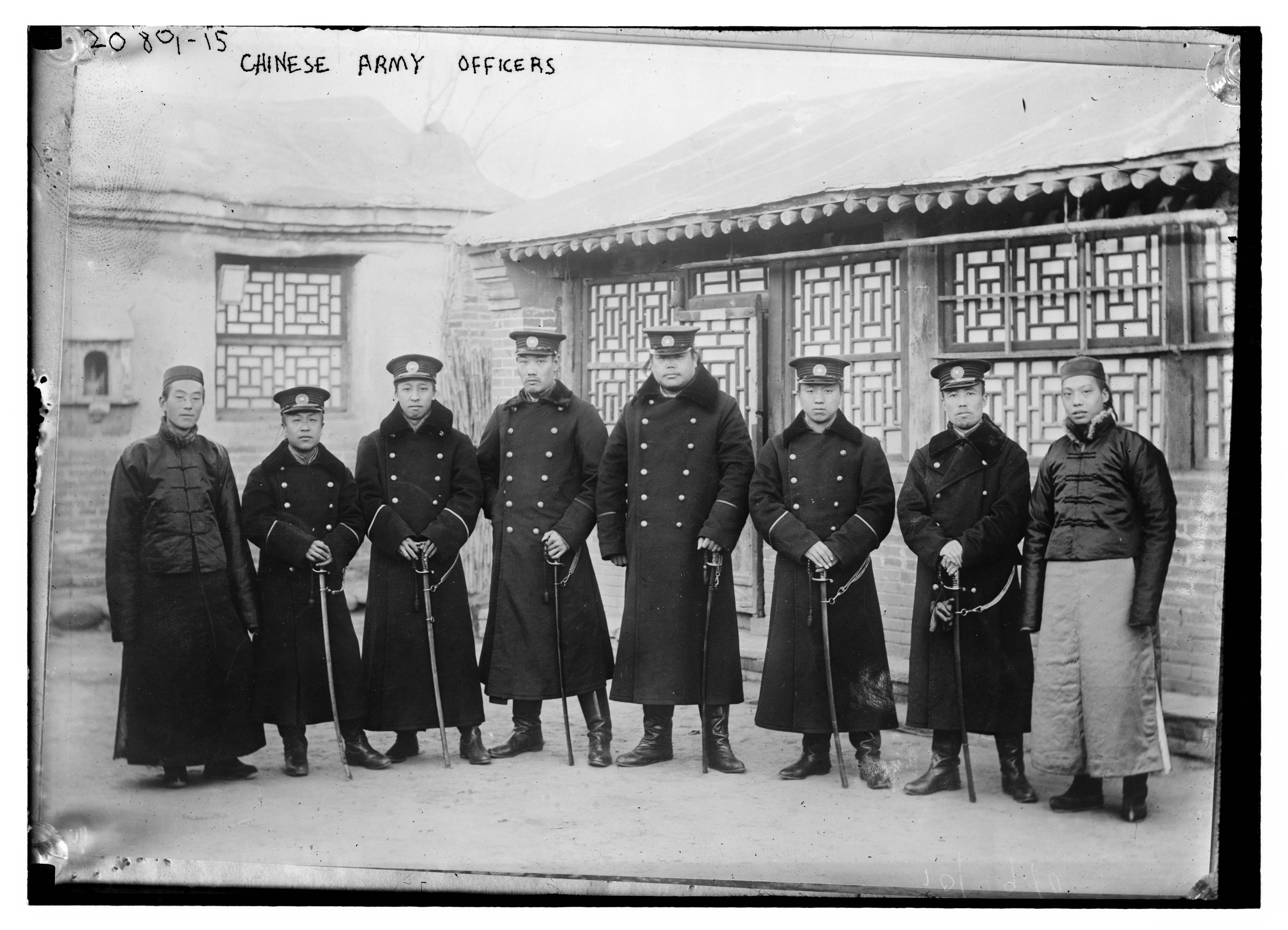
外套着用の軍官
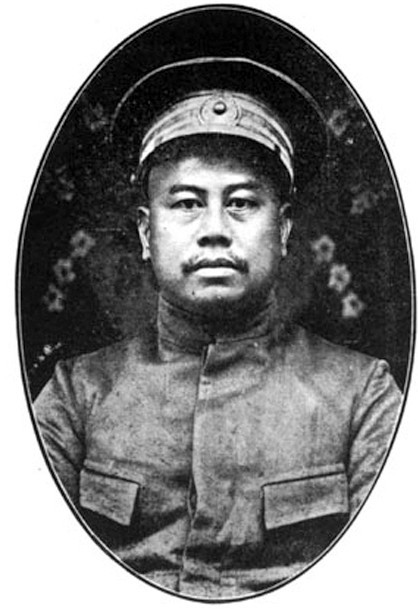
竜済光。
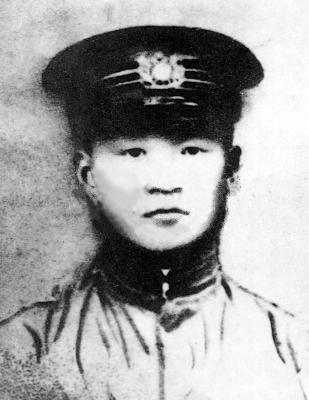
常装の規定外の改造例。帽章が規定と異なる。施従雲（中国語版）
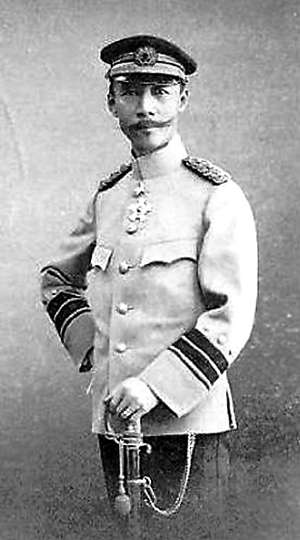
常装の規定外の改造例。礼装用肩章とボタンを付けている。廕昌
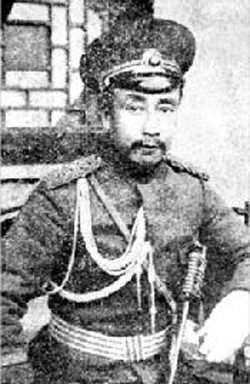
常装の規定外の改造例。礼装用肩章と飾緒を付けているほか、帽子をロシア式の仕立てにしている。楊纘緒（中国語版）
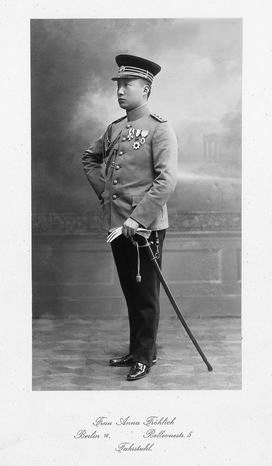
常装の規定外の改造例。礼装用肩章とボタン、飾緒を付け、更に袖章を付けていない。程経邦（中国語版）
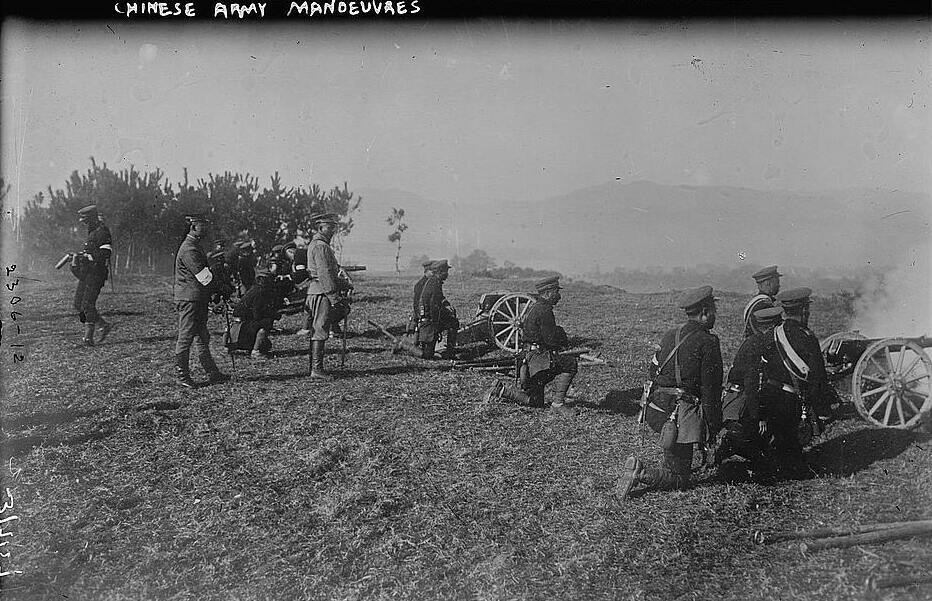
演習中の砲兵（1910年）
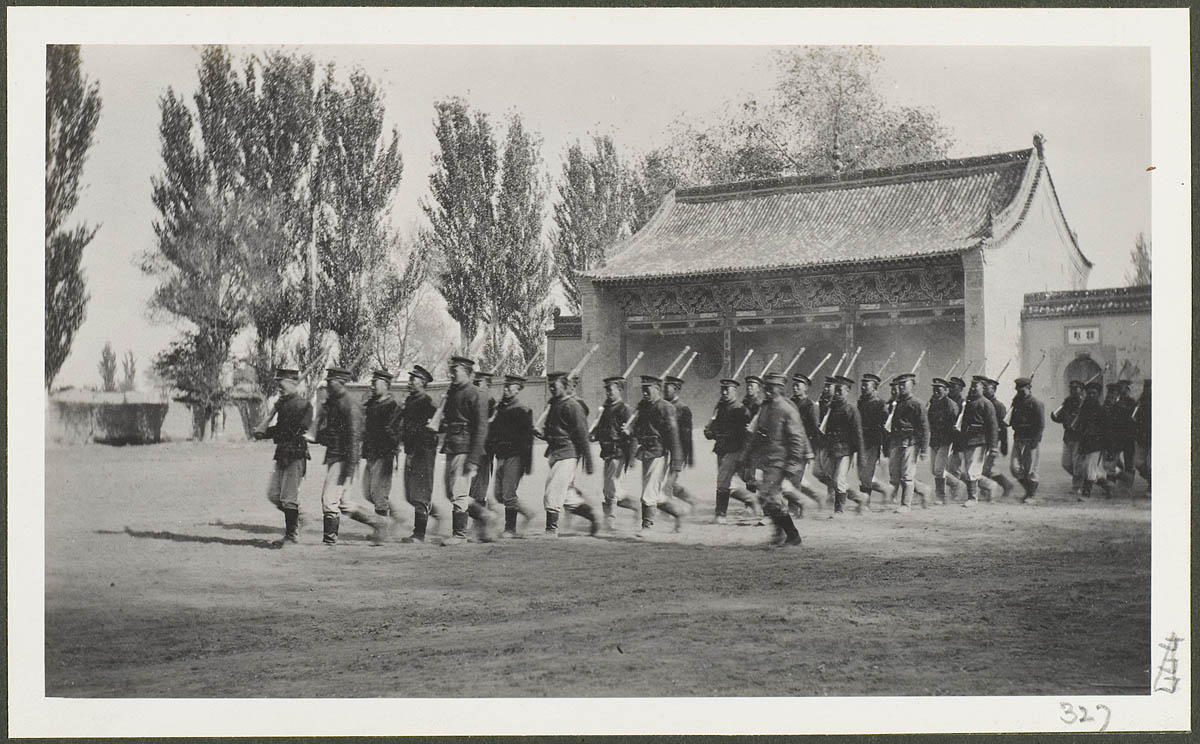
行進する歩兵ら
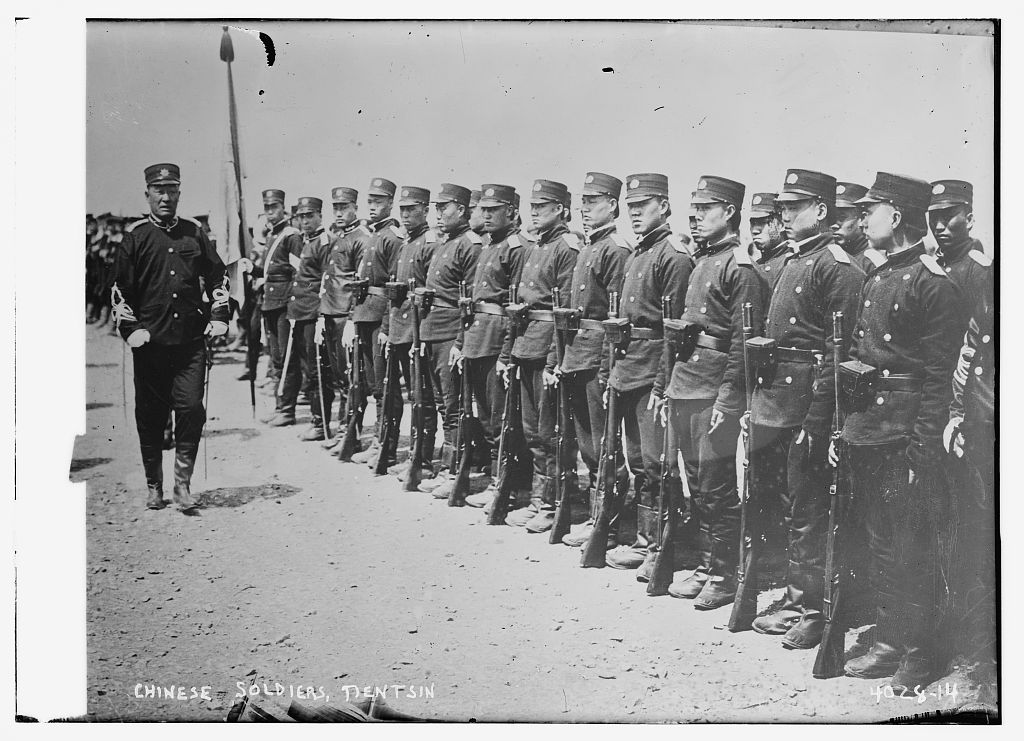
試製礼装（1905年）
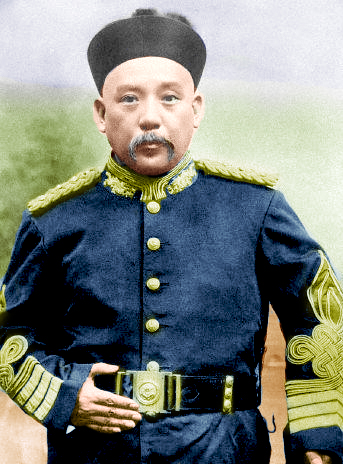
礼装に寒帽の正都統。着色されているが、実際の色はもっと暗い。袁世凱。
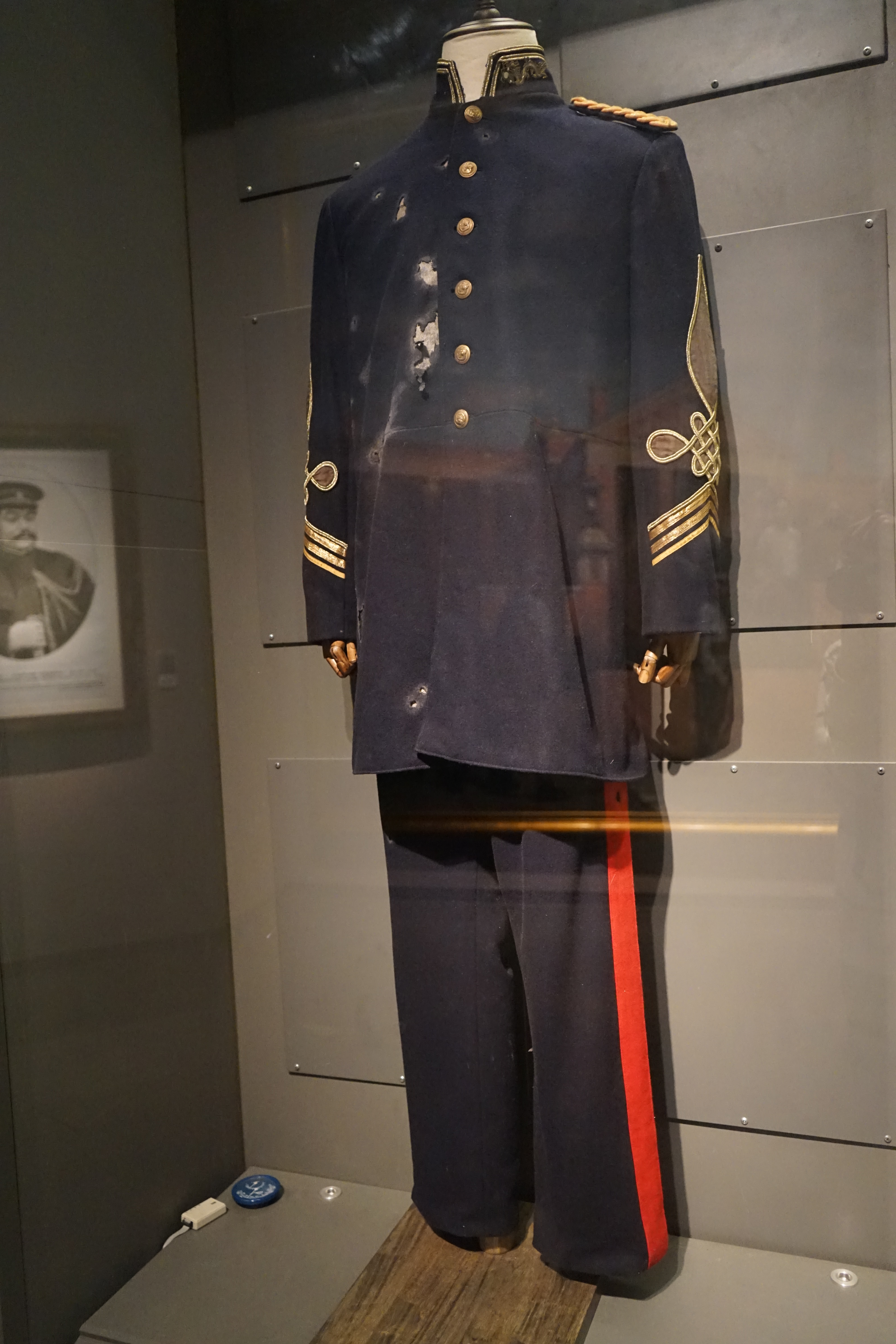
礼装実物。黎元洪の着用していたもの。
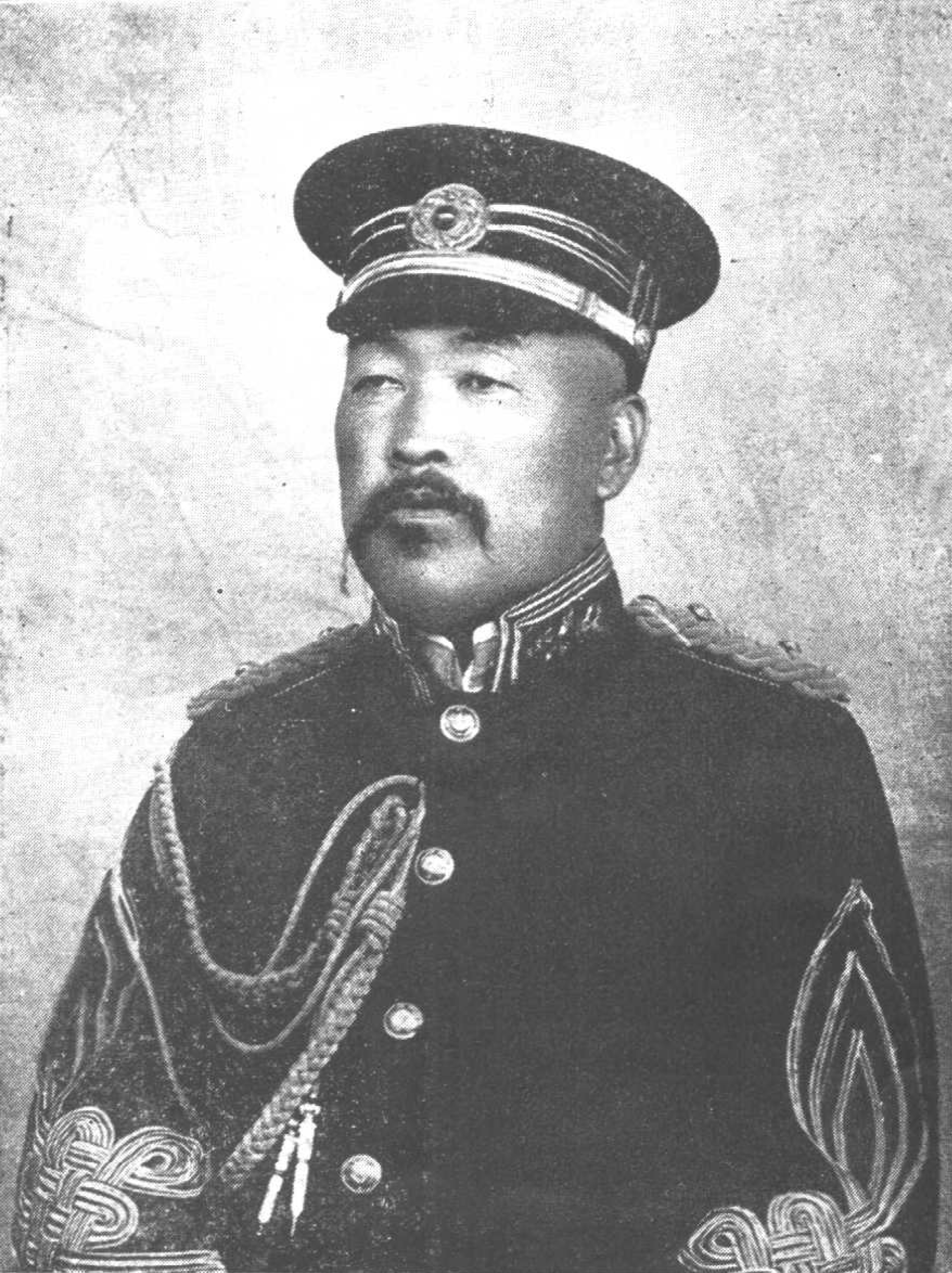
礼装の副都統。何宗蓮
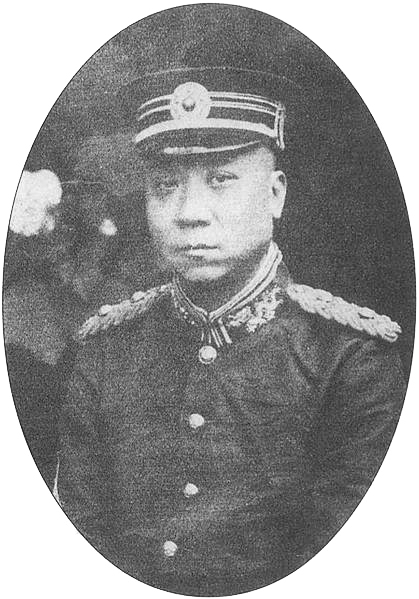
礼装の副参領（中佐に相当）。孫道仁。
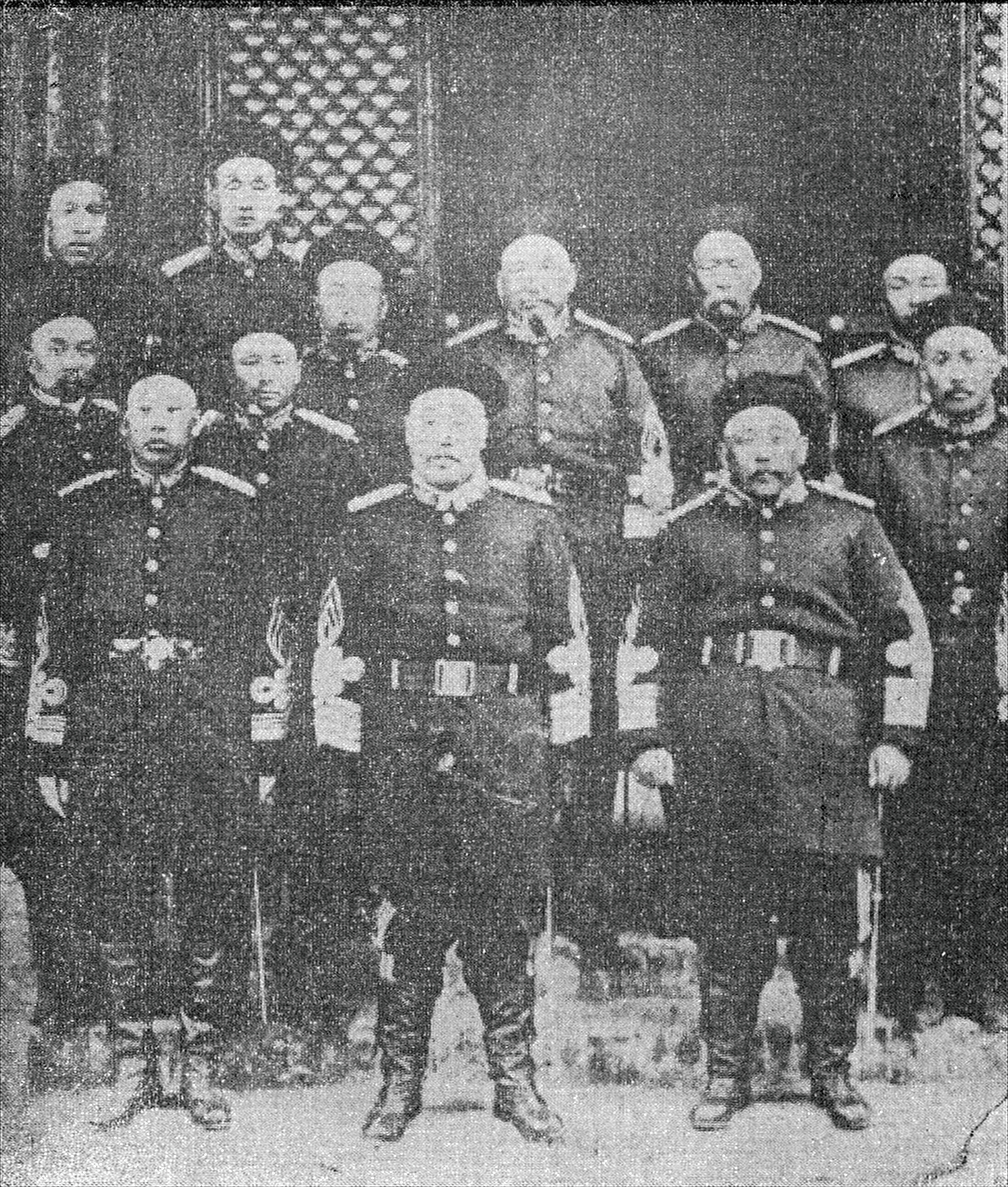
同じく礼装。全員短袴をはいている。
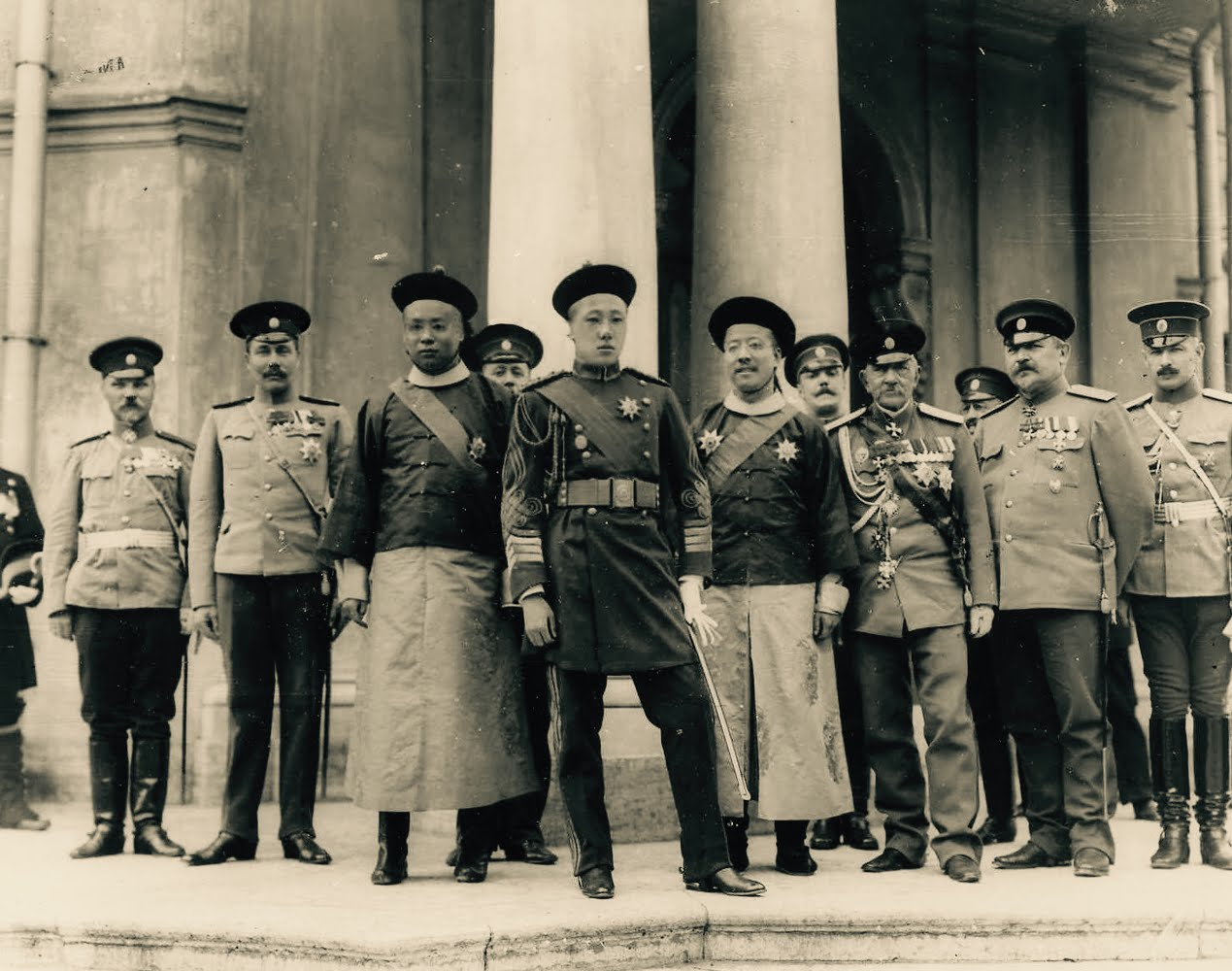
礼装の規定外の改造例。載濤（中国語版）
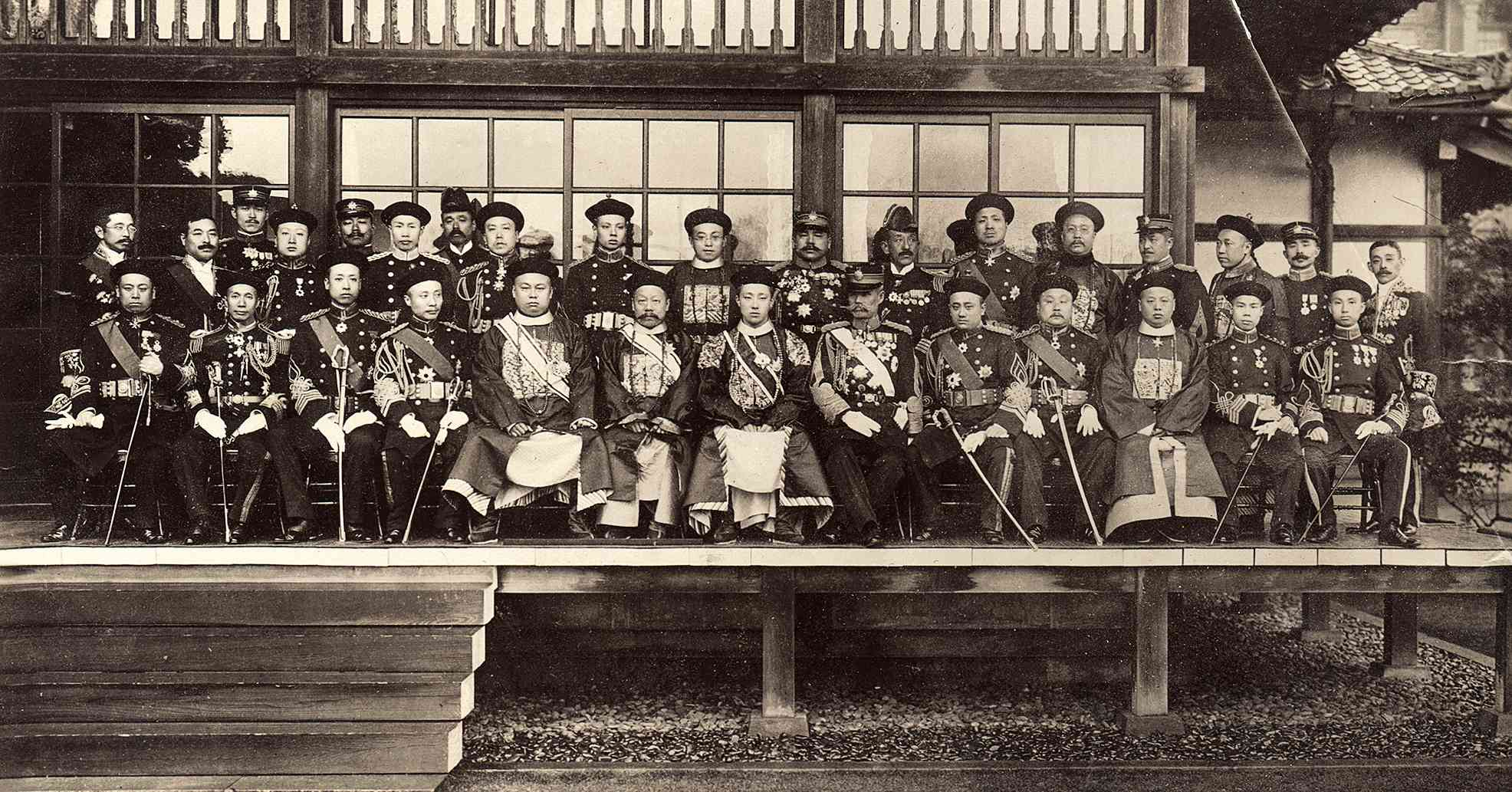
礼装の規定外の改造例。海軍軍官（エポレットの人物）を除く陸軍全員が規定外のフロックコート型を着用しており、このような仕様が広く流行していたことがうかがえる（1907年ごろ）

### 宣統3年制式
宣統3年（1911年）3月9日、礼服・常服に関する改正が実施された。これまで地味だった常服は、この改正でより洗練されたものとなった。上衣は上下ともにポケットに雨蓋なし、生地の色はブルーグレー、ボタンは7つ。将校の場合、階級は襟と肩で表され、襟章は2.2cm六芒星であらわされた階級章と、その上部の兵科章で構成された。兵科章には、アラビア数字で連隊もしくは大隊番号を表した隊号章が付く。帽章はより簡略化され、黄、青、赤の直径2.4cmのコカルデとなった。士兵の肩章は紅色の台紙を0.4cmの金のパイピングで囲み（中小学堂生徒はなし）、士兵は中央に0.6cmの金パイピングが1本、軍士は2本入る。礼装はシングルブレストにエポレット、ピッケルハウベのものが制定されたとされるが、写真は確認できない。
このわずか半年後に辛亥革命が起こったため全軍に普及出来なかったと思われ、この常服を写した画像は少ない。しかし、1912年1月1日の中華民国臨時政府成立後も2月に宣統帝が退位するまでの間はあくまで新軍は存在しており、また革命勢力の間でも新軍より寝返った者の中には新型軍服が導入・本格的な増産に至るまでの間、帽章を取り換えたのみで引き続き着用する者もいた。

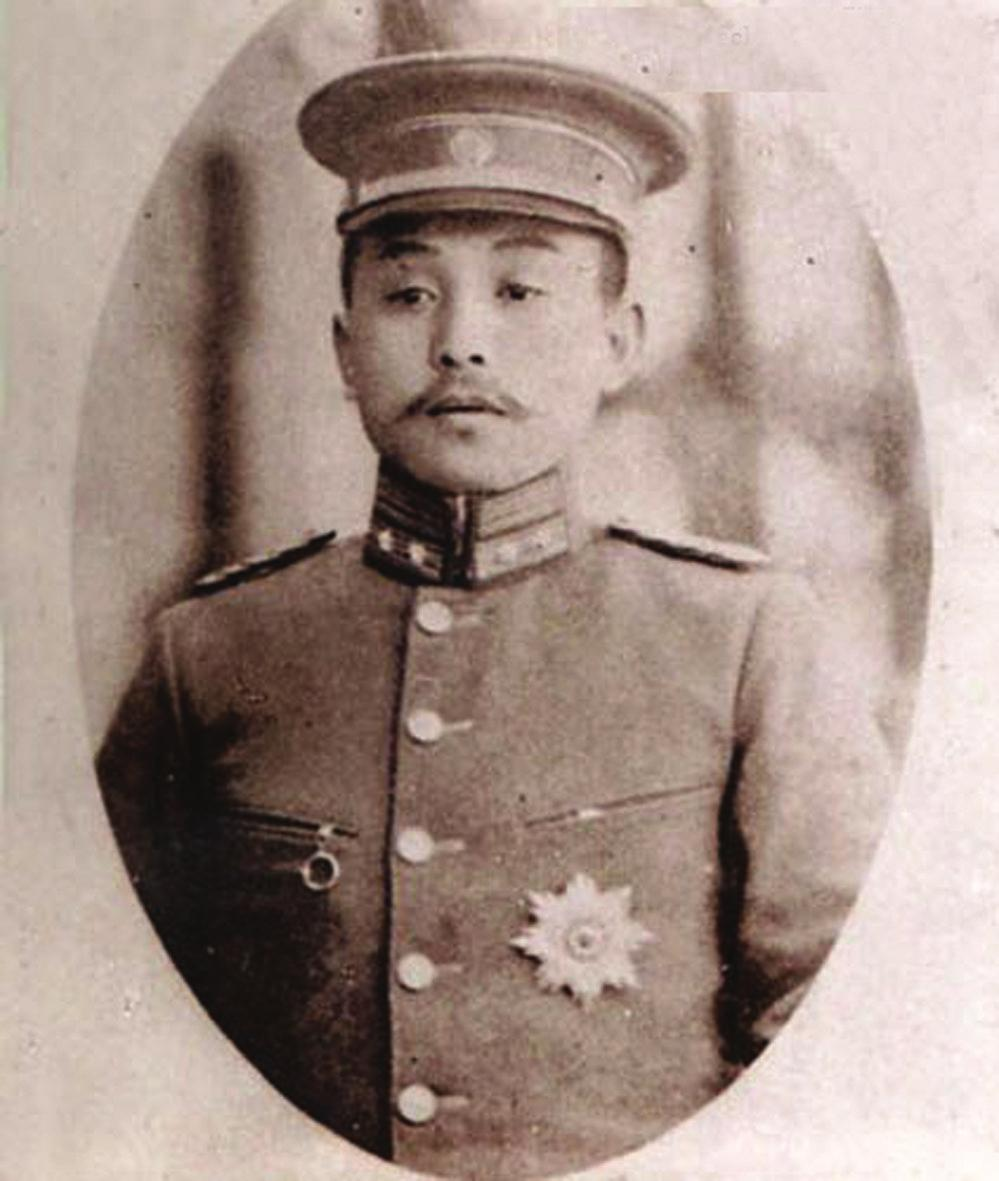
副都統（中将に相当）。呉禄貞（中国語版）。
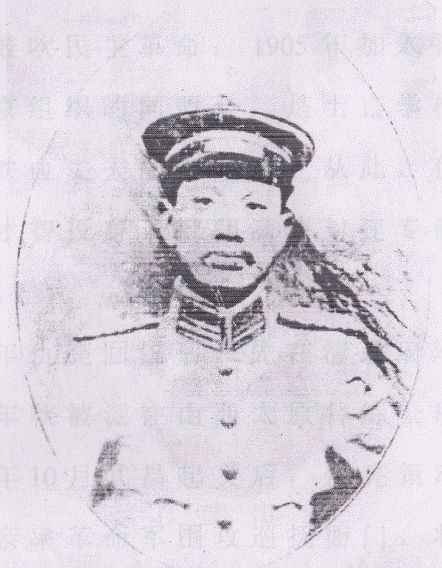
協都統（少将）か。仇亮
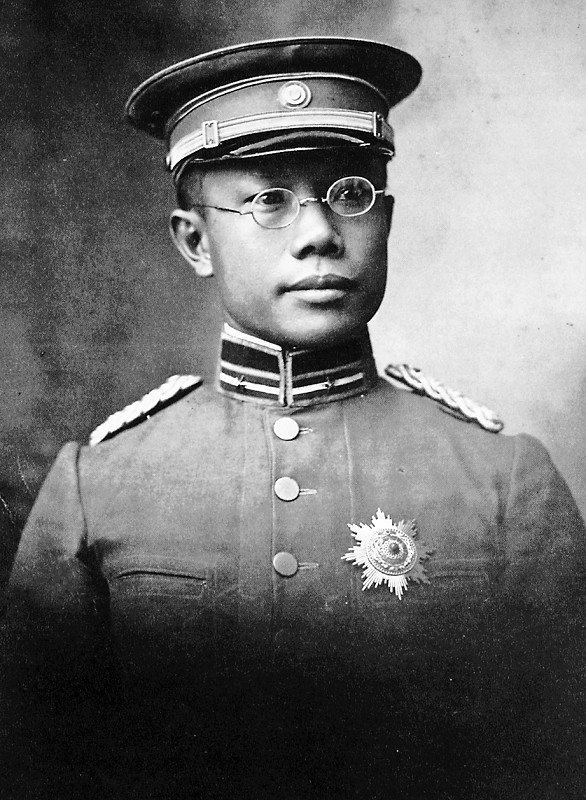
軍医たる協参領（少佐に相当）。伍連徳
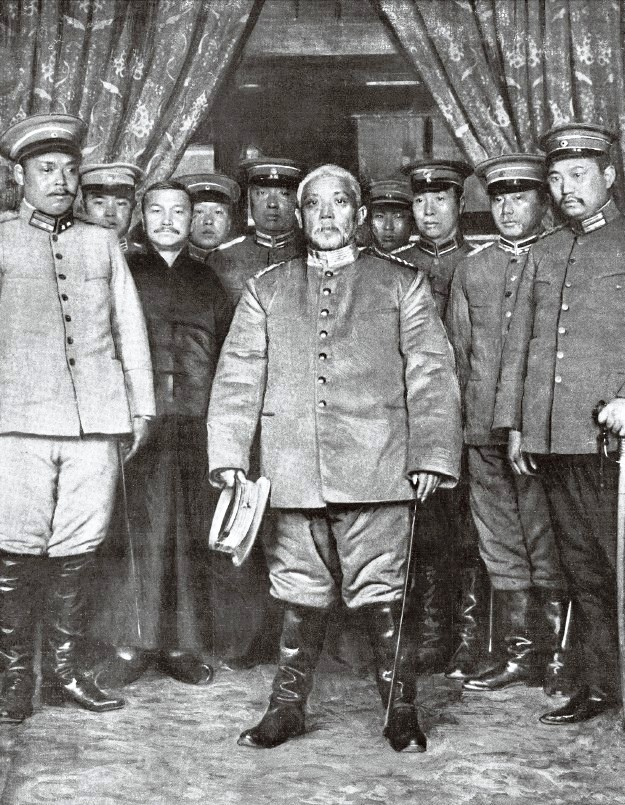
高級軍官ら。これは民国成立後の写真だが、まだ新軍の軍服を着用しており、帽章も清朝時代のままである。
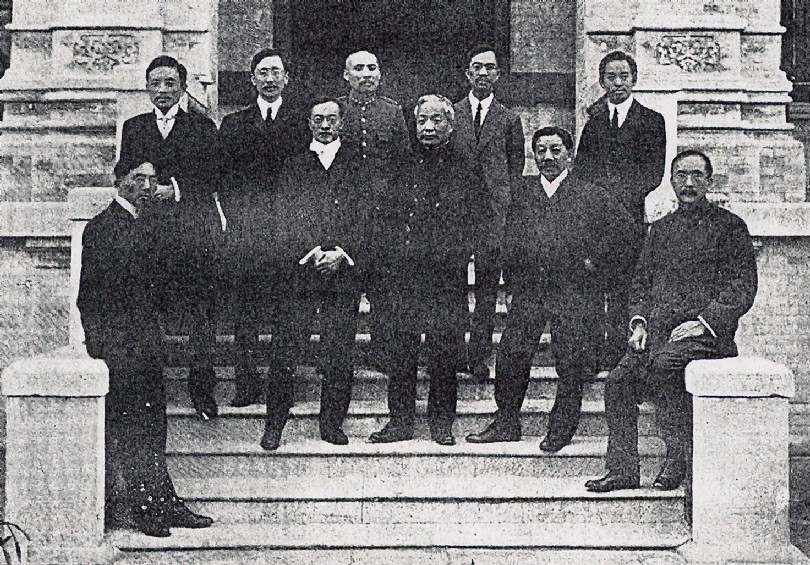
こちらも民国成立後の写真だが、奥中央の人物（元・正都統、段祺瑞）は新軍の軍服を着用（1912年3月）
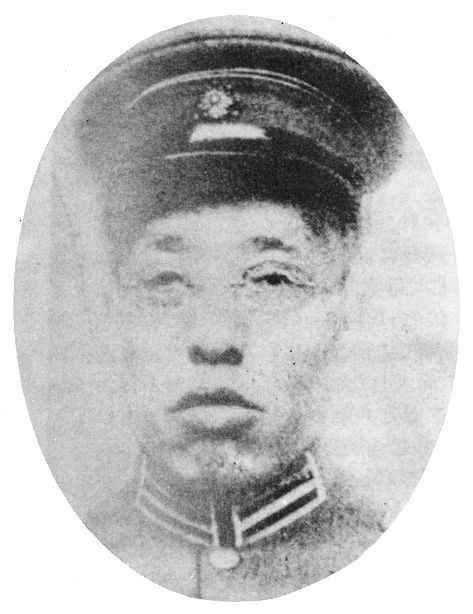
帽章を十八星に換えているため、民国成立後の写真。襟章から、元・参領（佐官、革命後校官と呼称）クラスと推測される。孫毓筠
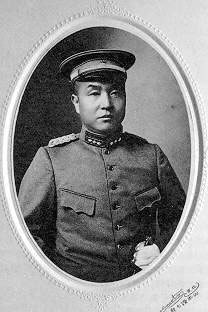
正都統。こちらも帽章を十八星に換えているため、民国成立後の写真。段芝貴
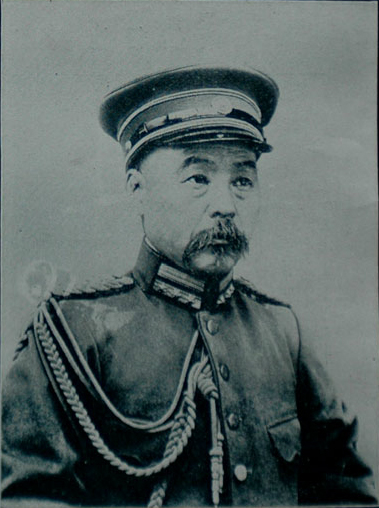
正都統、馮国璋
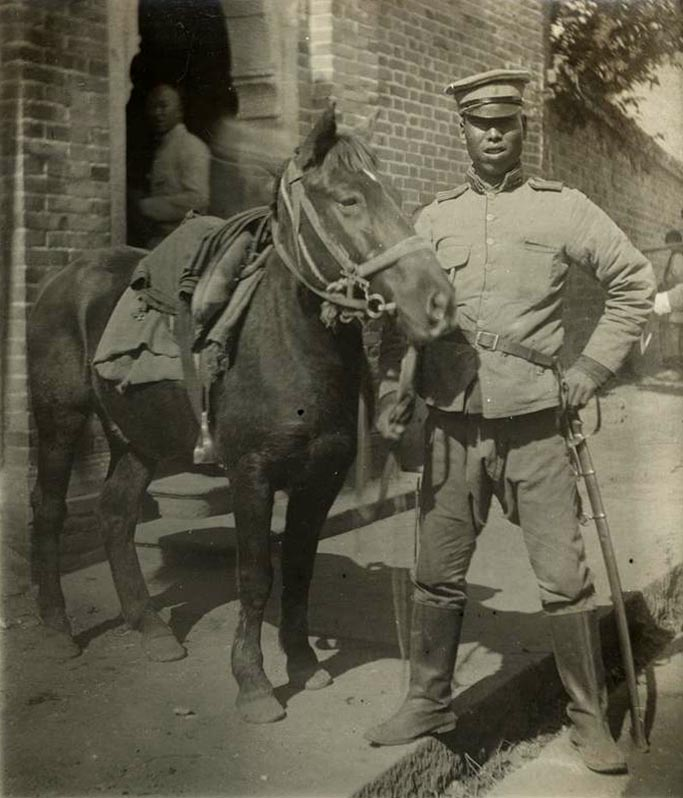
騎兵下士官
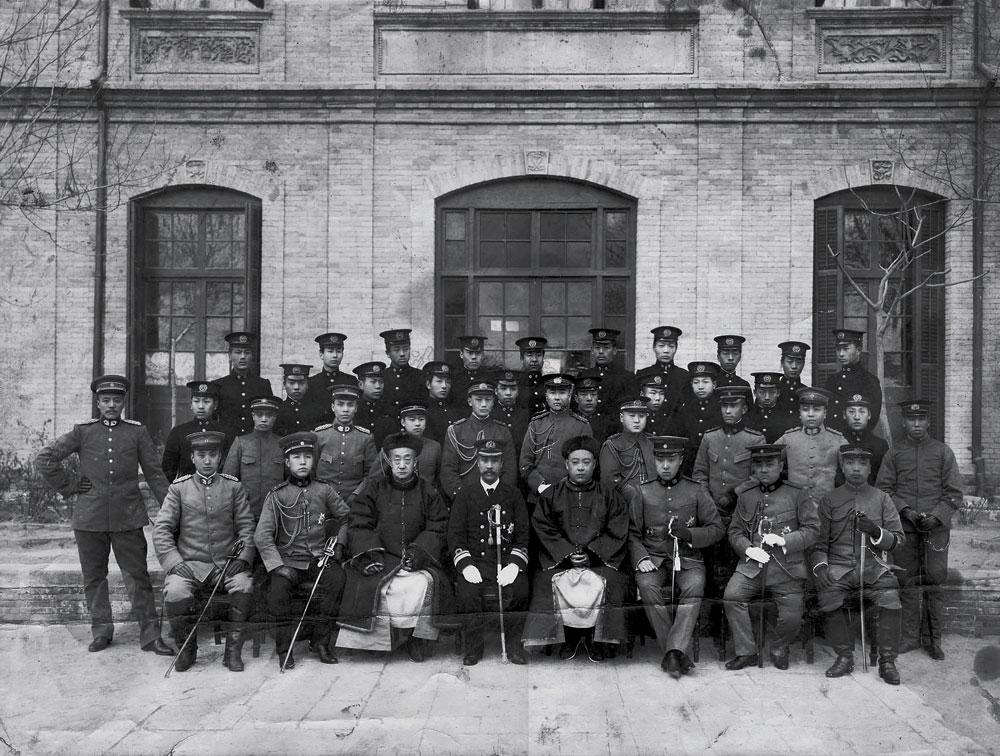
陸軍貴冑学堂の教官ら。旧制式の制服を着用している人物も見受けられる。黒い襟は禁衛軍。後方は生徒。

### 禁衛軍
『禁衛軍大臣奏訂禁衛軍服色章記摺』（宣統元年（1909年）閏2月7日制定）
清帝室の近衛兵たる禁衛軍には、独自の軍服が採用された。冬の軍衣の地質は同じく灰色、軍帽の鉢巻および襟は黒もしくは赤で、帽章・記章も独特の物であった。当時としては珍しい折り襟で、襟は黒。肩章は、通常部隊がドイツ式に対しロシア式であった。帽章は八鋭角形で中央に黄、赤、白、青の4色の琺瑯が配され、襟には蓮の花と満州族の象徴であるシロハヤブサが配された。

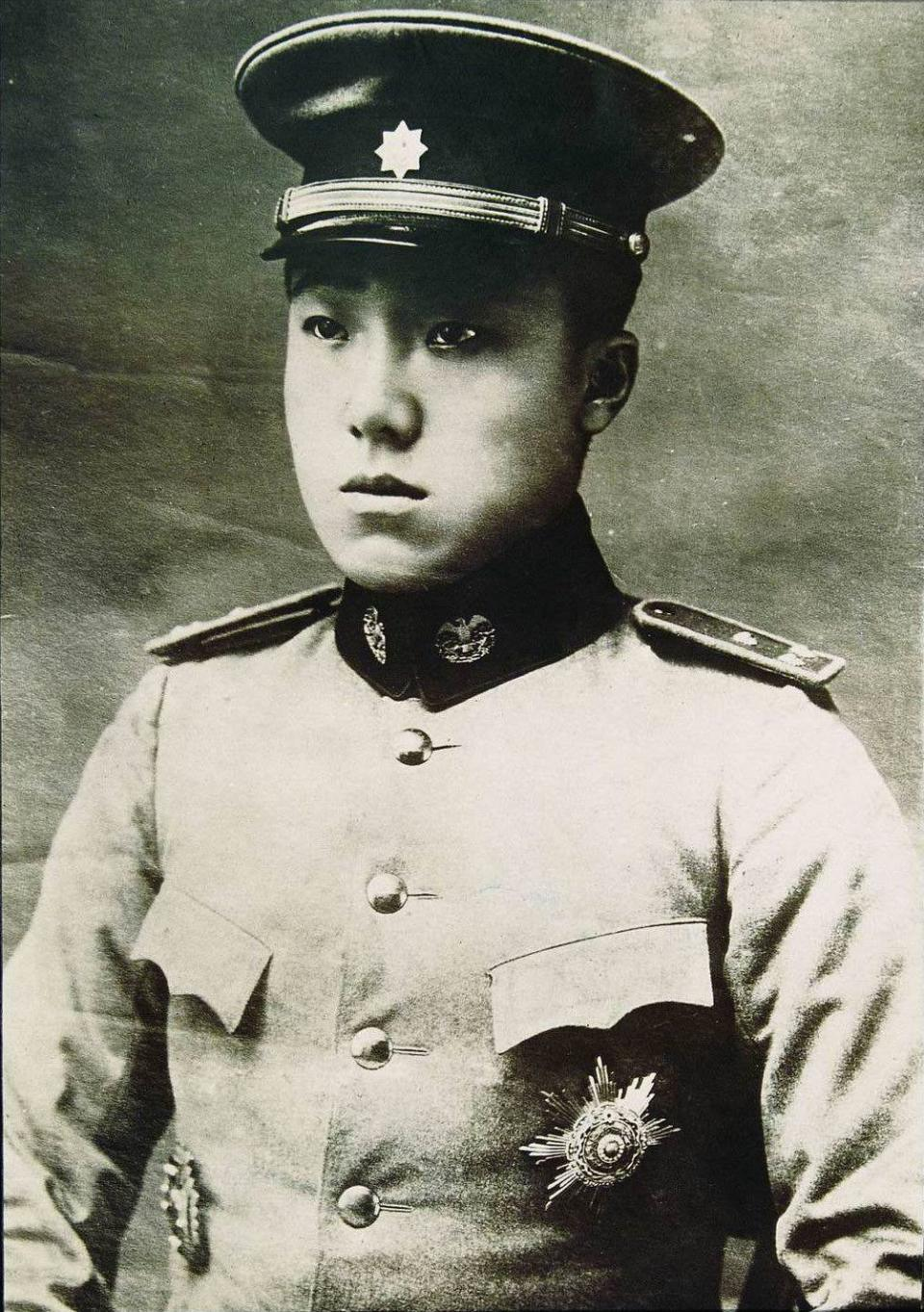
禁衛軍の正都統。載濤（中国語版）
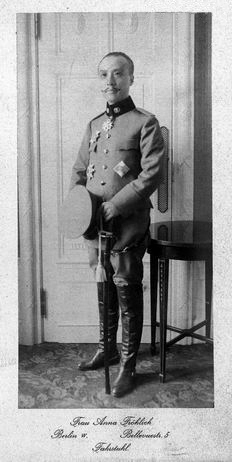
良弼

### 革命軍諸軍の軍装
辛亥革命では第八鎮からの起義者で編成された革命軍の他にも、呉淞光復軍、上海光復軍など数々の民軍（革命軍）が編成され、戦闘に参加。その多くは独自の制服を用いた。しかし、南京臨時政府の成立後に解散させられた。
1月5日、南京臨時政府は「軍士制服令」「大総統陸軍服制」を制定、16日には「陸軍軍官佐士兵階級表」。軍服の形状および階級章は日本陸軍の明治39年式軍衣に酷似しており、帽章は、武昌起義において湖北軍政府が掲げた「十八星旗（鉄血十八星旗、別名・九角十八星旗）」をベースとして制定された陸軍軍旗である「九角十九星旗」を反映している。襟章は日本軍の「鍬型」に酷似するが、切れ込みの湾曲がない。また、将官でも赤の襟章を付ける。
階級は軍官は肩章、兵は線で示す。肩章は赤を台紙とし、少尉～大尉は金線1本、少領～大領は2本。将官は台紙が金。二等兵は半生（0.5ミリ）の赤線1本、一等兵は2本。二等兵目は下部に3生（3センチ）、上部に半生の赤線が各1本、一等兵目は下部に3生1本、上に半生の赤線2本。
建国直後の混乱のためか、軍政府ごとのばらつきが多かった。

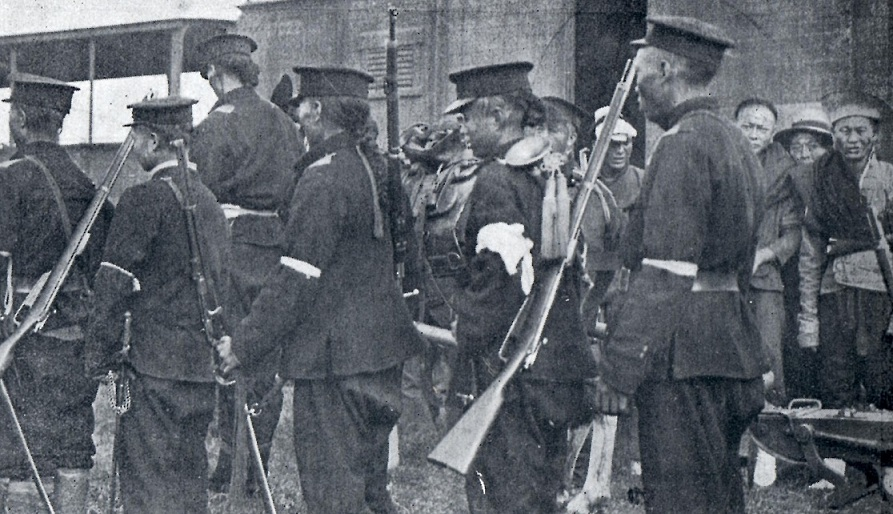
武昌起義における革命軍兵士ら（1911年10月）
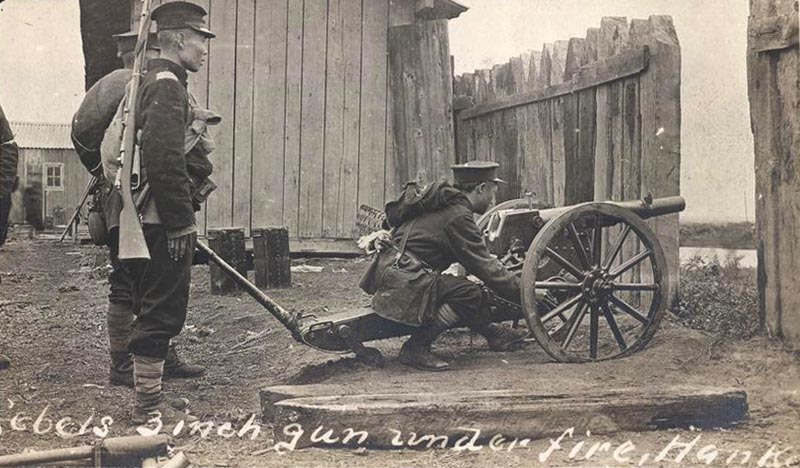
同じく武昌起義における革命軍の砲兵。
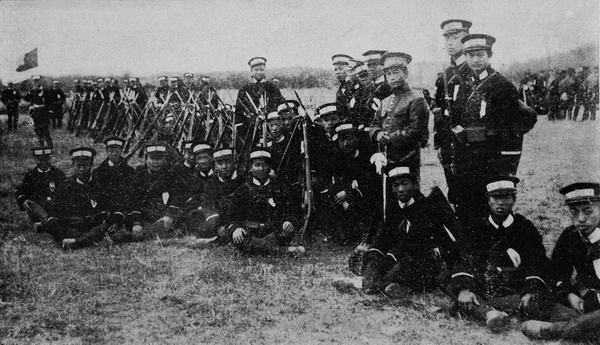
呉淞光復軍
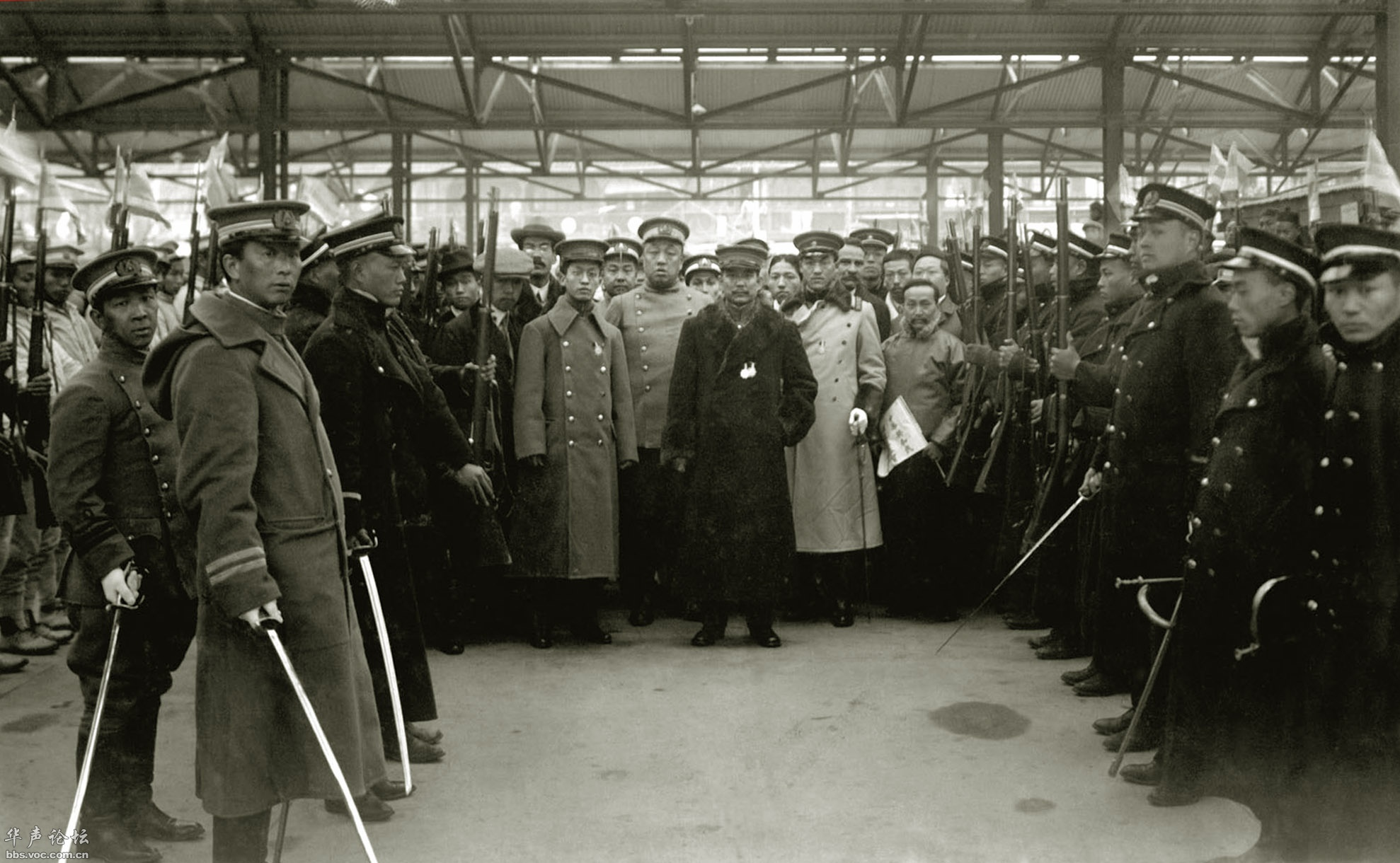
上海光復軍将兵（1912年1月）
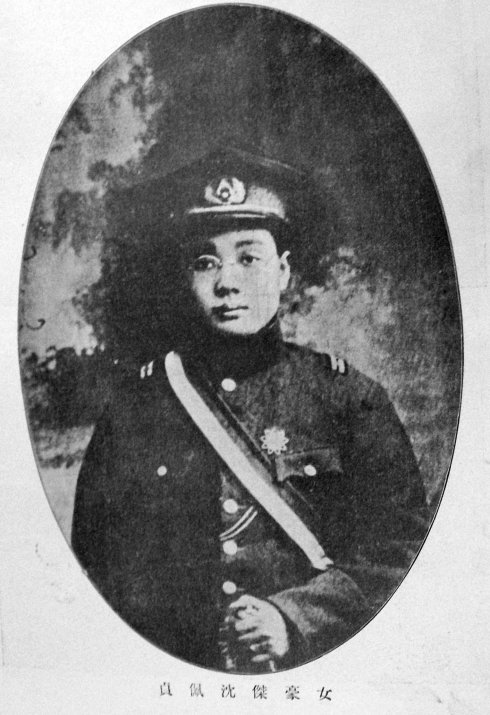
上海女子北伐決死隊員。翌年の臨時政府の軍服に似ている。沈佩貞（中国語版）
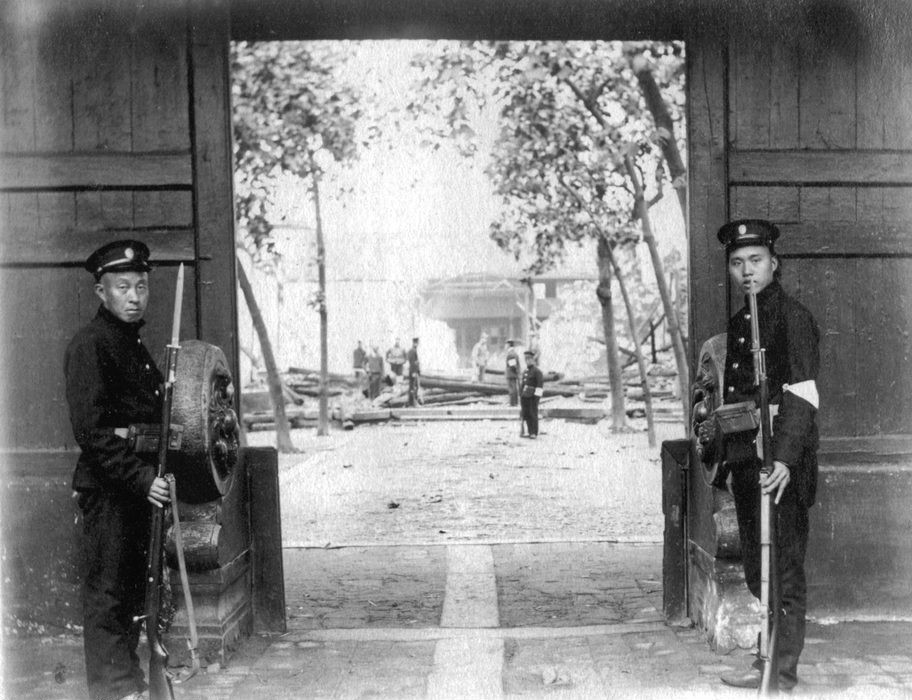
上海の革命軍兵士。

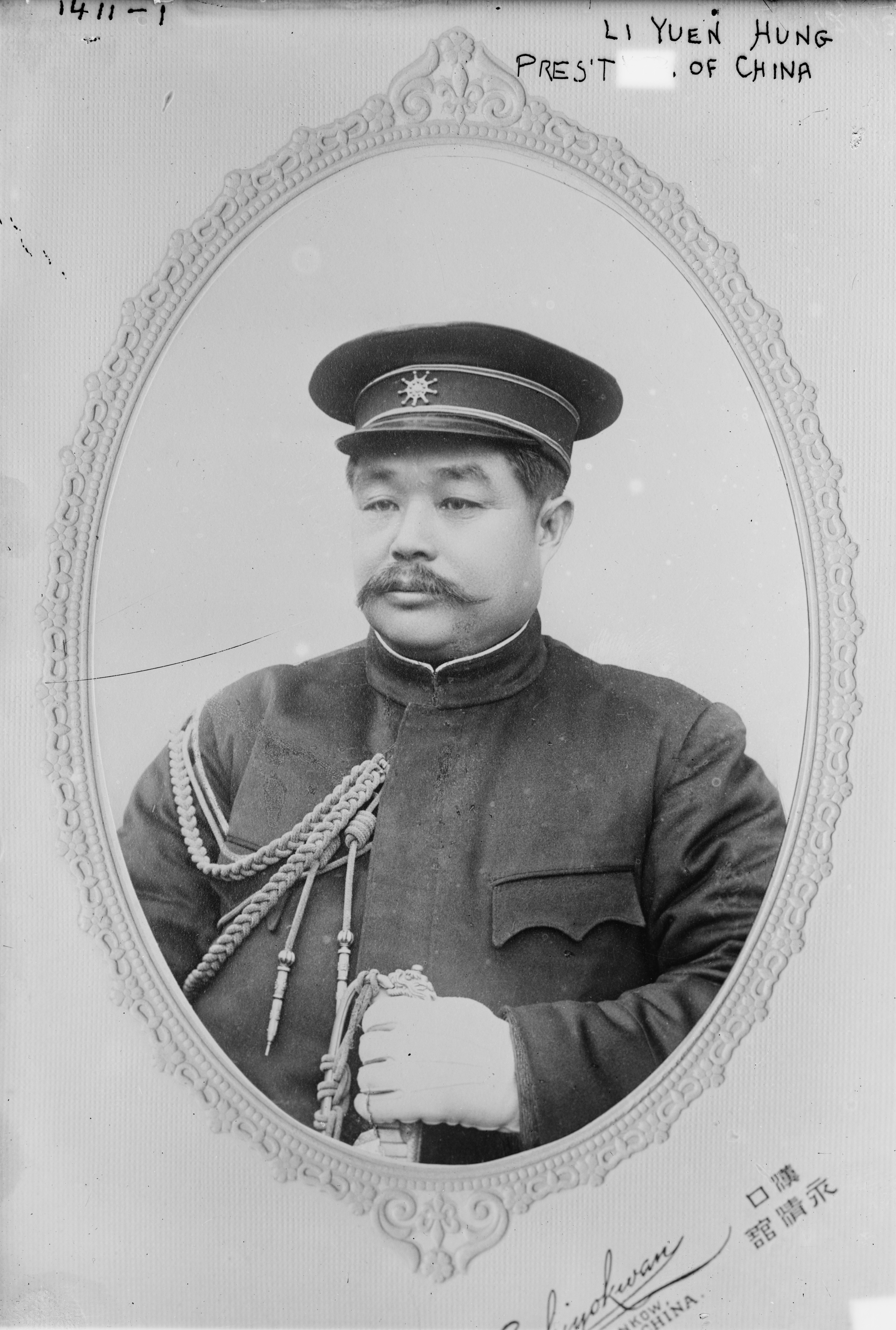
参謀総長たる将官。帽子は宣統3年制式、軍衣は光緖31年制式に似ている。黎元洪
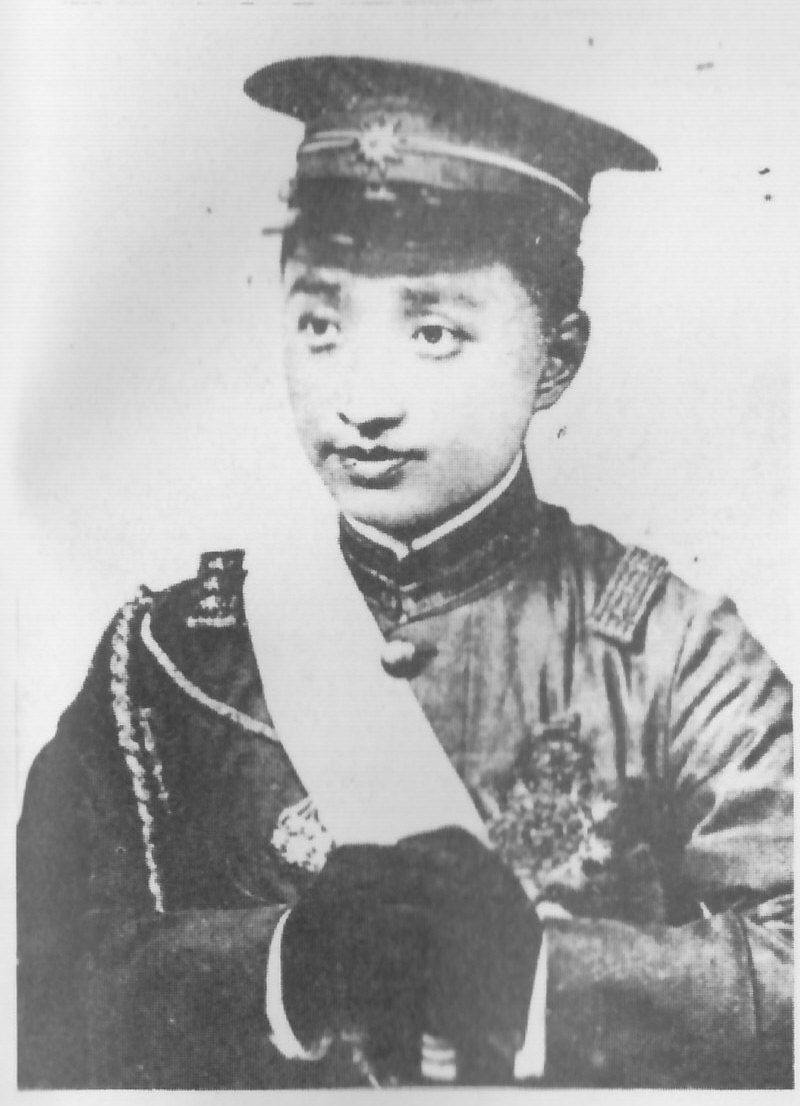
四川軍政府副都督たる大将校。軍帽鉢巻部のパイピングが規定と異なる。張培爵
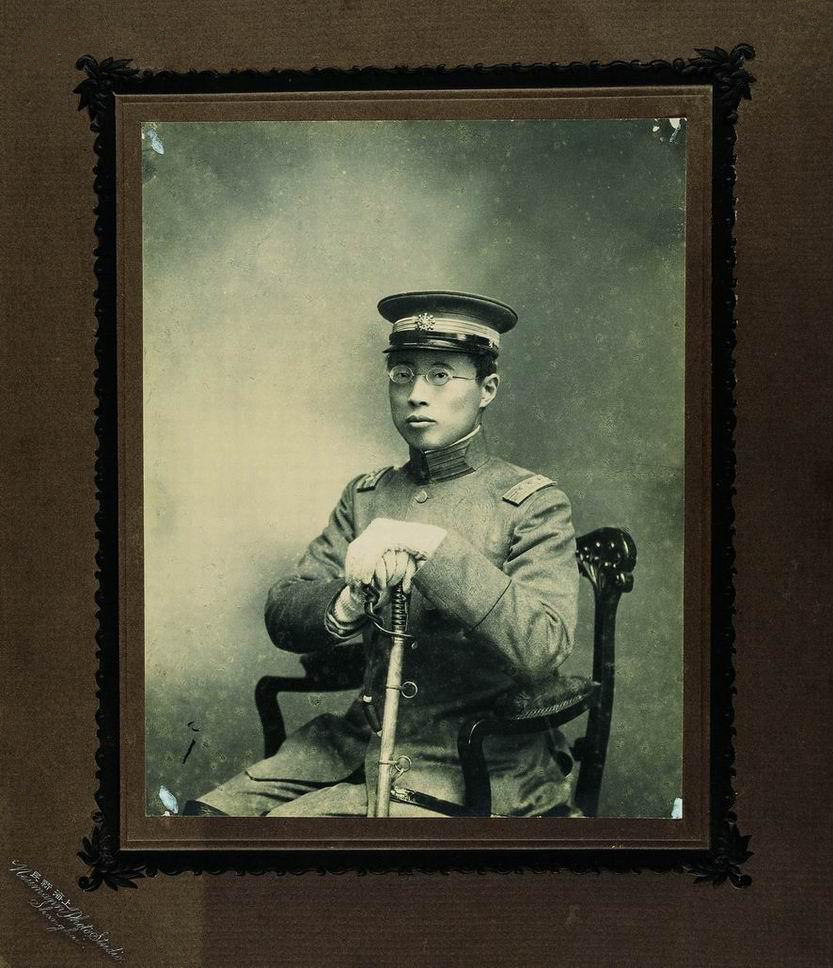
滬軍都督たる大将校。陳其美
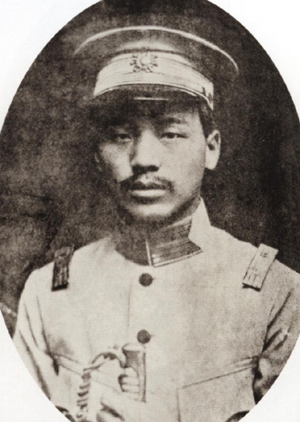
湖北軍政府の中将校。蔡済民（中国語版）
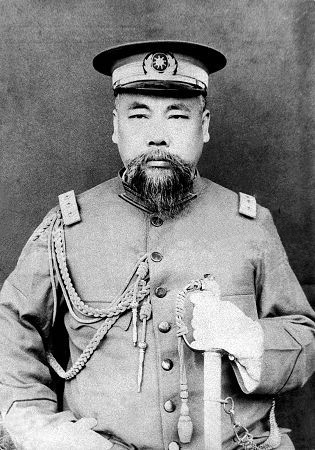
江蘇都督の大将校。帽章が規定と異なる。程徳全
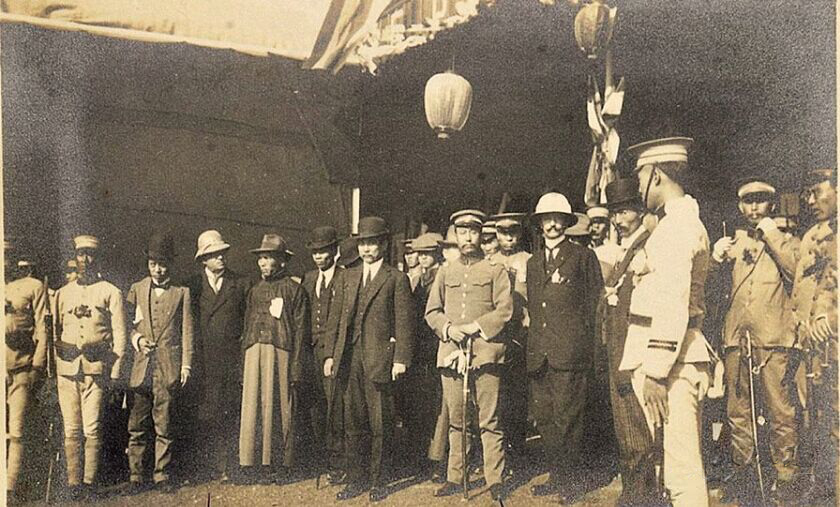
山西軍政府将兵。手前の衛兵は袖章より一等兵（1911年9月）

## 北京政府の軍服（1912～1928年）
『陸軍官佐礼服制』『陸軍常服制』（1912年10月24日制定）
辛亥革命後の1912年（民国元年）5月12日、中華民国政府は北京に陸軍部を設置、10月24日に新たな軍服を制定した。常服の形状および階級章は南京臨時政府同様に日本陸軍の明治39年式軍衣に酷似しているが、生地の色・ボタンの数はともに清朝時代のものを踏襲している。また、礼装などドイツ色の強かった清代とは対照的にフランス式要素が強くなっている。
常服の上衣は日本の四五式同様、胸部物入は雨蓋付き、腰部物入は雨蓋無しだが、胸部物入はボタンが付かない。
また、上衣の袖および袴の外側には赤のパイピングが一本入る。
襟章は五角形で、将官は金色。襟の兵科章には、隊号章として下士官兵は左側がアラビア数字、右側がローマ数字、将校は両襟ともローマ数字で表記された金属章を付ける。また、各兵種に属する者は隊号章とともにその兵種の頭文字を漢字で表記した銅製の襟部徽章を、参謀は2つの棒を交互に組み合わせた意匠の襟部徽章を左側に付けた。
階級章は、長さ10センチ、幅3センチで、下士官兵は赤の下地、将校は白地に金線。
軍帽は天井喰出に赤のパイピングが一本入る。鉢巻は軍衣の地質と同様だが、将官は鉢巻全体に金色のパイピングが入り、顎紐も金色となる。帽章は五色旗をモチーフとした黄・黒・白・青・赤で塗り分けられていたが袁世凱政権の前後に日本陸軍と同様の五芒星へと変更された。中華帝国崩壊後、再び五色星に喉された。
革命以前、被服廠は各地に分散されていた。当初、北洋政府軍は被服廠というものを持っておらず、民間への大量発注という形を取っていたが、これらの軍需工場を北京に集中させ、またドイツや日本から大量の製造機器を購入し、軍需工場の刷新を図った。まず、1912年9月、駐上海陸軍被服倉庫が設立。10月、清代の被服廠を解体・移転させて北京市内の米倉庫を接収し、11月、新たに被服廠を設立。また朝陽区老君堂と東城区灯市口にあった被服倉庫を合併し被服廠に併設させた。やや遅れて1914年（民国3年）4月に武昌南湖の旧軍の制革廠を受領、1915年（民国4年）11月、海淀区清河鎮にある旧軍の官営企業だった溥利呢革公司を受領し呢革廠を設置。同年、陸軍被服装具検査規則が制定され、こうして軍服の製造システムが整えられた。
ベルトは第一次世界大戦ごろより欧州からサム・ブラウン・ベルトが観戦武官や軍事顧問を経由して持ち込まれたと思われ、やがて全土に普及した。
その後、北京政府は分裂し、軍閥割拠の時代へと突入した。ボタンやポケットの形状など、地域によって細部の差はあるが、全体的に似たり寄ったりで大きな変化はなかった。
ただし、奉天閥は1924年より制帽の鉢巻をはじめ、袖や袴のパイピングを一切配したシンプルなデザインとなった。帽子のはみ出しは狭くなり、軍衣の胸と腰の物入れは貼り付け型が基本となる。同様の変化は山西派でも見受けられる。
また、国民軍や孫伝芳・張宗昌連合軍（直魯連軍）では簡略化させ、階級のついた中折れ帽を被った「漁夫兵」と呼ばれる独自の軍装が現れた。
やがて北伐完了により国民政府の折襟の軍服に取って代わられていくが、満州国陸軍がこれに酷似した軍装を継承していくことになる。

大元帥独自の軍装。襟全体に金色の襟章がなされ、また肩章がロシア式となっている。袁世凱
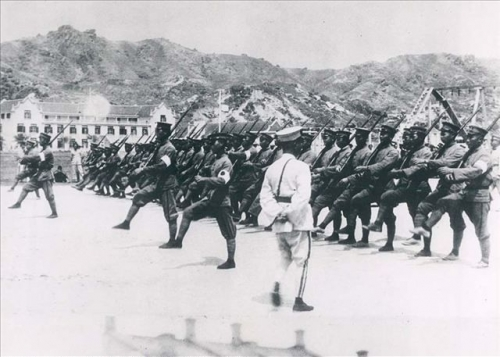
訓練を行う初期の北洋陸軍。分列行進の動作はフランス式に準じている。
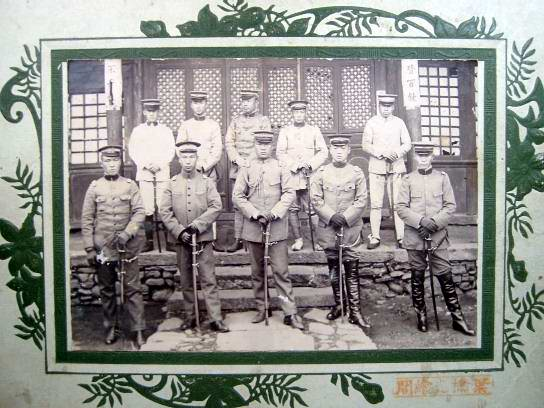
護国戦争における護国軍側指揮官ら
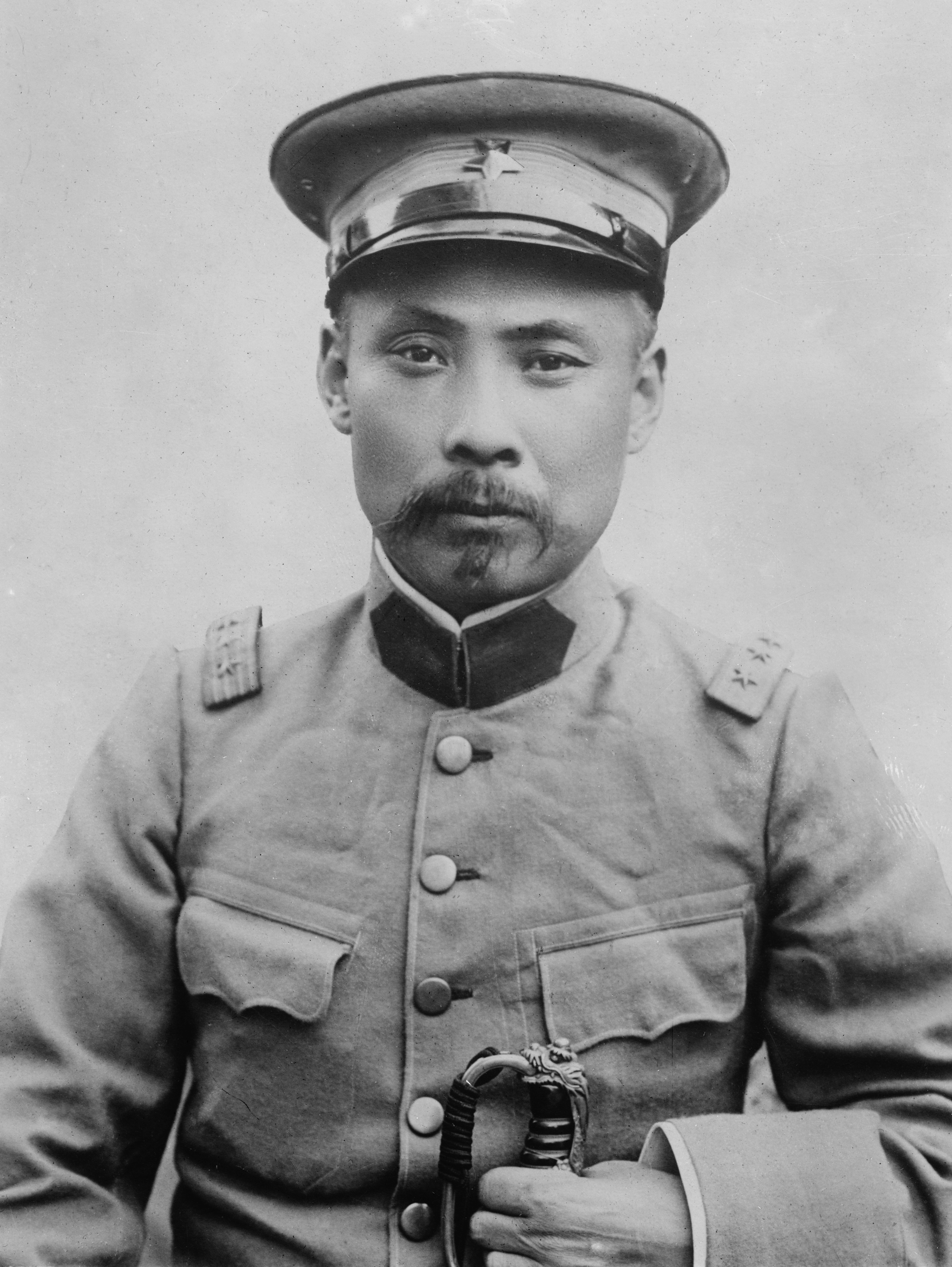
中華帝国時代の帽章。（段祺瑞、1913年6月）
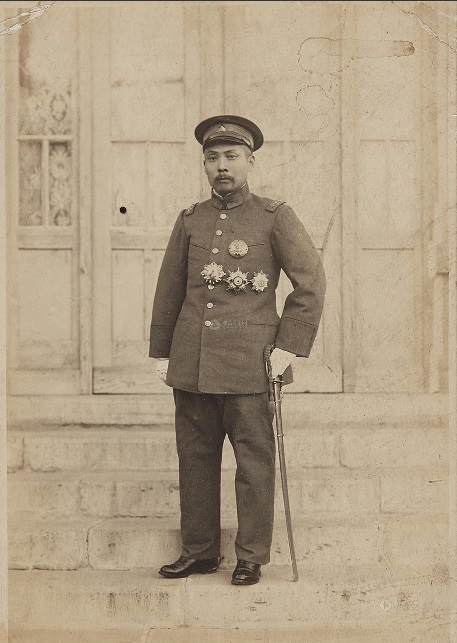
段祺瑞別影。上衣のポケットは上下ともに雨蓋なし。（1917年）
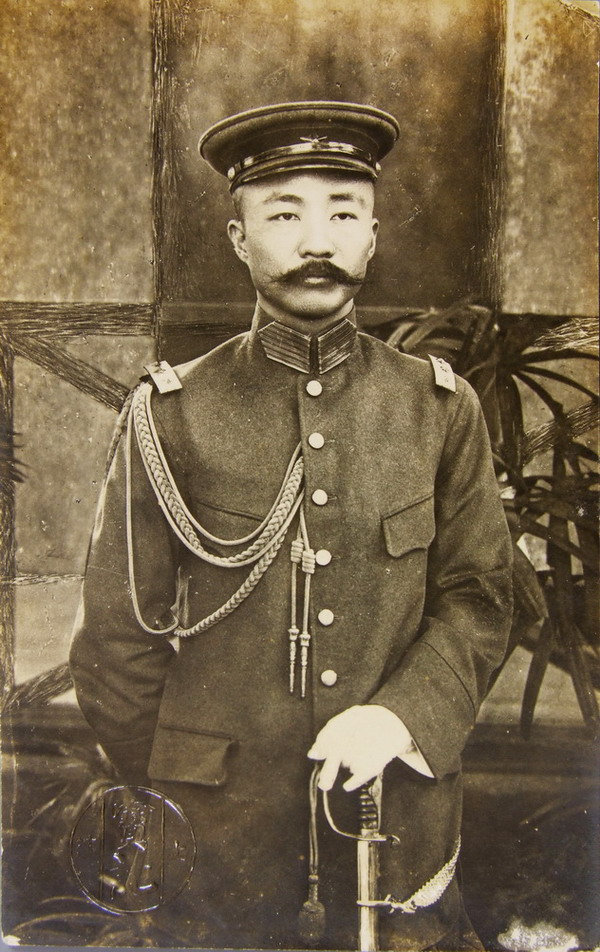
襟章変更後の大将。李烈鈞
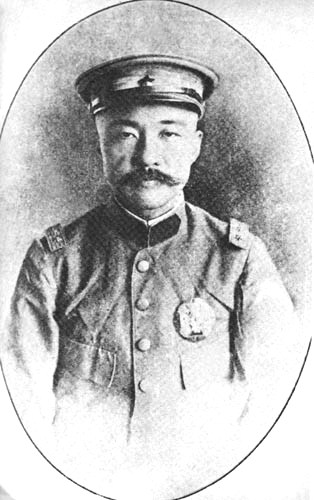
襟章変更後の大将。李烈鈞
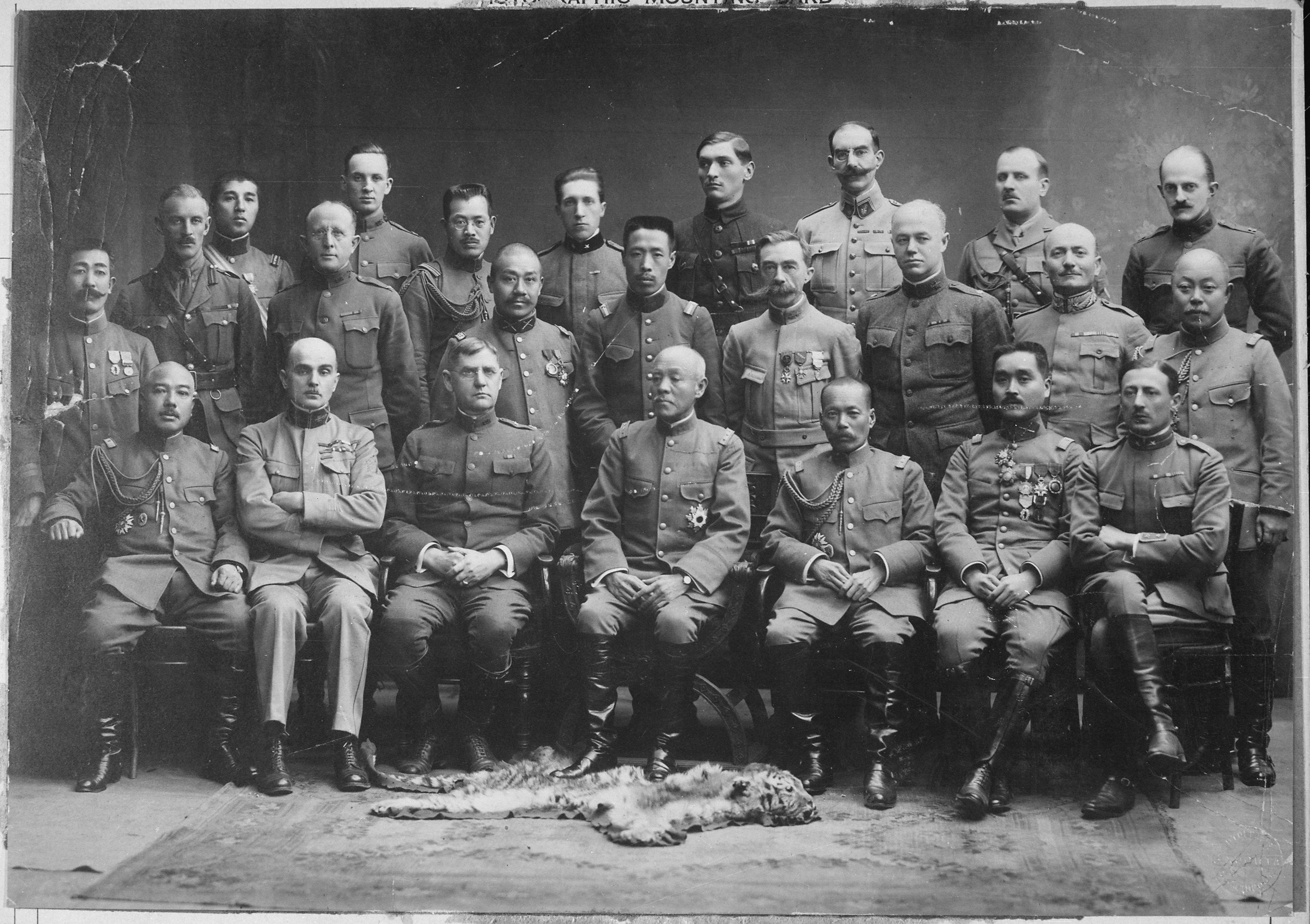
シベリア出兵における各国軍指揮官ら。大将（2列目左より4番目）および少将（前列右より2番目）は襟に参謀であることを示す徽章を付けている（1918年）
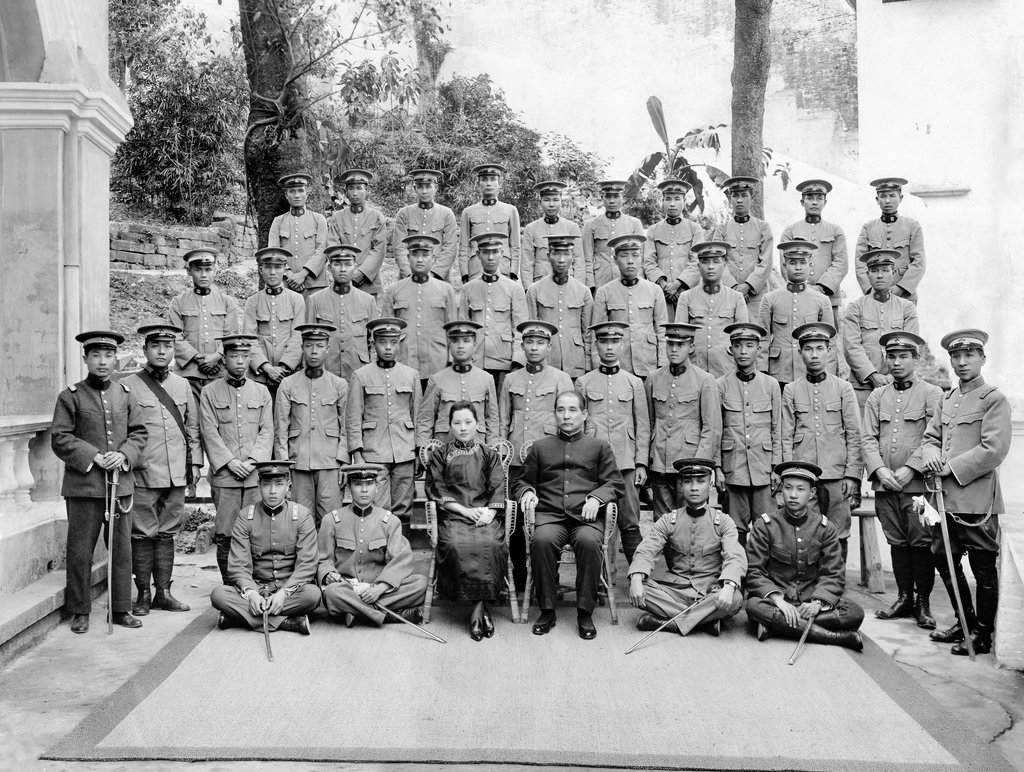
憲兵将校(1922年)。上衣ポケットが胸部・腰部ともに雨蓋付きとなっている
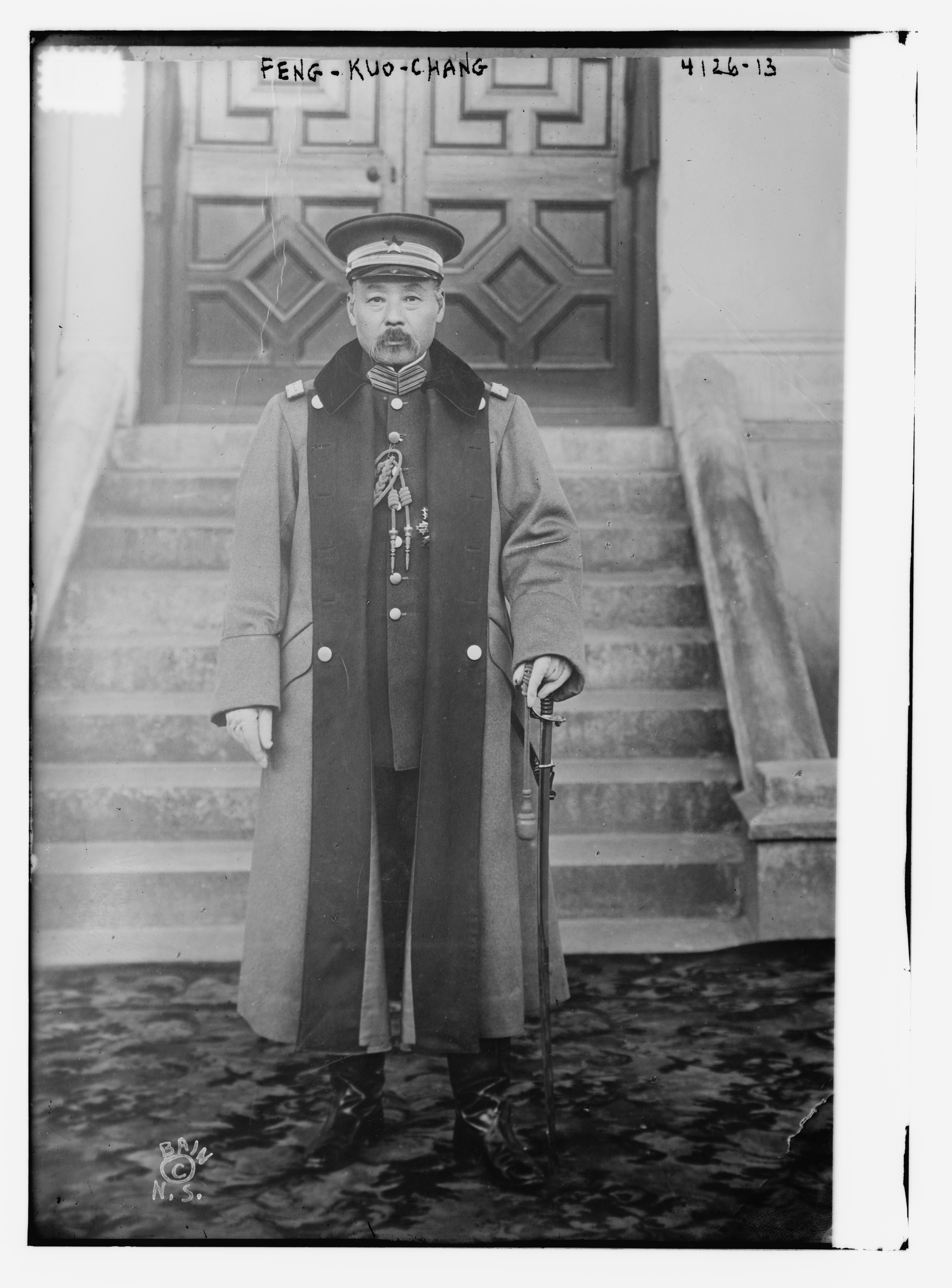
直隷派の大将。馮国璋、1919年
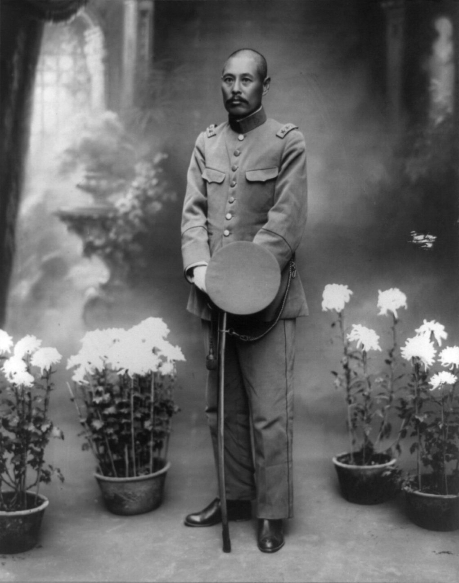
直隷派の大将。袴のパイピングが確認できる。呉佩孚、1921年
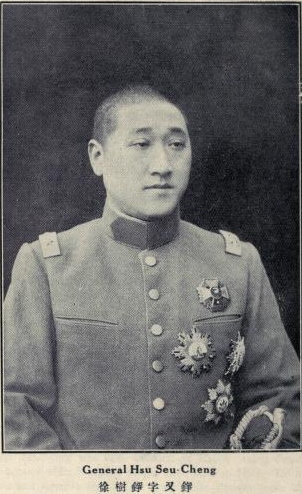
安徽派の中将。徐樹錚
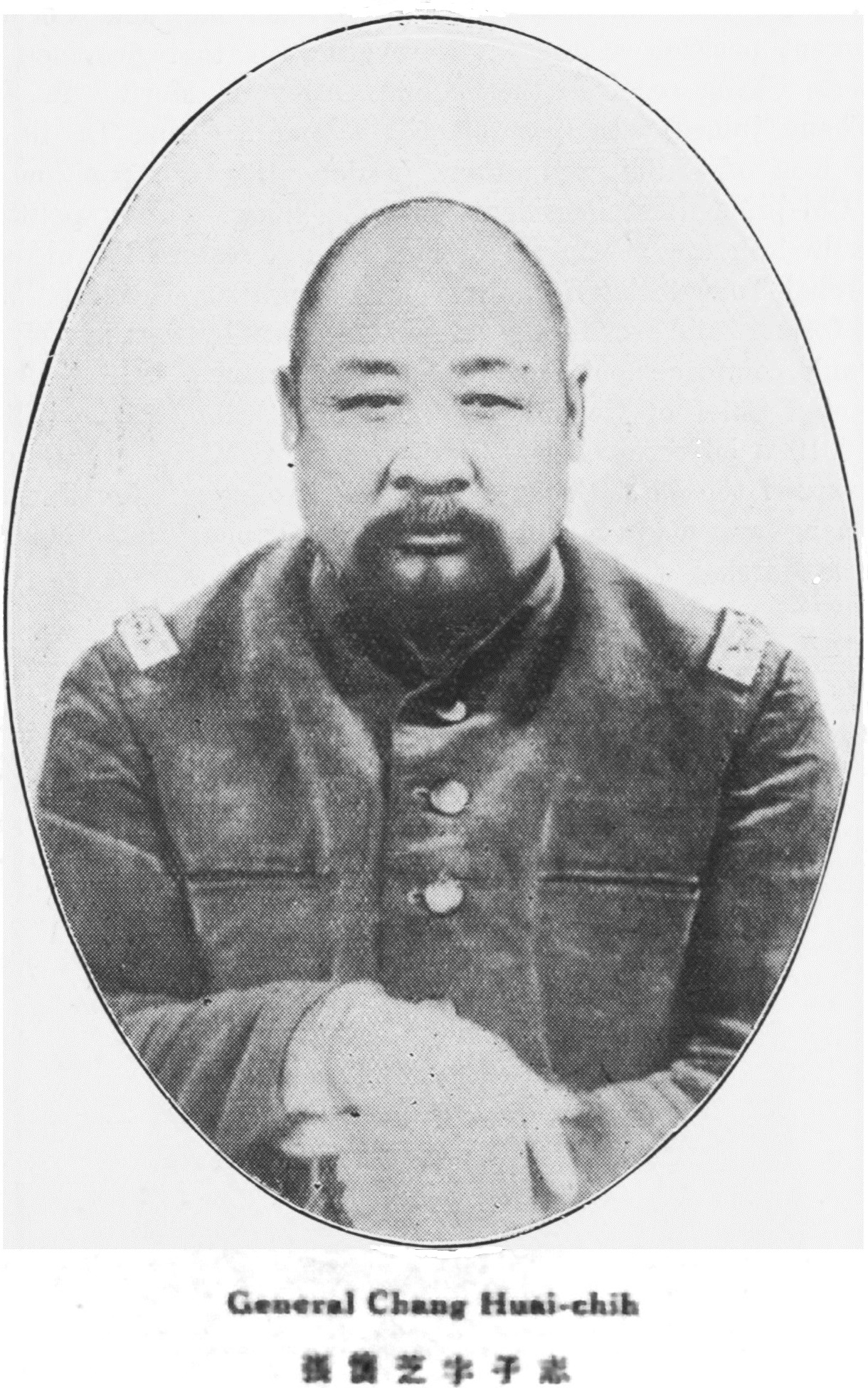
安徽派の中将。張懐芝
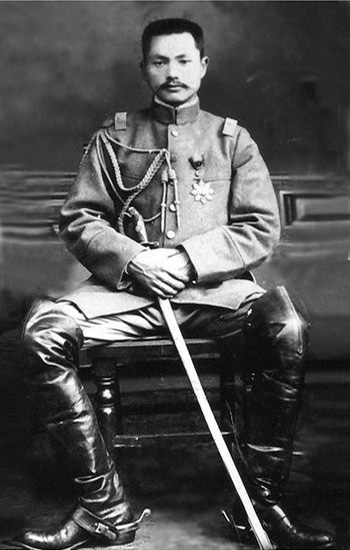
雲南派の少将。胡瑛
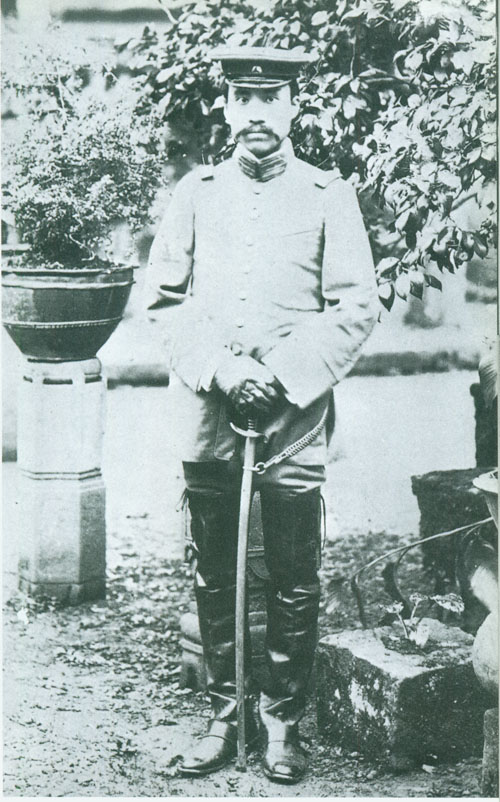
雲南派の少将。朱徳
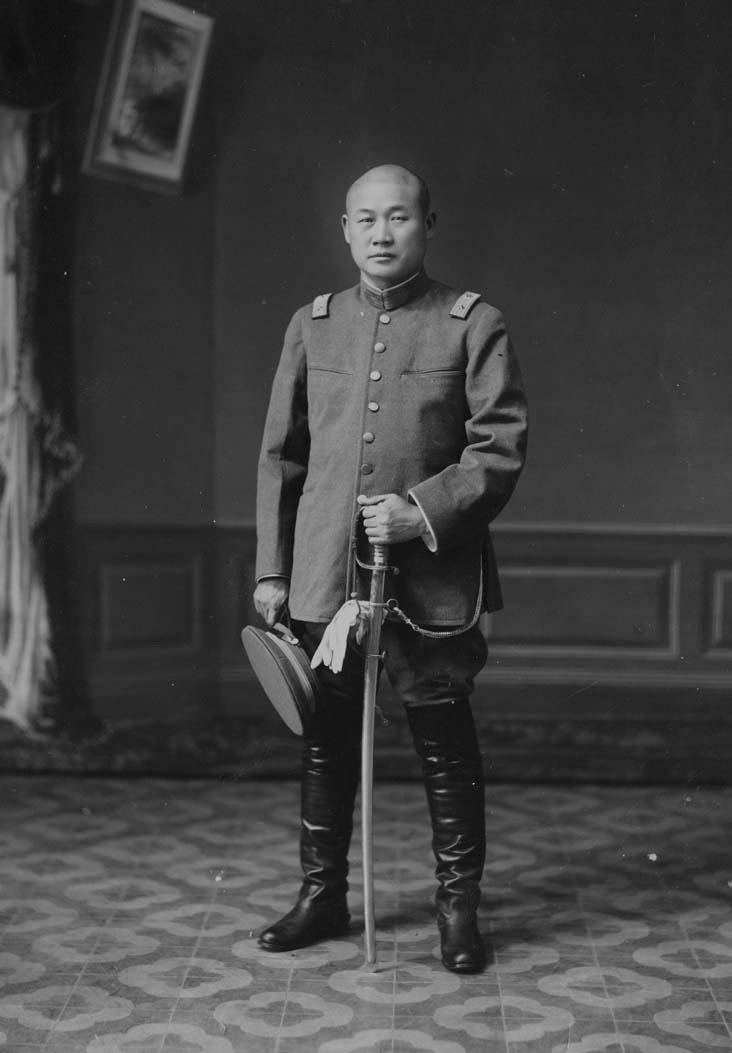
旧広西派の中将。上衣のポケットは上下ともに雨蓋なし。洪兆麟（中国語版）
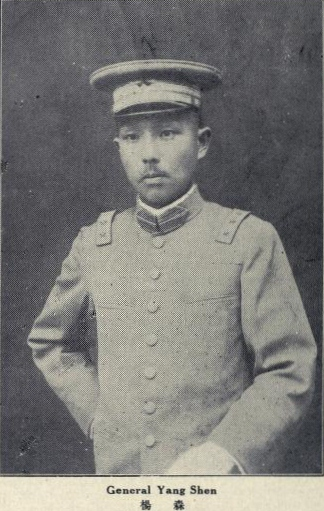
楊森
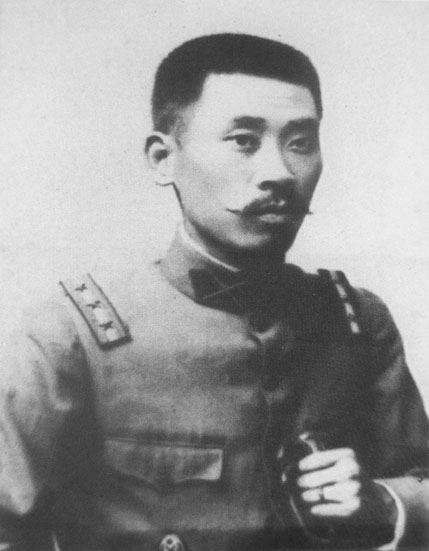
浙江督署参謀たる上校。胸に中国陸大卒業徽章が確認できる。（潘国綱、1914年前後）
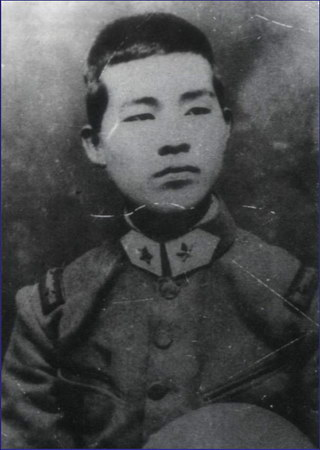
軍官候補生たる工兵中士。鄧演達
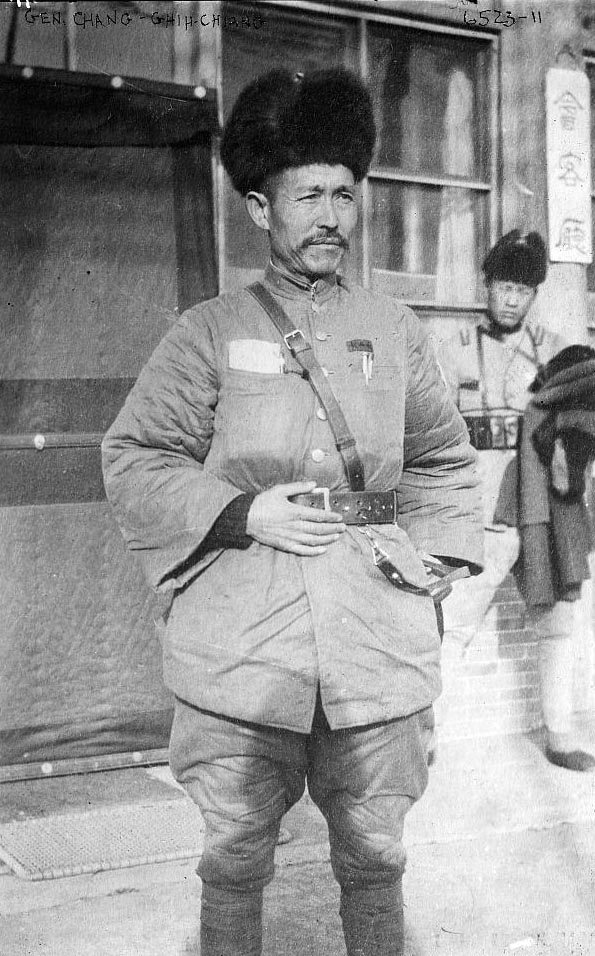
張之江
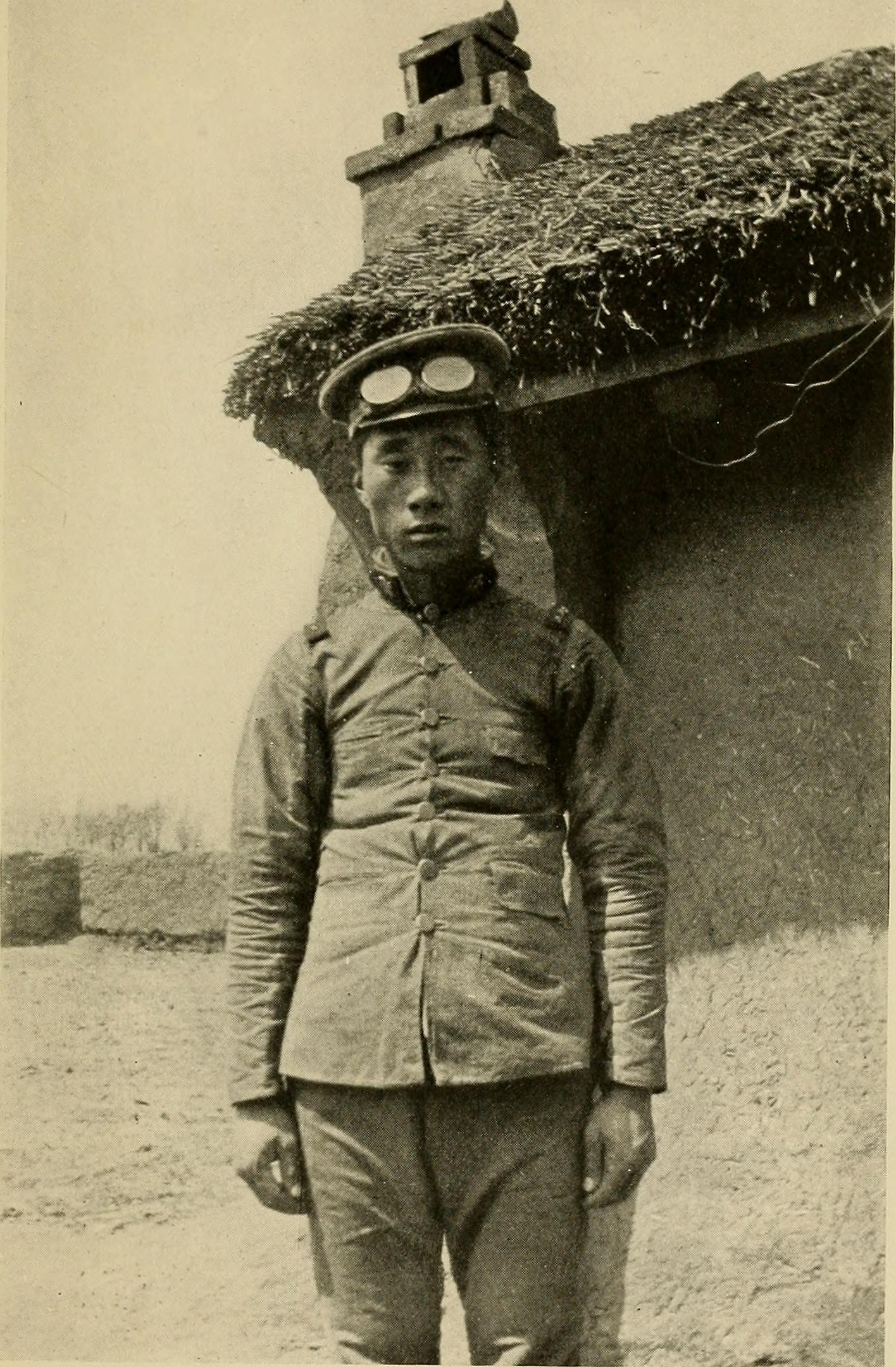
1922年
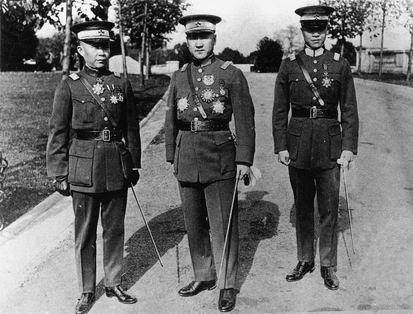
外ポケットの後期のタイプ。1925年
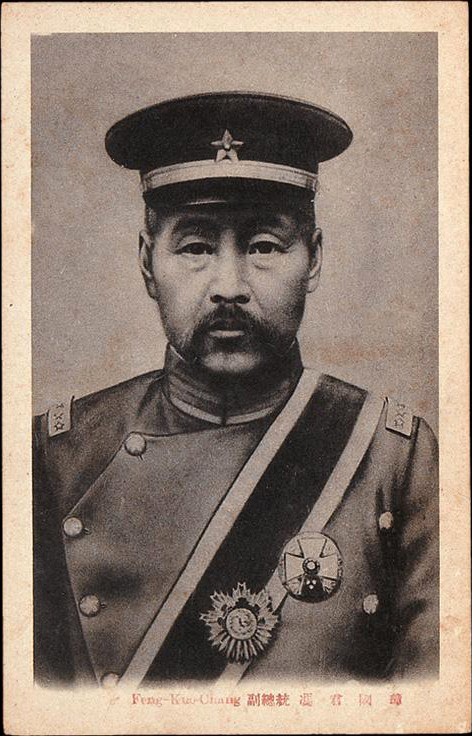
ダブルの上衣。馮国璋

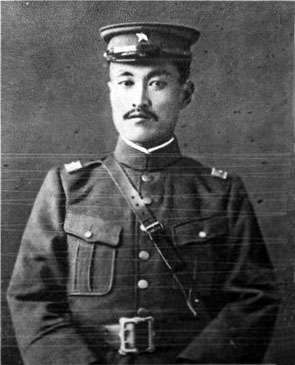
奉天閥の中将。郭松齢（1924年）
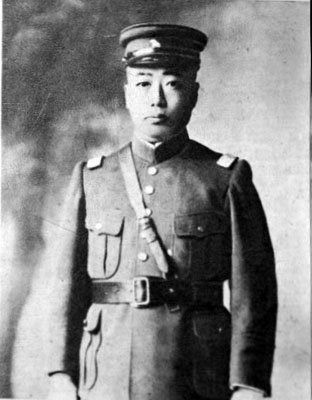
奉天閥の少将。楊宇霆（1924年）
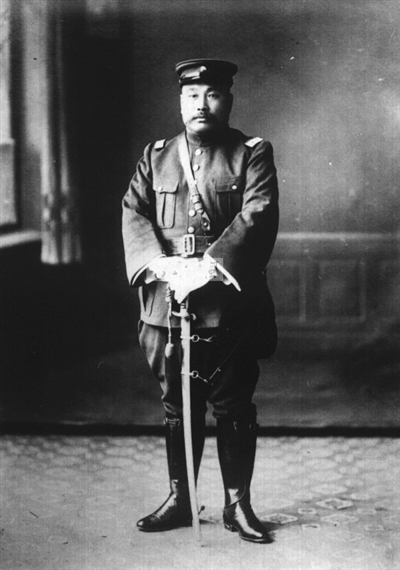
奉天閥の中将。湯玉麟
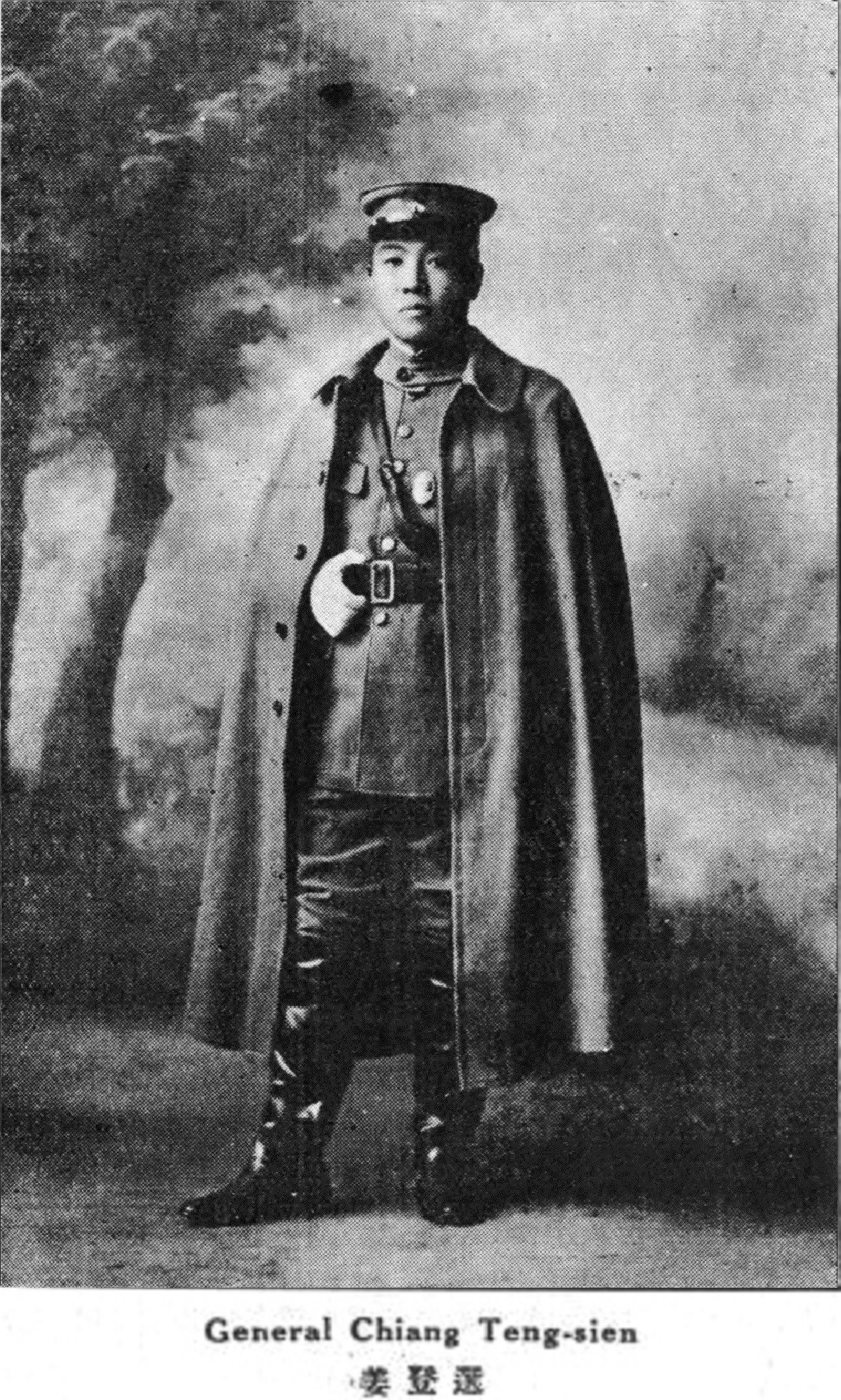
姜登選
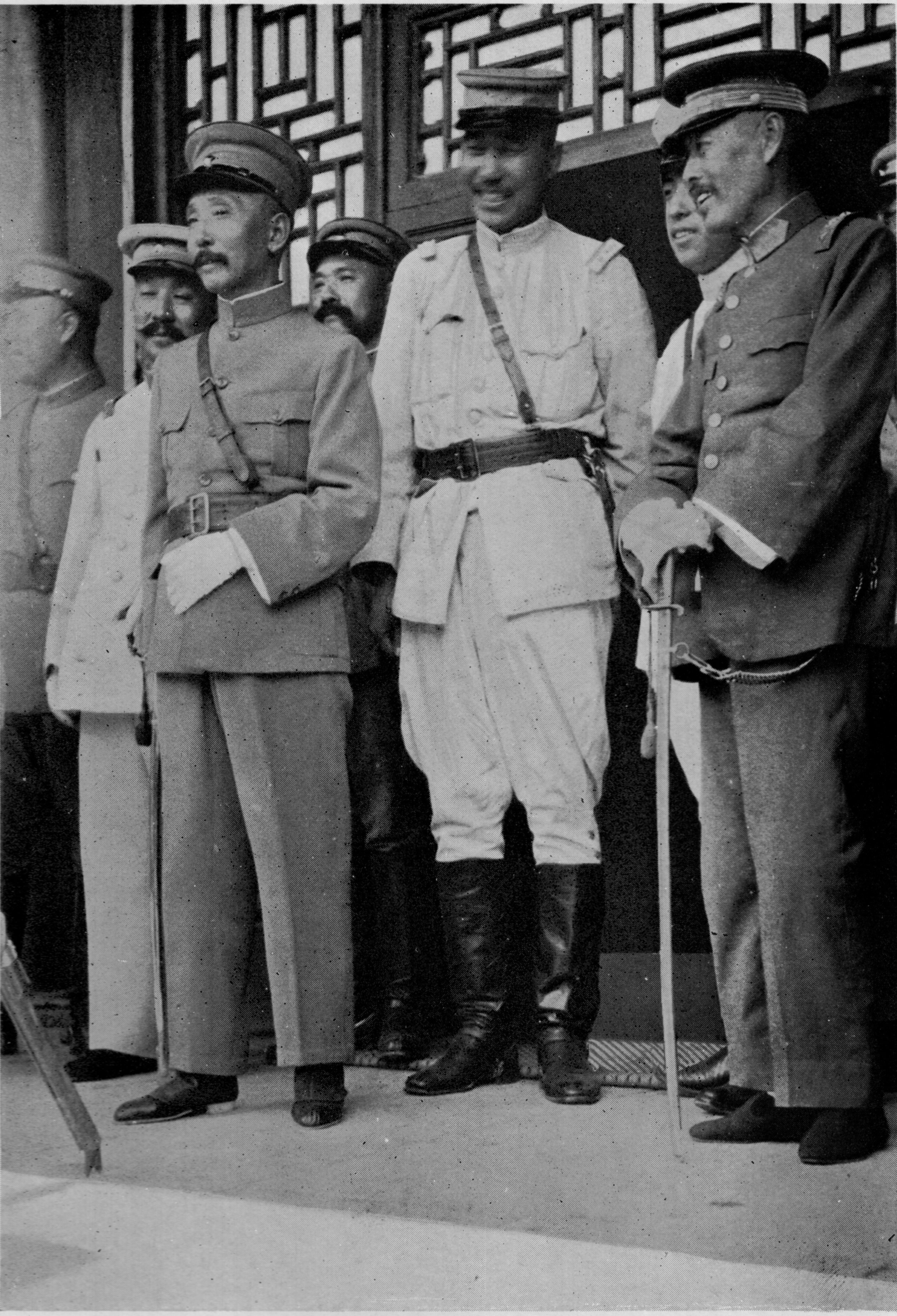
奉天閥の陸軍軍人ら。上着が外ポケットになっている。
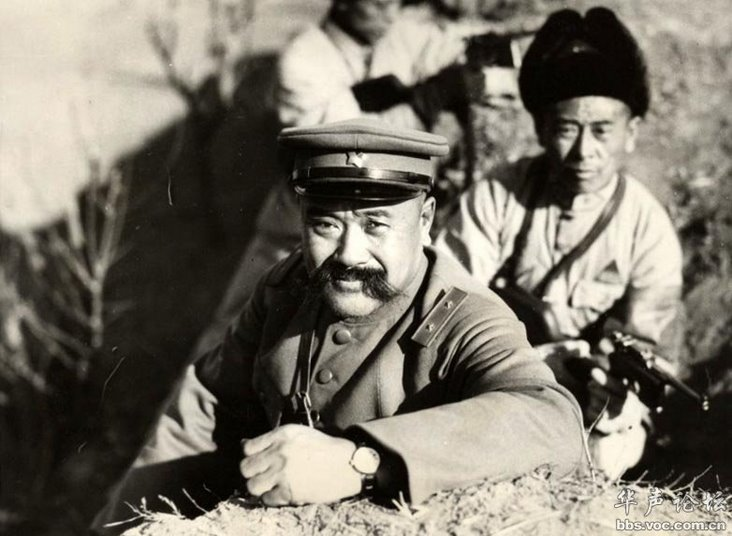
奉天閥の中将。万福麟
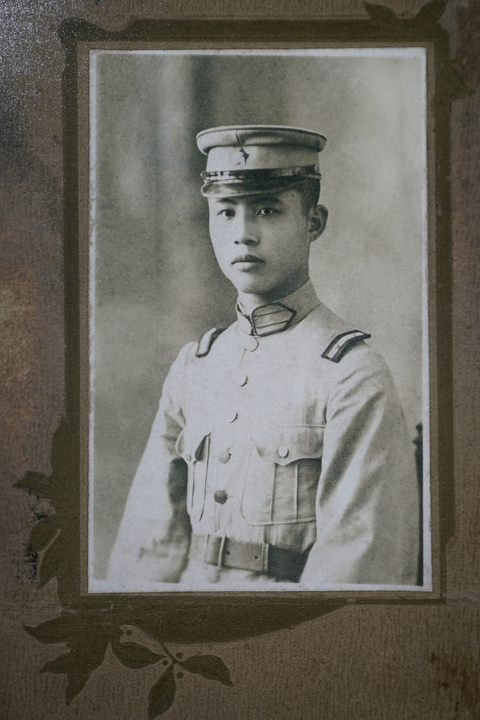
東北陸軍耕武堂学生たる中士。呂正操
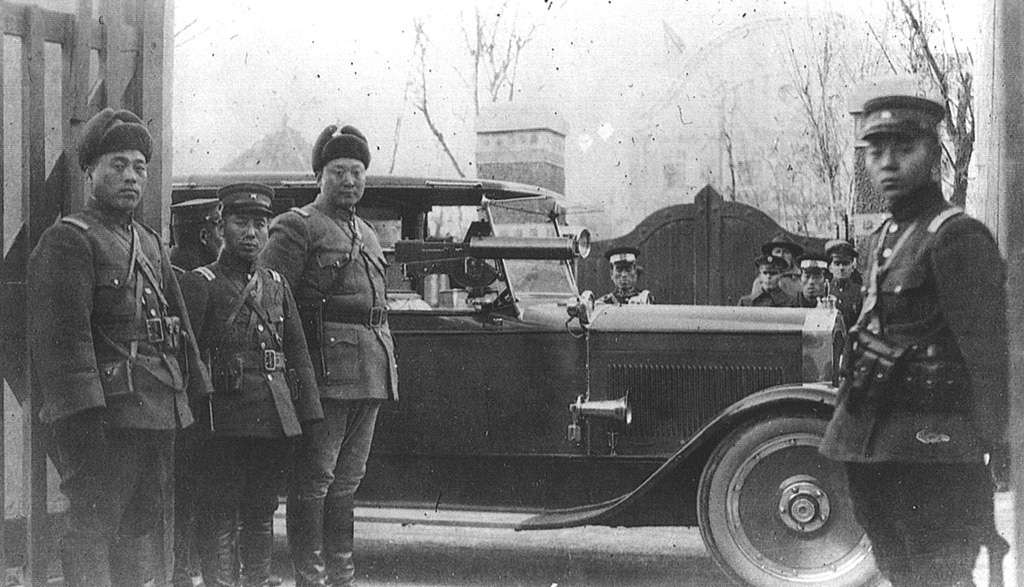
奉天閥の陸軍軍人ら。防寒帽を被っている者もいる。
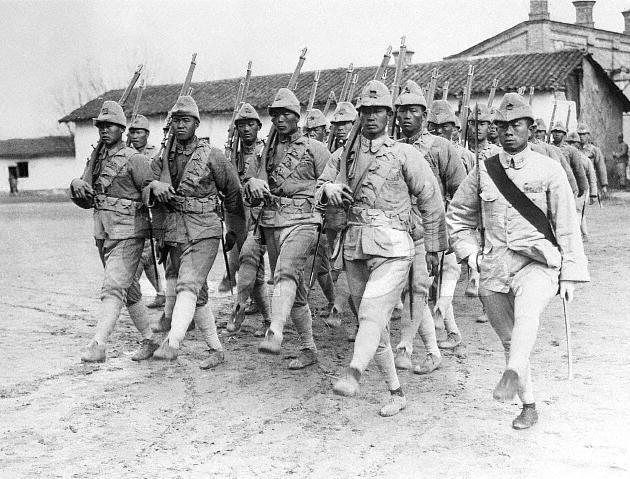
奉天派・張宗昌の直魯軍兵士ら。
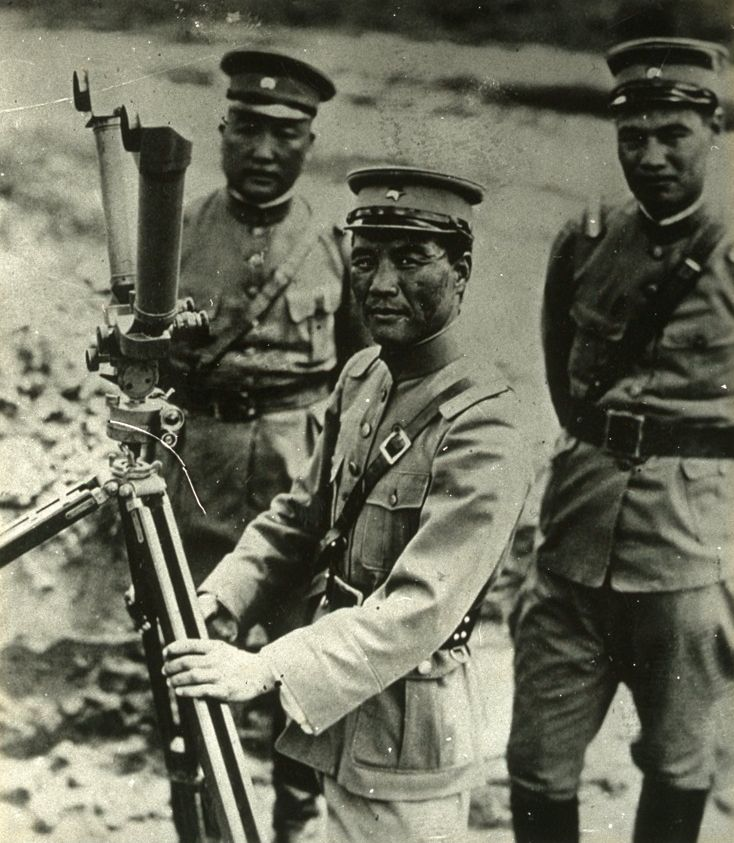
観測軍官
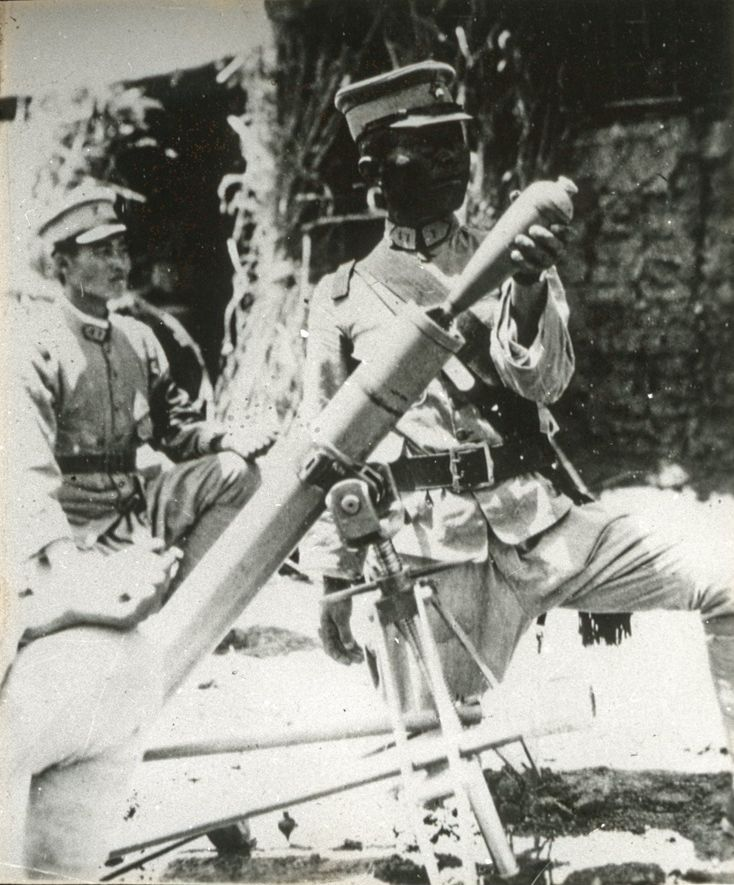
奉天閥の砲兵。
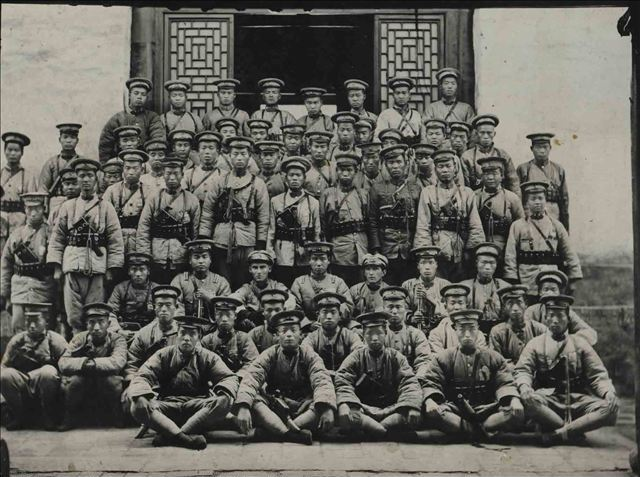
張宗昌軍の兵士ら。全員モーゼルC96で武装している。
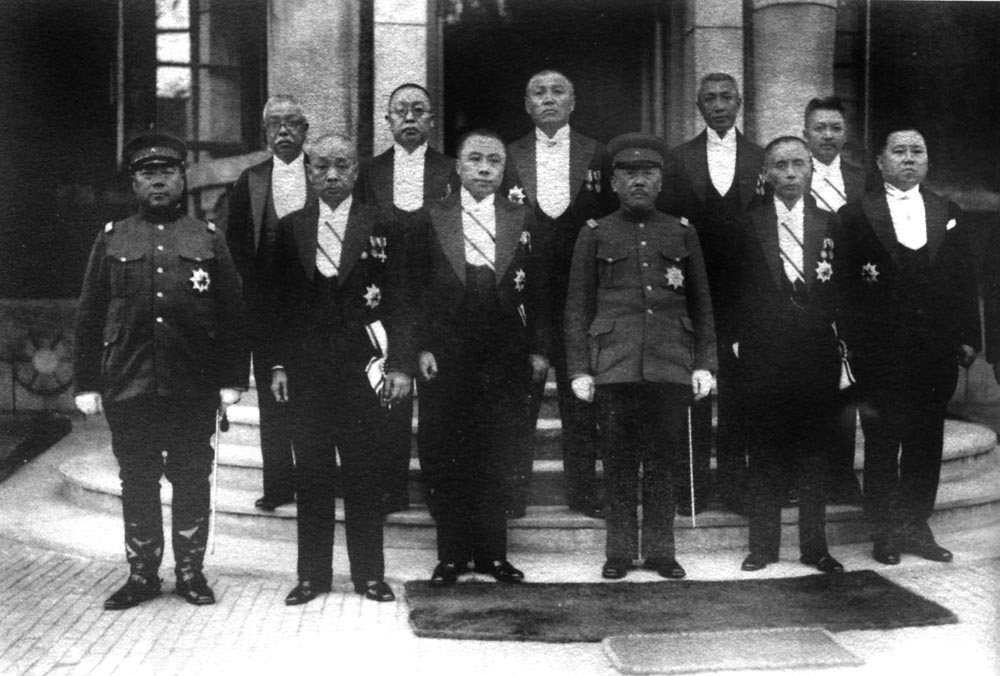
満州国閣僚の軍人。当時の日本陸軍軍服に外見はほぼ同一だが、左端軍人の上衣腰ポケット蓋にボタンがある。

### 礼装
北洋陸軍の礼装は、上衣は明るい水色でシングルの7つボタンにエポレットが付き、袖には柏葉型の装飾がつく。校官・尉官はエポレットの色が兵科色を表す。
袴は将官は上衣と同色、校官および尉官は黒で、いずれも側面に赤いパイピングが入る。
正帽は、将官はケピ帽、校官・尉官は黒のシャコー帽で、前立が付く。鉢巻部分の装飾は当初金色の草文様であったが、中華帝国崩壊後パイピングへと変更される。帽章は五色の星を菊花が囲む。

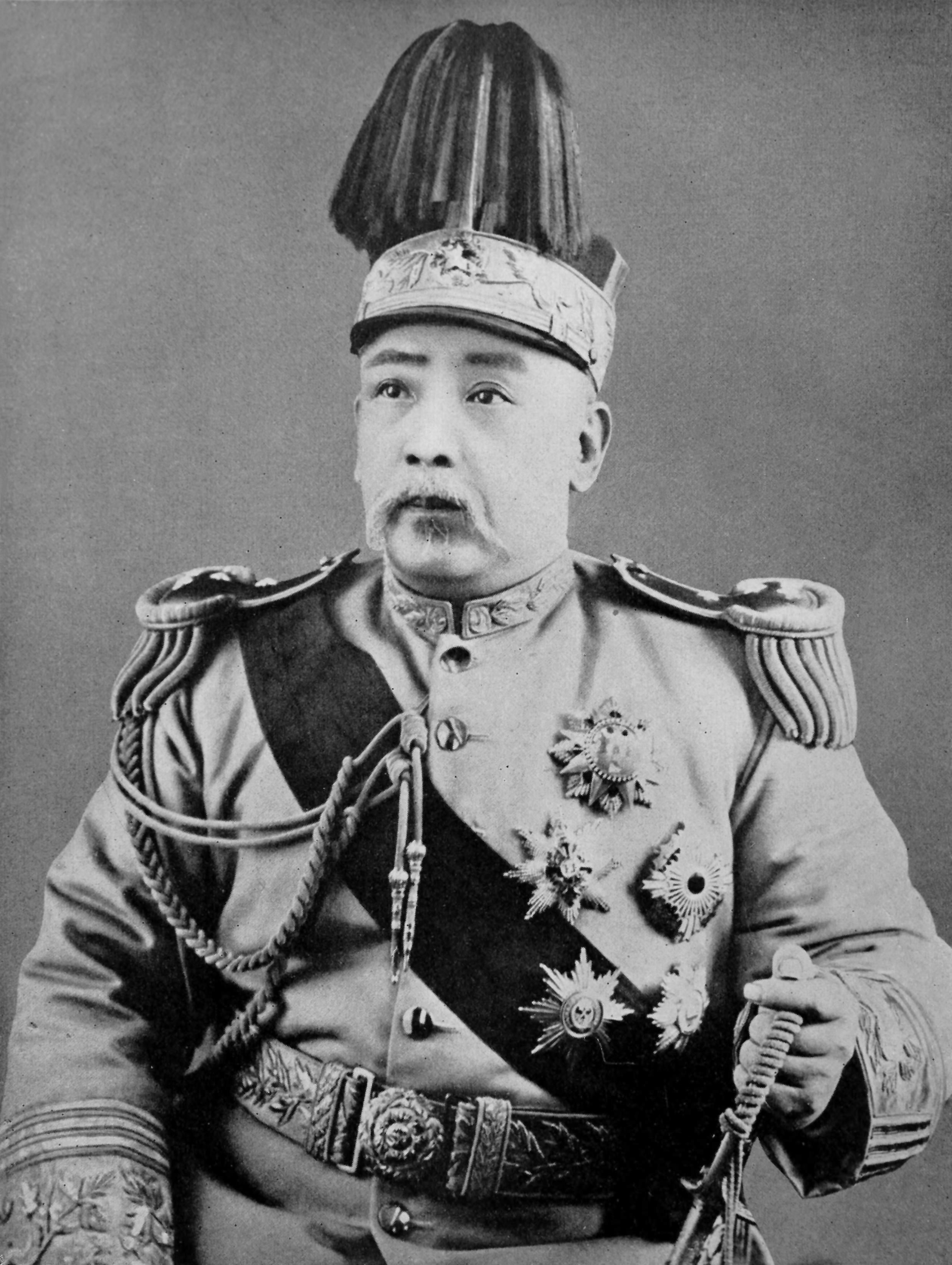
礼装の中華帝国皇帝（袁世凱）赤い正帽の房は大元帥である事を表している。
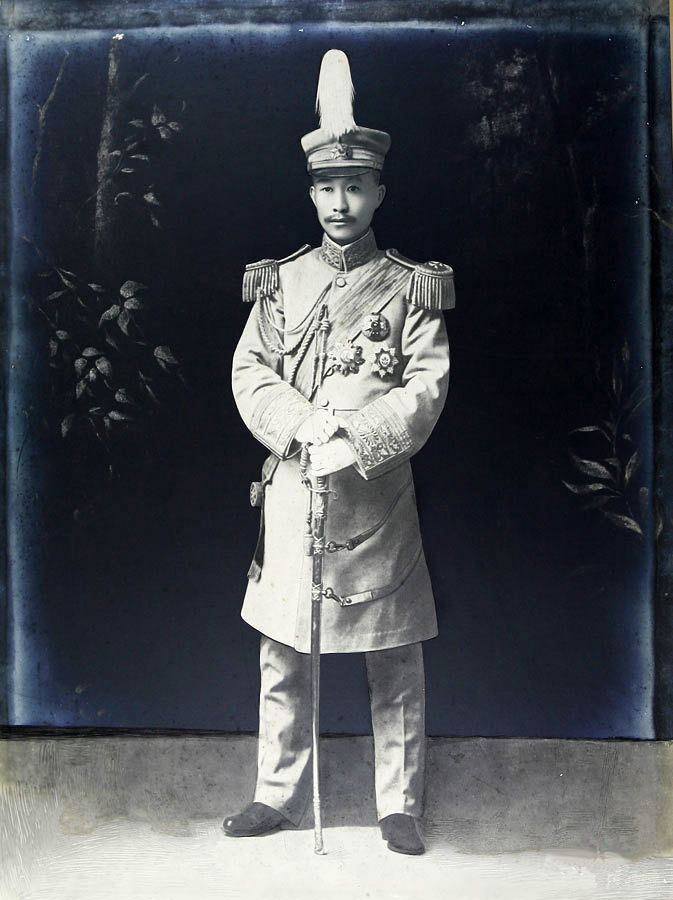
礼装の大将。蔡鍔（1915年ごろ）
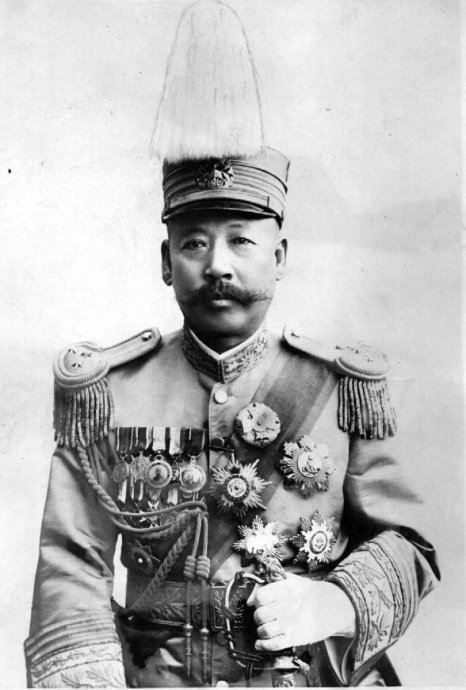
礼装の大将。曹錕
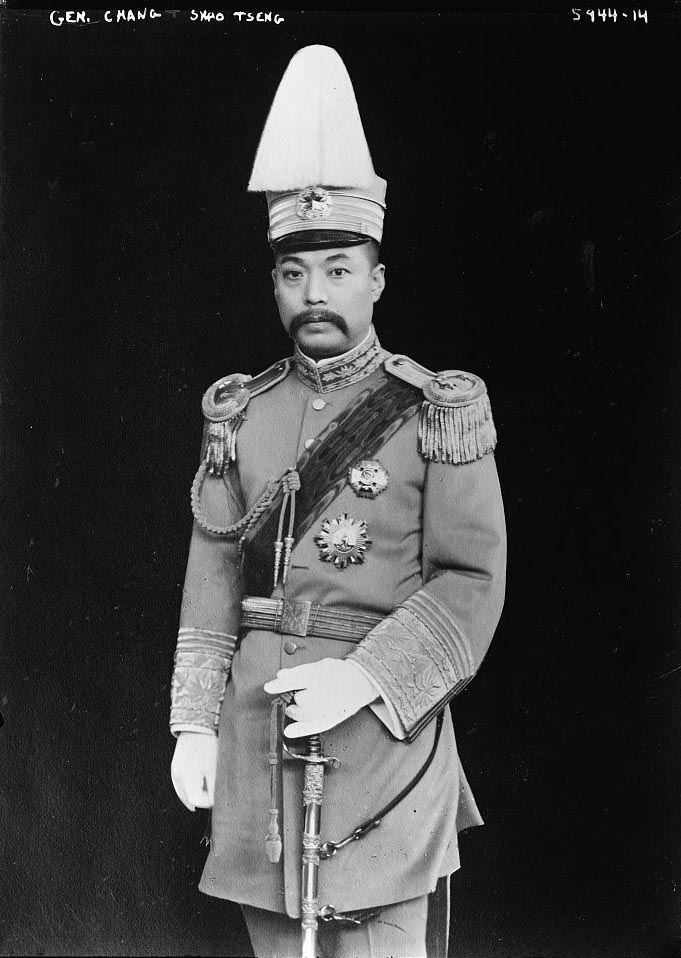
礼装の大将。張紹曽
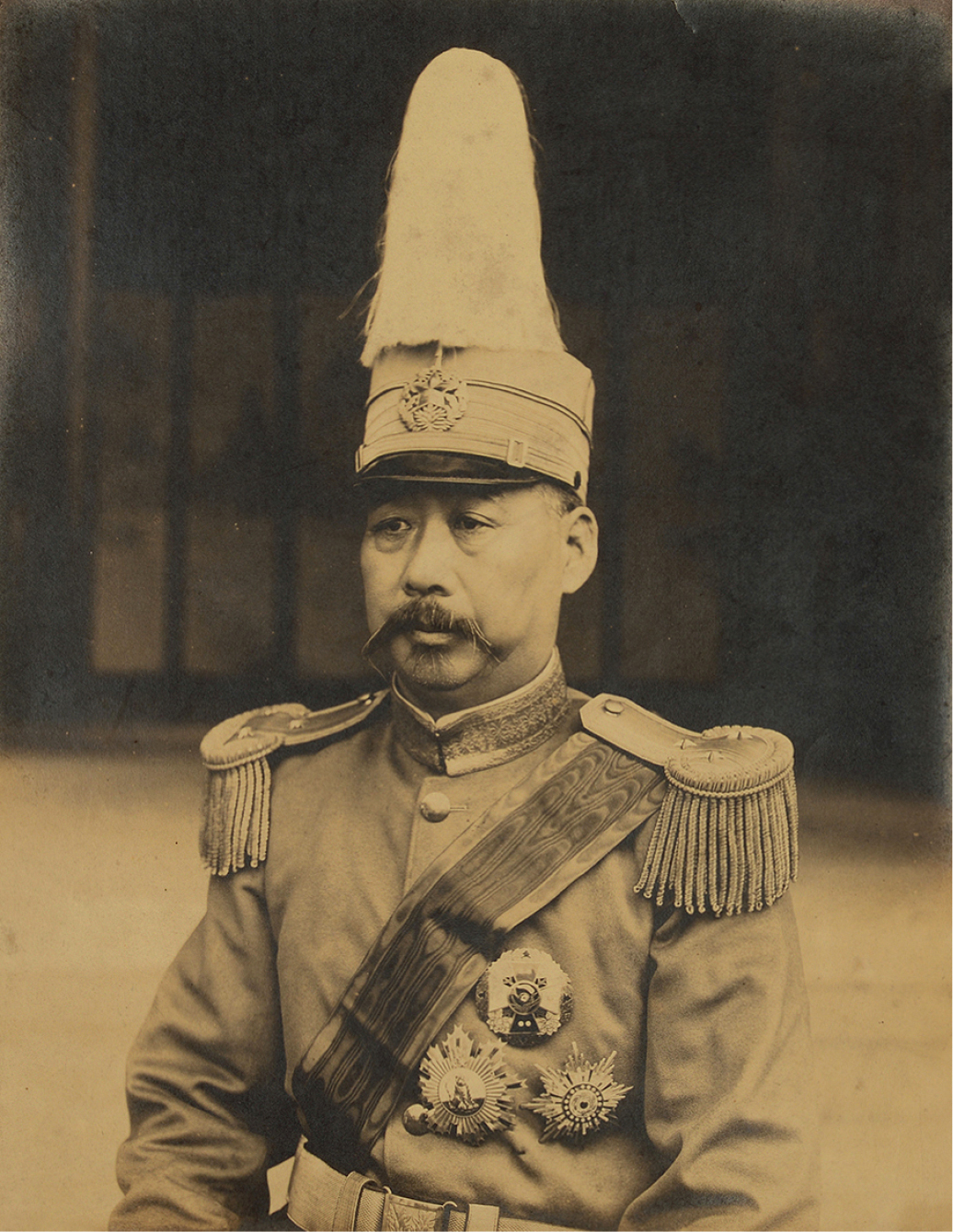
礼装の大将。盧永祥
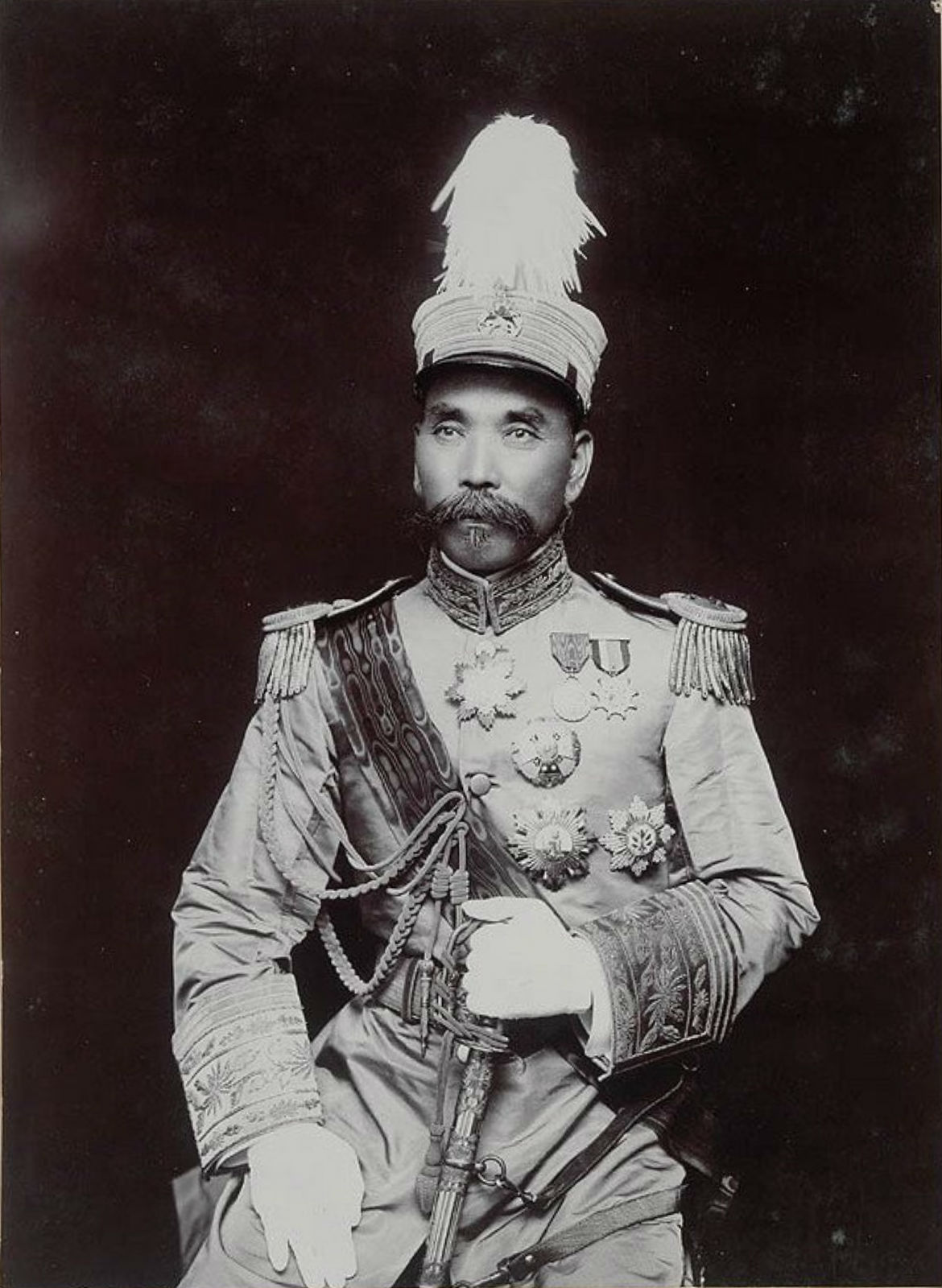
礼装の大将。王占元
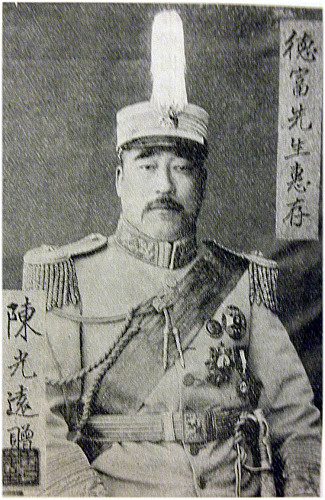
礼装の少将。陳光遠
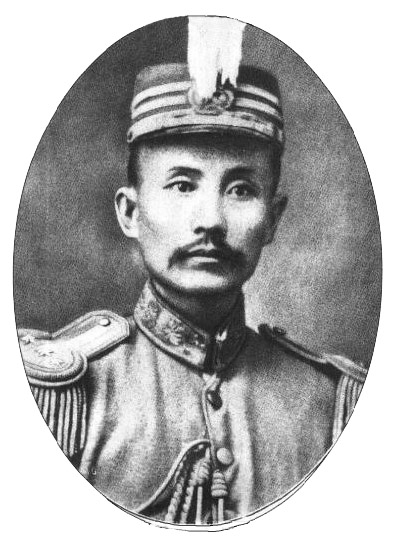
礼装の大佐。范石生（中国語版）
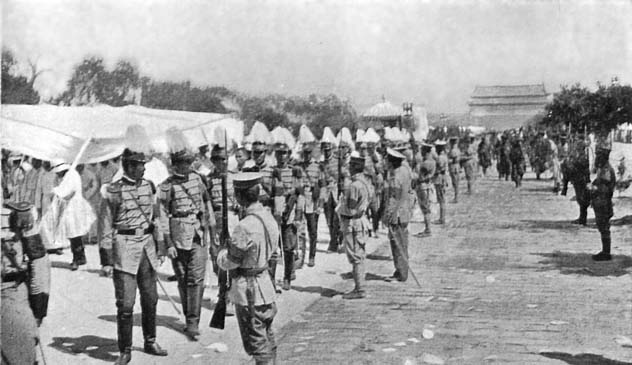
儀仗隊（1917年）
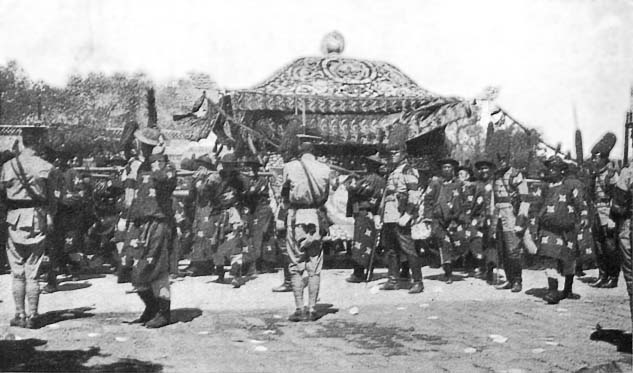
儀仗隊（1917年）

## 国民革命軍の軍服（1924～1945）
1924年、黄埔軍官学校の開校に伴い、制服として中山服が採用された。この学校自体、護法軍に変わり新たな軍隊を再編するためのものだったため、必然的にこの制服が国民革命軍の軍服へと発展していった。
もっとも、全国の中華民国軍で一律の服制が用いられていたわけではなく、各地の部隊（軍閥）によって軍服の形状の差異は残っていた(例えば、東北軍第29軍などで使用された防寒帽など)。
国民革命軍はソ連赤軍を手本としていたため、軍服も当初はどちらかといえばソ連の影響を受けていた。
色は北洋陸軍を継承して青灰色の軍服が導入されたが、のちにカーキに改められた。
階級章は当初左袖に配されていたが、北伐後の1929年の改正により襟に移動した。階級を三角星で表す（ソ連軍の下士官と同じ）、下地を兵科色によって分けることで兵科章と階級章を一体化させるなど、全体的に援助を受けたソ連軍の影響が強い意匠となっている。
これらのものは下士官兵はパレードなどの際を除いて普段着用することはなく、代わりに左胸の符号と右腕上腕部の師団章で所属を示した。符号では所属部隊および役職のほか、左側に階級章と同じ三角星を描く事で階級が識別できるようになっており、さらに士官用の部隊章は外枠の色が塗り分けられていた。青は尉官、黄色は校官(佐官に相当)、赤は将官である。

### 軍衣

#### 1924年～1929年（黄埔軍官学校時代～北伐）
「陸軍服制暫行条例」1926年5月制定（軍事委員会令第2247号）
軍衣は「草青色」、ボタンは革製で同色、直径2cmと規定されたが、金属製で三つ巴のような形のボタンなど様々なものが好まれた。
帽子の頭頂部直径は25cmで、帽章は幅5cm。
階級は左袖に配し、青天白日章とともに付けた。階級の配列は北洋政府軍と同一と思われる。また、青天白日章の代わりに部署名が書かれたものも見られる。
1927年より武漢分校で集められた女性兵士は両袖にWomanの頭文字「W」の赤い刺繍を配した。

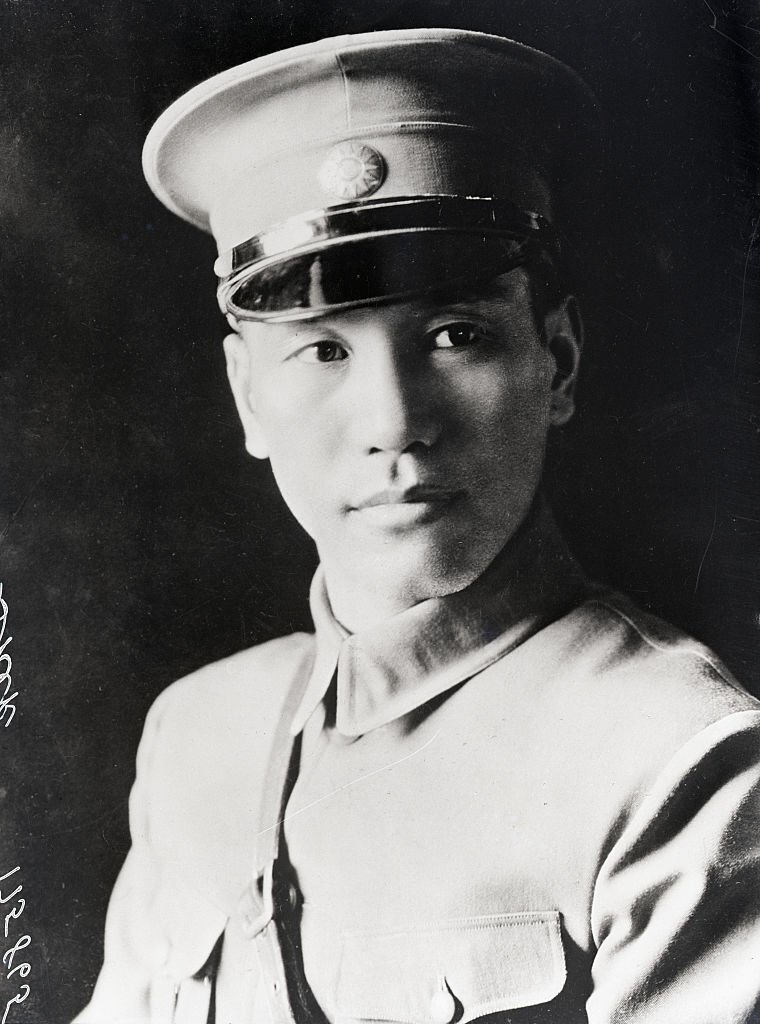
蔣介石
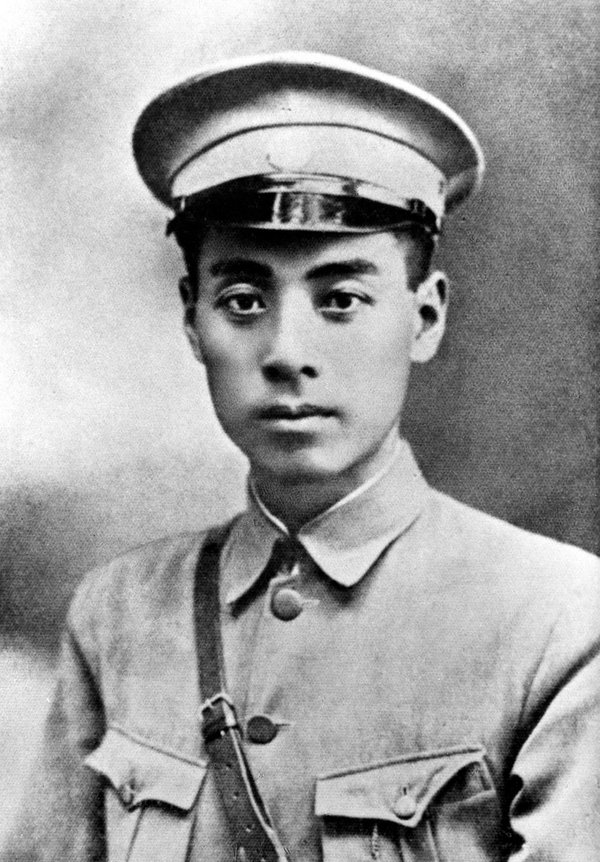
周恩来（黄埔軍官学校時代）
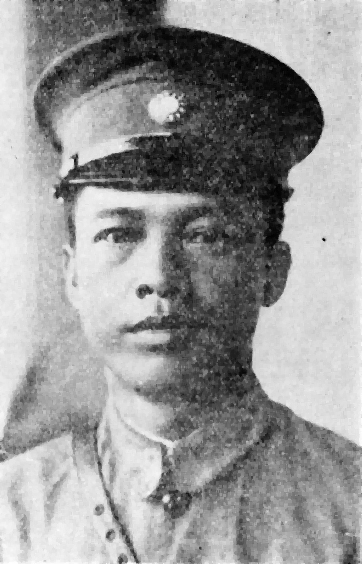
陳済棠
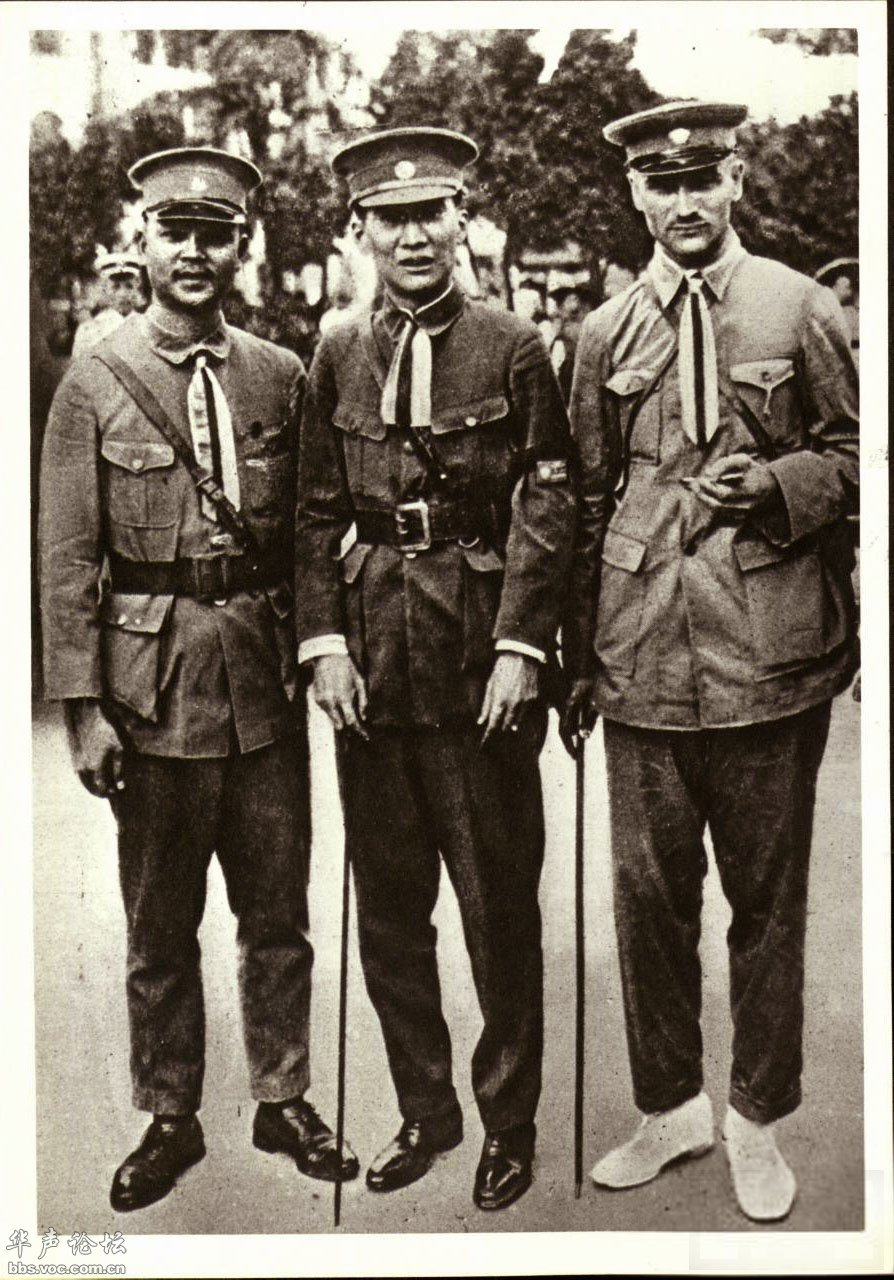
呉鉄城(中央)
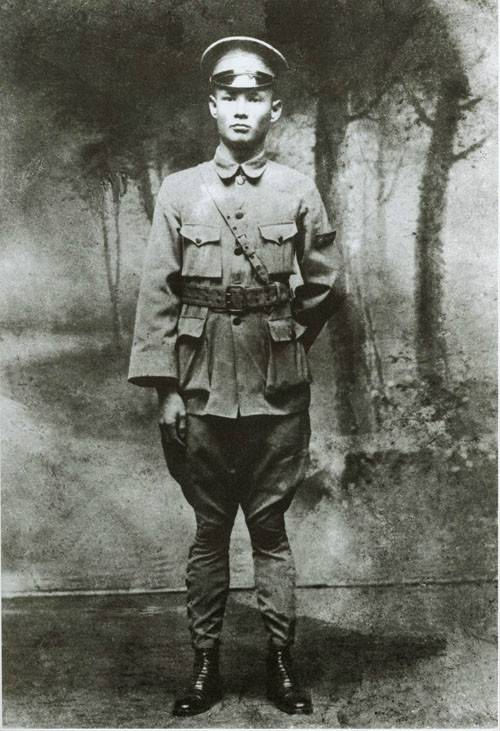
葉剣英
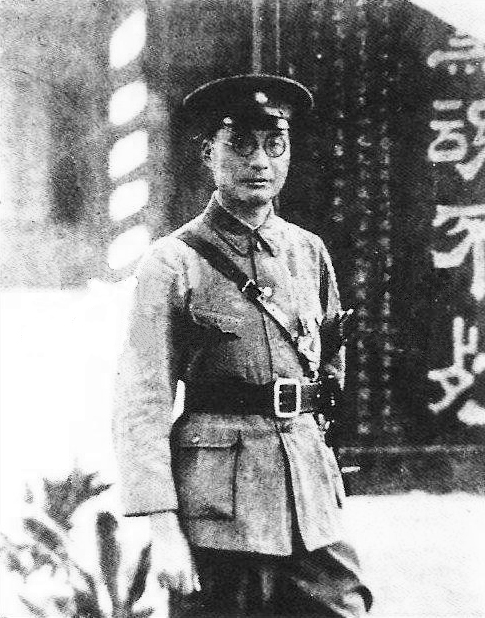
陳継承（中国語版）
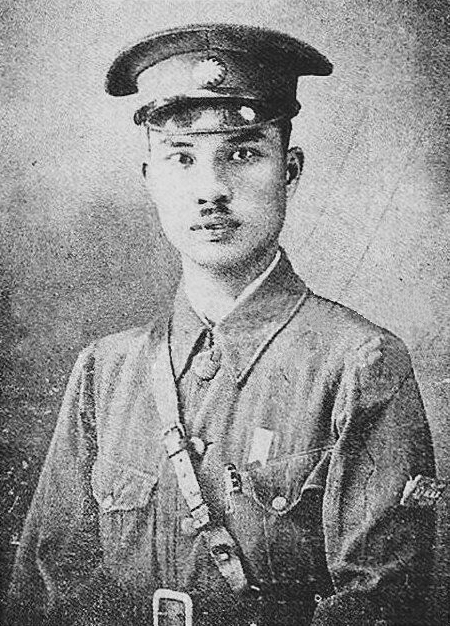
上校(大佐に相当)。王俊（中国語版）
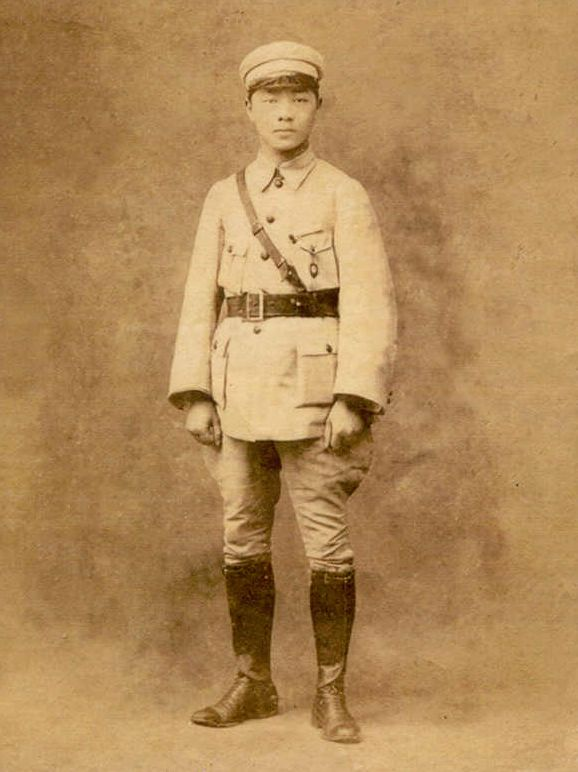
陳宝驊（中国語版）
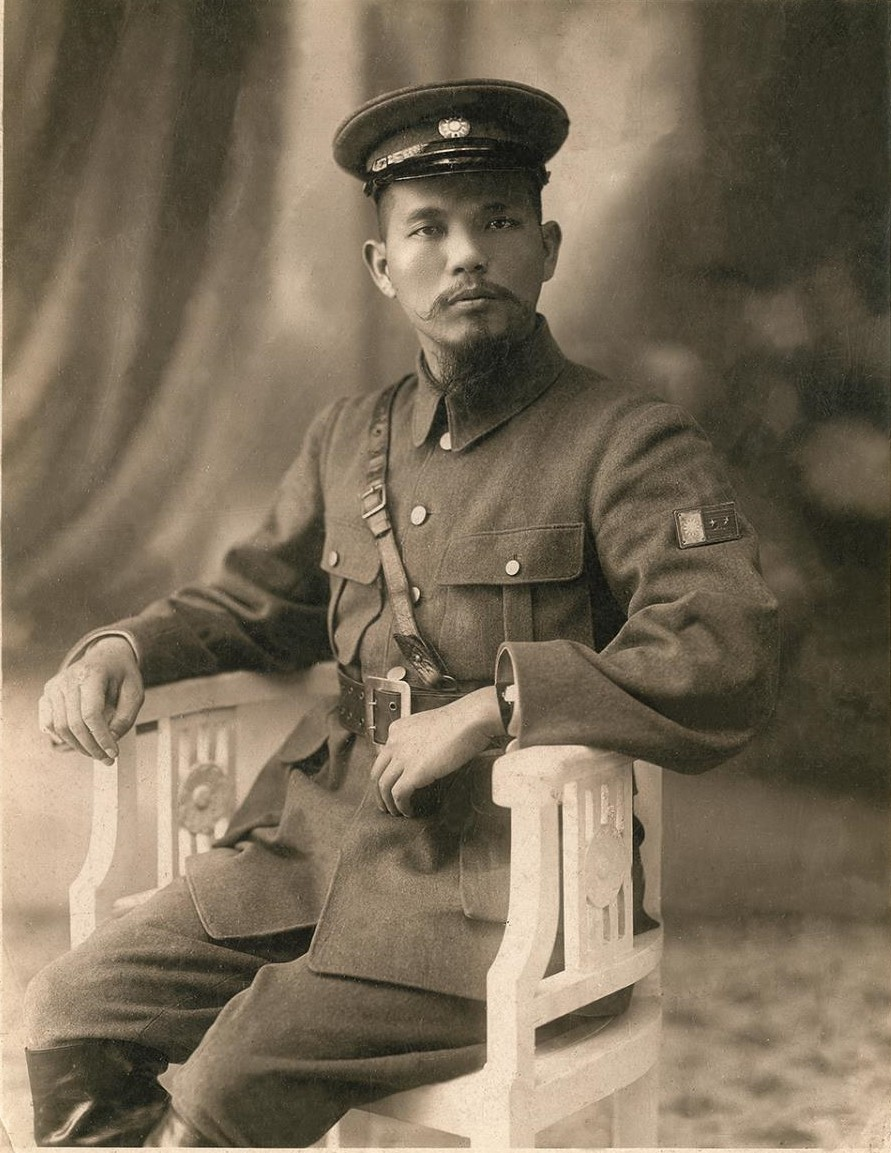
中将。黄紹竑
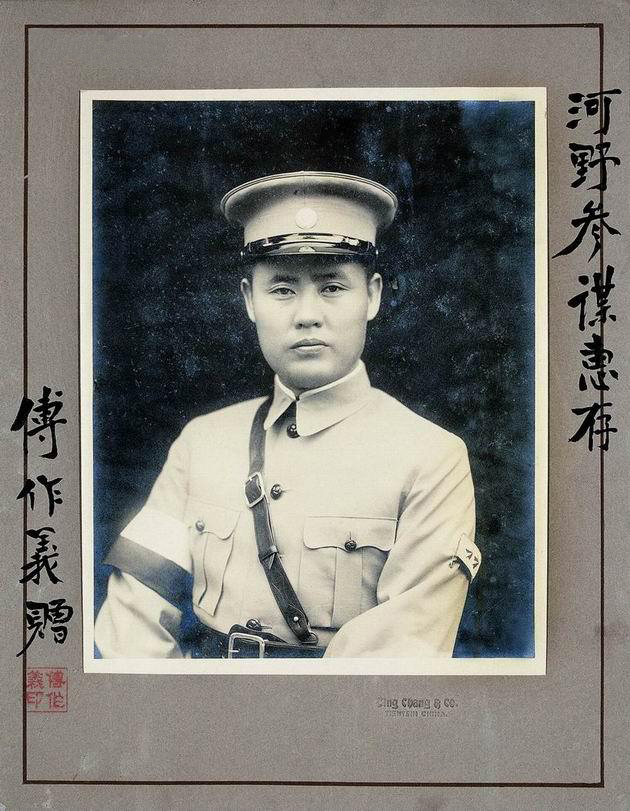
山西軍より帰順した中将。階級章は山西軍時代の肩章を改造したものと思われる。傅作義
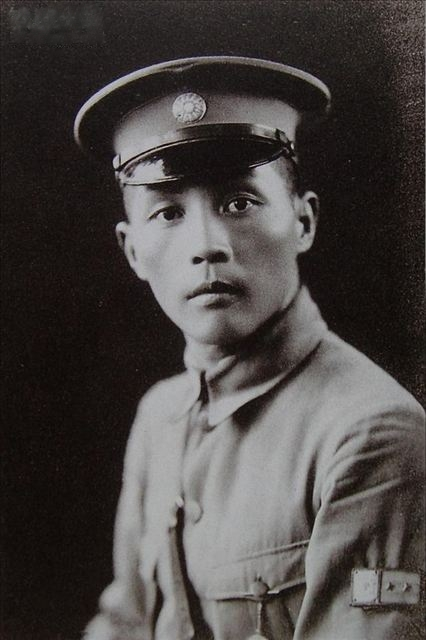
中将。銭大鈞
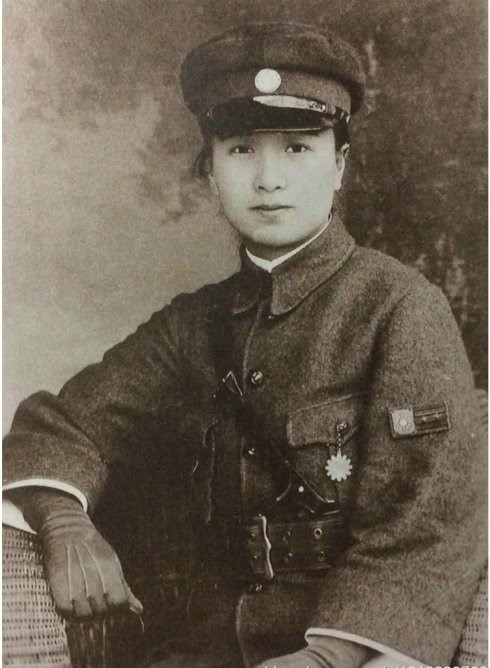
中将の階級を付けた女性軍官（当時のプロマイド用衣装と思われる）
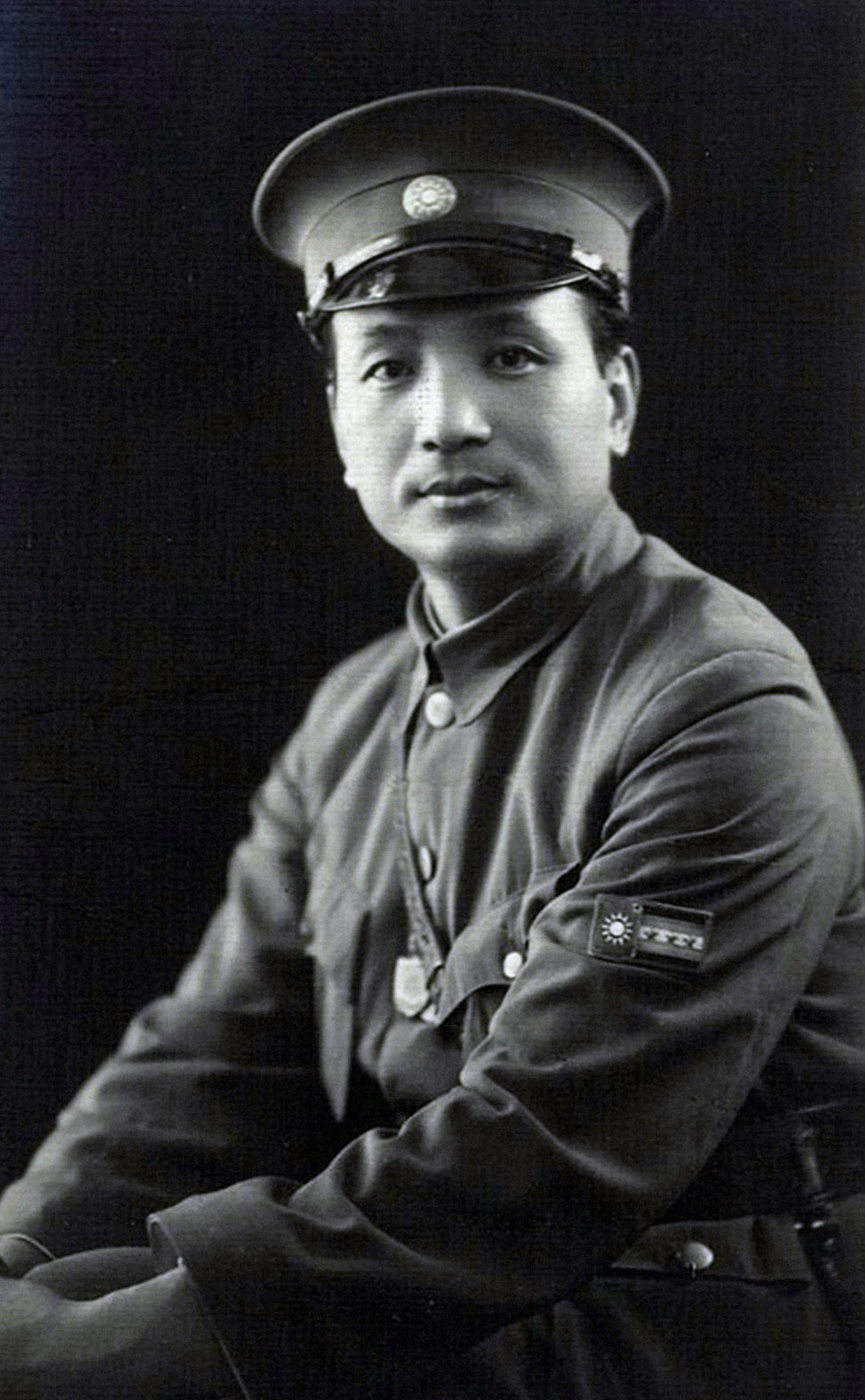
軍医上校。褚民誼
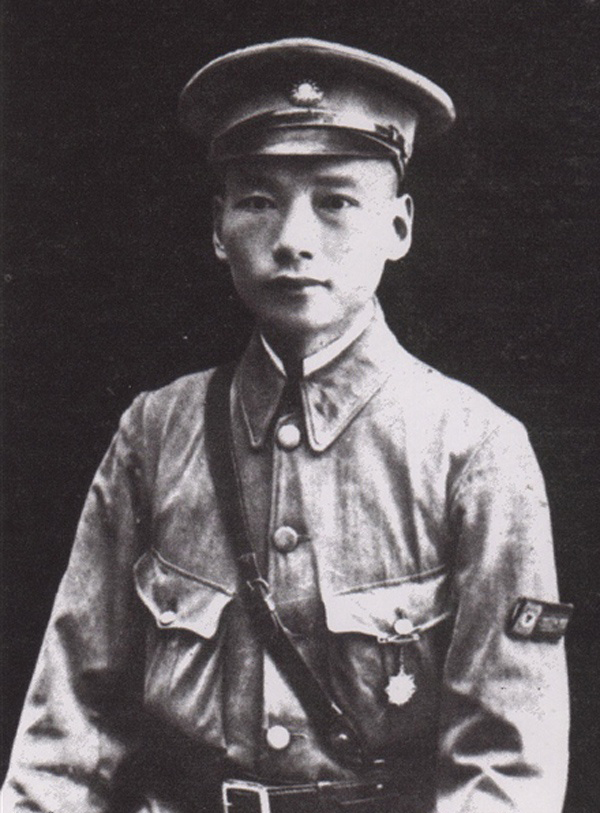
少校。季方
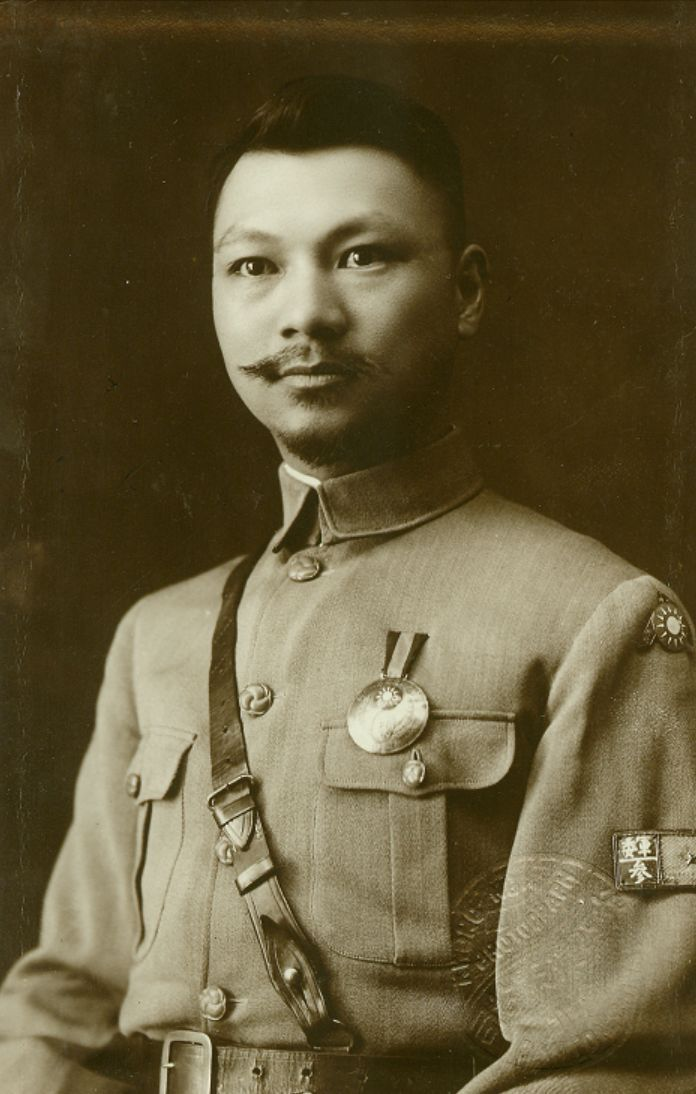
少将。袖章には青天白日章ではなく所属部署（軍事委員会参謀団と思われる）が書かれている。姚觀順
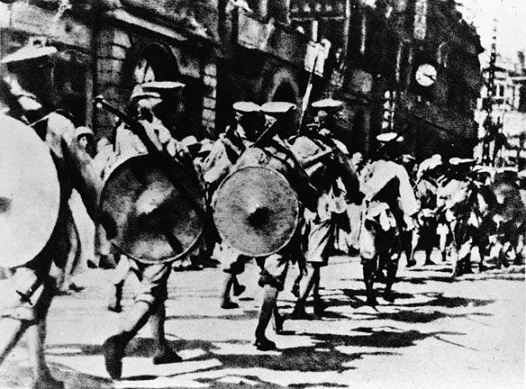
北伐期の兵士。背中に笠を背負っている。1927年
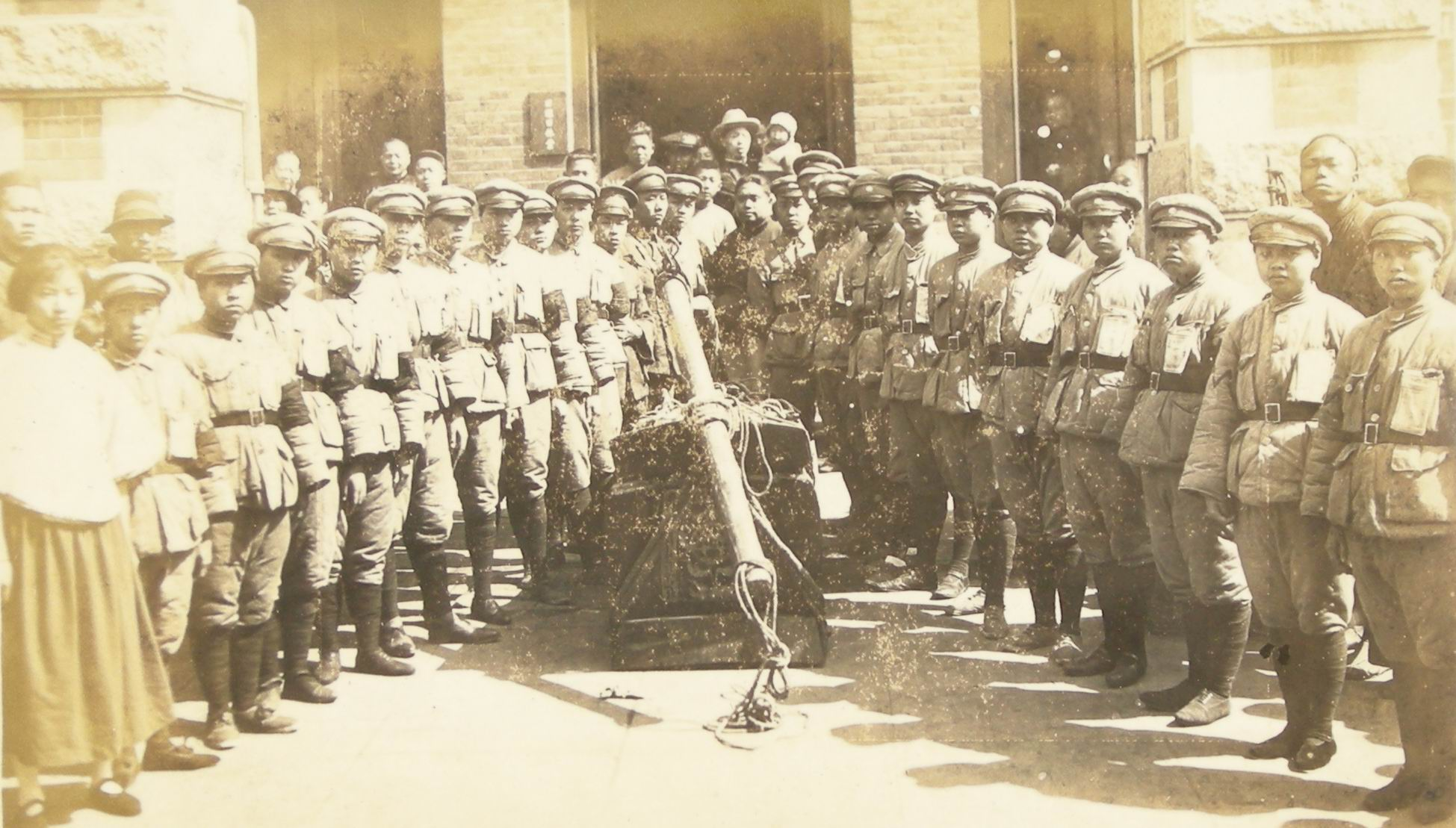
女性兵士ら
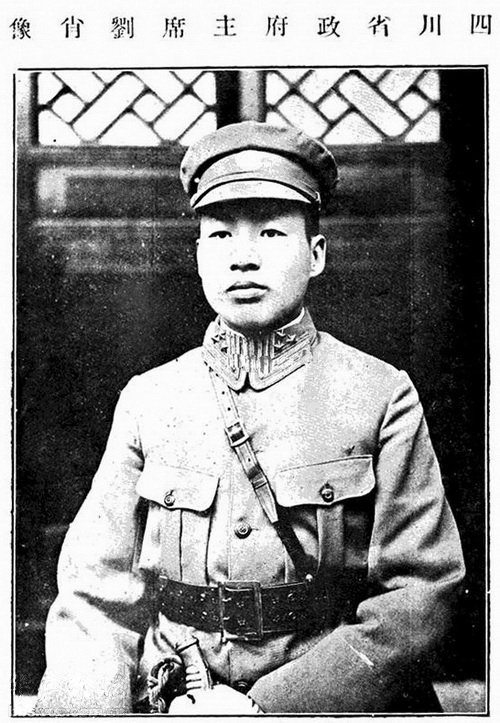
川軍司令官。独自の階級章。劉文輝
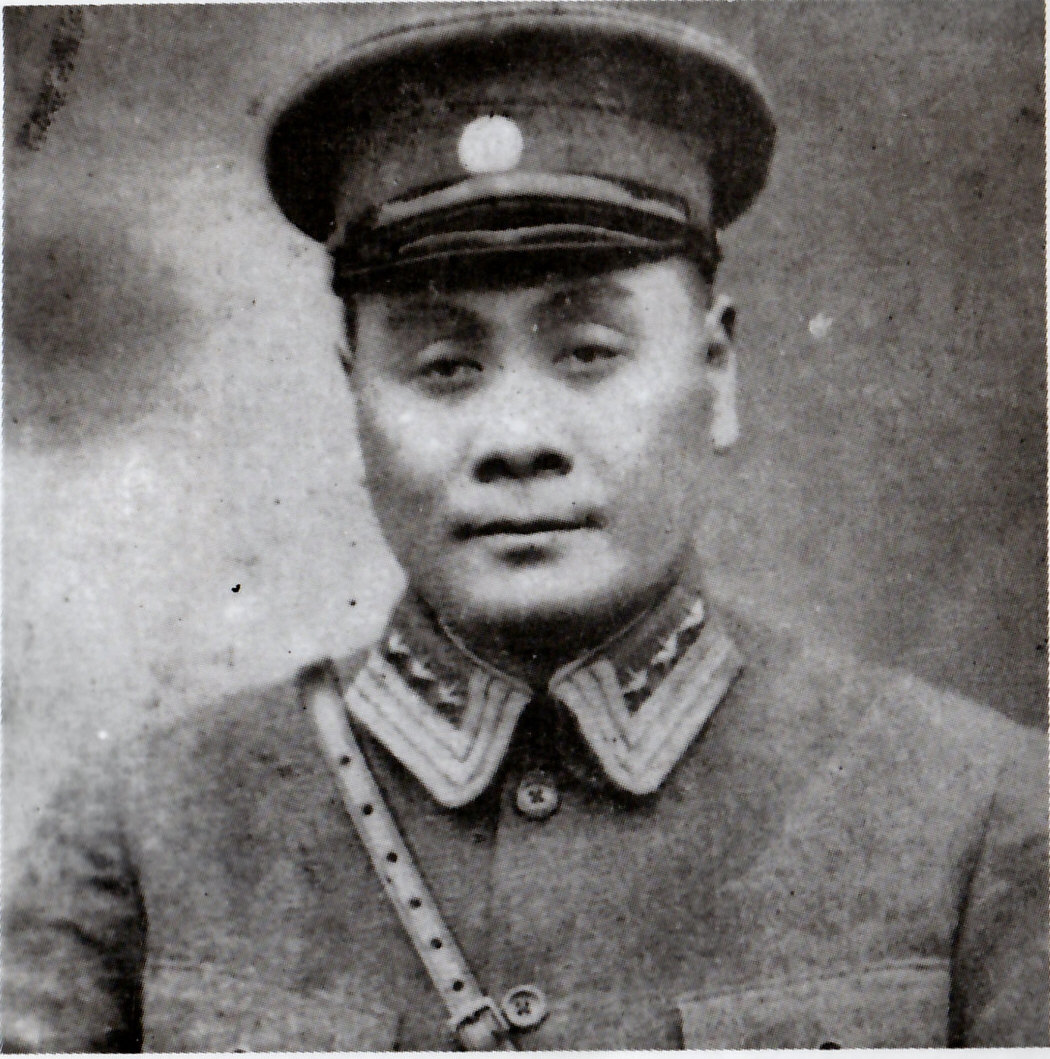
川軍司令官。独自の階級章。劉湘
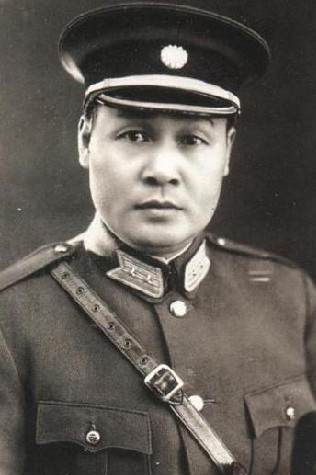
中将。階級章が独自の意匠となっているほか、軍帽も独特。楊虎

#### 民国18年（1929年）制式
「陸軍軍常服曁礼服暫行条例」1929年1月制定、5月10日公布
『陸軍常服軍礼服条例』同年9月7日制定
易幟後、旧軍閥の被服統一を図る事を目的として「陸軍軍常服曁礼服暫行条例」（以下、便宜的に第1規定と称する）が公布された。軍衣に大きな変化はないが、階級章が襟に移行した。同年9月7日に「陸軍常服軍礼服条例」（同じく第2規定と称する）により階級章のサイズが定められたほか、デザインも第1規定とは大きく異なる。ショルダーループ型の肩章に金属製の部隊章を作る試みもあったようだが、この部隊章は1931年の《陸空軍軍官佐及士兵等級表》制定前後に廃止されたと思われ、第一次上海事変参加の軍官がわずかに付けているに留まる。
このように短期間のうちに次々改定を行ったため、しばらくは複数の軍装が混在した。当時の写真を見た限り、特に旧軍閥たる地方軍では最初の暫行条例の階級章が使用され続け、中央軍との差が明確となった。この階級章の使用は、後述の陸軍服制条例制定後の37年辺りまで確認できる。
色は深灰色。ただし中央各軍官学校、教導師、警衛旅などでは「草緑色」の軍服着用が容認されていたほか、地方軍でも新編第36師のように特殊任務に就く部隊ではカーキ色を使用する事もあった。
階級章は第1規定では軍官は絹製、士兵は綿織物で、台紙は将官は赤、校官は藍色、尉官は白、士兵は黄色。縁取りは兵科で色分けされる。第2規定ではサイズは4.5センチ×1.8センチと規定され、軍官用階級章に金の横筋が入るようになり、日本陸軍のものに近いデザインとなった。
部隊章は襟章右側に示したが、後年俗に「符号」と呼ばれる名札が左胸に付けられるようになった。
また、この頃の軍官には襟を詰襟風に高く詰める、ポケットの雨蓋をとがらせる、軍帽の庇を急な傾斜にする、クラウンを高くするなど、日本の青年将校文化に比類する風潮があったことが写真よりうかがえる。

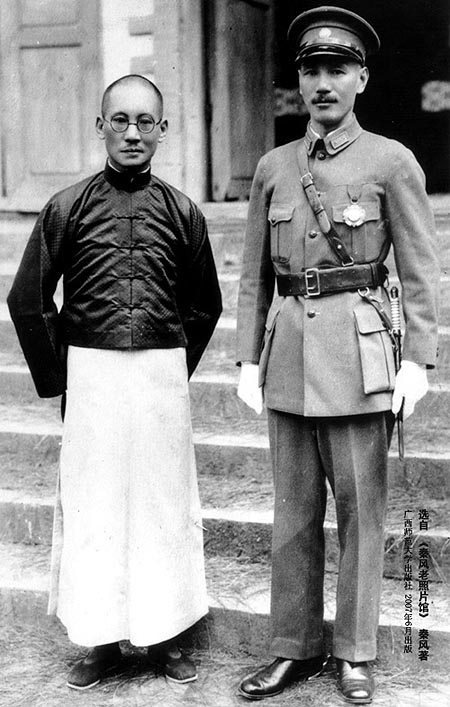
蔣介石(1930年)
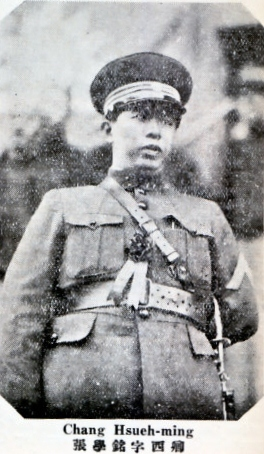
張学銘（1930年ごろ）
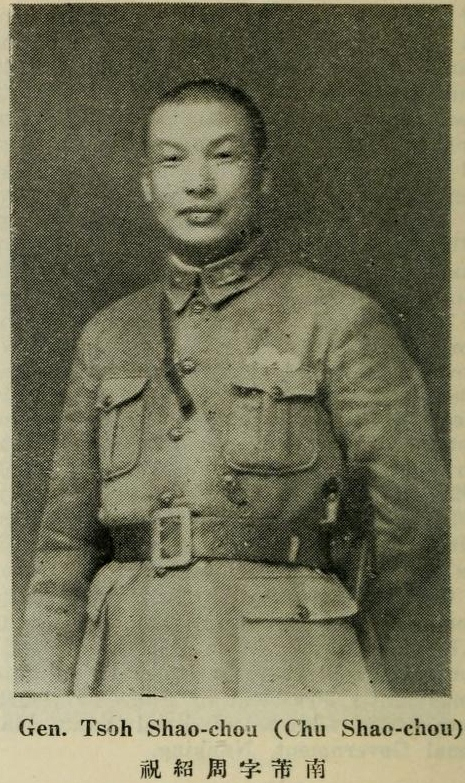
少将。祝紹周(1930年代)
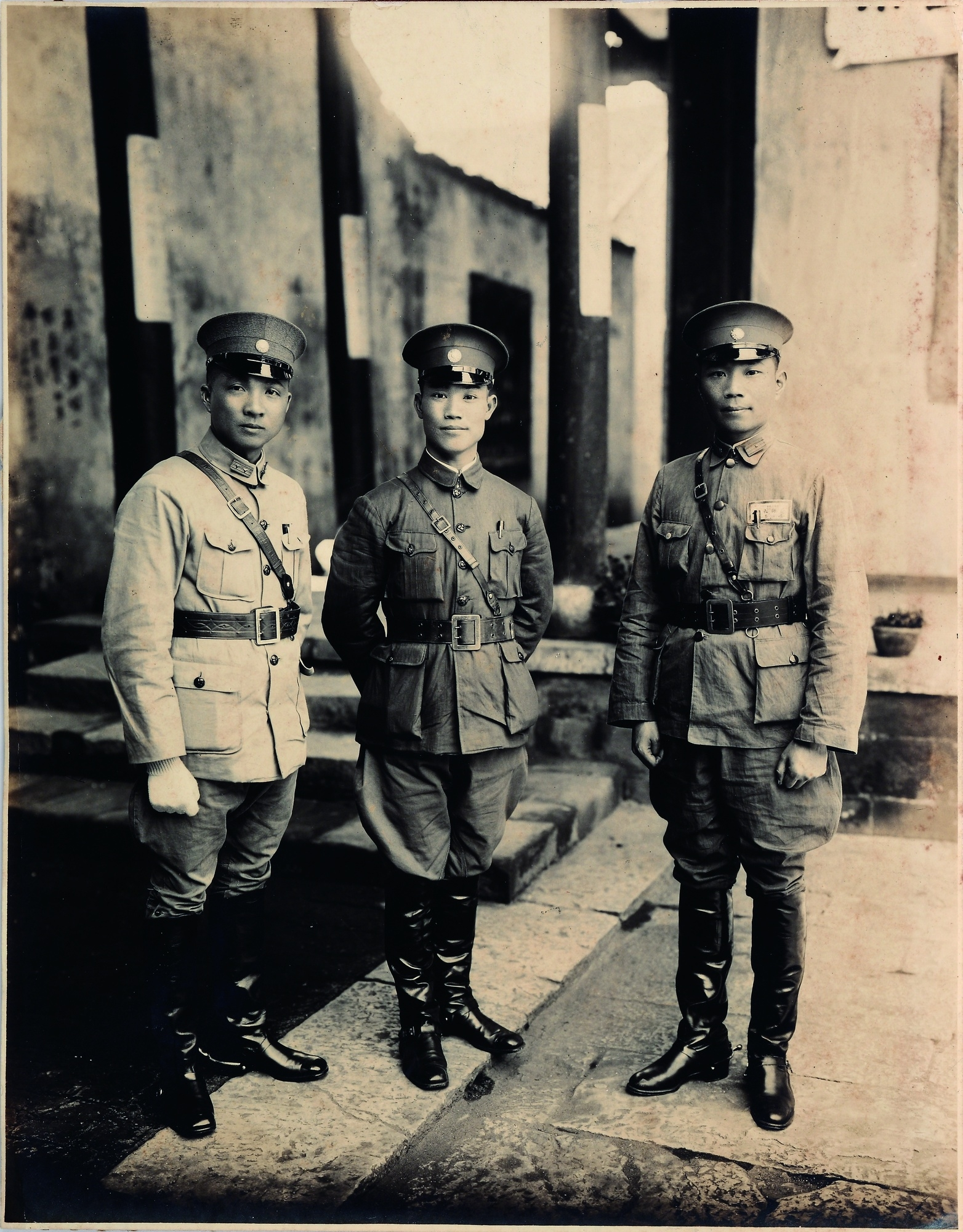
中央系の将官。第2規定（羅卓英、陳誠、周至柔、1930年）
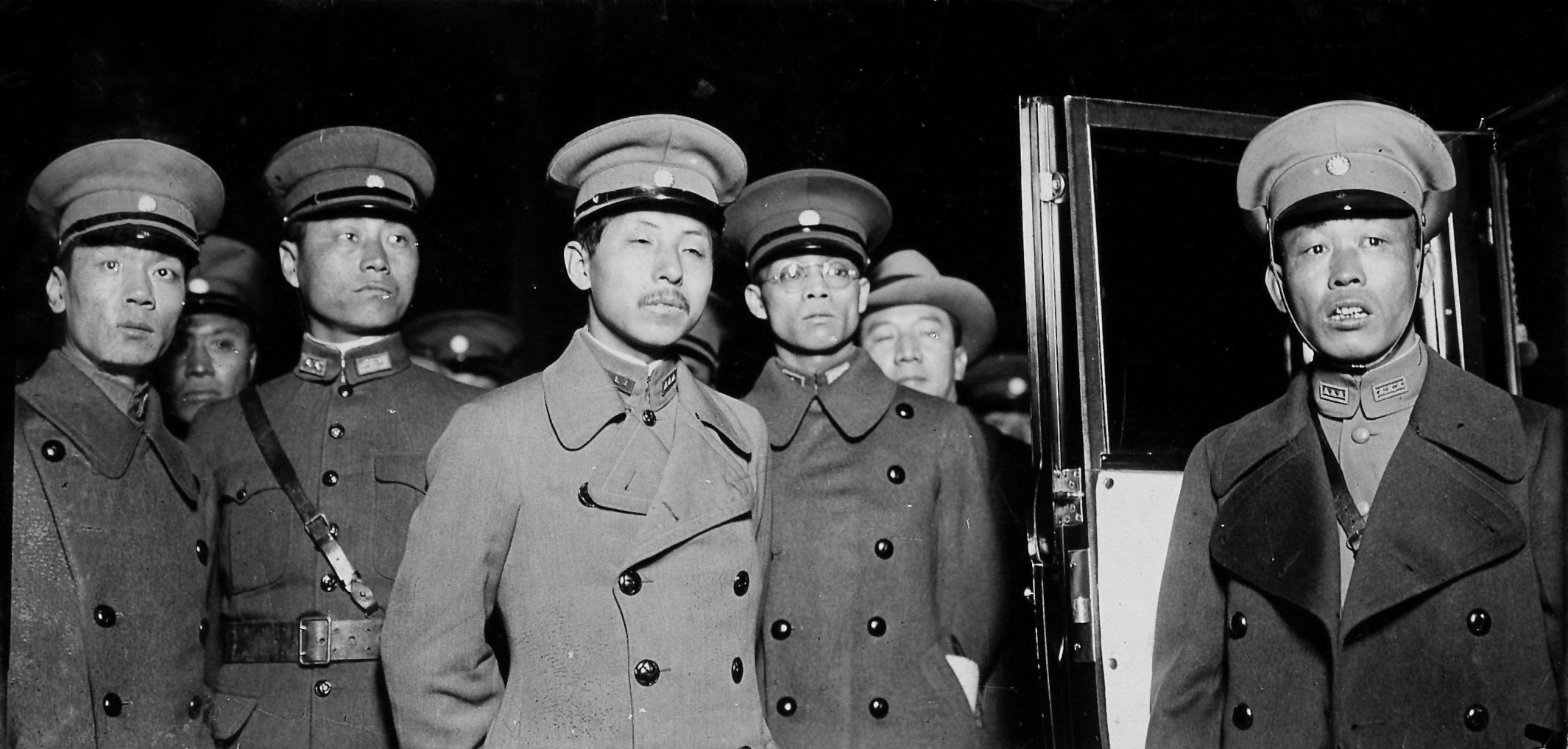
張学良ら旧奉天系高級軍官。第1規定（1931年4月）
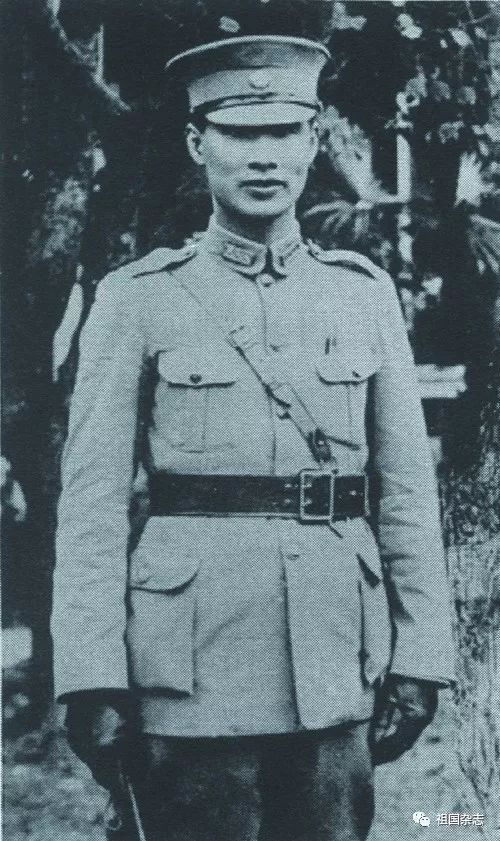
歩兵上校。肩章が付いている。庇の傾斜が急。翁照垣。
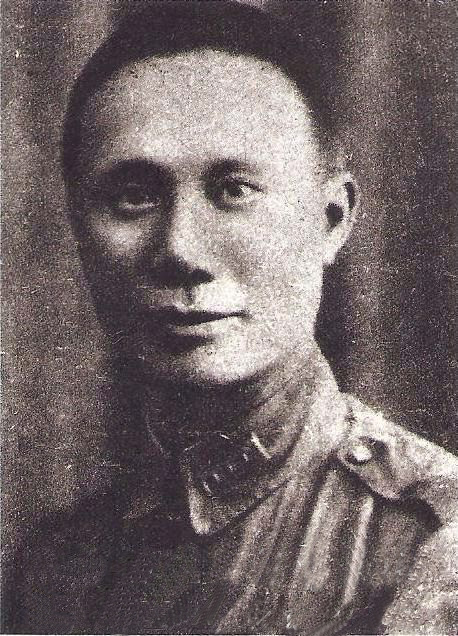
歩兵上校。肩章が付いている。黄梅興（中国語版）。
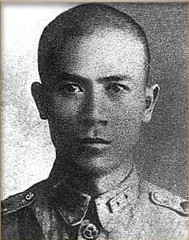
歩兵中校。肩章が付いている。官恵民。
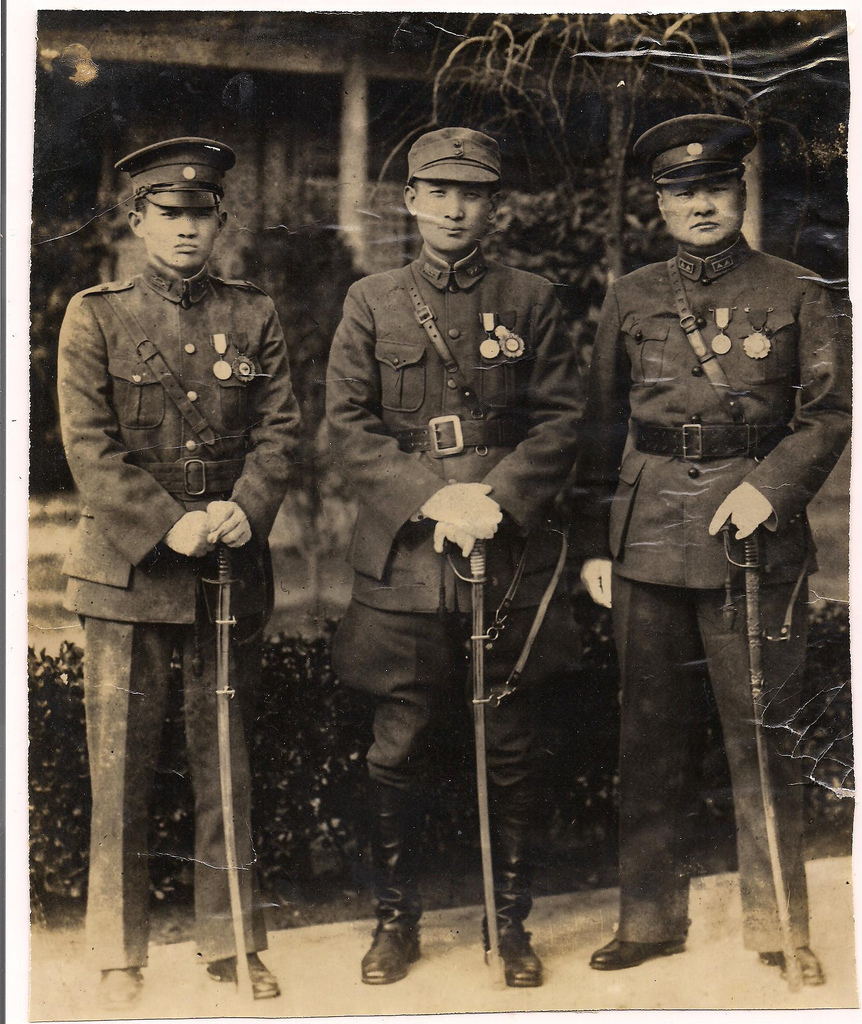
中央系軍官。左2名第2規定、右の中将（戴戟（中国語版））のみ第1規定。左の中校（兪済時）は肩章が付いている（1933年1月）
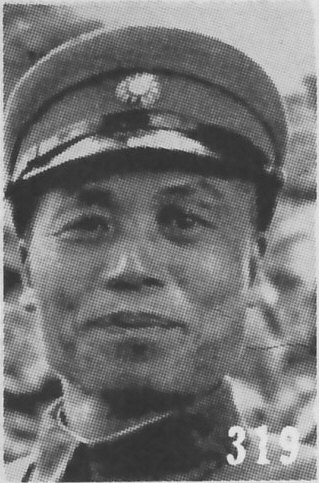
李宗仁
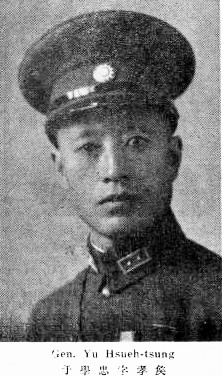
東北軍中将。第1規定（于学忠、1929年頃）
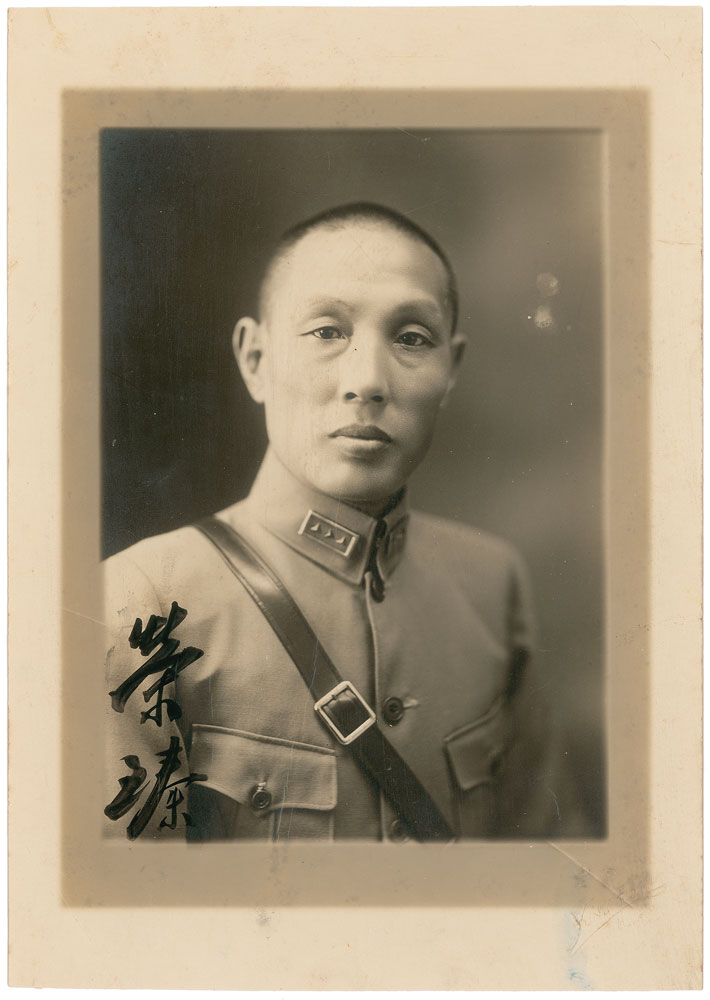
上将。第1規定（栄臻）
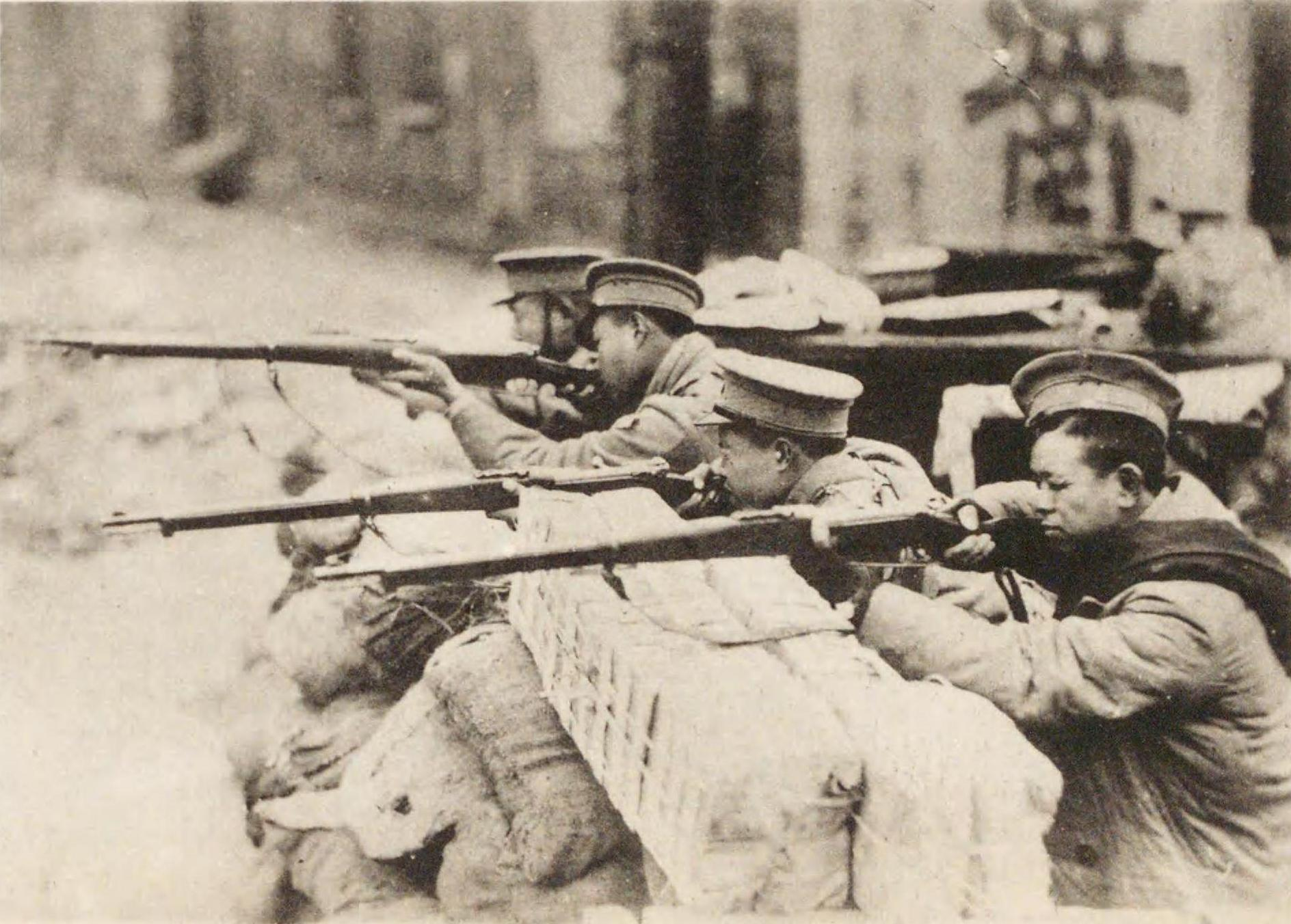
憲兵（1932年）
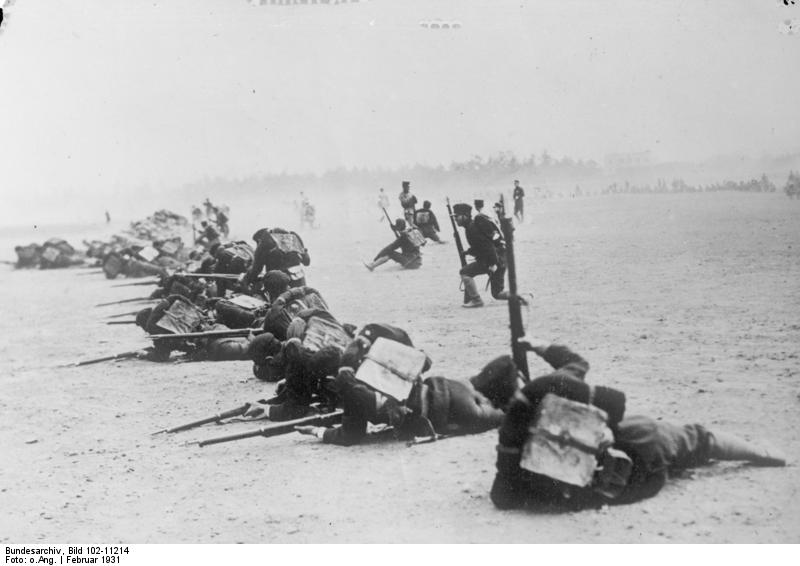
背嚢を背負い演習中の歩兵兵卒(1931年2月)
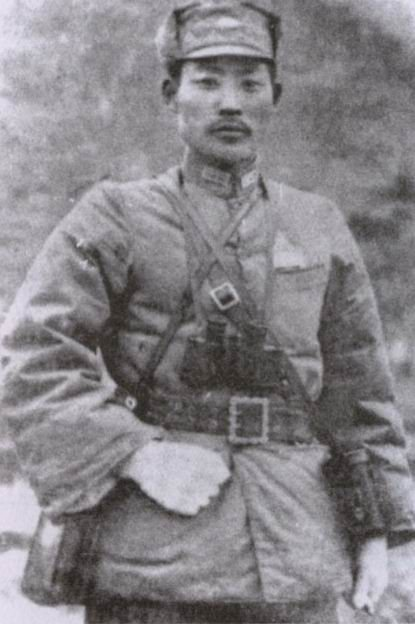
旧西北軍系たる第29軍所属の上校。第1規定。耳当て付き略帽や綿入りの分厚い防寒服は規定外のもの（趙登禹（中国語版）、1933年ごろ）
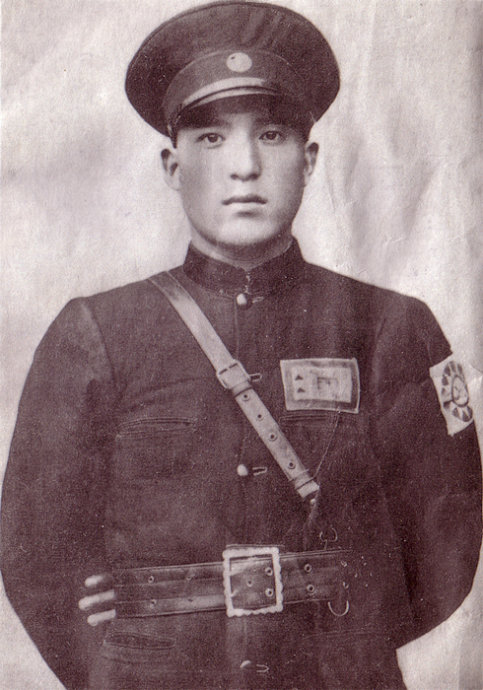
新編第36師長たる中将。軍服の色が正規のものと異なるほか、軍服の裁断も異なる。右腕の青天白日章は第36師の部隊章。馬仲英。（1933年）
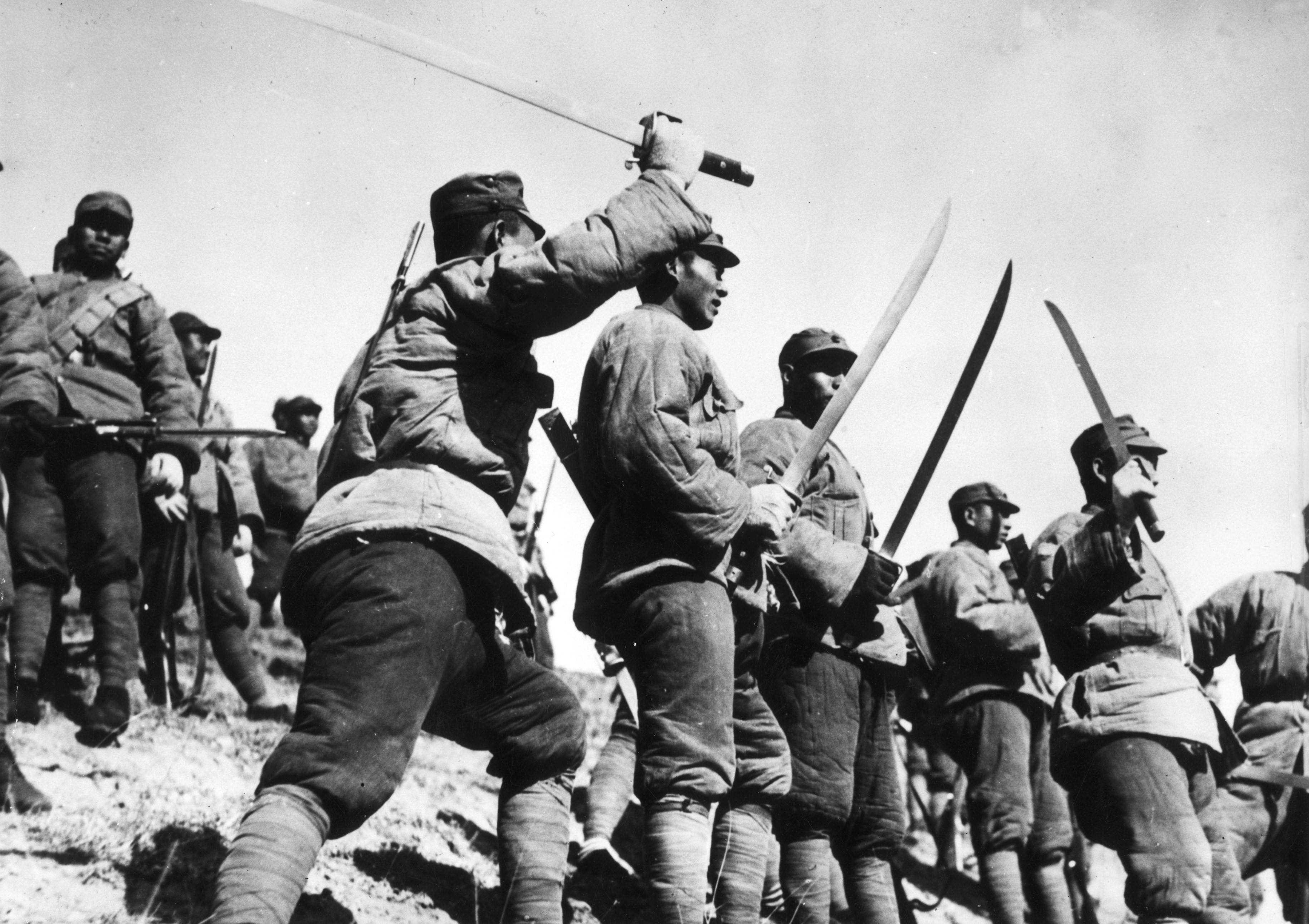
大刀隊（中国語版）（1933年）

#### 民国24年（1935年）制式
陸軍服制条例（1935年12月13日制定、1936年1月20日公布）
北伐後2回目の改正。この改正で、いくつかの大きな変更点が成された。
まず、制帽が廃止され、オーストリア型の略帽（山岳帽）一本となった。
さらに、軍服の色が清朝からの伝統であった青灰色から、より目立ちにくい黄土色へと変更された。これは中独合作によって来中したドイツの軍事顧問の提案を受けてのことである。
軍官用階級章には金の囲いが入るようになった。
士官の使用するサム・ブラウン・ベルトは、それまで各自の自費調達だったため形状にかなりばらつきがあったが、本条例ではベルトに関する規定も盛り込まれた。

##### 軍官
大礼服
国民革命軍の礼装である大礼服は、北洋政府時代を引き継いだフランス式となっているが、襟は詰襟から折襟となっており、あたかも規格帽に中山服の平常制服がそのまま豪華になったような印象を受ける。色合いは明るい水色に代わって、日本陸海軍の礼装同様より重厚感のある黒を基調としている。これらは同じく折襟で黒の礼装であったイタリア陸軍の影響も考えられる。
装飾は、清代が龍、北洋政府が菊であったのに対し、国花の梅を随所に盛り込んだものとなっている。これは戦後以降現在に至るまでのコンセプトを方向付けたといえる。

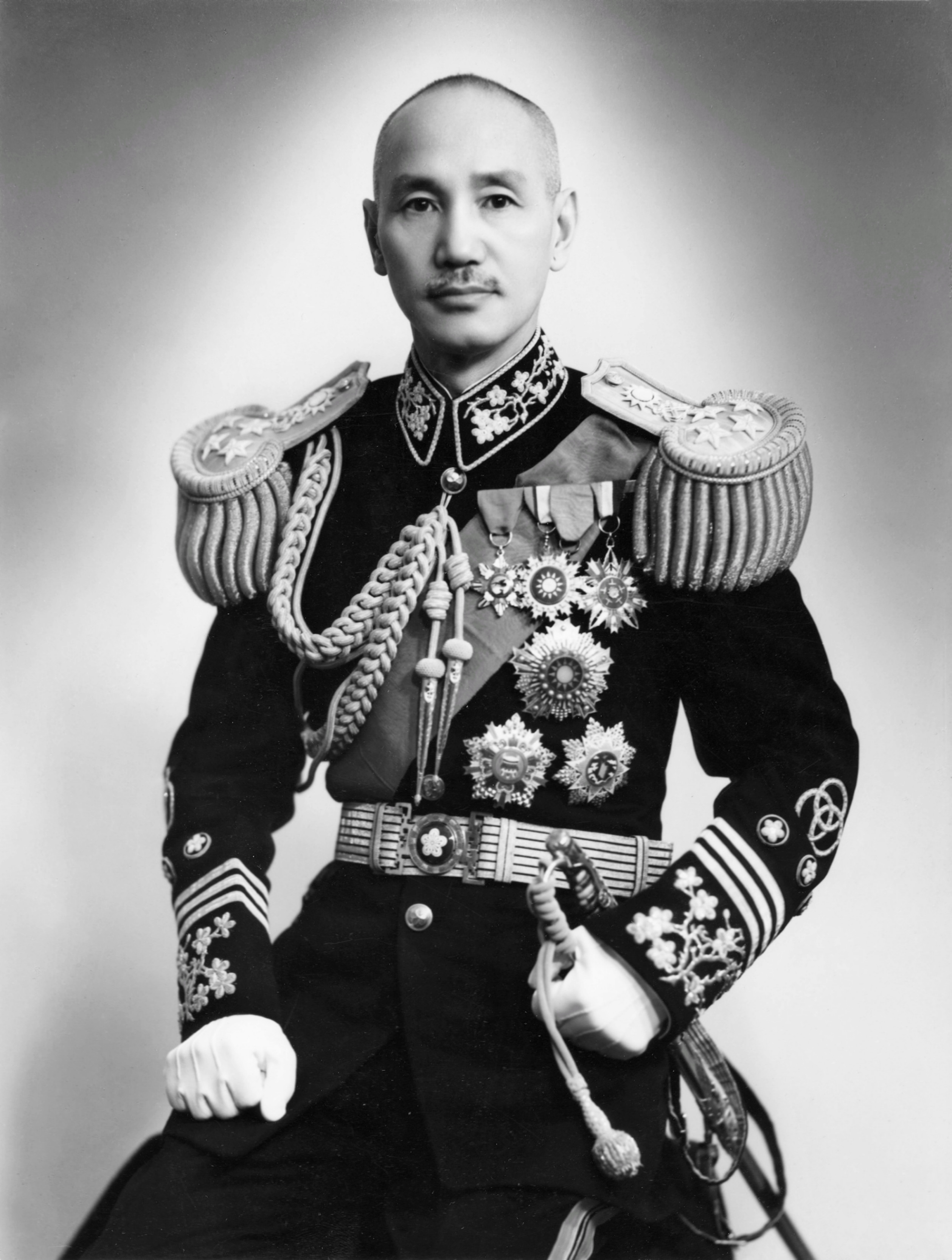
礼装姿の蔣介石。普通の将官よりもエポレットがかなり大振りである。
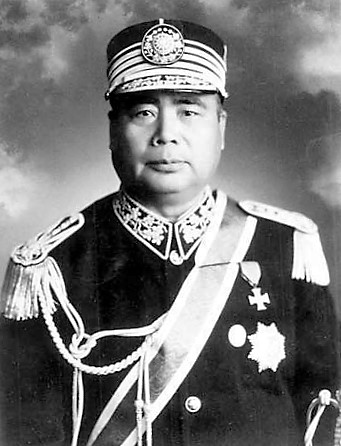
馮玉祥
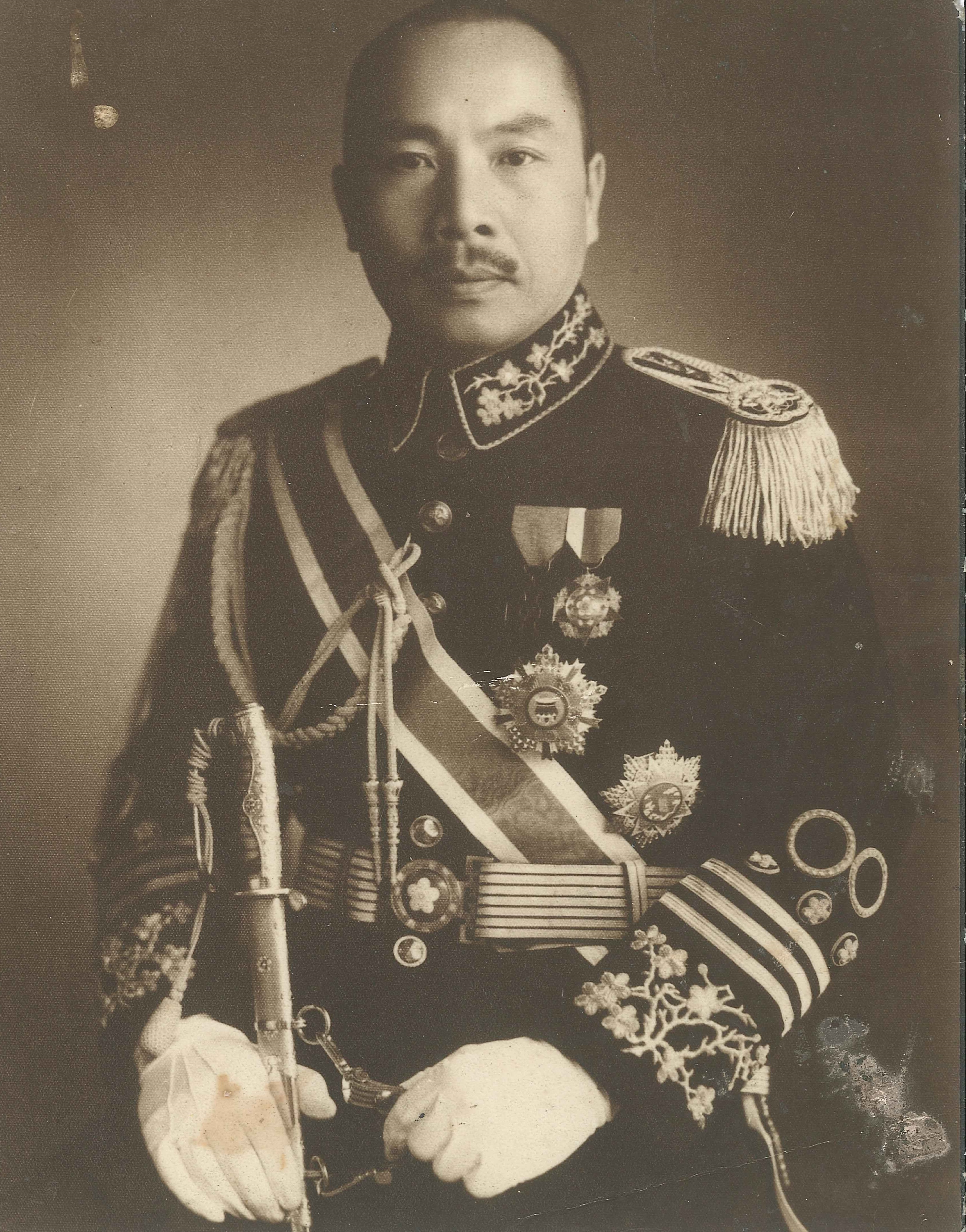
朱培徳
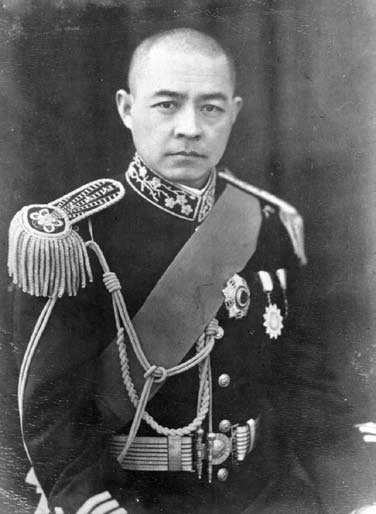
張自忠
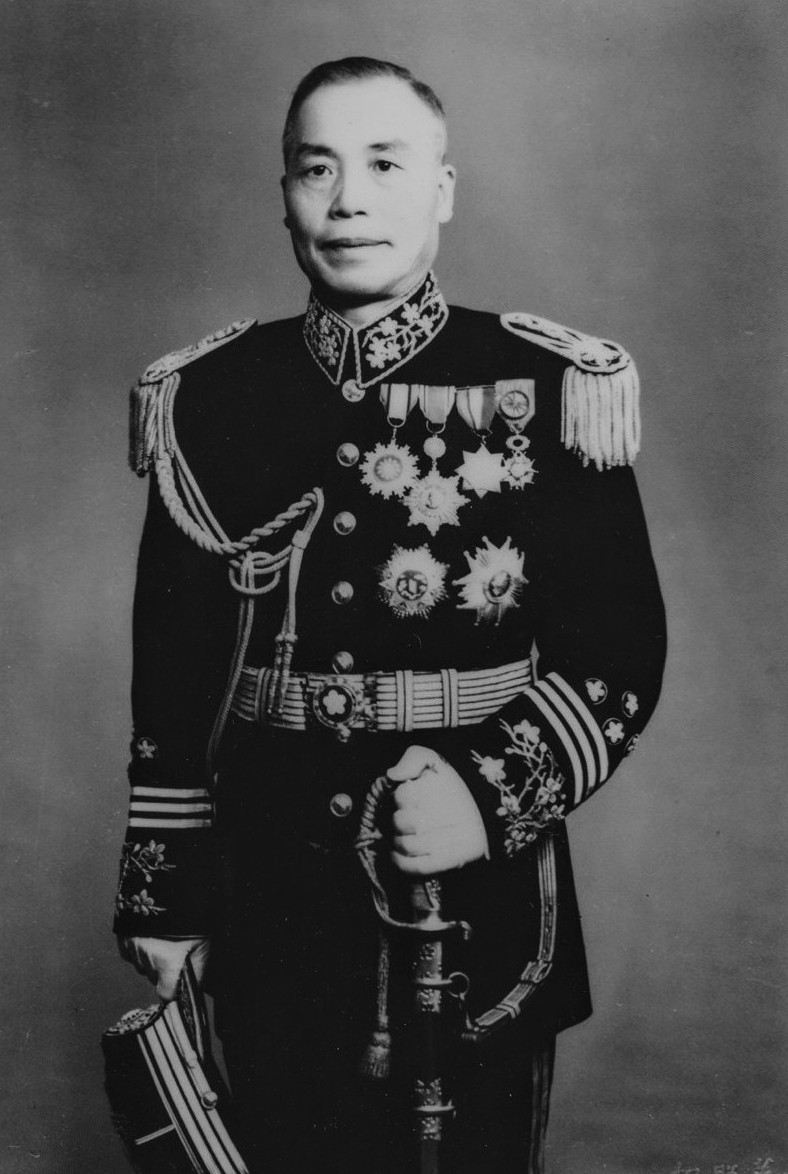
李宗仁
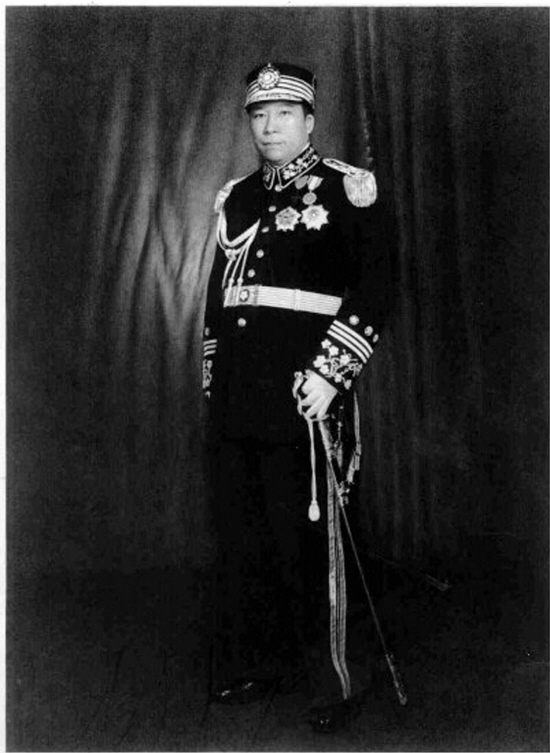
楊虎城
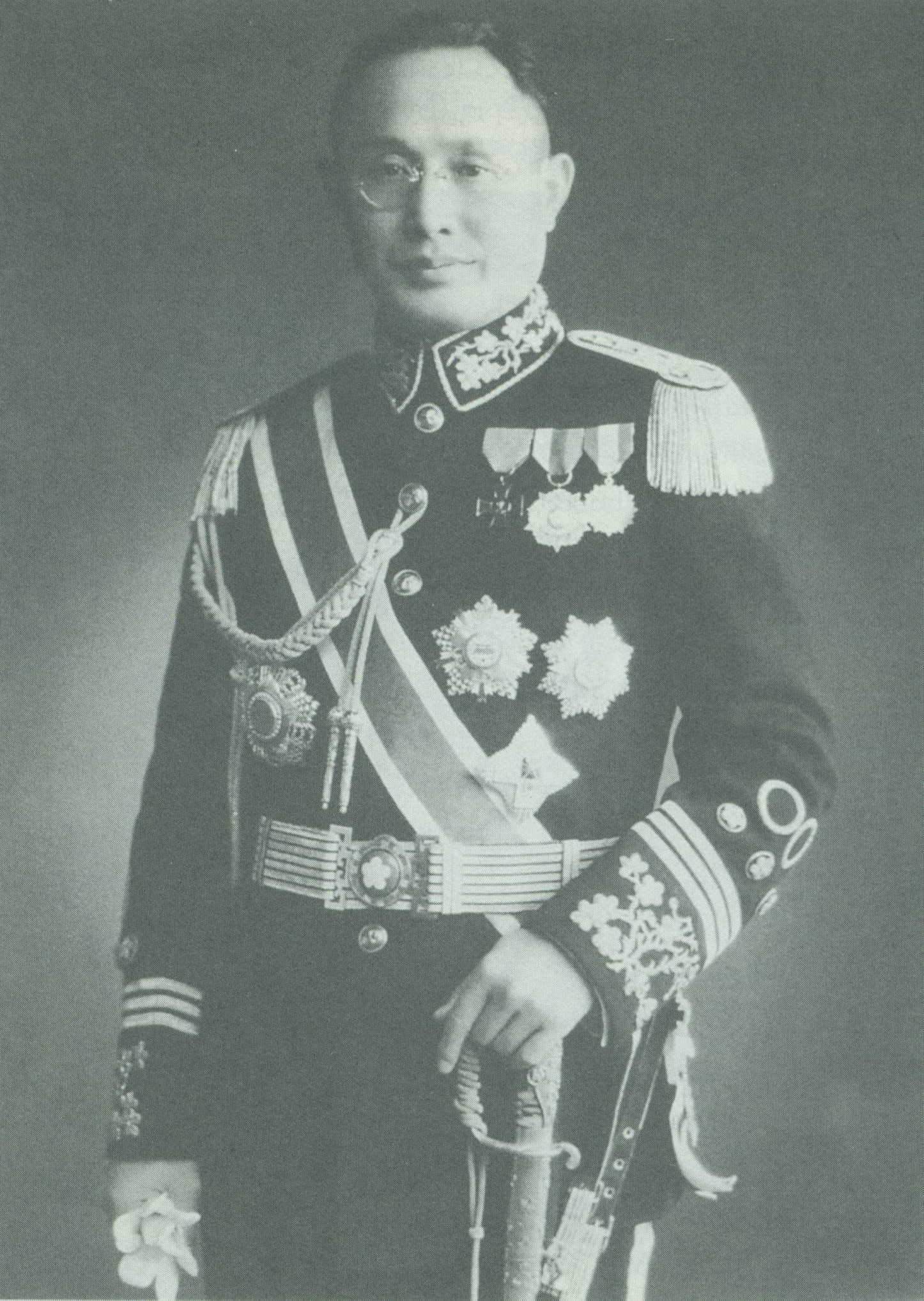
何応欽

常礼服、軍常服
常礼服とは通常礼装の事であり、軍常服との明確な違いはない。常礼服や後方勤務者は短靴。乗馬ズボンは規定上乗馬本分者に限られているが、高級軍官の中には好んで着用している者もいる。
野戦では長靴ないし裏腿（ゲートル）を使用。裏腿は甲種（レギンス、革脚絆）と乙種（巻脚絆、巻きゲートル）の2種類があり、甲種は校官以上と定められている。

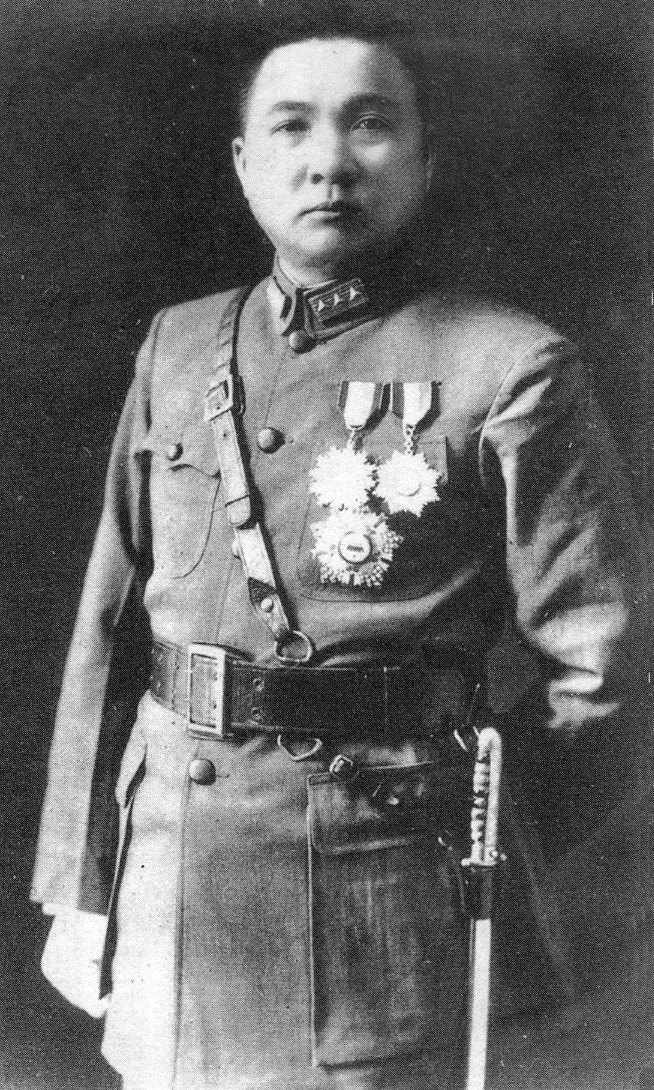
二級大将。サーベルを佩用している。羅卓英
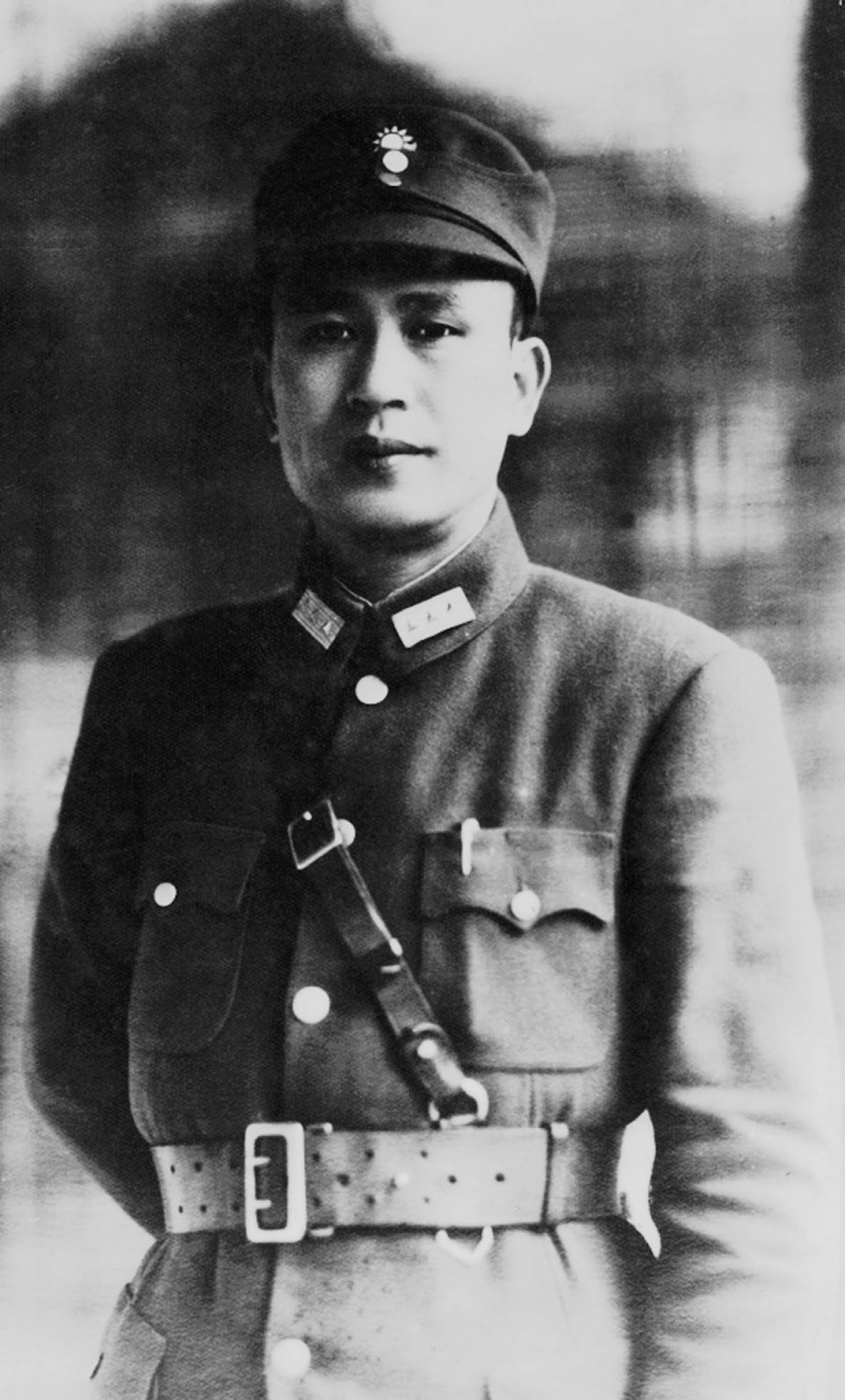
白崇禧
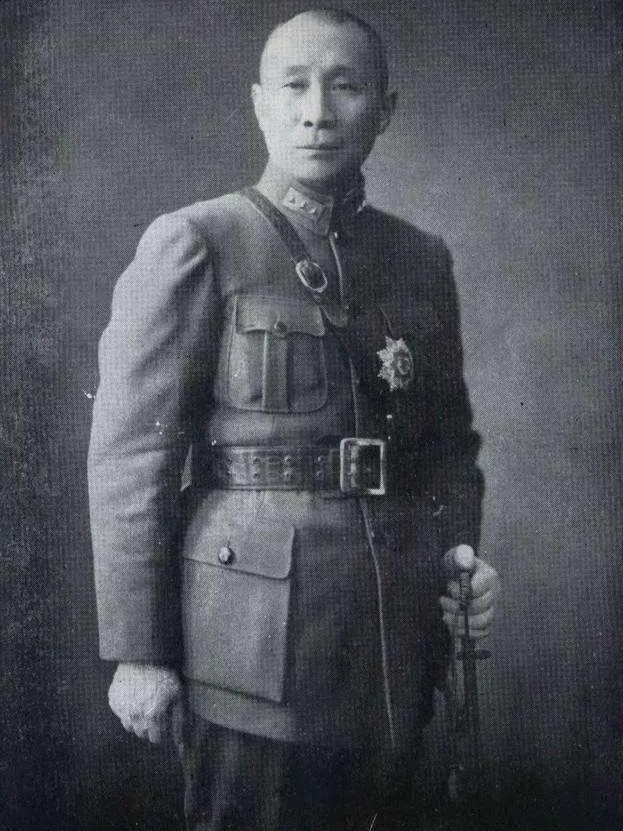
短剣を吊った二級大将。何成濬
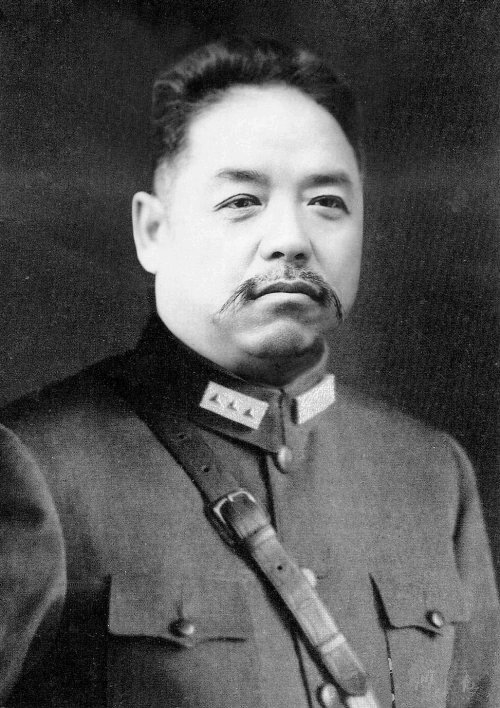
二級大将。馮欽哉
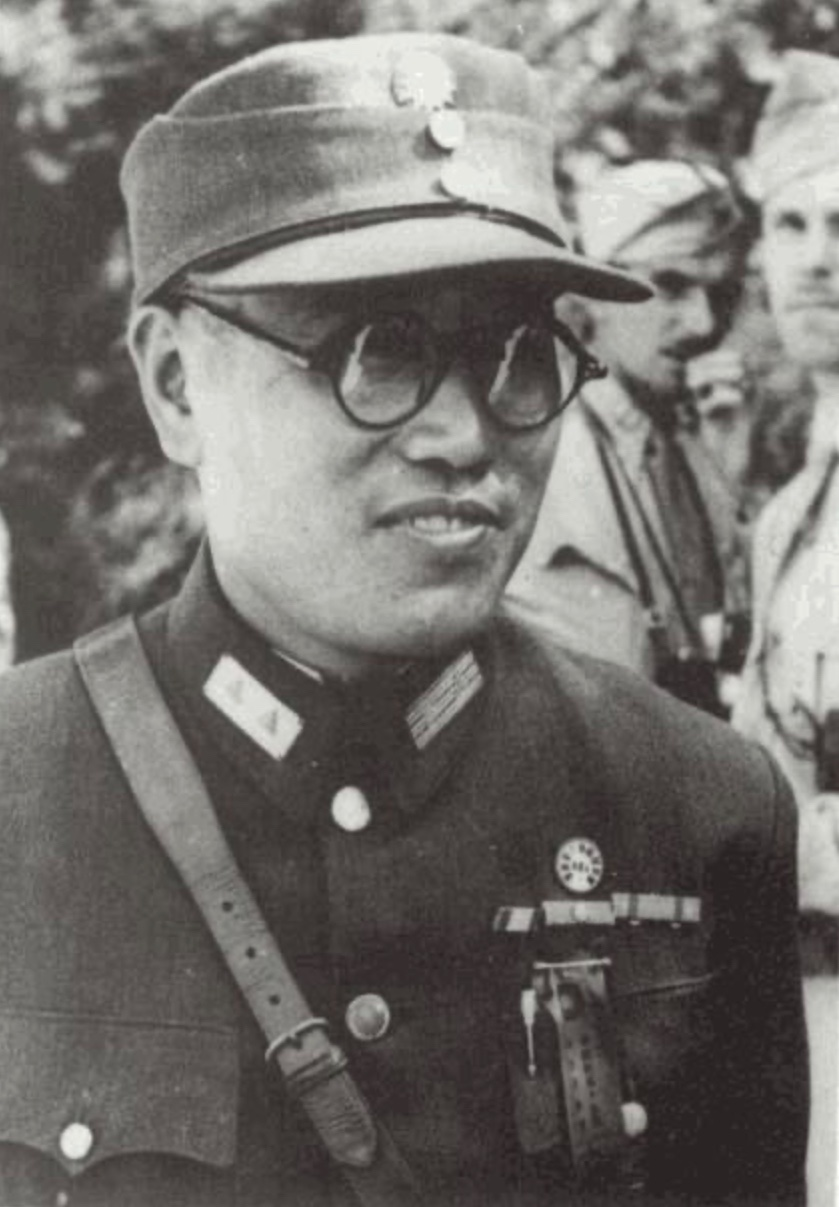
廖耀湘
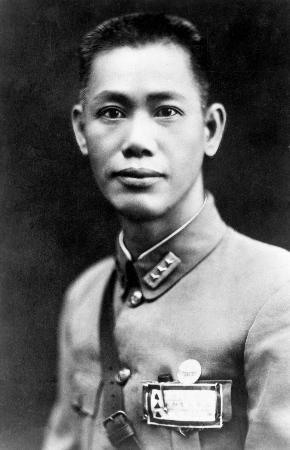
蔡廷鍇
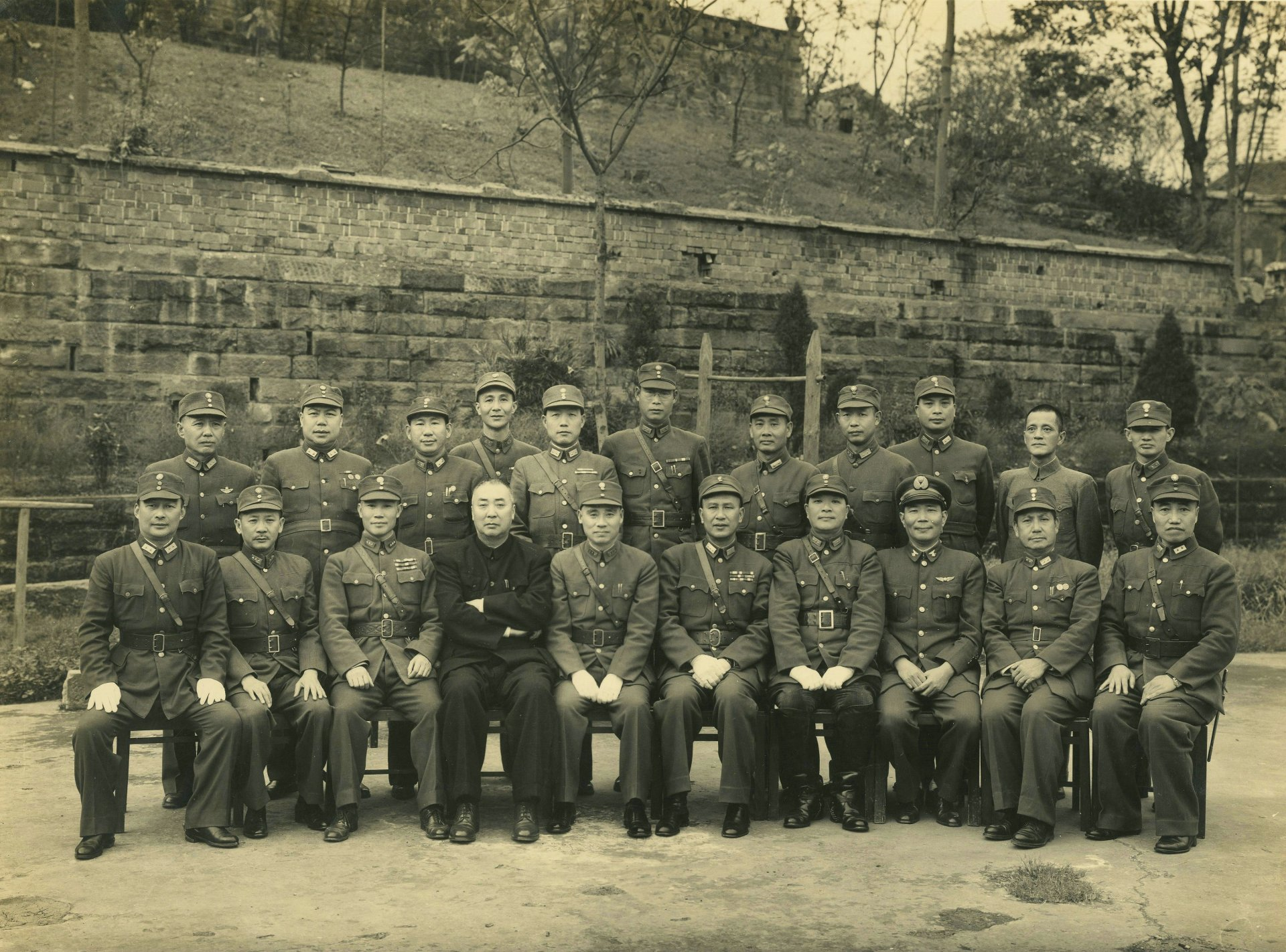
1945年、中国の名将たちの集合写真。

##### 士兵

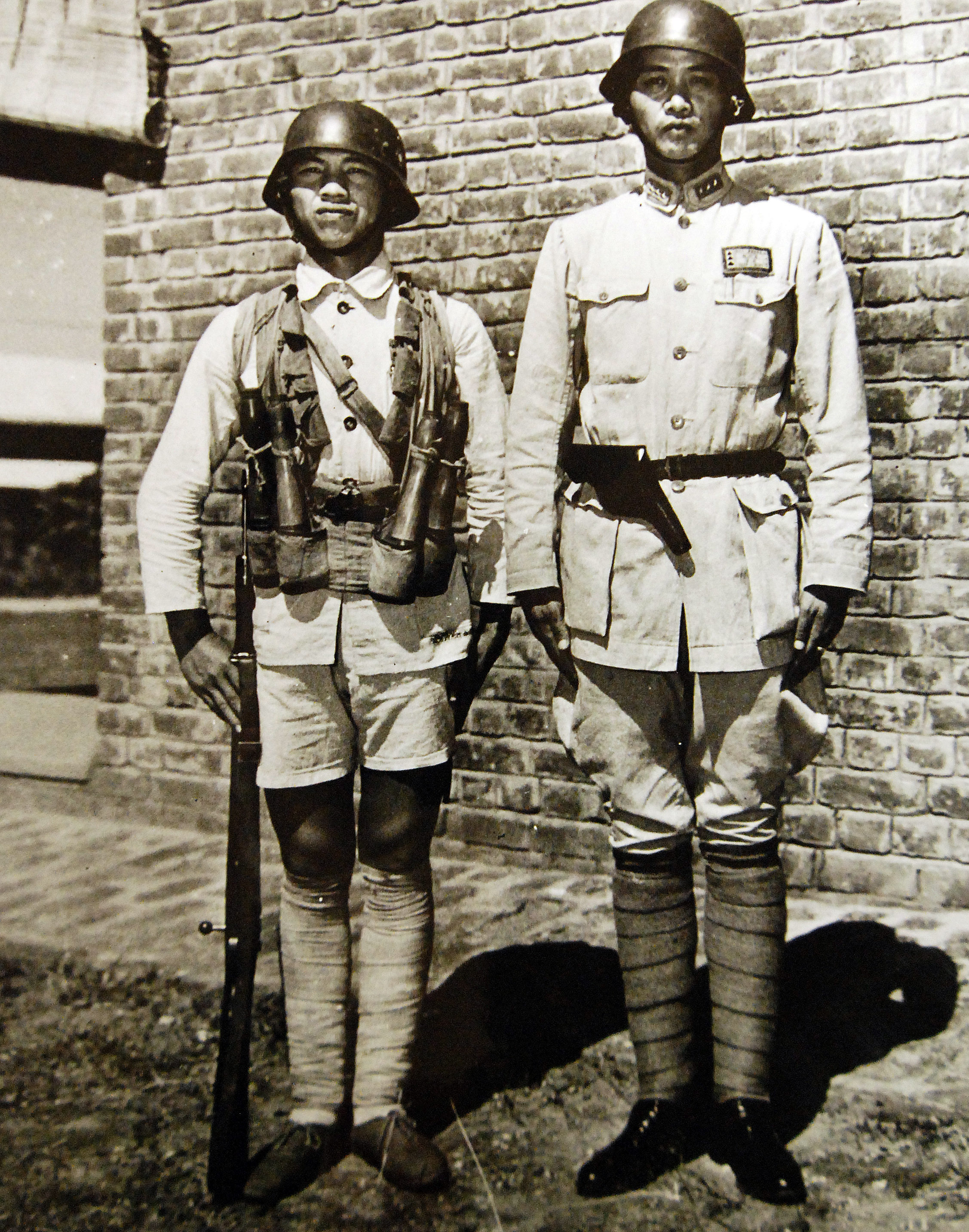
ドイツ軍型鉄帽を被った前線での兵士ら。
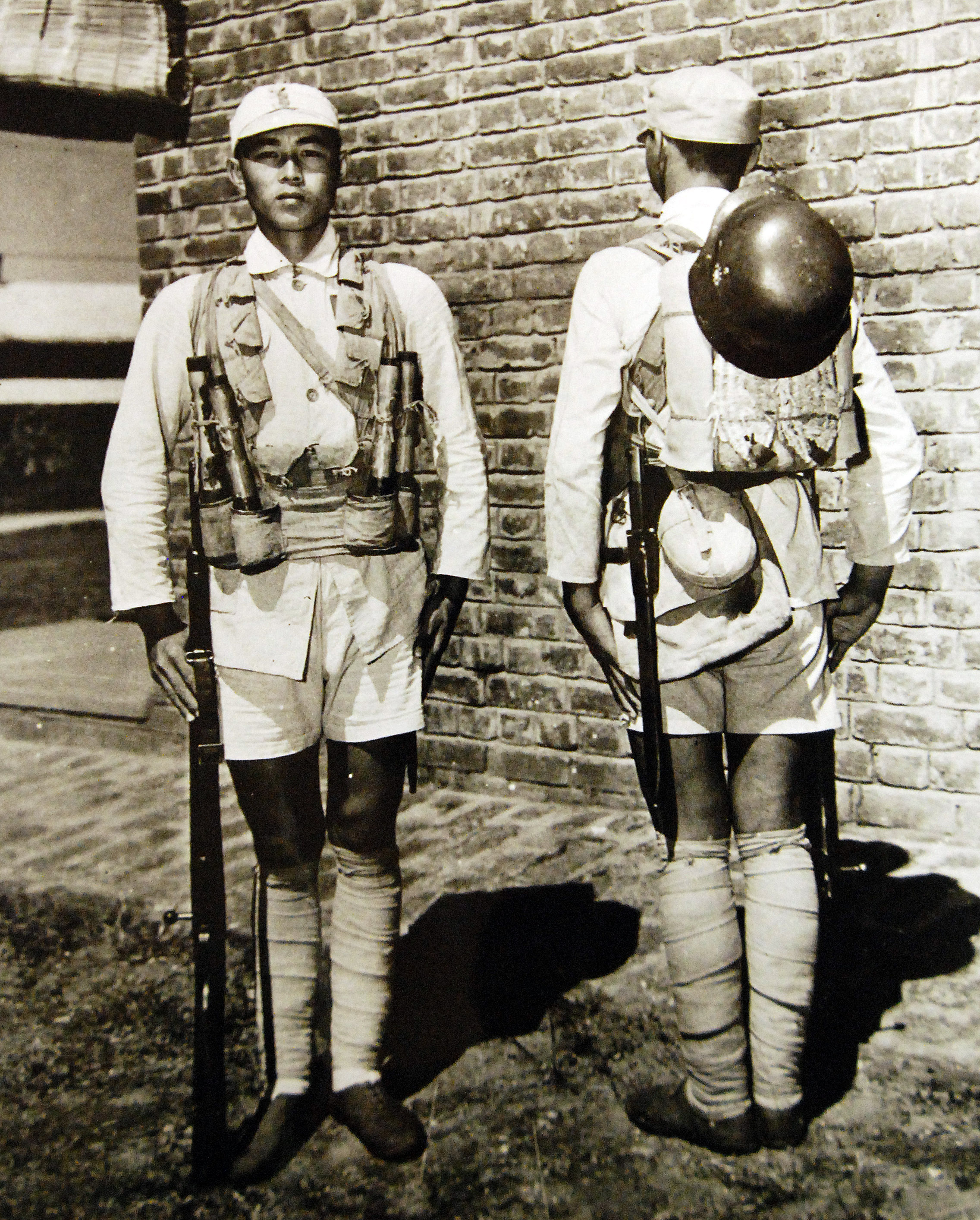
ドイツ軍型鉄帽を被った前線での兵士ら。
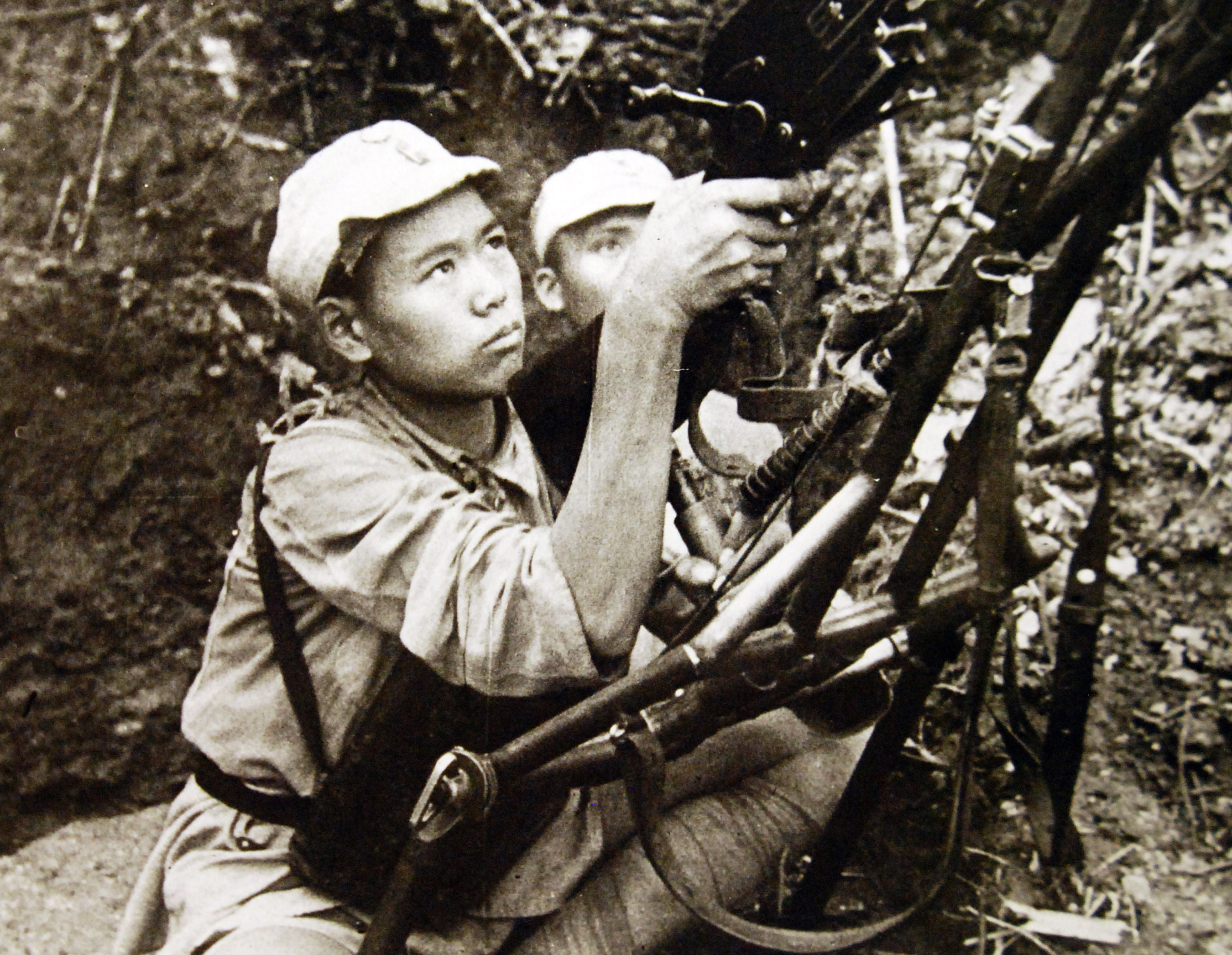
マドセン機関銃を操作する兵士ら。
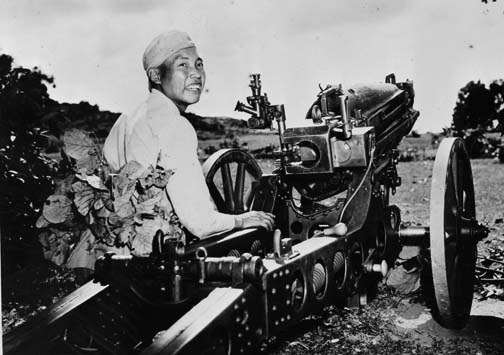
M1A1 75mm榴弾砲を運用する砲兵。
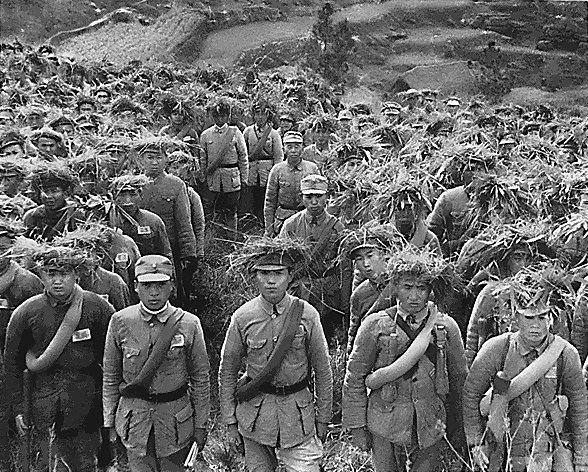
前線での兵士ら。開戦当初はこのようにヘルメットが満足に行き渡っていなかった。
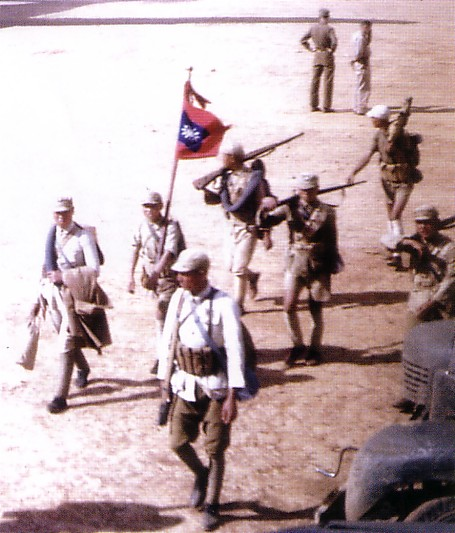
第26師団の兵士ら
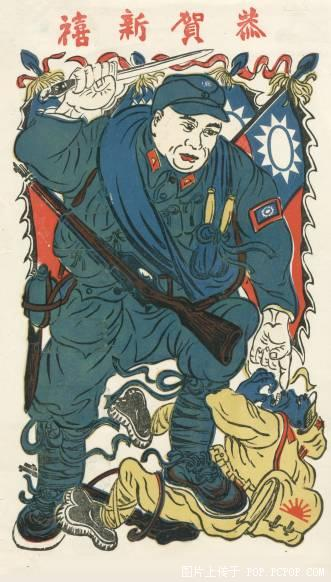
当時のプロパガンダに描かれた中国兵（二等兵）。軍服の色は1935年改正以前のブルーグレーで表されている。
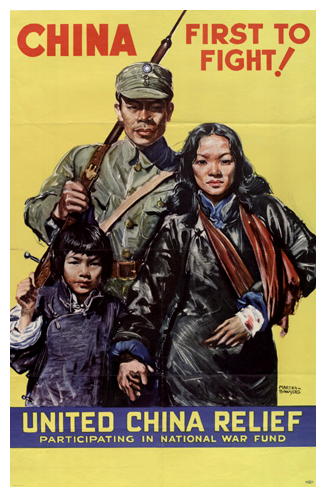
当時の欧米のプロパガンダに描かれた中国兵。軍服の色は1935年改正以後のカーキで表されている
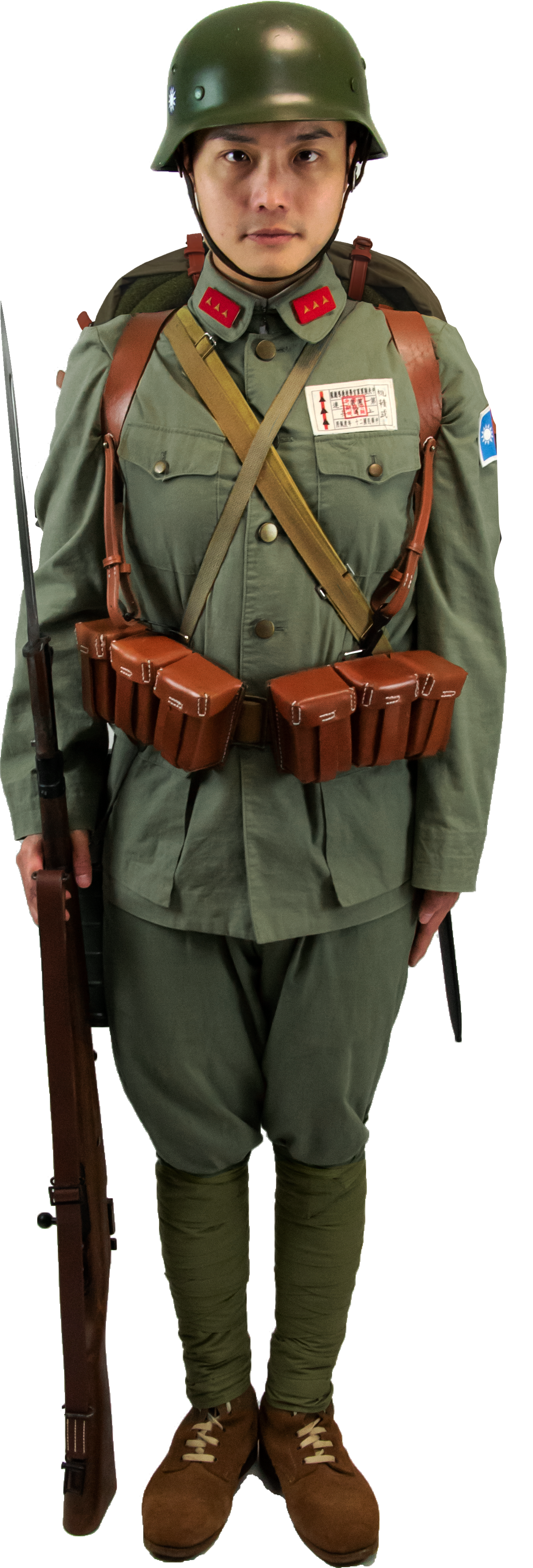
1936年の中国陸軍兵士
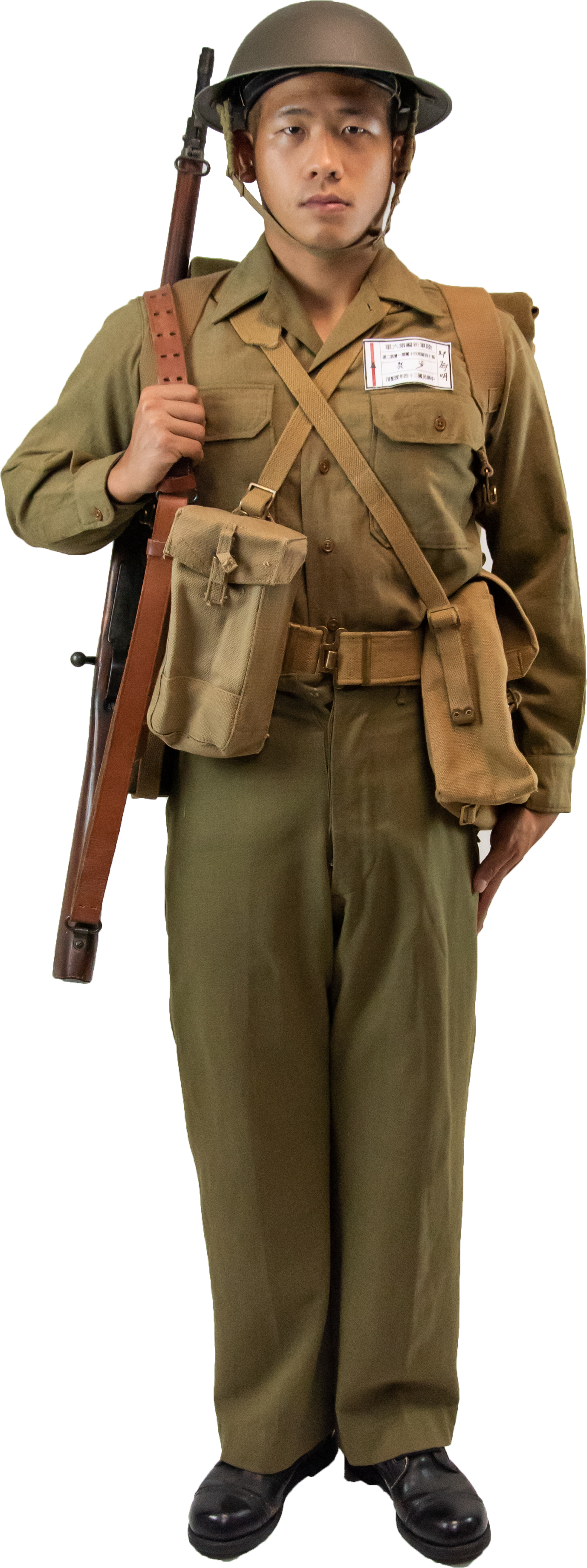
1945年の中国陸軍兵士

### 帽子類
正帽

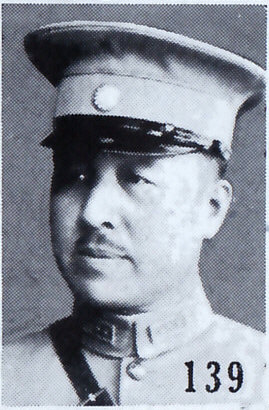
商震
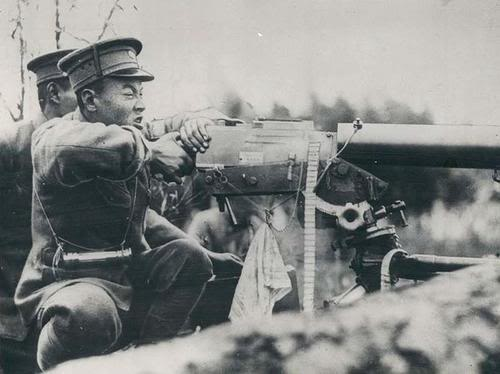
官帽を被った兵士。帽子の鳩目の位置が鉢巻にある（1932年）

略帽

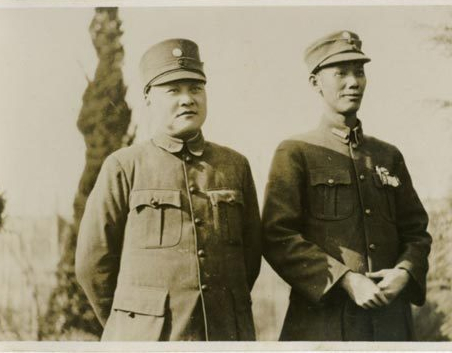
初期型略帽。1932年
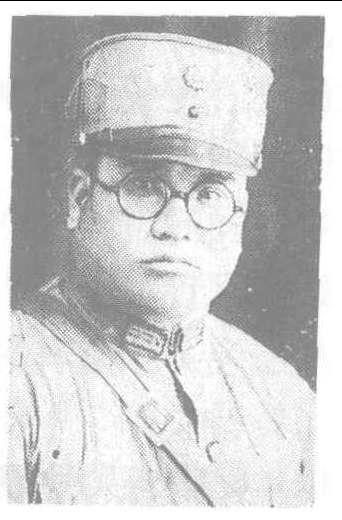
初期型略帽。冀紹光
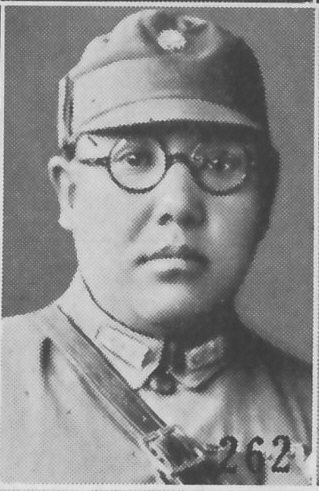
初期型略帽。ボタンが付いていない。馬鴻逵
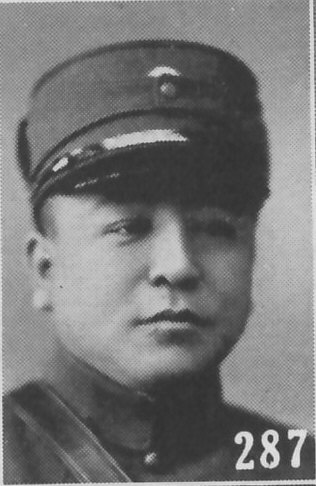
制帽を改造した略帽を被っている。鮑文樾
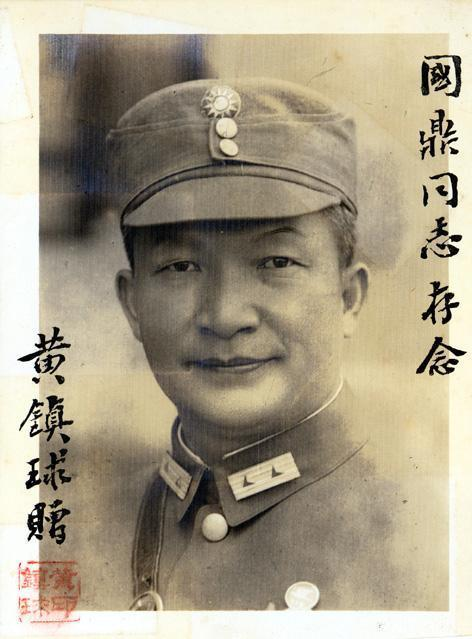
中将。黄鎮球（中国語版）
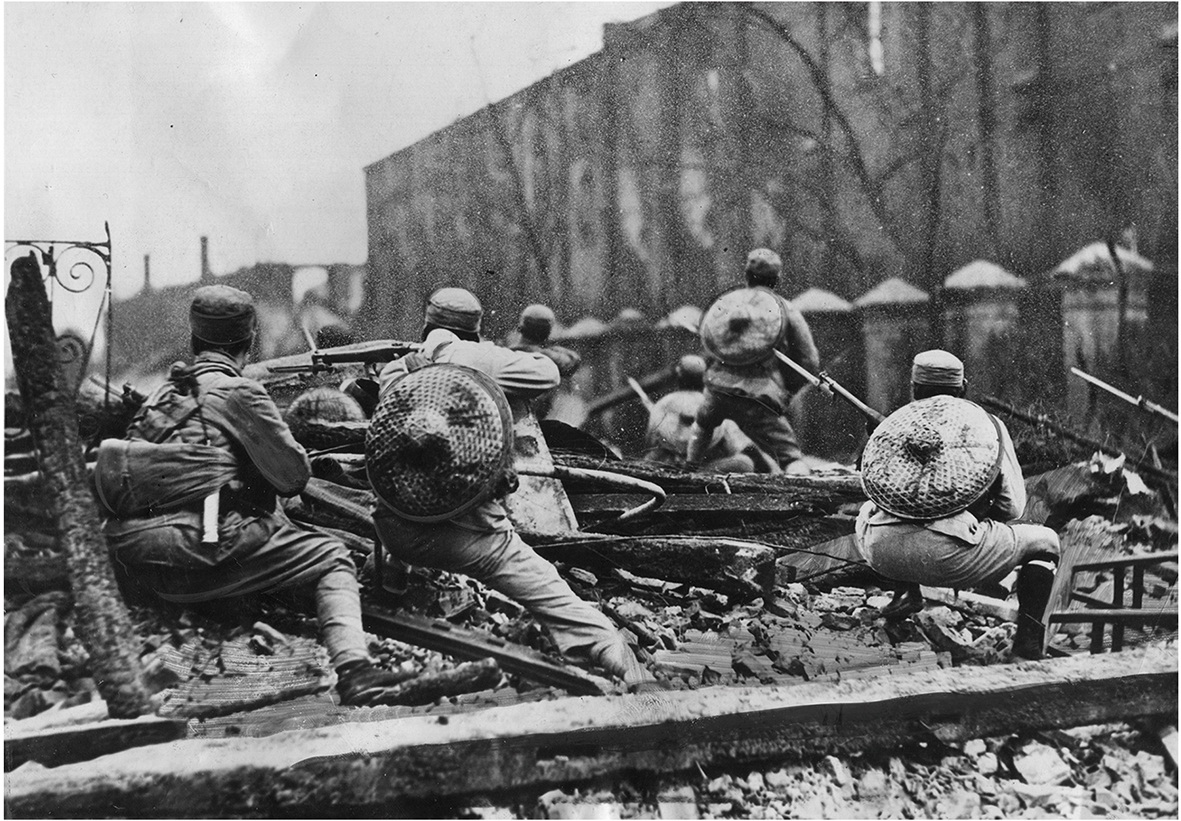
略帽を被った19路軍兵士、何人かは笠も背負っている（1932年）
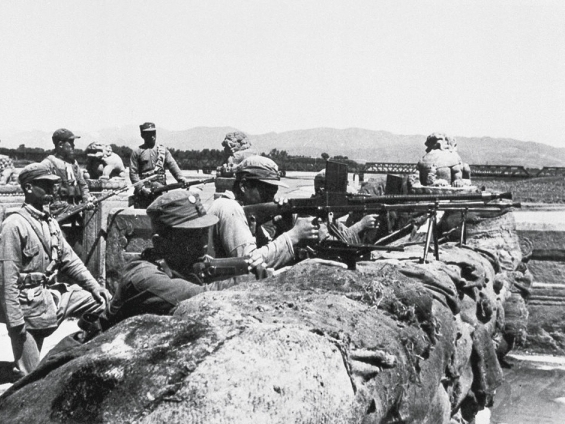
略帽を被った第37師兵士、兵士はZB26を構えている
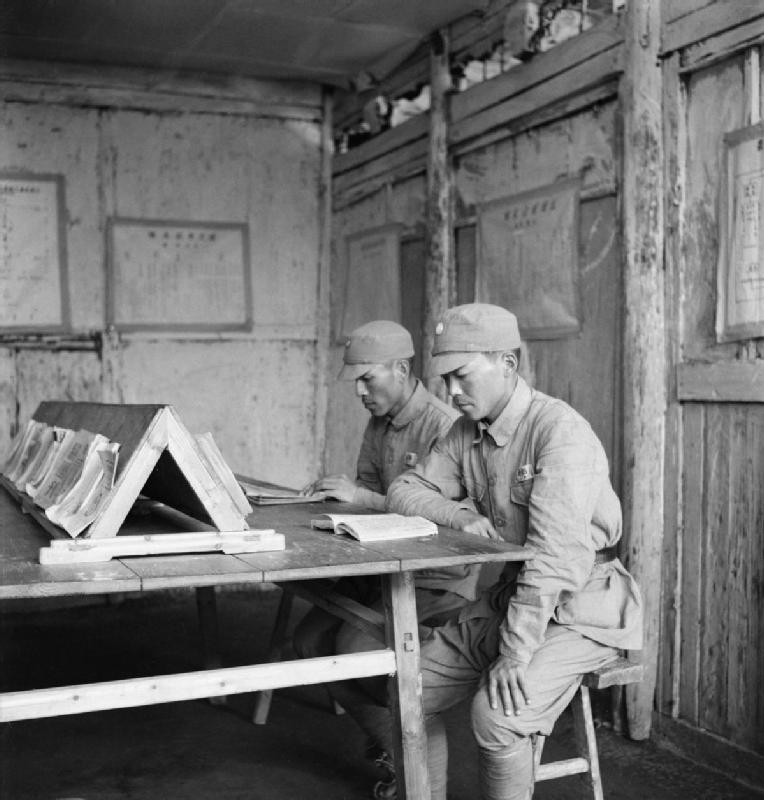
野球帽タイプの略帽

### ヘルメット

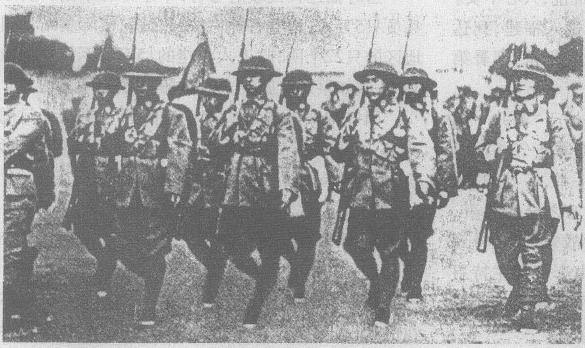
英式ヘルメットを被った19路軍兵士（1933年）
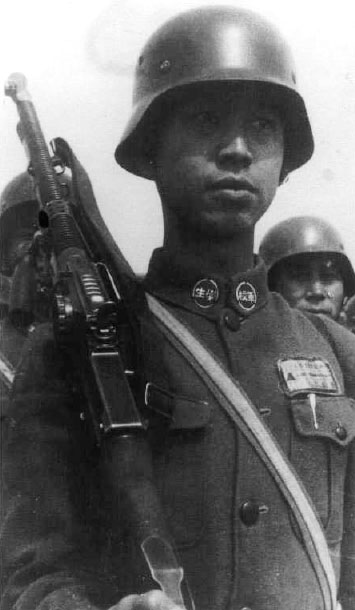
ドイツ軍型鉄帽を被った軍官学校生
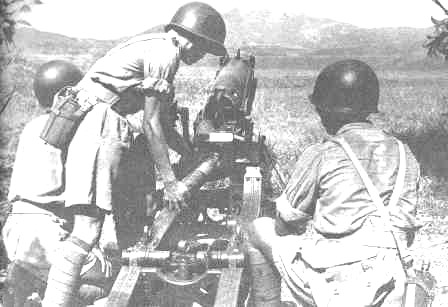
米式ヘルメット
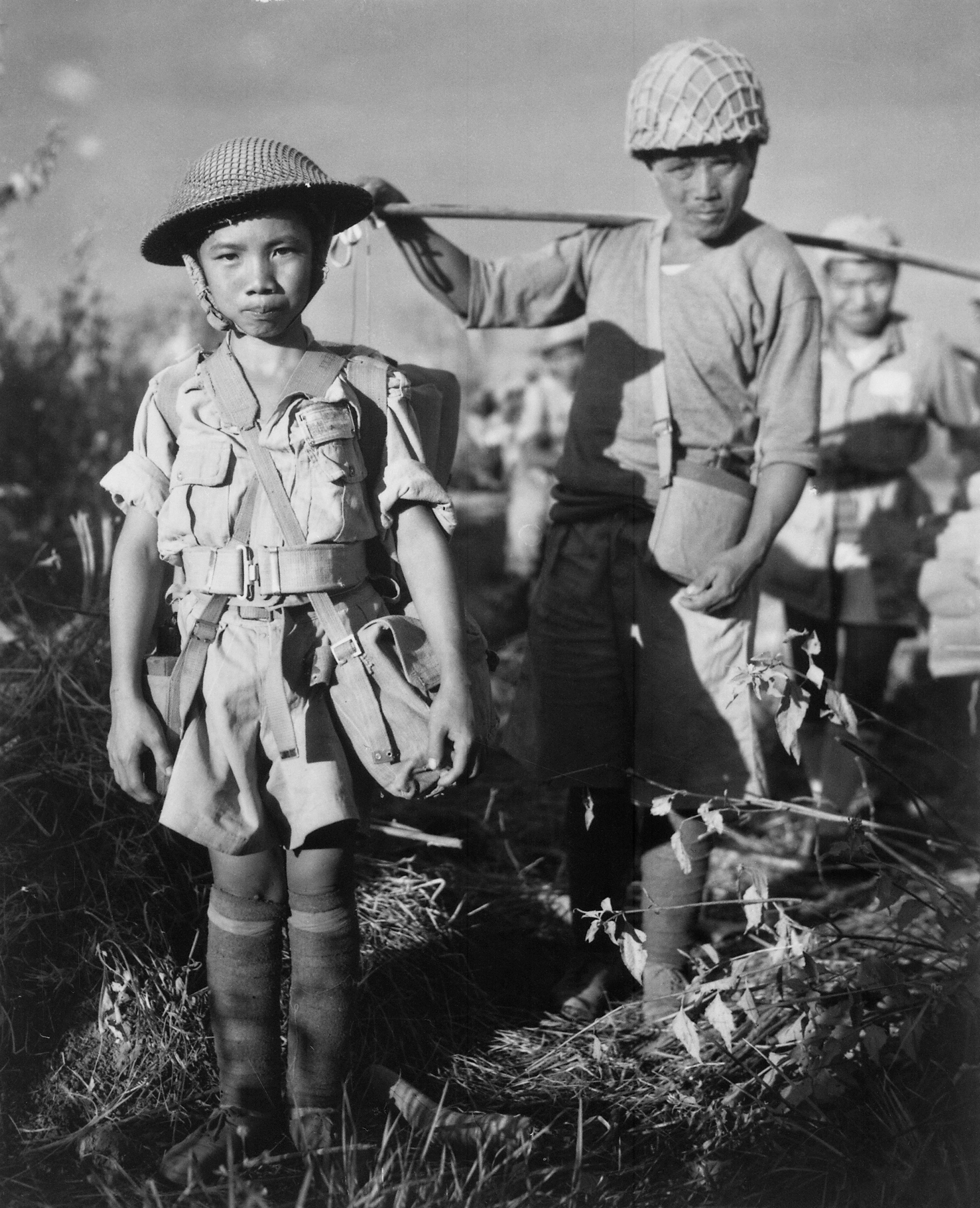
英式ヘルメットを被り、米軍式の野戦服を着用した少年兵。奥の人物は日本軍式ヘルメットを被っている（1944年）
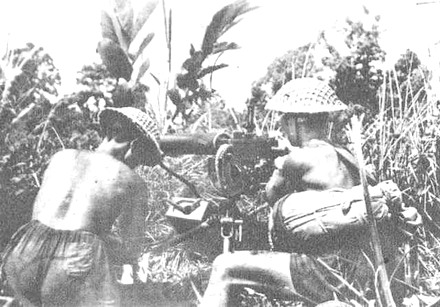
下着一枚のみで銃撃する中国兵。英式ヘルメットを被っている。（1942、ビルマ）
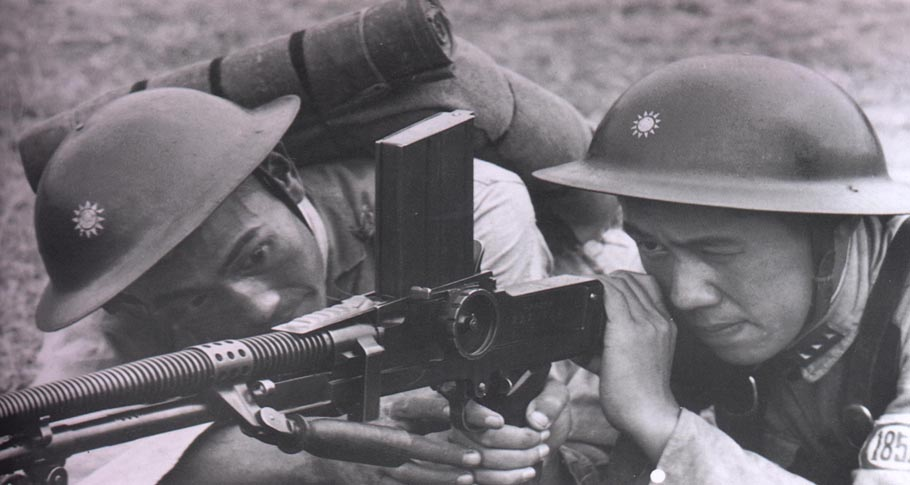
英米軍型ヘルメット。右の上等兵は、袖の部隊章より185師の所属である事が分かる。
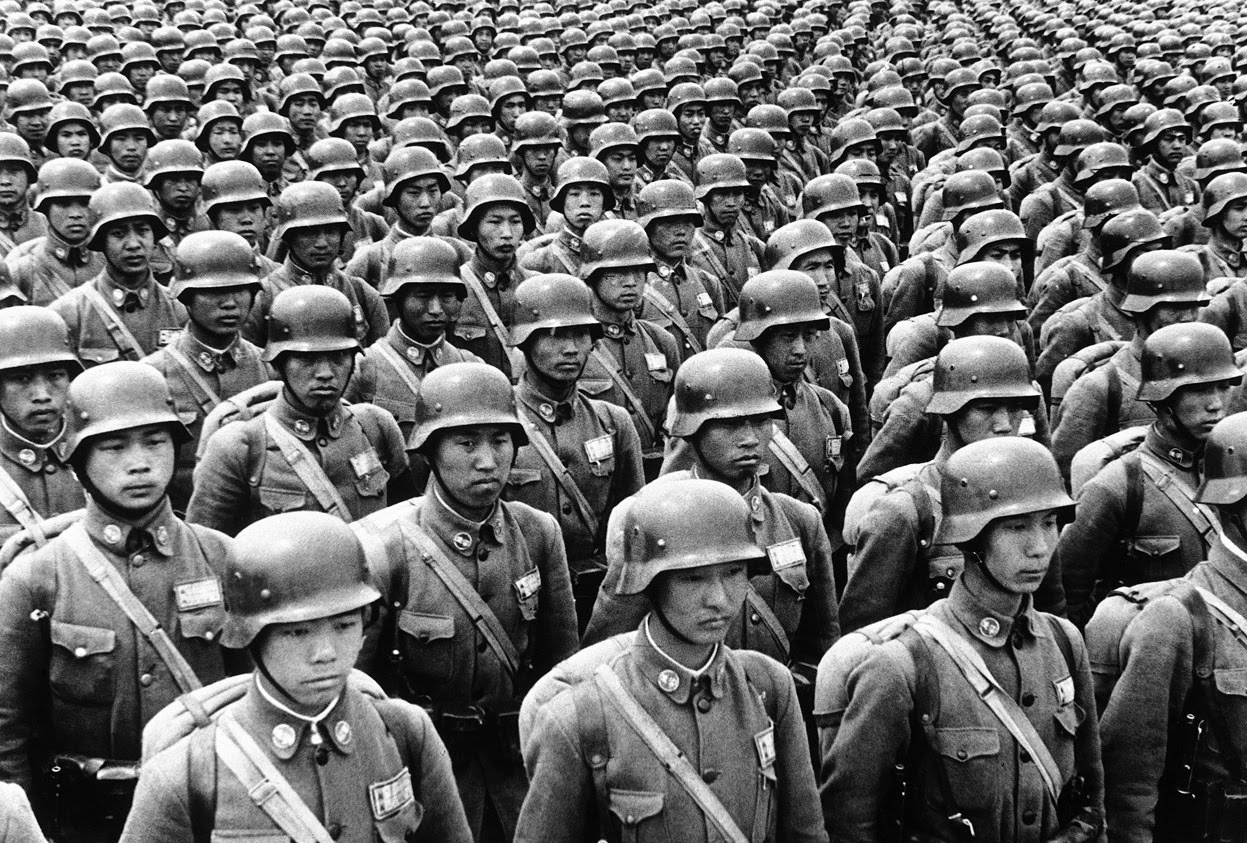
ドイツ軍型鉄帽の着用例。
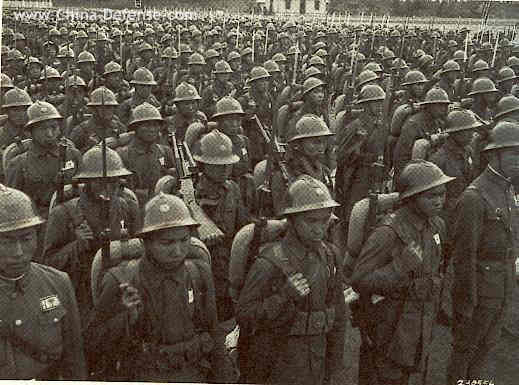
フランス式ヘルメットの雲南系地方軍
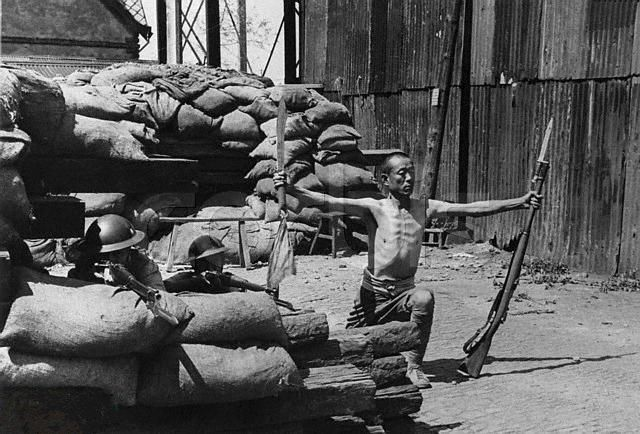
英米軍型ヘルメット（左）と、戦いの中、日本軍に対して挑発するポーズをとる第29軍の兵士。 彼は2時間後に敵に撃たれた。

### 防寒装備その他

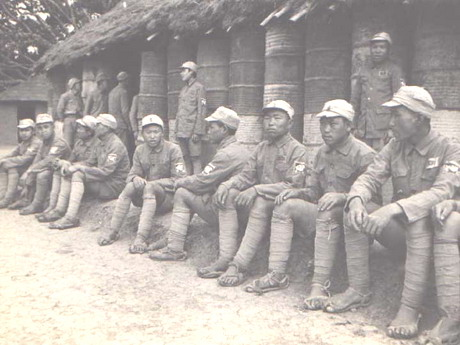
草鞋履を履いた兵士。靴が全部隊に行き渡らず、多くの兵士はこのようにサンダルや草鞋履きだった
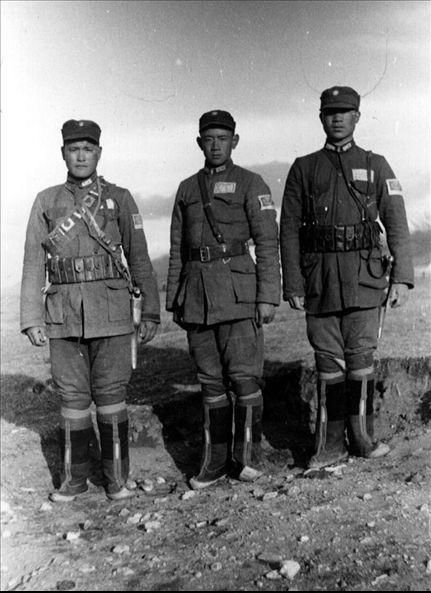
チベットにて防寒靴を履いた将校ら（いずれも中尉）。冬服だが、物入に切込みが入っていない。また、両側の2名はモーゼルC96のチェストリグを着用している。
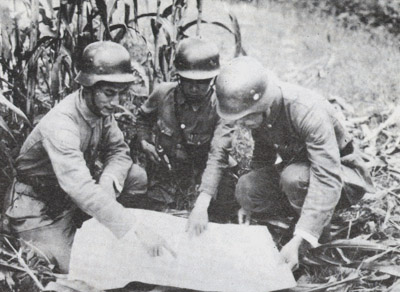
第88師（en）の将校ら。部隊章が付いていない。
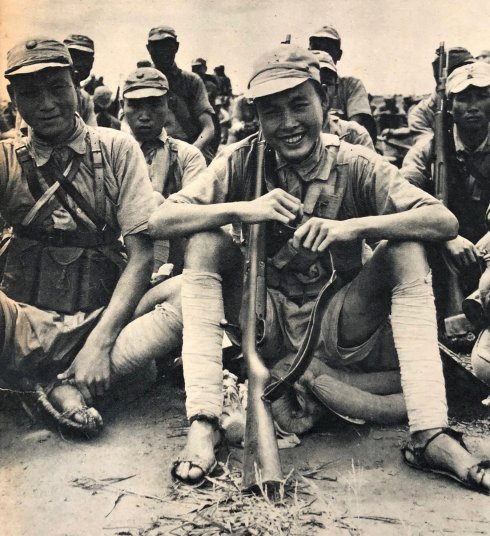
ビルマにおける夏季用被服を着用した兵士。(1945年)
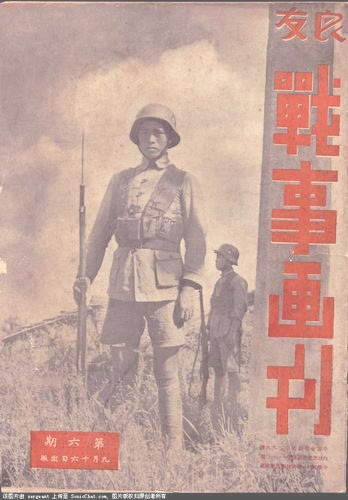
歩哨に立つ兵士
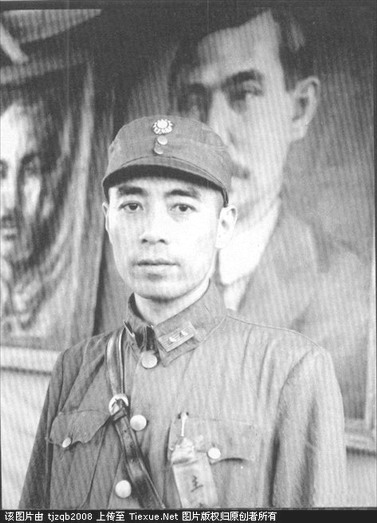
中将の階級章を付けた周恩来(1937年)
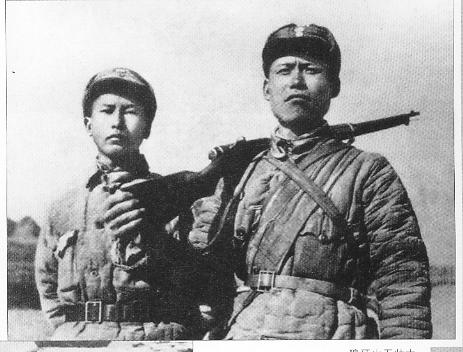
冬季装備の八路軍兵士
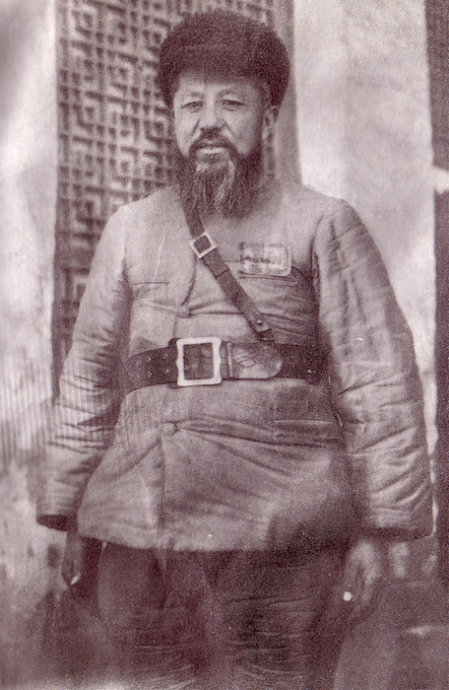
防寒服の将官。符号から少将と思われる。ユルバース・カーン
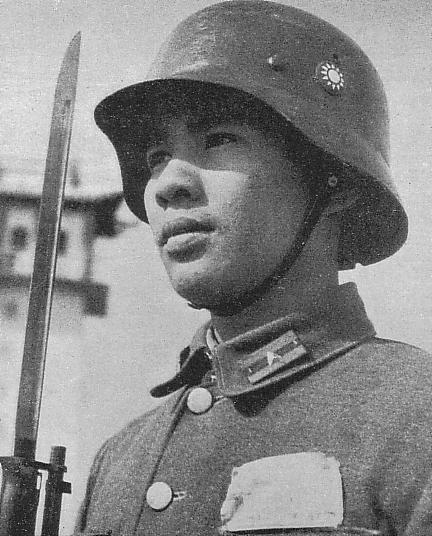
汪兆銘政権の陸軍下士(伍長に相当)。ドイツ軍型鉄帽を使用。
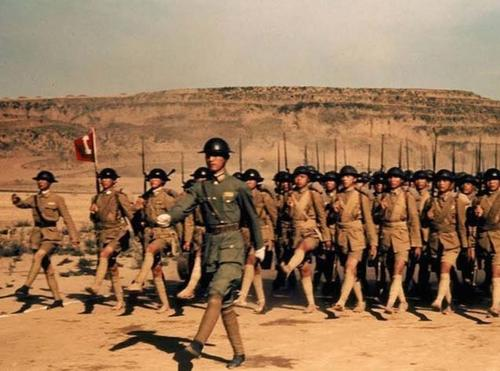
パレードで英式ヘルメットを被り行進する一小隊。当時としては貴重なカラー写真で撮影されており、生地の詳細な色合いが分かる。1944年、ビルマ。
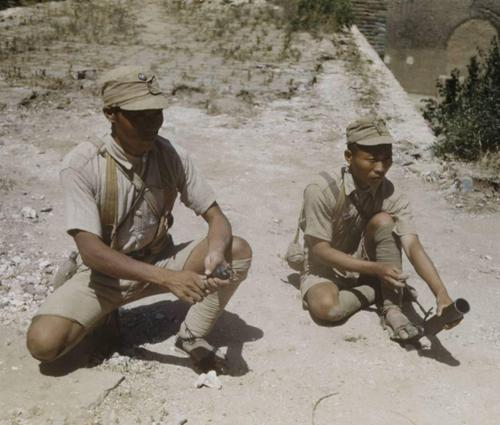
夏季略装の兵士。
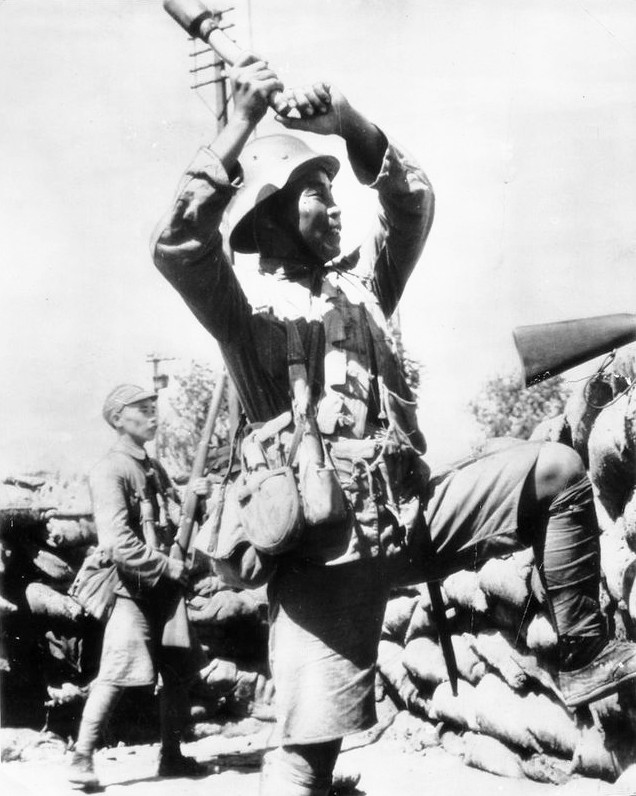
M24型柄付手榴弾を使用する兵士。
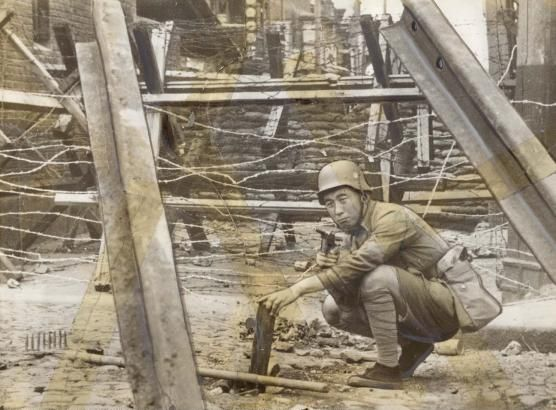
第二次上海事変における兵士。ガスマスク用の袋を肩にかけている。
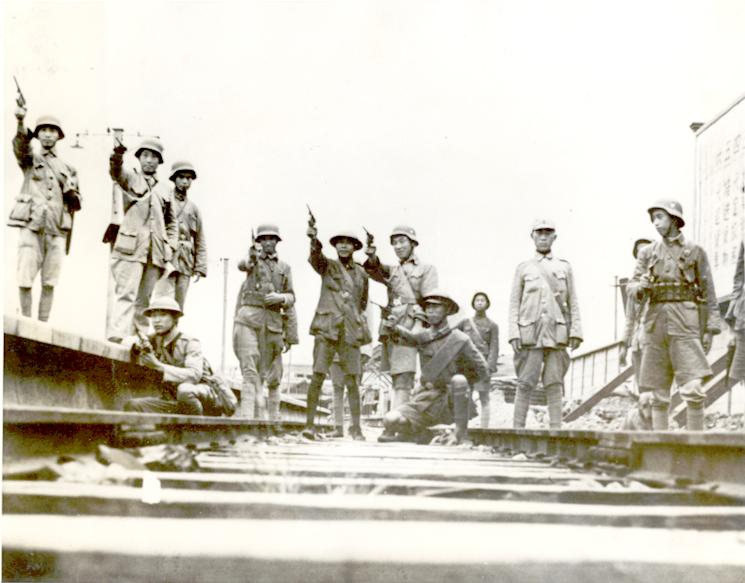
モーゼルC96を構えた兵士ら。ヘルメットは英独混合。
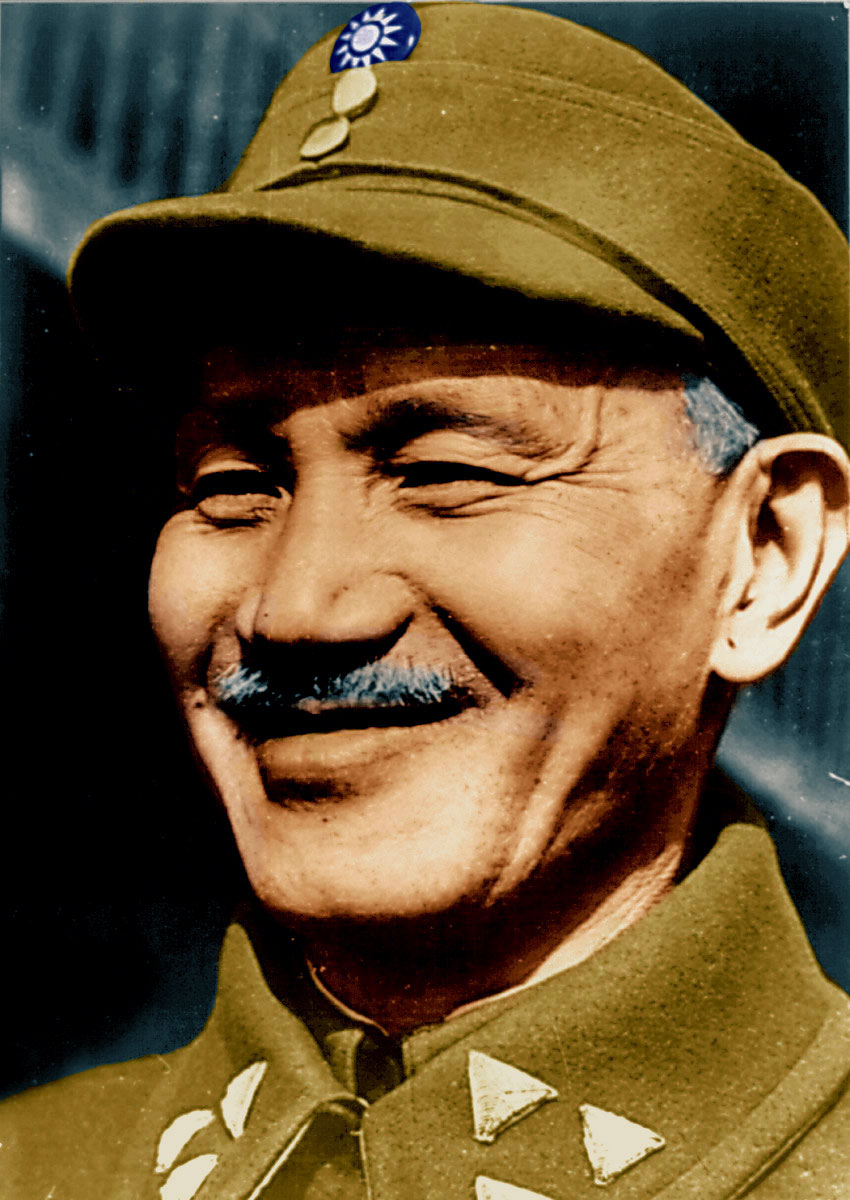
軍服の上からマントを羽織った蔣介石、1945年。
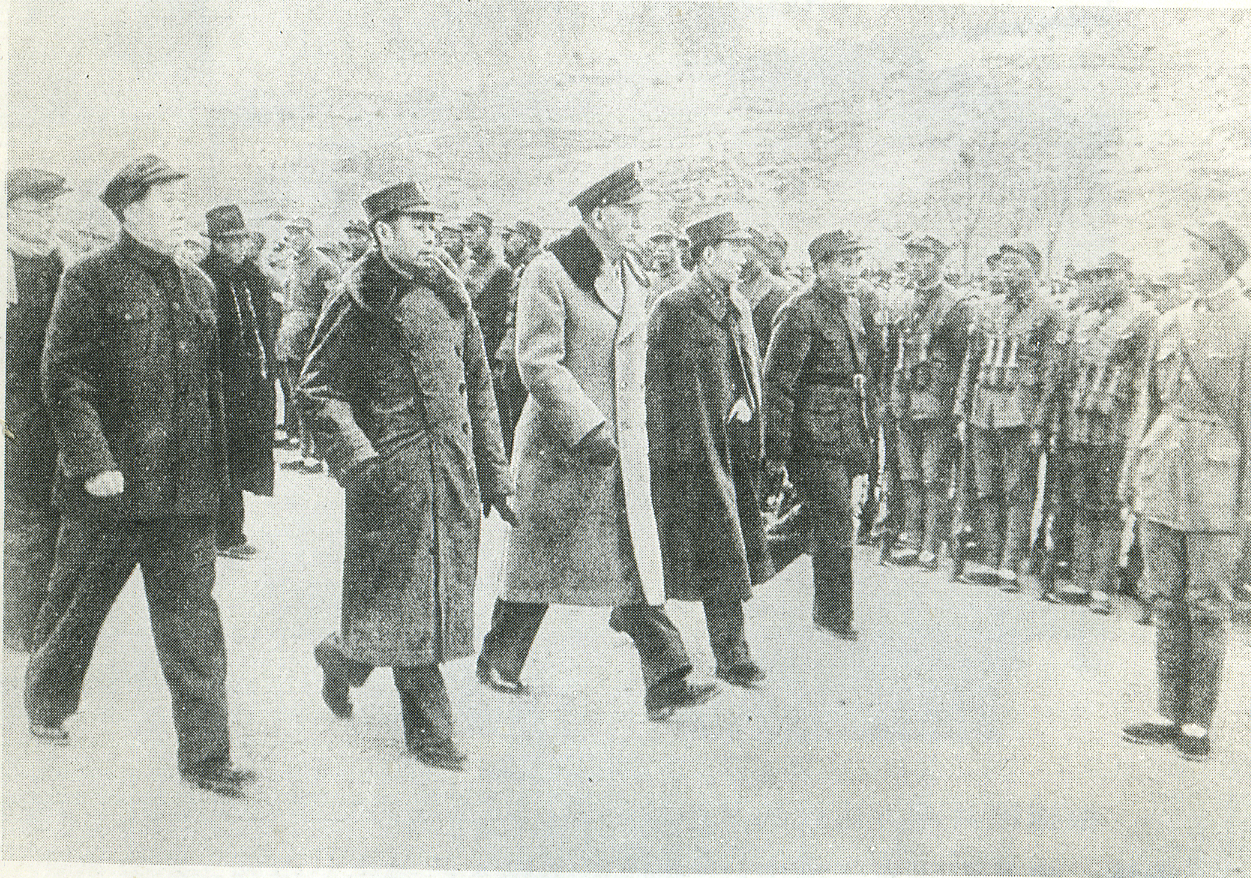
八路軍兵士。手榴弾のつり方が独特（1946年）
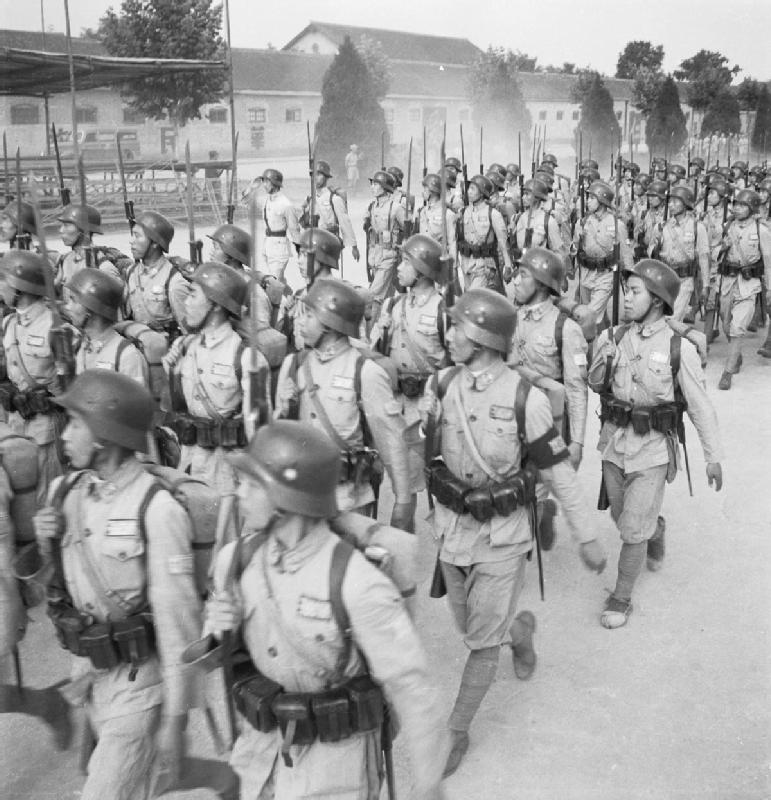
パレード用装備の中央軍官学校生徒（1944年）
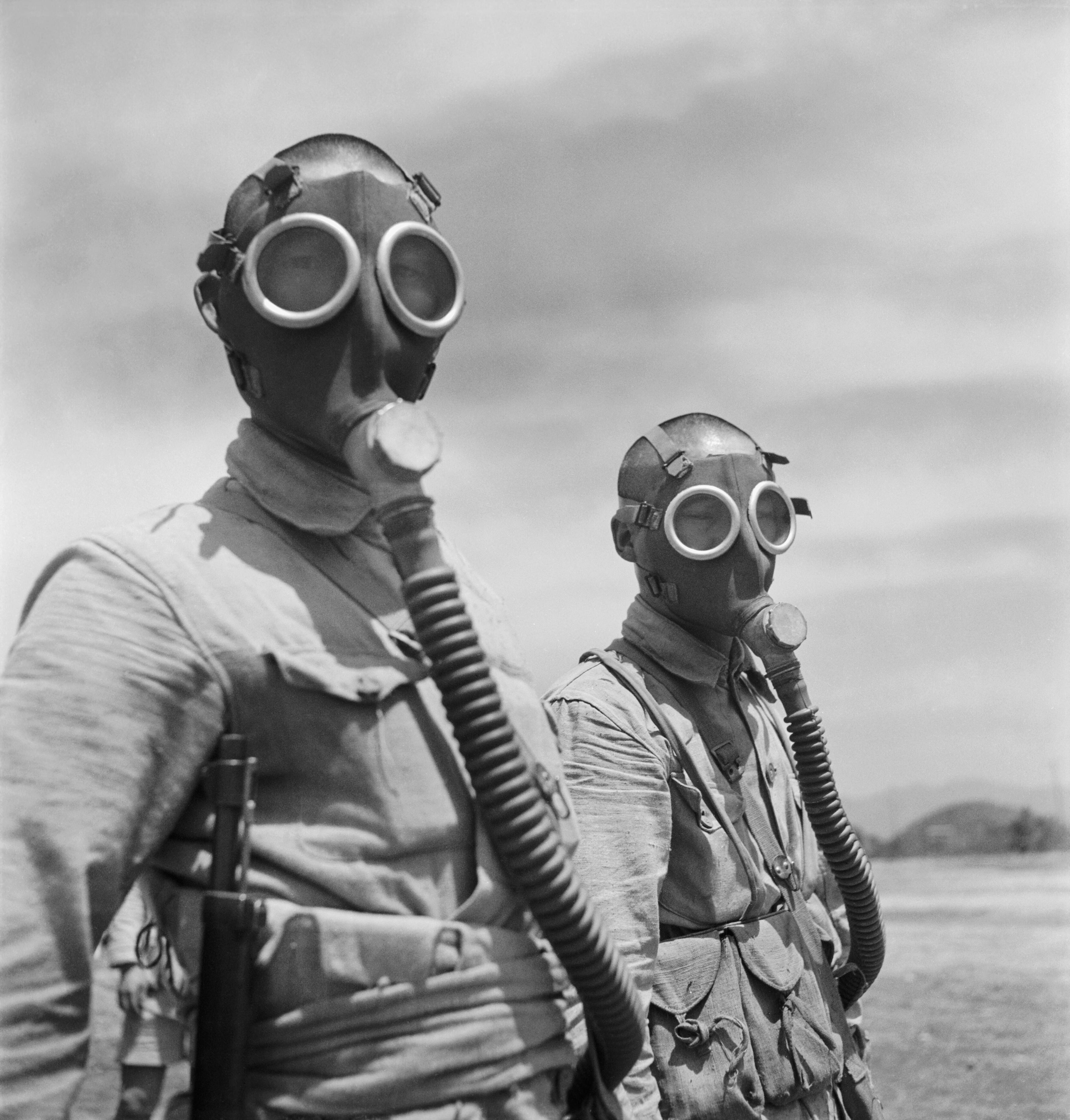
ベルギー式ガスマスク（AG. 20C.）を着用した兵士（1944年）
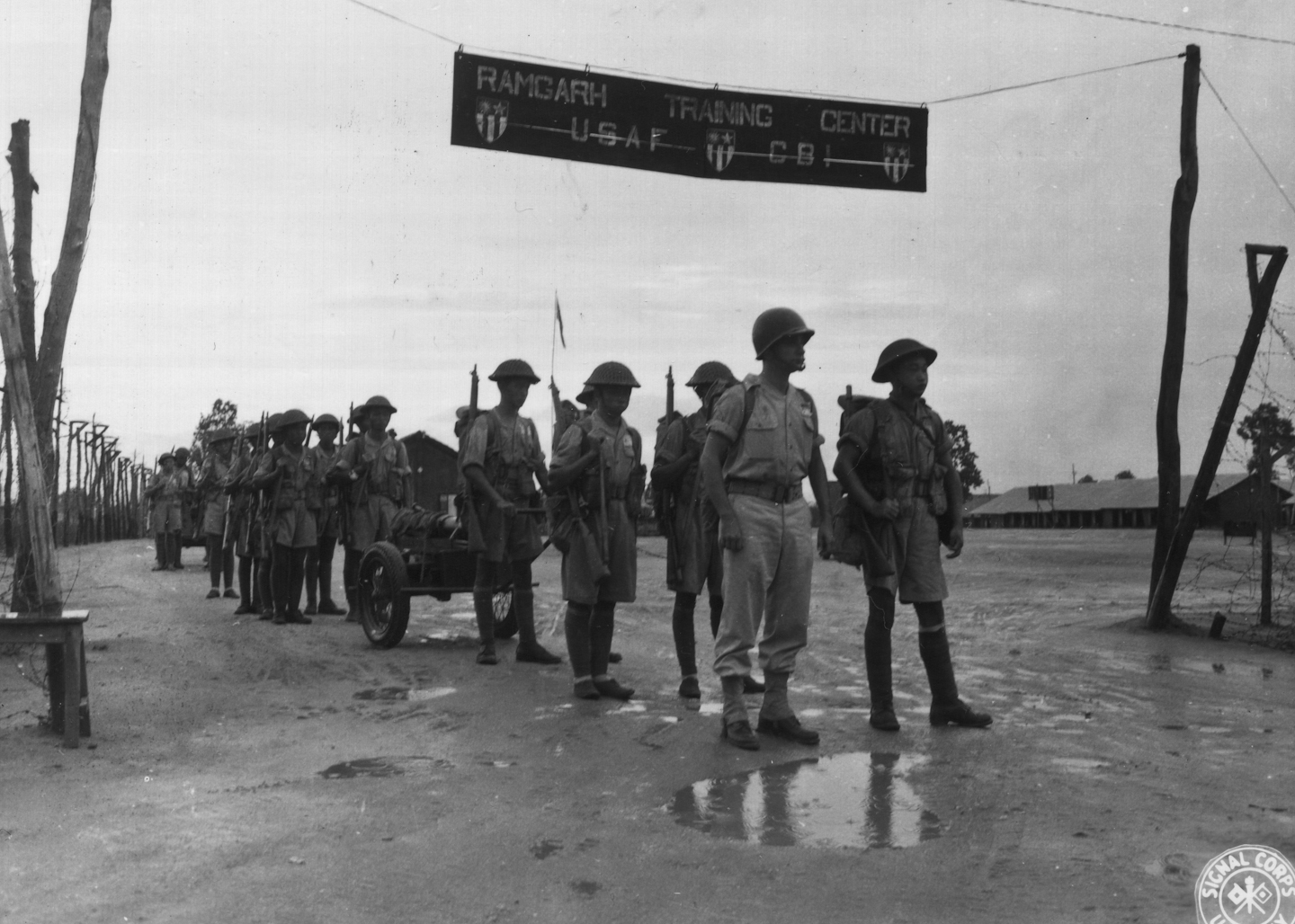
新一軍兵士（1944年6月）
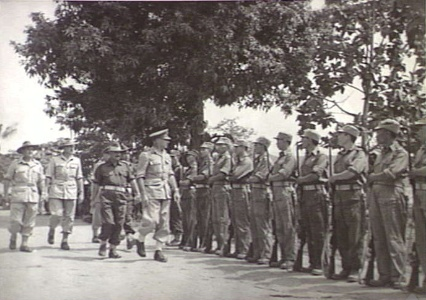
規格帽に米軍式の野戦服を着用している（1945年10月10日）
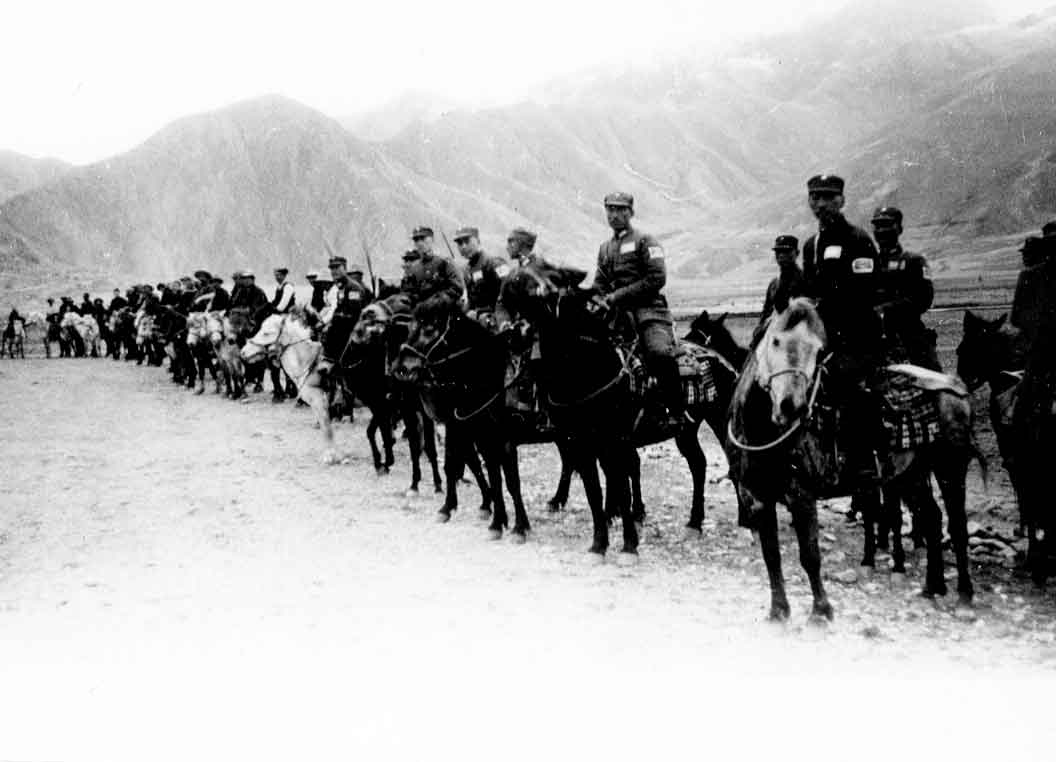
蒙古馬に乗った騎兵

## 国共内戦～遷台後の軍服（1946～現在）

### 1946年度3月改正
第2次世界大戦後はアメリカやイギリスの軍事援助を受けたことから、米国の軍服やイギリスの軍服の影響を強く受けた軍装となった。
改正は空軍の軍服（後述）に引っ張られるような形である。階級章が肩へと移動し、代わって襟には兵科を表す徽章が配された。また階級章の意匠も大幅に変更され、従来の正三角形から梅へと変更された。
ただし、当初のころは肩章を付けたのみで襟章は従来のものを留めたものも多い。この時期は戦後の経済政策の失敗や国共内戦も相まって改正がままならず、中には独自の改造を施している者もいた。軍閥割拠以来、軍装が最も混乱していた時期といえよう。

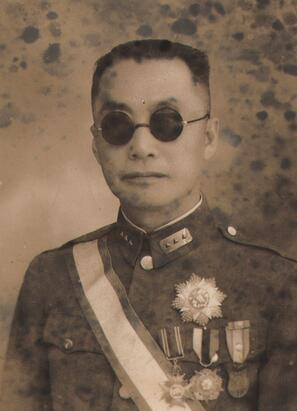
二級上将。王陵基
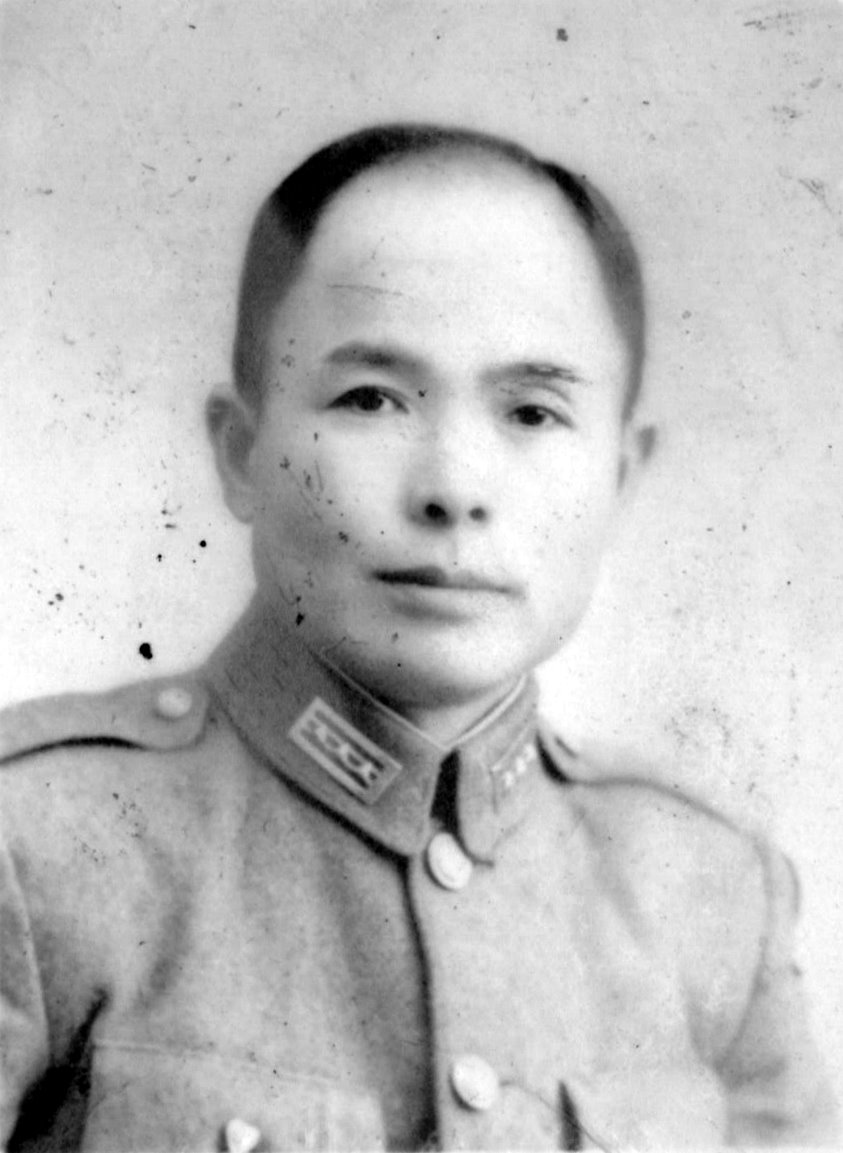
砲兵大佐。周長耀（中国語版）
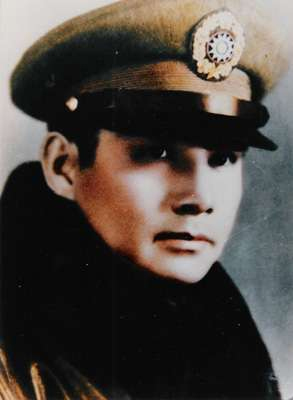
戦後新たに制定された陸軍の制帽。張霊甫、1947年。
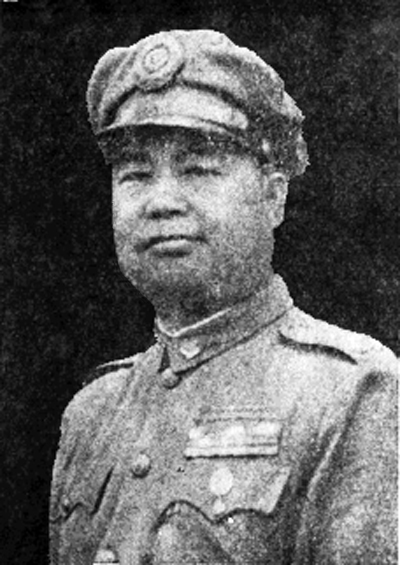
戦後再改正後の二級上将。関麟徴(1948年)
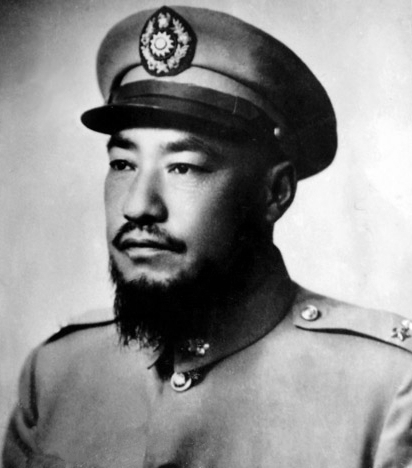
戦後再改正後の二級上将。馬歩芳(1950年代)
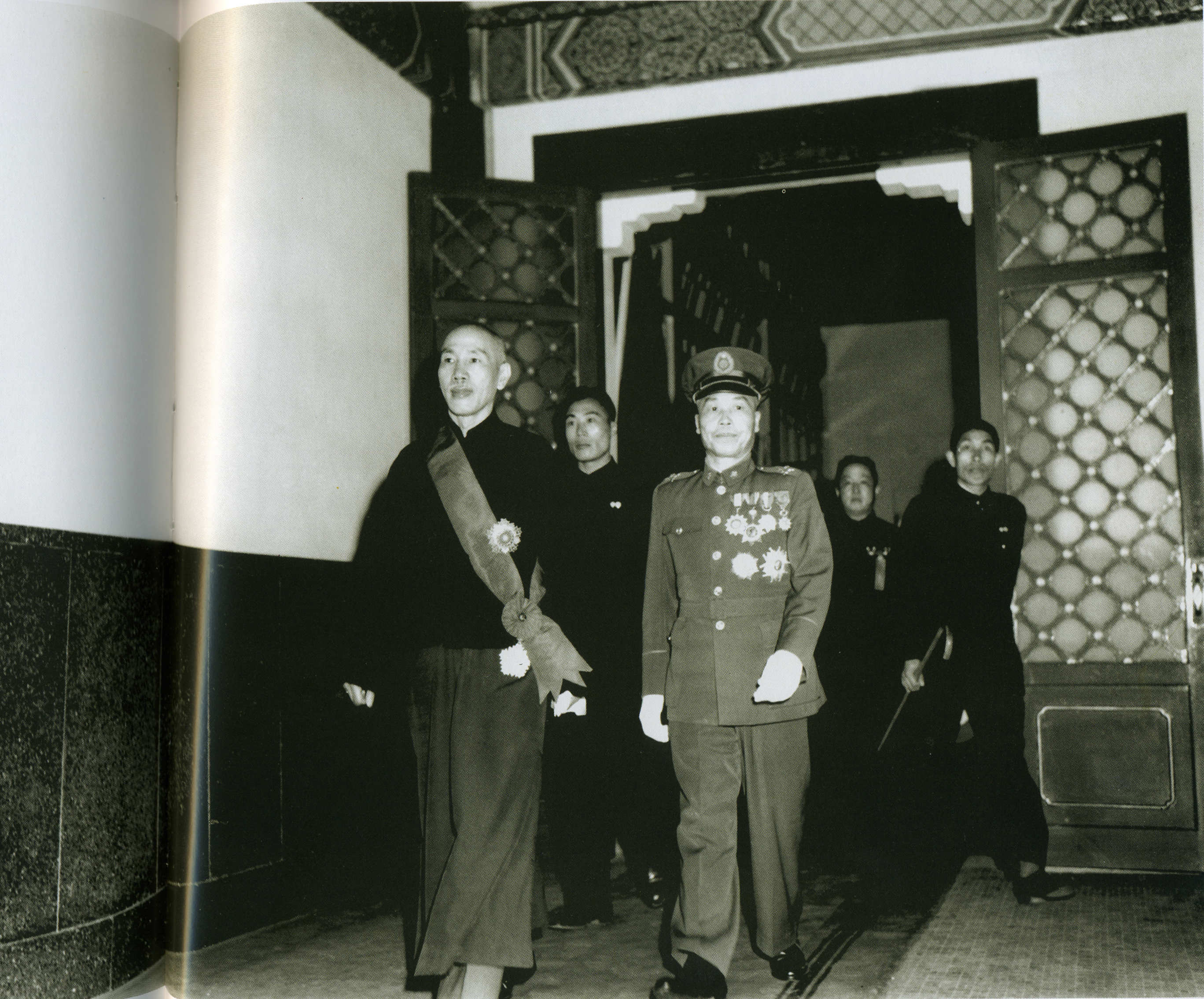
李宗仁（1948年）
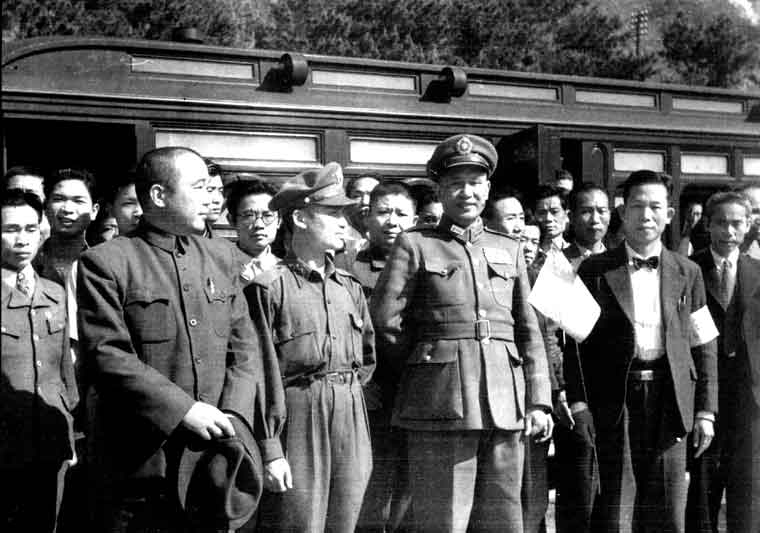
二・二八事件直後に台湾を訪問した国民政府国防相（1947年）
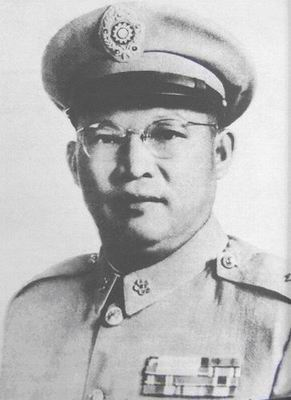
桂永清（中国語版）
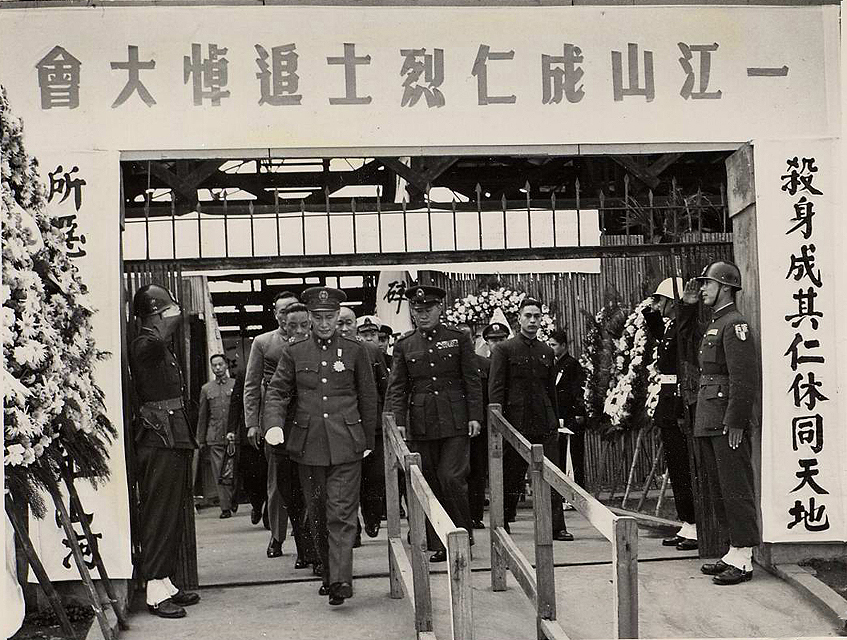
蔣介石と軍首脳（1955年）。陸軍将兵は引き続き折襟の上衣を着用
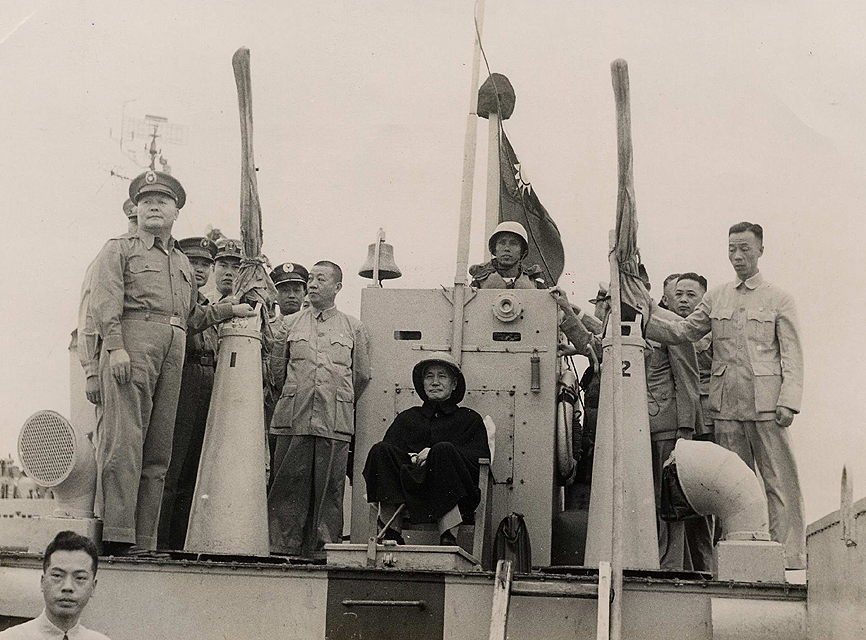
金門島の防衛施設を視察した蔣介石（1956年）。文官が着用しているのは中山服。左上の軍人の軍服は米軍の作業服風。
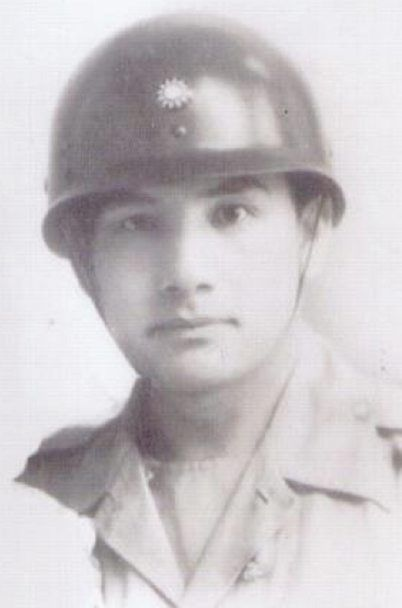
米軍式の戦闘服を着用した陸軍中将。張霊甫
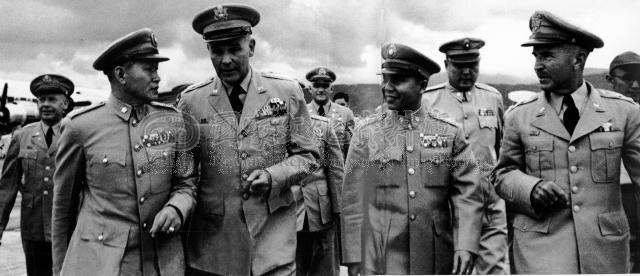
台湾を視察した駐韓米軍幹部と孫立人及び彭孟緝。米軍の軍服との差異がわかりやすい
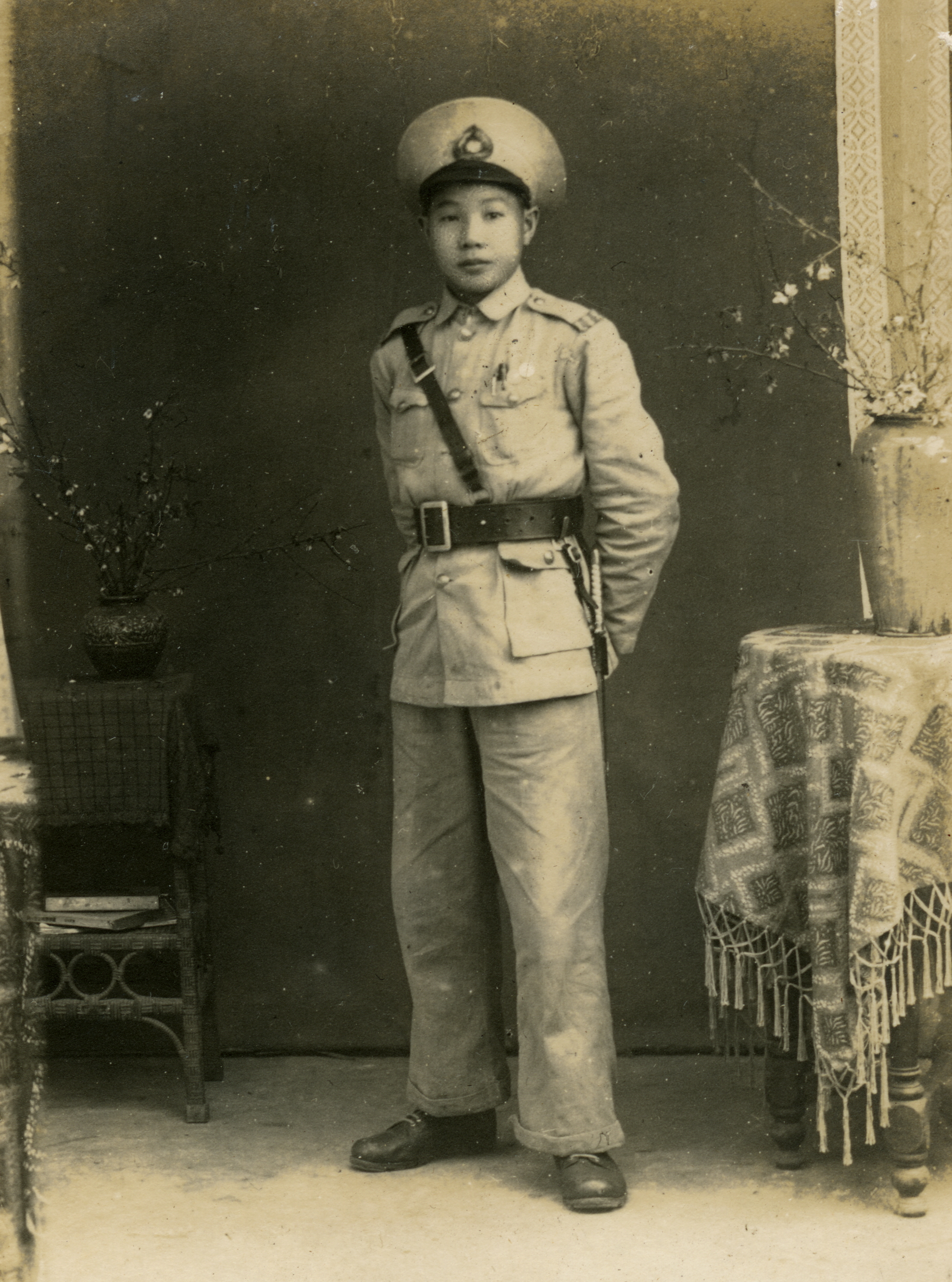
若い兵士（1940年代末から1950年代初頭）
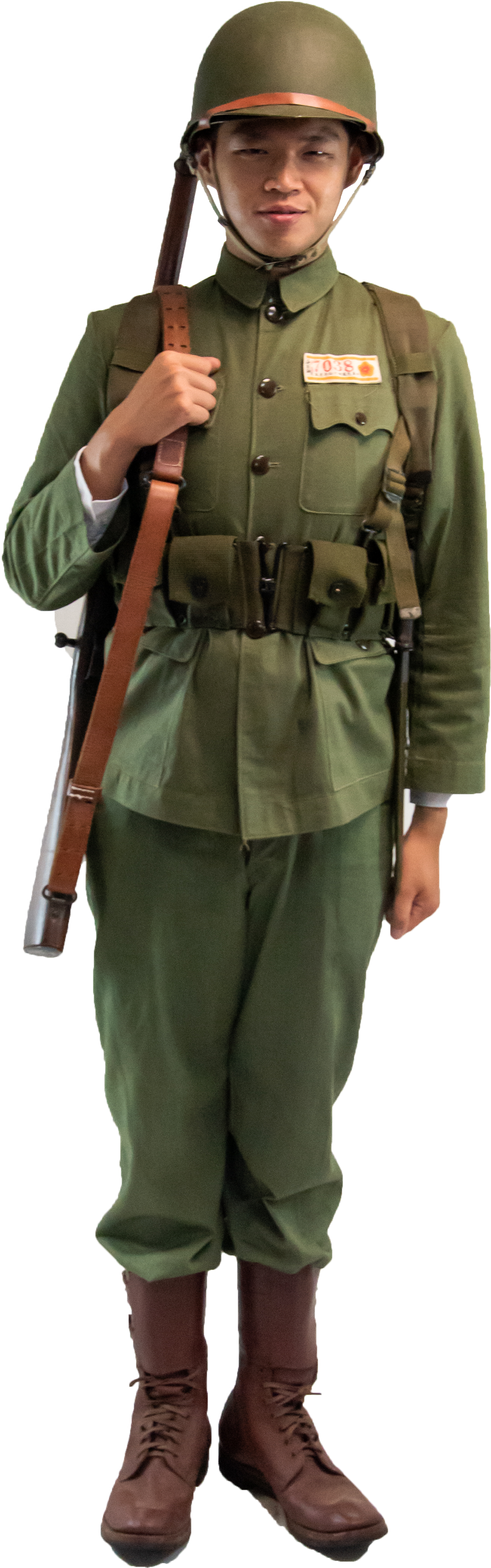
1955年の陸軍兵士

### 1959年（民国48年）制式
『陸軍服制條例』（改正）1959年3月13日制定、3月24日公布
本改正によりブレザー制服となり、完全にアメリカ化された。分類は礼服・晩礼服・軍常服・軍便服の4種類に細分化されている。
冬季礼服は黒で袖章が入る。夏季礼服は白のホワイトドレス。冬季晩礼服は黒、夏季晩礼服は白の燕尾服。冬季軍常服は茶緑色、夏季軍常服はカーキのブレザー。

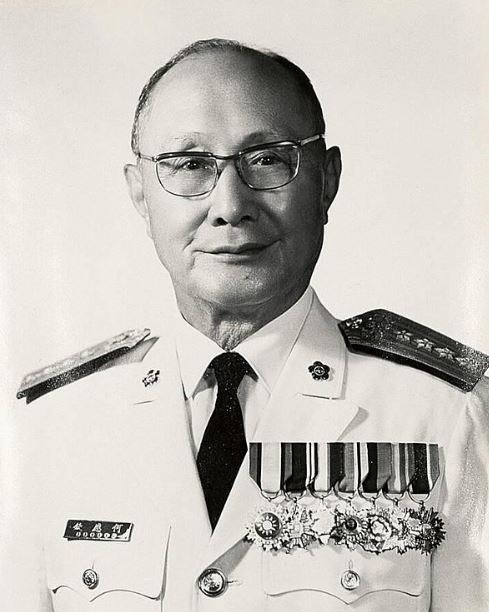
夏季礼服の一級上将（何応欽）
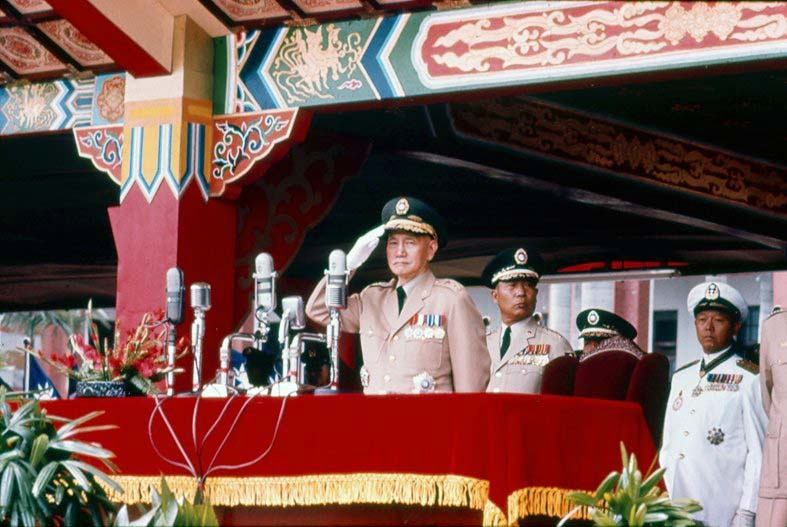
夏季軍常服の蔣介石（1966年10月10日）
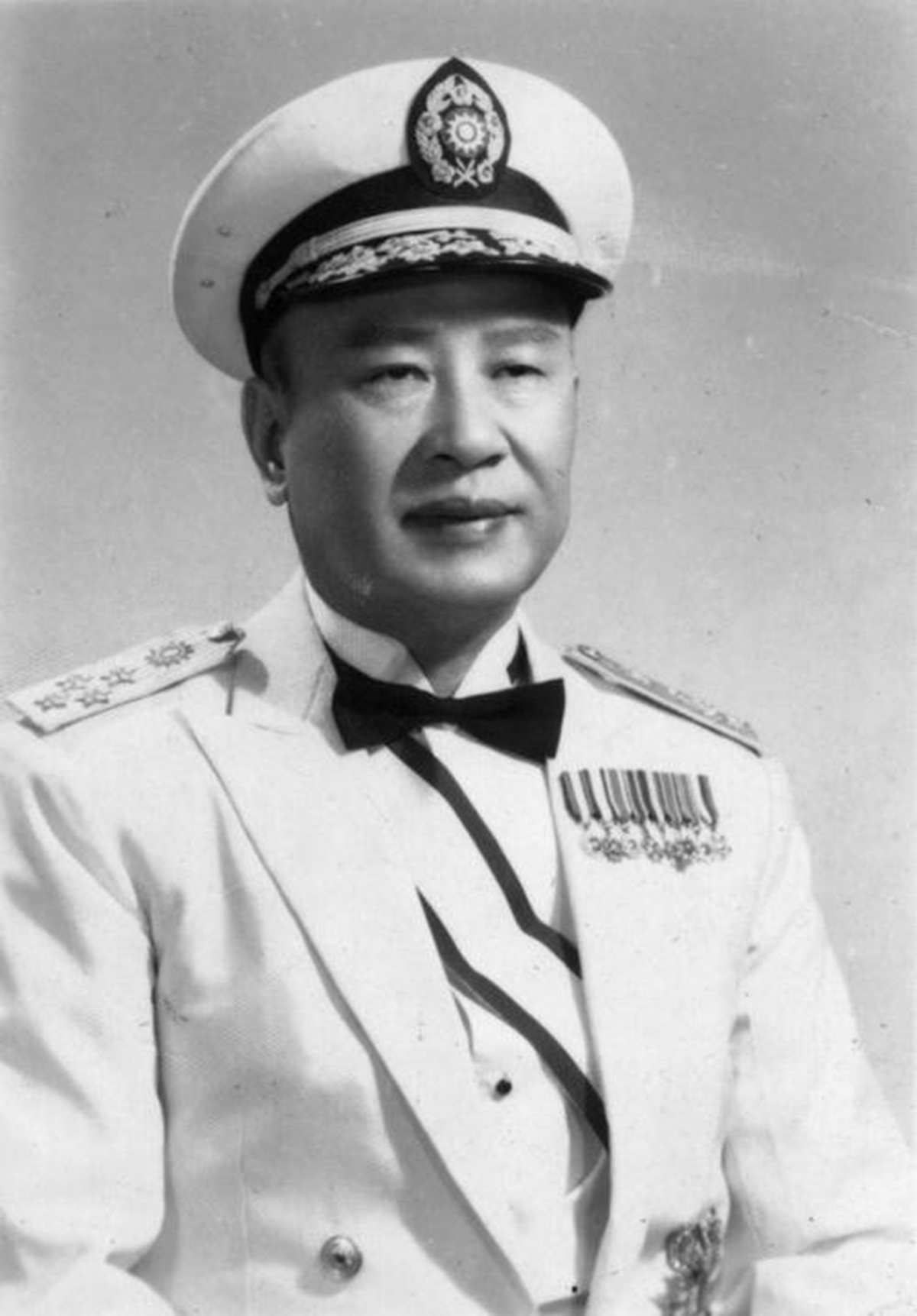
夏季晩礼服の一級上将（白崇禧）
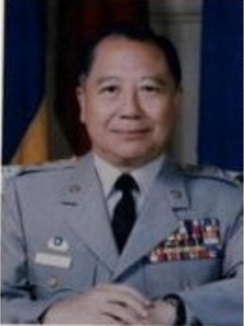
汪敬煦（中国語版）上将
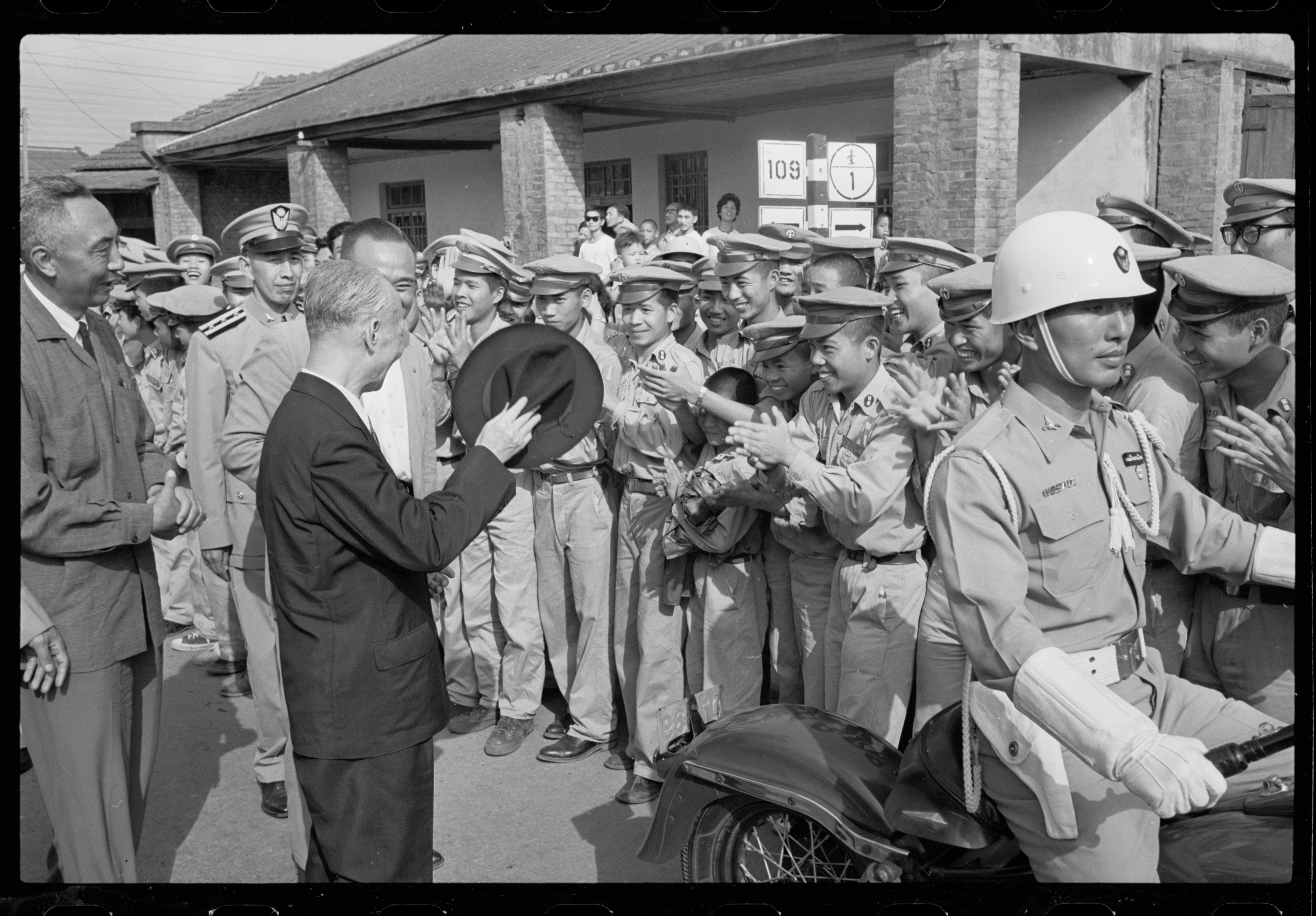
訪台したリンドン・ジョンソン副大統領を歓迎する陸軍将兵（1961年）
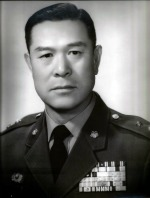
劉舜元（中国語版）中将（1976年6月16日）
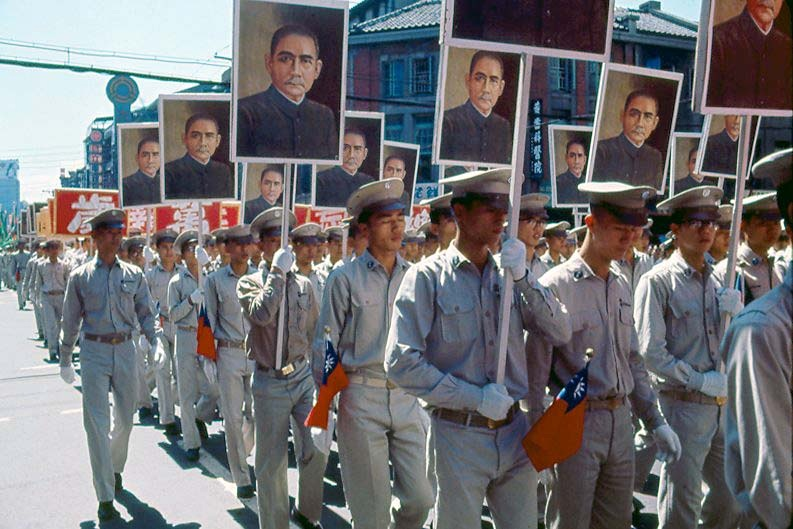
軍便服着用の双十節における軍官学校生徒（1965年10月10日）
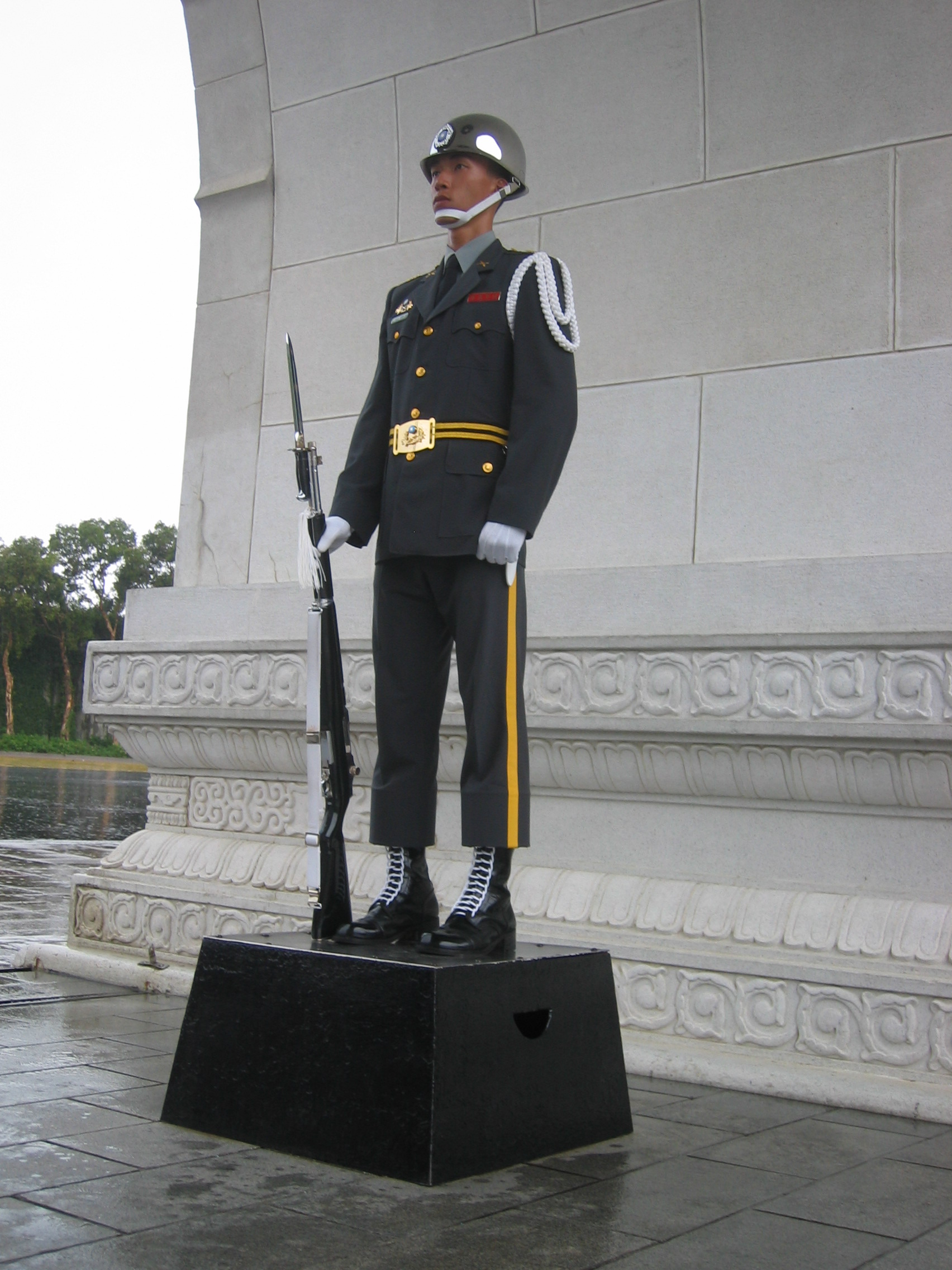
陸軍儀仗兵（2005年8月4日）
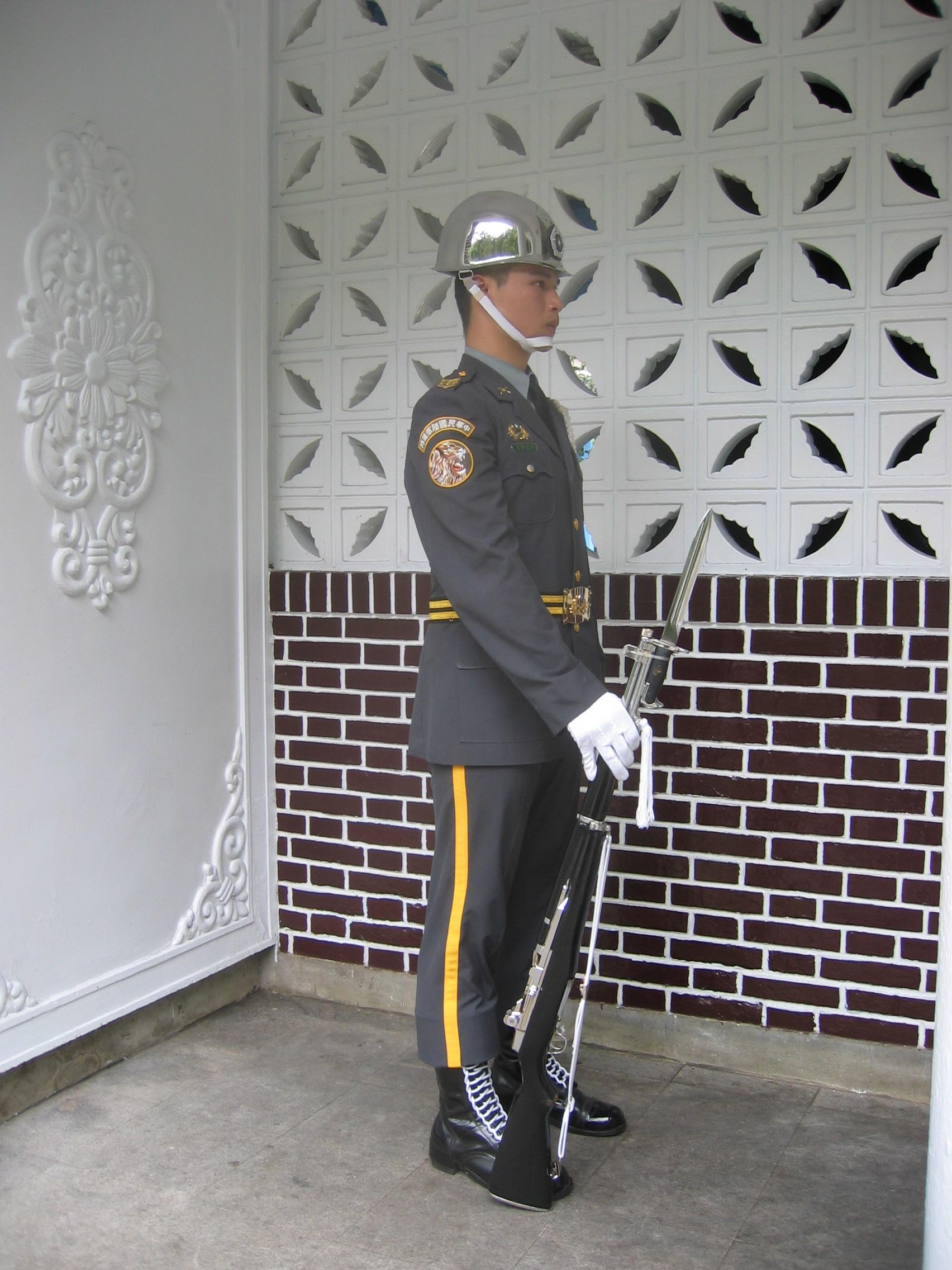
横から見た陸軍儀仗兵右上腕部に徽章が付いている。また襟章・肩章から、歩兵上士（曹長に相当）である事が分かる（2005年6月11日）
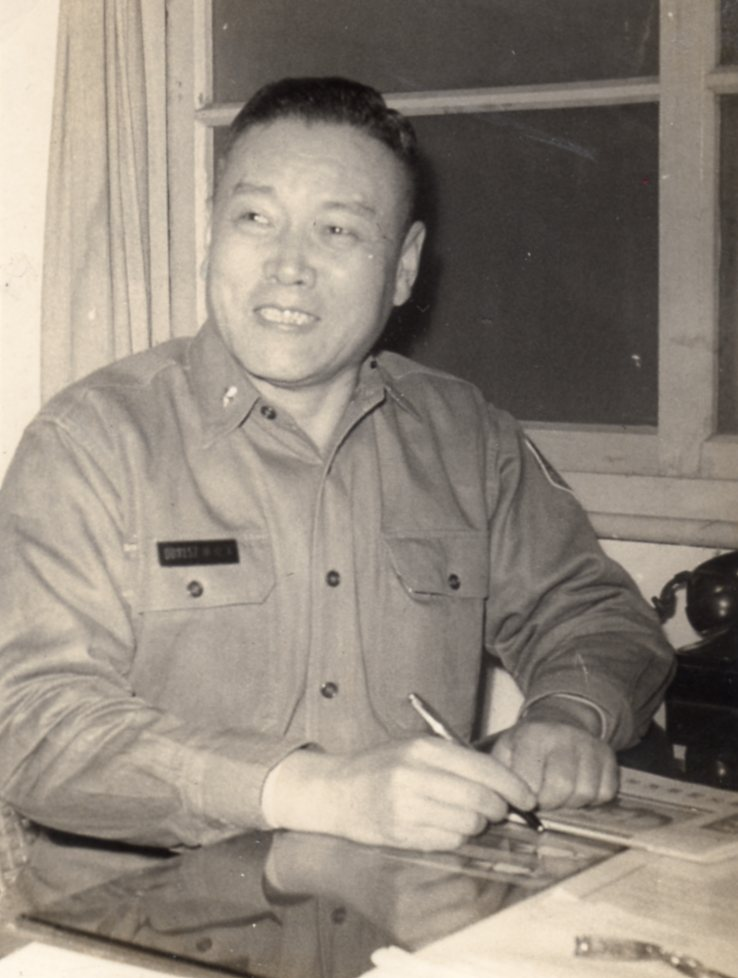
陸軍少将（1968年）

### 2006年（民国95年）制式
陸海空軍服制條例 （改正）（2006年1月3日制定、2007年11月7日公布）
現行では軍常服に夏季・冬季の区別は撤廃されている。軍便服は甲式・乙式・丙式の3種類があり、甲式は長袖シャツにネクタイ、乙式は長袖シャツ、丙式は半袖シャツ。
軍常服

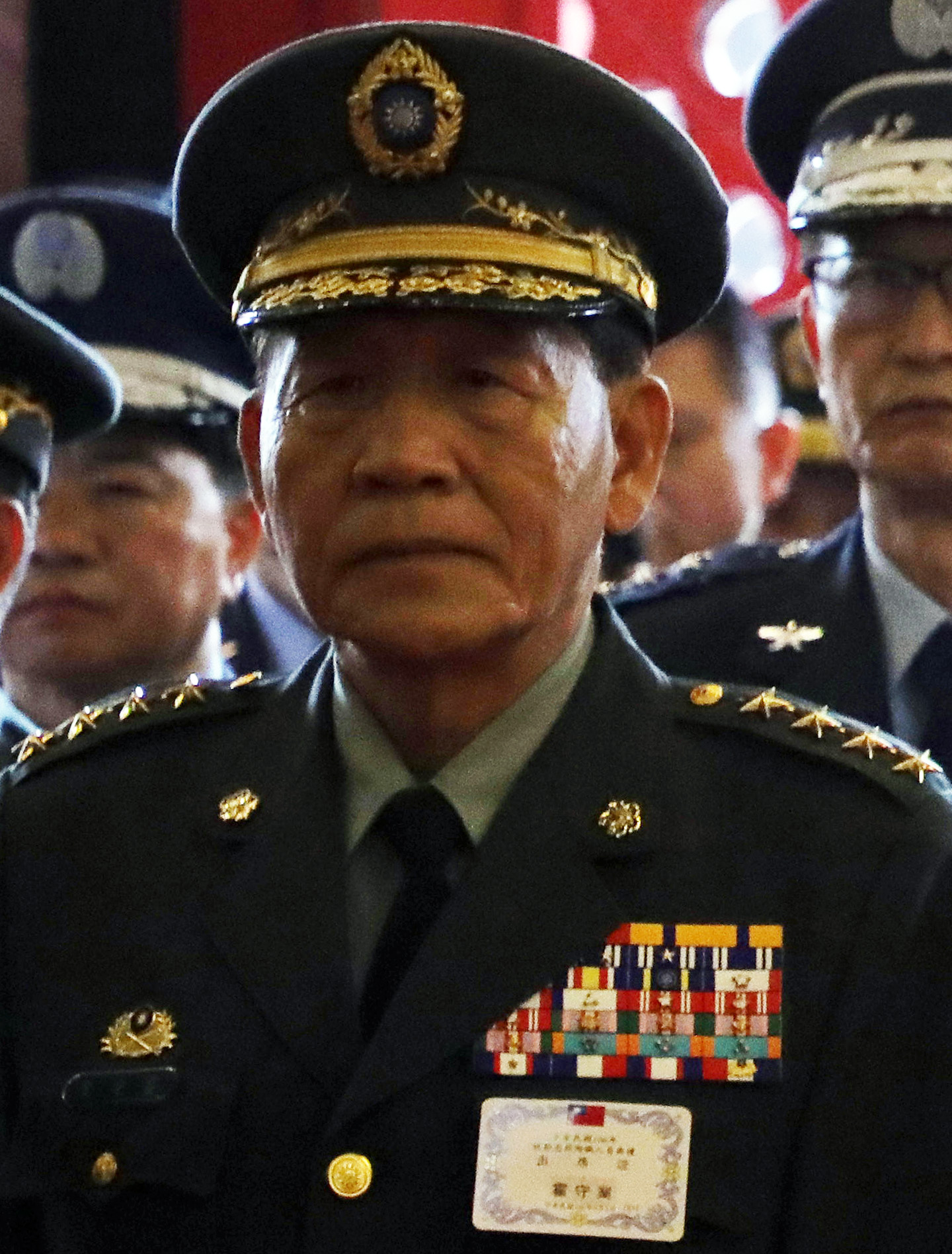
4つ星の階級章を着用する陸軍一級上将（霍守業（中国語版）、2017年9月3日）
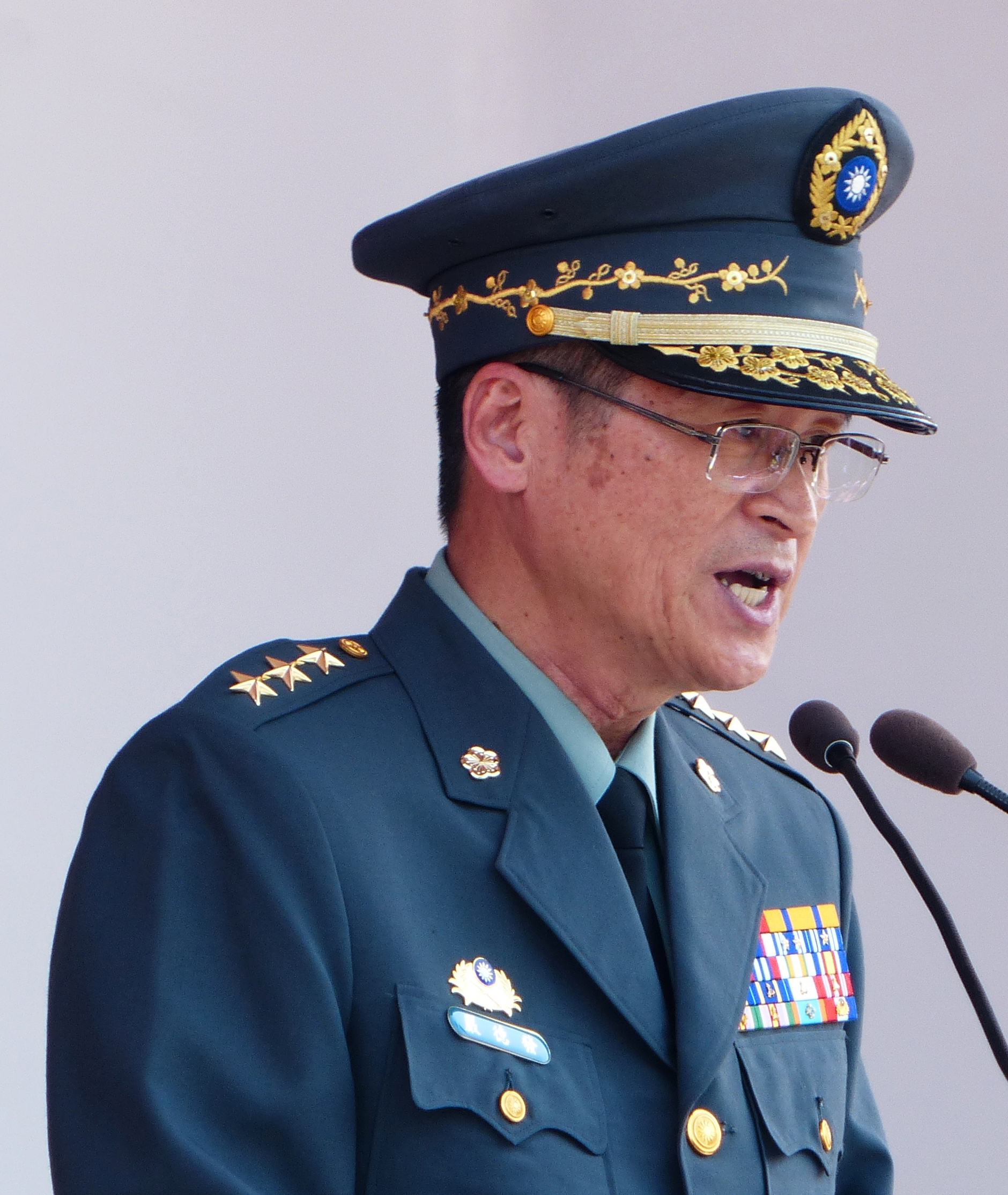
3つ星の階級章を着用する陸軍二級上将(嚴德發（中国語版），2014年5月31日)
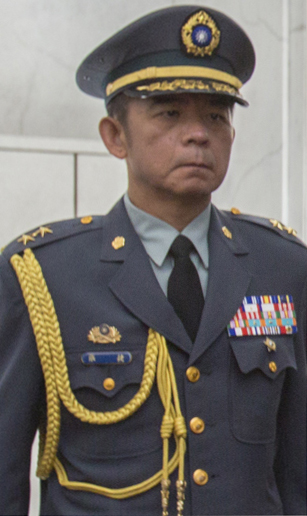
総統府侍従武官長飾緒を着用した陸軍中将（張捷（中国語版）、2018年5月21日）
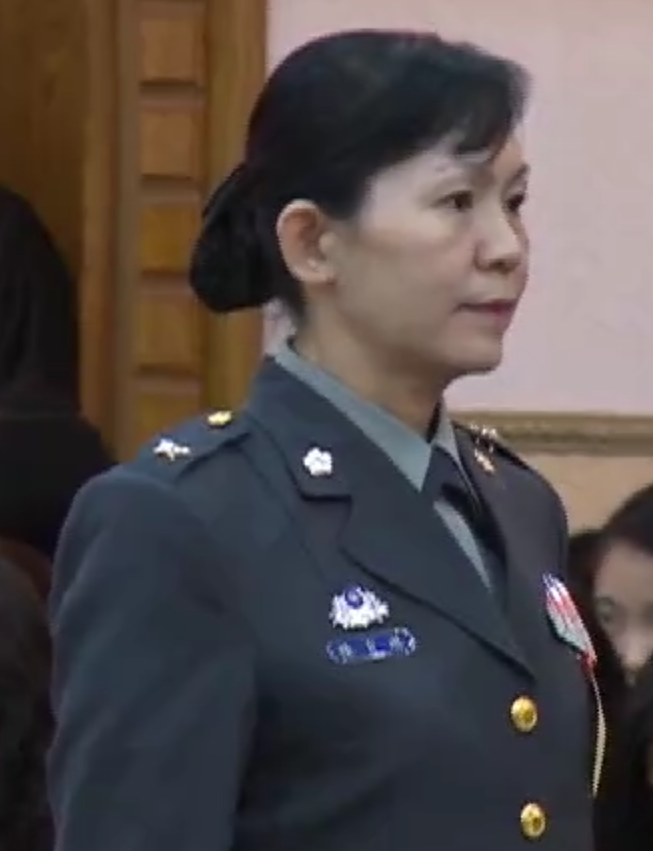
女性軍常服姿の陸軍少将（陳育琳、2014年12月26日）
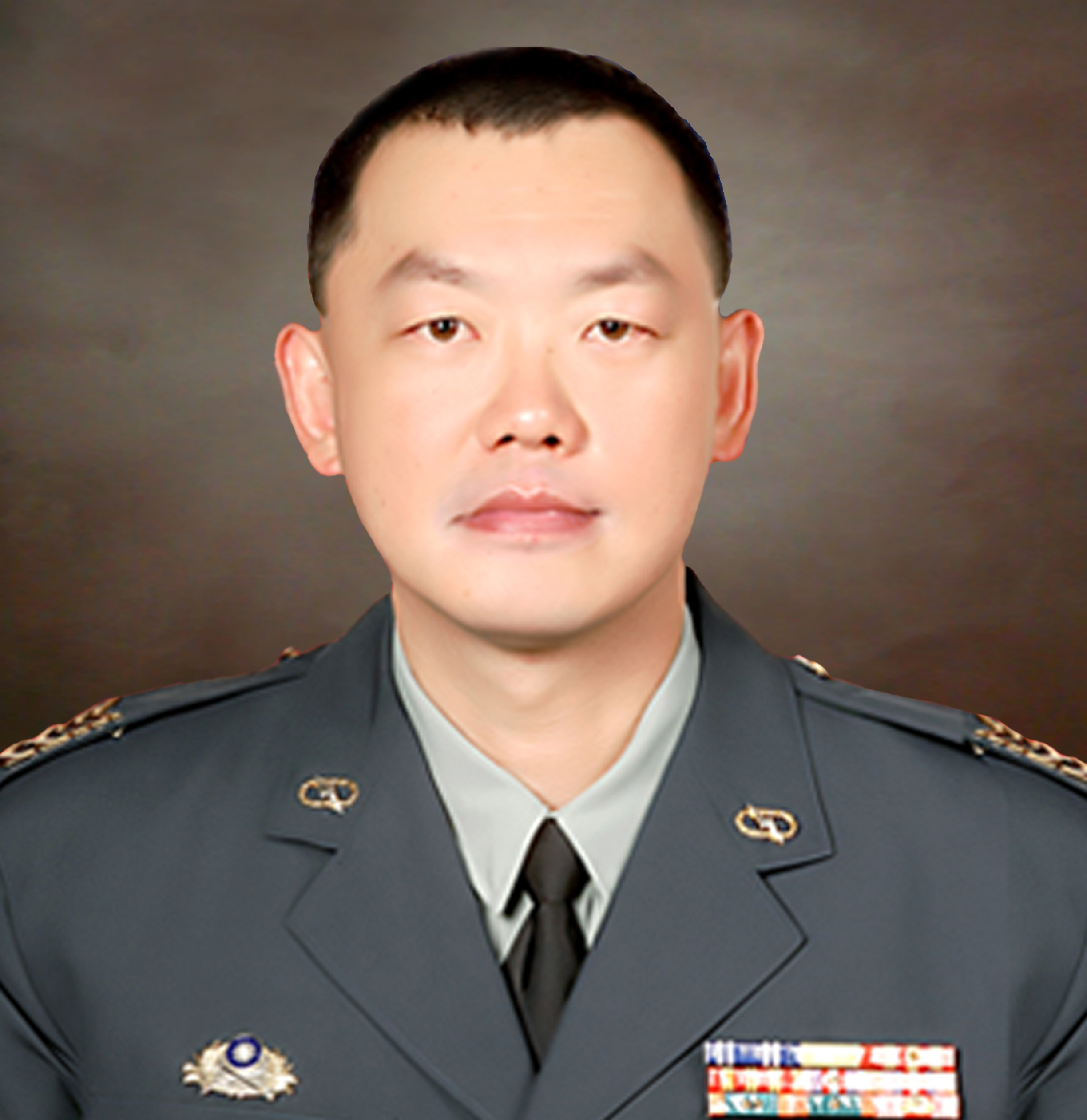
軍常服を着用した陸軍一等士官長（最先任上級曹長に相当）。2013年6月。

軍便服

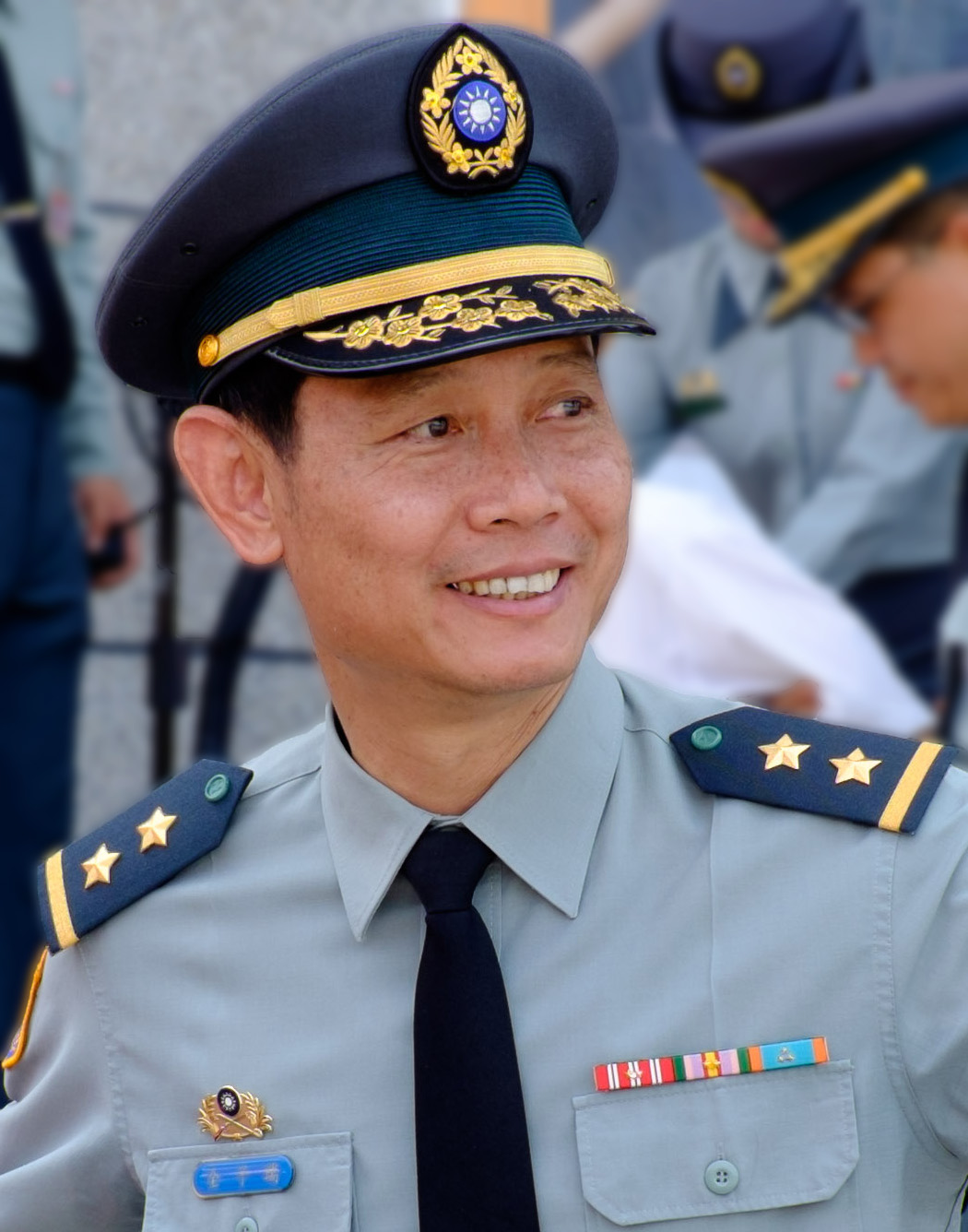
甲式軍便服を着用した陸軍中將全子瑞，2015年7月4日
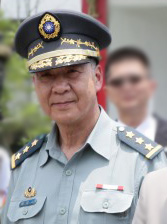
乙式軍便服を着用した陸軍二級上将(邱國正（中国語版），2017年3月29日)
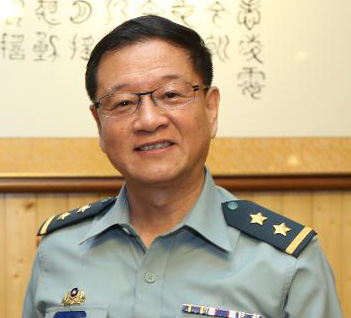
乙式軍便服を着用した陸軍中將。2016年5月30日。
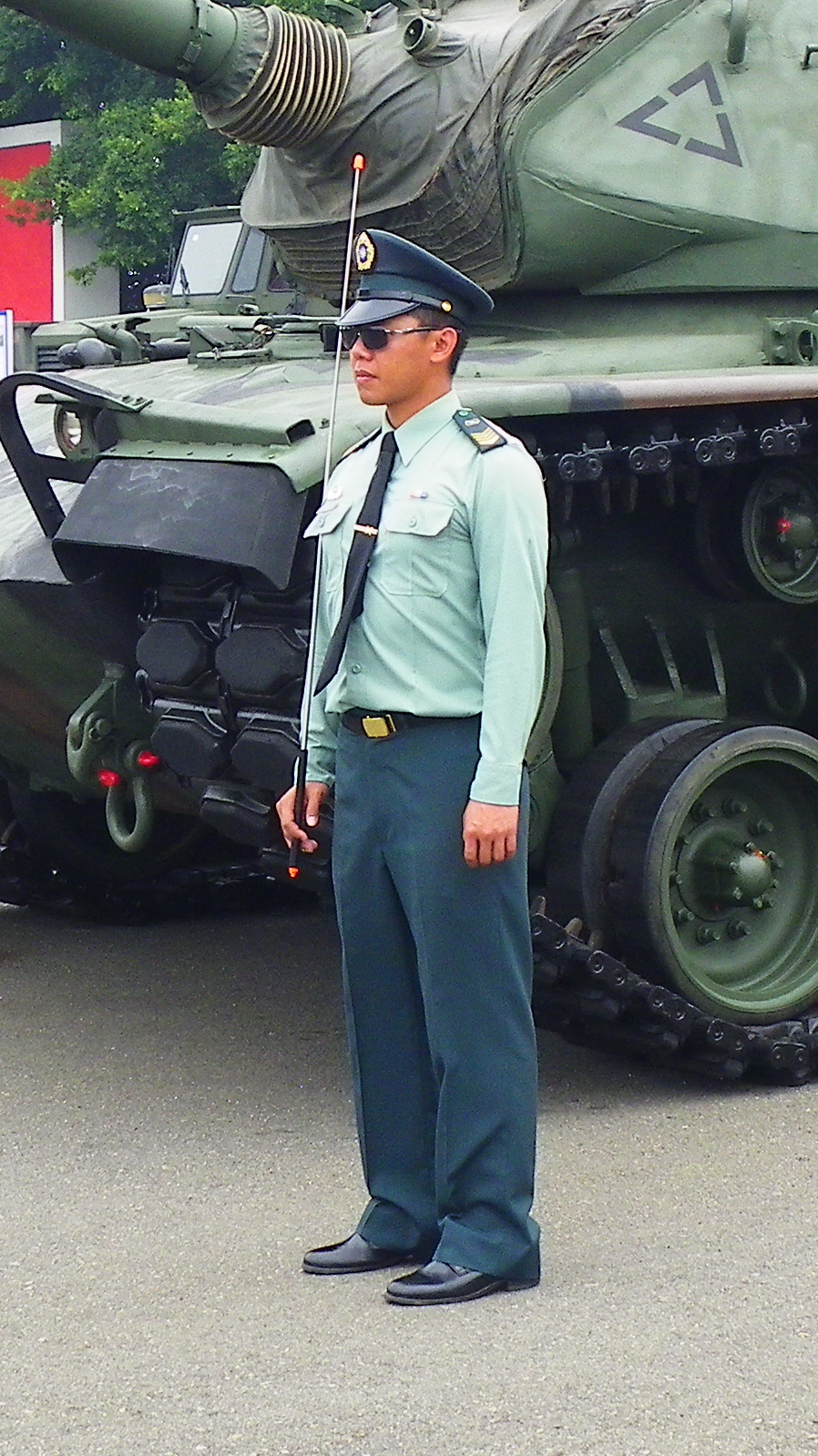
甲式軍便服を着用した陸軍上士（二等陸曹に相当）。2011年10月。
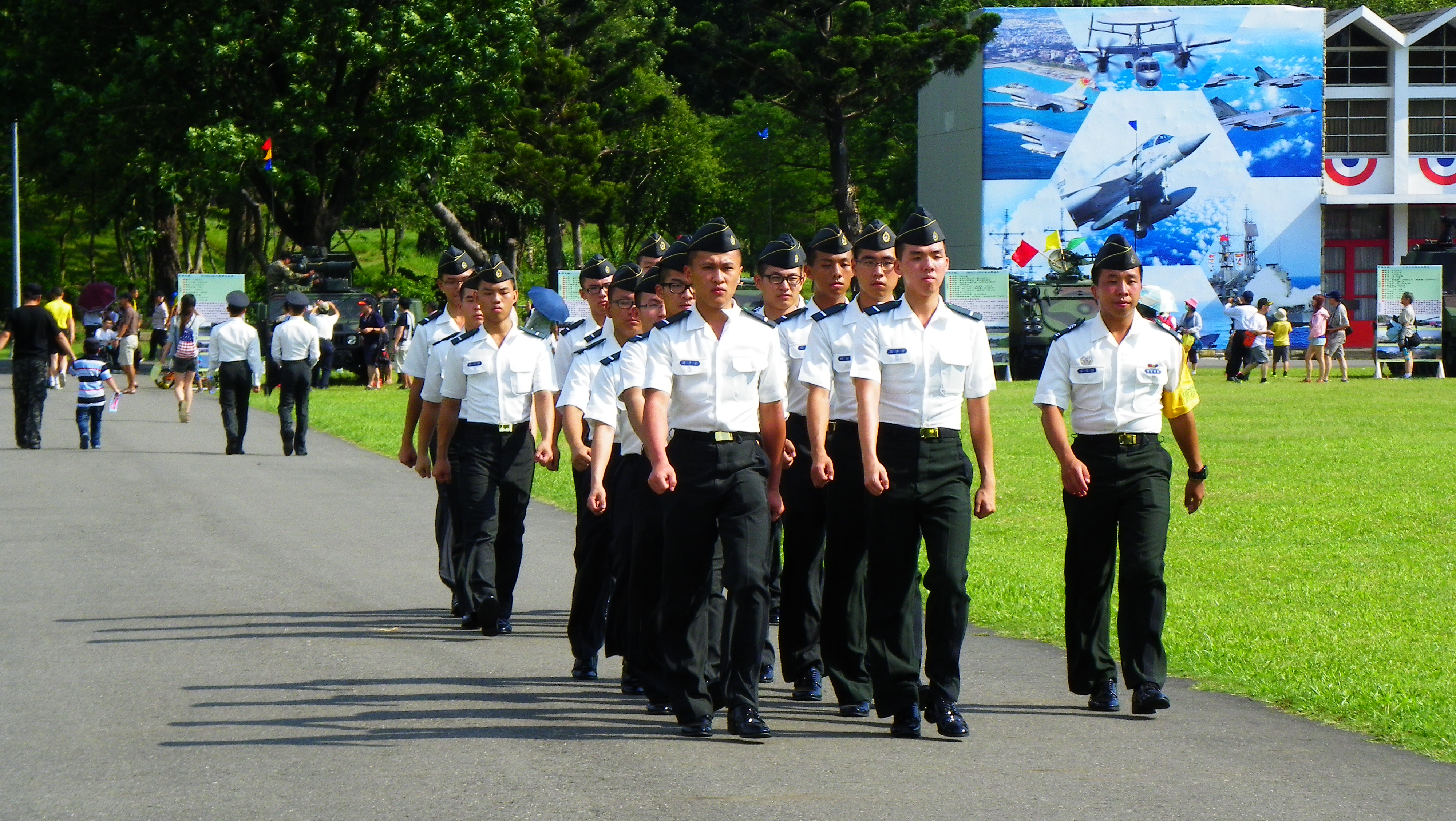
軍官学校生徒（2014年5月31日）

野戦服
戦時中より米英より供与された被服を戦闘時使用していたが、1946年に米軍チノ型の長袖および半袖の戦闘服を「軍便服」の名で導入、常服との違いが明文化された。遷台後はOD色、迷彩を経てデジタル迷彩を導入。

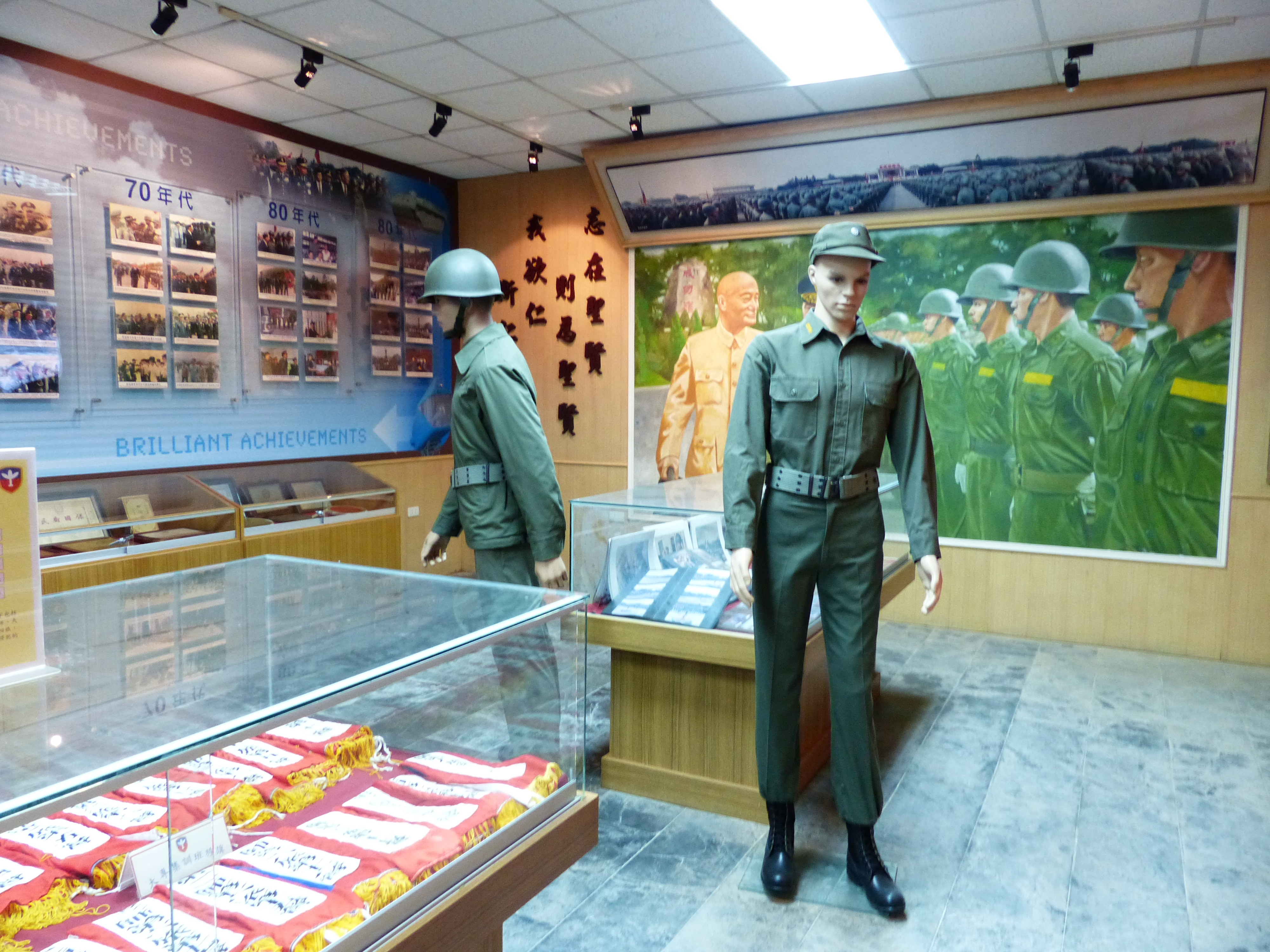
軍事訓練服（1960~1970年代）
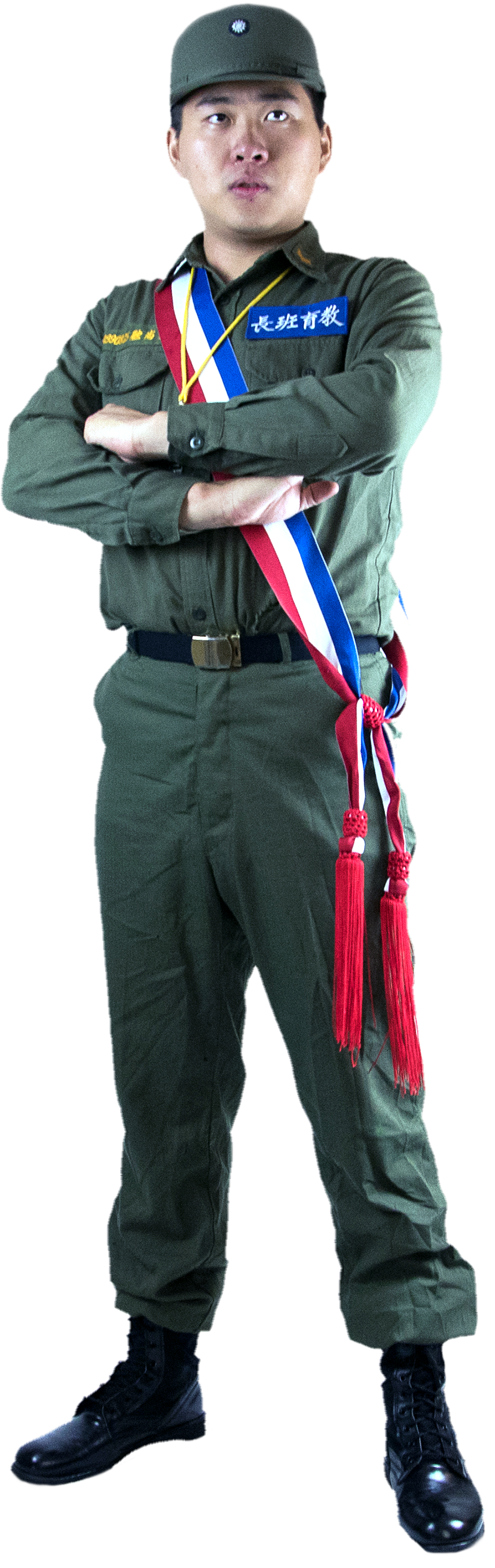
1993年軍事訓練服を着用した陸軍下士（三等陸曹に相当），役職は教育班長（教育分隊長に相当）。
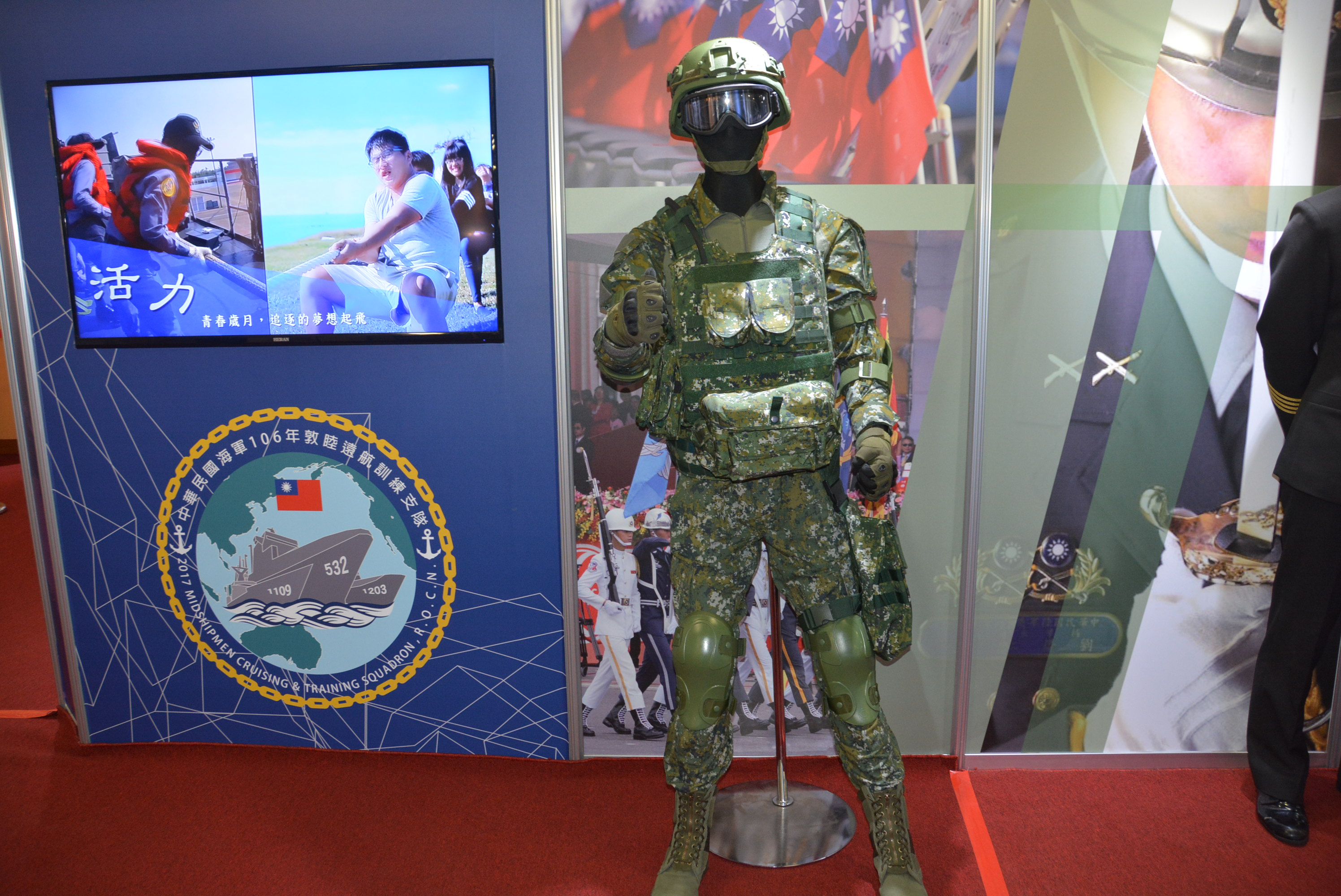
陸軍新しいスタイル戦闘服の展示(2017年3月3日)
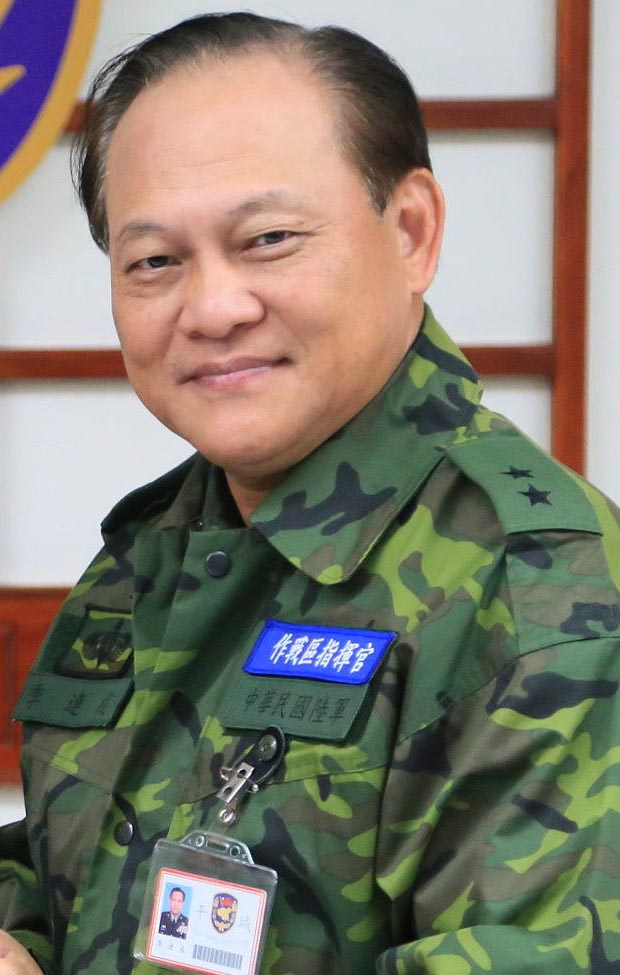
迷彩服姿の陸軍中将（季連成（中国語版）、2016年1月29日）
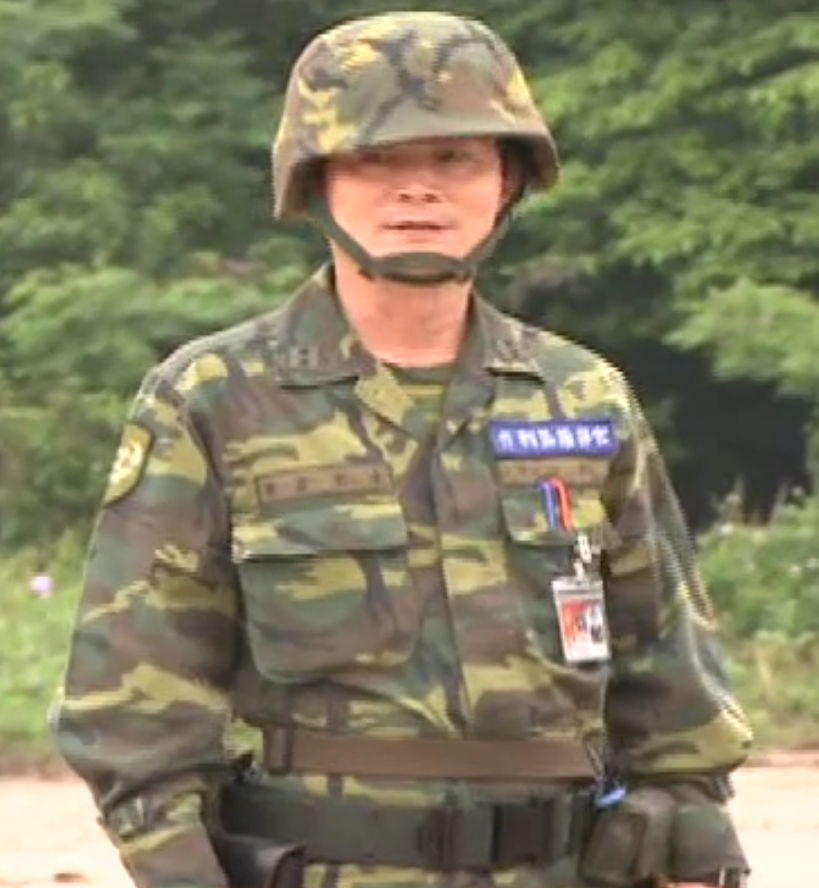
戦闘服姿の陸軍中将（朱玉書、2012年4月20日）
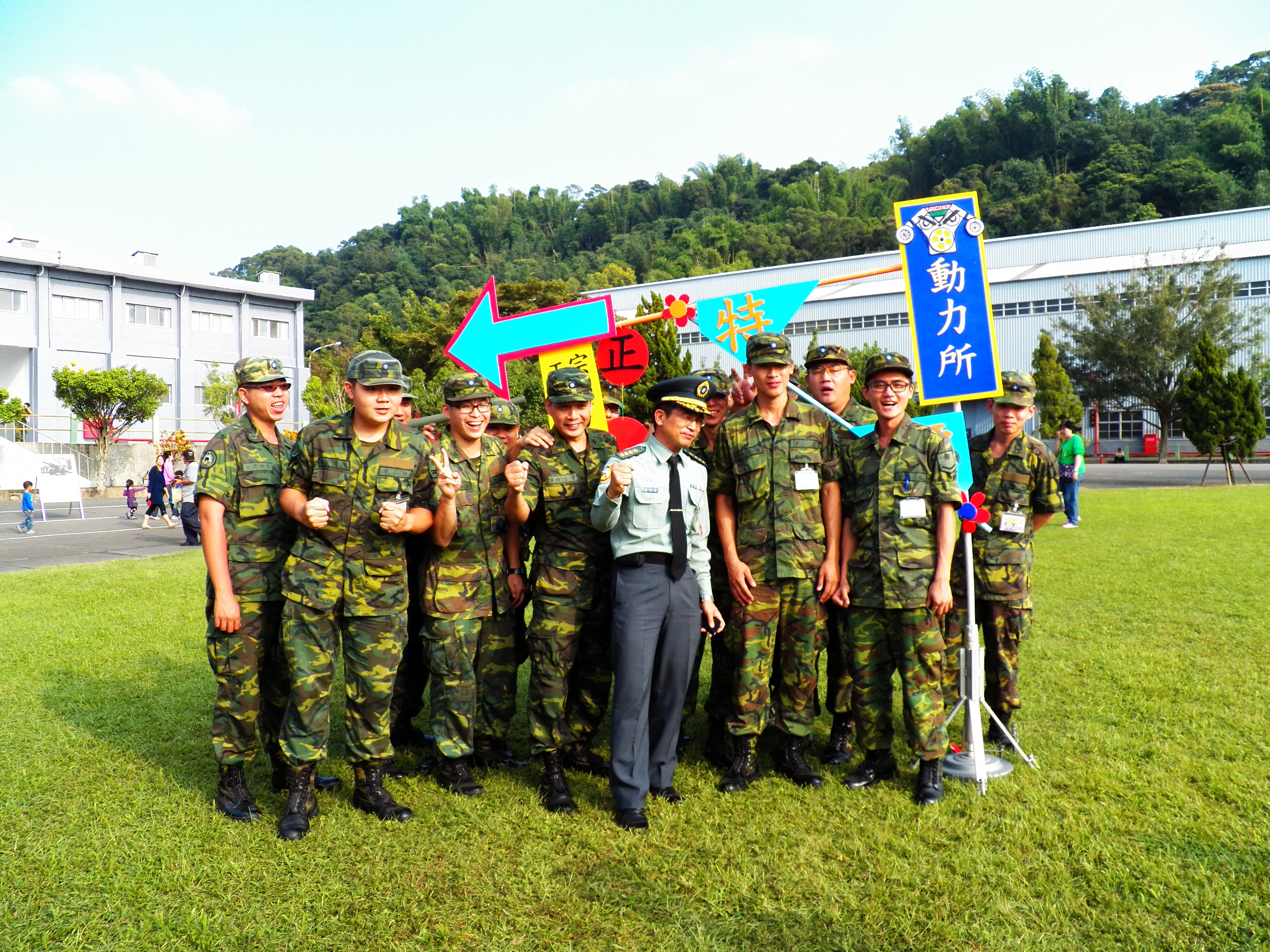
迷彩服に略帽姿の陸軍兵士（2012年10月13日）
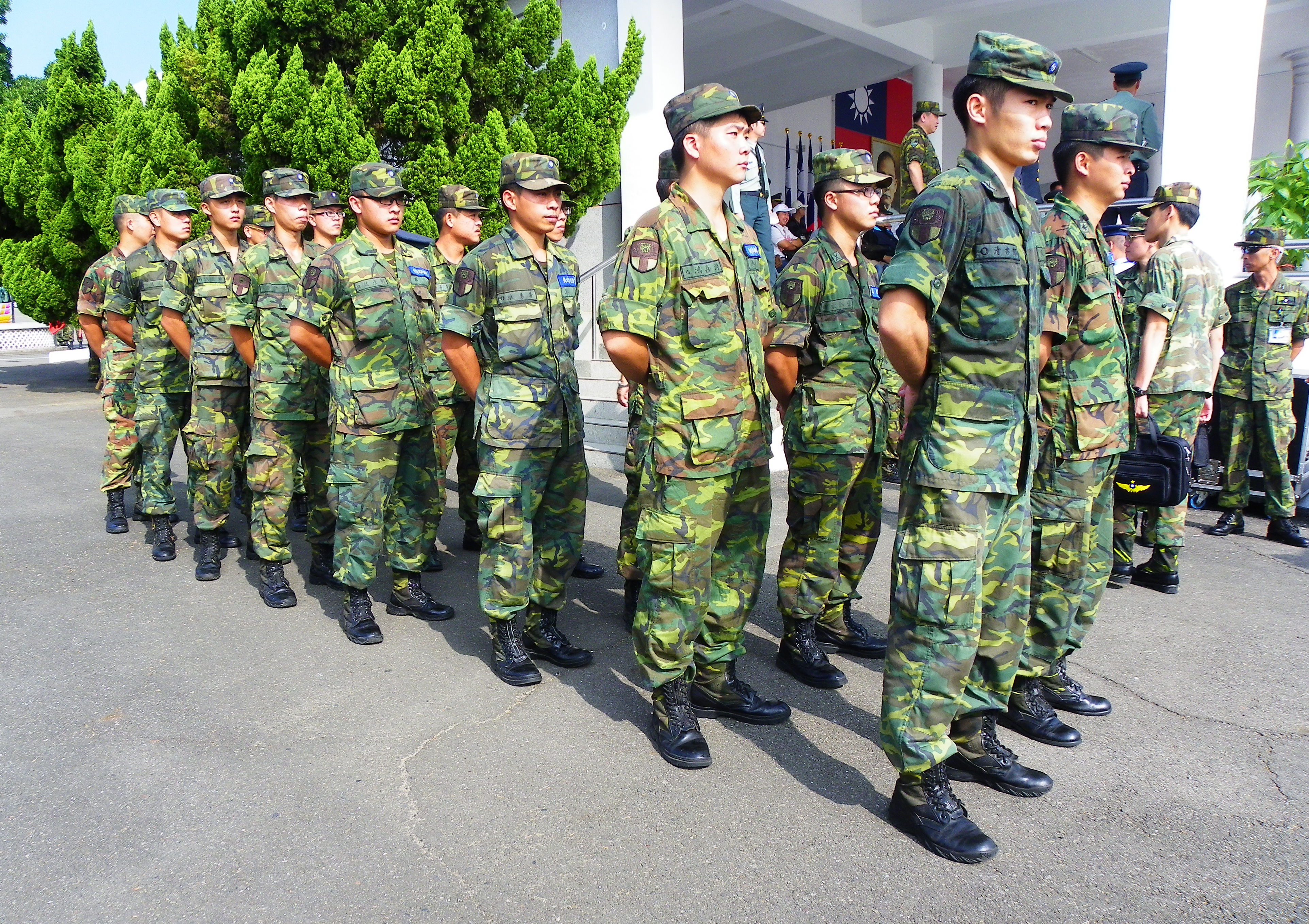
迷彩服姿の陸軍兵士ら。袖章は302旅団の所属であることを示す（2013年10月12日）
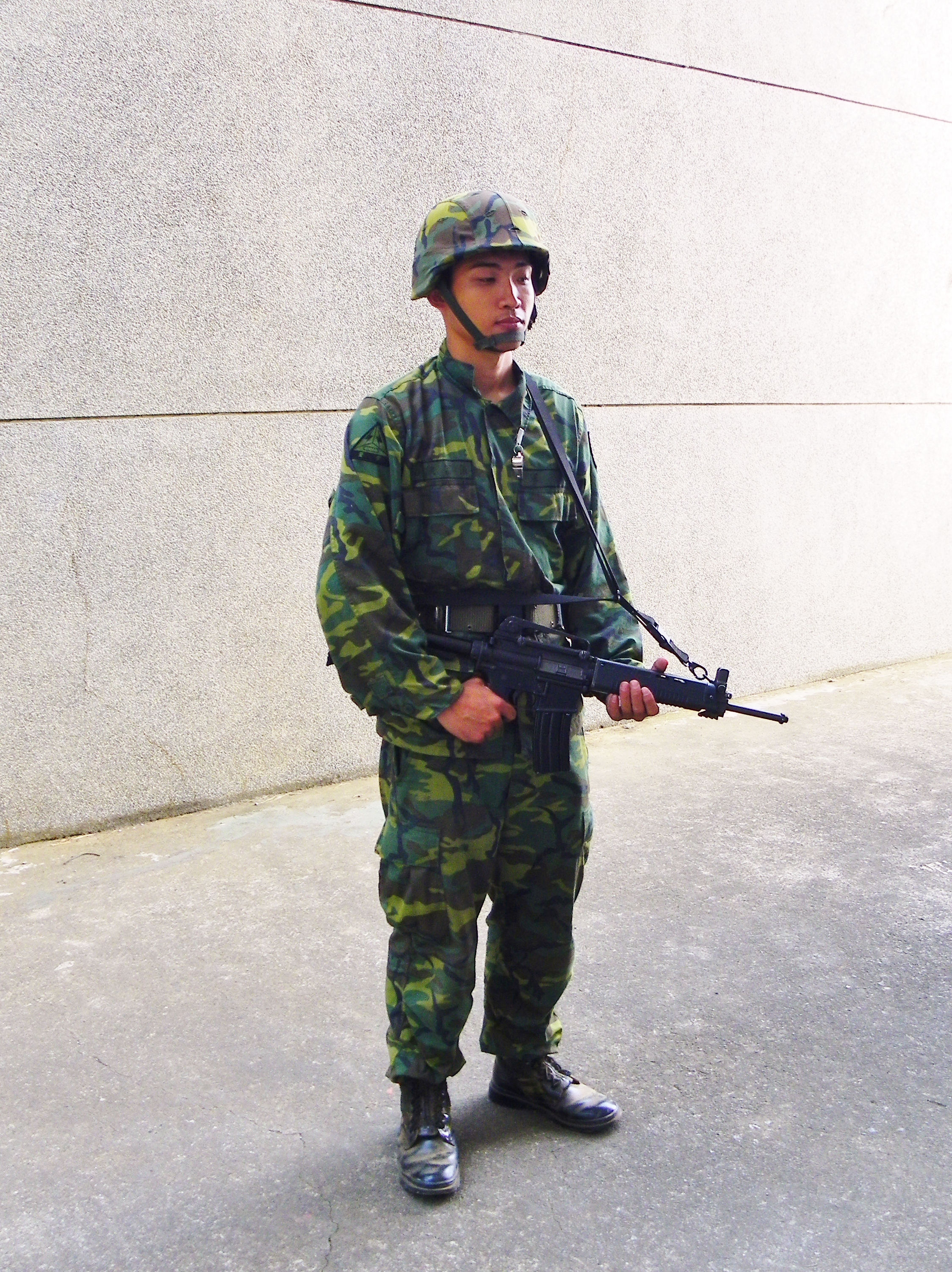
迷彩服姿の陸軍兵士（2011年11月）
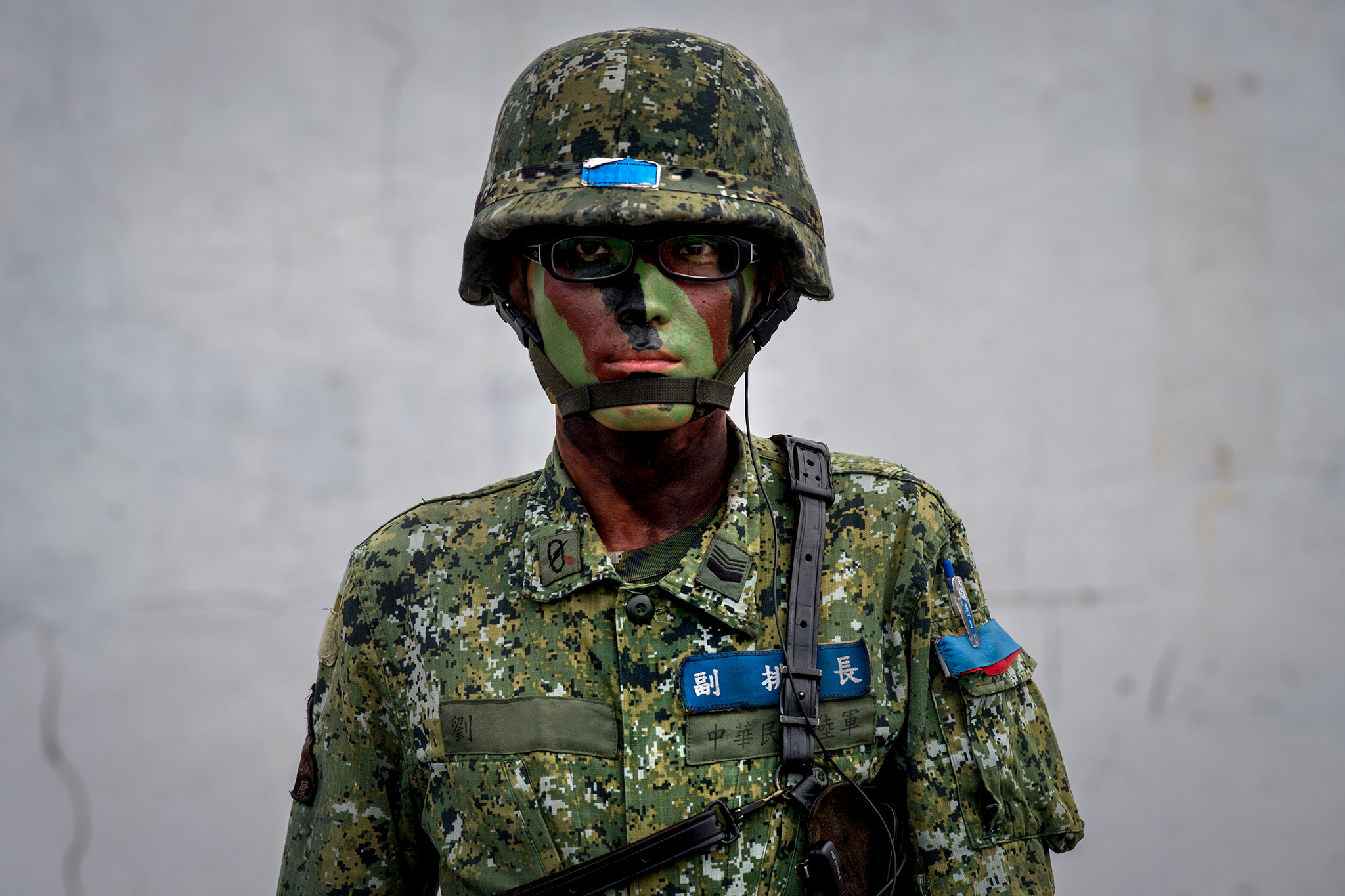
迷彩服姿の陸軍陸軍上士（曹長に相当）（2017年5月）
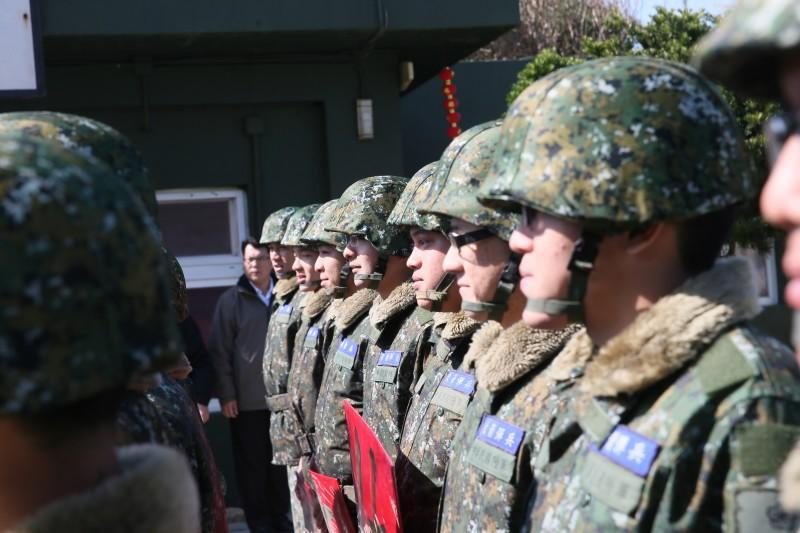
戦闘服姿の兵士ら(2017年1月26日)
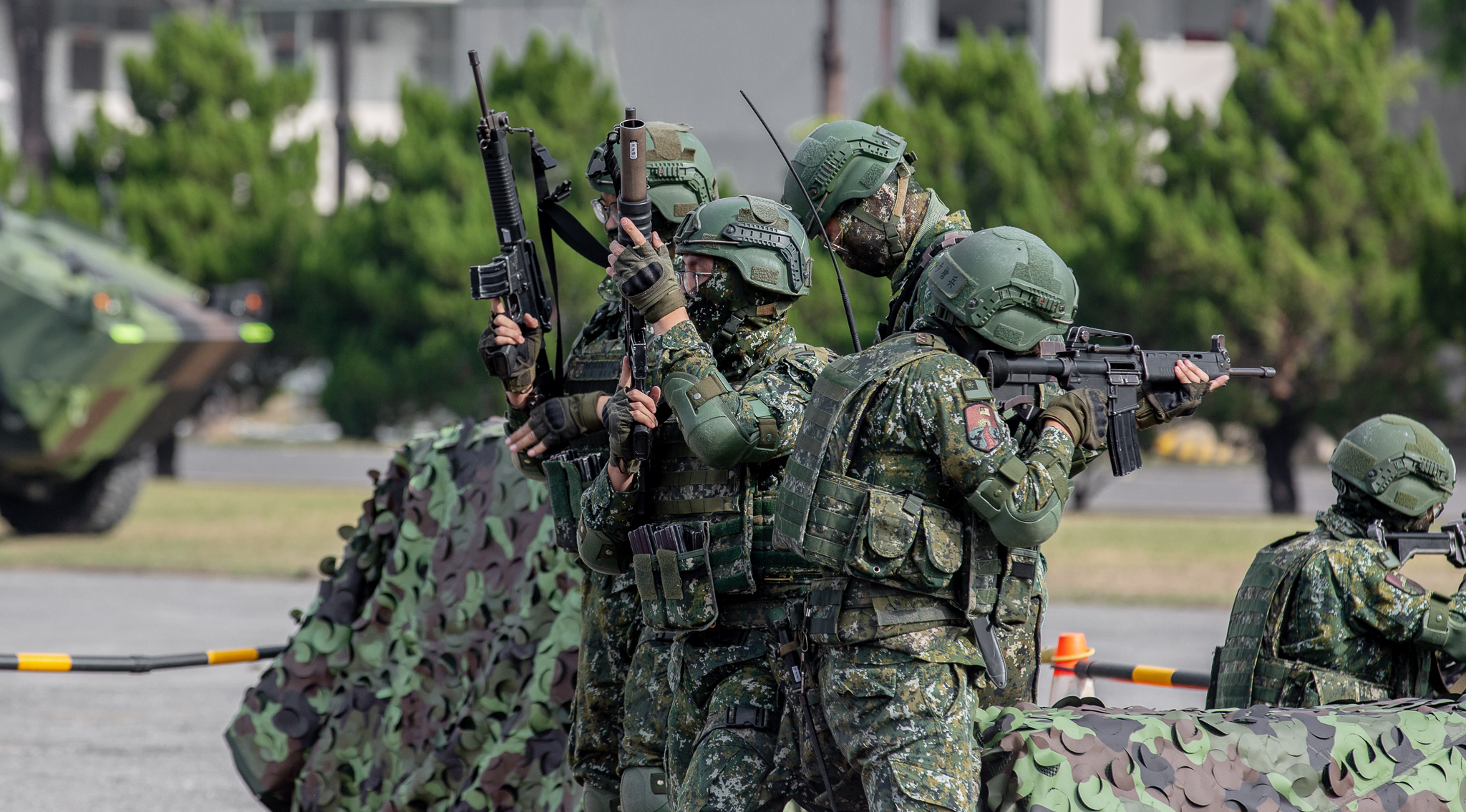
戦闘服姿の兵士ら(2023年1月5日)
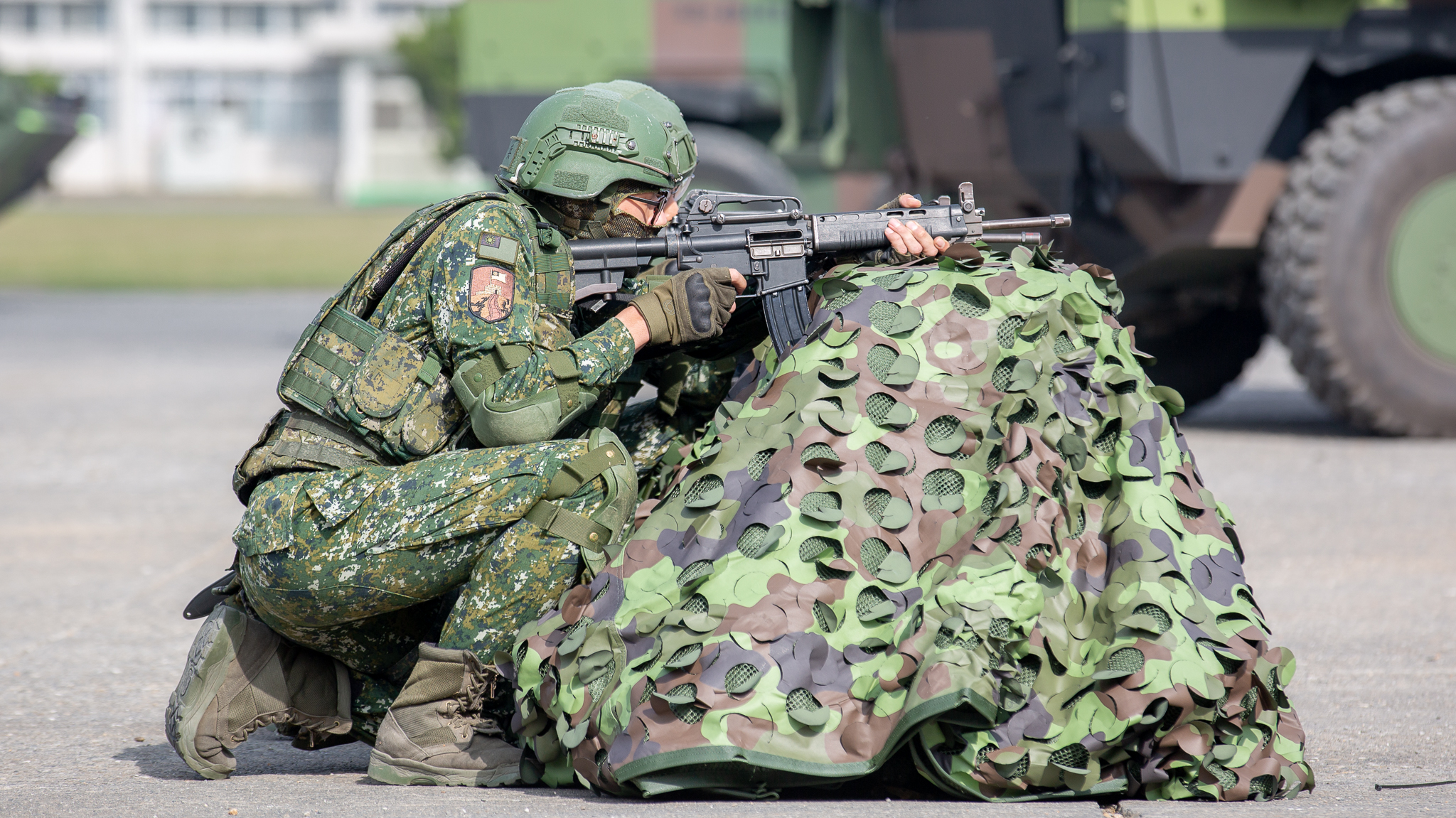
戦闘服姿の兵士ら(2023年1月5日)
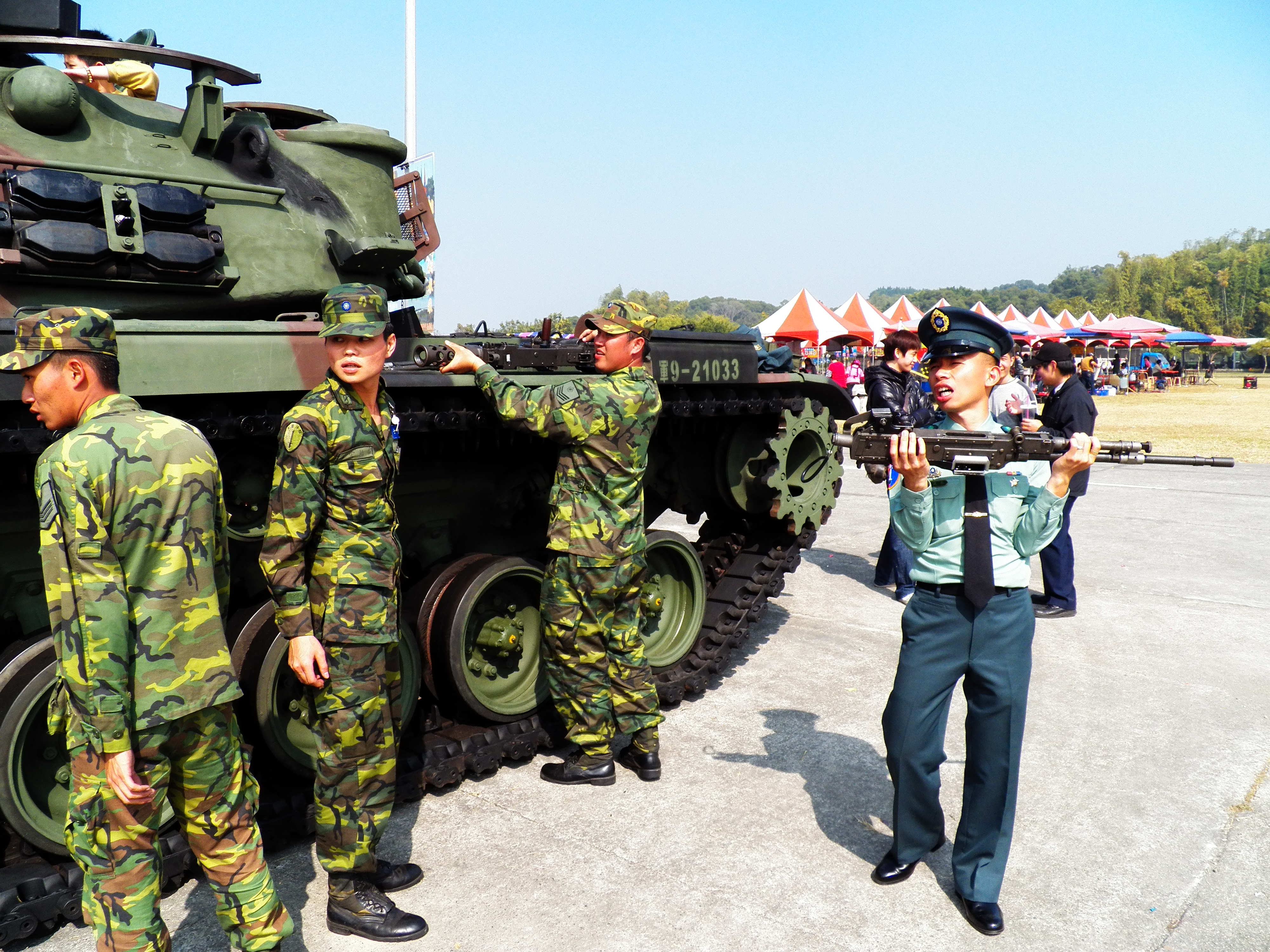
戦闘服姿の兵士ら（2012年2月11日）
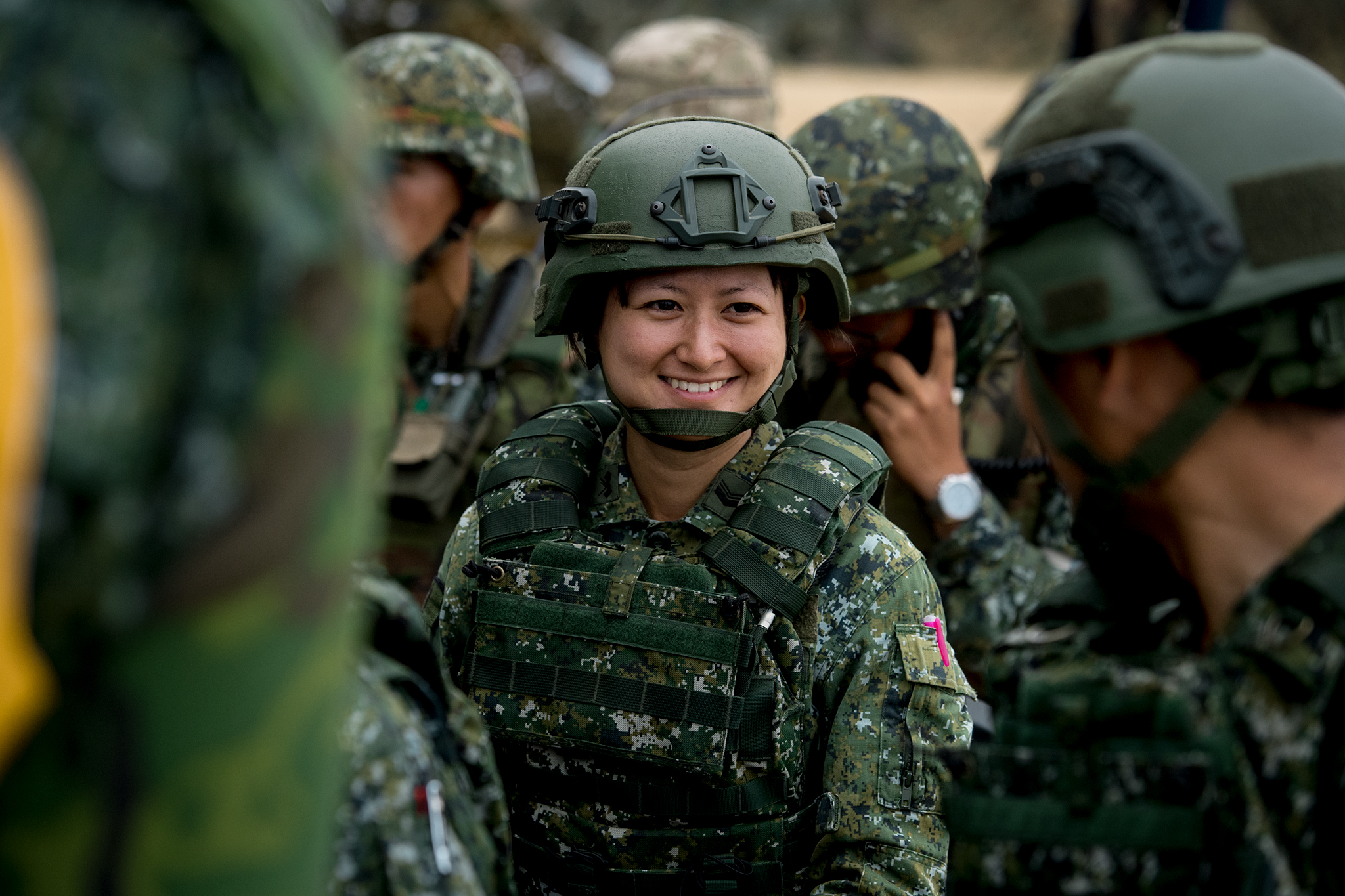
戦闘服姿の女性中士（軍曹に相当）。2017年5月25日
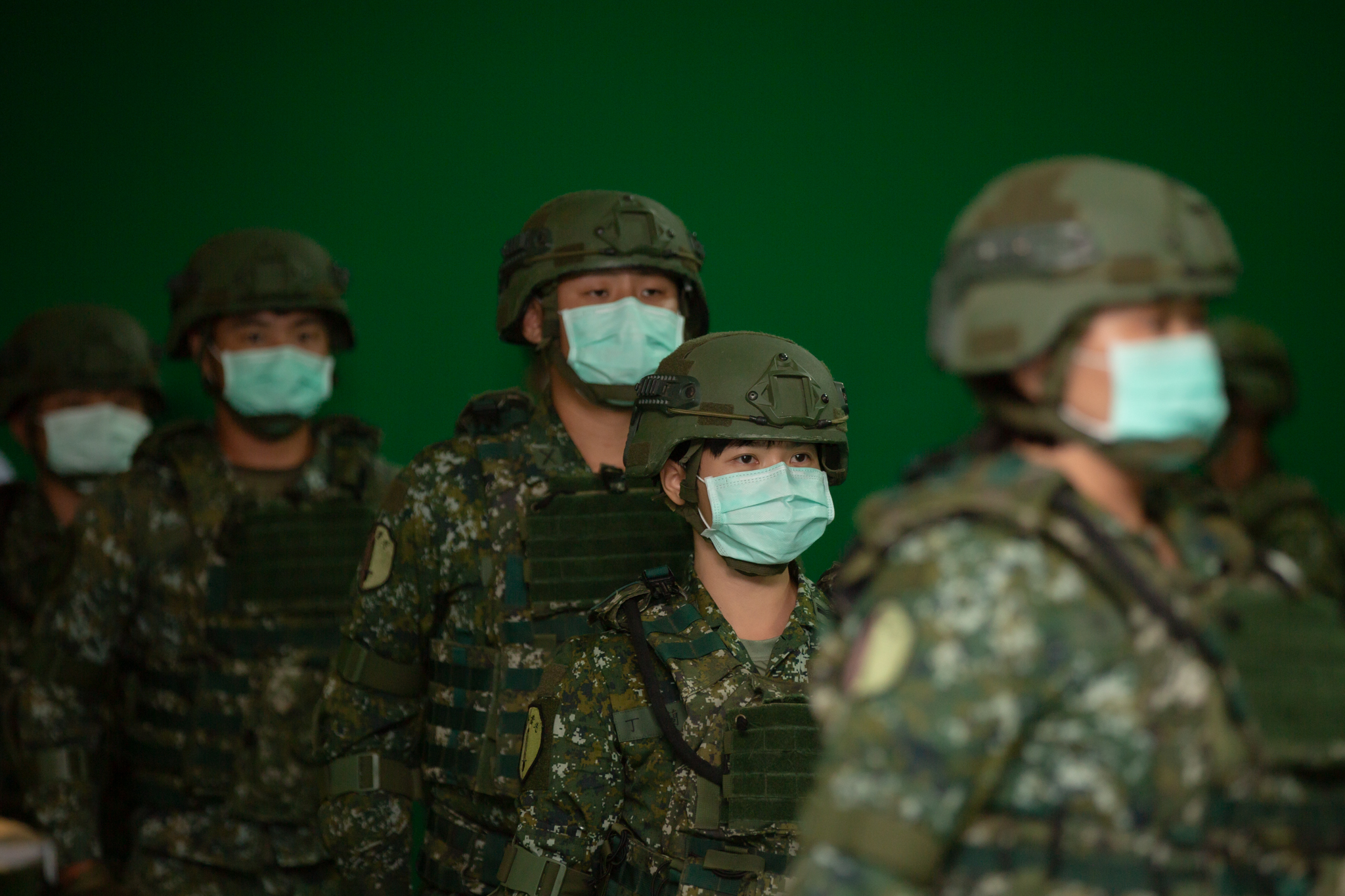
陸軍步兵訓練指揮部，戦闘服姿の兵士ら。2020年6月20日
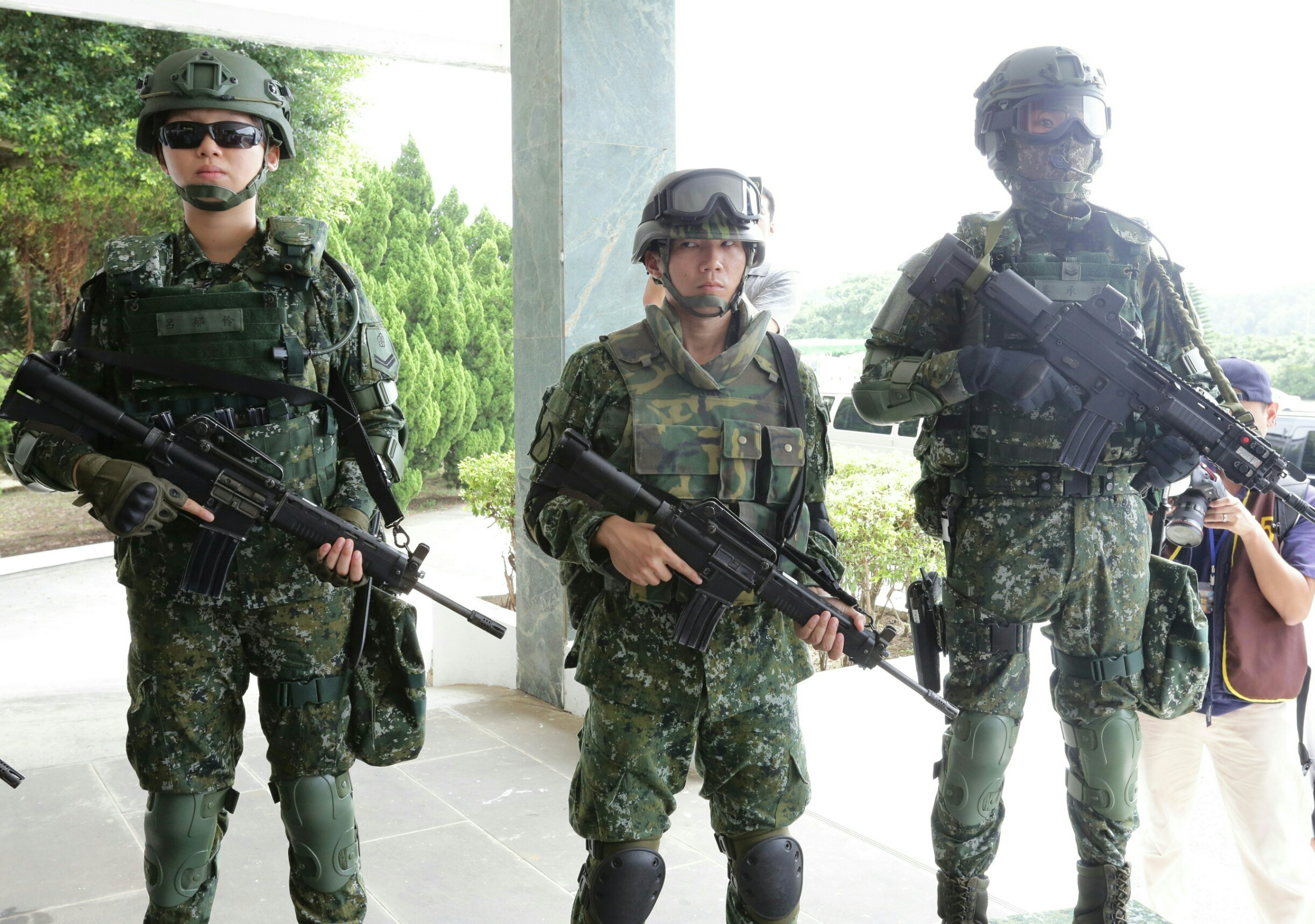
542旅團，戦闘服姿の兵士ら。2016年9月12日
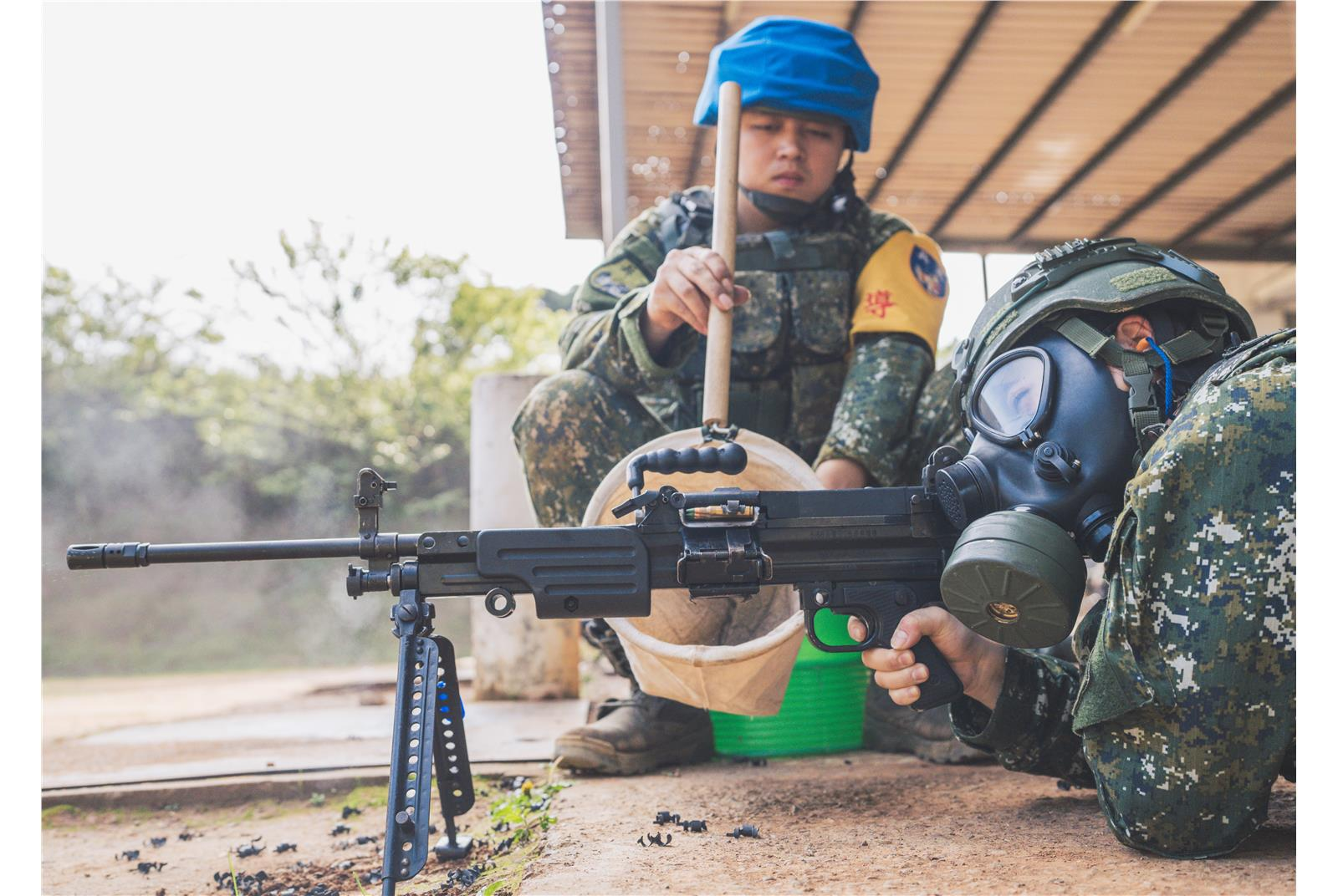
T75機関銃を使用するの兵士ら。2024年3月13日
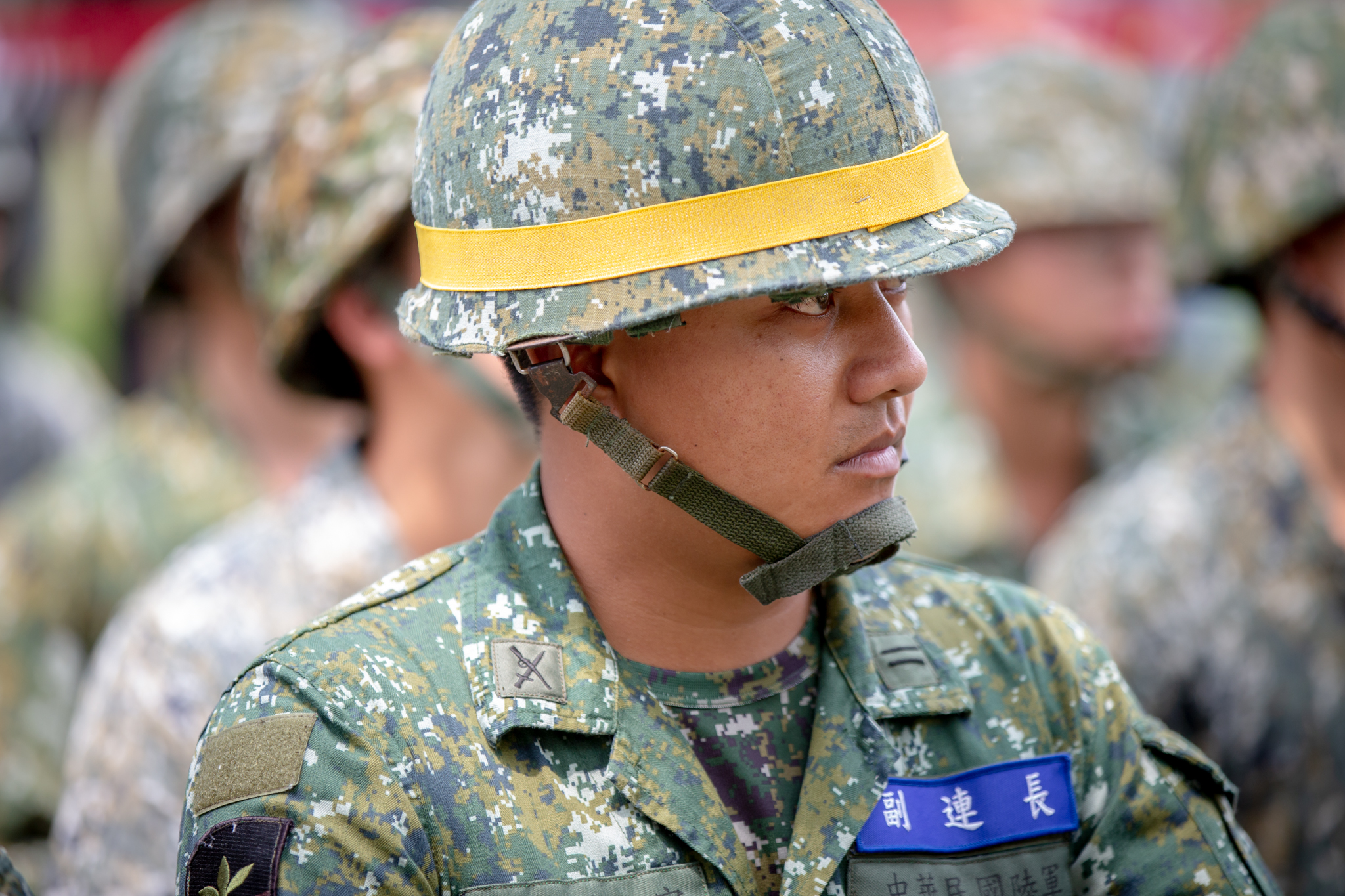
迷彩服姿の陸軍中尉ら，302旅團副中隊長。2020年3月24日
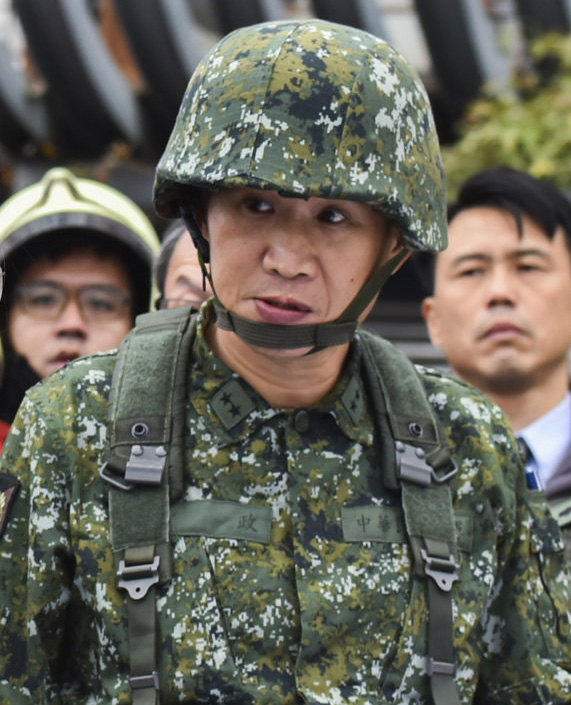
デジタル迷彩服姿の陸軍中将（賀政、2018年2月7日　花蓮地震 (2018年)時の花蓮市で）
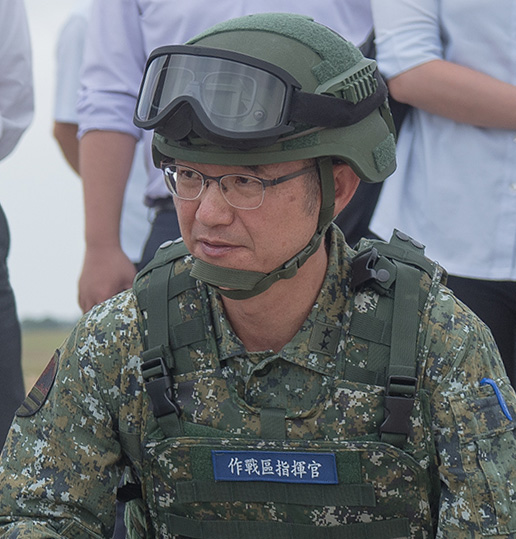
デジタル迷彩服姿の陸軍中将(莫又銘，2018年6月7日)
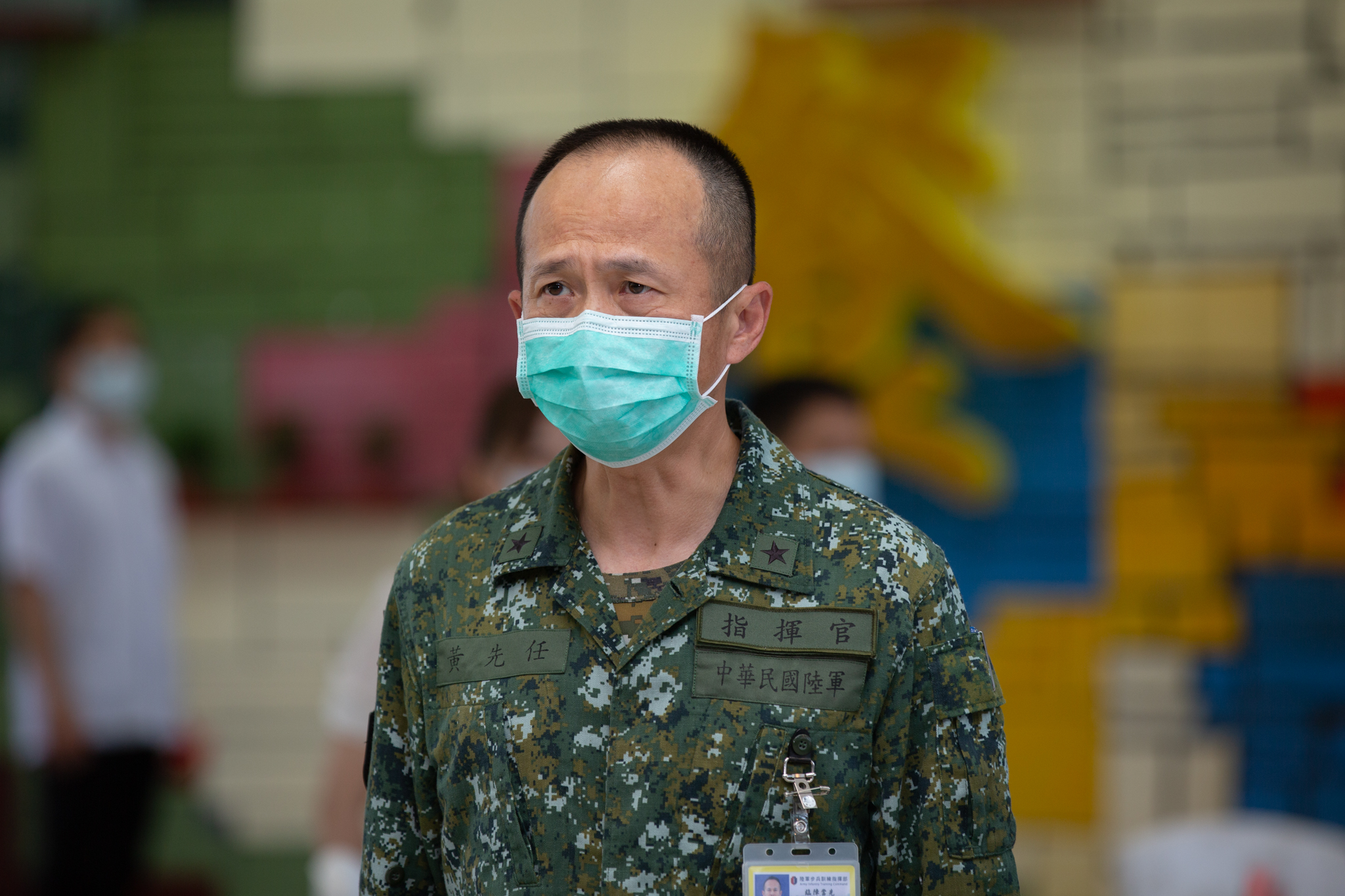
デジタル迷彩服姿の陸軍步兵訓練指揮部司令官の陸軍少將。(黃先任，2020年6月20日)
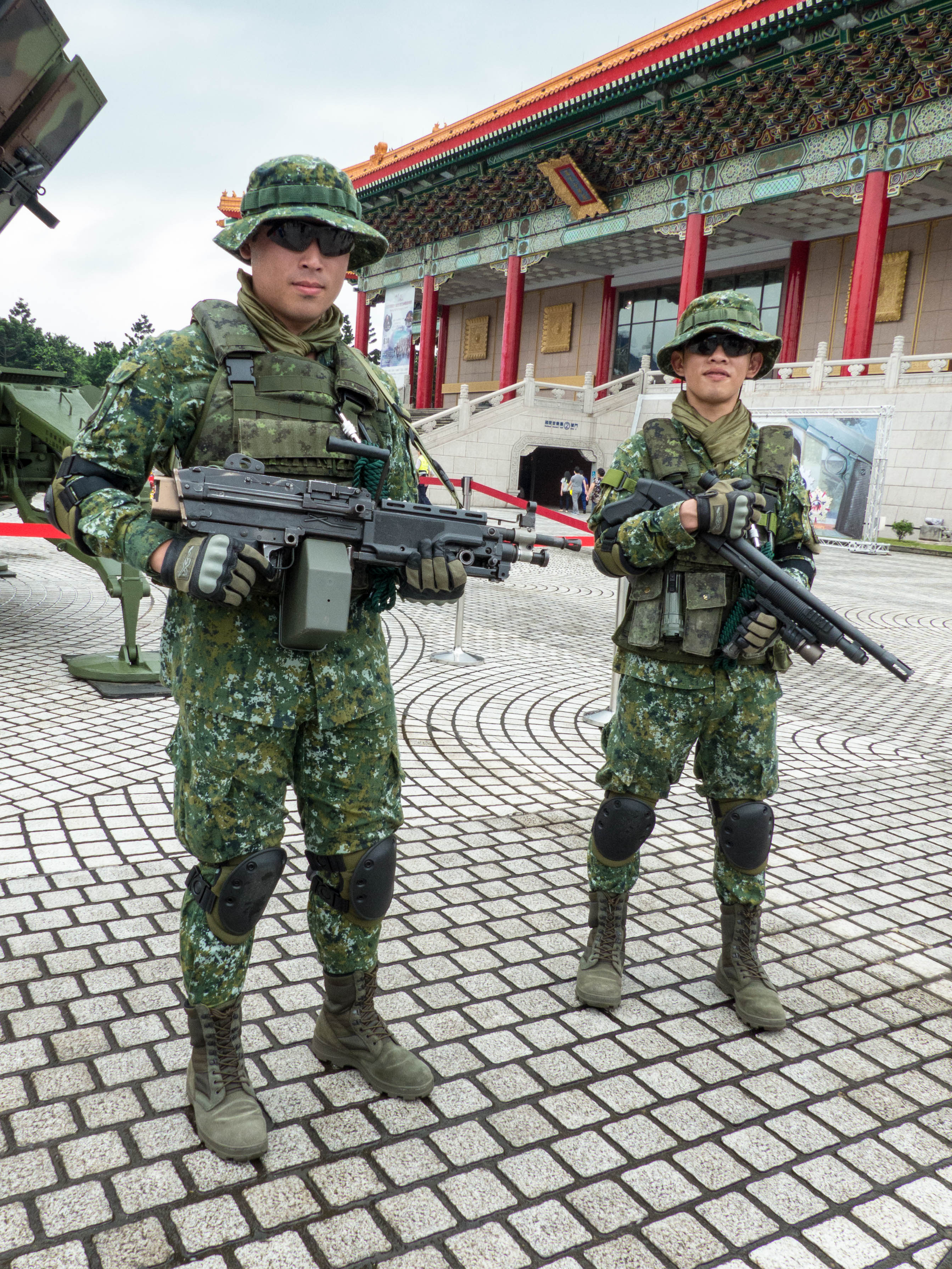
建軍90周年イベントで当時最新の装備を展示する兵士（2014年6月7日）
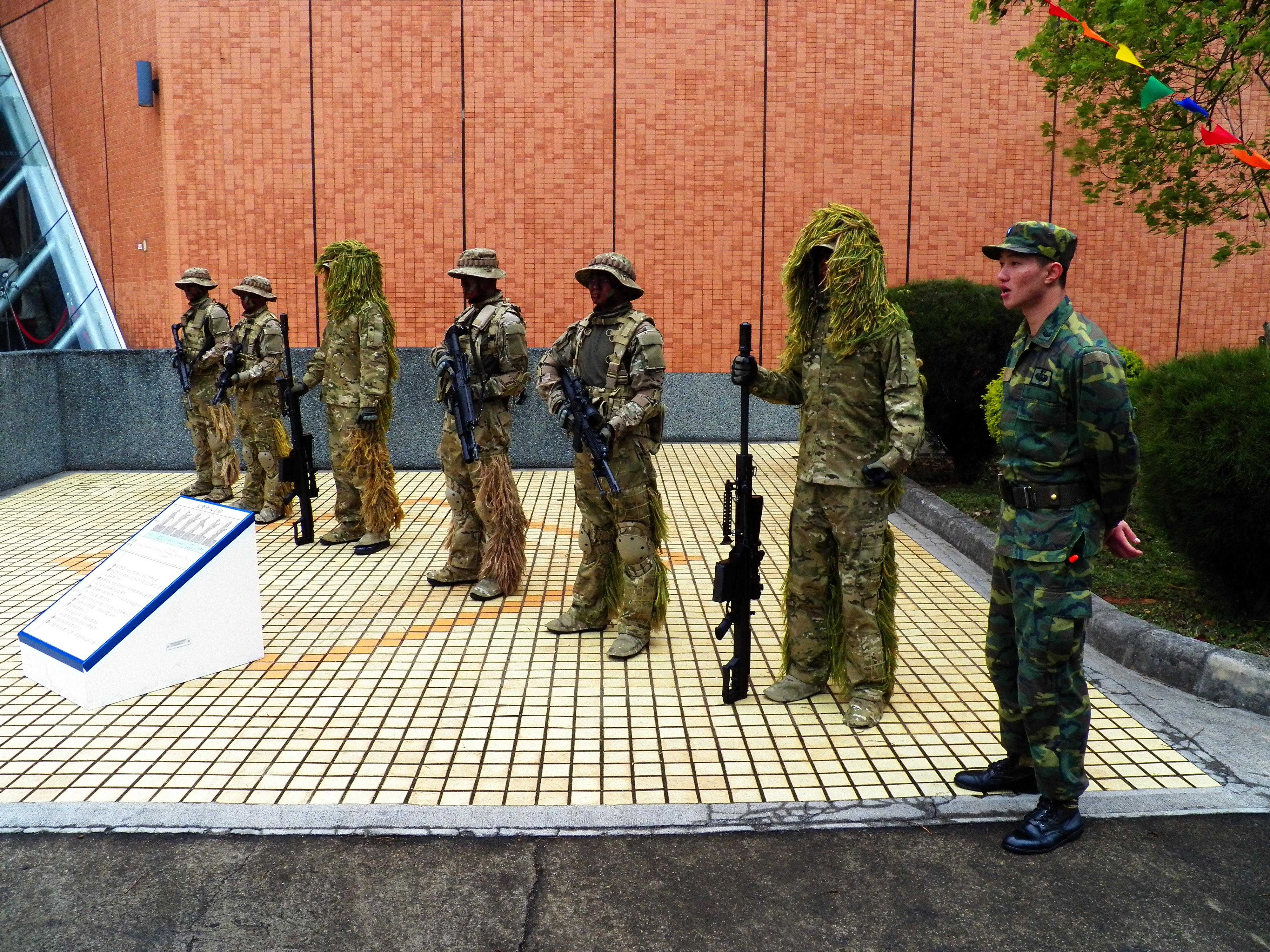
機甲学校の開放イベントで装備を展示する特殊部隊隊員（2013年3月2日）
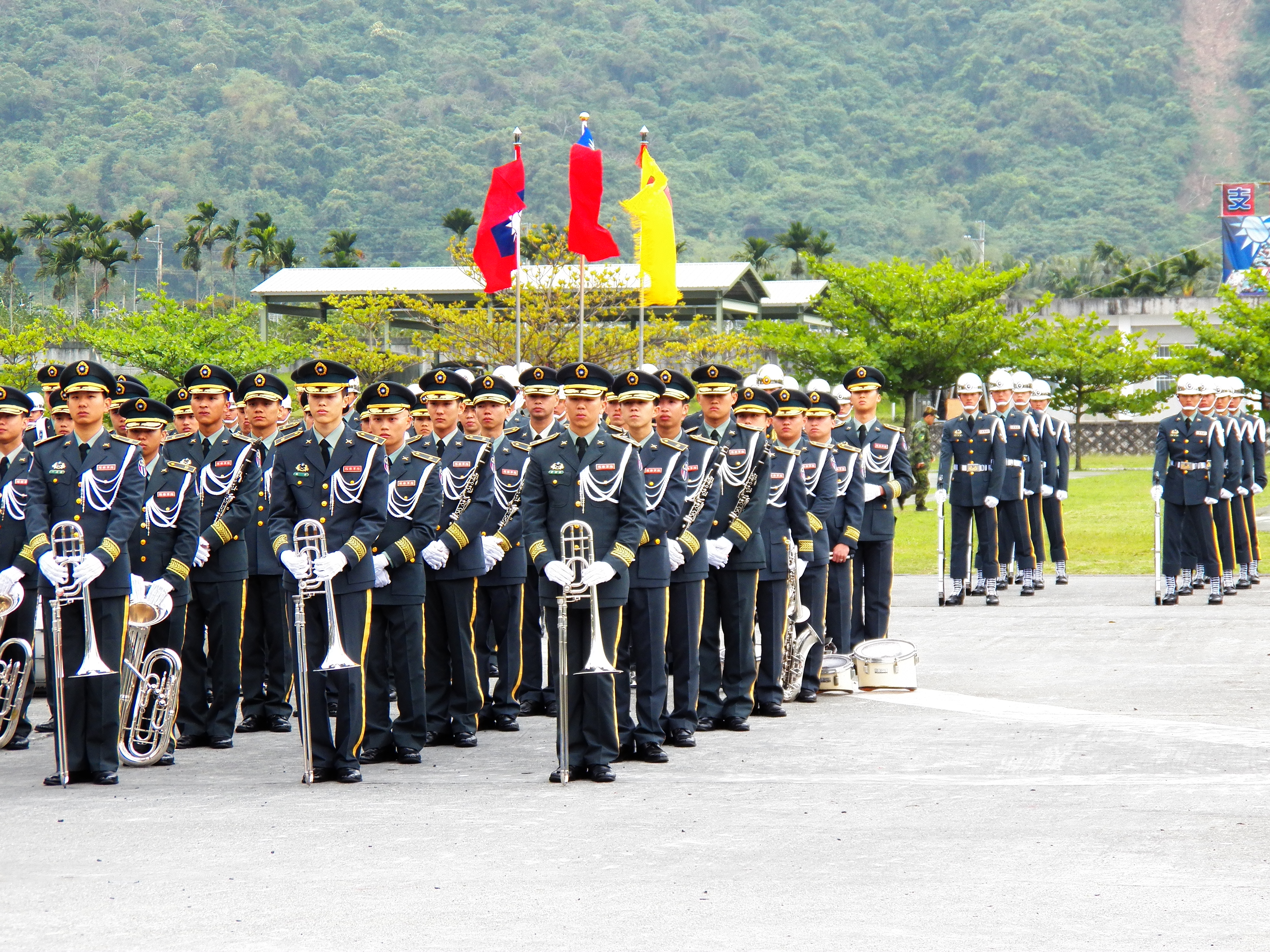
陸軍の軍楽隊。後方は儀仗隊
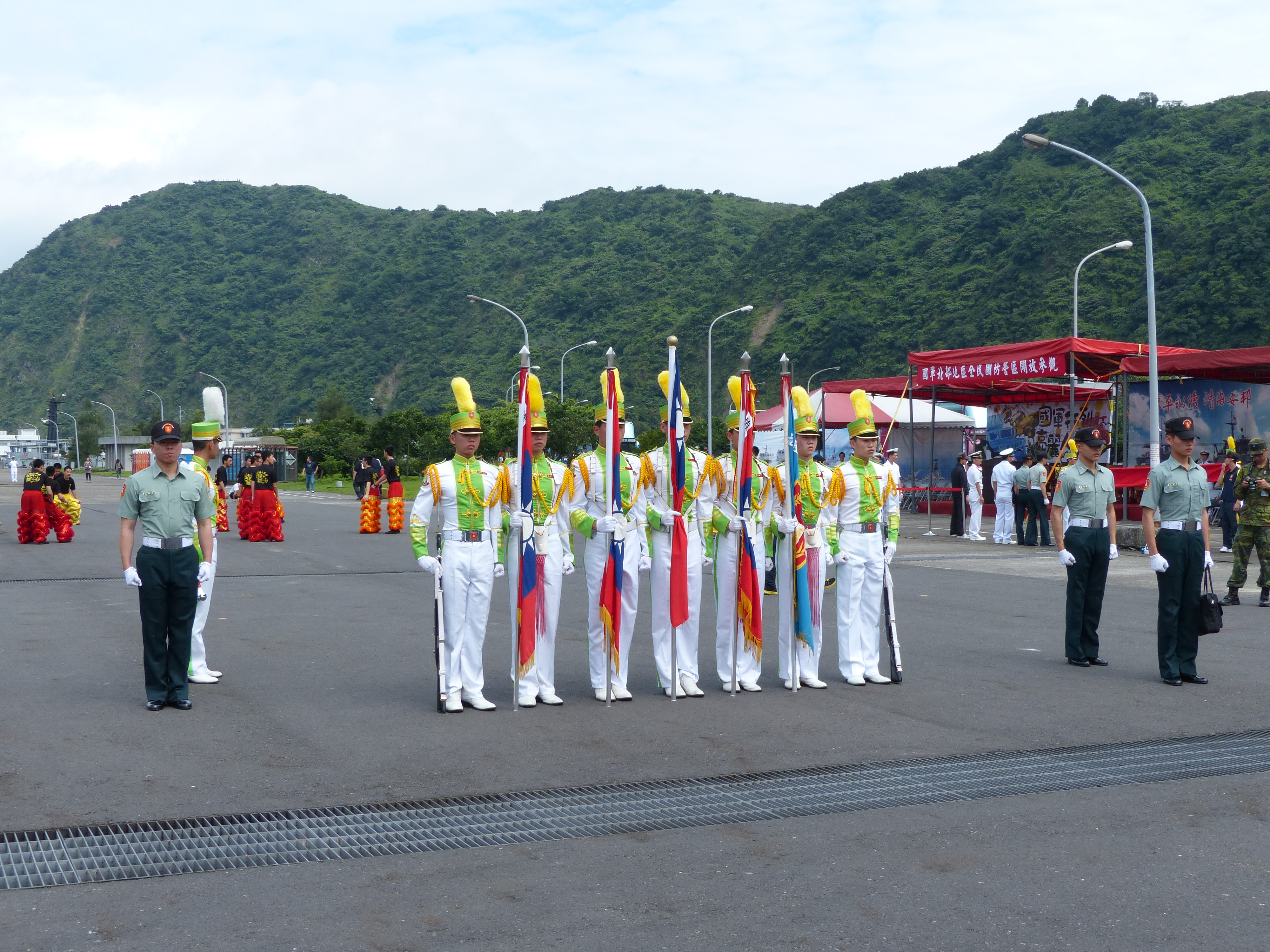
陸軍専科学校軍楽隊。
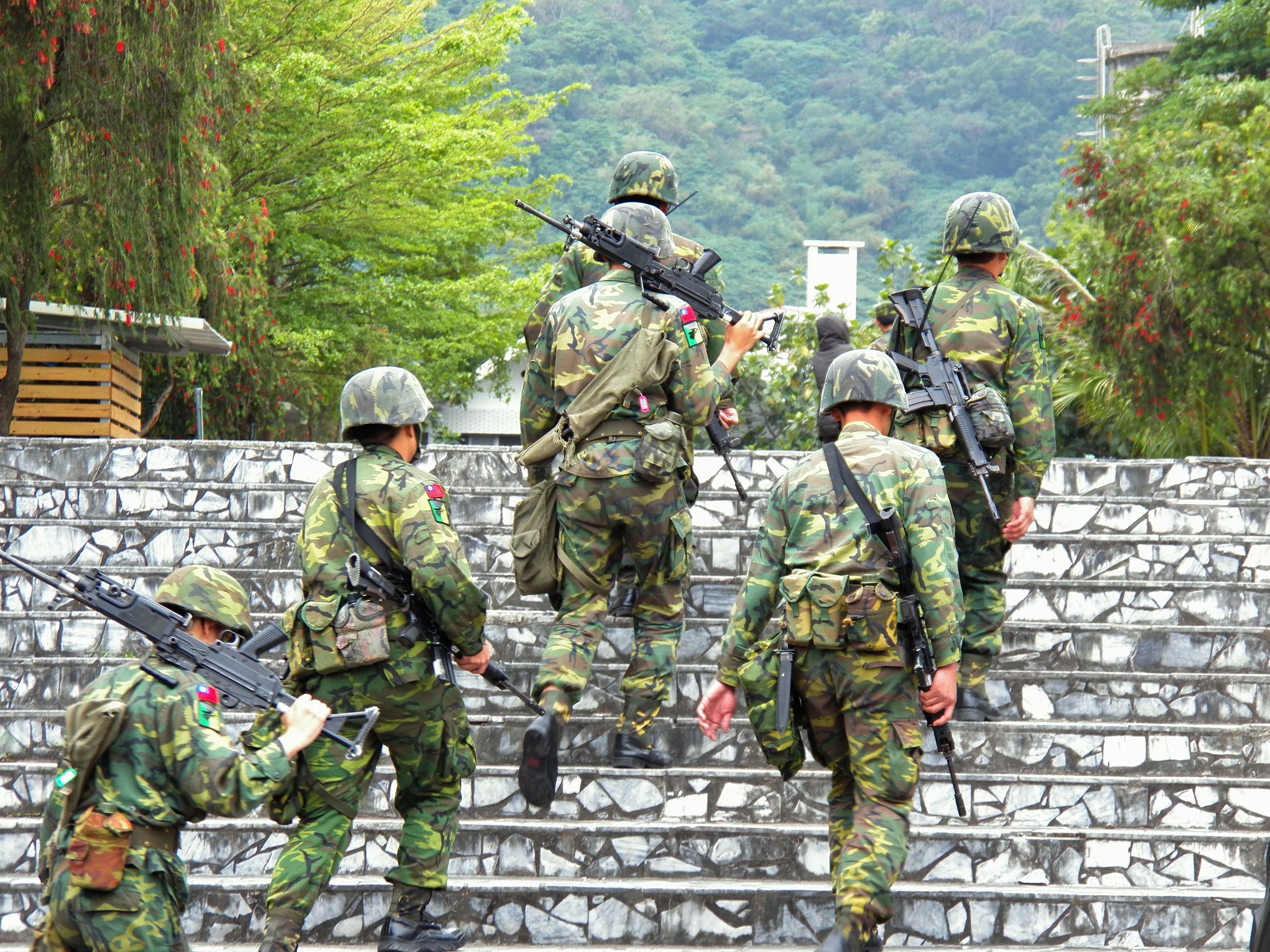
訓練展示を終えて引き揚げる軽装備の兵士（2012年3月24日）
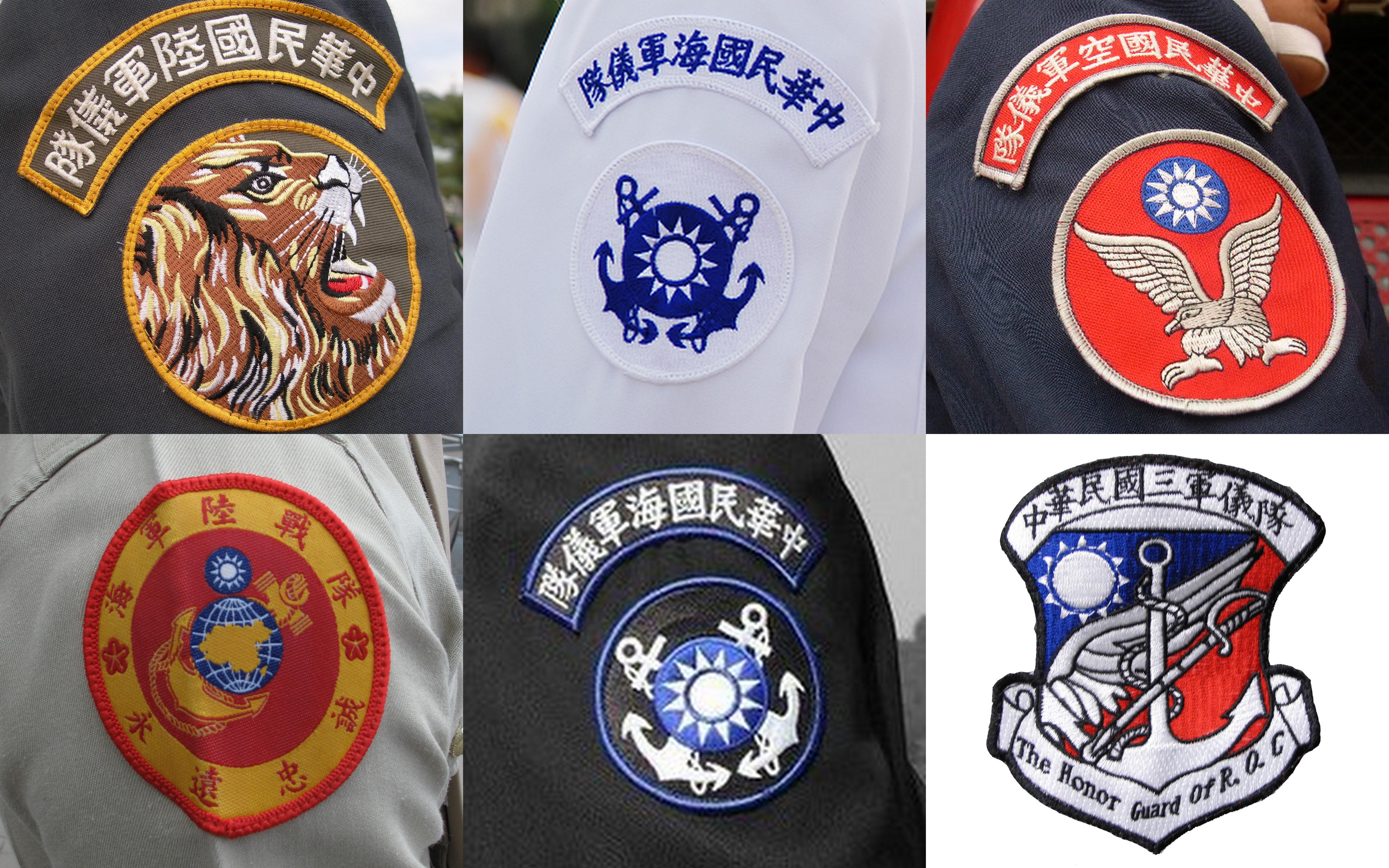
儀仗隊の徽章。

### 航空特殊戦指揮部
空降特戦部隊
中華民国陸軍の空挺特殊部隊

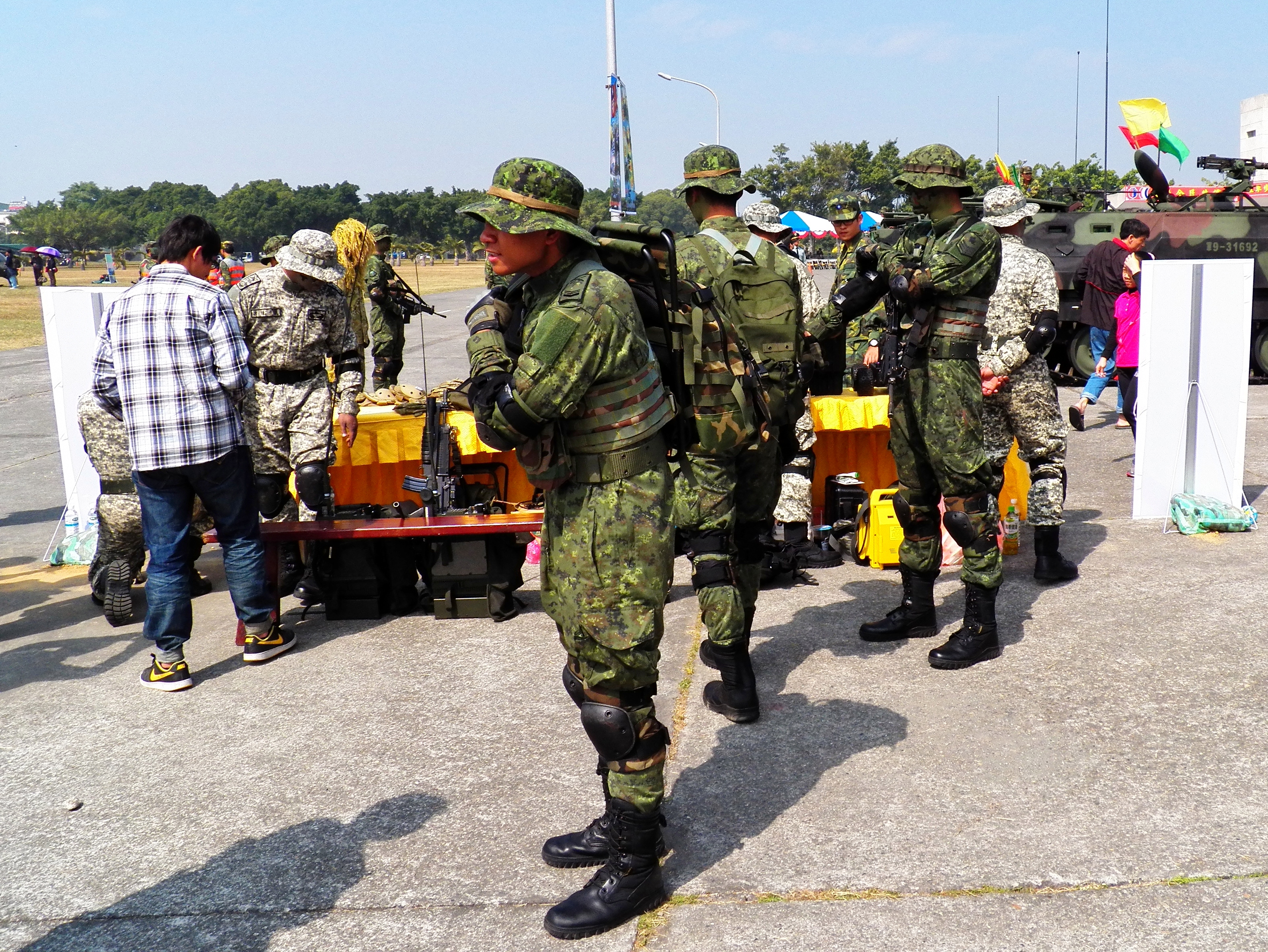
空降特戦部隊隊員（2012年）
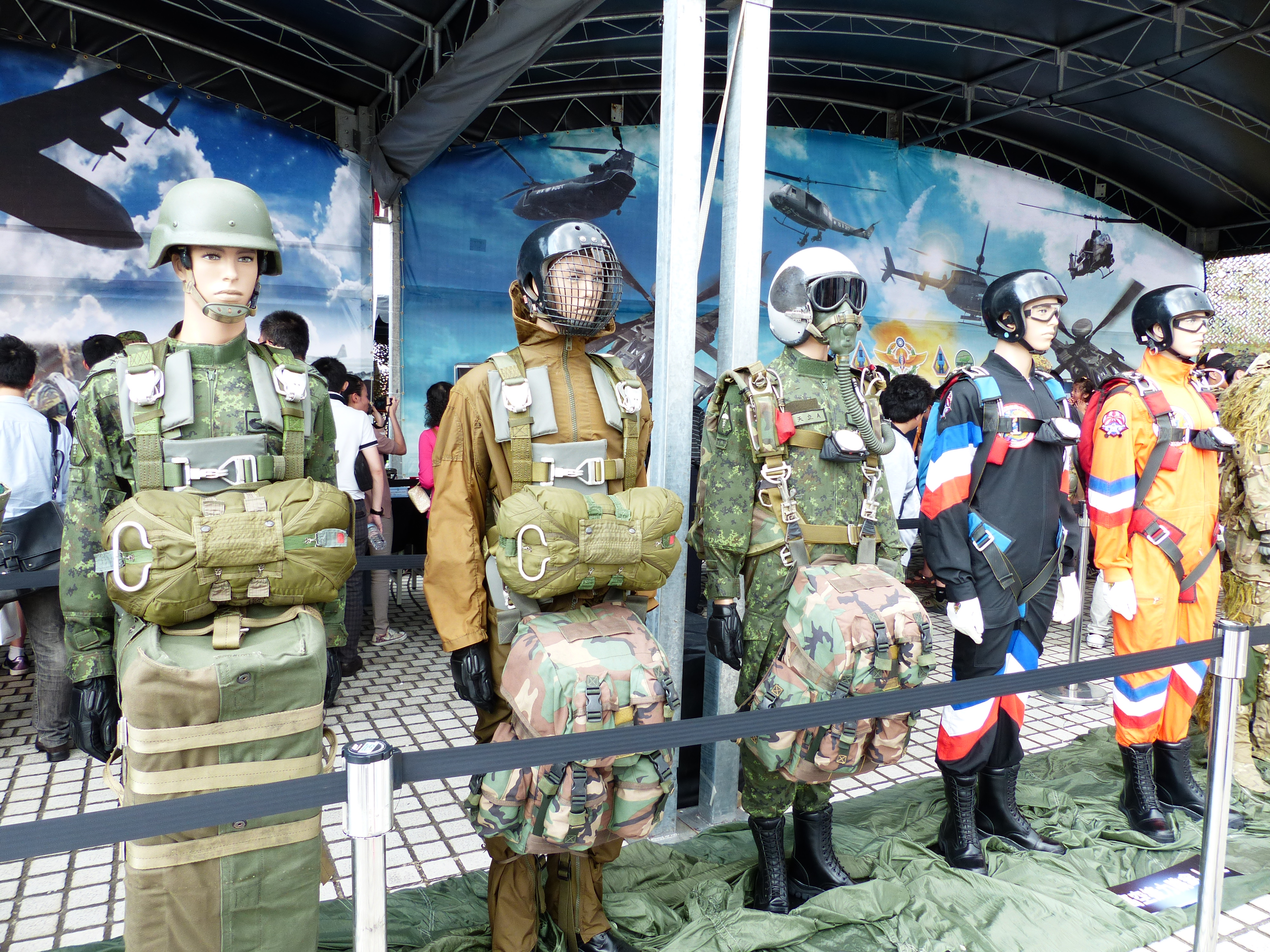
空降特戦部隊の制服（2013年6月8日）
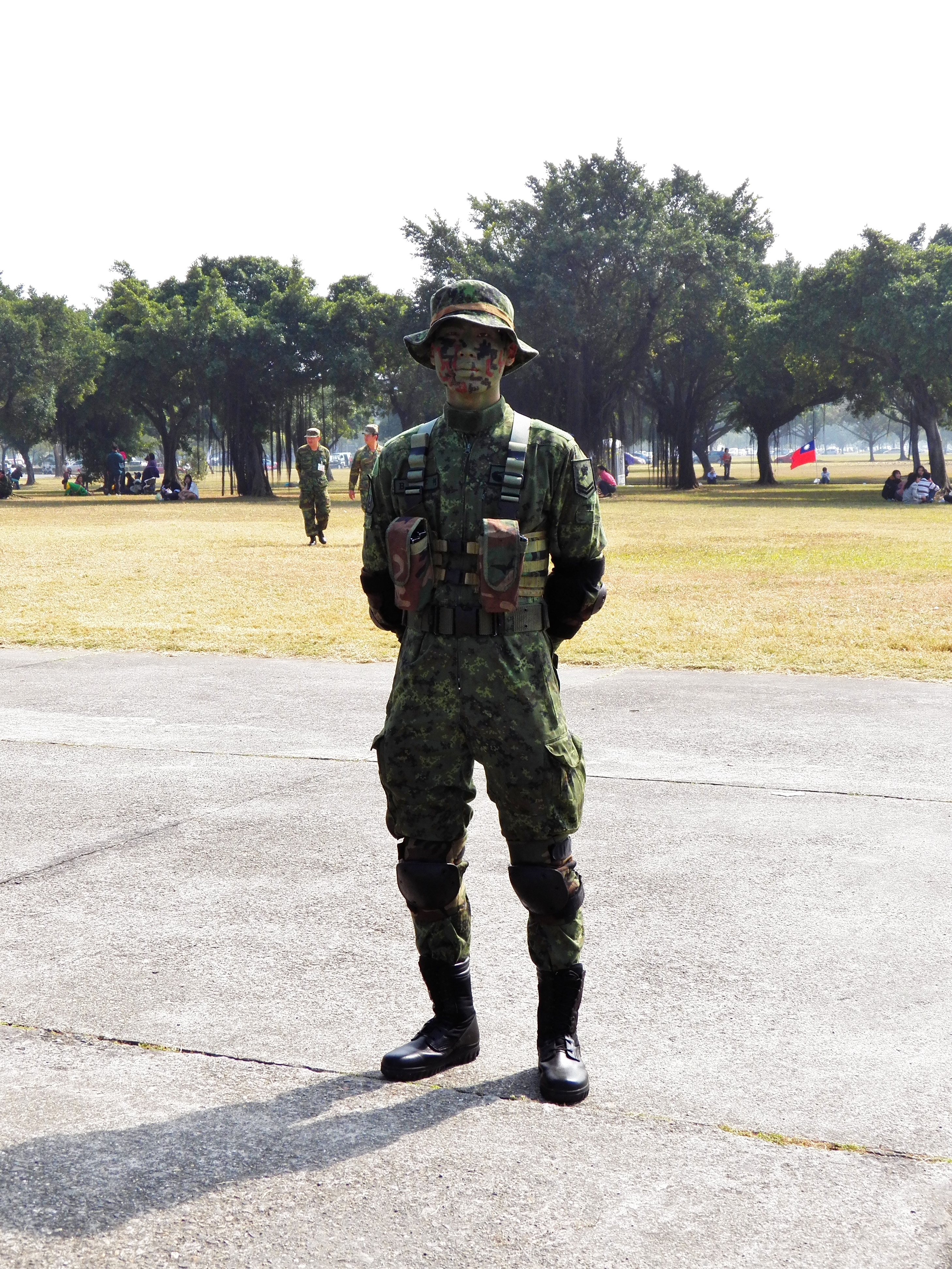
特殊部隊隊員（2012年2月11日）
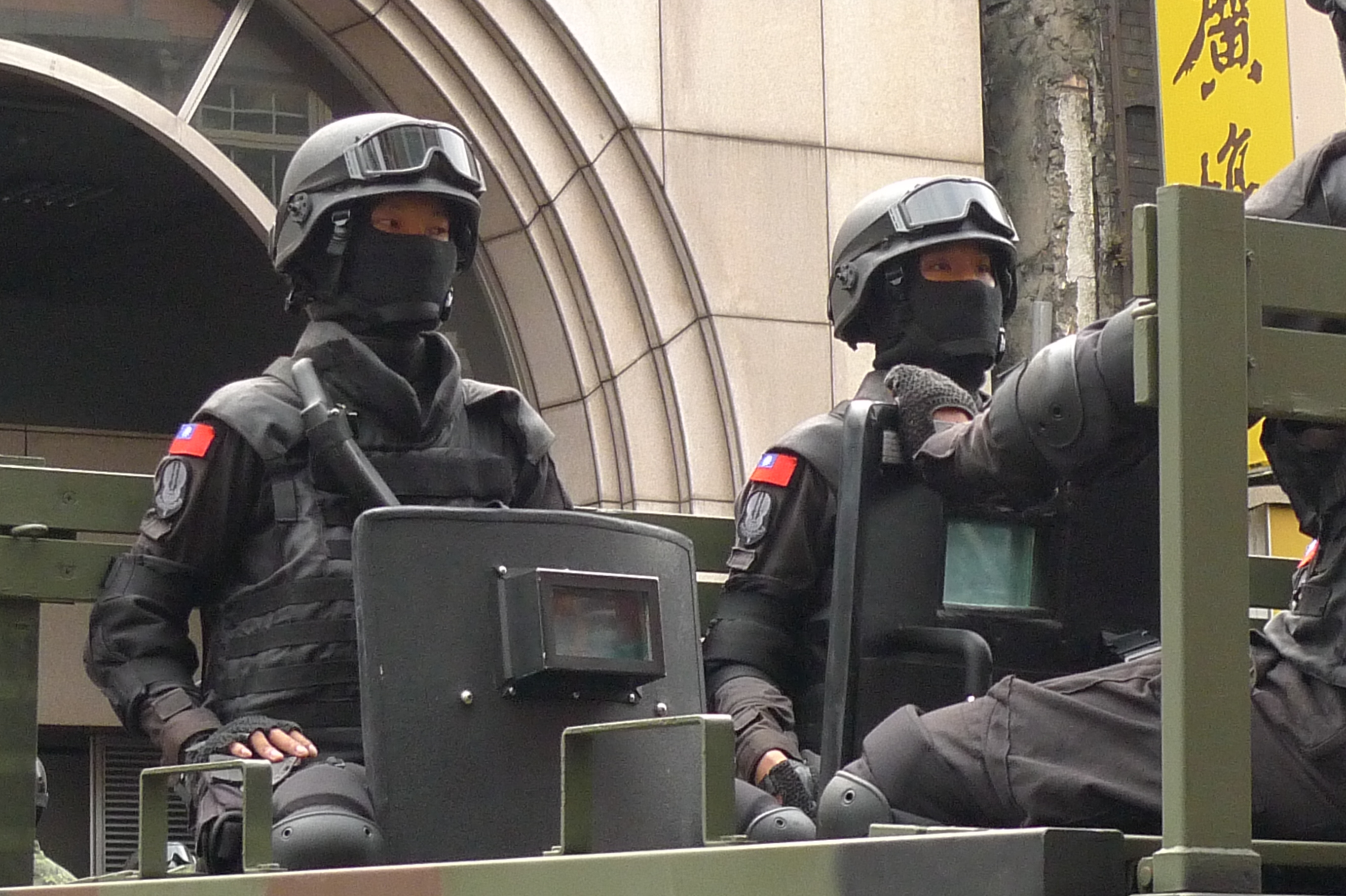
高空特種勤務中隊（2011年10月）
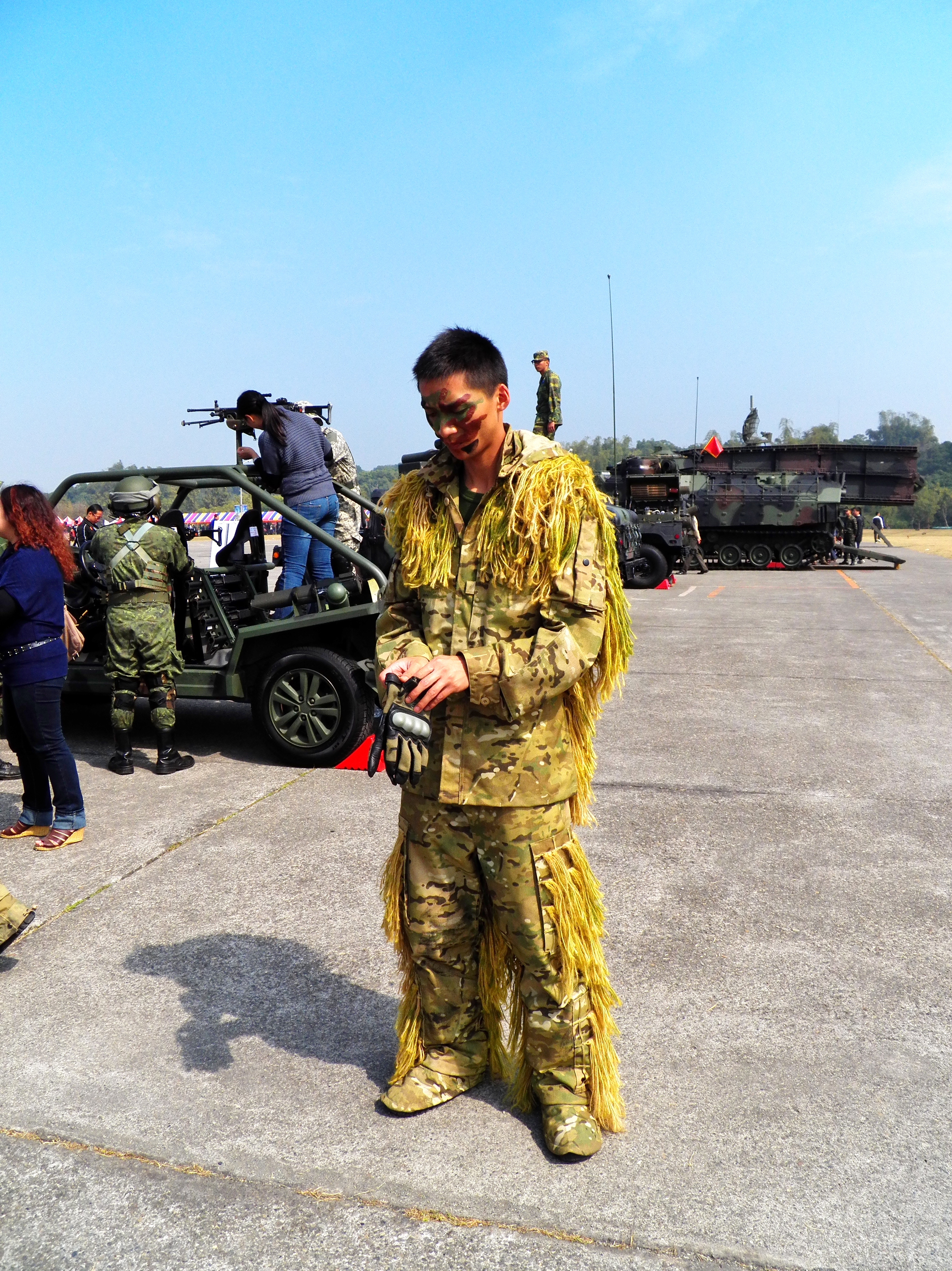
ギリースーツをまとった狙撃兵（2012年2月11日）
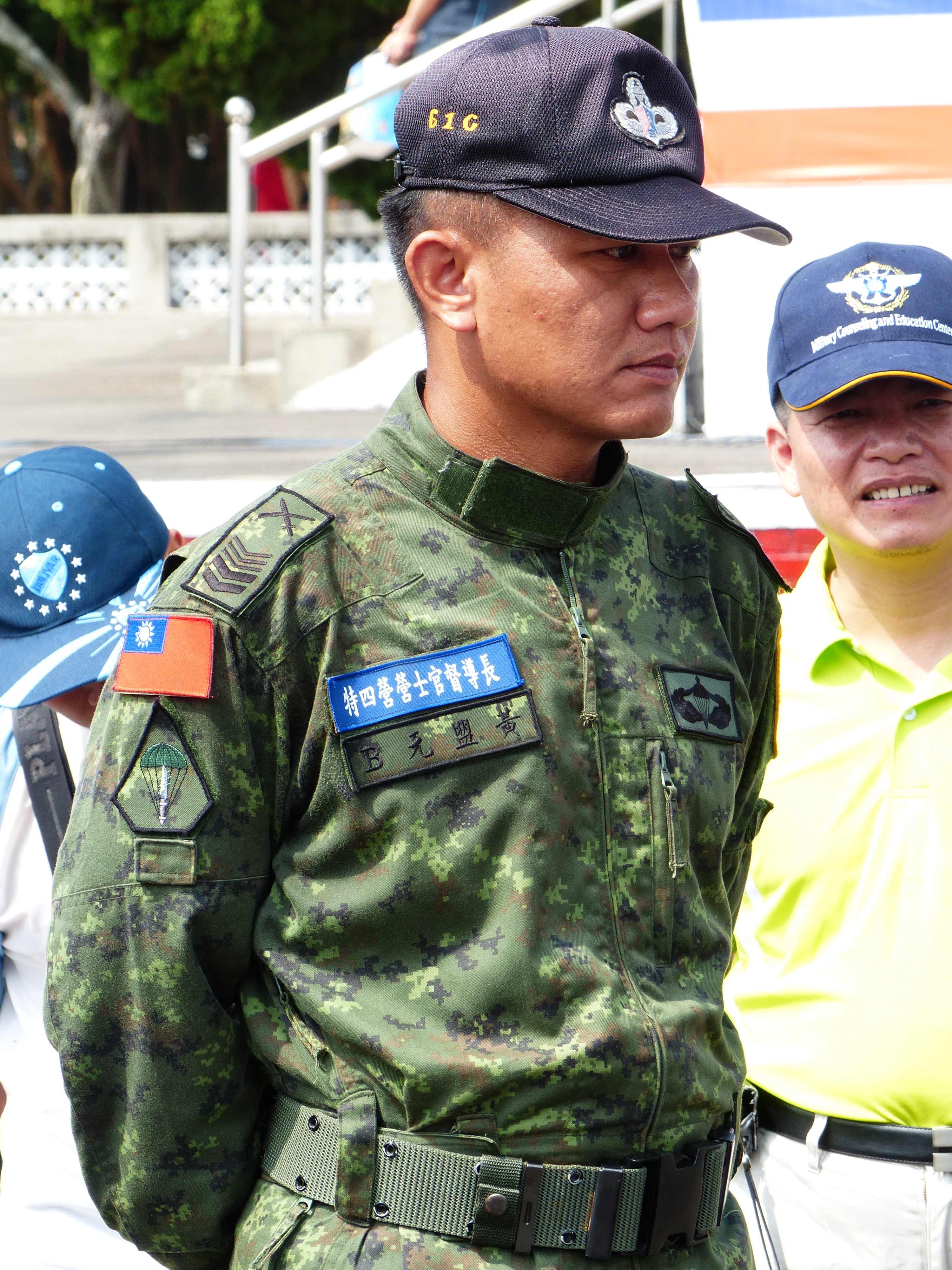
空降特戦部隊員（2013年10月）

パイロット

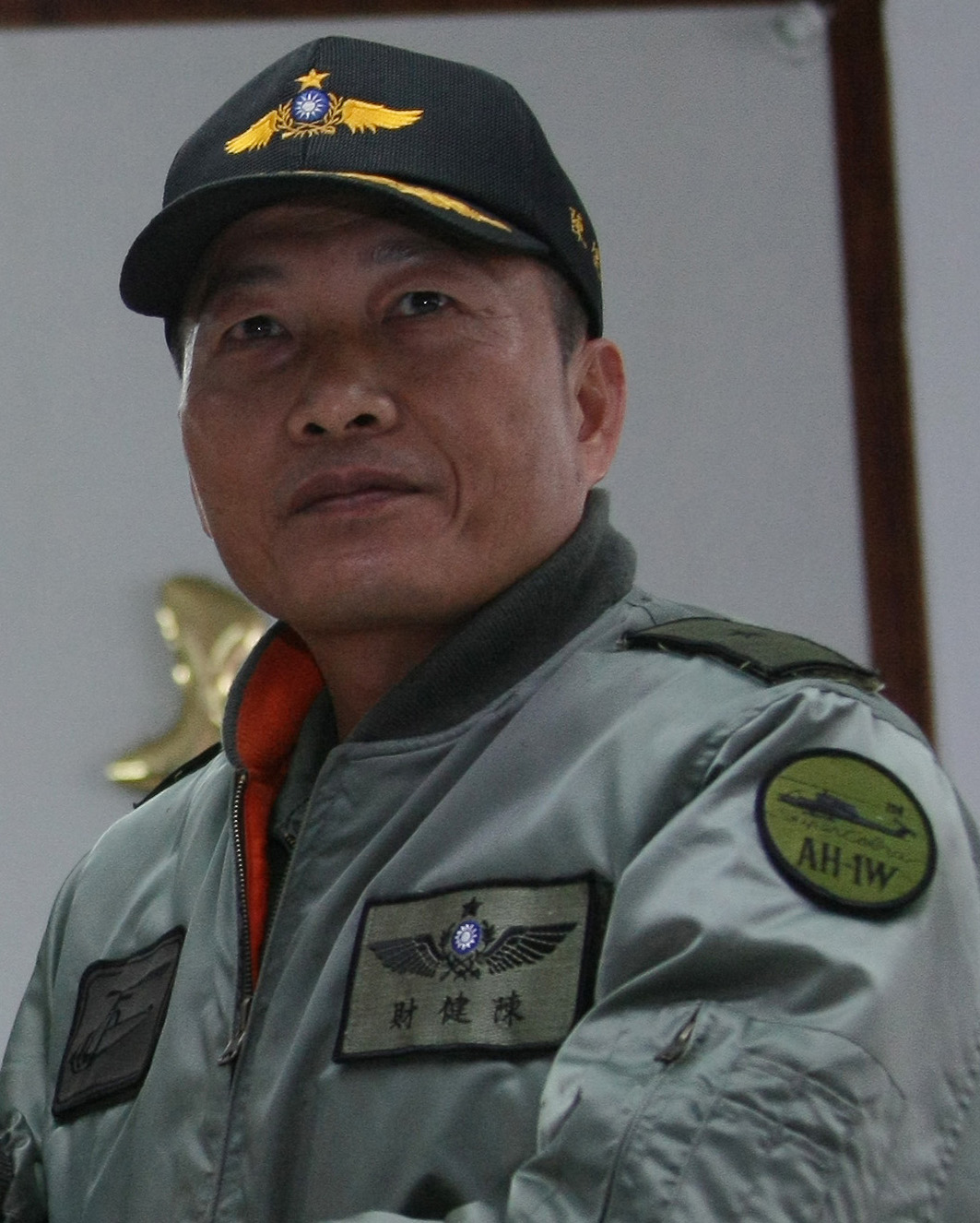
飛行服を着用した陸軍第601航空旅団少将旅団長

### 海龍蛙兵
陸軍第101両棲偵察大隊，海軍陸戦隊同様水着にゴーグルのみという姿で知られているが、赤い水着を着用している。

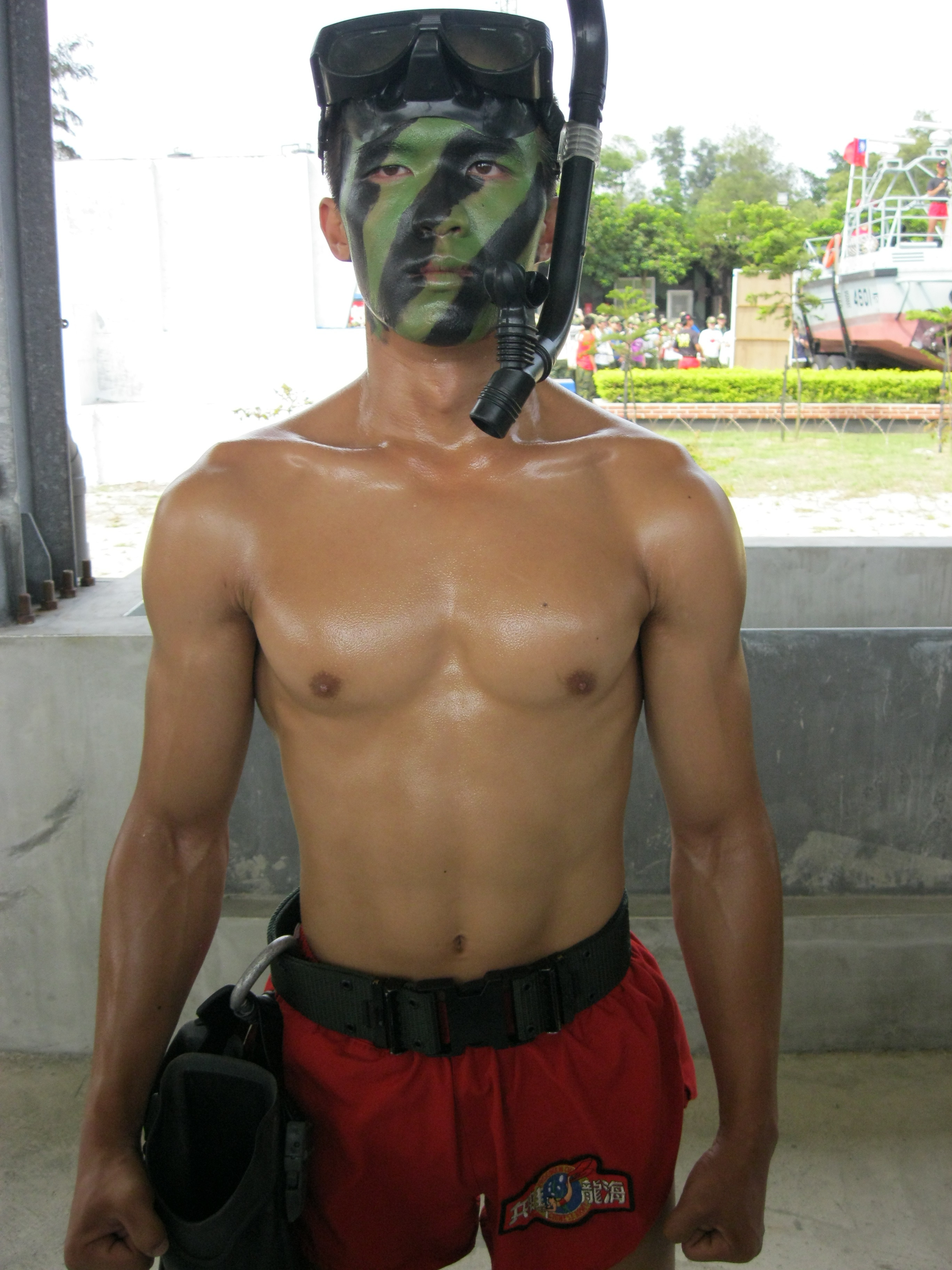
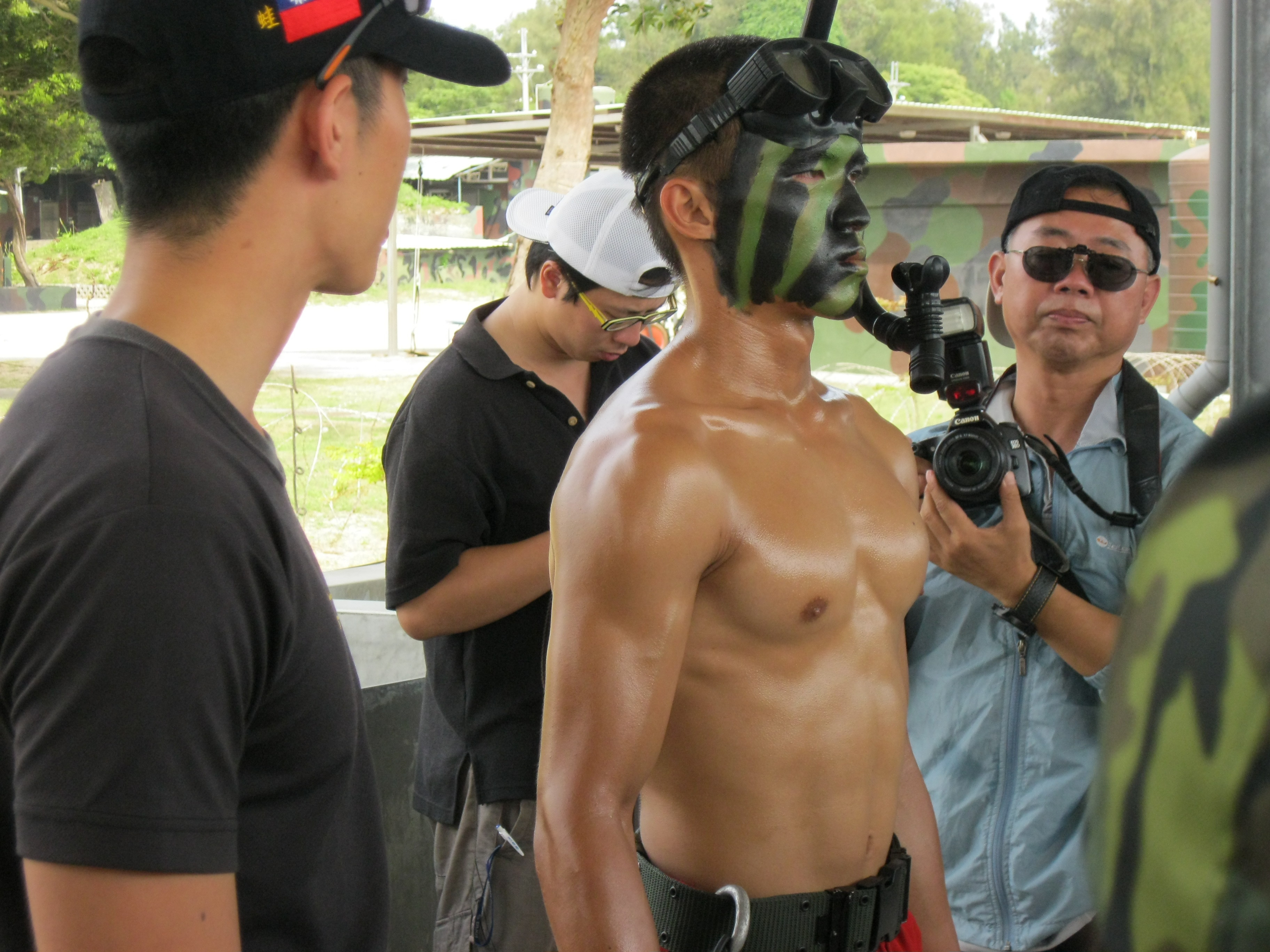
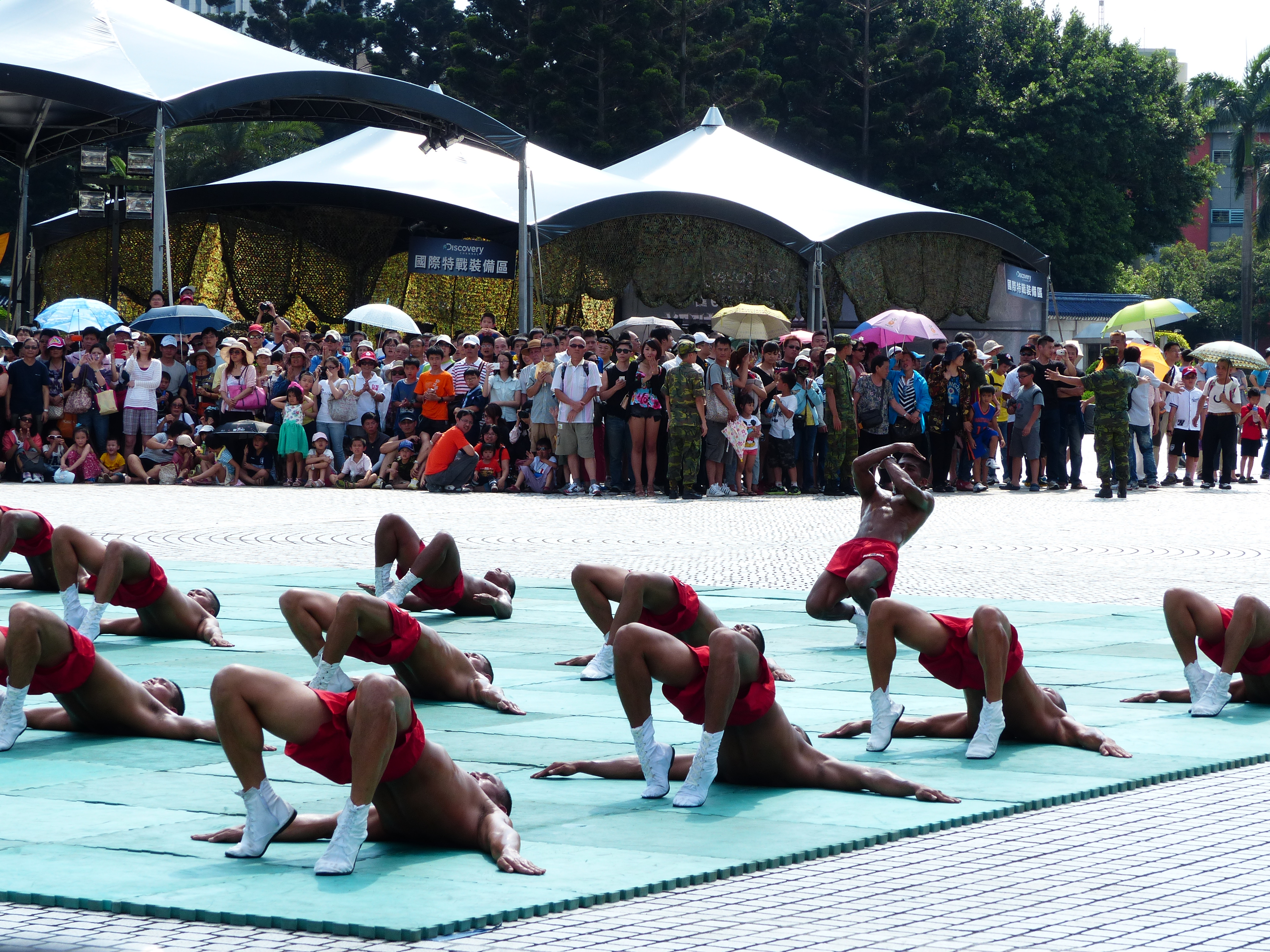
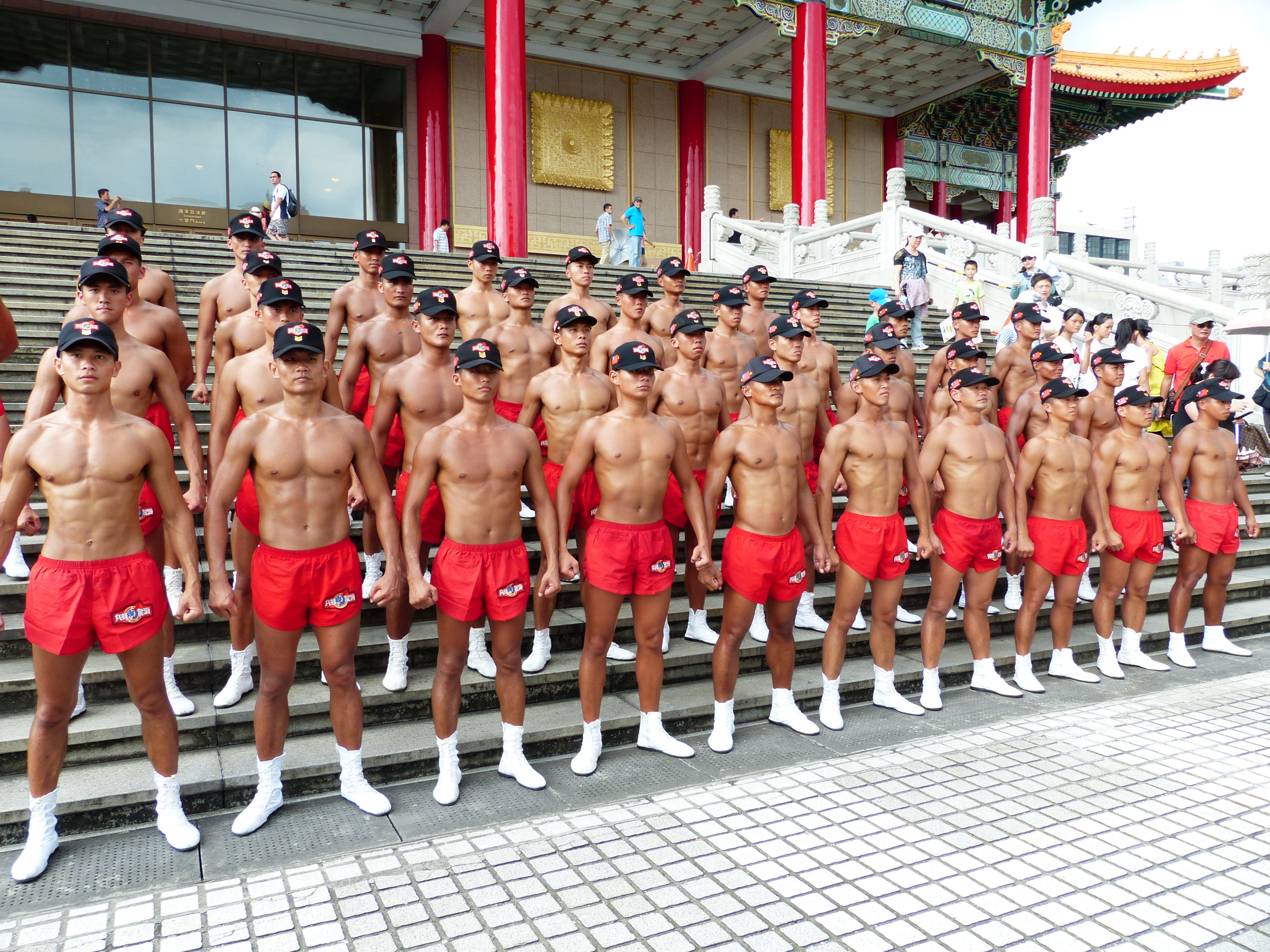

### 憲兵
分類は陸軍に準じるが、軍常服に甲式、乙式の区分がある。乙式軍常服はジャンパー型の上着を着用。

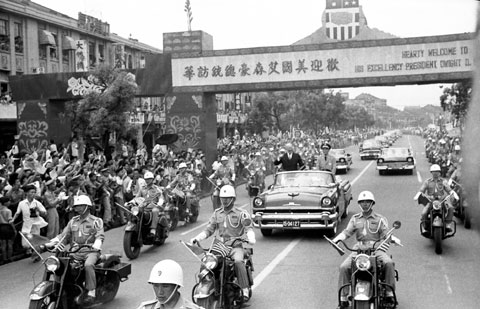
1960年6月18日
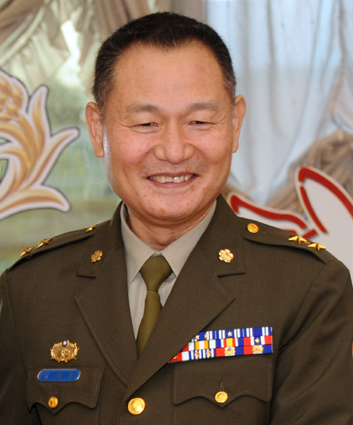
甲式軍常服の憲兵司令官たる将官（李翔宙中将）（2011年1月25日）
甲式軍便服の憲兵学校学生
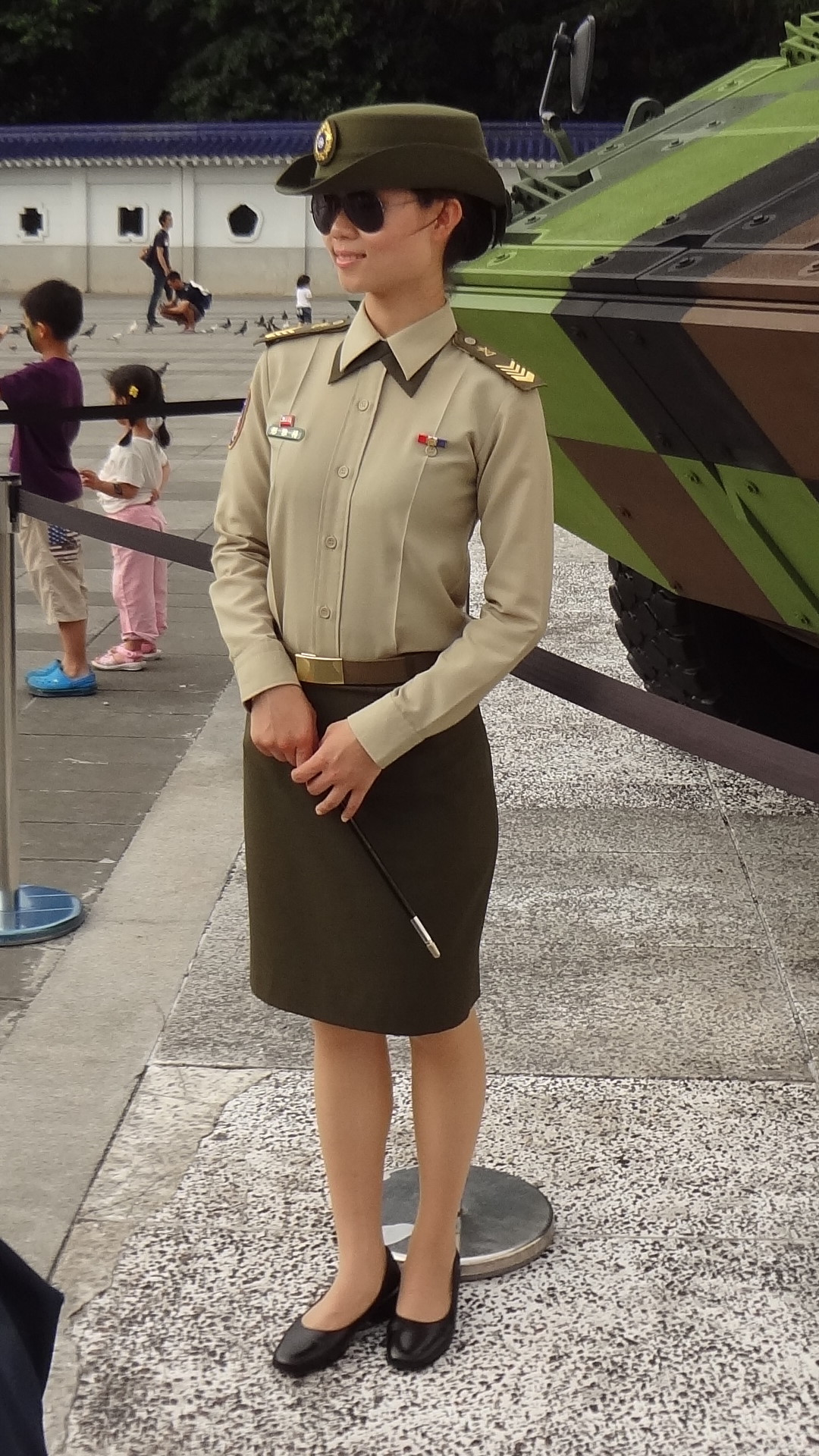
甲式軍便服の女性憲兵上士（曹長に相当），2013年6月
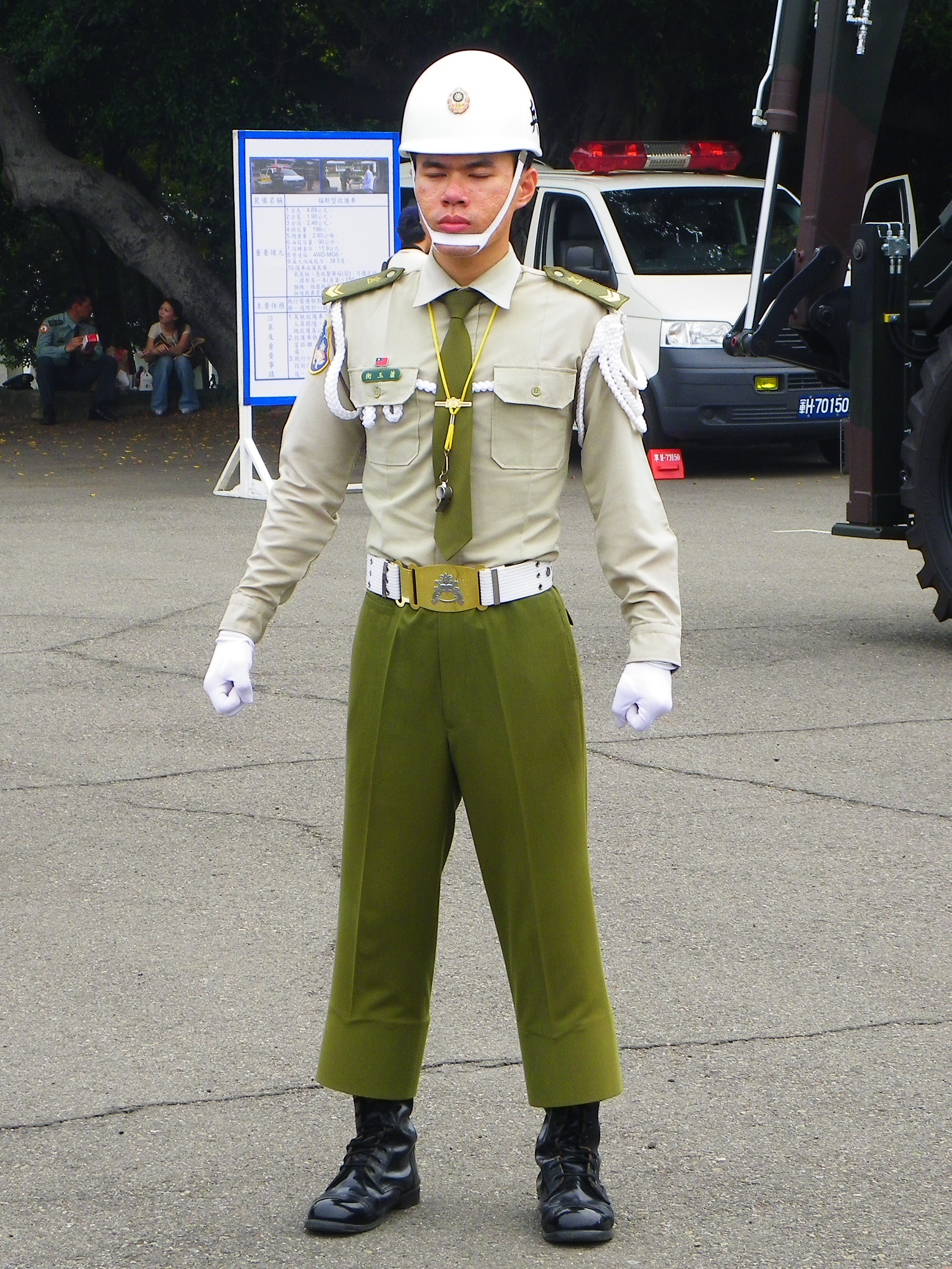
甲式軍便服にヘルメット着用の憲兵下士(伍長に相当)。（2011年10月9日）
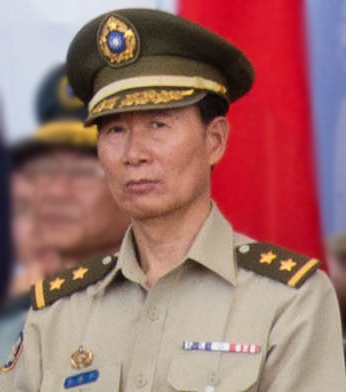
乙式軍便服の憲兵指揮官たる将官（呉応平中将）（2014年9月6日）
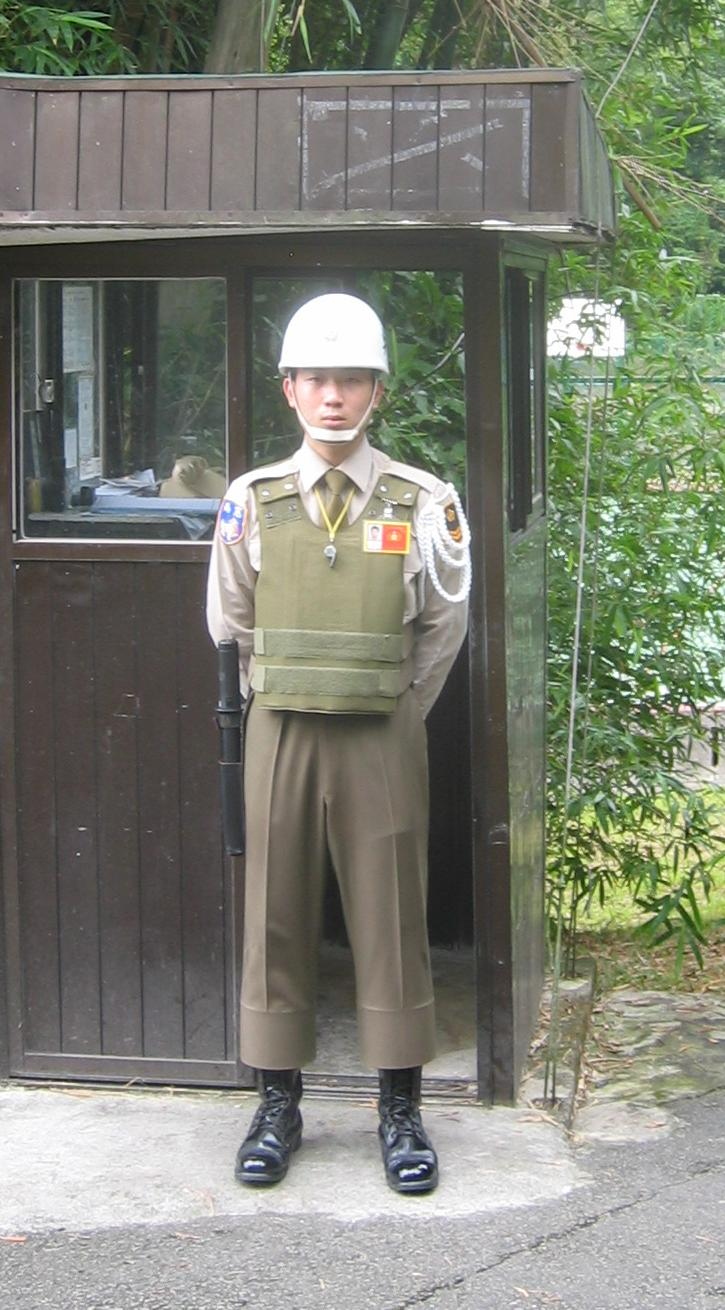
防弾チョッキを着用した憲兵（2005年6月11日）
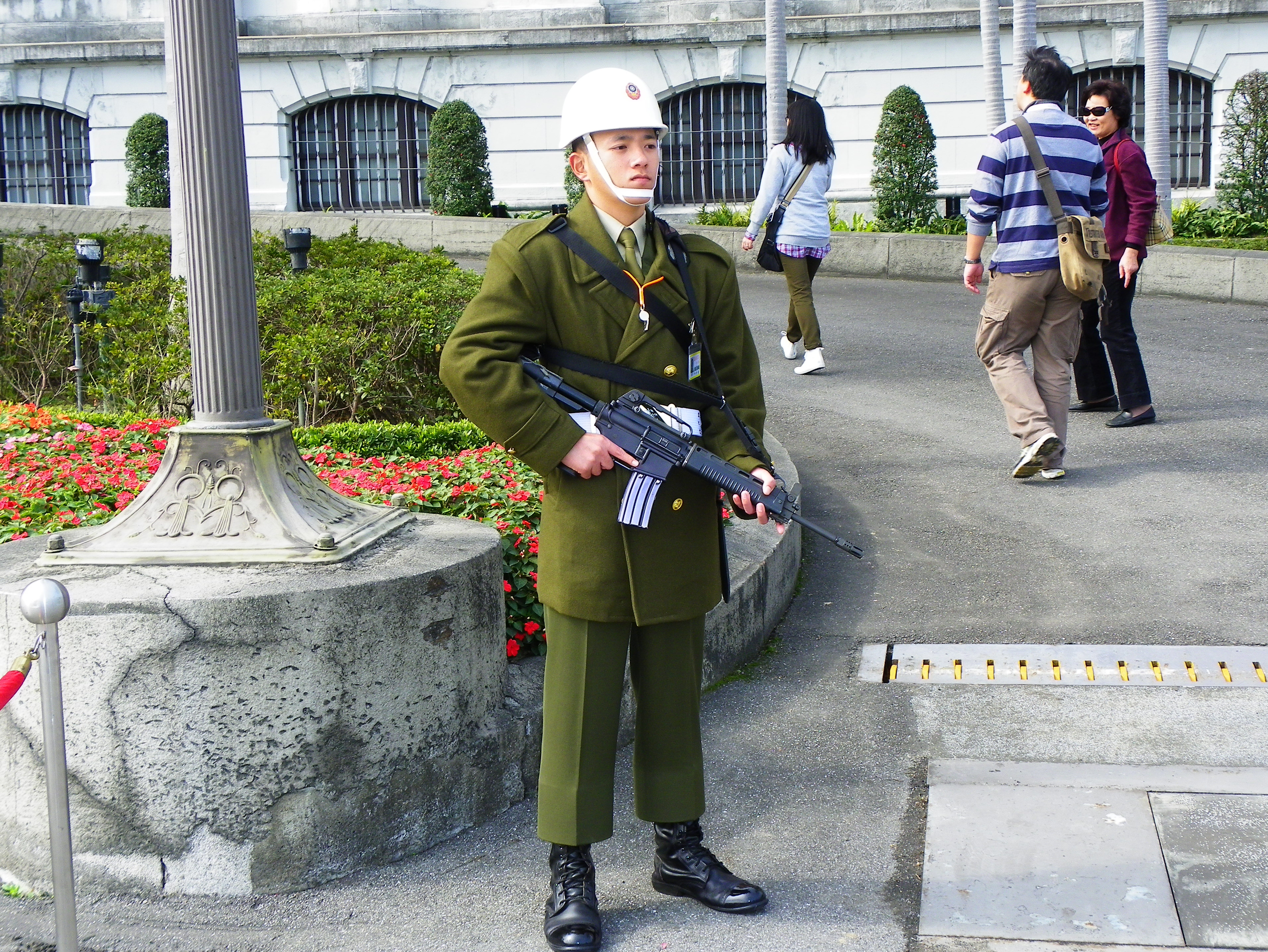
外套を着用した憲兵（2010年1月1日）
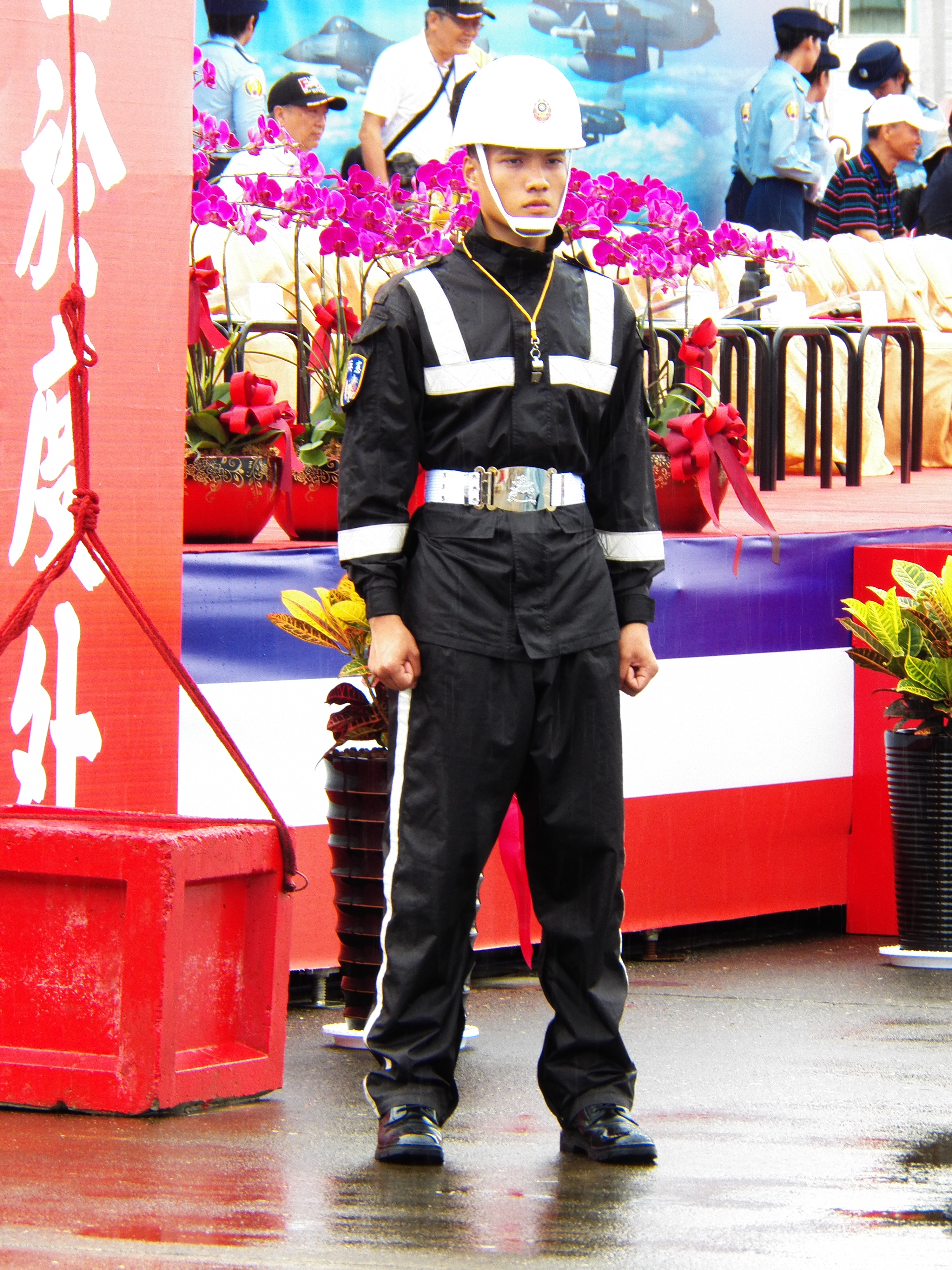
雨合羽を着用した憲兵（2012年8月11日）
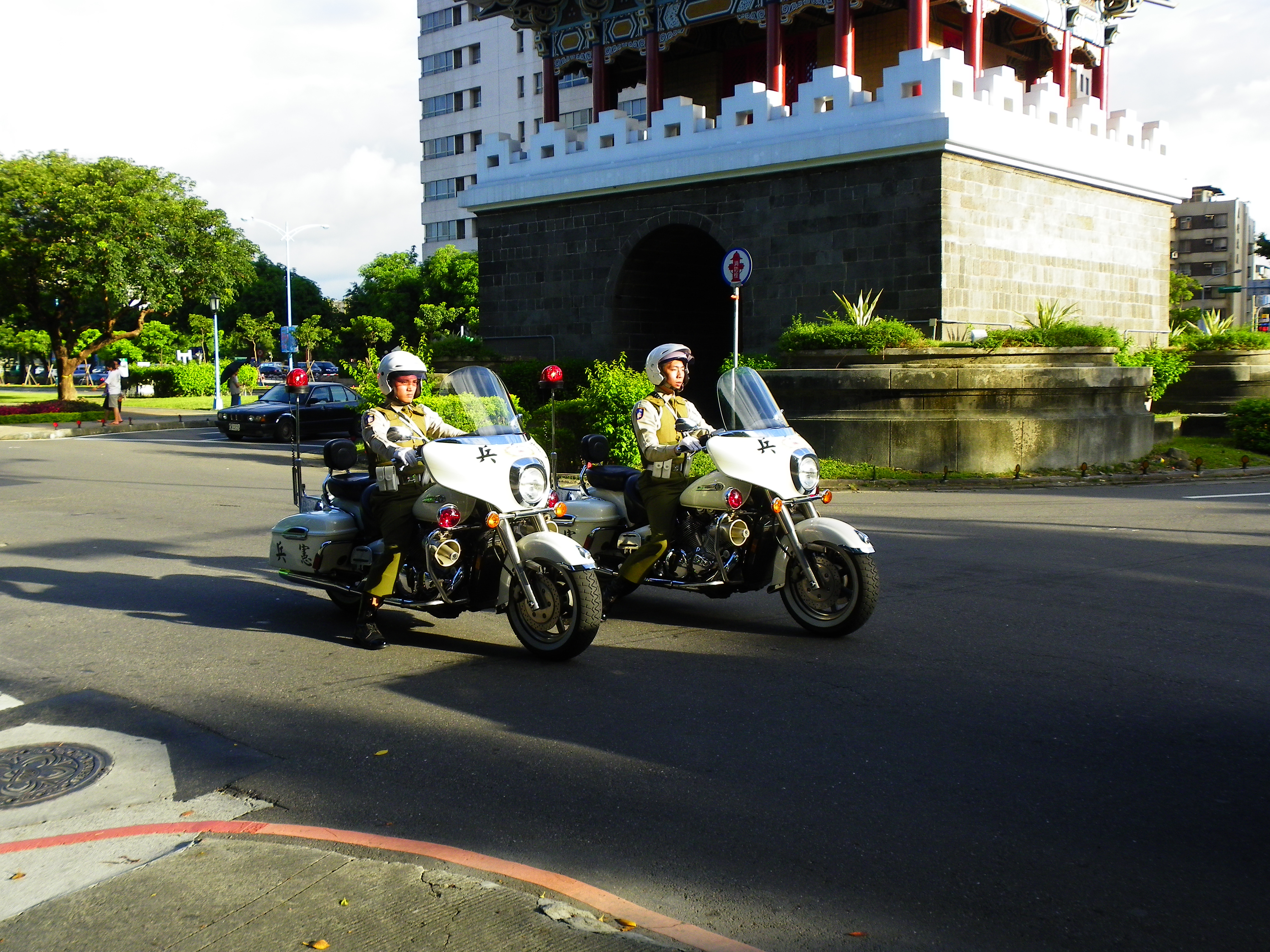
白バイ隊（2010年8月8日）
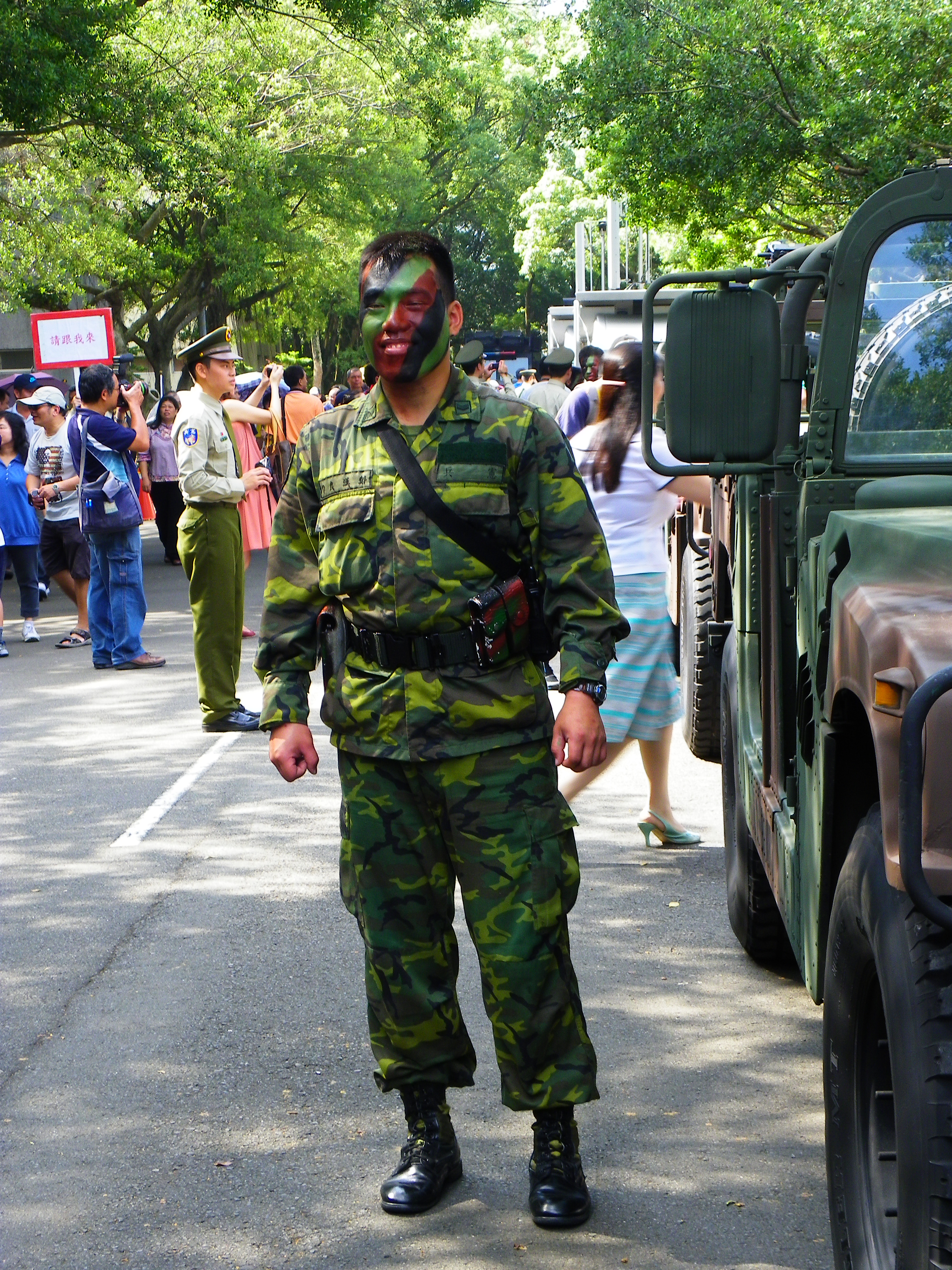
フェイスペイントを施した憲兵軍官。
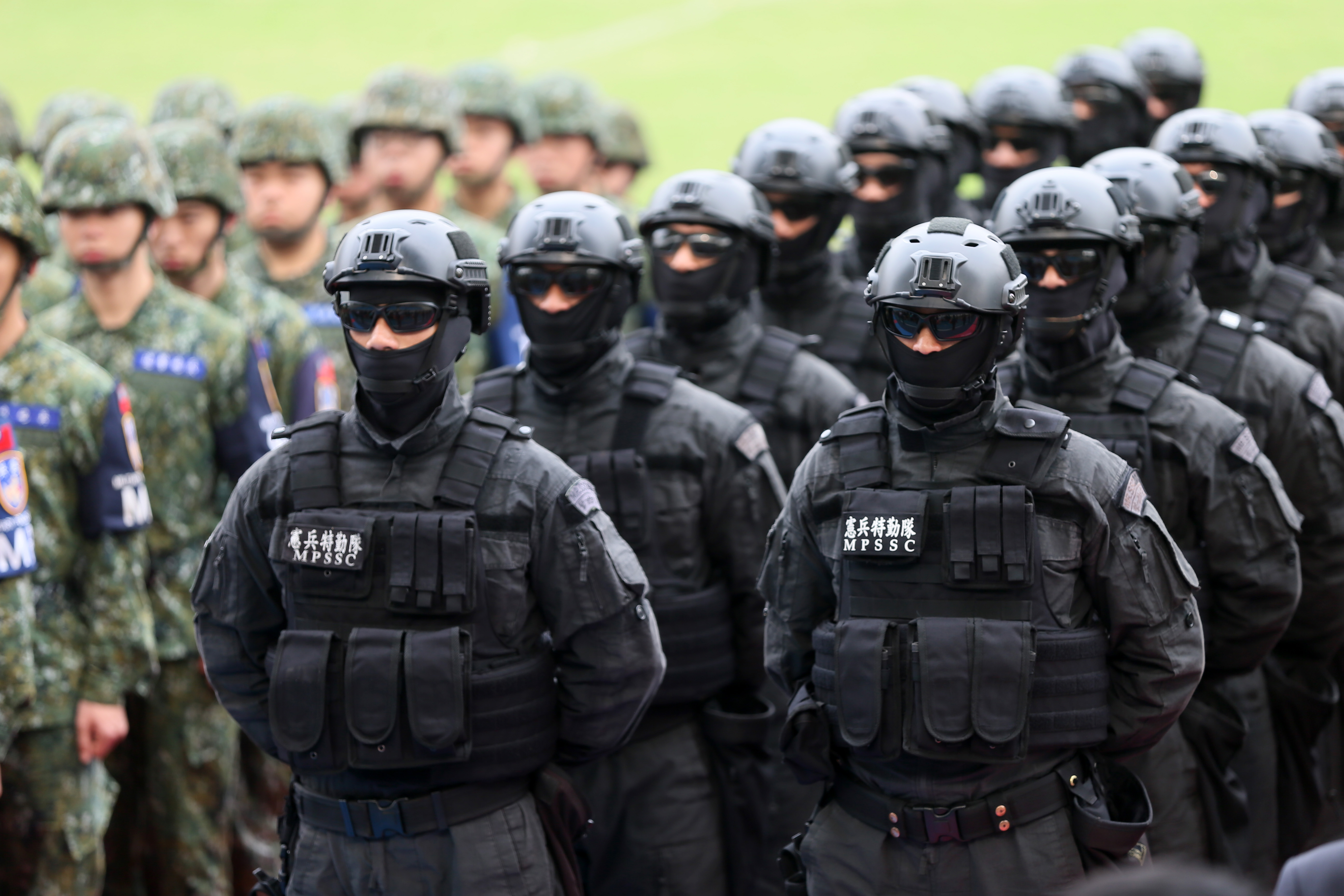
完全装備の憲兵特勤隊員（2017年3月）
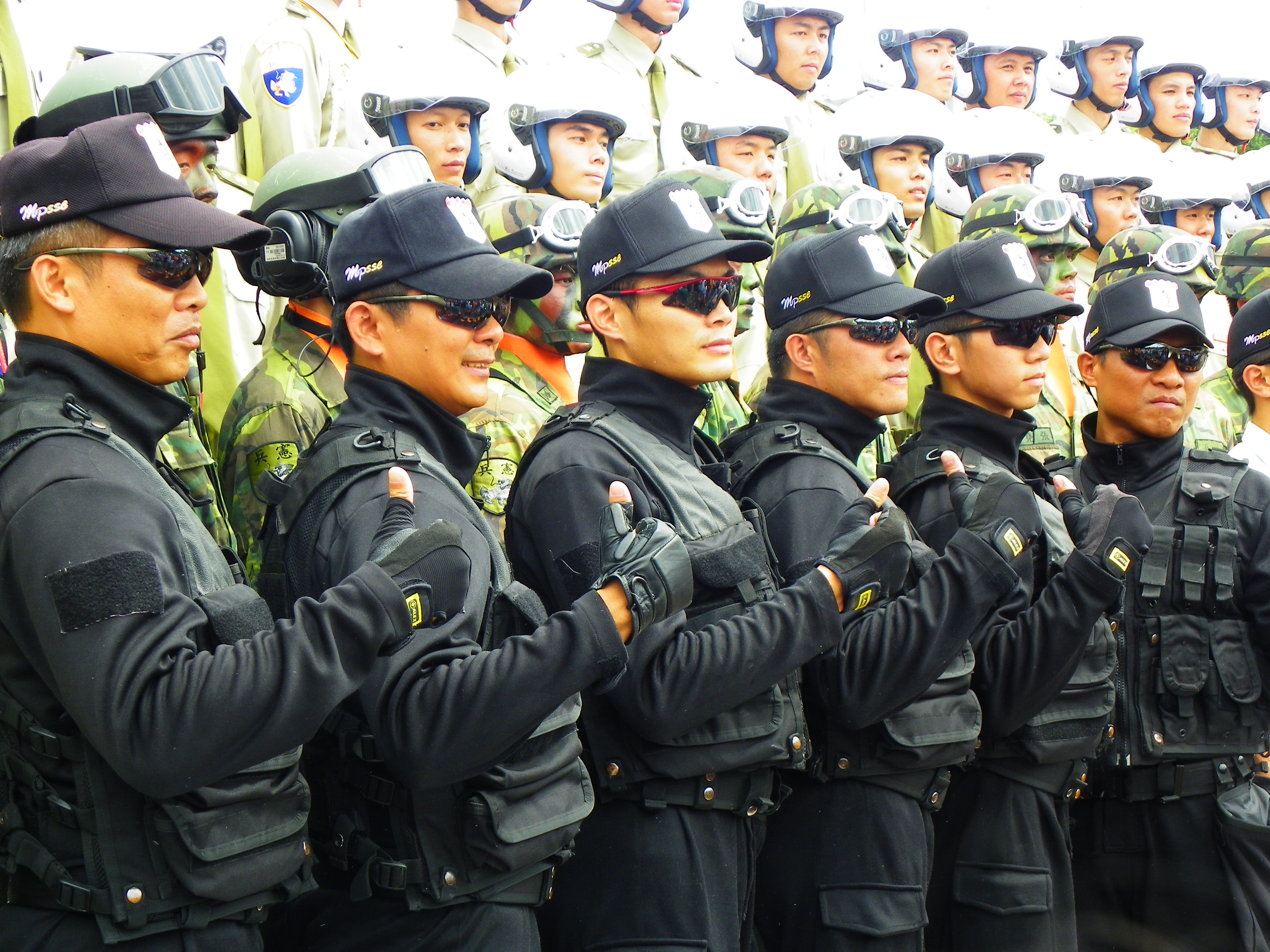
略帽の憲兵特勤隊員（2012年9月）
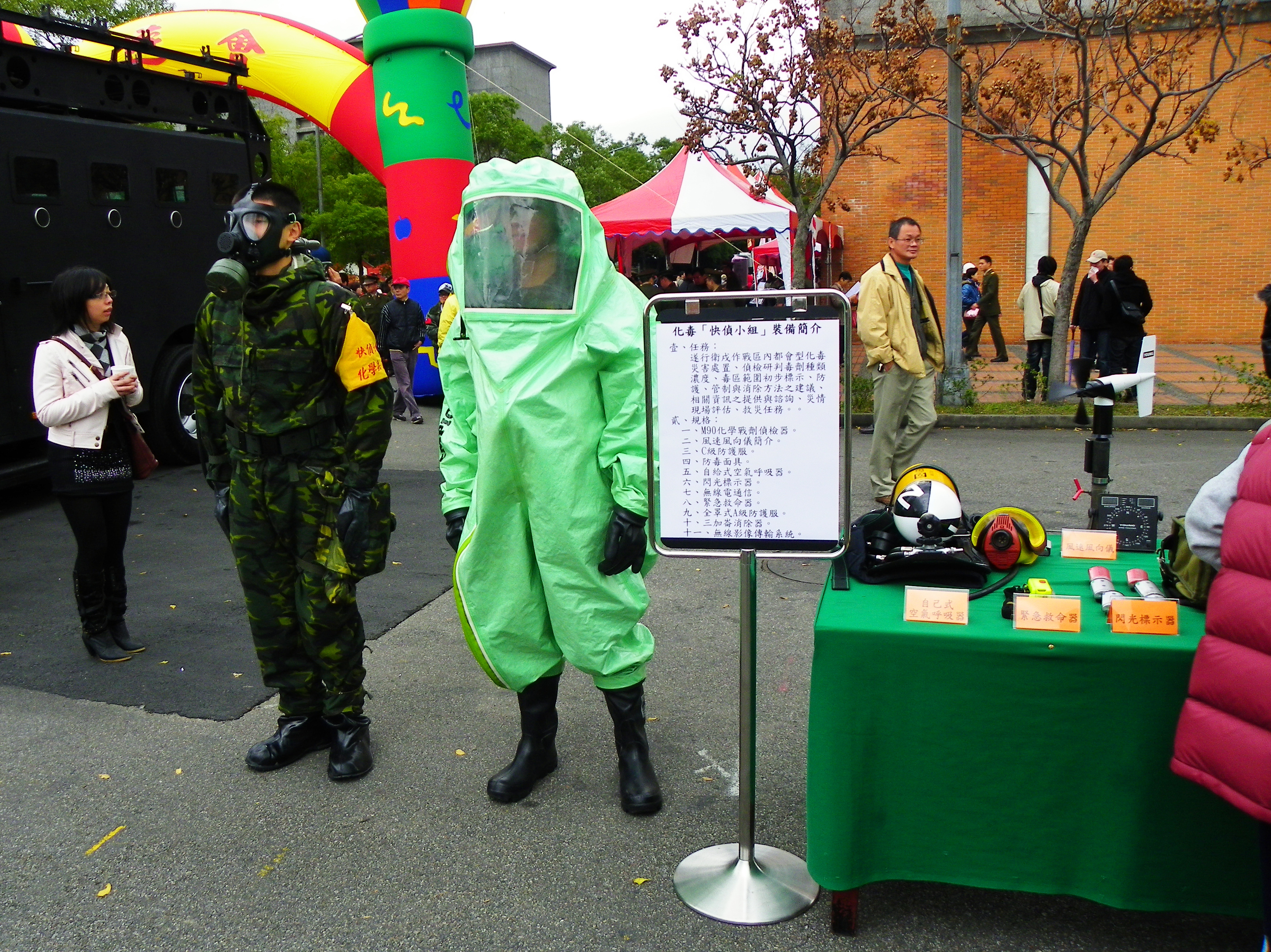
化学戦用装備(2011年1月15日)
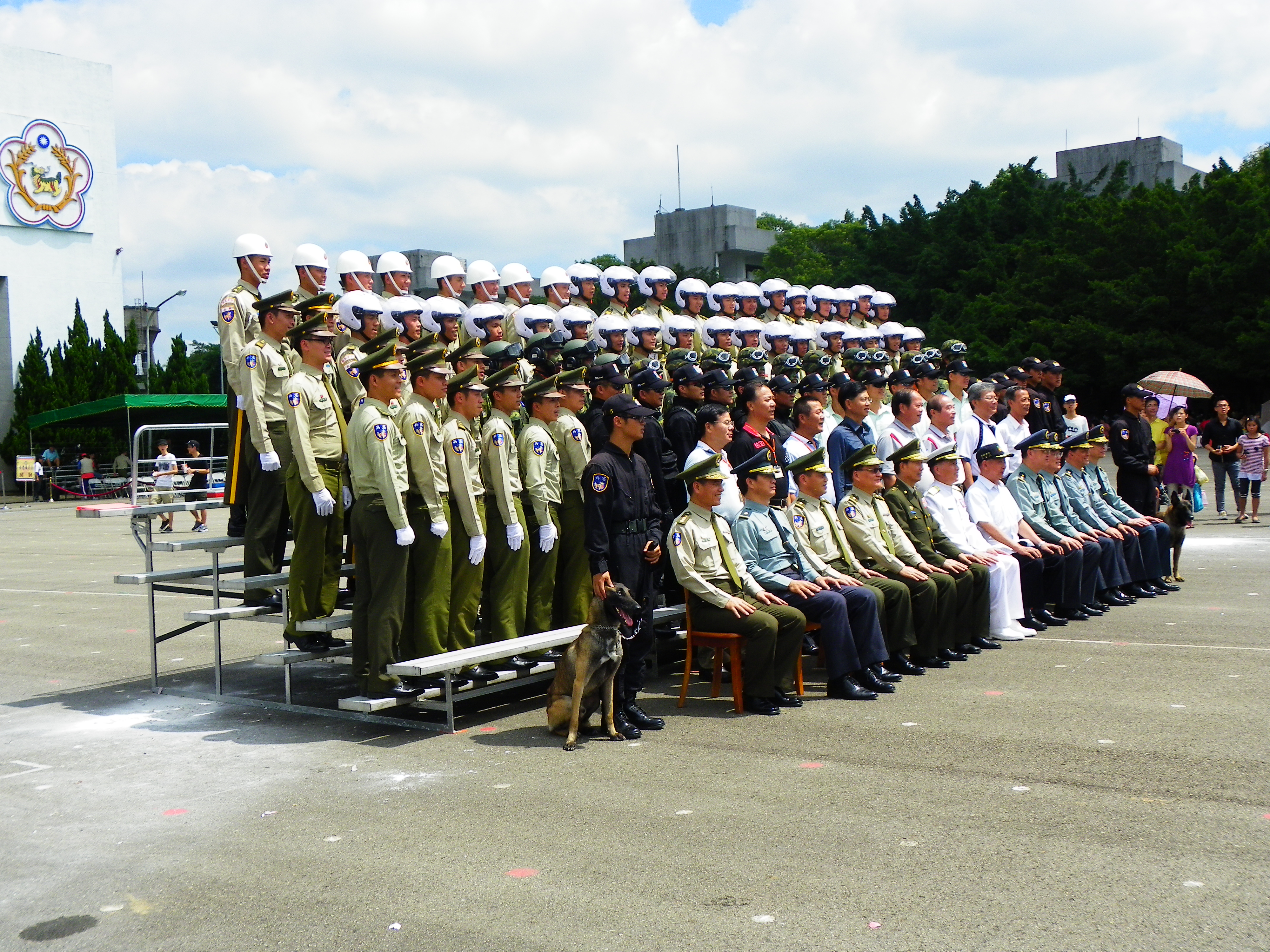
憲兵学校亀山校の開放イベントの後で記念撮影を行う関係者（2012年9月8日）

## 海軍
海軍は伝統的にイギリスの影響を強く受けている。
清代では当初、従来のいわゆる満州族の民族衣装にネイビーブルーの生地、袖章、短剣、ベルトというように英海軍の要素を取り入れた中洋折衷の軍服が使用された。日清戦争後、海軍も全面的な改正に乗り出し、将校・下士官に冬はダブルブレストの開襟フロックコート、夏は白い詰襟の軍服が、兵用にはセーラー服がそれぞれ採用された。帽章も英海軍のデザインを受け、碇の上に赤い宝玉と竜を描いた。民国成立後も基本的なコンセプトは引き継がれたが、夏衣はロシア海軍のものに近い意匠へと変更された。
北洋政府成立後、冬服に日本海軍とよく似た前合わせがホック留めの詰襟常服が採用された。戦後は再び開襟に戻り、現在に至る。また、軍官には米海軍のサービスドレス・カーキやワーキング・カーキ型の、水兵にはユーティリティ型の常勤服が着用されるようになる。
水兵は襟後部端に青天白日章がつく。
軍装近代化の試みは同治7年（1869年）に福州船政局が行っている。陸軍と同型の伝統的な「号衣」で、胸の補子の中には「○○輪船」と乗艦する艦名が書かれた。光緒7年（1882年）に英国を参考に中洋折衷の軍服と階級を規定した「北洋水師号衣図説」が制定された。軍服は、伝統的な水師服が近代艦船に不向きであったことから朝廷の同意で長袍を改良した短褂とし、袖に階級や職種を示した花柄の図案を付けた。官弁（士官）の袖口の大きさは6寸、5寸。袖章は、官弁は宝珠を竜2匹が対に囲む意匠で、とぐろの往復する本数で階級を示す。宝珠の色は、提督～参将が赤、遊撃～守備は青、千総・把総は白。水手は、上衣中央に四角形の補子が付けられ、左襟に「北洋海軍」、右襟には艦艇名が書かれた。日清戦争敗戦後の光緒24年（1898年）ごろ、夏服として肩に花紋の付いた白い短褂と「涼草帽」（麦わら帽子）が導入された。この涼草帽は高さ2.5寸、沿寛6寸とされる。
宣統元年（1909年）に陸軍の三等九級階級制を参考に海軍階級が制定され、同時に完全洋式の軍装が制定された。大礼服・常礼服・常服などに分類される。

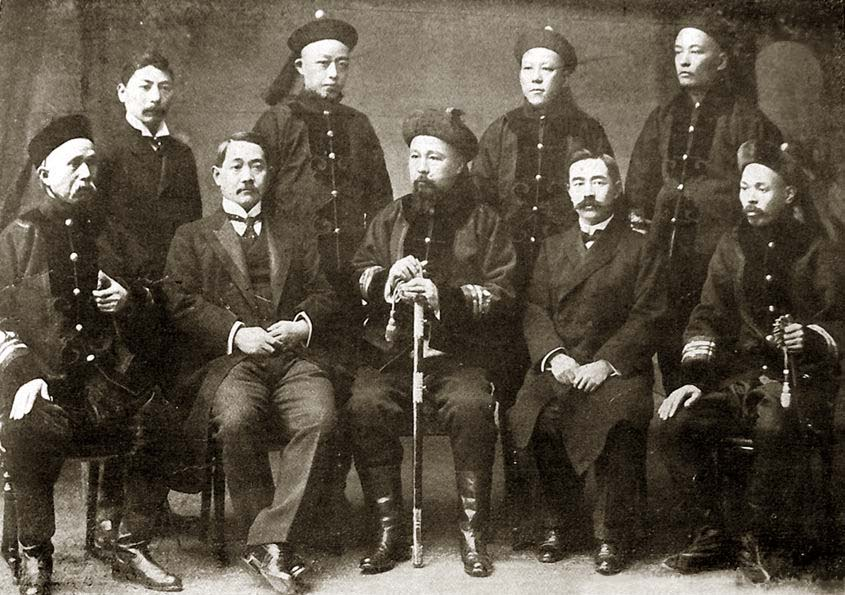
サーベルを佩用する管帯たる官弁ら。前列左の一名は朝靴を、それ以外はブーツを履いている（1906年）
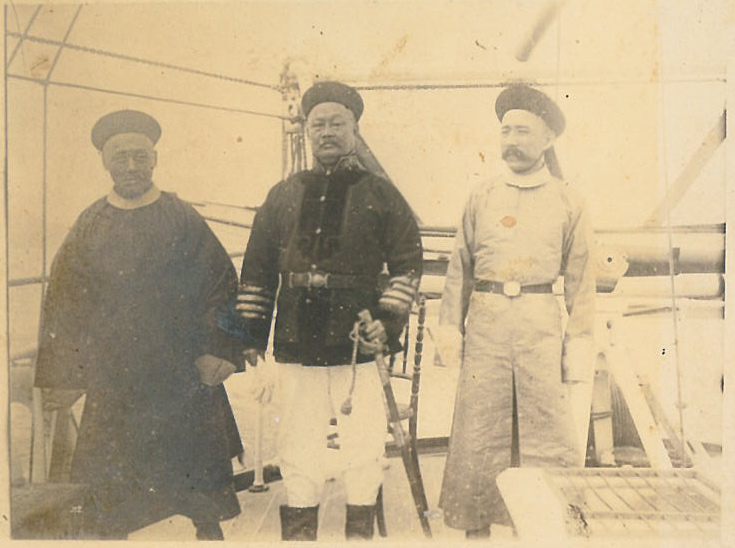
中央の官弁（赤溪協副将・呉敬栄）はベルト、サーベル、ブーツなどを着用（1907年）
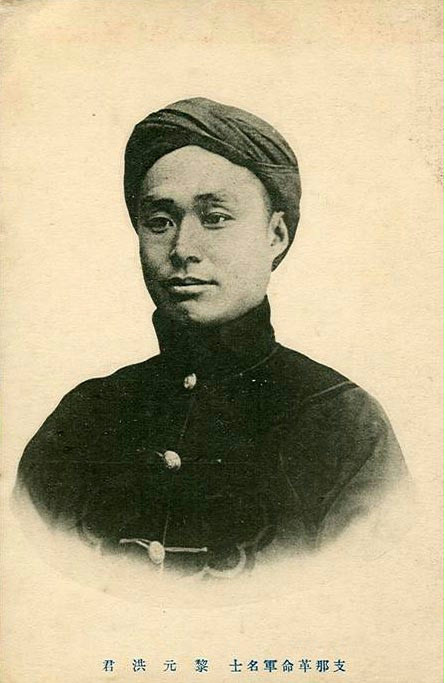
広甲号二管輪当時の黎元洪
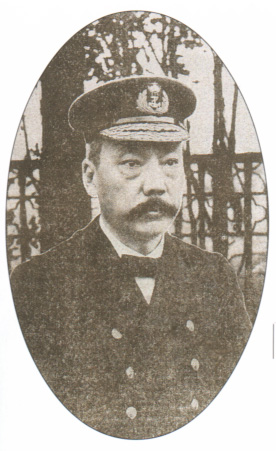
冬服の清国海軍将官。鄭汝成（中国語版）
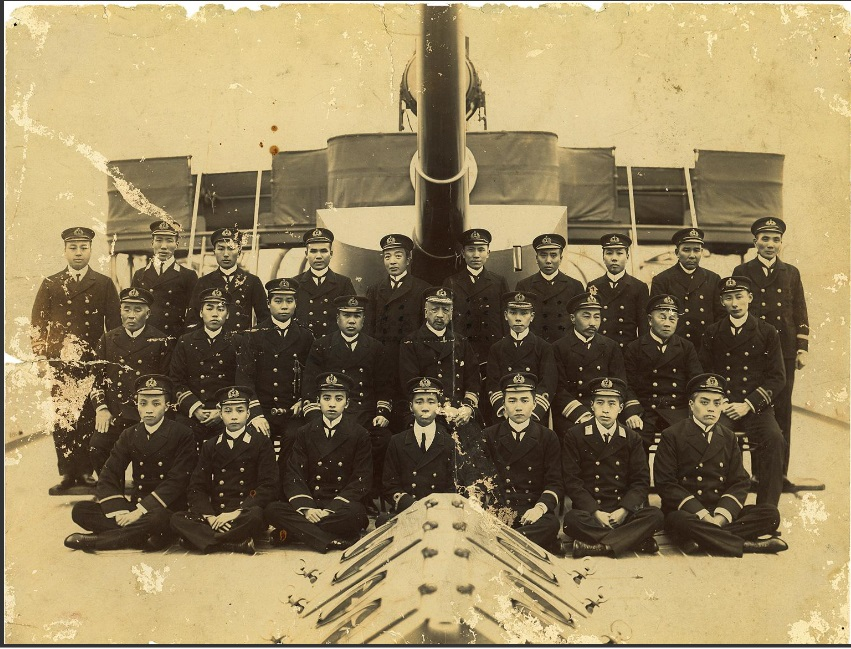
海圻乗組の軍官
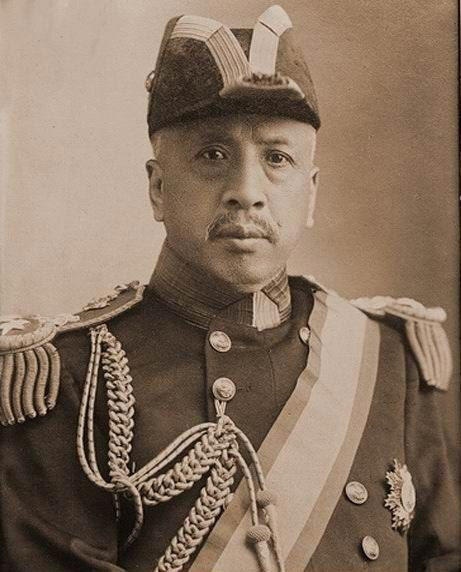
大礼服の将官。程璧光（1911年）
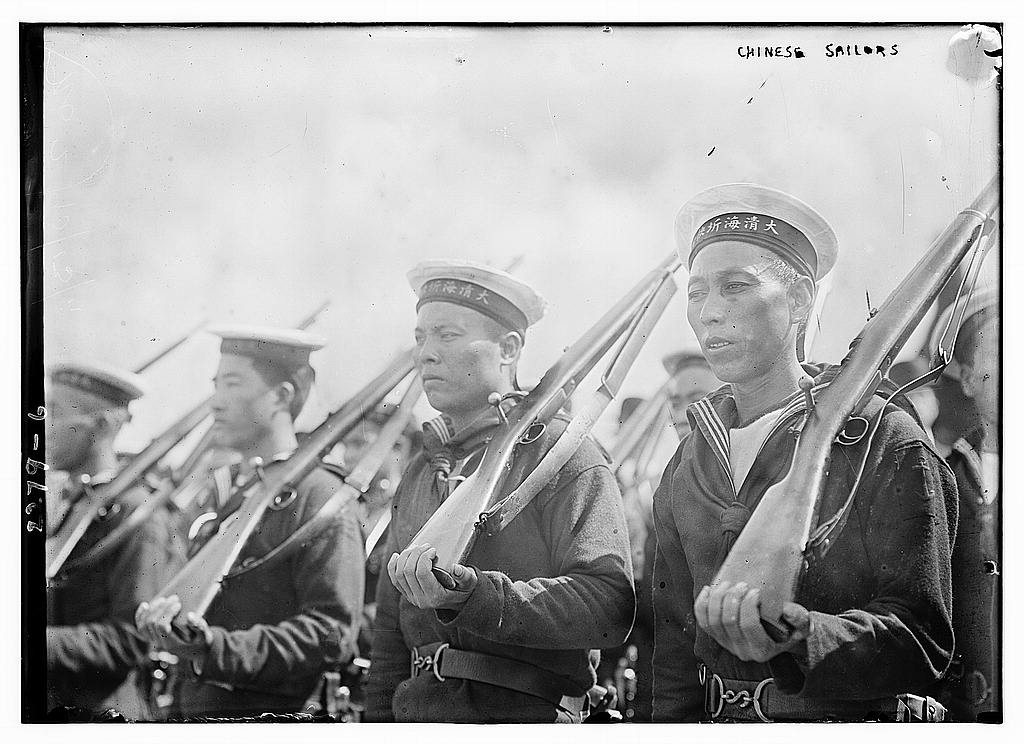
洋装導入後の水兵。ペンネントには「大清海圻快船（巡洋艦の意）」とある（1911年）
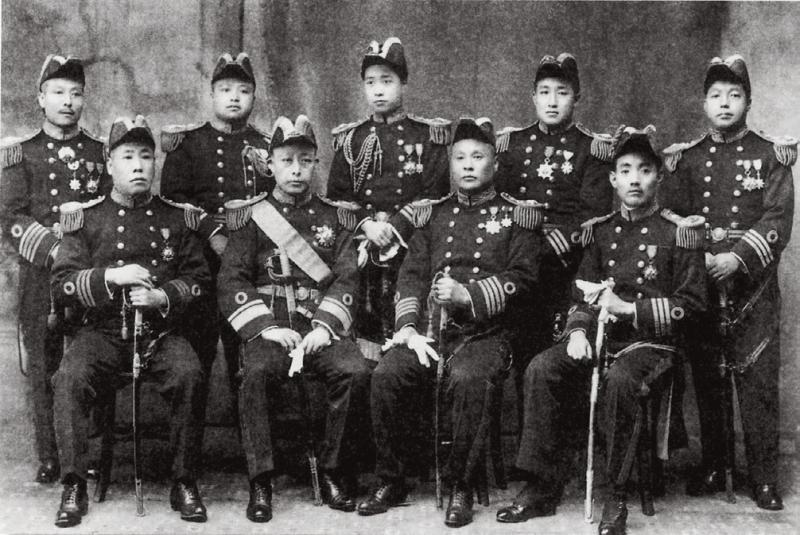
大礼服の軍官。（1911年）

1913年1月19日に臨時大総統令により海軍服制が定められ、1918年10月21日に海軍部により「海軍服装規則」が制定された。
国民政府としての規定は1930年（民國19年）6月17日に制定された。大礼服、礼服、公服、常服、晩礼服、晩公服、晩常服の7種類に分類される。戦後1946年ごろから軍官冬常服が開襟型となり、1950年代にはアメリカ式の軍便服が導入されるようになる。軍官は長袖の「黄乙」と半袖の「黄丙」、水兵にはユーティリティ型の作訓服が着用された。

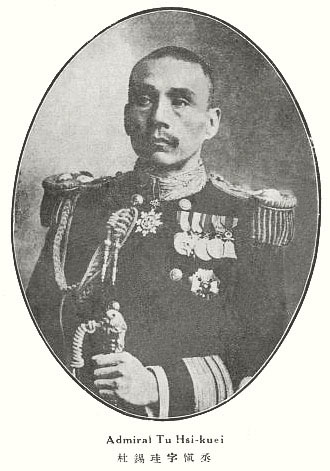
礼装の北洋海軍将官。杜錫珪（1920年代）
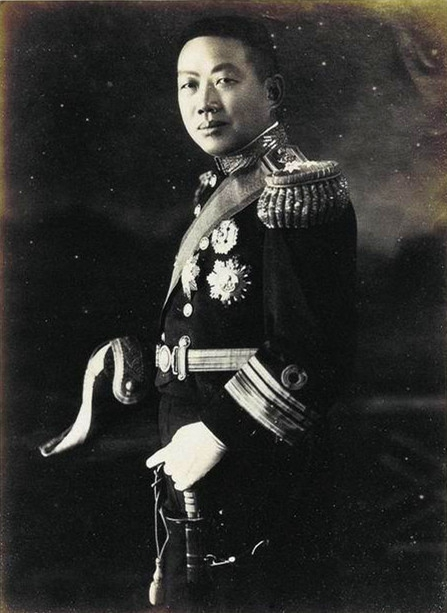
礼装の東北海軍中将（沈鴻烈、1927年）
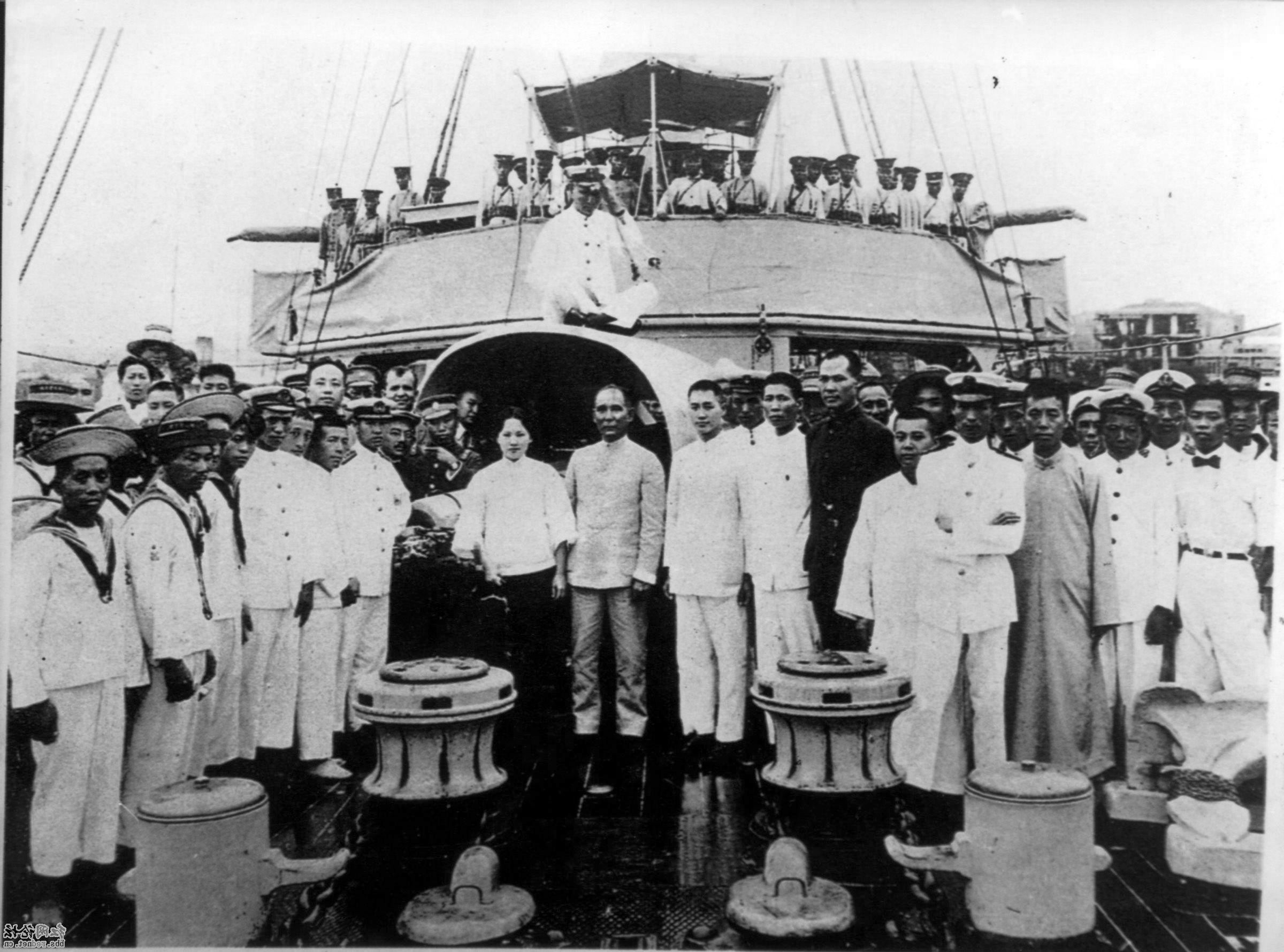
北洋海軍の夏服。日本海軍の影響が強い。（1922年6月ごろ）
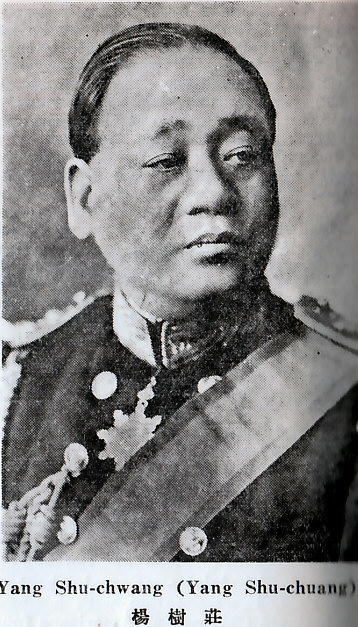
礼装の海軍将官。楊樹荘（1920年代末ごろ）
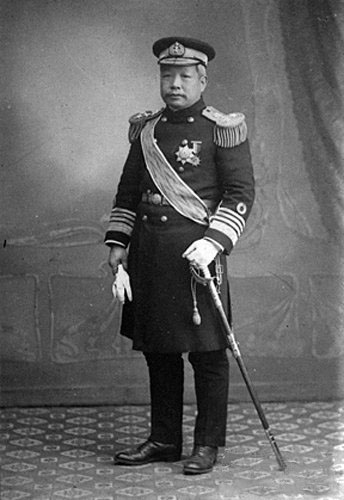
礼装の海軍将官。劉冠雄
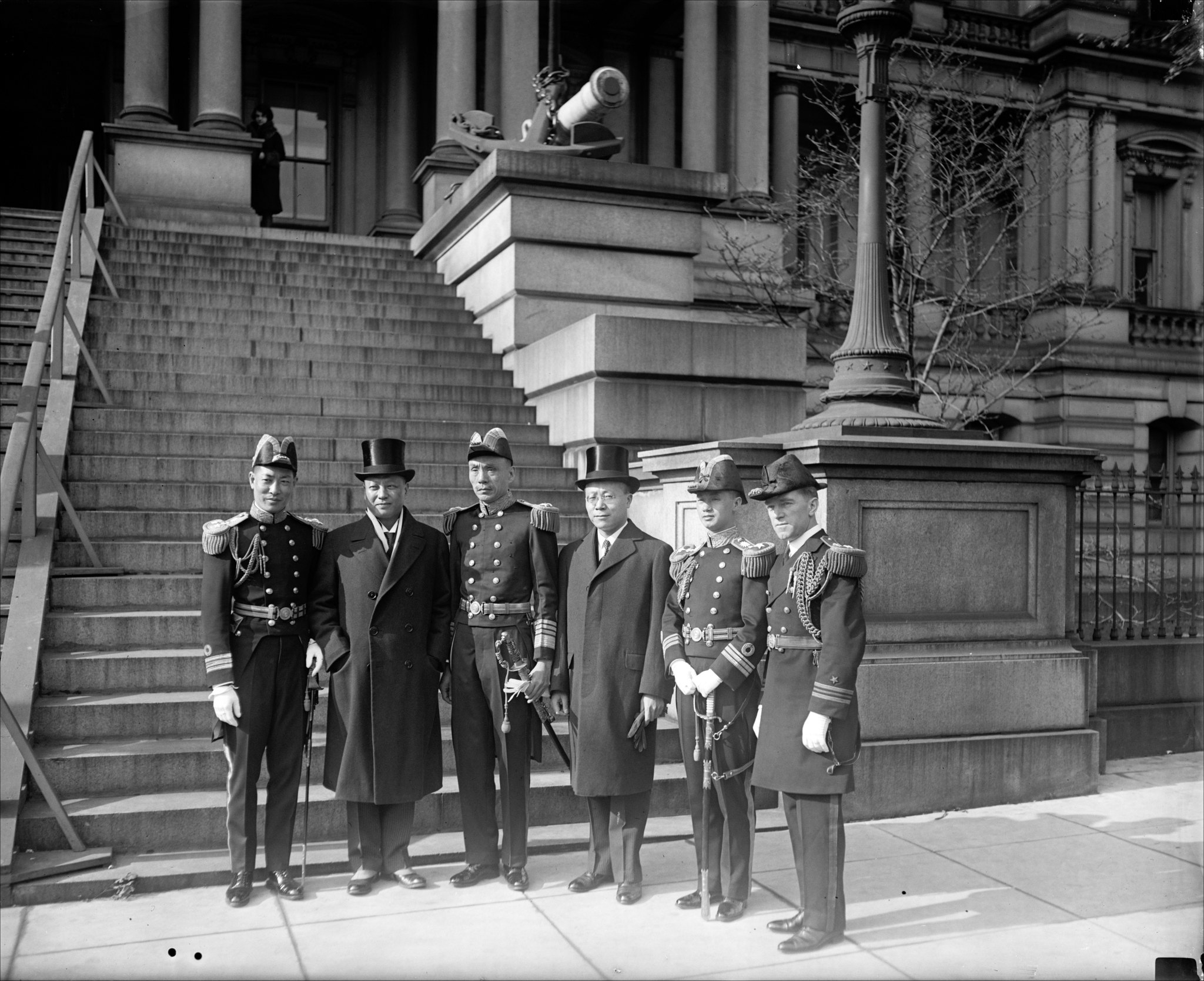
礼装の海軍士官ら（左端中校、左より三人目大将、一人置いて中校）。右端は米海軍士官（トーマス・デビット・カー少佐） (1930年1月16日)
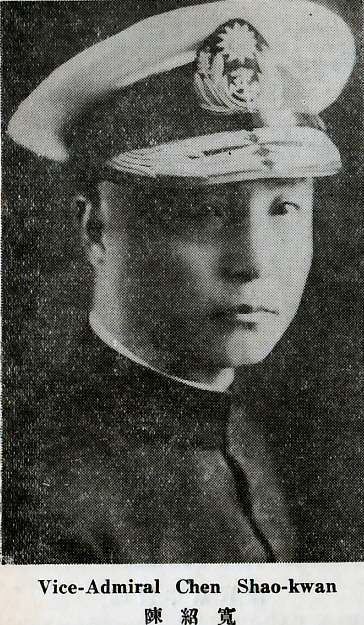
海軍将官。帽章は英海軍の影響を受けているが、上衣は日本海軍の影響が強い。陳紹寛、1931年。
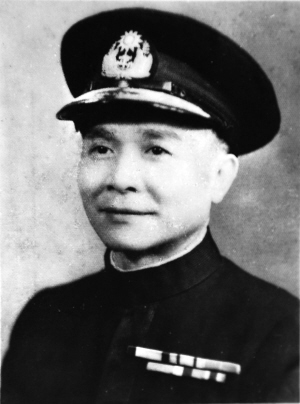
海軍上将。日覆を外しているが、特に年中付けなければならないという指定は無い様である。陳策（中国語版）
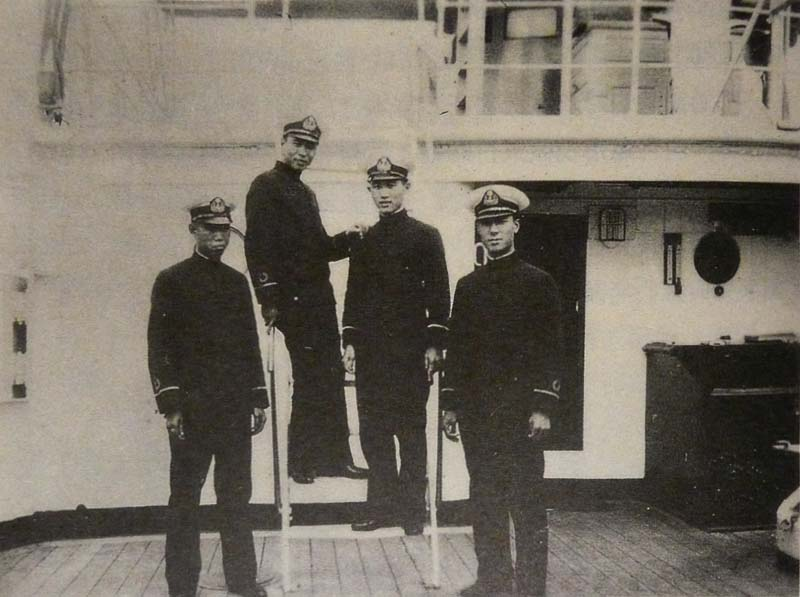
海軍の少尉候補生ら。
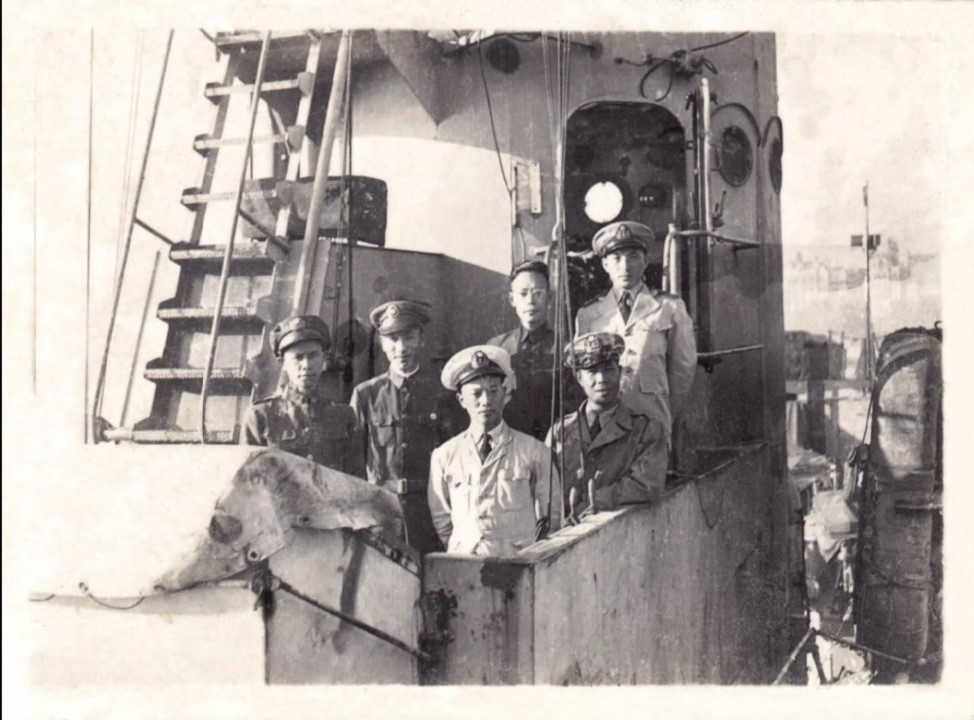
終戦直後の海軍将兵（1946年）
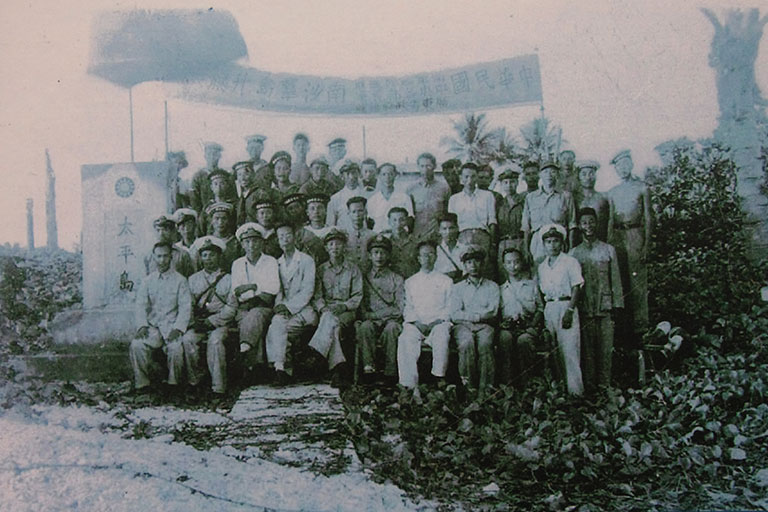
終戦直後の海軍将兵（1946年）
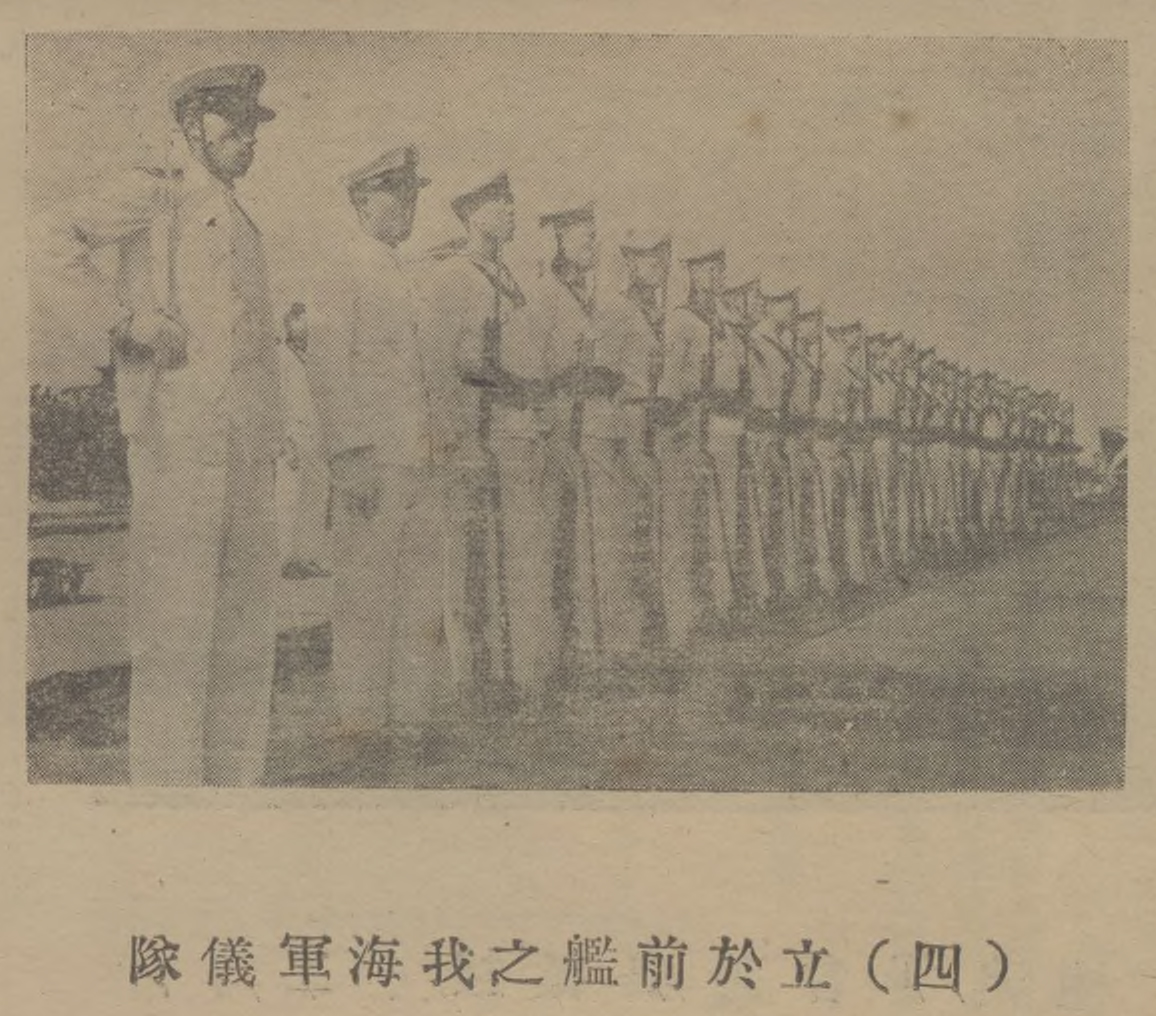
終戦直後の海軍将兵（1947年）

現行は礼服・晩礼服・軍常服・軍便服の4種類に分類されている。
上士以上の軍常服は冬季は一種類のみだが、夏季ではサービスドレス・ホワイトに相当する甲式、サービスドレス・カーキに相当する乙式、サマー・ホワイトに相当する丙式の三種類がある。軍便服ではネクタイを甲式、ノータイを乙式、半袖ギャリソンキャップを丙式と定義している。

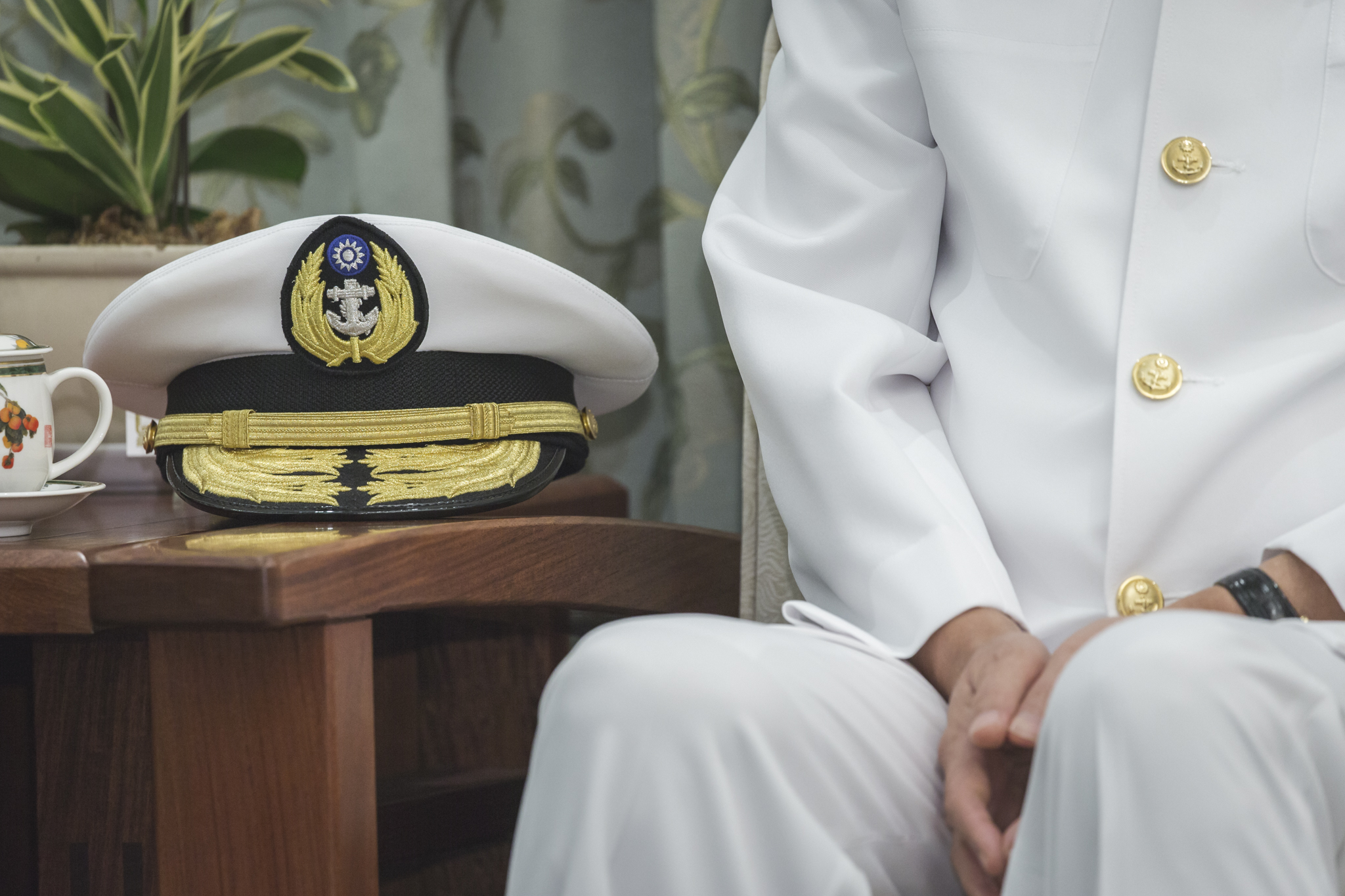
将校正帽
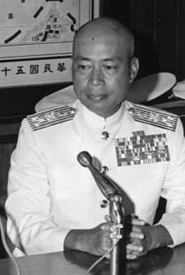
夏服の海軍総司令官（馮啓聡上将、1967年7月7日）
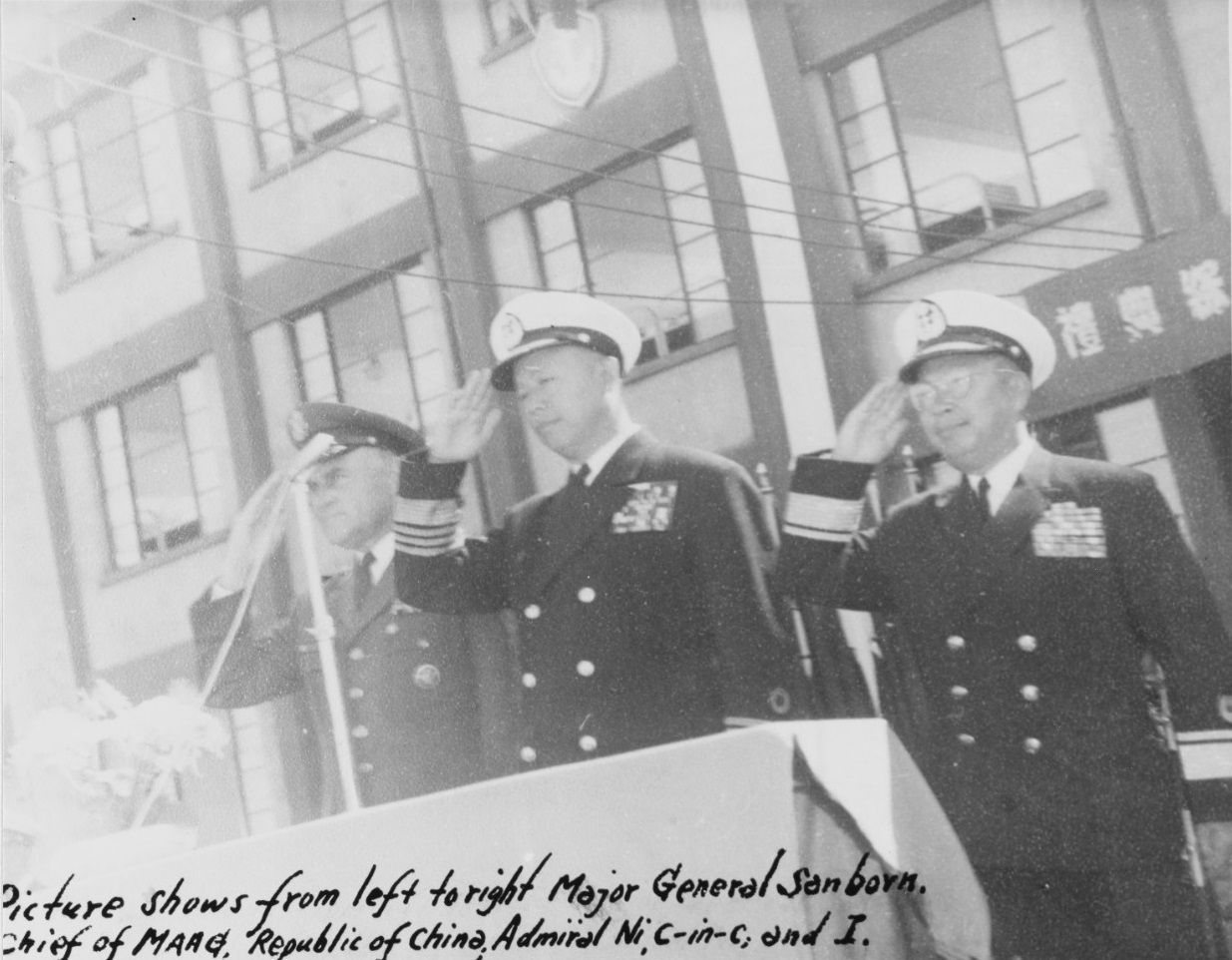
海軍総司令官（黎玉璽上将、中央）と海軍訓練司令部司令（周非少将、右）。左は米空軍将校（ケネス・O・サンボーン少将）（1965年3月）。
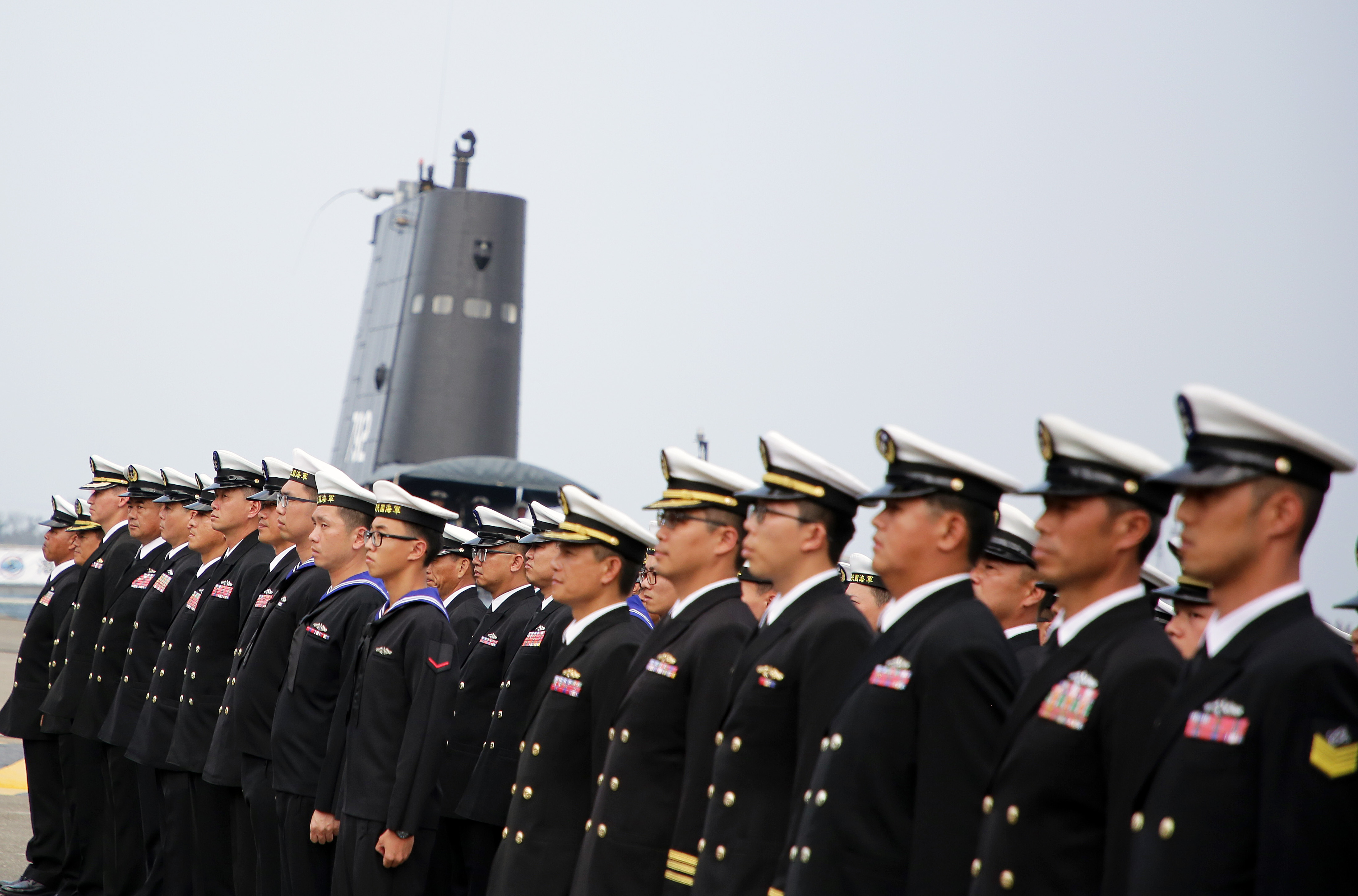
冬常服の将兵ら（2017年3月22日）
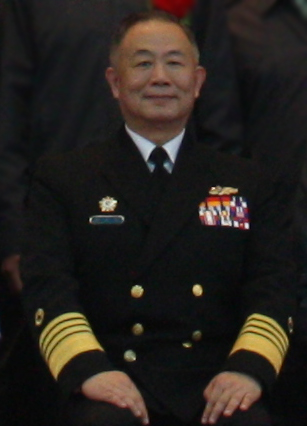
冬常服の海軍司令官（陳永康二級上将、2013年7月7日）
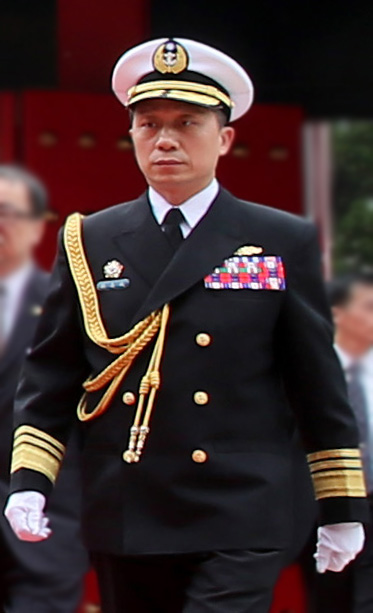
総統府侍従武官長飾緒を着用した海軍将官（劉志斌中将、2017年3月29日）
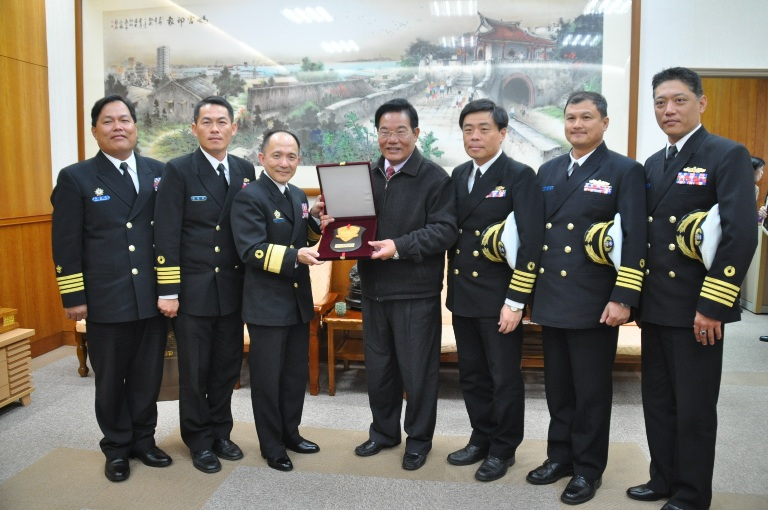
冬季常服姿の上校と少将ら（2011年3月2日）

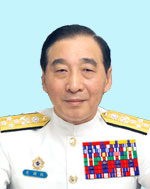
4つ星の階級章を着用する夏季甲式軍常服の海軍一級上将（林鎮夷、2013年1月16日）
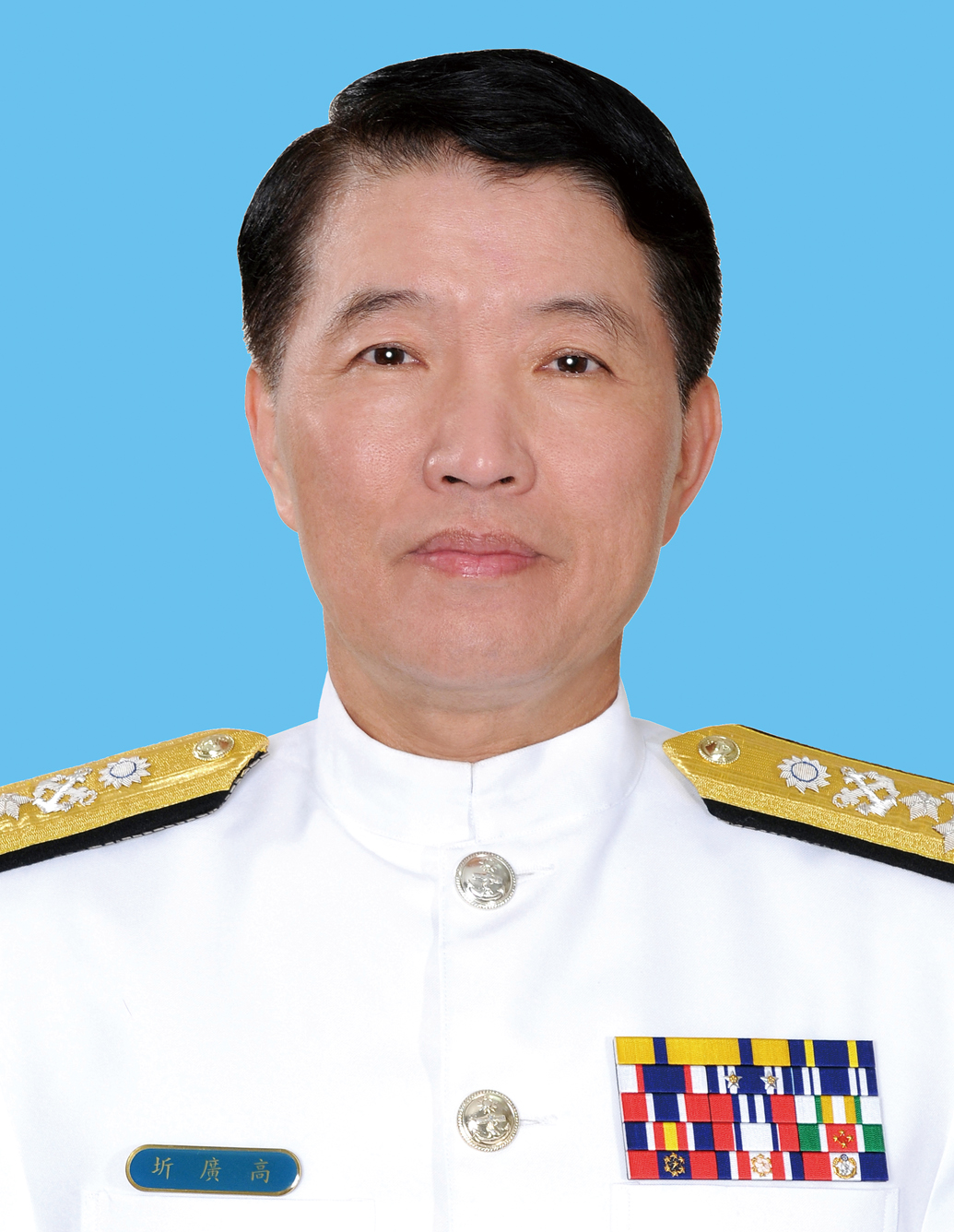
夏季甲式軍常服の海軍二級上将（高廣圻、2008年5月25日）
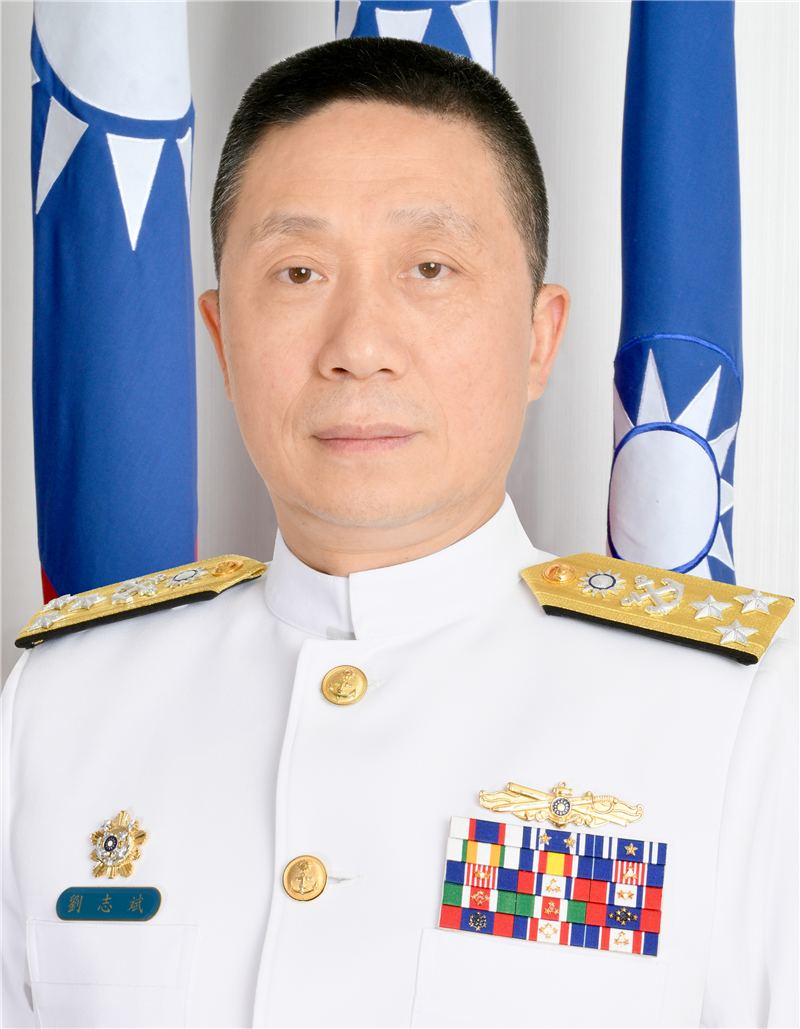
夏季甲式軍常服の海軍二級上将（劉志斌、2020年1月16日）
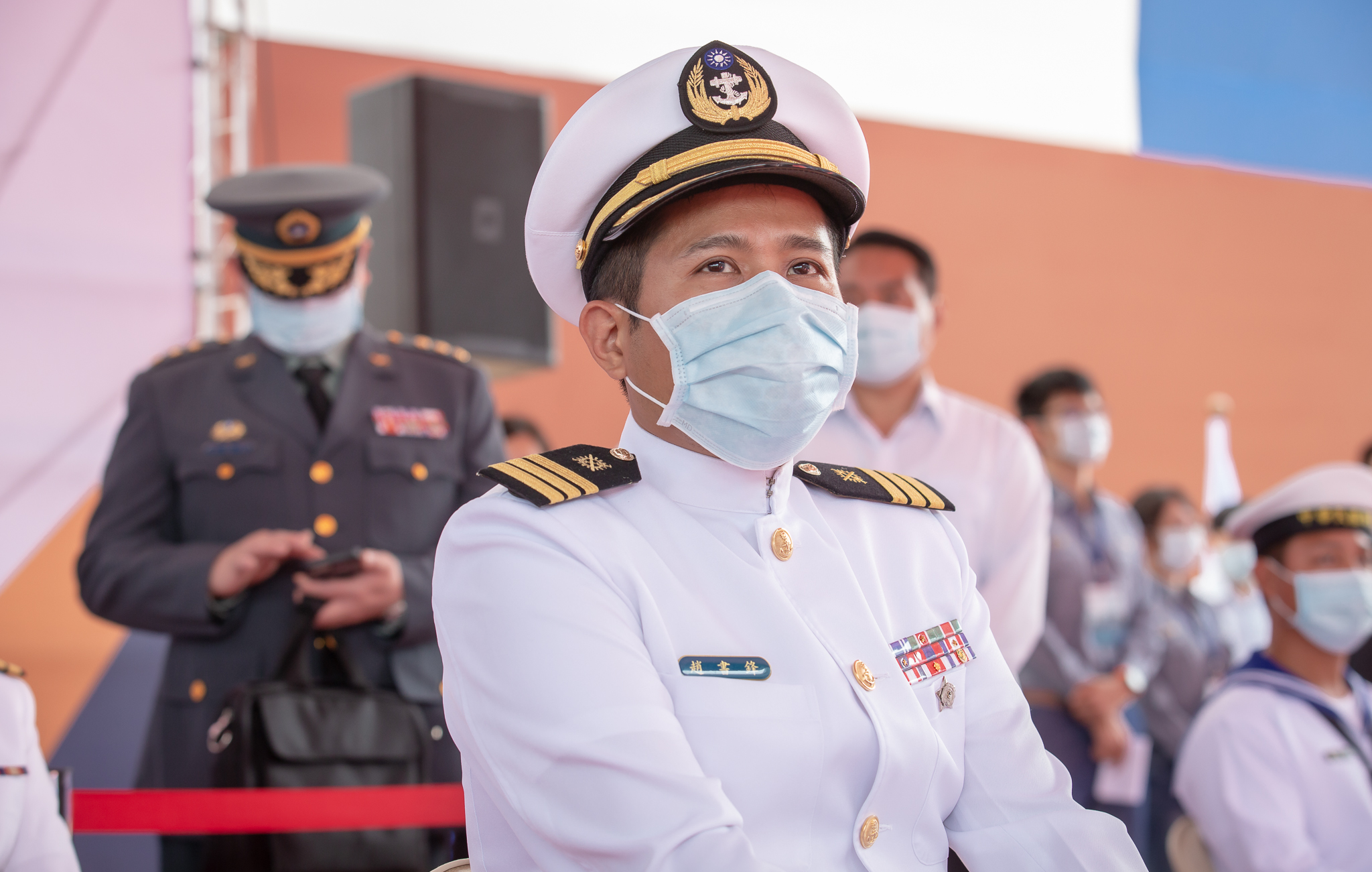
夏季甲式軍常服の海軍中校(2021年4月13日)
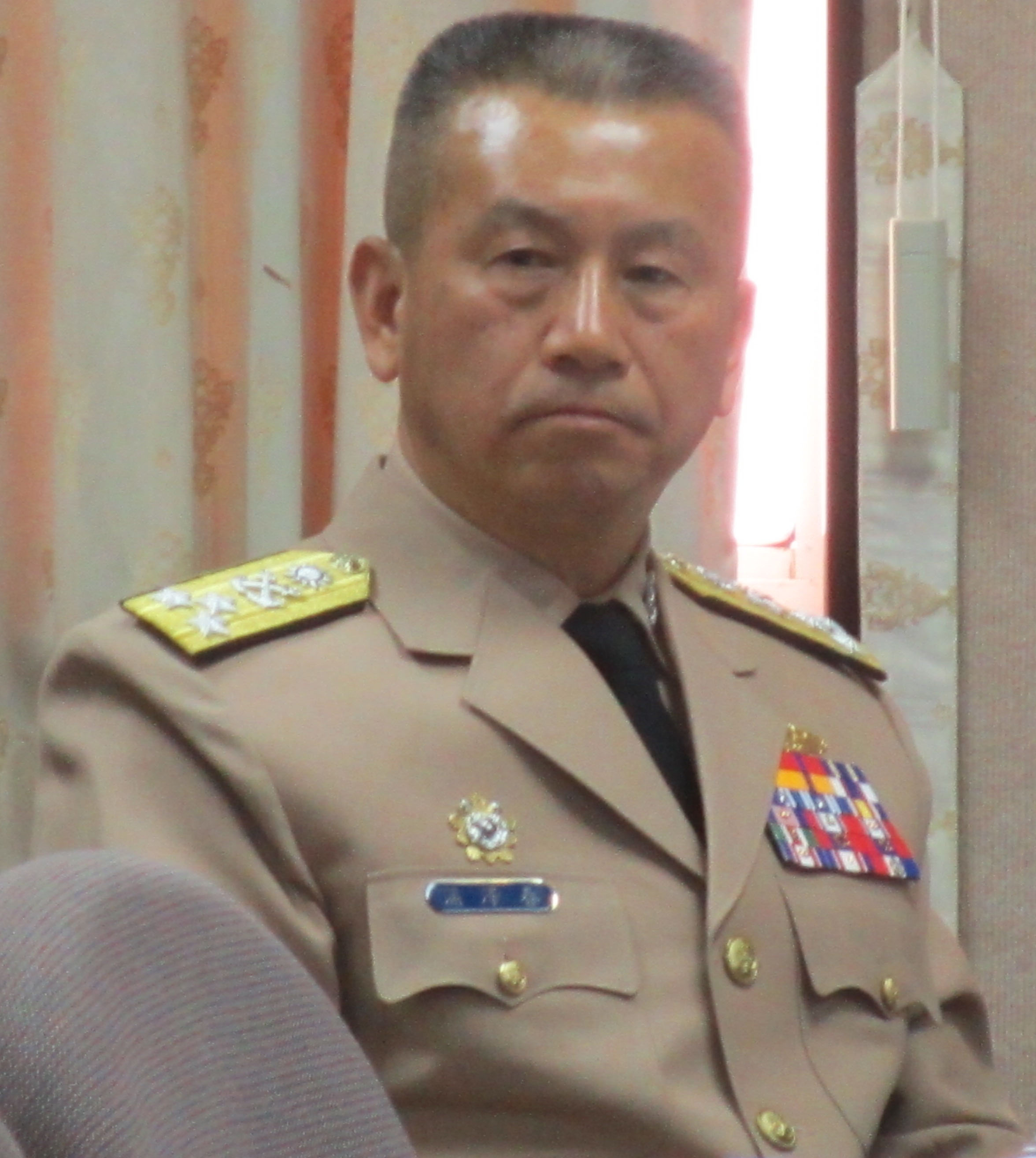
夏季乙式軍常服の二級上将（蒲沢春、2015年4月9日）
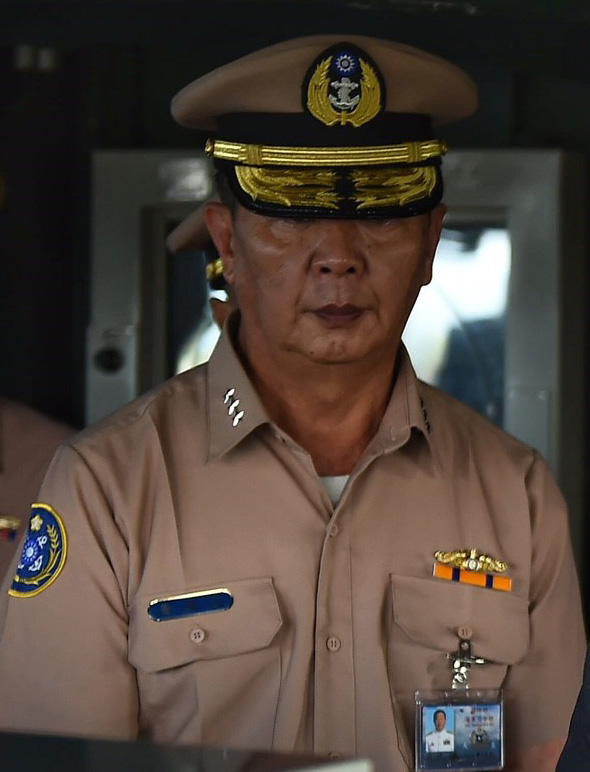
夏季乙式軍便服の二級上将（黃曙光、2016年7月12日）
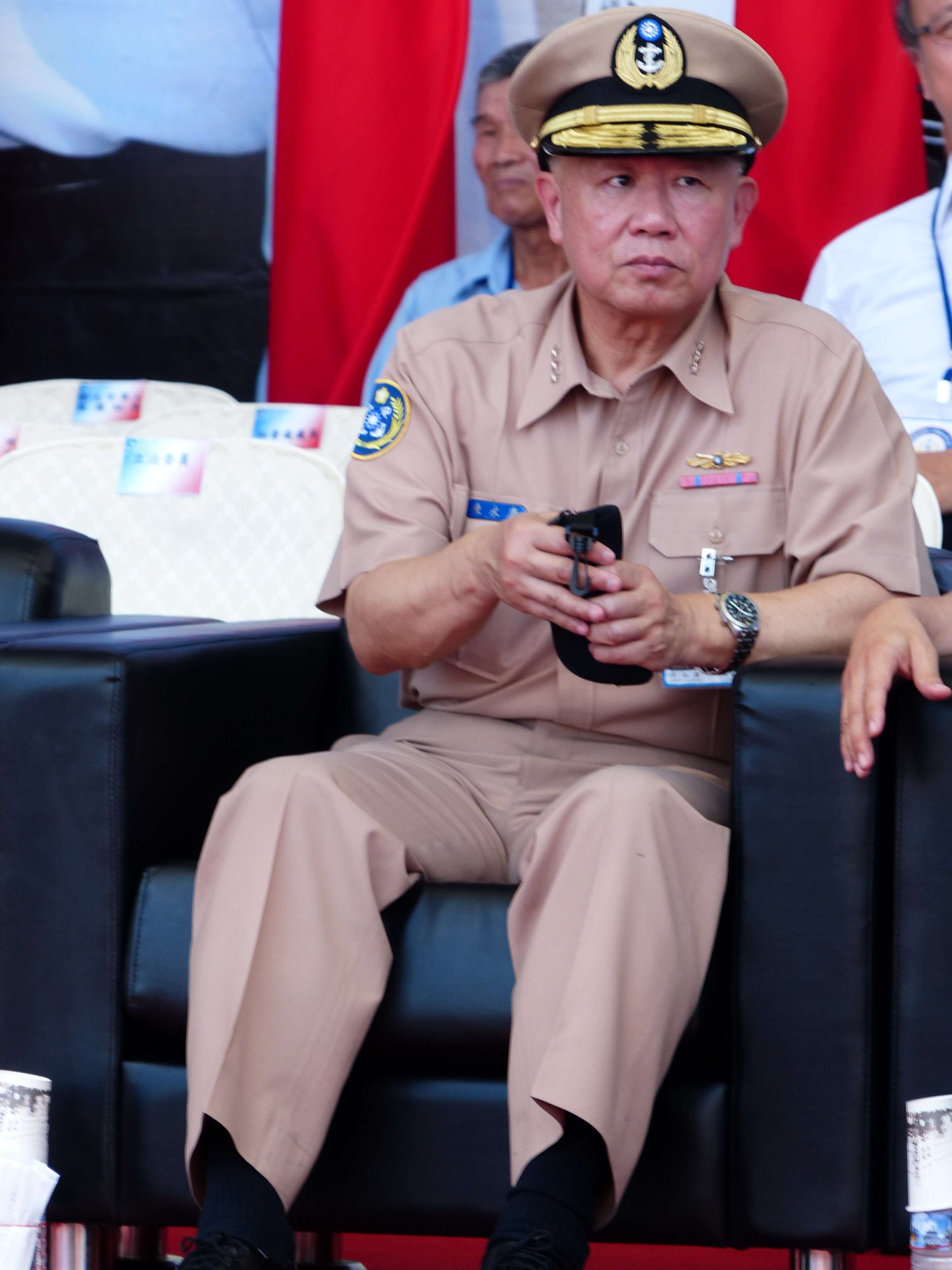
夏季乙式軍便服の二級上将（陳永康、2014年9月6日）
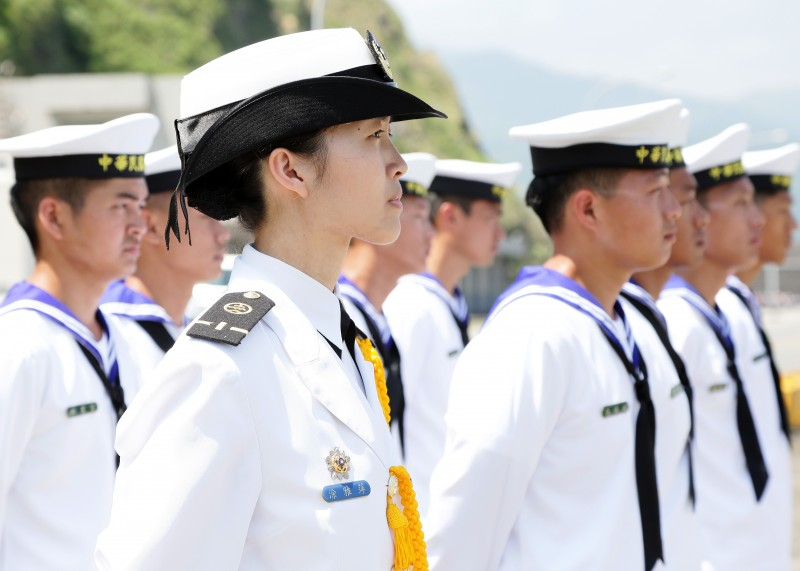
夏季甲式軍常服の女性通信三等士官長（2016年6月）
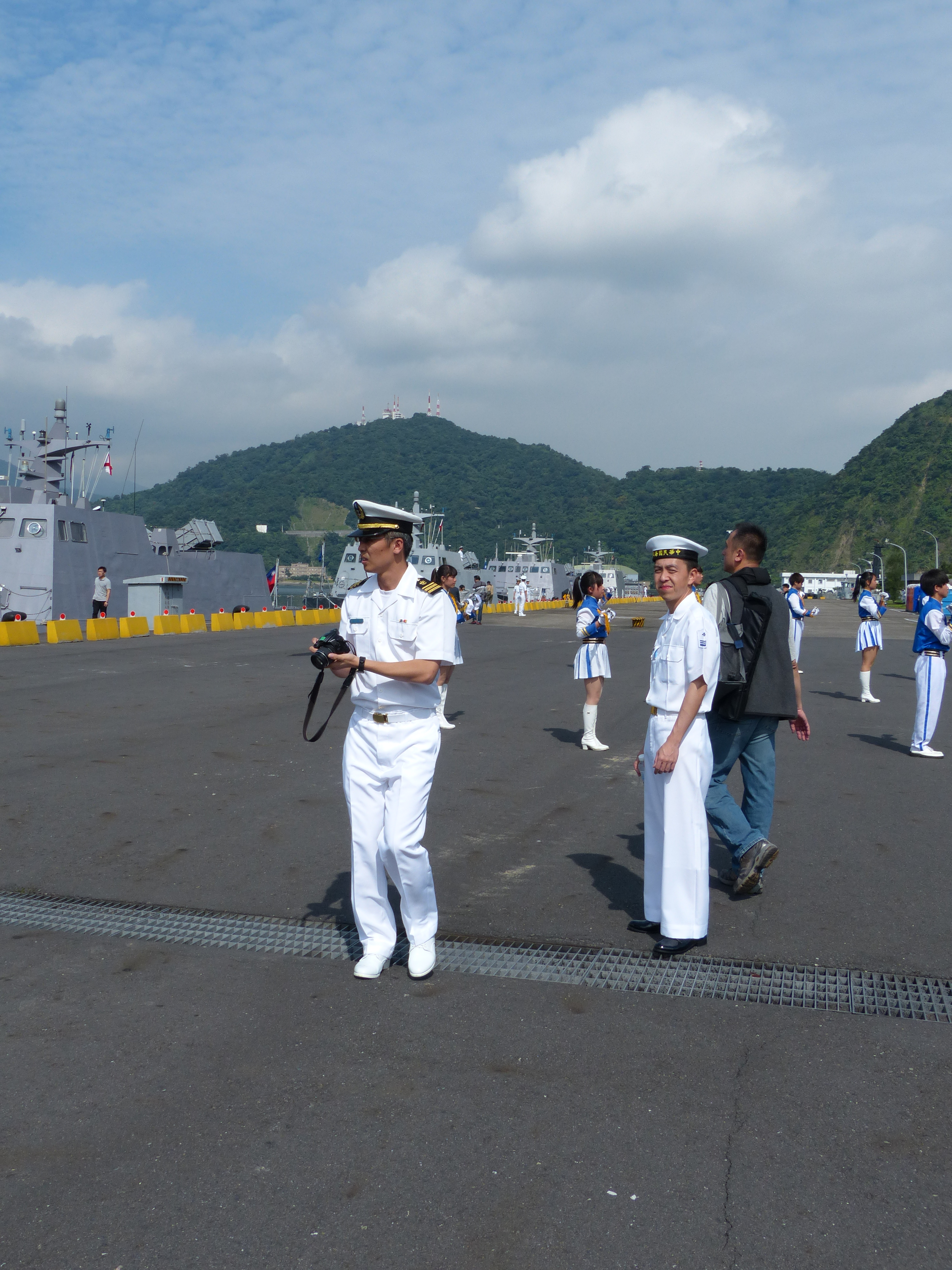
夏季丙式軍常服の軍官（政戦少校、左）と水兵（2013年5月4日）
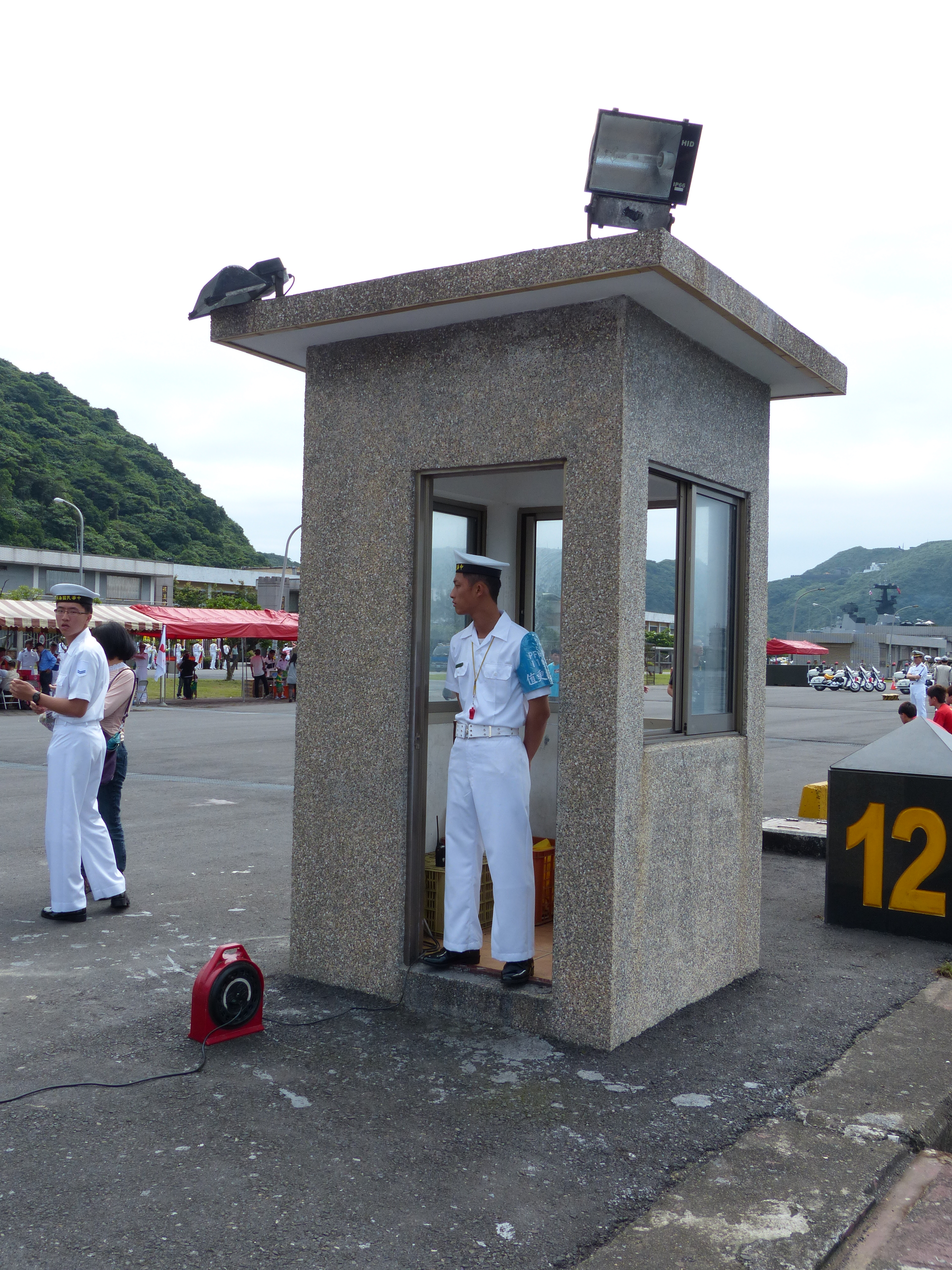
夏季丙式軍常服の水兵（2013年5月4日）

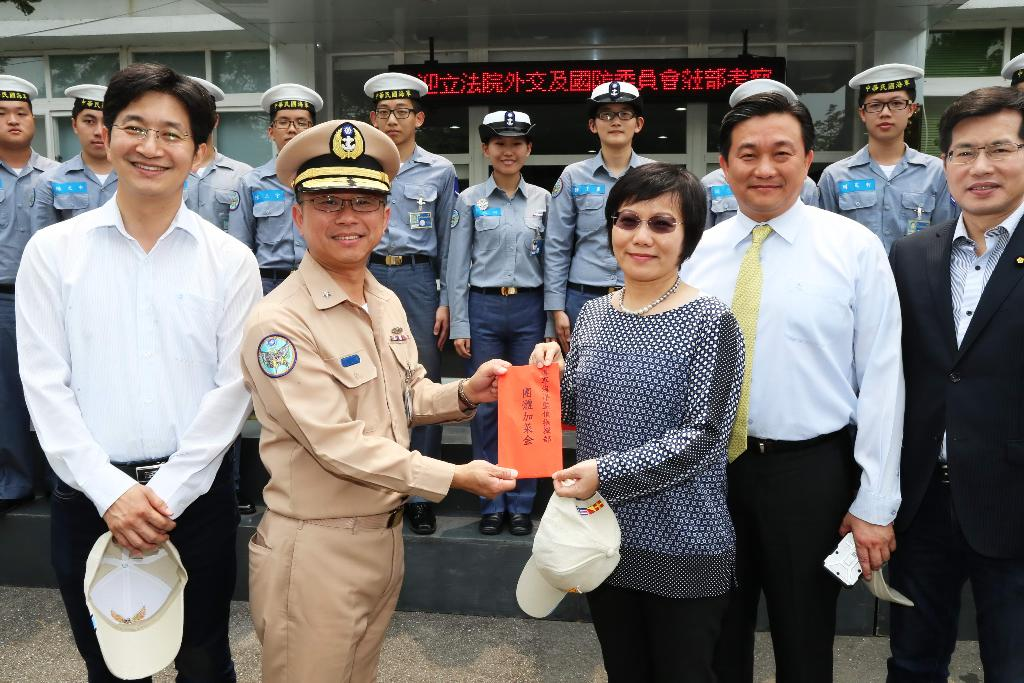
夏季乙式軍便服の海軍海洋監偵指揮部所属たる少将（2016年4月21日）
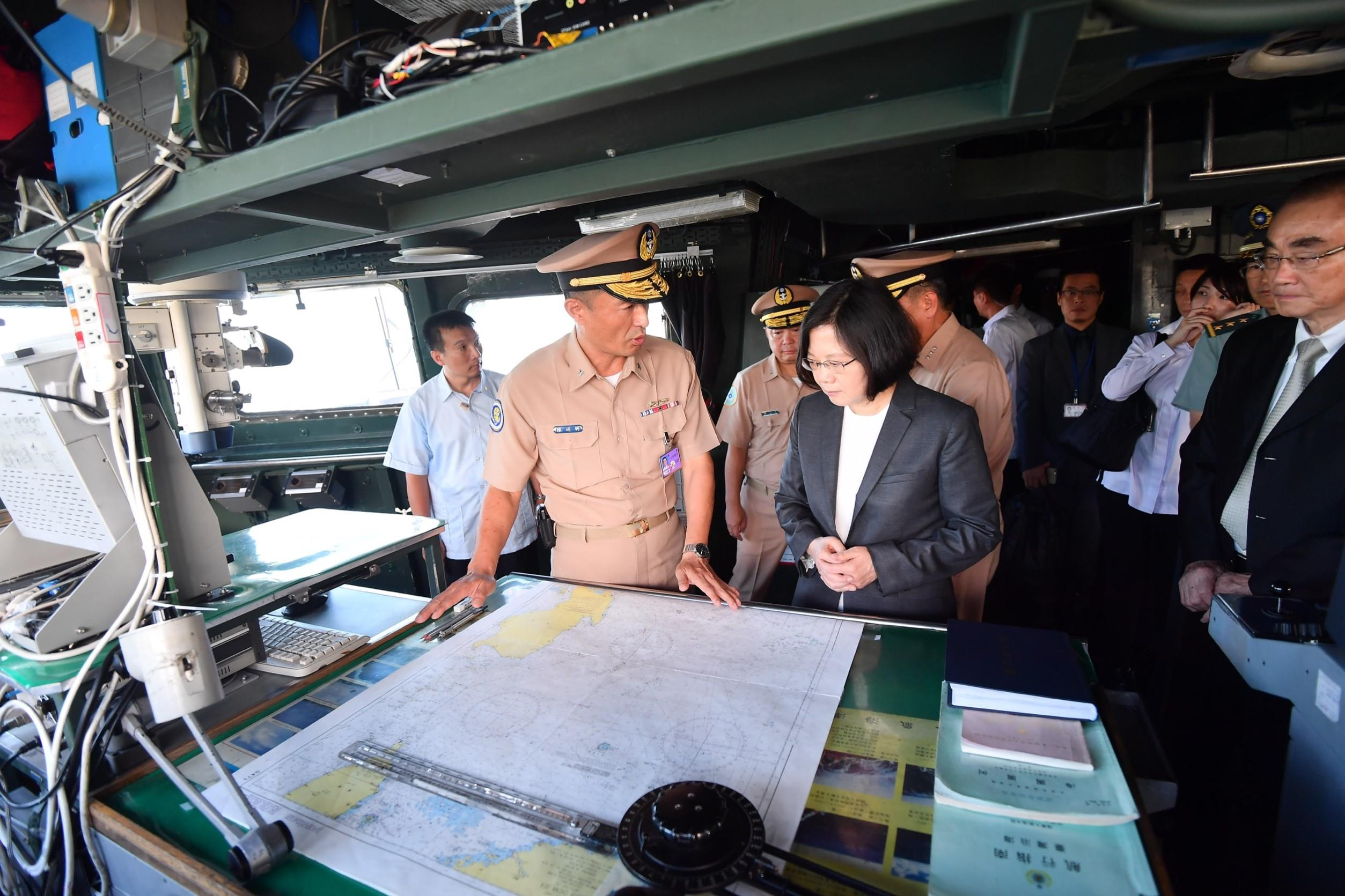
夏季丙式軍便服の将官ら（2016年7月）
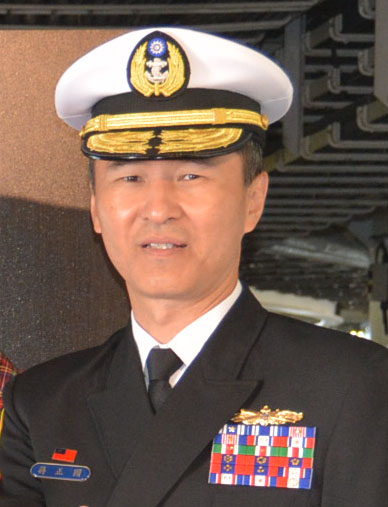
官帽を着用した海軍将官（蔣正国少将、2017年3月3日）
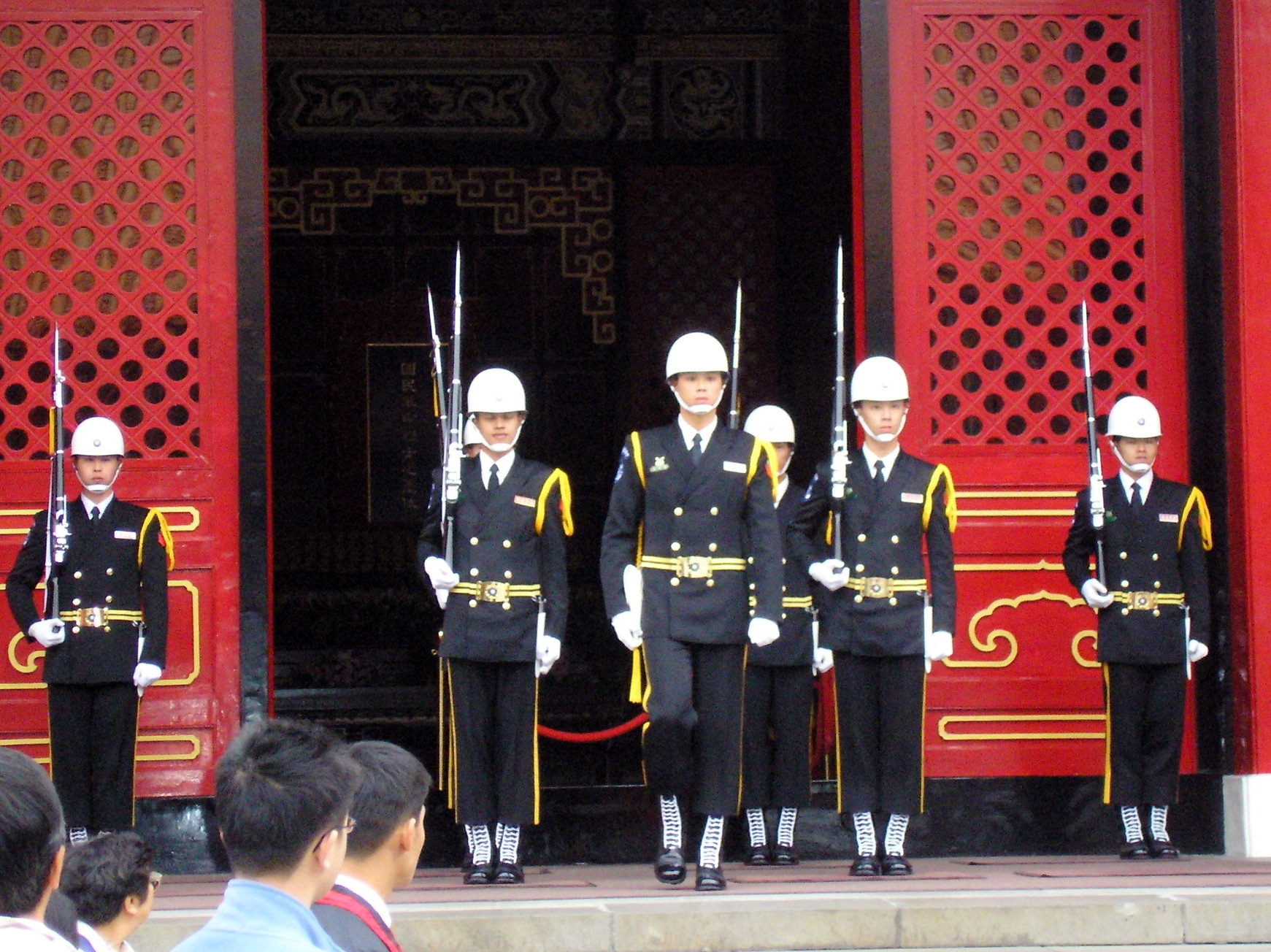
海軍儀仗兵（2005年12月20日）
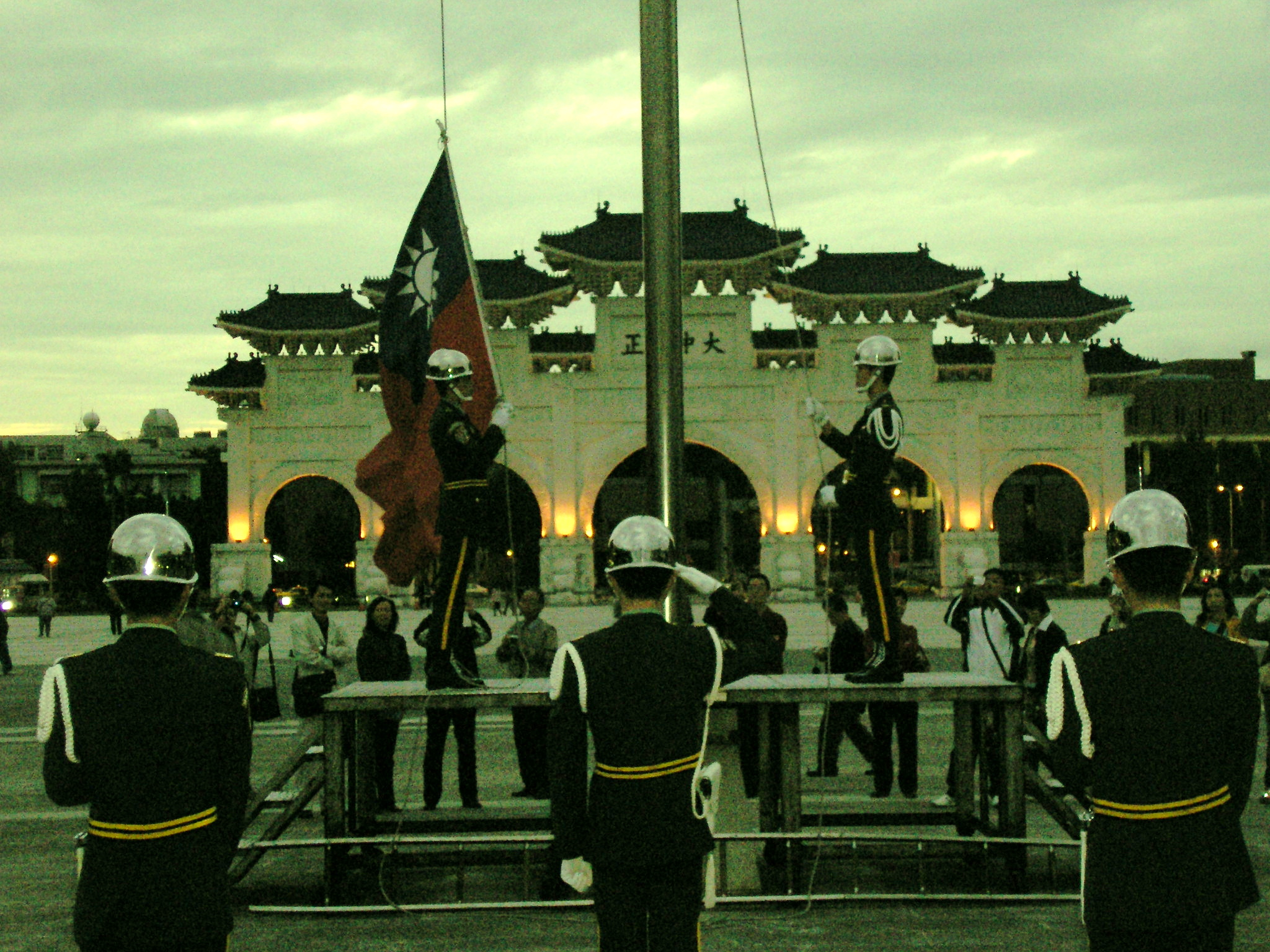
海軍儀仗兵（2005年12月20日）
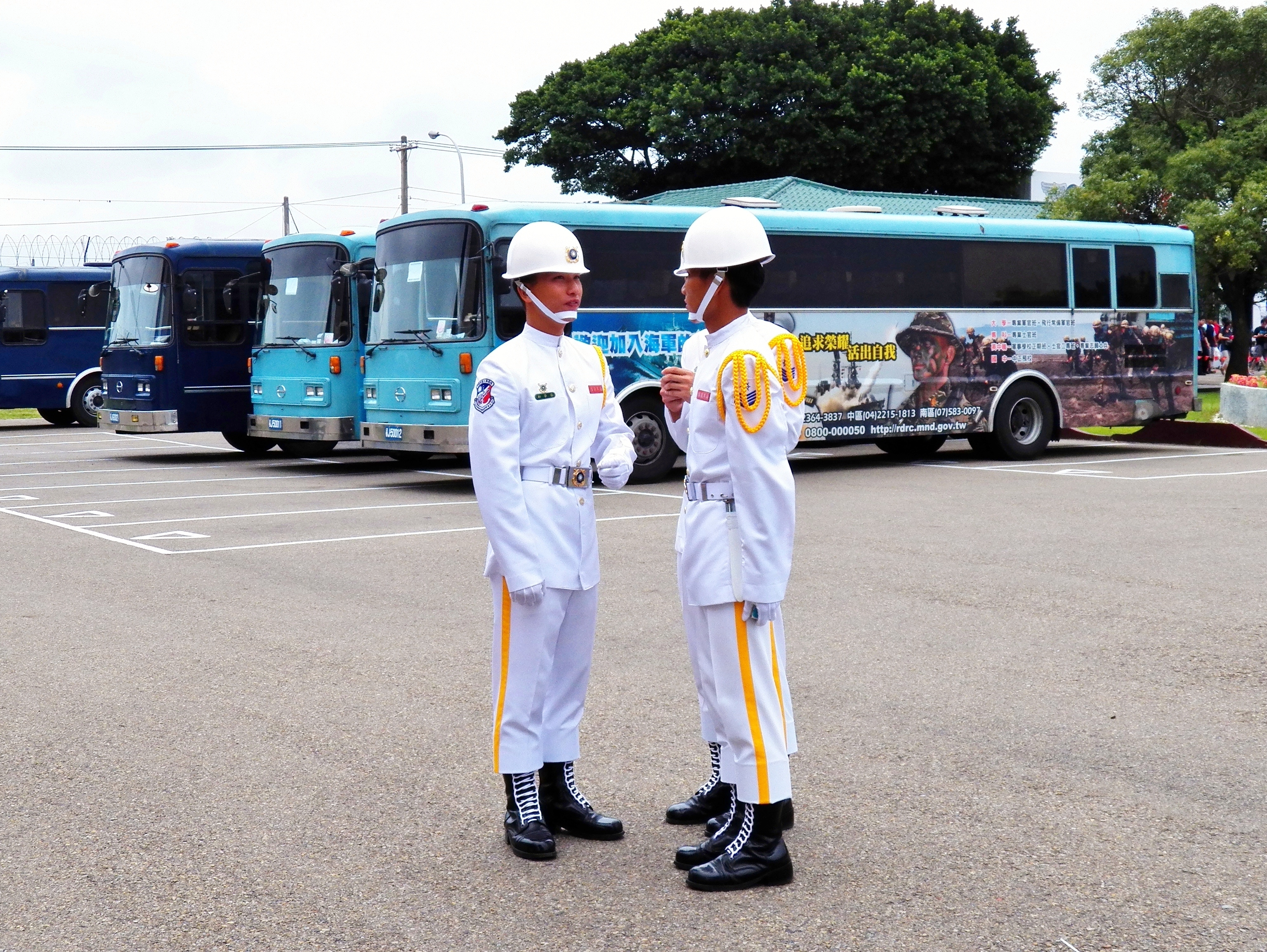
夏衣の海軍儀仗兵たる航海科上士ら（2012年6月2日）
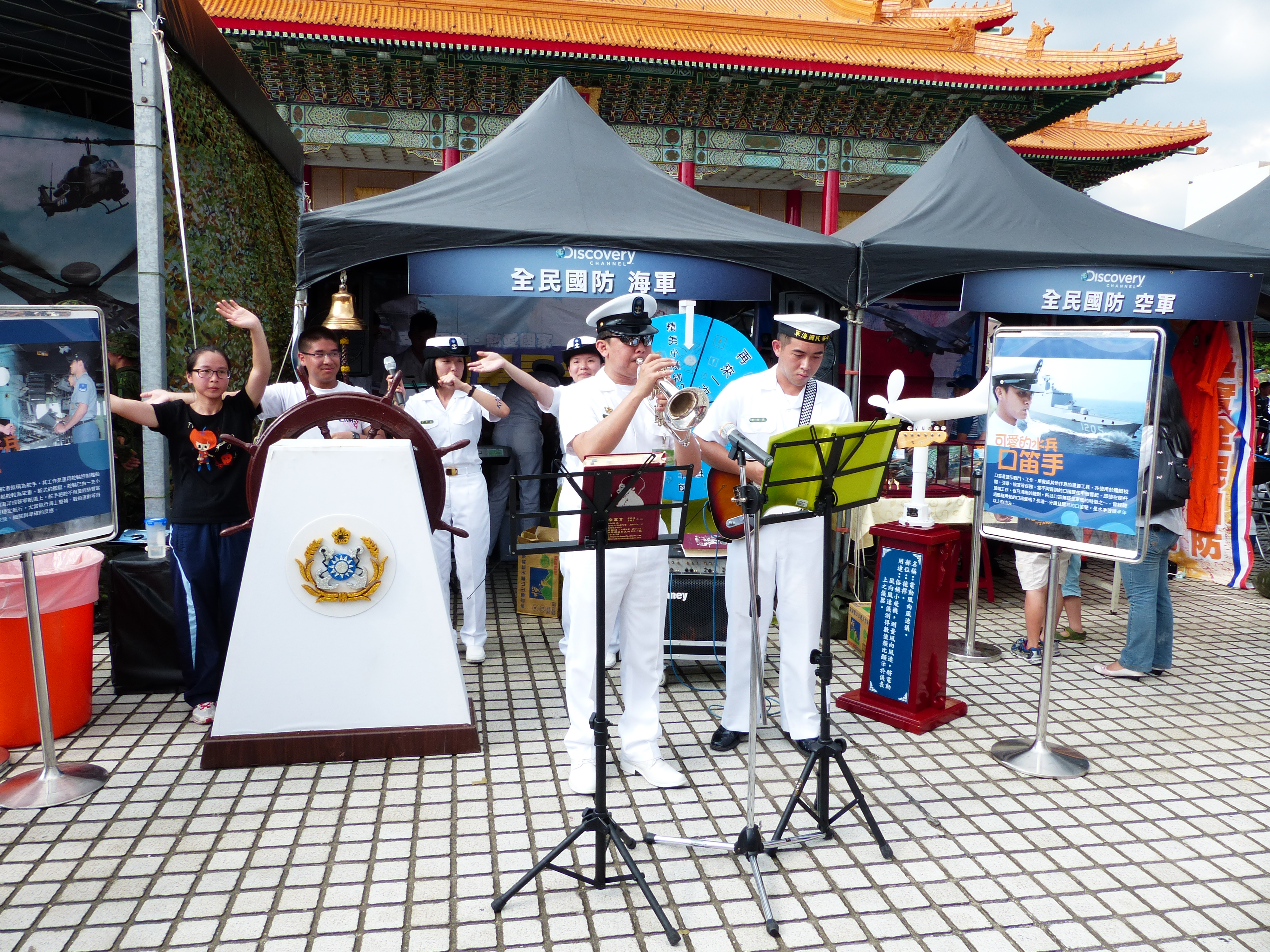
海軍軍士（左）と水兵（右）後方には女性兵士も（2013年6月8日）
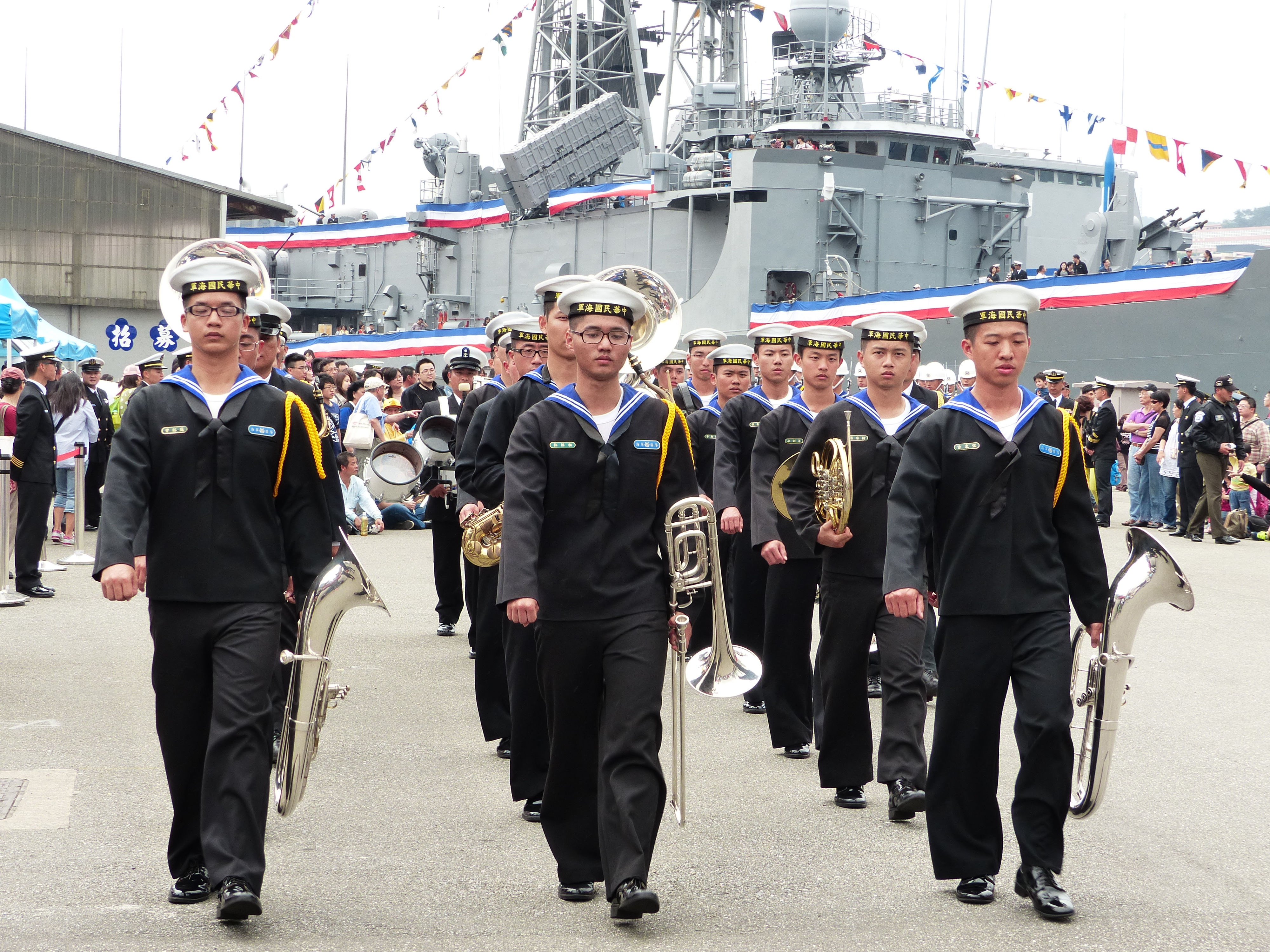
練習を終え、演奏展示に向かう軍楽隊（2014年3月27日）
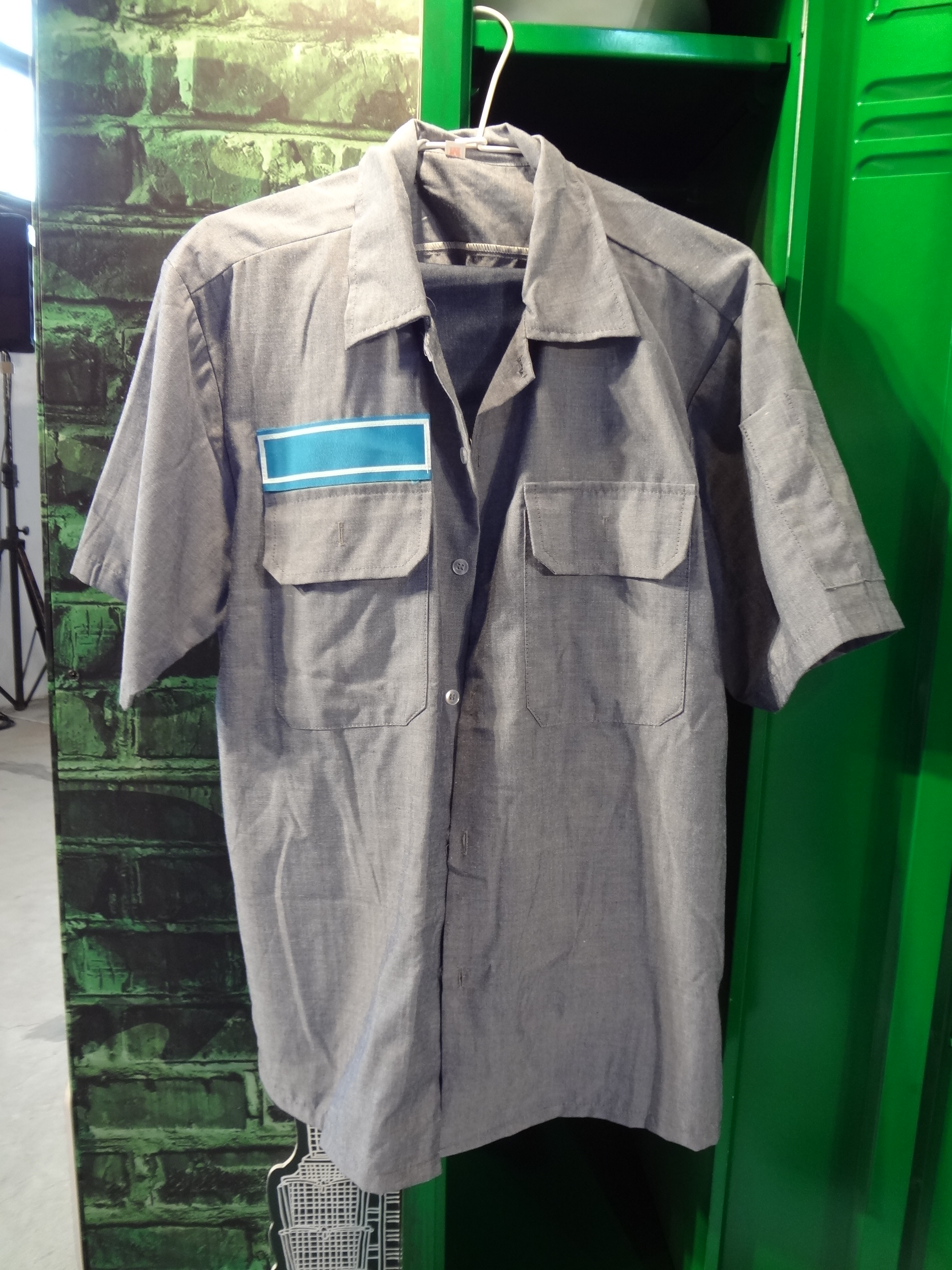
中士以下官兵用の夏季軍便服 （民間レプリカ）

### 海軍陸戦隊（海兵隊）
海軍陸戦隊兵士の軍装は、迷彩柄のショートパンツスタイルの水着にゴーグルのみといったスタイルが広く知られているが、それ以外にも用途に応じて多様な軍装が使用されている。

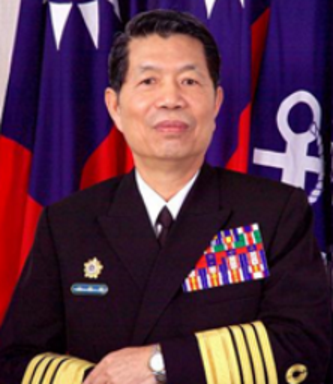
冬常服の海軍司令官（陳邦治 海軍陸戰隊二級上将、2005年）
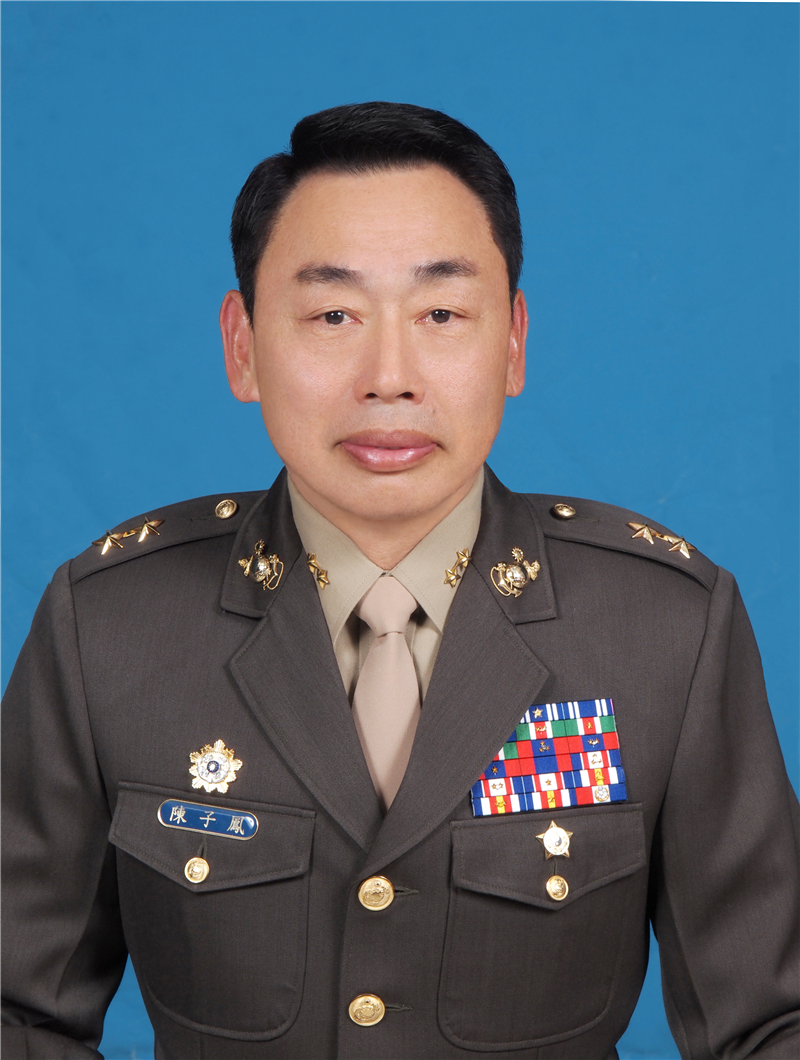
冬季軍常服ないし夏季乙式軍常服の中将（海軍副司令官陳子鳳）
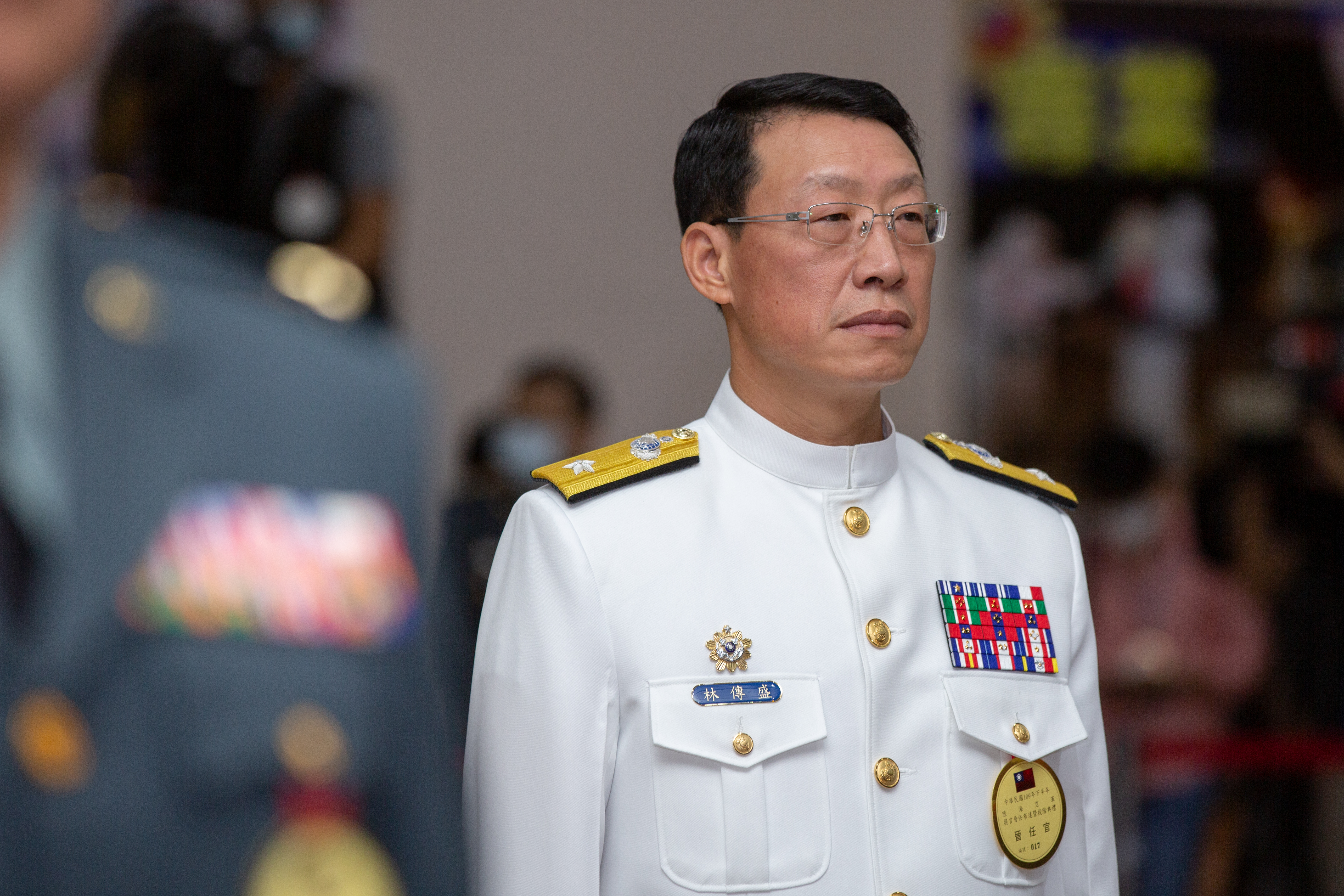
夏季甲式軍常服の少將(林傳盛、2020年6月23日)
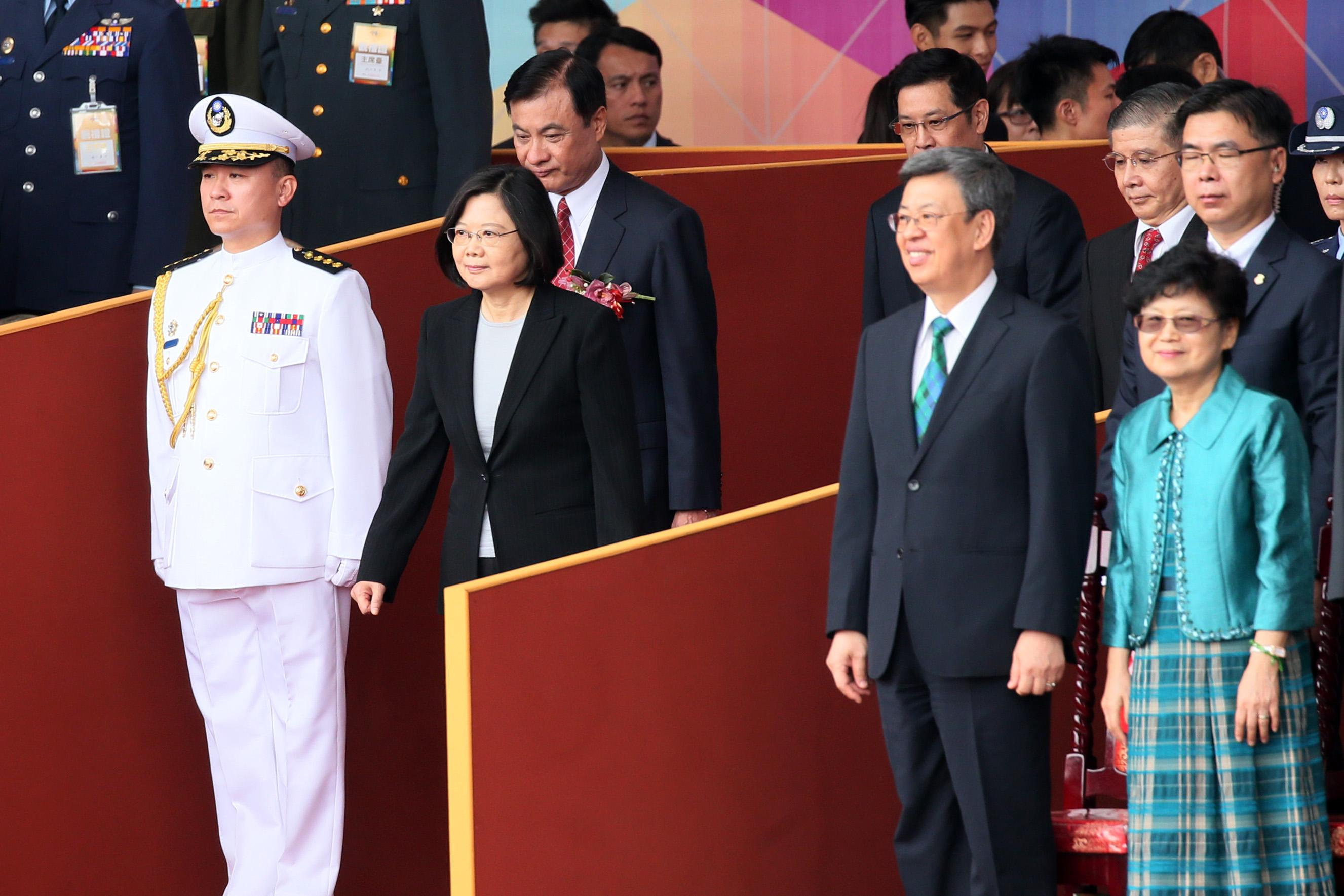
夏季甲式軍常服の上校（飾緒姿、2016年10月）
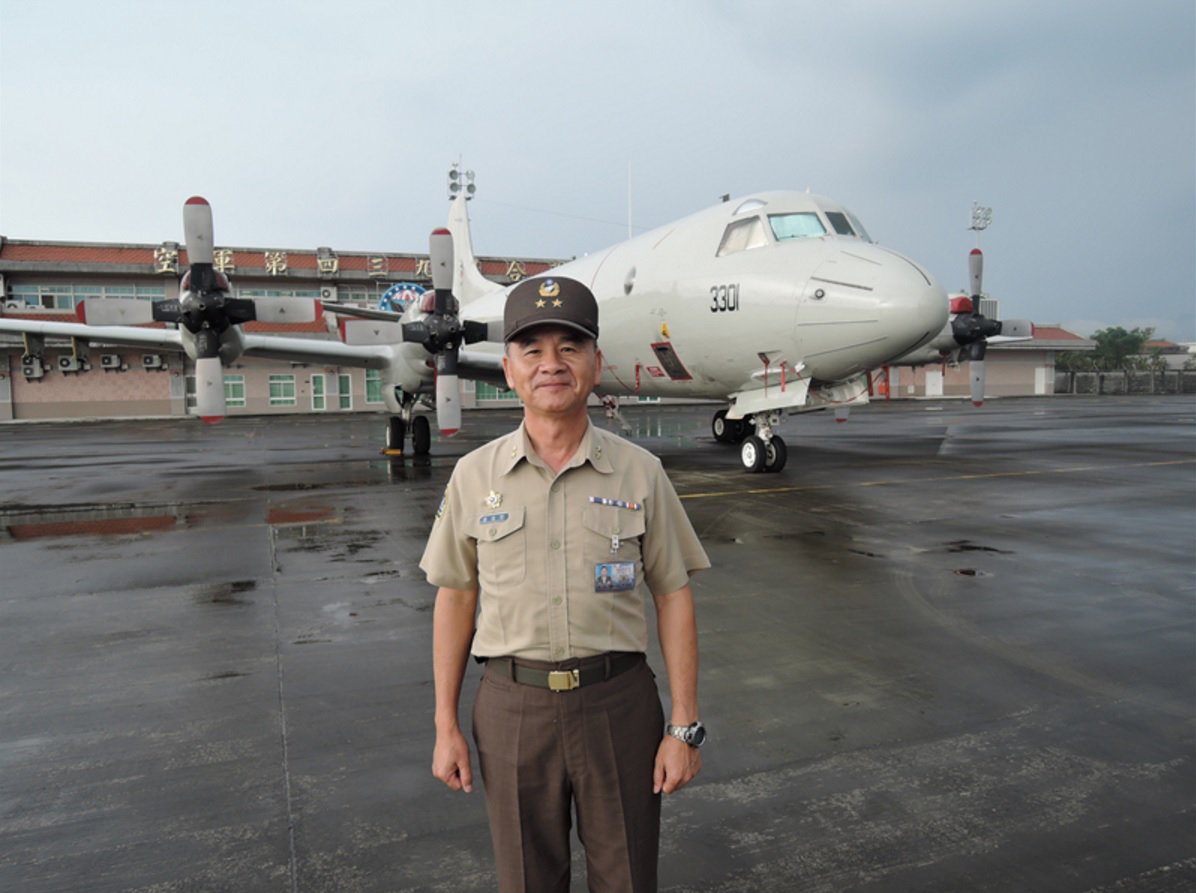
夏季丙式軍便服の海軍陸戦隊中將潘進隆(2016年)
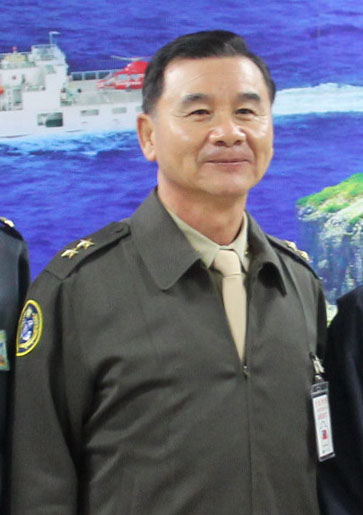
海軍陸戦隊中将（海軍副司令官潘進隆）
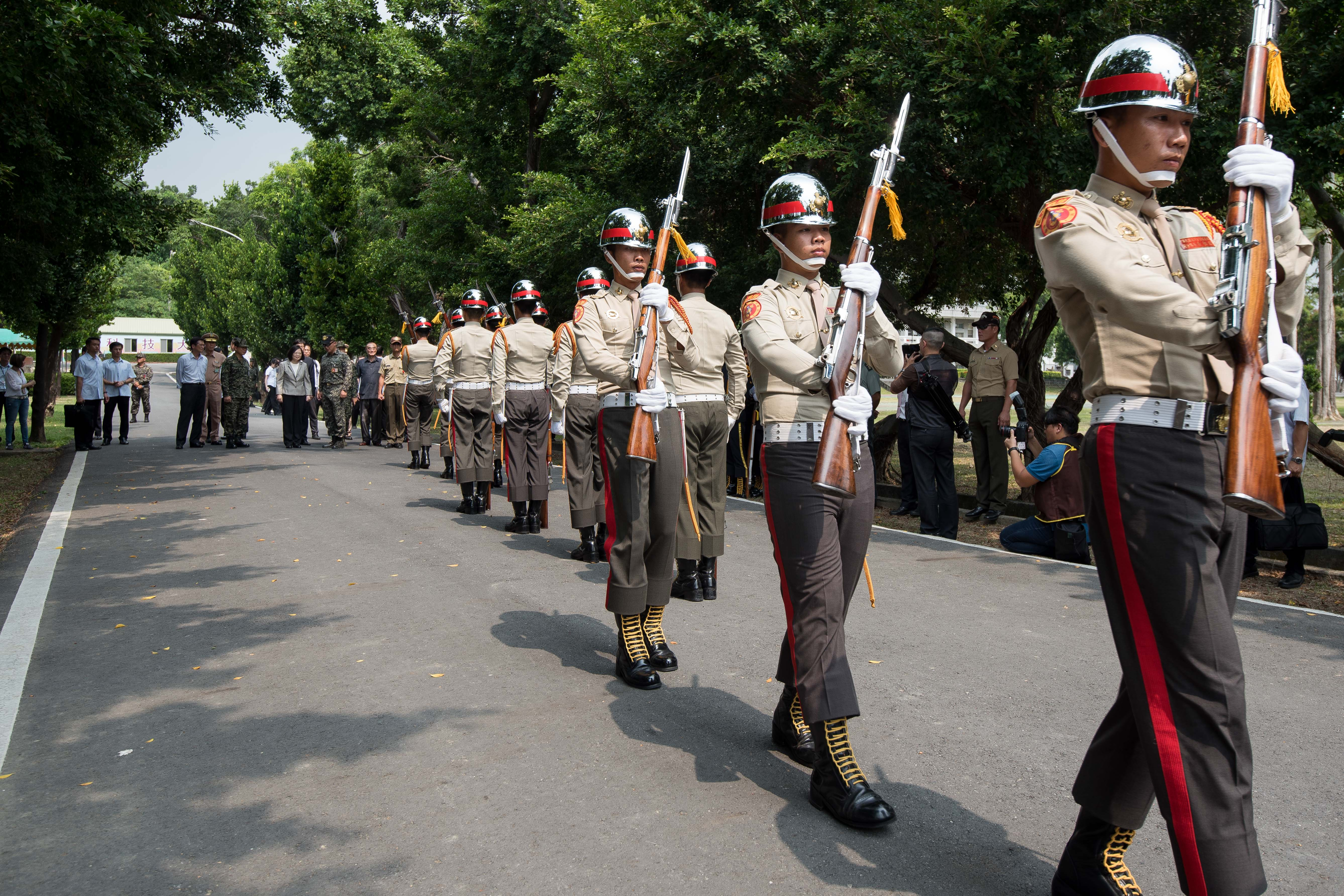
陸戦隊儀仗兵（2017年9月）
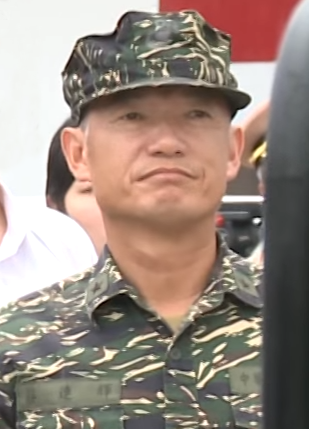
海軍陸戦隊少将（第66旅団長蔡連輝）
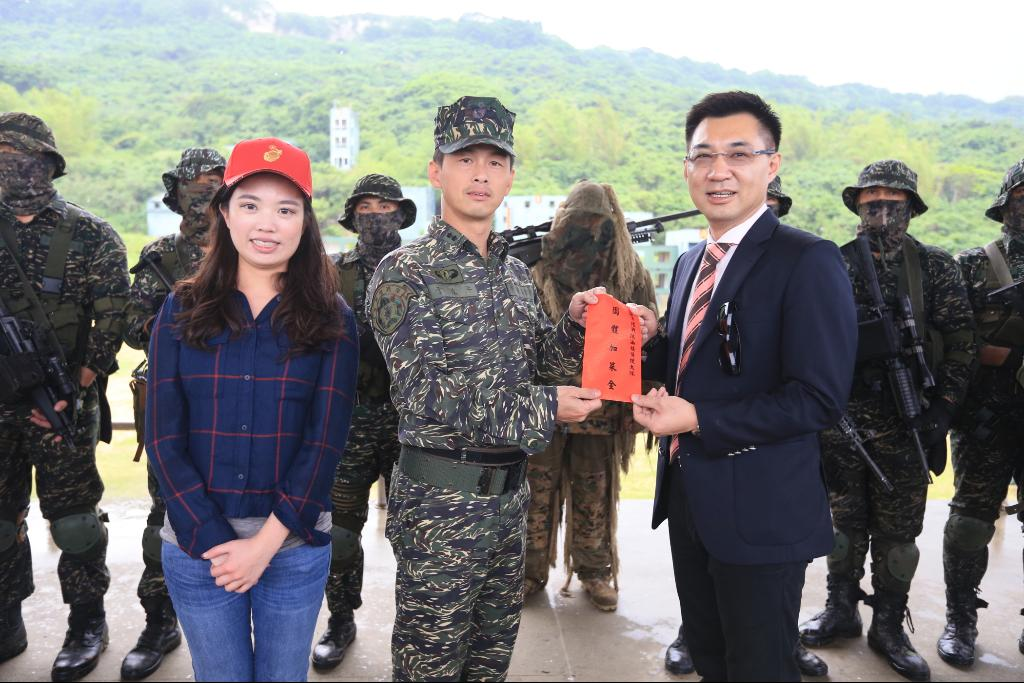
野戦服着用の特勤隊所属たる中校（2016年4月）
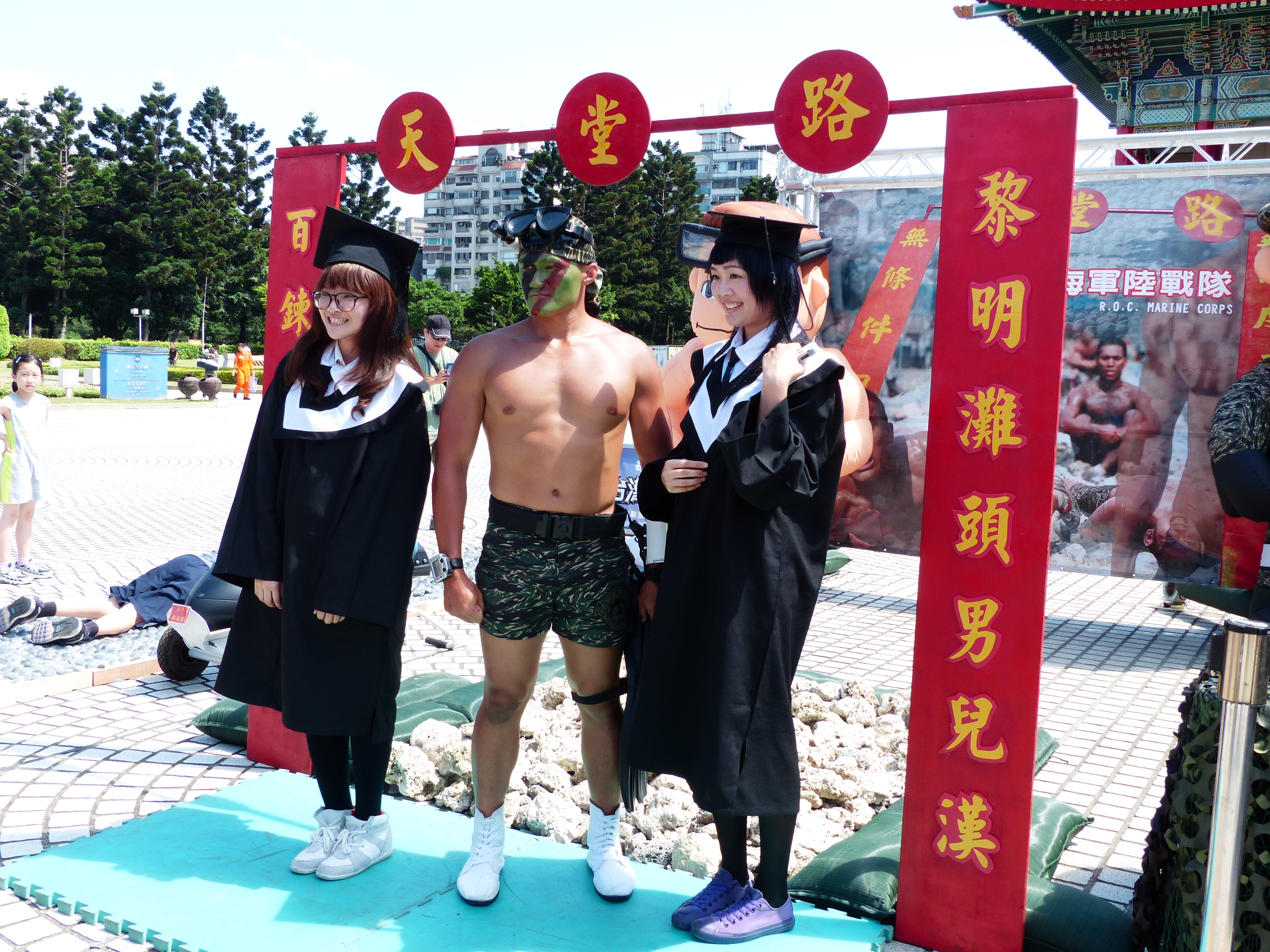
水着にゴーグルのみのスタイルで大学卒業生たちとの記念写真に納まる陸戦隊隊員。
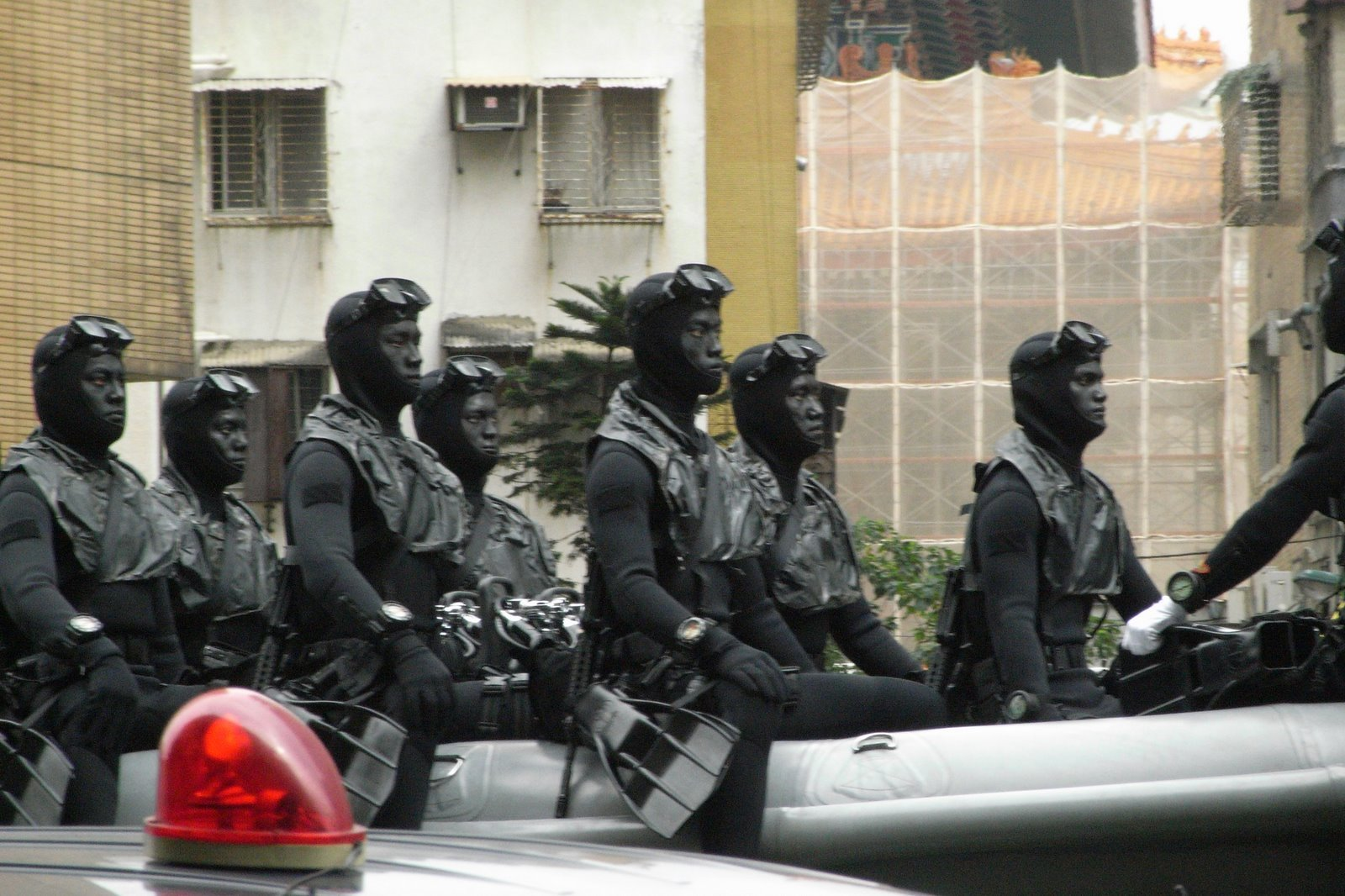
ウェットスーツを着用した陸戦隊隊員。
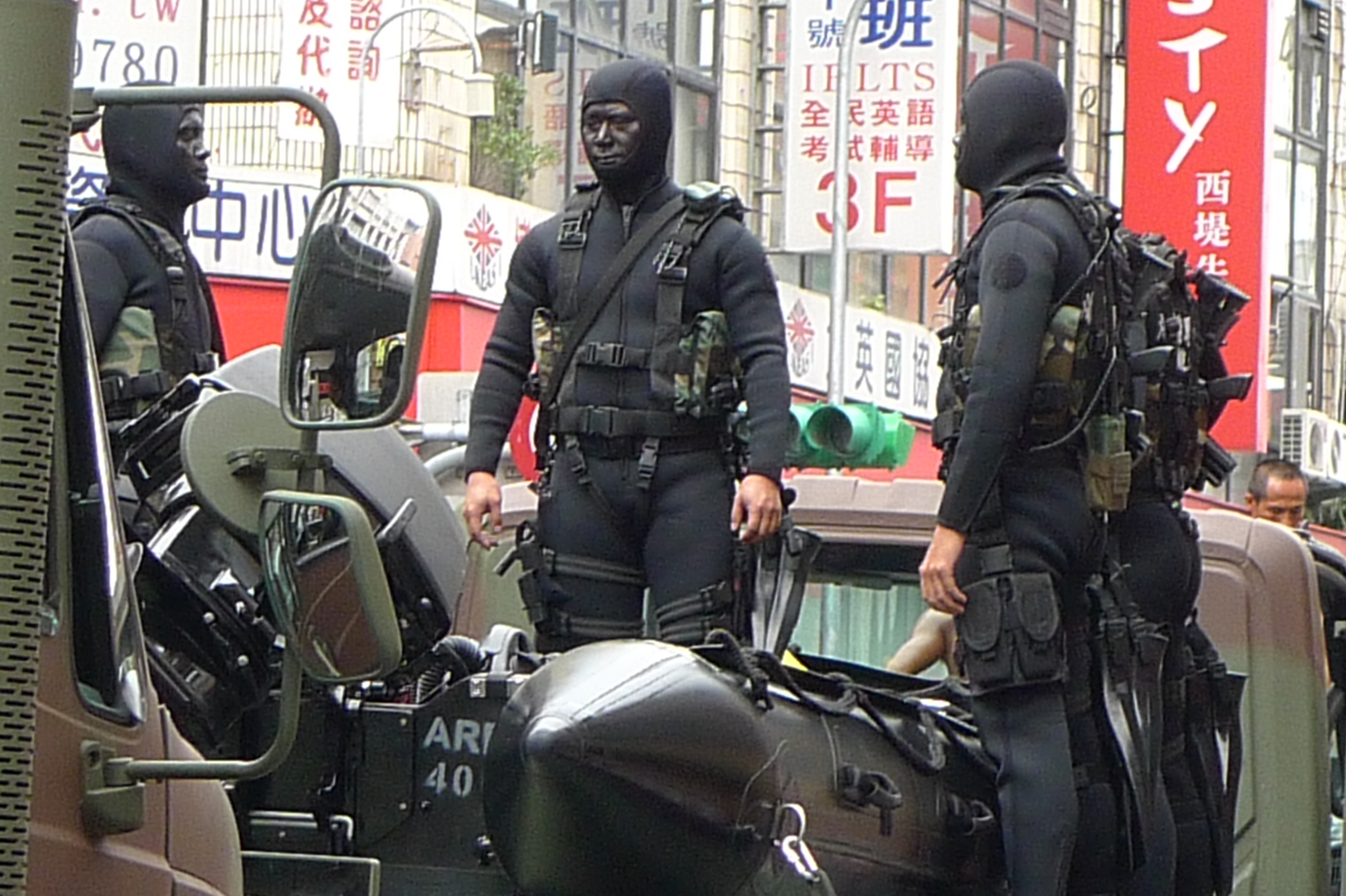
ウェットスーツを着用した陸戦隊隊員。2011年
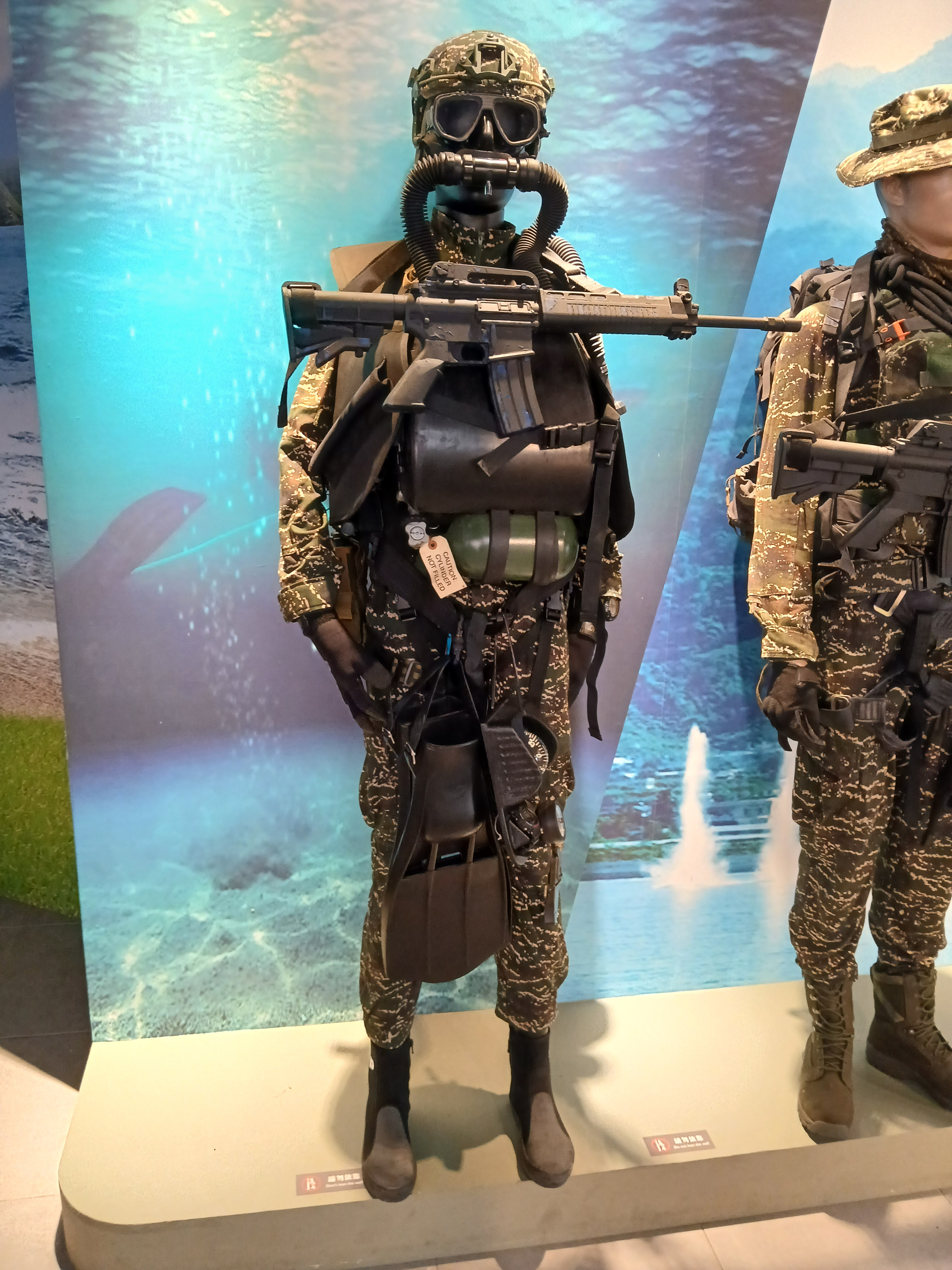
2025年陸戦隊ウェットスーツを&個々の装備
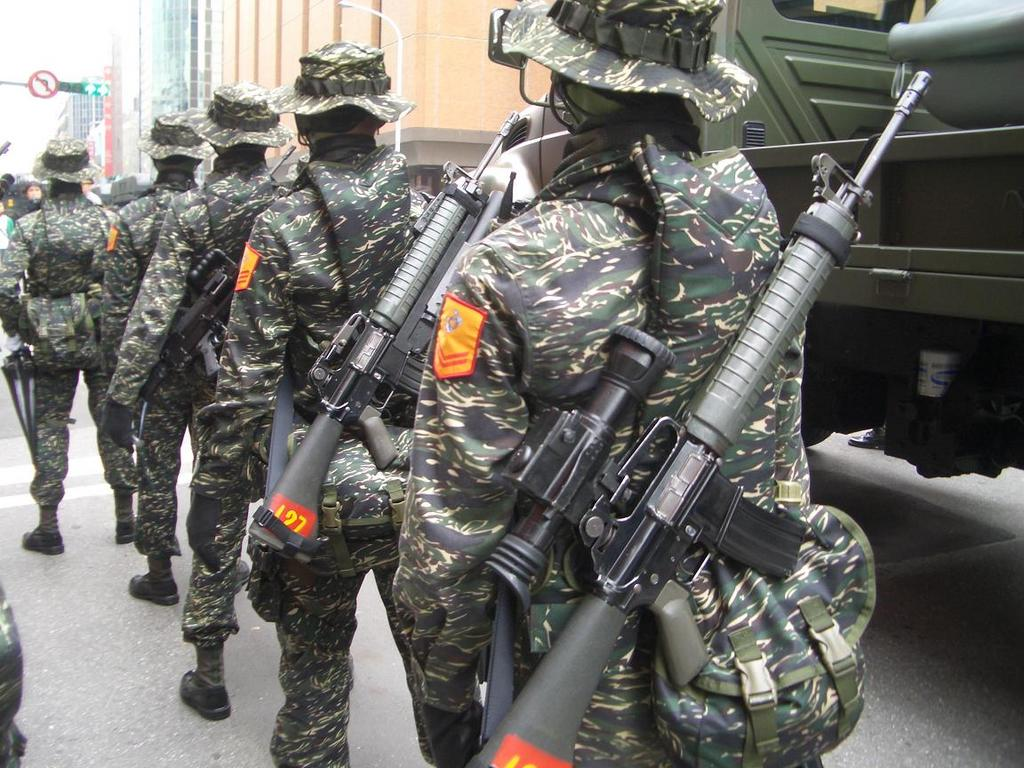
ブッシュハットを被った陸戦隊隊員。65式歩槍を携行している。
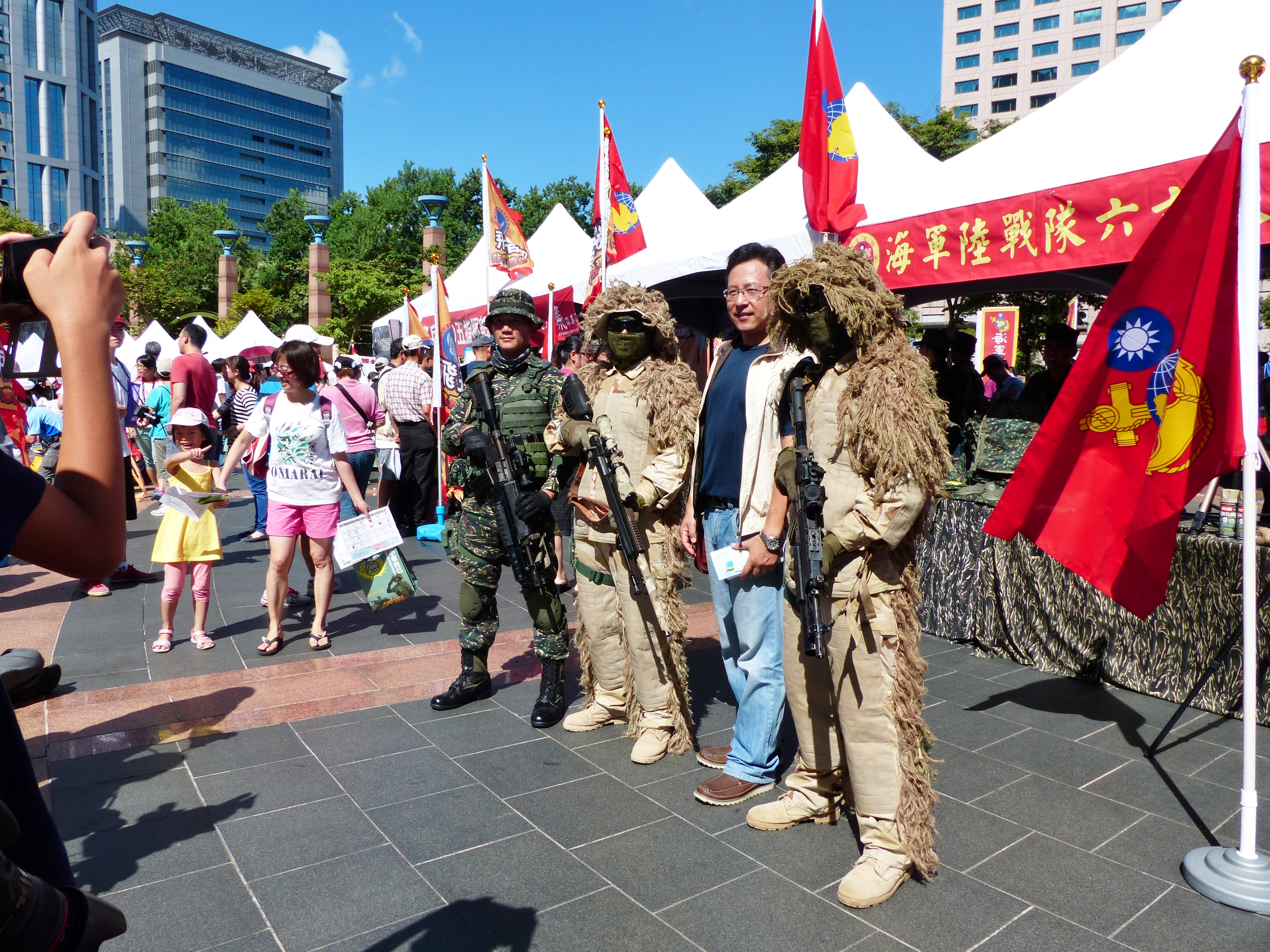
陸戦隊特殊作戦チーム隊員。
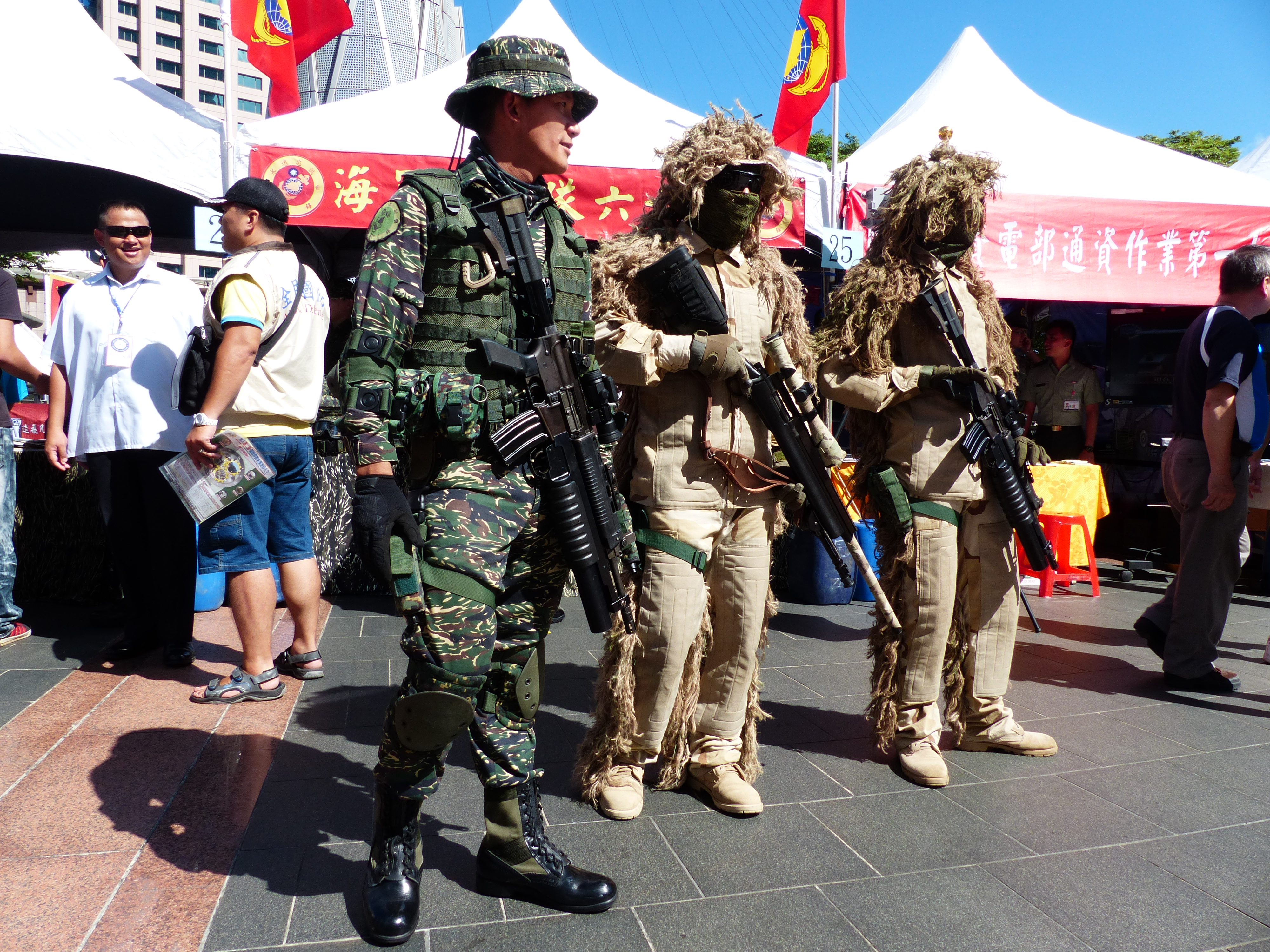
陸戦隊特殊作戦チーム隊員。
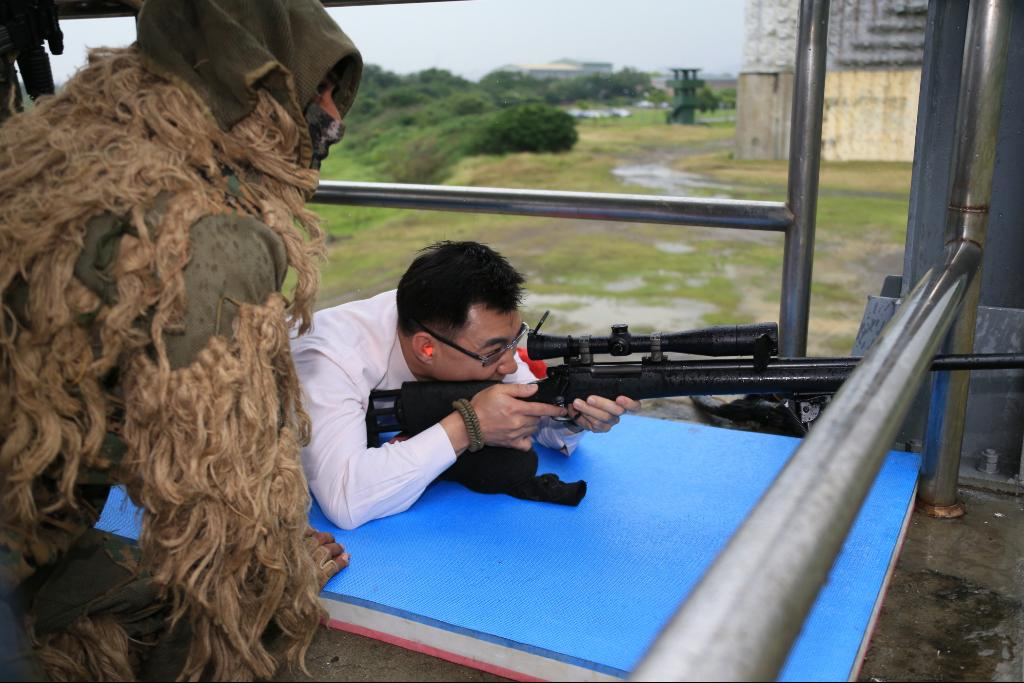
陸戦隊特殊部隊を訪れ狙撃銃を構える立法院の立法委員。
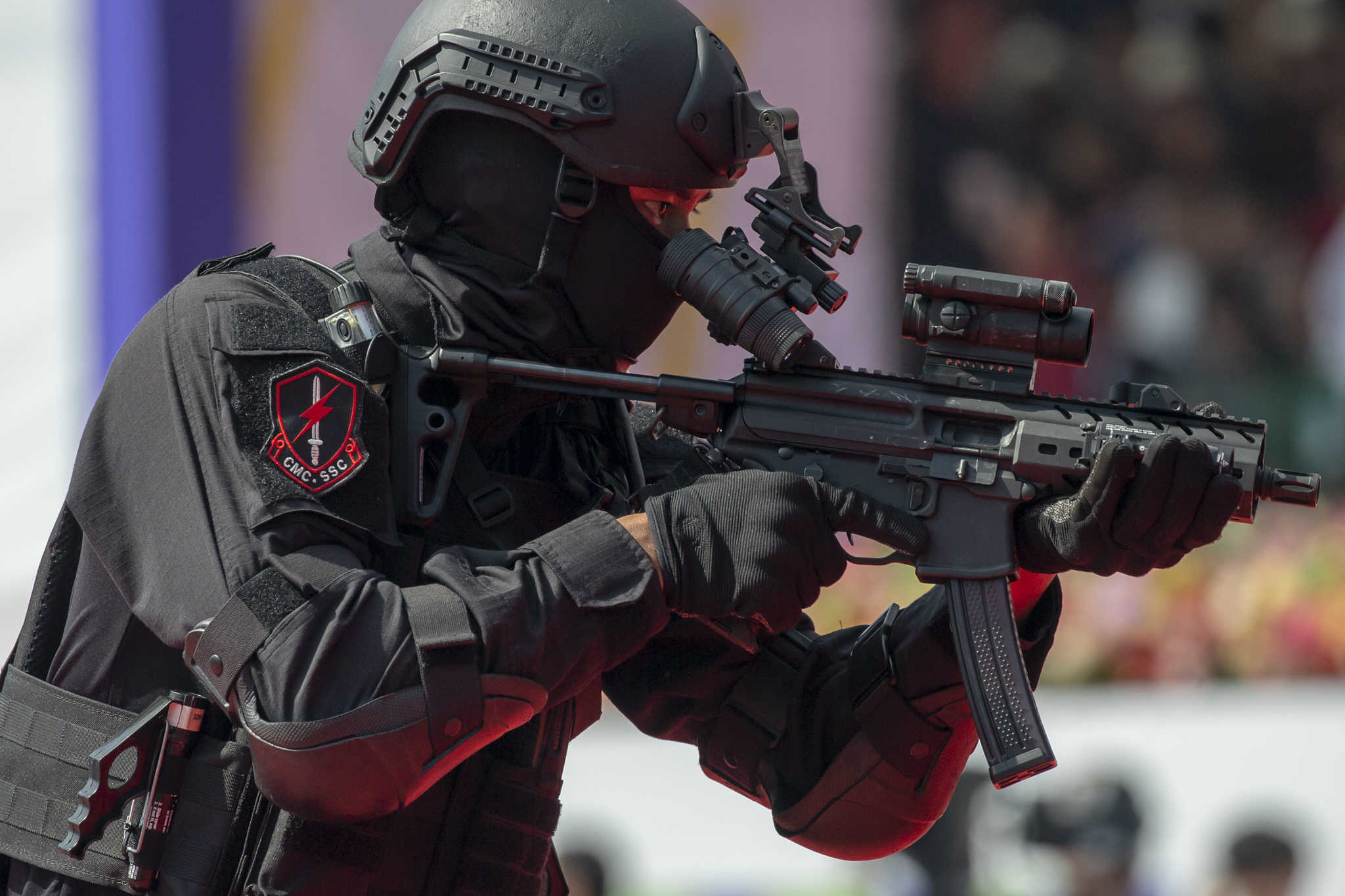
SIG MPXを手にした中華民国海軍陸戦隊特勤隊隊員（2019年10月10日）
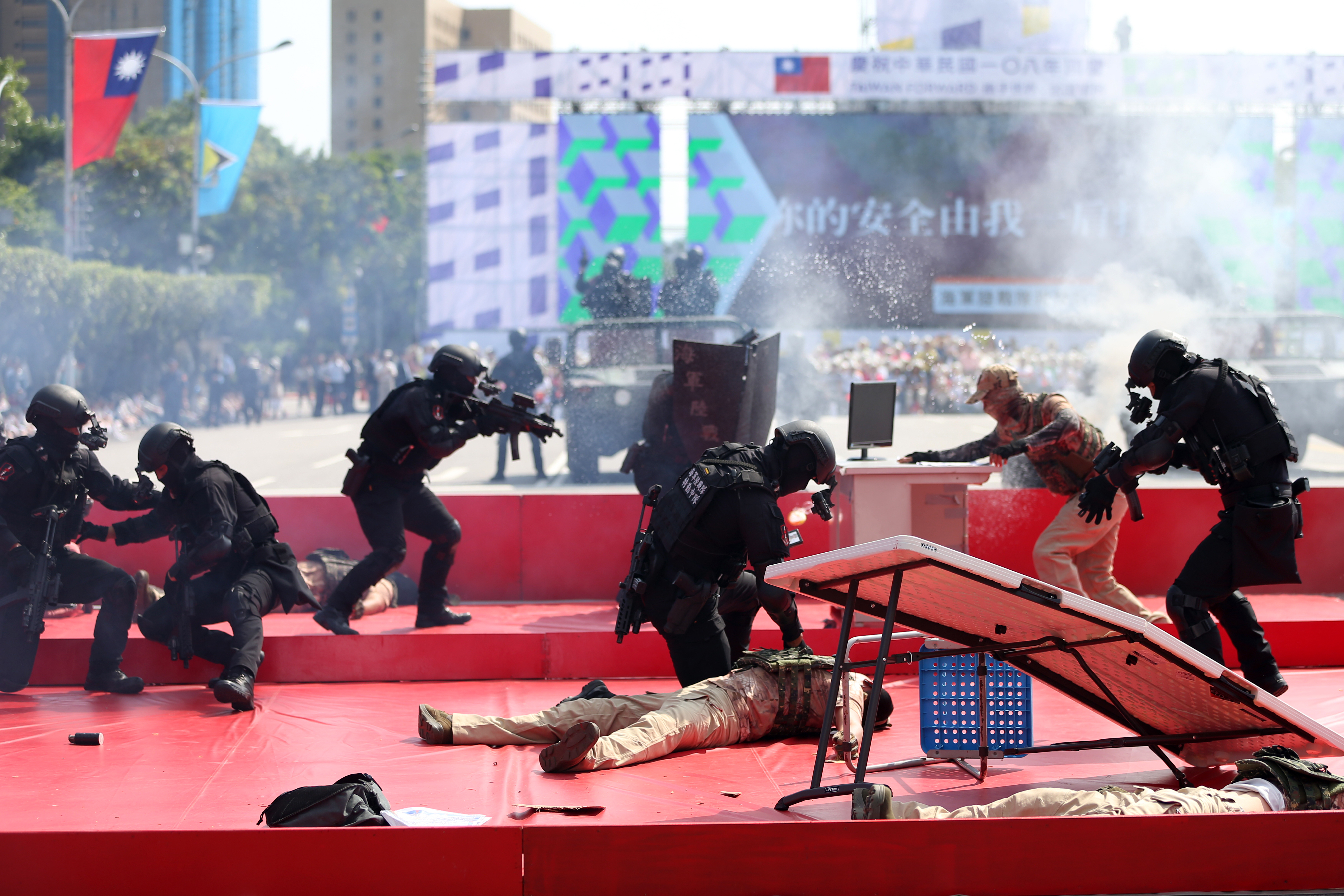
中華民国海軍陸戦隊特勤隊の軍事演習（2019年10月10日）
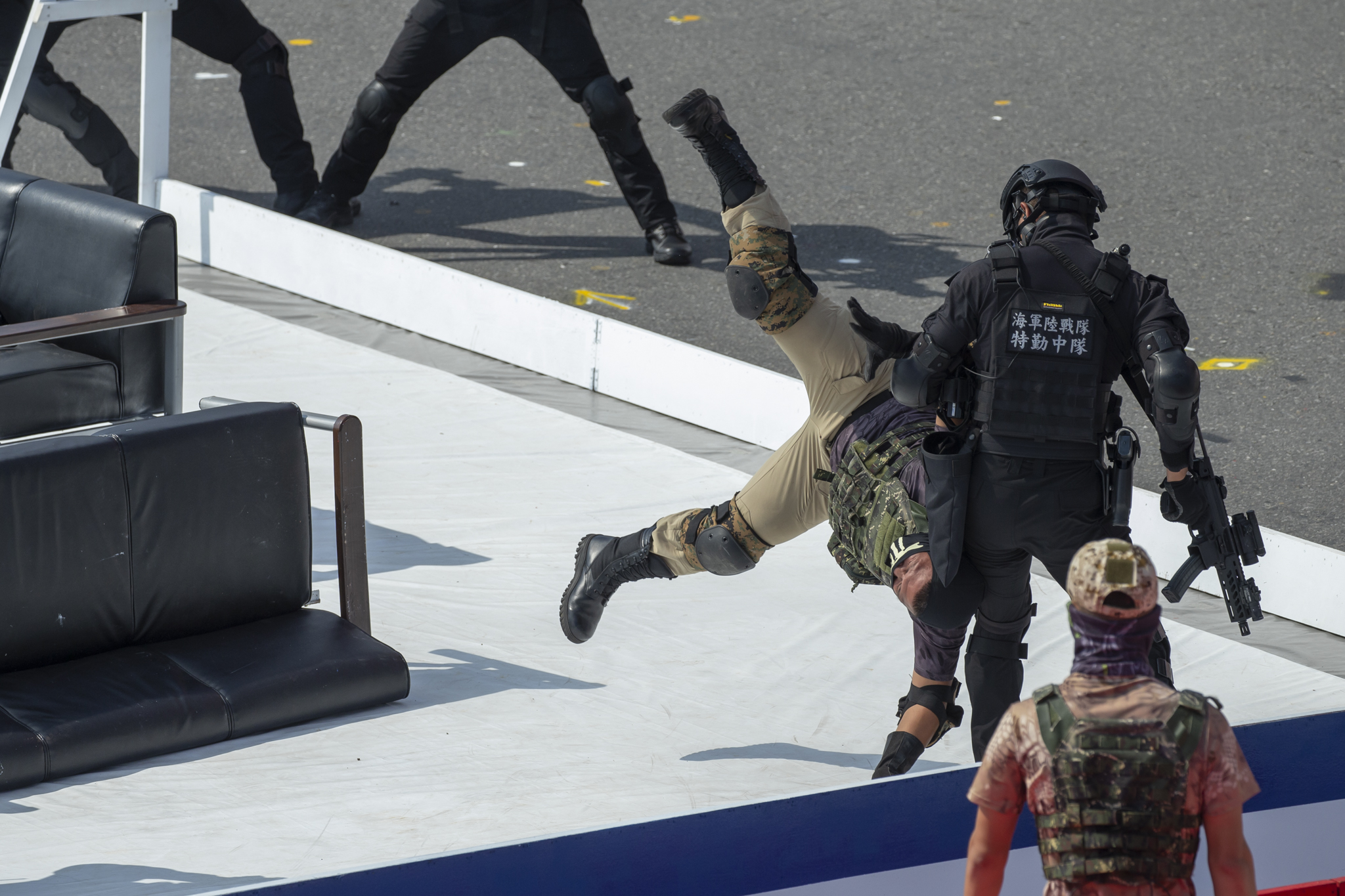
中華民国海軍陸戦隊特勤隊の軍事演習（2019年10月10日）
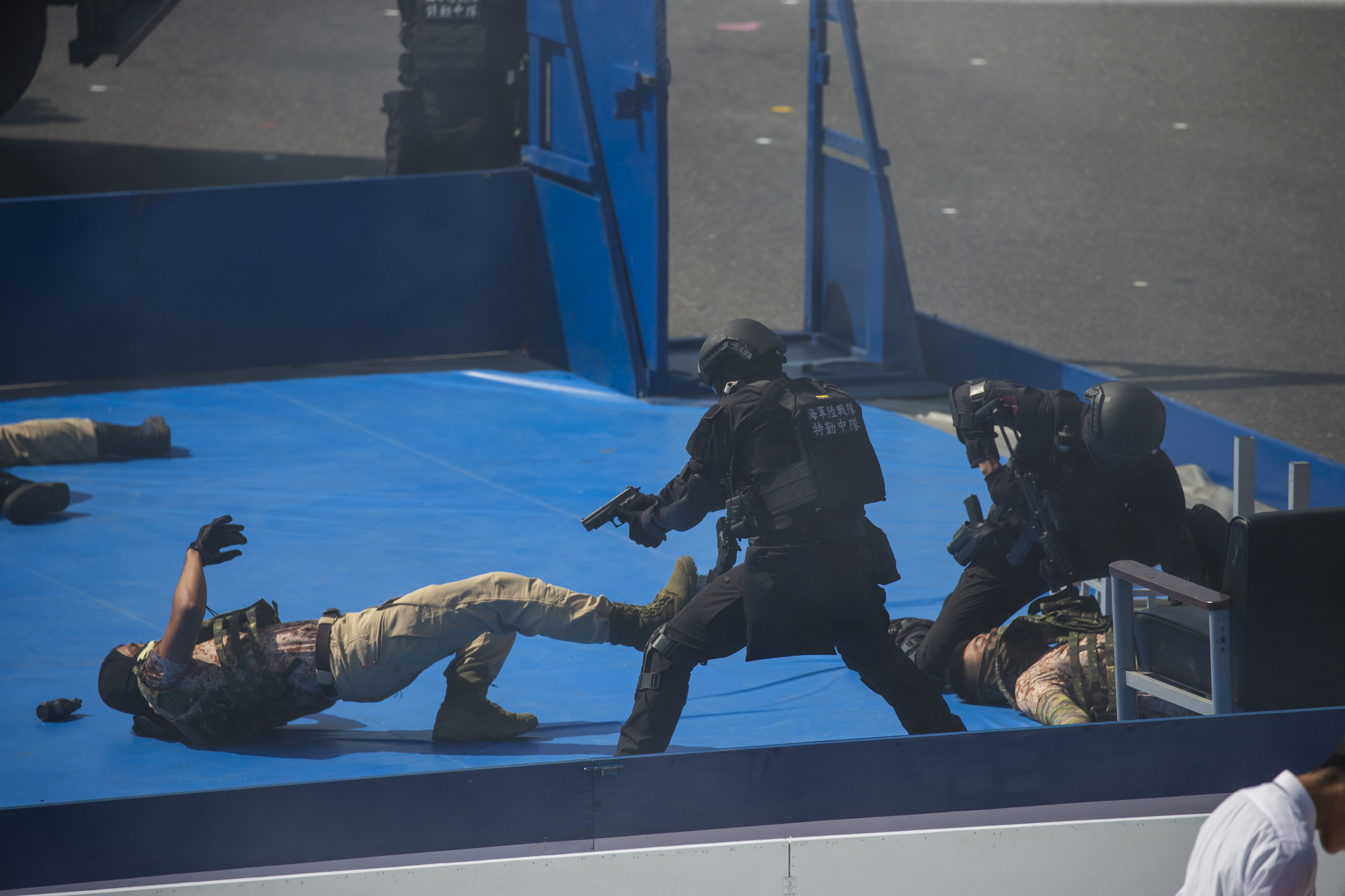
中華民国海軍陸戦隊特勤隊の軍事演習（2019年10月10日）

## 空軍
1955年以前の空軍の軍服について言及された文献は少なく、具体的な制定日などは今だ不明点が多い。軍閥時代、航空隊は陸軍の下部組織であったが、航空兵科は存在せず、歩兵や砲兵など各自の出身兵科色のままであったと思われる。国民革命軍では陸軍北伐の間から開襟の被服が登場し、帰順した各軍閥航空隊にも広まった。その後、軍服の裁断は基本的には陸軍と同じ中山服だが、独自の徽章と階級章を採用した。徽章、階級章に当時模範としていたアメリカ陸軍、フランス空軍、イタリア空軍の影響を受けた意匠となっている。1940年以降はアメリカ色が強くなり、55年以降、開襟のブレザー制服となり、また生地の色も青へと変更された。これら空軍の徽章の意匠やコンセプトを受け継ぎつつも現在に至る。
また、ボタンには中華民国の象徴である青天白日章があしらわれているのも大きな特徴である。現役パイロットは右胸に搭乗員徽章が付くが、のちに形骸化した。

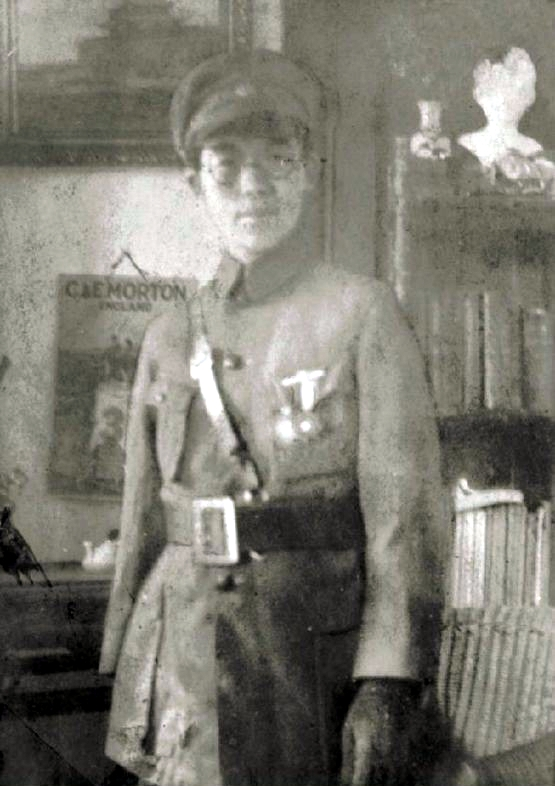
陸軍型の軍服を着用した東路軍航空司令部飛航員たる軍官（権基玉、1928年）
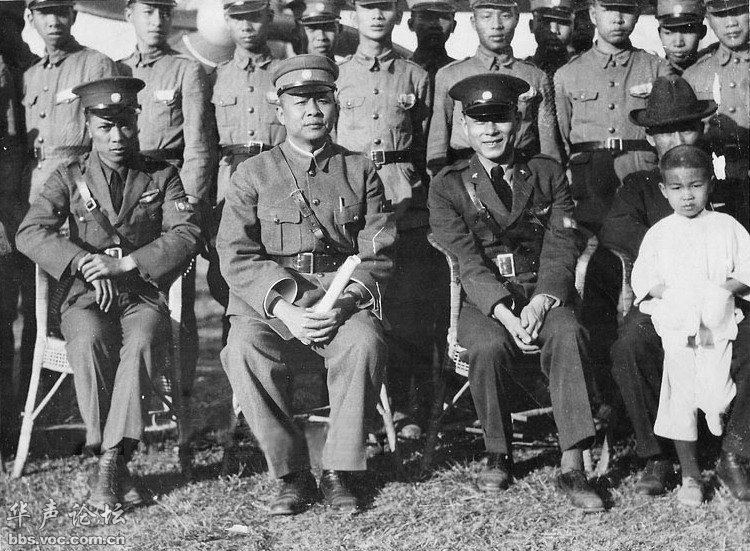
開襟の軍服を着用した北伐中の航空隊軍官
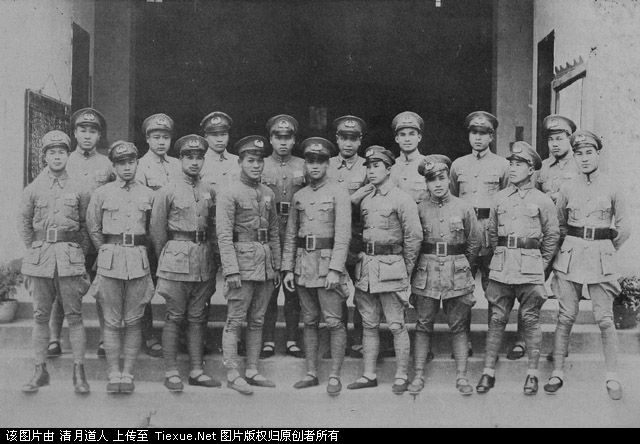
広西空軍飛行員ら

### 民国20年（1931年）制式
1931年に《陸空軍軍官佐及士兵等級表》と同時期に採用されたと思われる。軍官の帽章、徽章は金色。上衣は肩章が付く折襟で、プリーツ入りの貼りポケット4点。軍官は鳥の羽、機械師（整備士官）は二枚羽のプロペラ。階級章は確認できない。

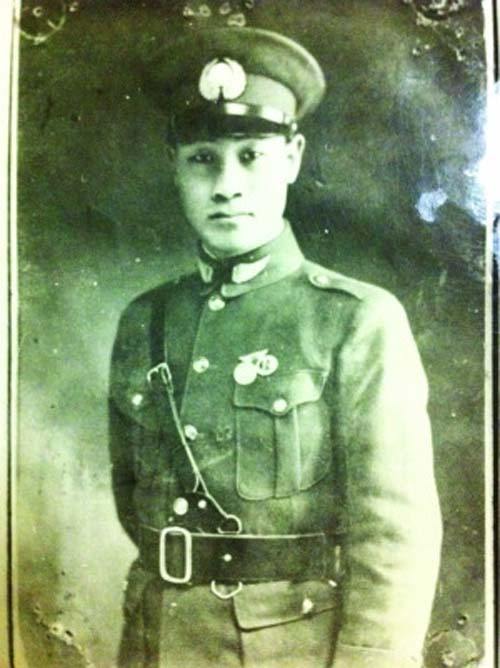
梁鴻雲（1934年頭ごろ）
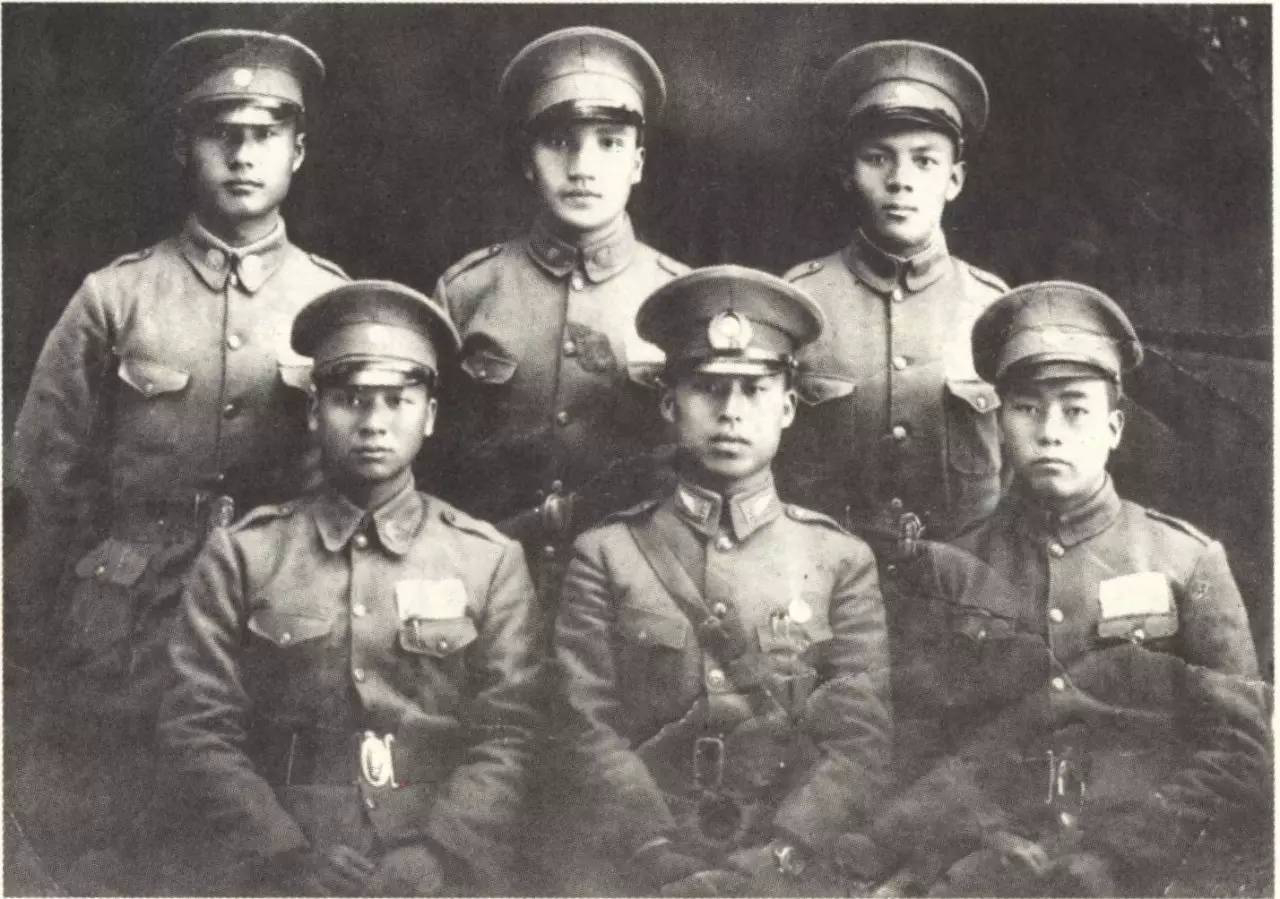
中央航空学校第3期生

### 民国23年（1934年）制式
1934年7月24日の《陸空海軍幹部階級表》制定と同時期に採用されたと思われる。帽章は変わらないが、帽子は米陸軍のM1926を参考にしたと思われ、天井部分が幅広で庇が並行となる。また、ベージュの鉢巻が入る。軍服の色は茶色もしくは緑で、襟章は、軍官は米軍同様の二枚羽、軍佐（将校相当官）は梅となる。ただし軍職文官（参謀・副官・書記・秘書など）は参謀徽章を配する。階級章は、軍官は袖前腕の横線で表し、その上に梅花章が付く。軍士・兵は上腕部に山型徽章で示す。ボタンには空軍旗の意匠である羽の生えた青天白日章が描かれた。ベルトは円形バックル。
礼装ないし夏季制服はコットン製のホワイトチュニックが採用されていた。裁断は常服と同一だが、イタリア軍を範とした礼用肩章が付く。帽子は通常の制帽に白の日覆いを被せ、白い短靴を履いた。
平時はライトカーキのシャツと半ズボンを着用、礼服用の日覆いを被せる事もあった。
一連の規定は正規の発表ではなかったと思われ、1938年（民國27年）4月18日に『空軍服装條例』が発表された。夏季は淡黄色、冬季は草緑色とすること、公服、晩礼服などの規定が見られる。1939年2月13日の『航空委員会整飾服装暫行弁法』での一部修正により、夏公服が廃止された。

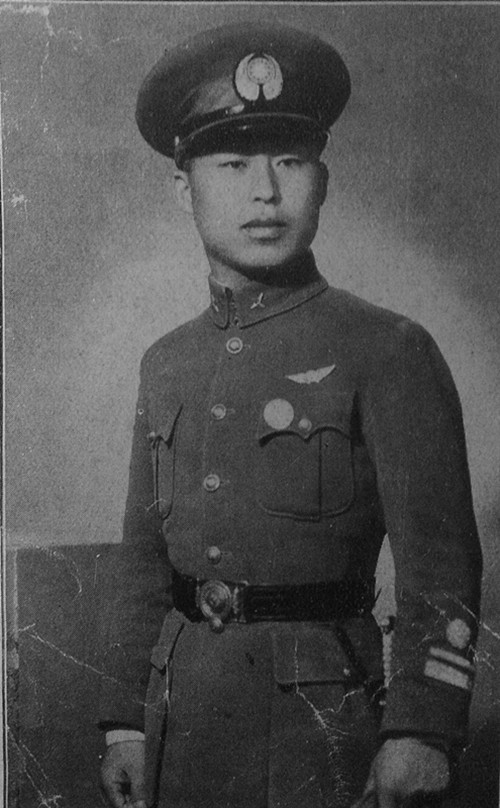
空軍少校（高志航、1935年ごろ）
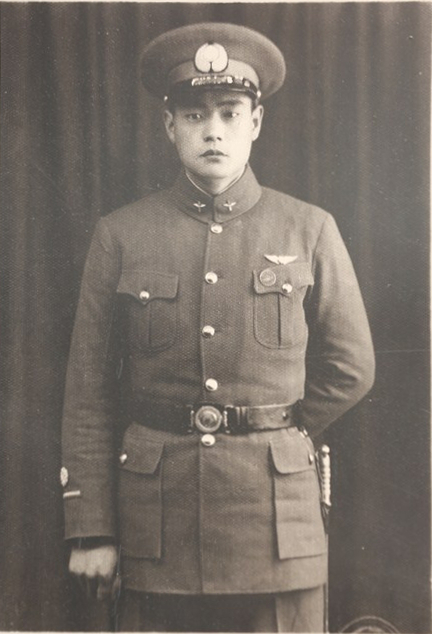
軍常服の少尉（張光明、1935年）
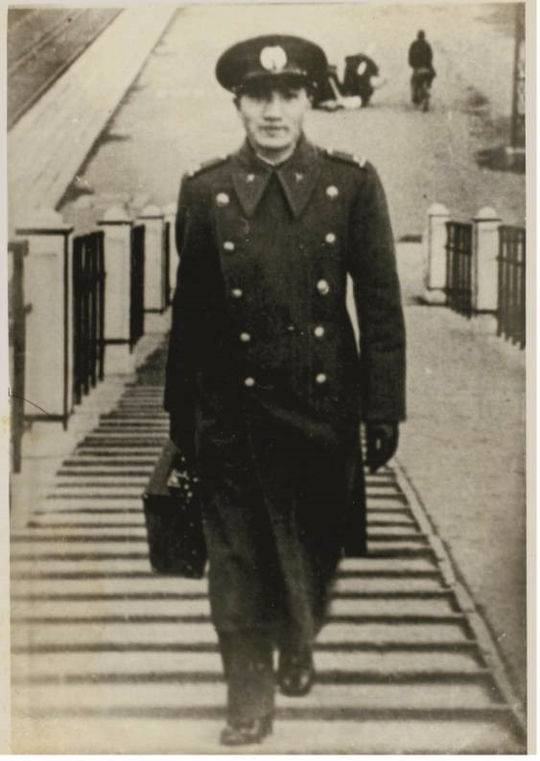
外套。楽以琴
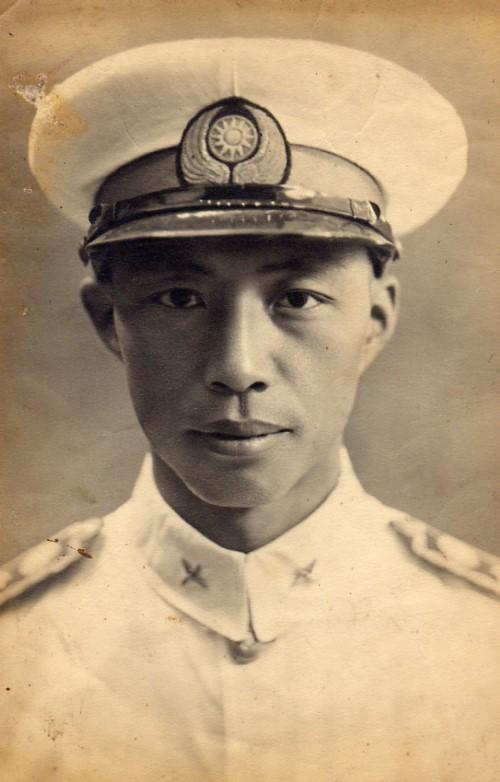
礼装
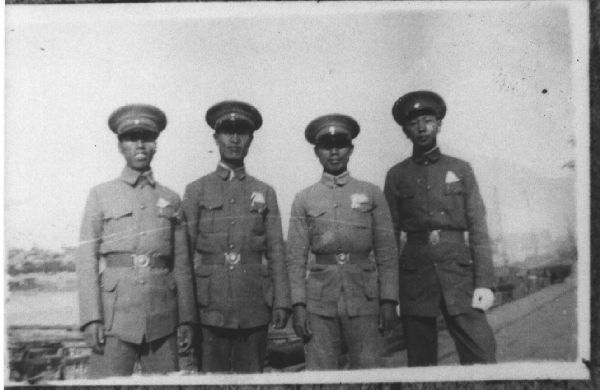
空軍軍士。胸章は陸軍型と空軍型が混在している
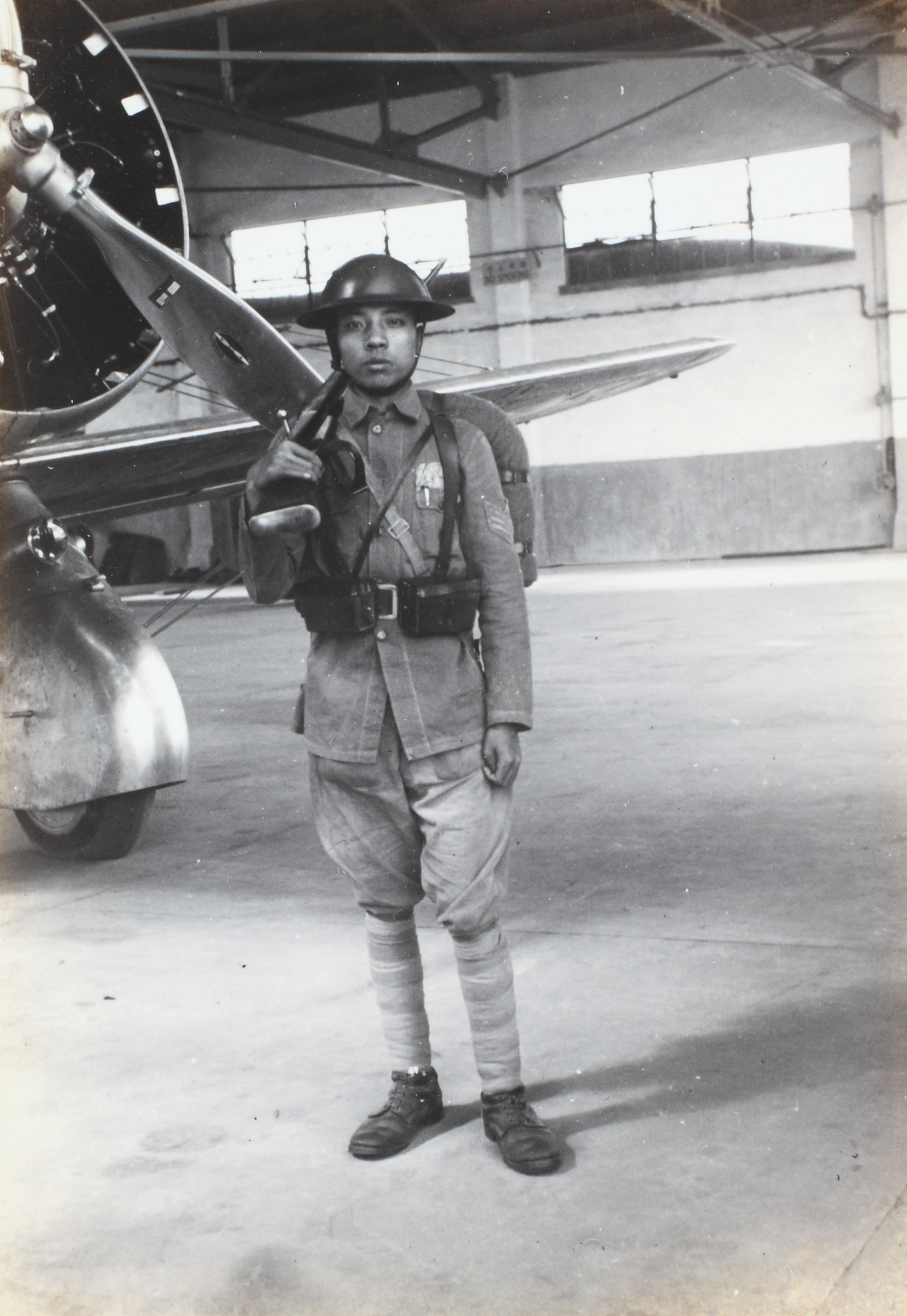
航空特務団ないしその前身の航校掩護営所属と思われる地上戦部隊の上等兵
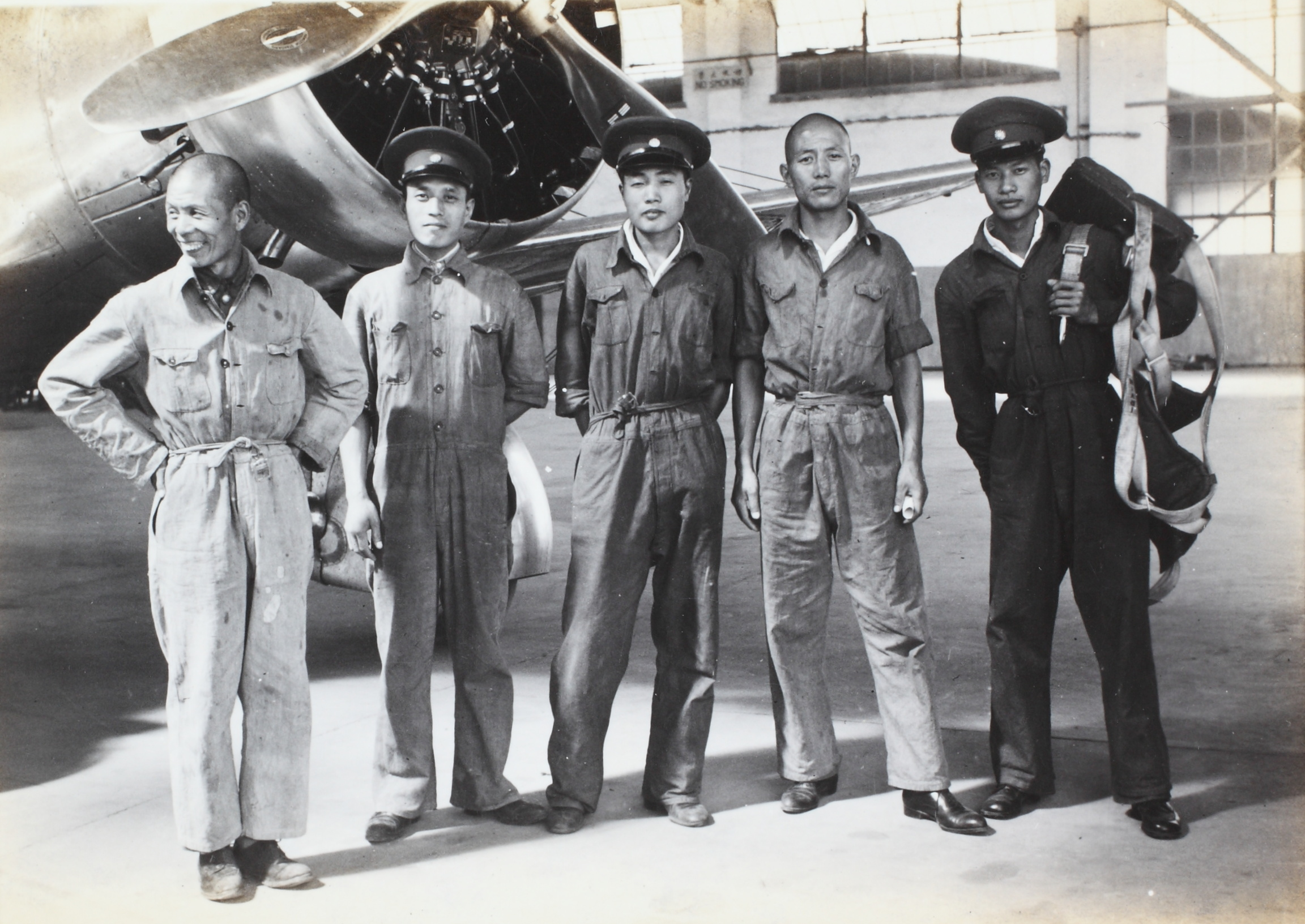
作業着の整備兵

### 民国28年（1939年）制式
前述の細部改正から半年後の1939年8月7日の『空軍服装戦時通変弁法』により、徽章軍服の前面改定が実施された。夏服の階級章が袖から肩へと変更され、また軍帽の形状もはみ出しの少ないクラッシュキャップとなり、全体的に支援を受けた米軍の影響が強くなった。また、当初刺繍布製だった帽章その他徽章はより生産性を重視するため銅やプラスチックになった。
階級章は上部の記章がプロペラを掴んだ鷲となったほか、襟章が三枚羽に変更された。襟の兵科徽章は12種類に細分化された。搭乗員徽章は非現役パイロットも佩用するなど、この頃から形骸化が現れる。
将官の襟章は階級章上部と同じ徽章であったが、戦後の1946年ごろに星となる。
ベルトは再びサムブラウンベルトに変更された。
略帽が導入され、軍官学校生徒や整備兵は通常こちらを被るようになる。

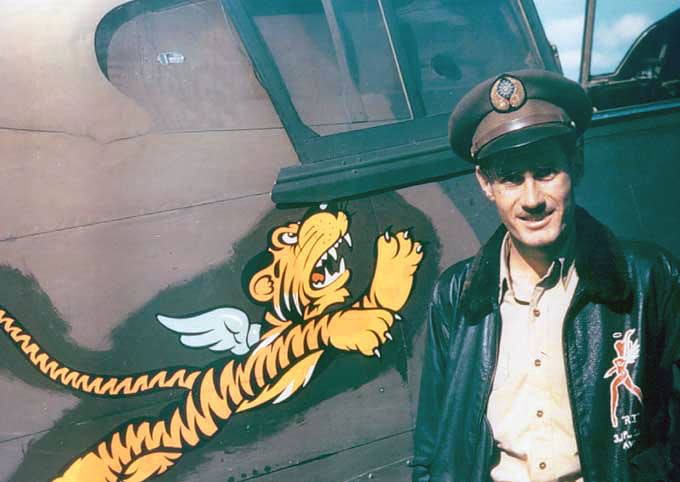
中国空軍の制帽を被った米軍パイロット。
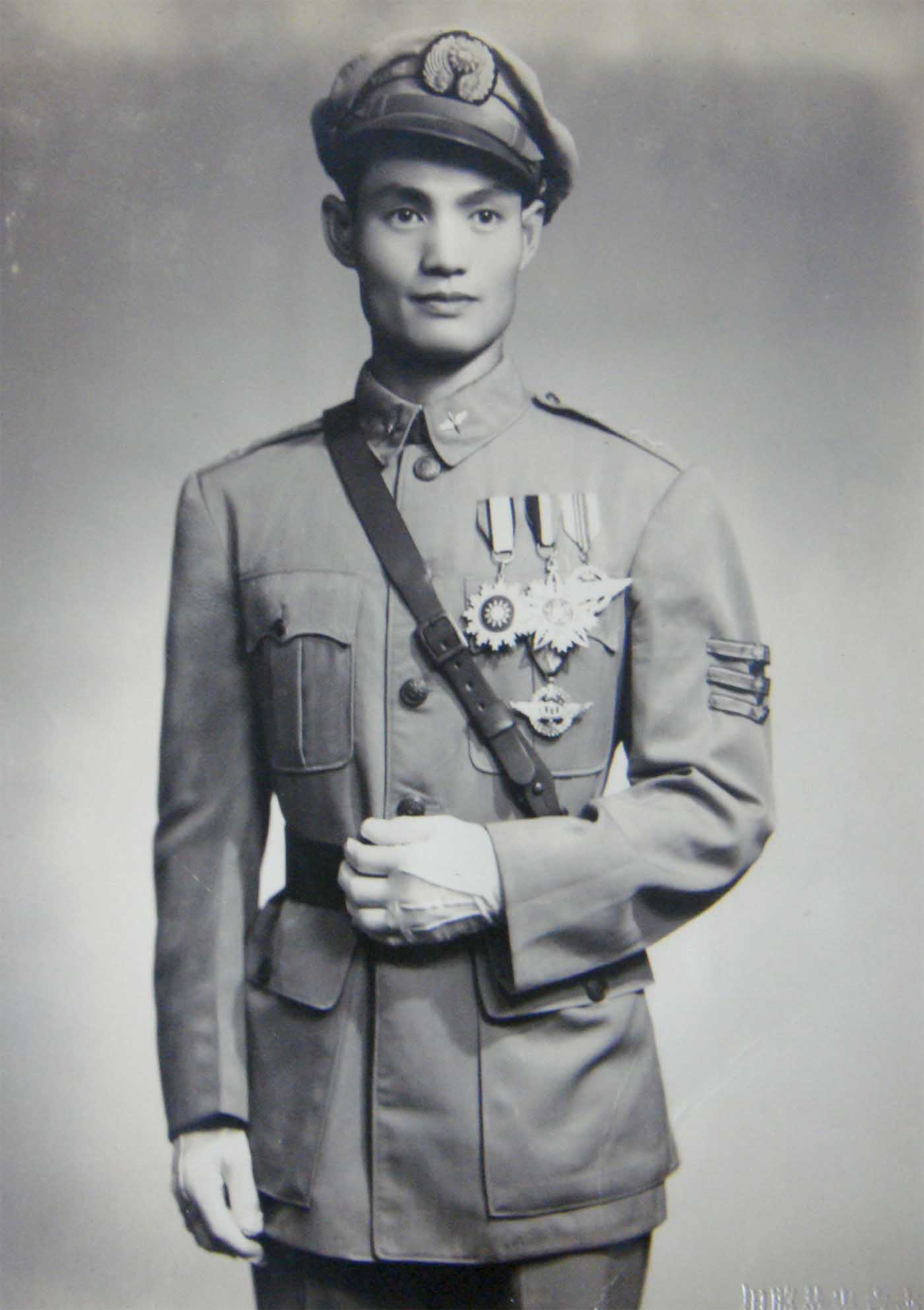
空軍中尉。高又新
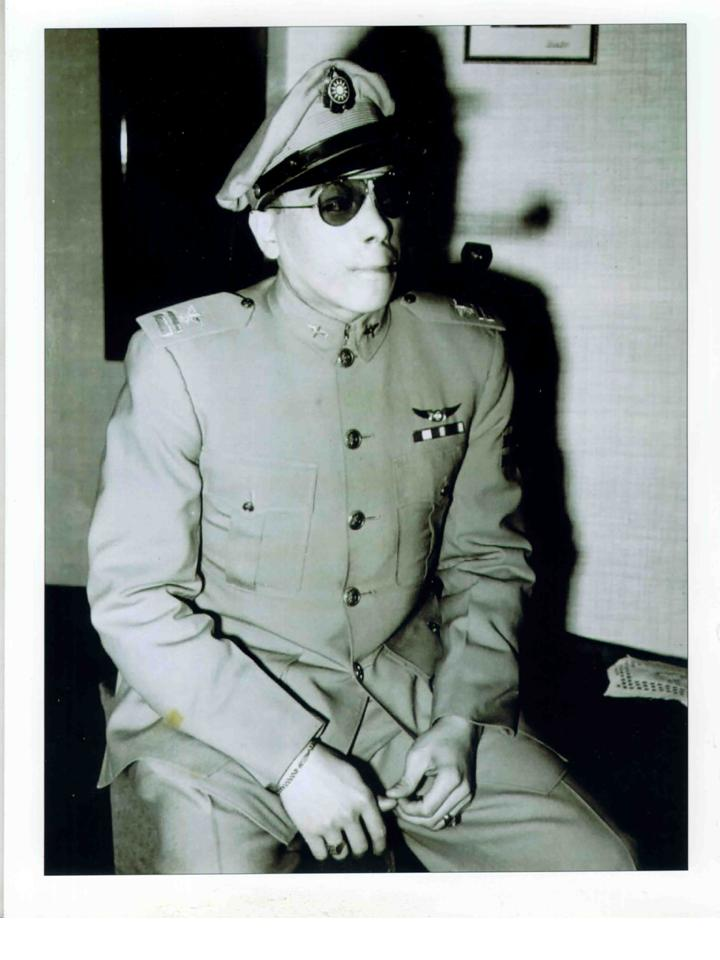
アーサー・チン
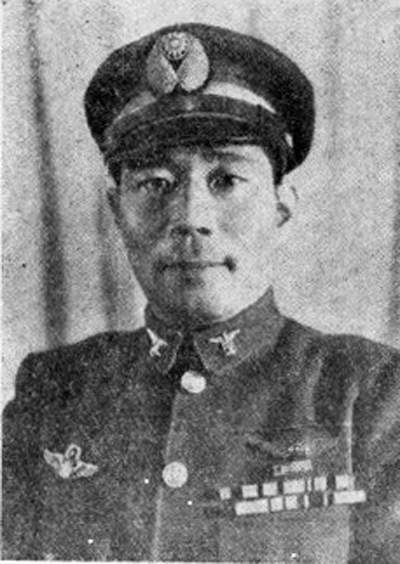
空軍一級上将。（周至柔、1948年ごろ）
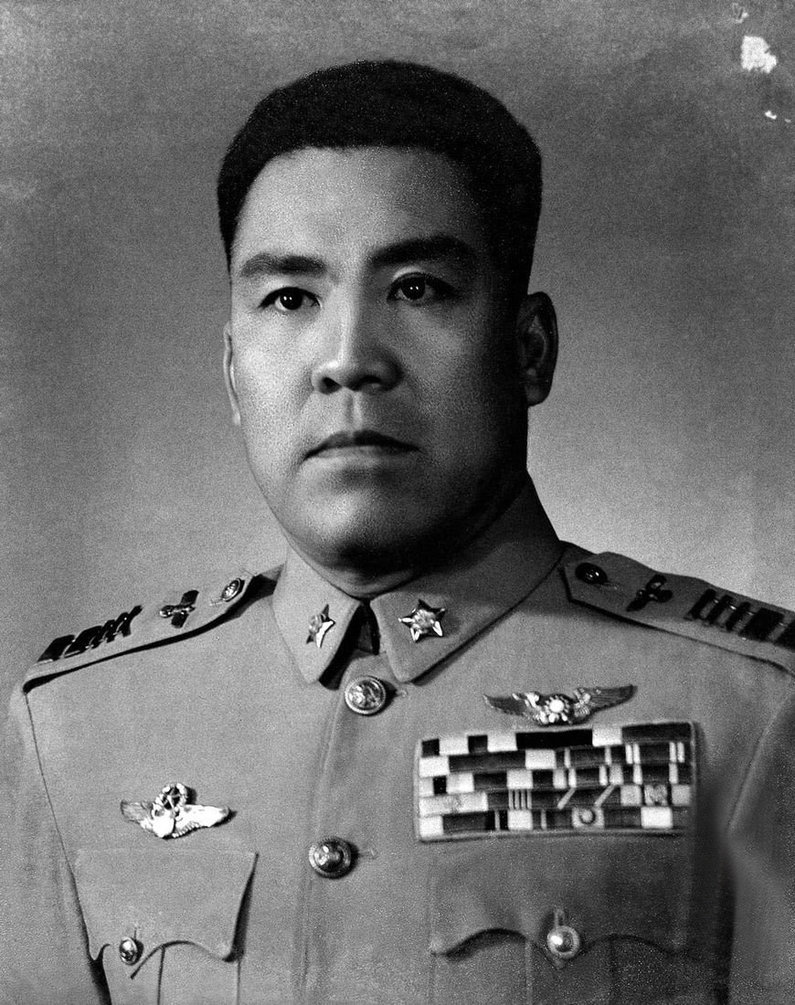
襟章の変更が分かる（王叔銘、1952年3月ごろ）

### 民国44年（1955年）制式
中華民國44年5月24日制定、6月16日施行
本改正により、大礼服・礼服・晩礼服・軍常服・軍便服の5種類に細分化された。大礼服は少尉以上の軍官、礼服・晩礼服は士官（下士官）以上のみ着用。
礼服は軍常服に大礼服用飾緒を佩用したものを指す。冬季軍常服は藍色、夏季軍常服はカーキのブレザー。
冬季軍便服はアイクジャケット、夏季軍便服（甲式）はカーキ色の長袖チノシャツにネクタイ、夏季軍便服（乙式）は半袖でノータイ。士兵用夏季軍便服は長袖の開襟シャツのみ。
外套はピーコート型、雨合羽はシングルブレスト。徽章、ボタンは民国28年制式をおおむね継承している。
その他、女性職員はギャリソンキャップを被り、冬季軍常服はブレザーにタイトスカート、夏季軍常服はカーキの開襟ワンピース。整備服は兵士はツナギ型、軍官はツーピース。

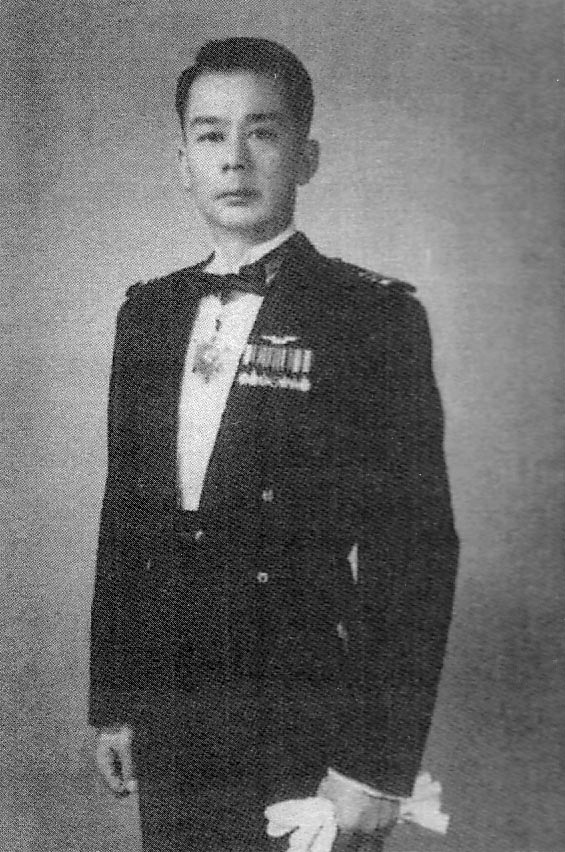
晩礼服の上校（喬無遏、1958年）
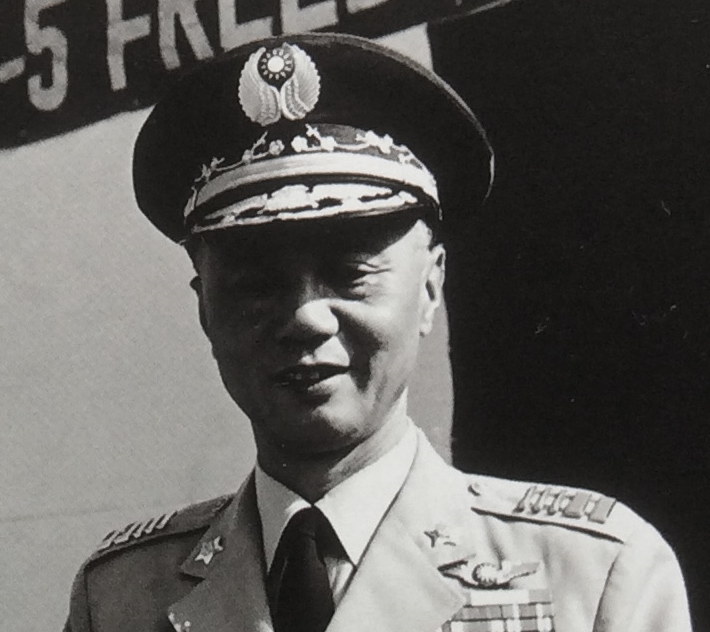
夏制服の空軍二級上将。（徐煥昇（中国語版）、1965年2月9日）
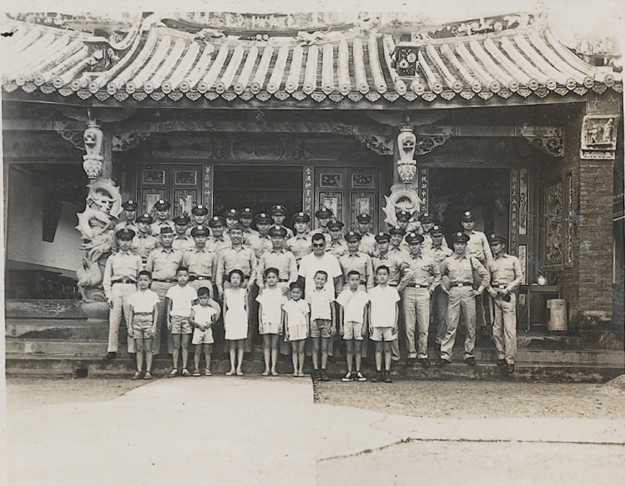
空軍軍官学校生徒（1950年代）

### 民国95年（2006年）制式
陸海空軍服制條例 （改正）（2006年1月3日制定、2007年11月7日公布）

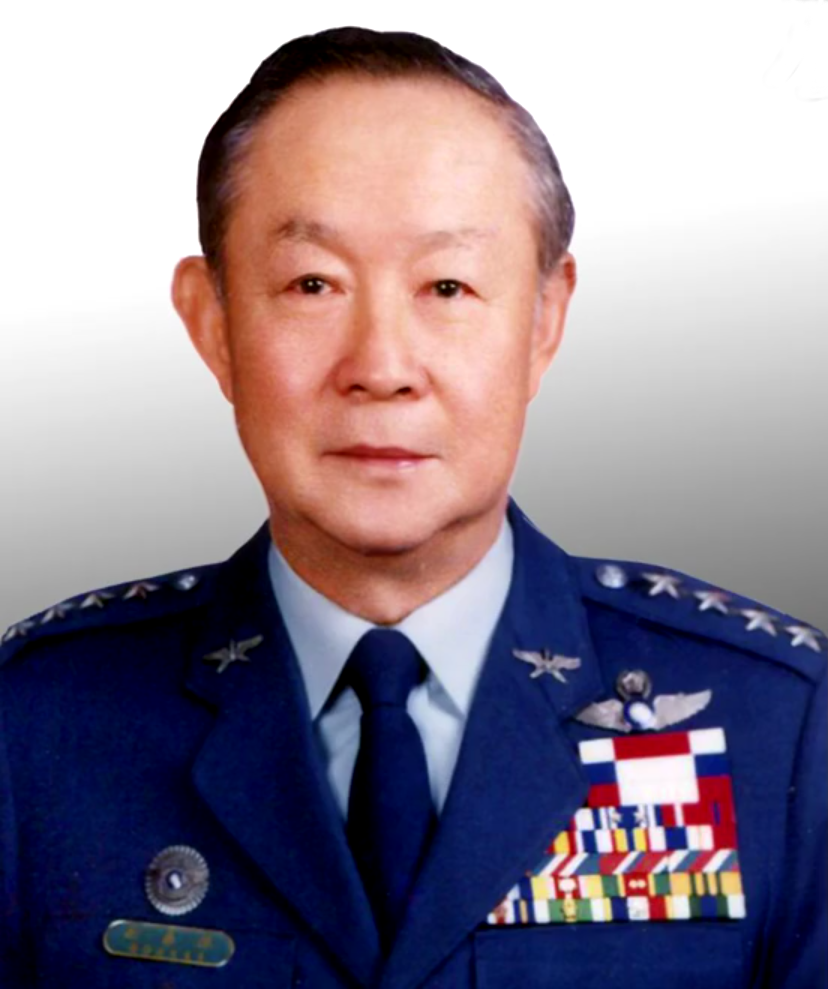
軍常服。空軍一級上将陳燊齢（中国語版）（1989年—1991年）
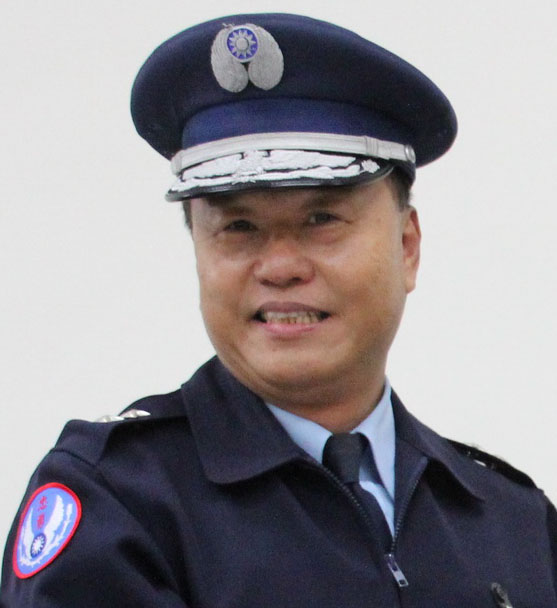
官帽を着用した空軍中将。柏鴻輝（中国語版）（2016年2月25日）
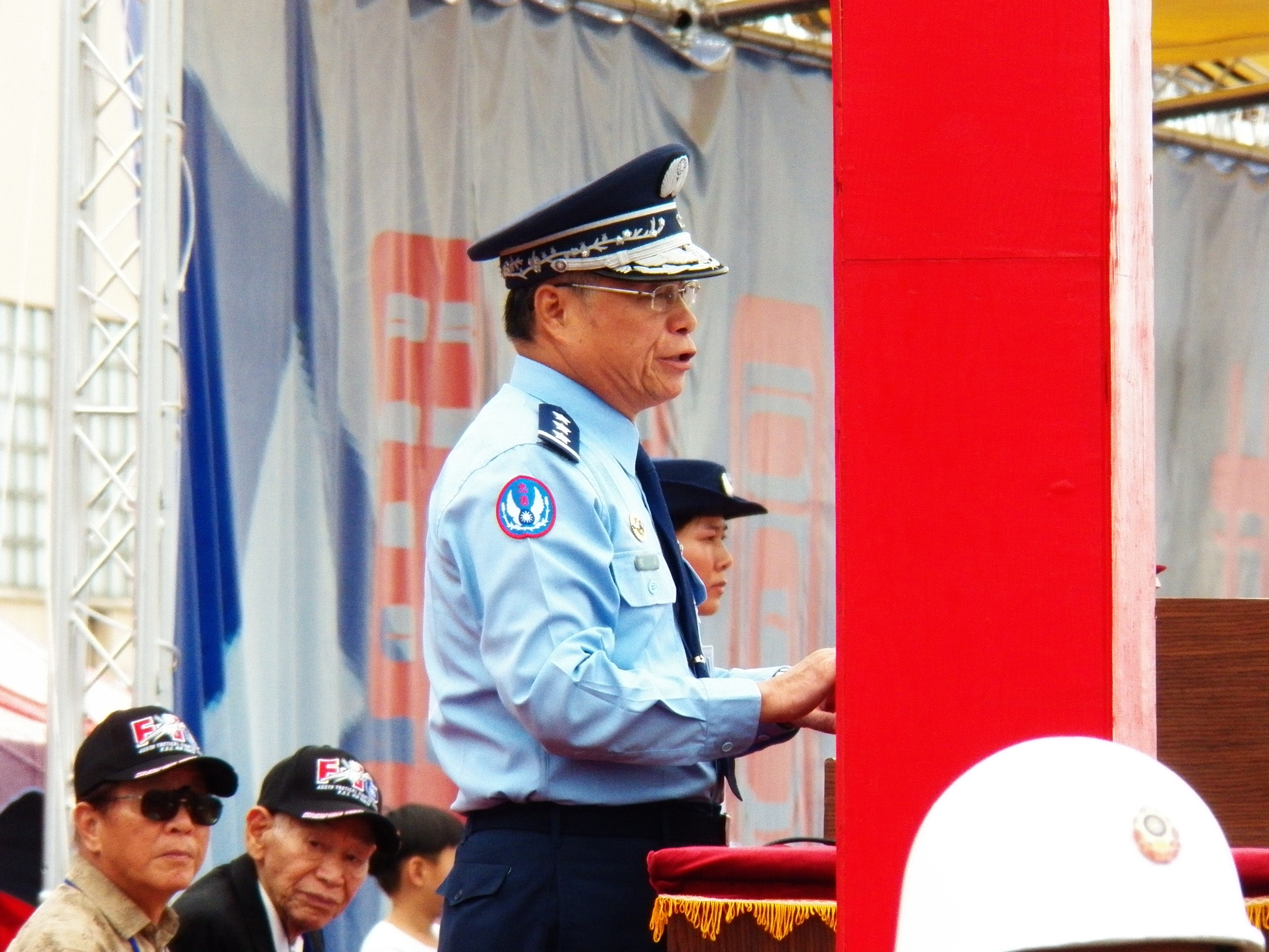
甲式軍便服を着用した空軍二級上将嚴明（中国語版）（2012年8月12日）
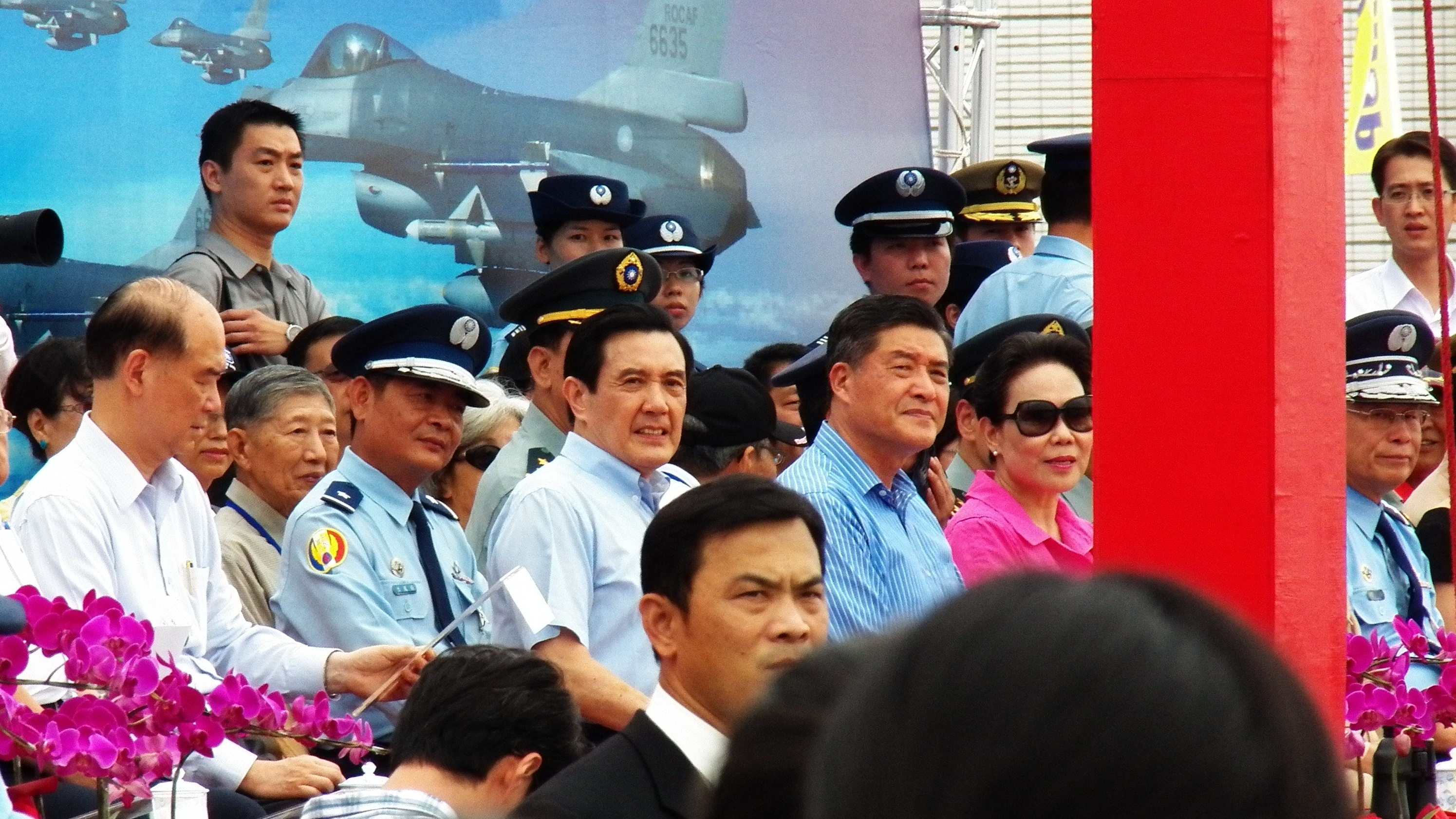
甲式軍便服の空軍軍官ら。前列左より二番目は少将（空軍455航空団長楊鳳生）、右端は二級上将（厳明）。列後方には女性下士官の姿も見える（2012年8月11日）
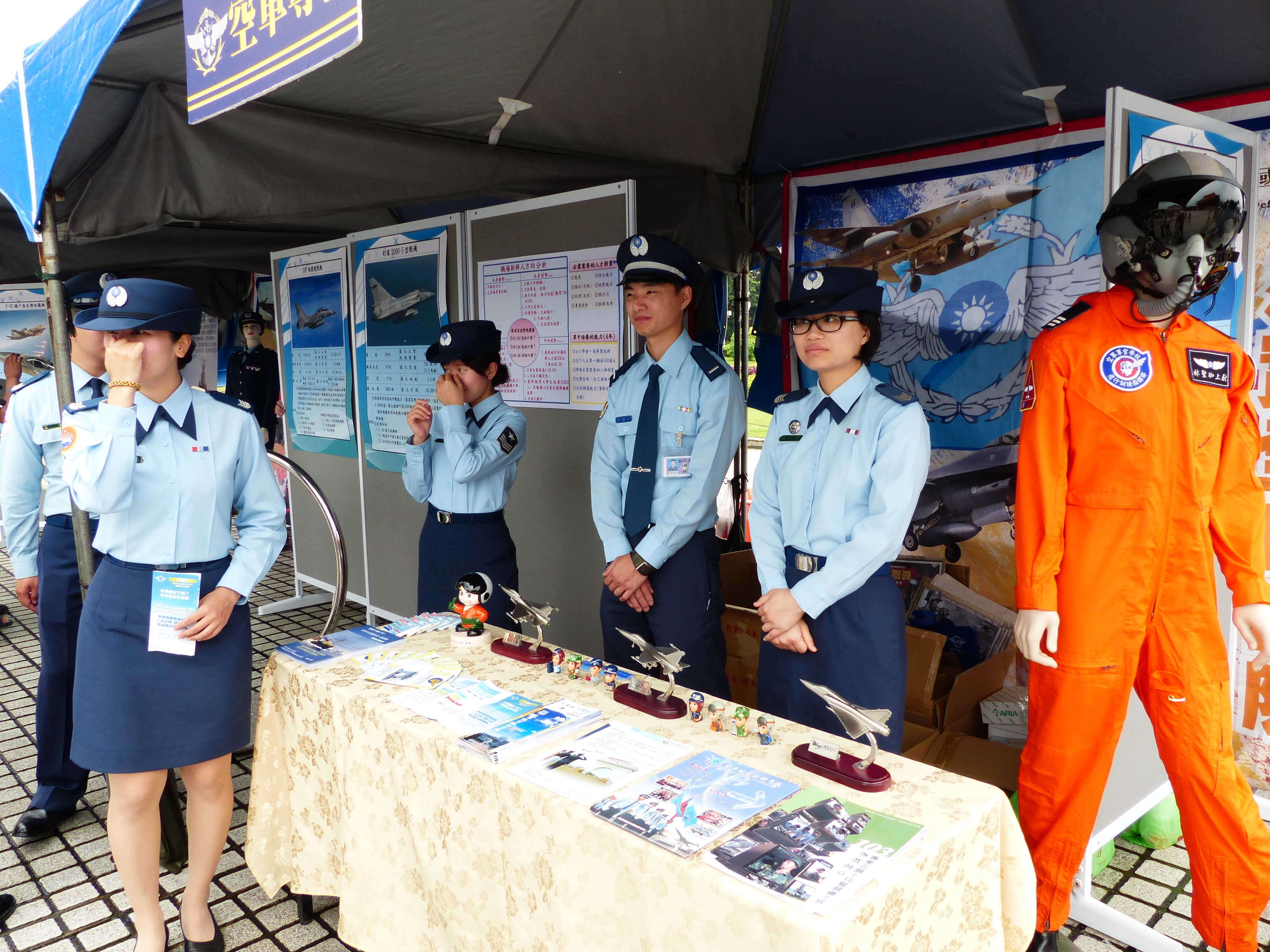
甲式軍便服の空軍軍官および女性下士官（2014年6月7日）
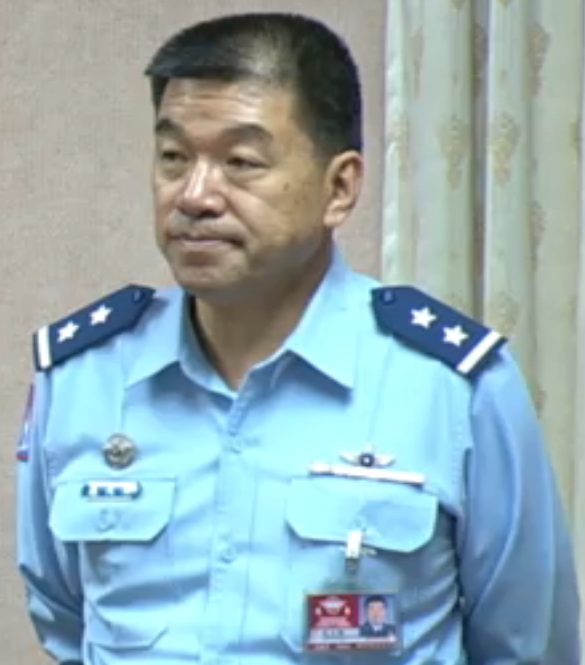
乙式軍便服姿の空軍中将范大維（中国語版）（2016年11月2日）
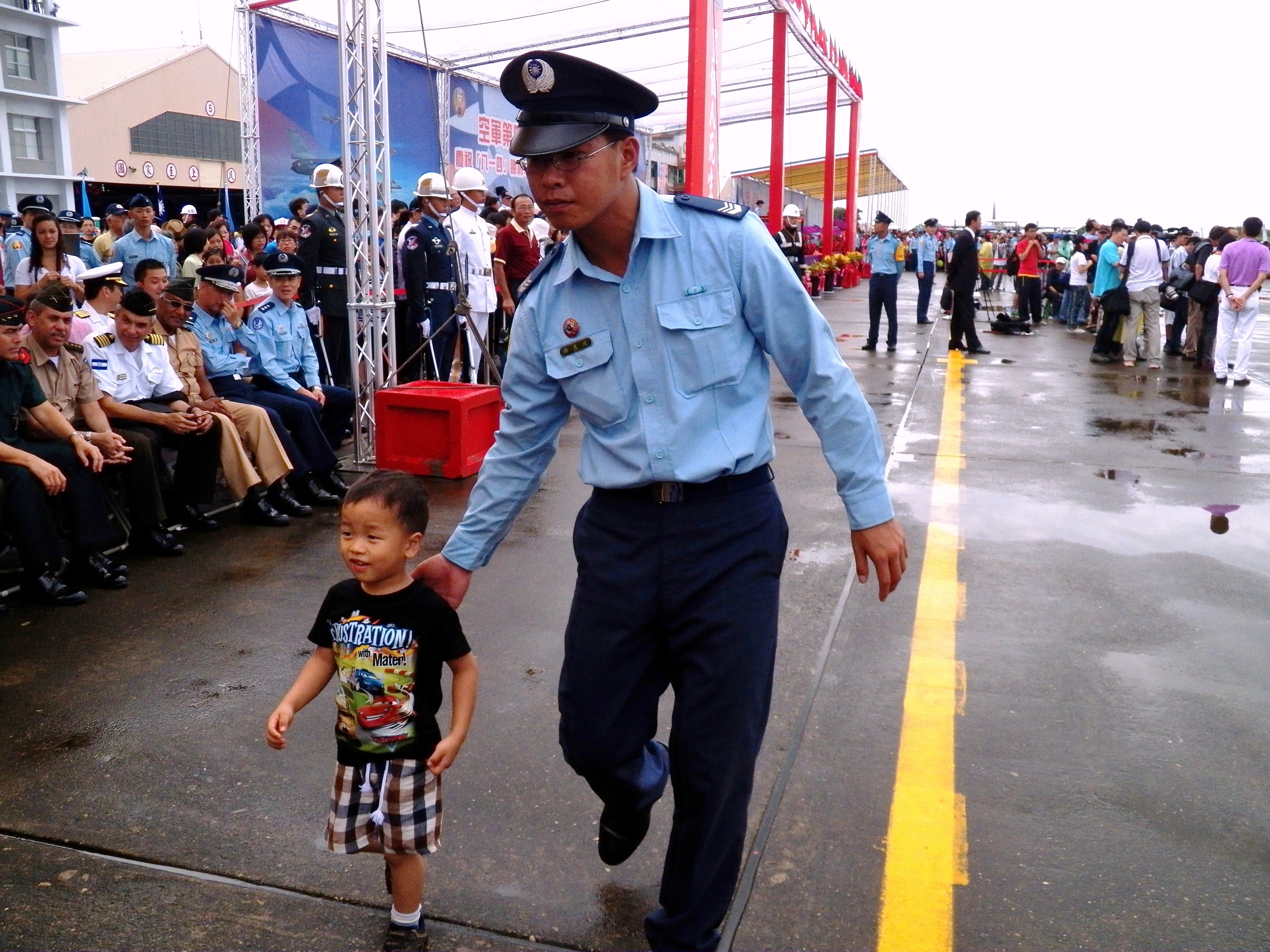
乙式軍便服姿の中士（軍曹に相当、2012年8月11日）
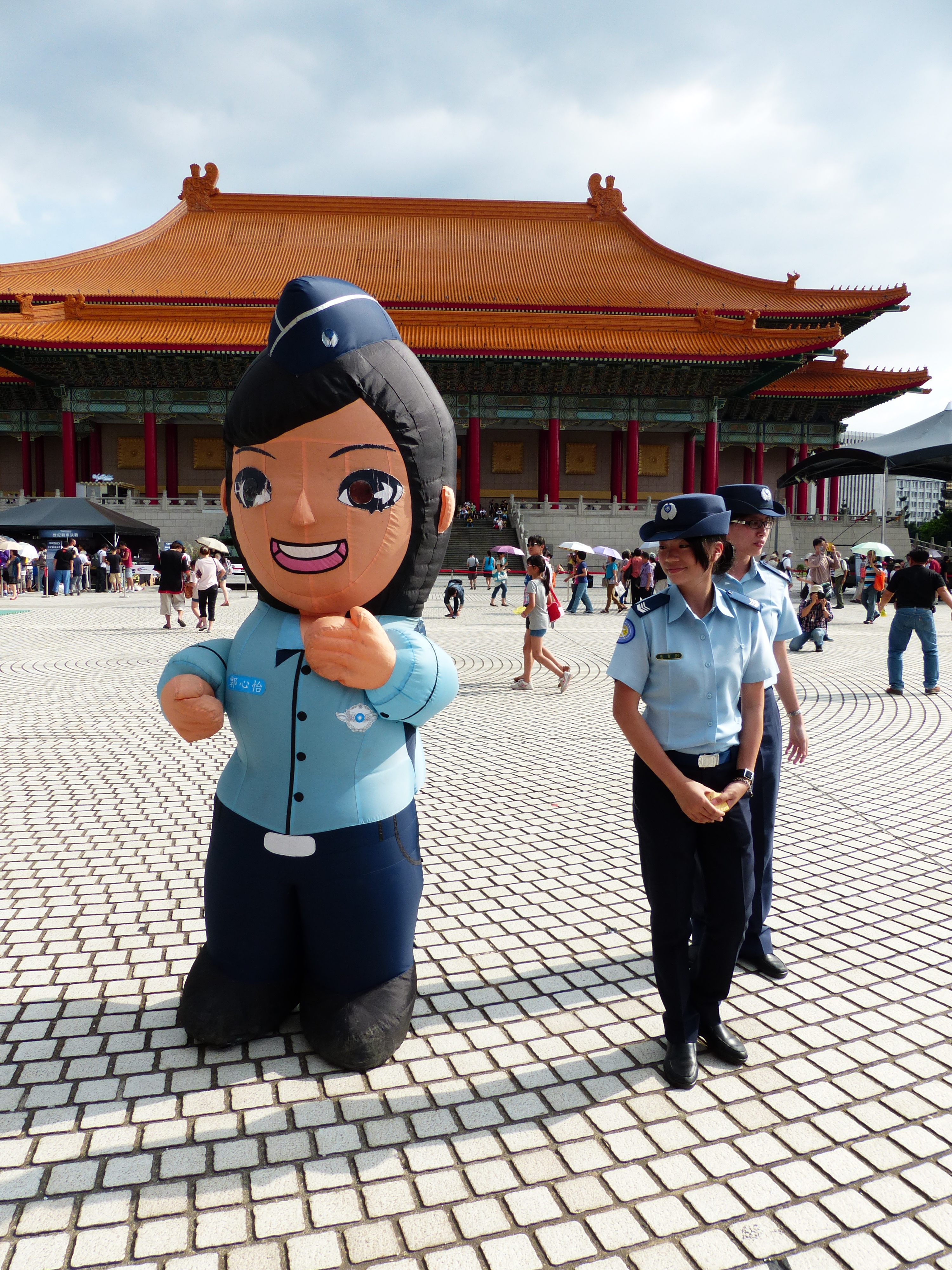
丙式軍便服の女性中士（軍曹に相当、2013年6月8日）
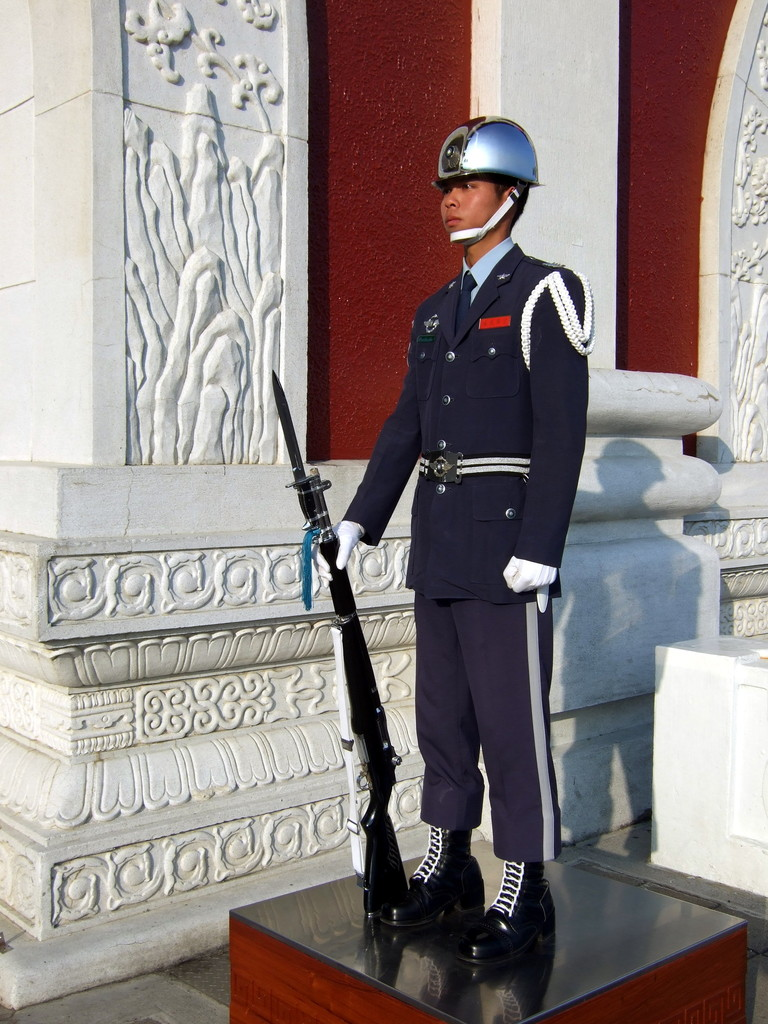
儀仗兵(2009年4月20日)
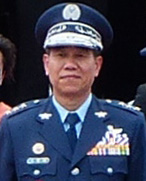
将官服。劉震武（英語版）(2013年6月1日)

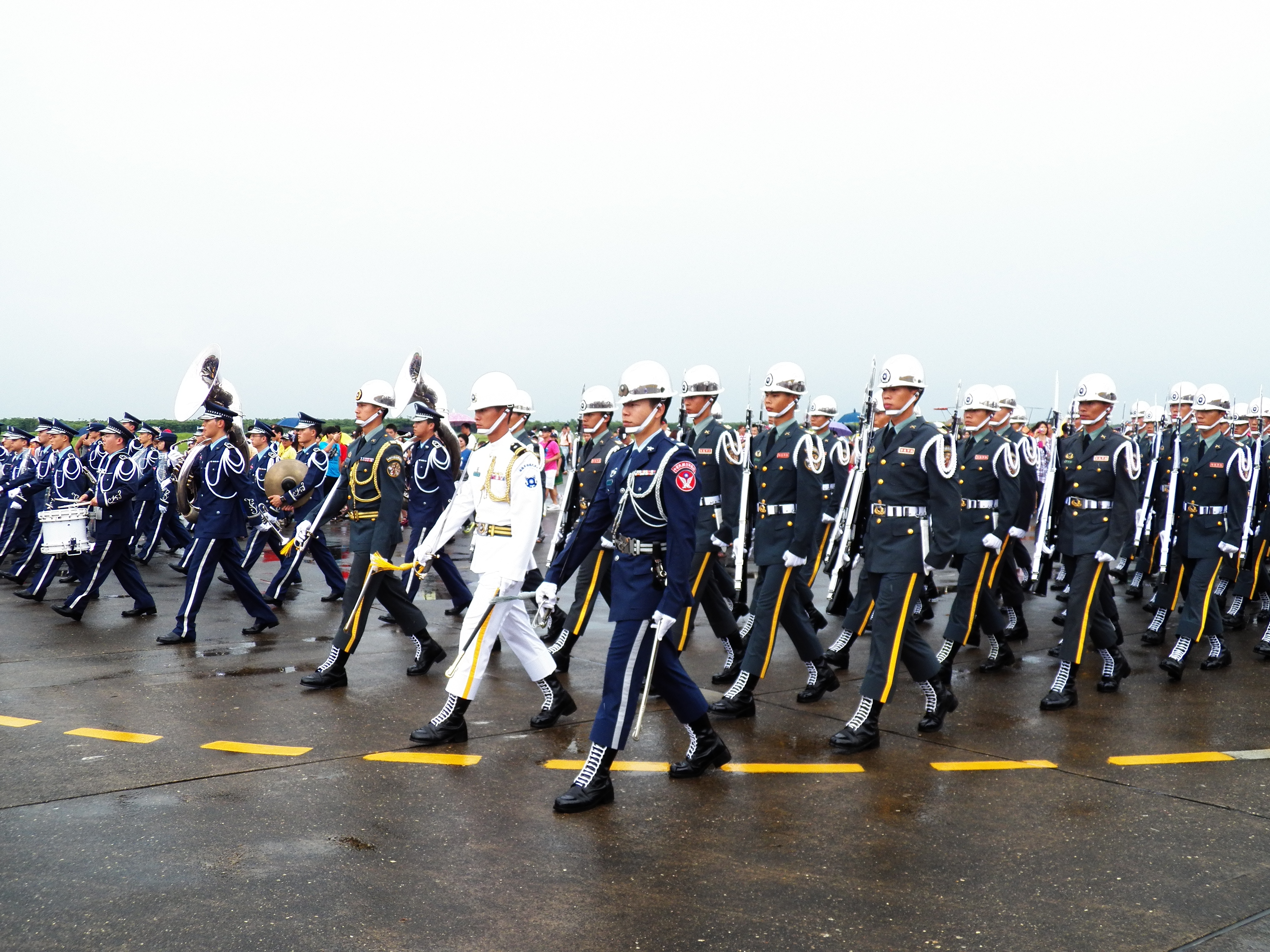
空軍軍楽隊(2012年8月11日)
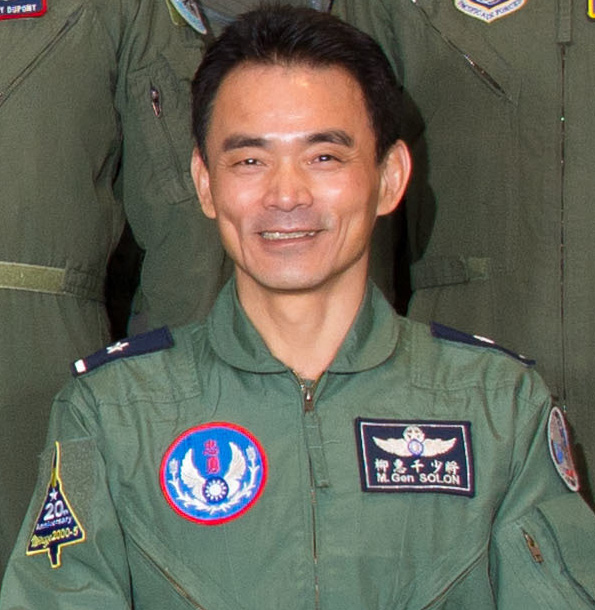
飛行服を着用した空軍少将。柳恵千（2017年10月20日）
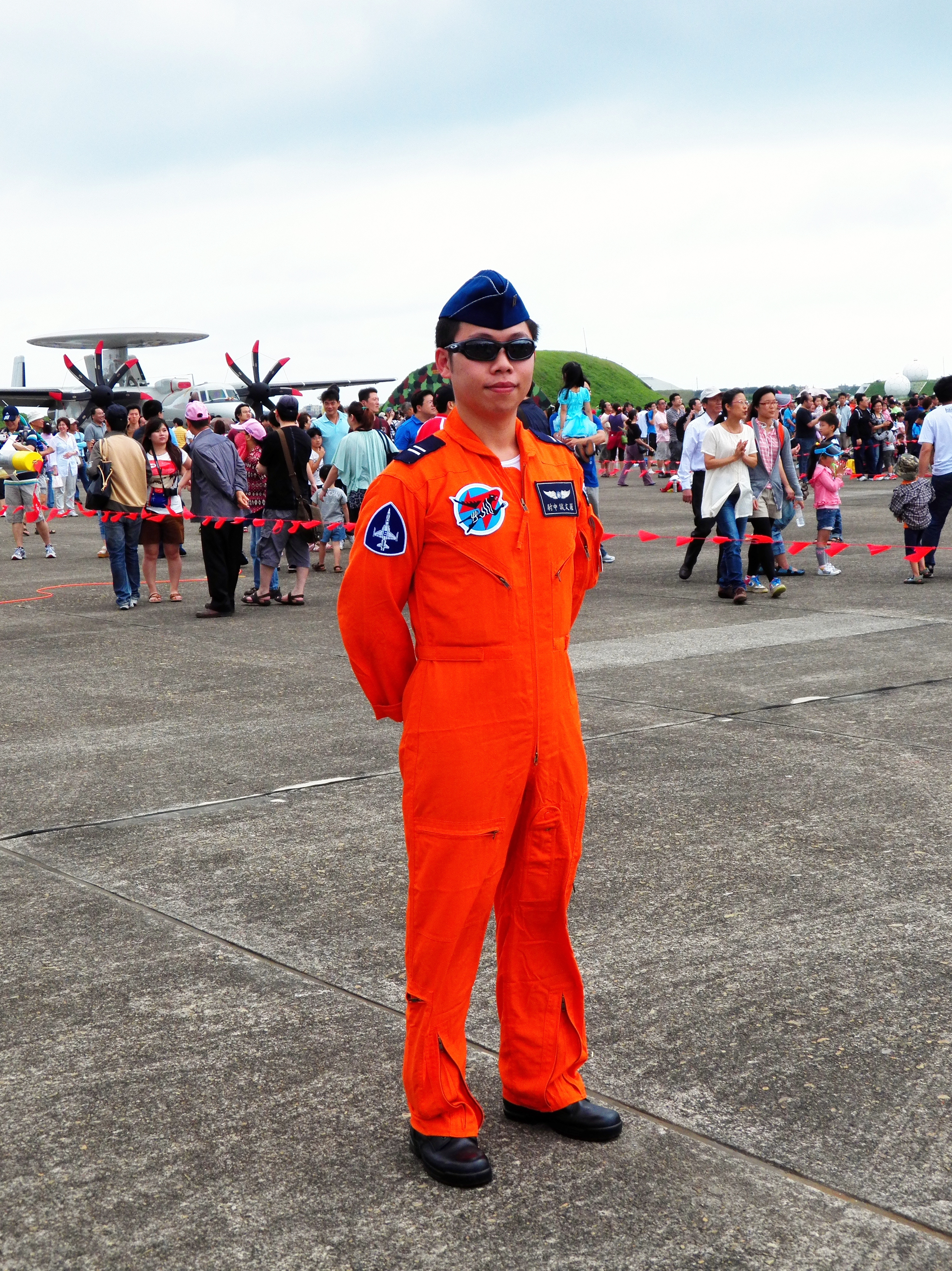
飛行服を着用した空軍中尉。（2012年6月2日）
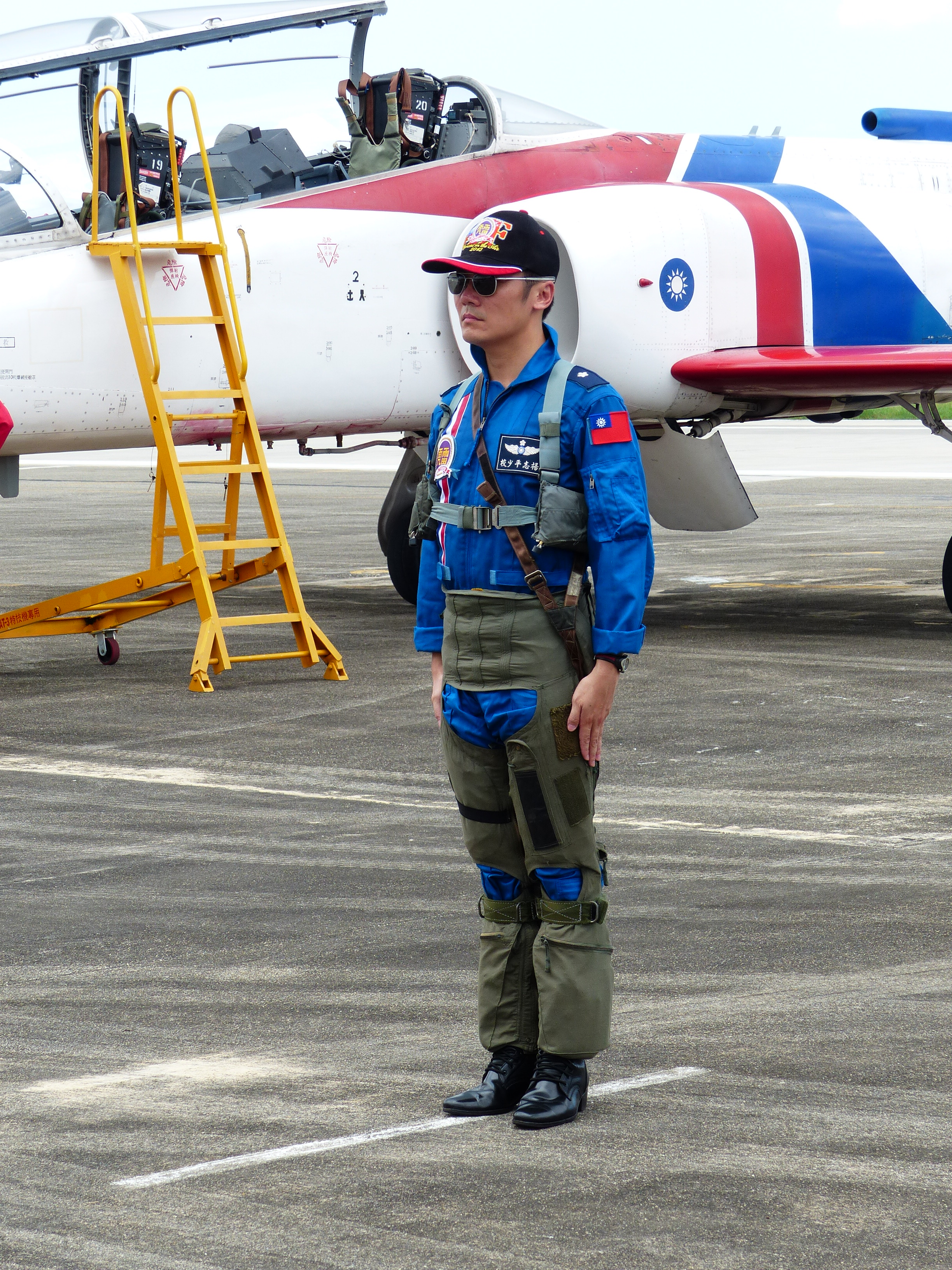
曲技飛行隊雷虎特技小組（サンダータイガース），飛行服を着用した空軍少校(2013年6月1日)
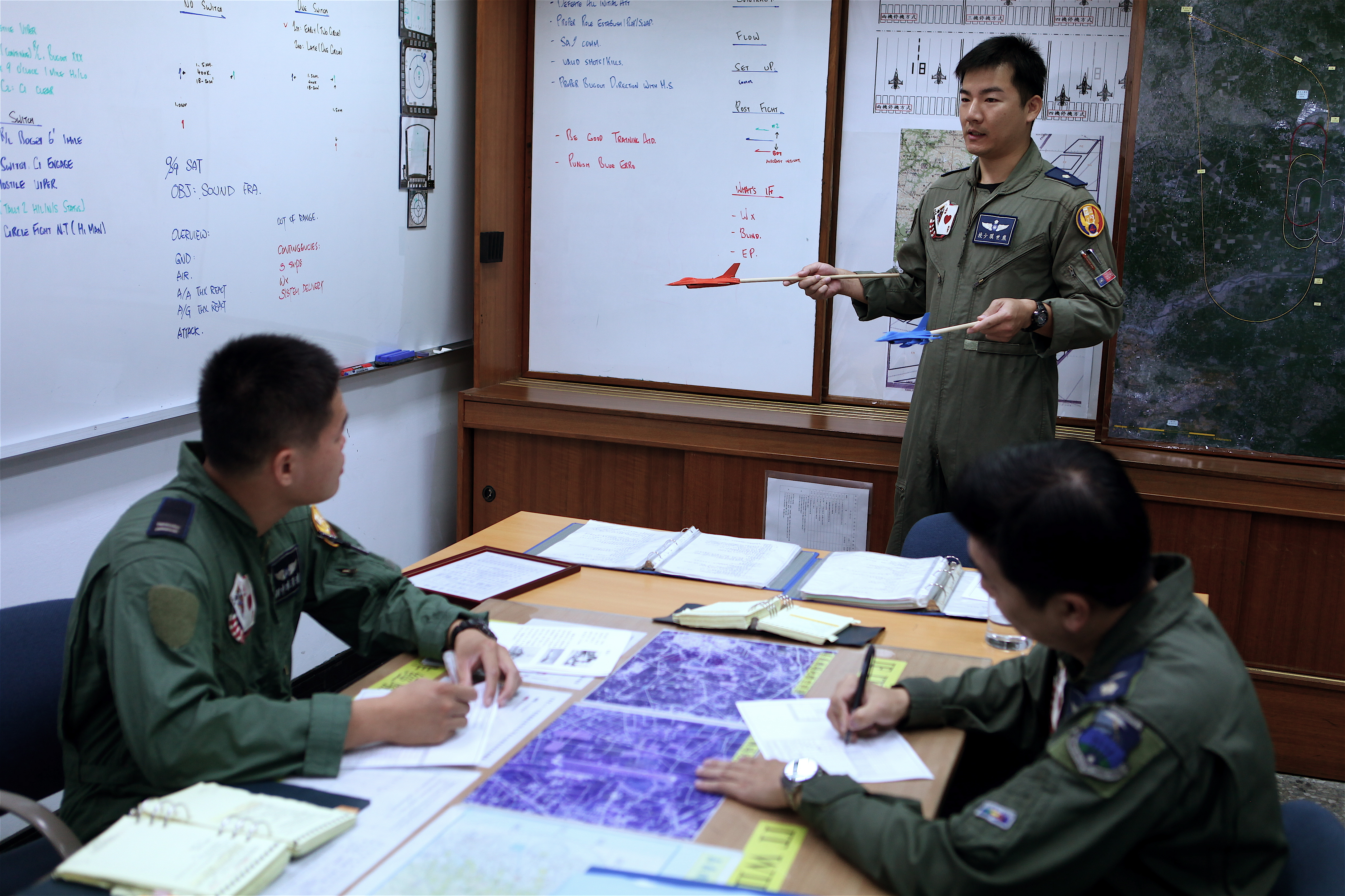
空軍搭乗員の作業服。（2011年9月30日）

## 軍属その他
兵工署人員は1935年12月、「兵工技術人員暫行服装条例」によって開襟制服が制定された。

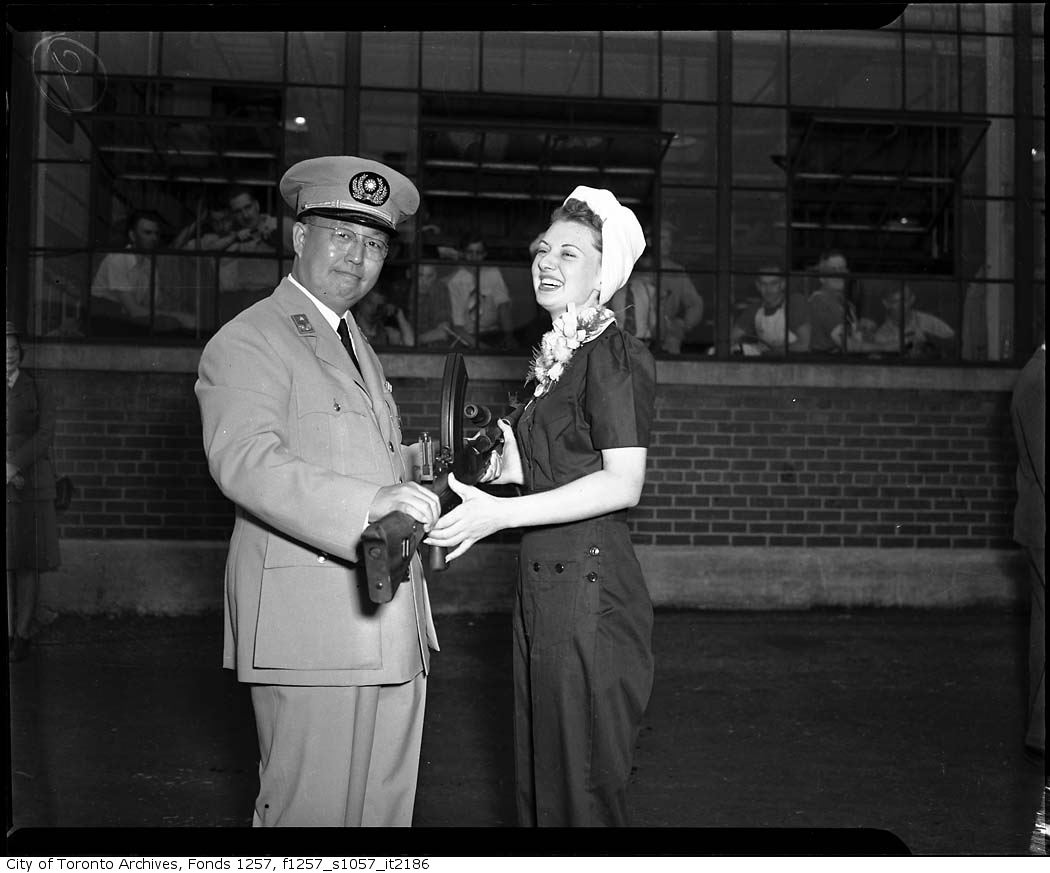
軍政部兵工署駐美代表たる少将相当官（江杓（中国語版）、1943年8月20日）

## 傀儡政権の軍服
傀儡政権軍（現在の中国では偽軍、皇協軍などと呼称）は北洋軍閥や国民革命軍と日本軍を折衷したような軍装であった。日本式の戦闘帽を被ることが多い。

### 南京国民政府設立まで
冀東防共自治政府の保安隊は奉天派軍ないし満州国軍に似た詰襟で、階級章は警察のように襟に配した。
中華民国臨時政府の華北治安軍（華北綏靖軍）の礼装は上下黒でピッケルハウベを被る。帽子頭頂部には金色で6角形の高さ7cmの突起が付き、帽子には金の波模様が入る。袖には幅3センチの松模様があしらわれ、1，5センチの金のパイピングが0，5センチ間隔で将官は3本、校官は2本、尉官は1本入る。常服は4つボタンで切れ込み入りポケット4点、軍官は開襟で下士官兵は折襟。袖口に赤のパイピングが入る。階級は胸に配し、民国24年制式に似ているが星章は五芒星となっている。肩には所属部隊を数字と英語の頭文字（例えば第3団所属なら「3R」）、特技兵などの場合漢字（司令部ならば「令」、信号兵なら「號」）の銅製徽章が付く。
蒙古聯合自治政府の内蒙軍は日本軍や満州国軍から供与されたと思われる詰襟軍服で、階級章の台紙を青にしている。中国式の布製弾帯も多く使われたようである。

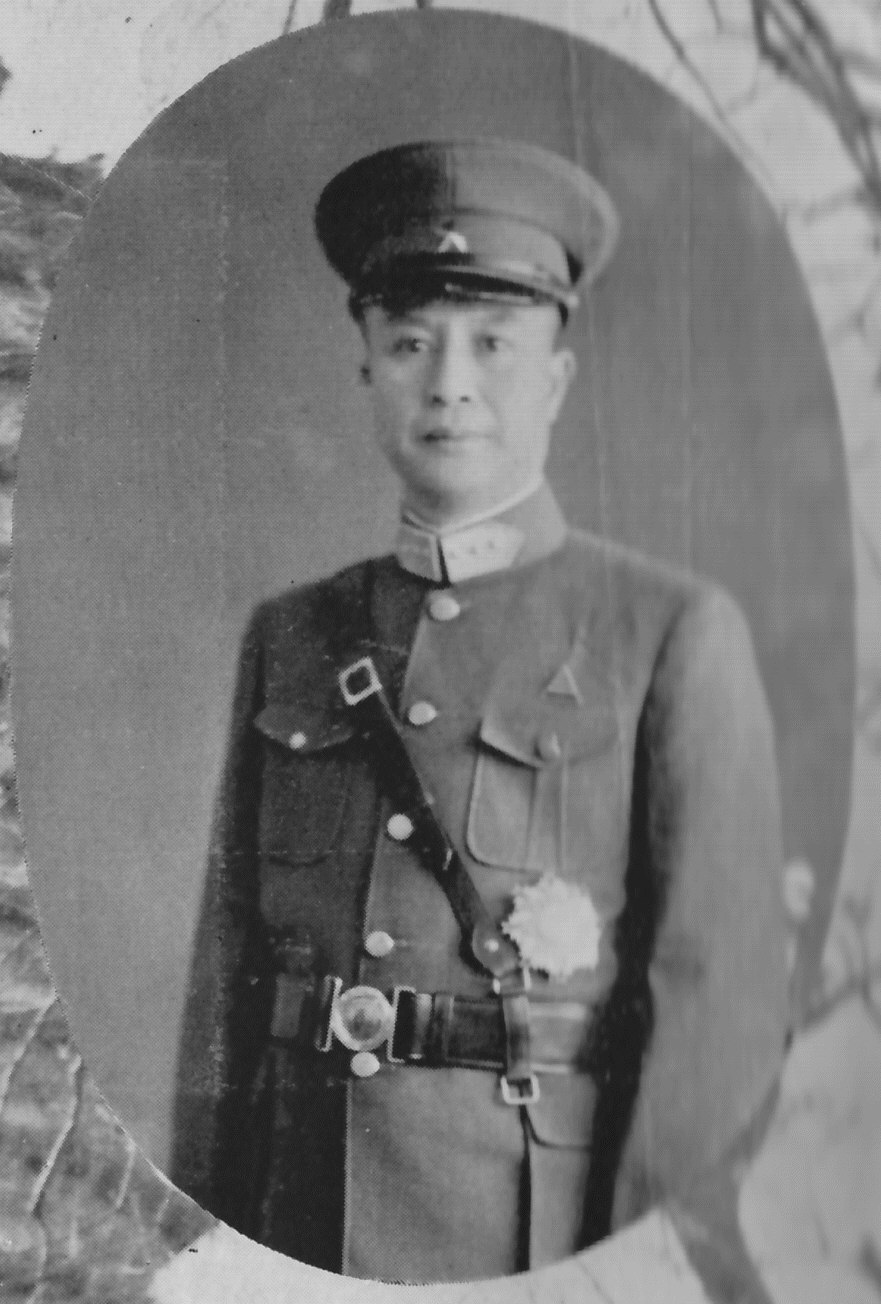
冀東保安隊上将。殷汝耕
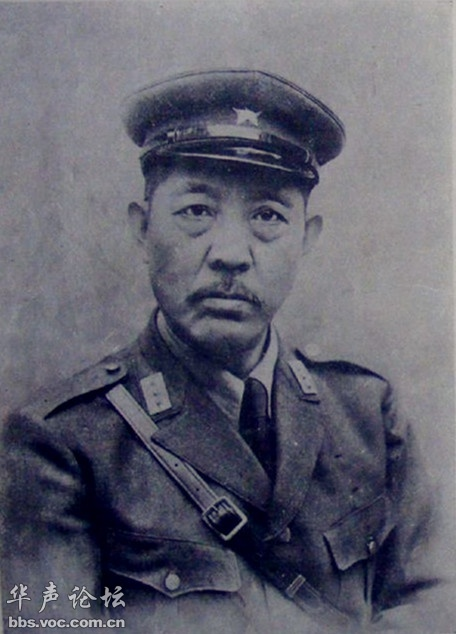
華北治安軍上将。斉燮元
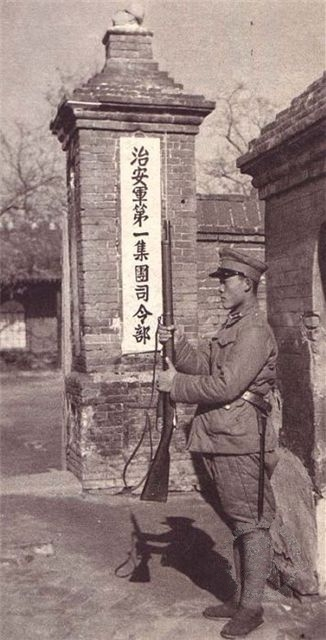
華北治安軍兵士
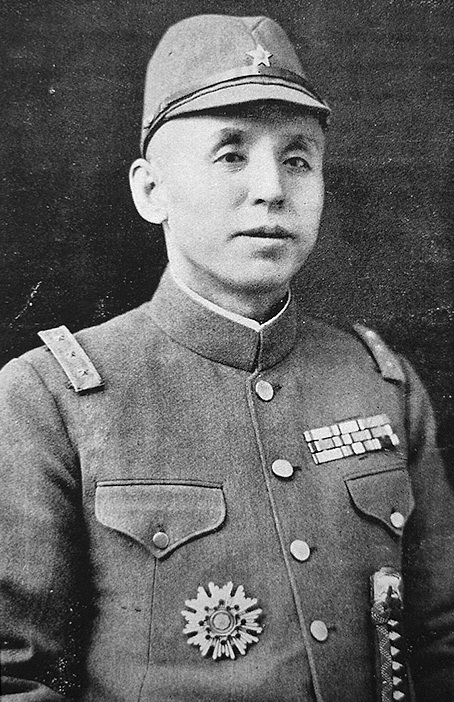
内蒙軍上将。日本の昭五式を着用している。李守信
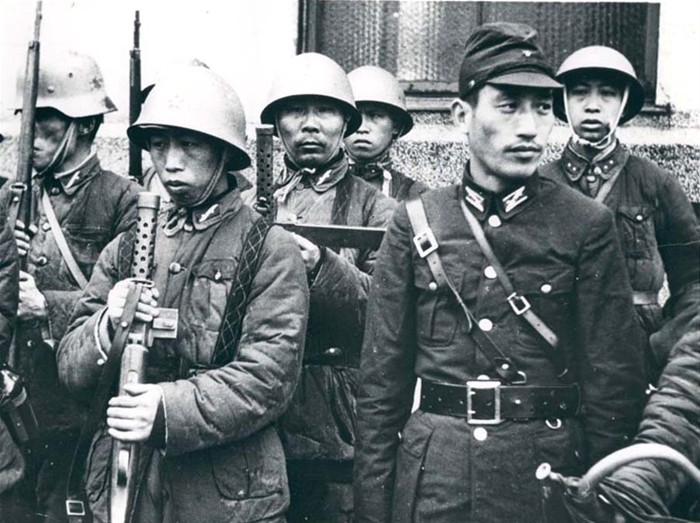
日本占領地区に点在した皇協軍の一つと思われる不明部隊。日本式の略帽を被り、ヘルメットは90式とドイツ式が混在している

### 南京国民政府
汪兆銘政権軍（和平建国軍）の軍服は1940年11月「陸軍服制条例」により正式に制定された。民国24年制式と類似しているが、胸ポケットに切れ込みが入るほか、国民革命軍になかった参謀飾緒など日本軍の影響が強くなっている。海軍も天井部が日本海軍と同じぐらいの幅となり、袖は黒。空軍は1942年8月13日の「空軍服制条例」により制定。北伐期に似た開襟で、階級章は陸軍式だがドイツ空軍の影響が強い。翌年の改正で学生の被服は陸軍型になった。

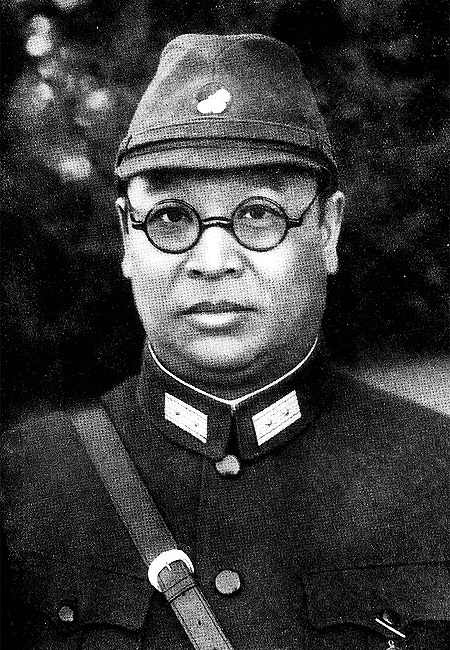
初期の軍装。任援道
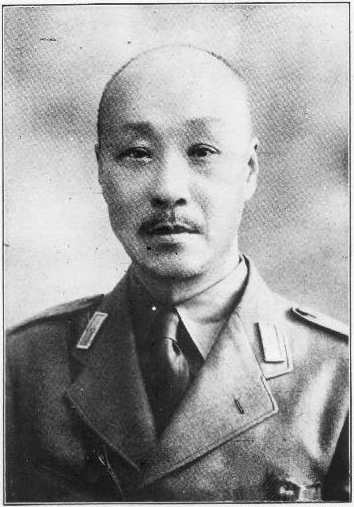
華北政務委員会治安総署署長たる少将。華北治安軍の制服を着用（杜錫鈞、1940年）
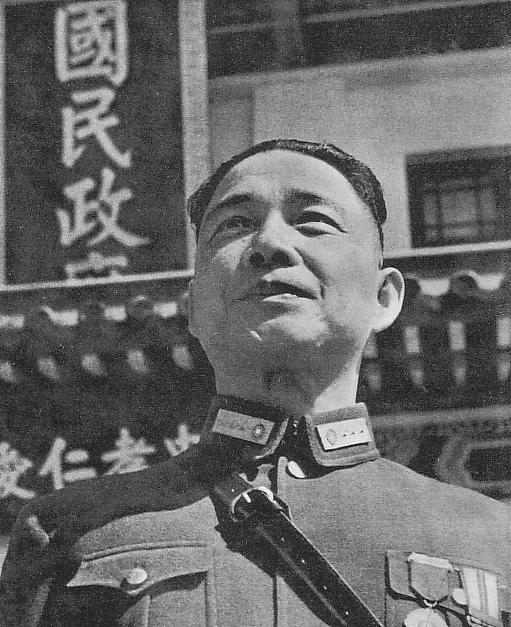
汪兆銘
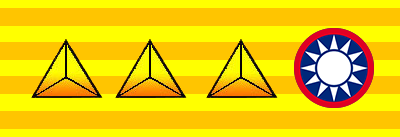
汪兆銘の肩章(特級上将)
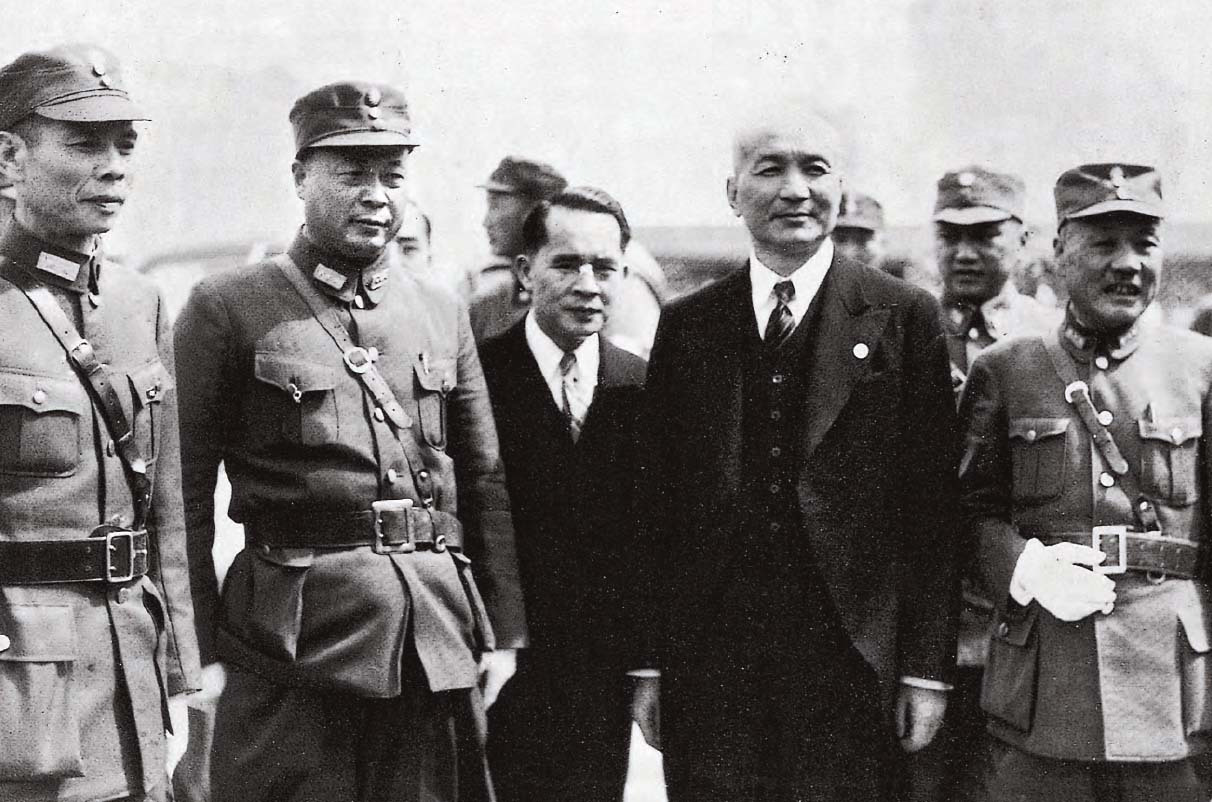
和平建国軍将官ら（1943年）
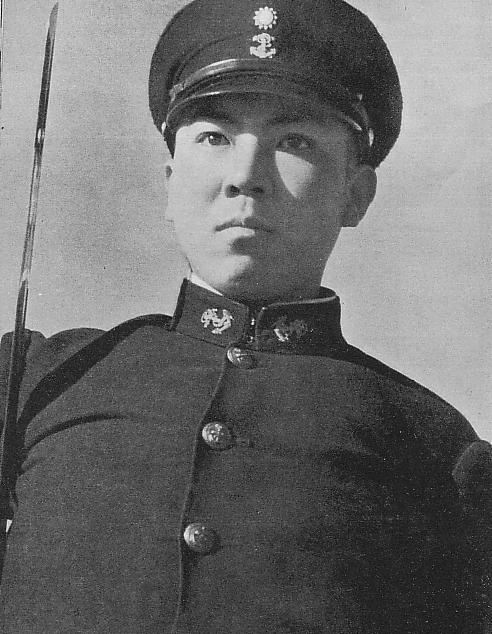
汪兆銘政権の中央海軍学校生徒。軍士と同様の帽子を被っている（1943年頃）
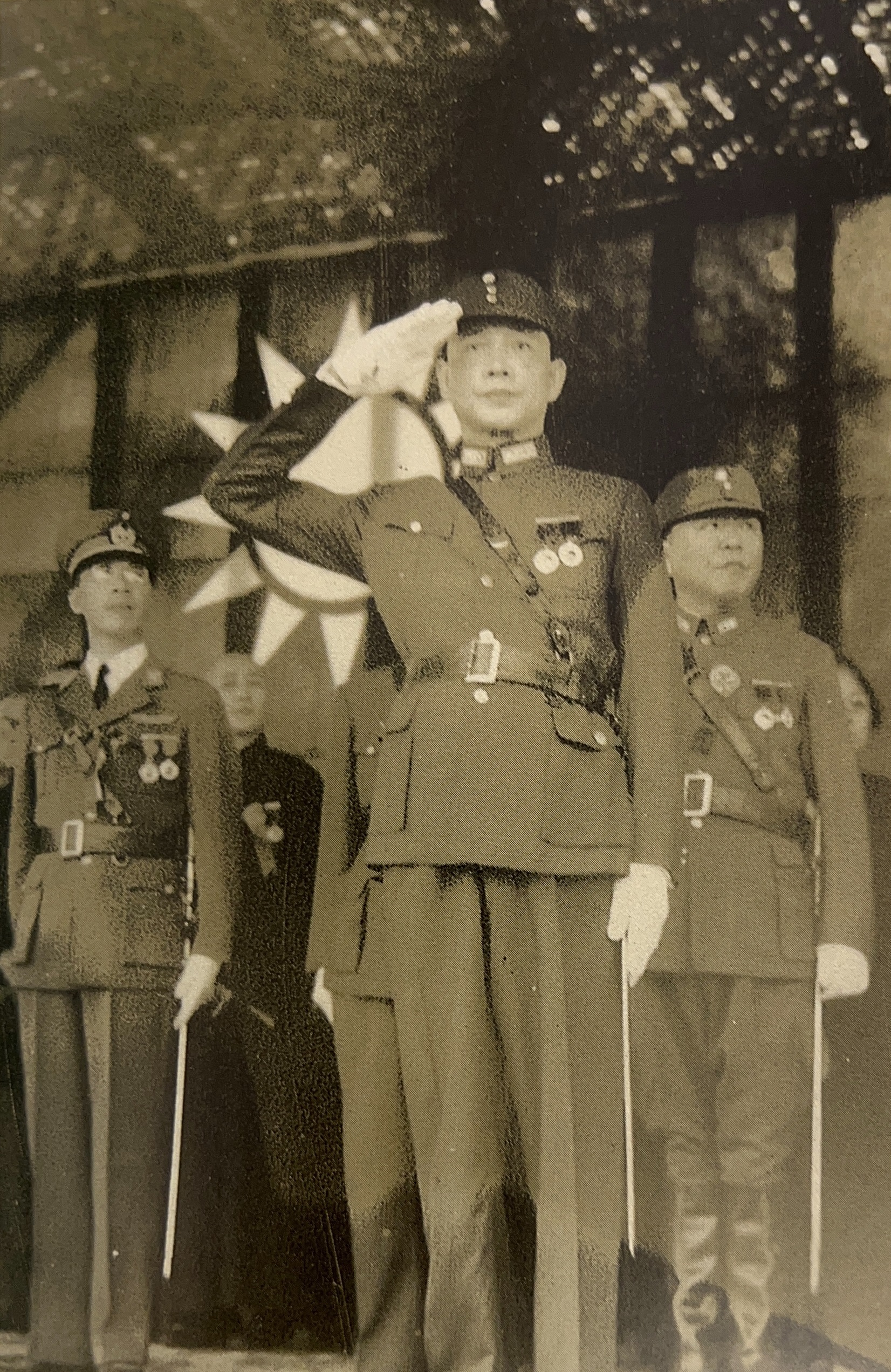
空軍将官（左奥）
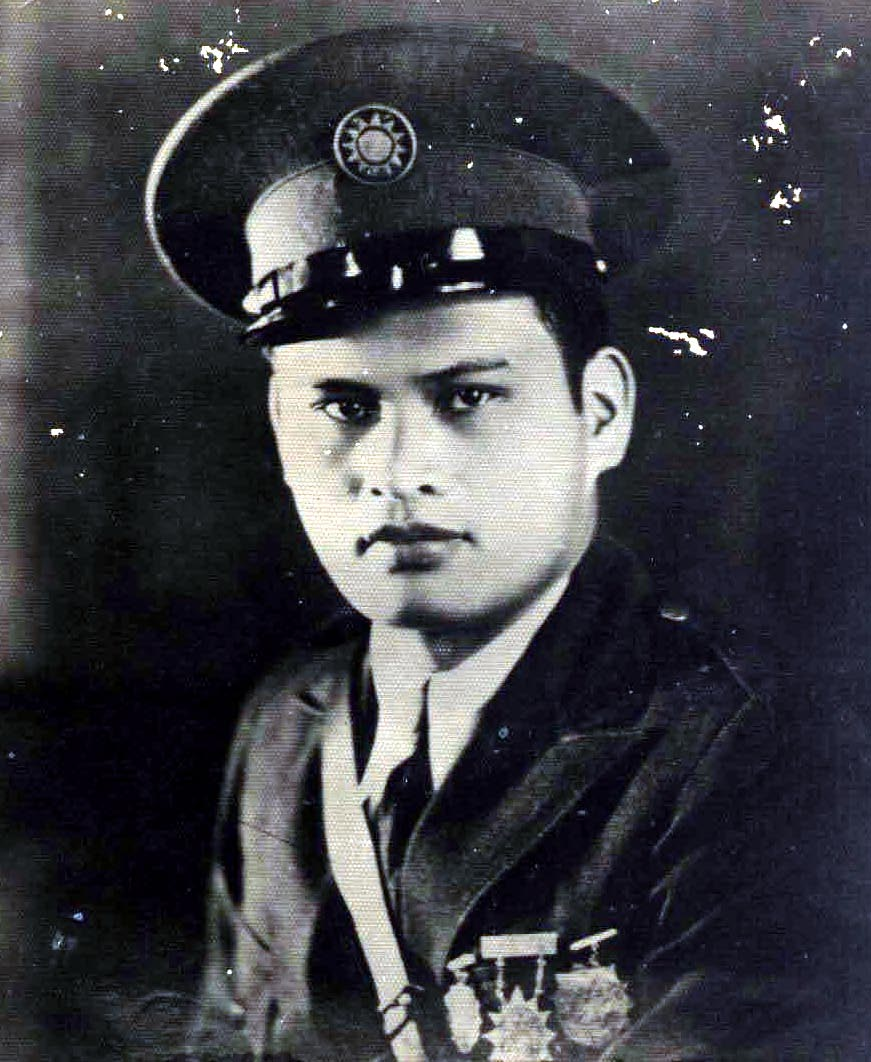
南京国民政府の空軍将校。黄逸光（英語版）
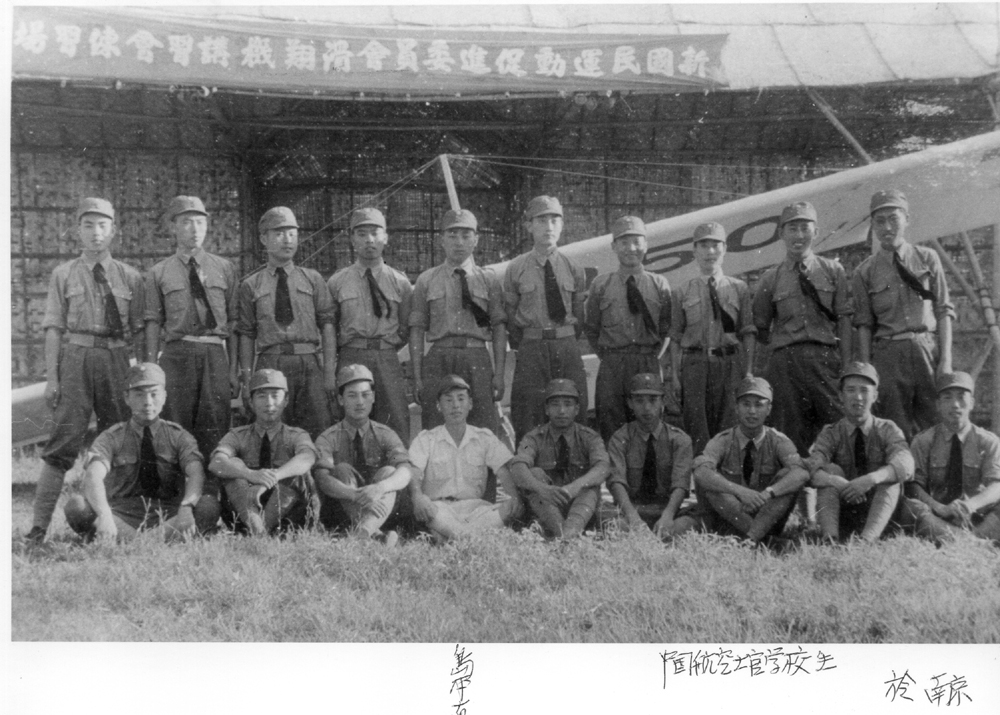
航空士官学校生

## 根拠法令
- 陸軍服制条例
- 海軍服制条例
- 空軍服制条例